# Cathédrale Notre-Dame d'Amiens
Pour les articles homonymes, voir Cathédrale Notre-Dame.

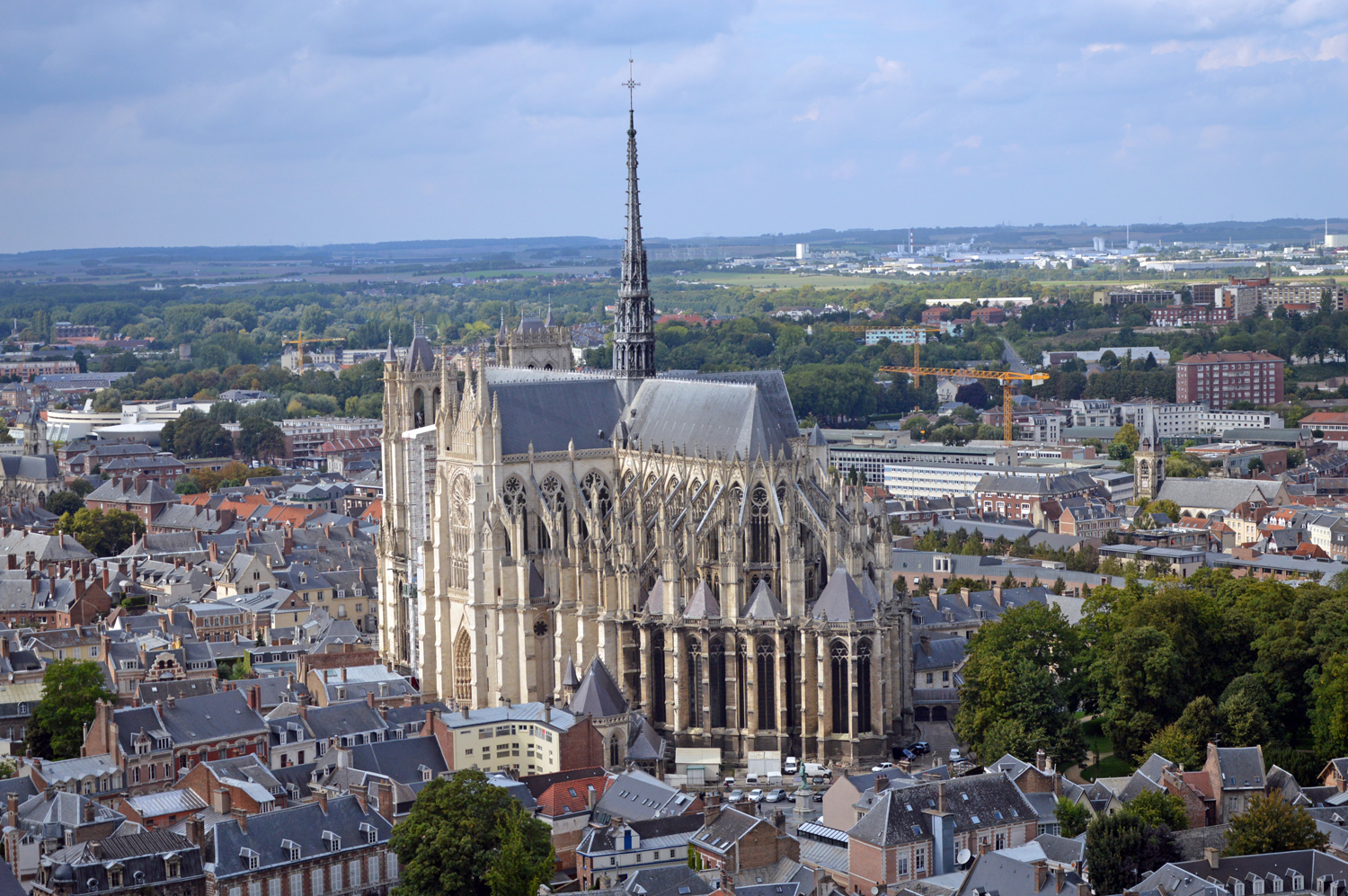
Façade sud et arrière vue depuis la tour Perret.

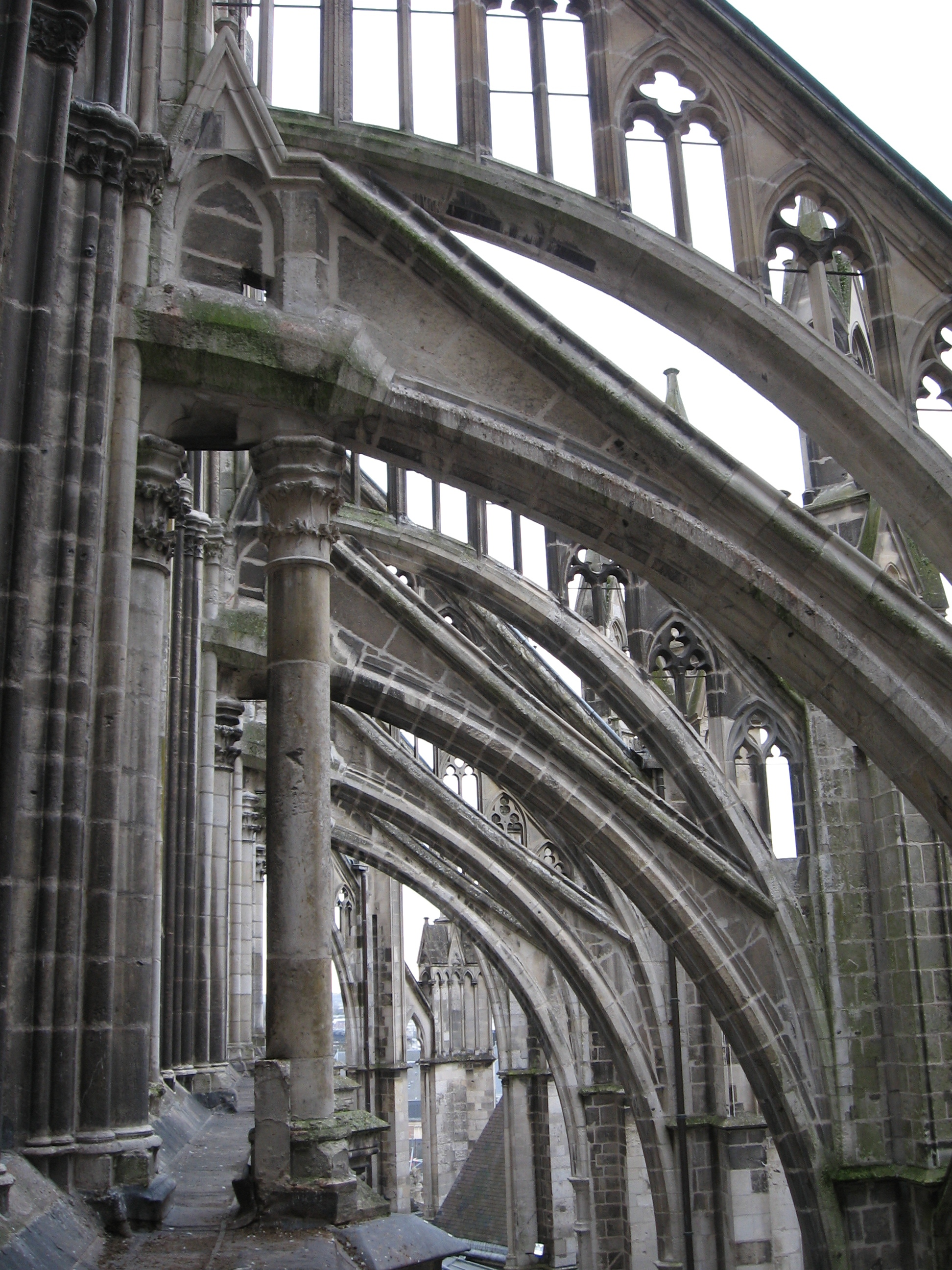
Arcs-boutants.

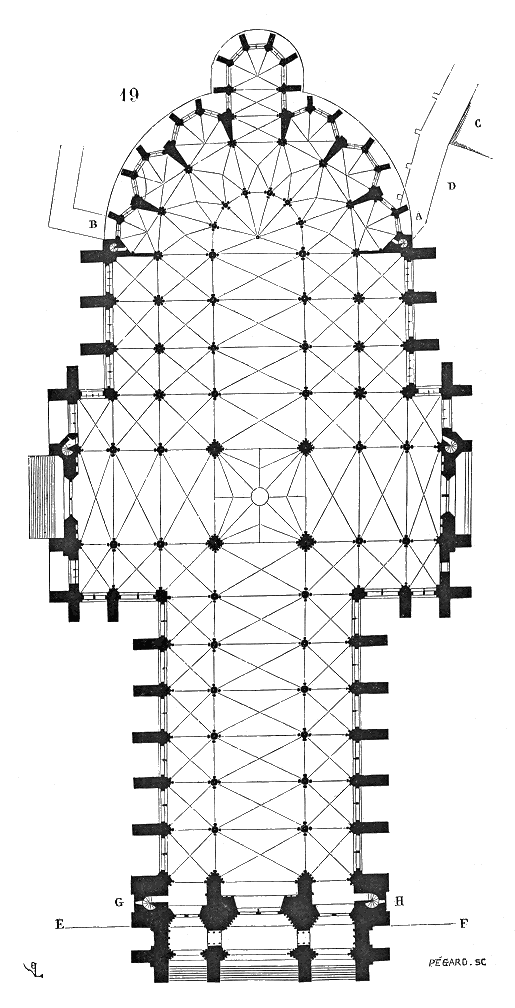
Plan initial de la cathédrale d'Amiens réalisé par Eugène Viollet-le-Duc. La cathédrale a peu changé depuis lors. On doit y ajouter les 11 chapelles latérales de la nef construites rigoureusement dans l'axe des deux collatéraux extérieurs du chœur.

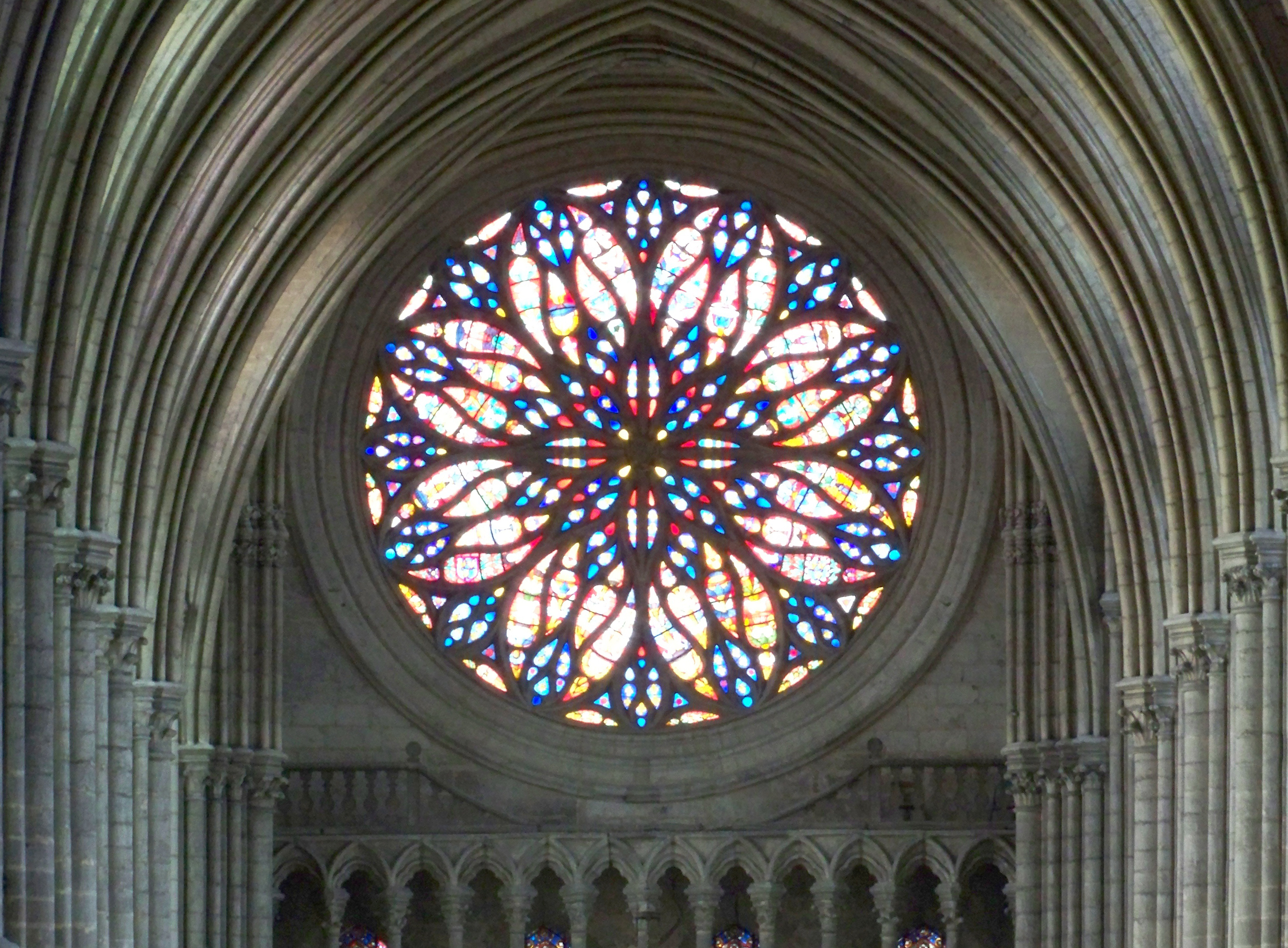
Vue de la rosace ouest ou rosace de la mer, depuis le triforium du chœur. De style flamboyant, elle date du début du XVIe siècle.

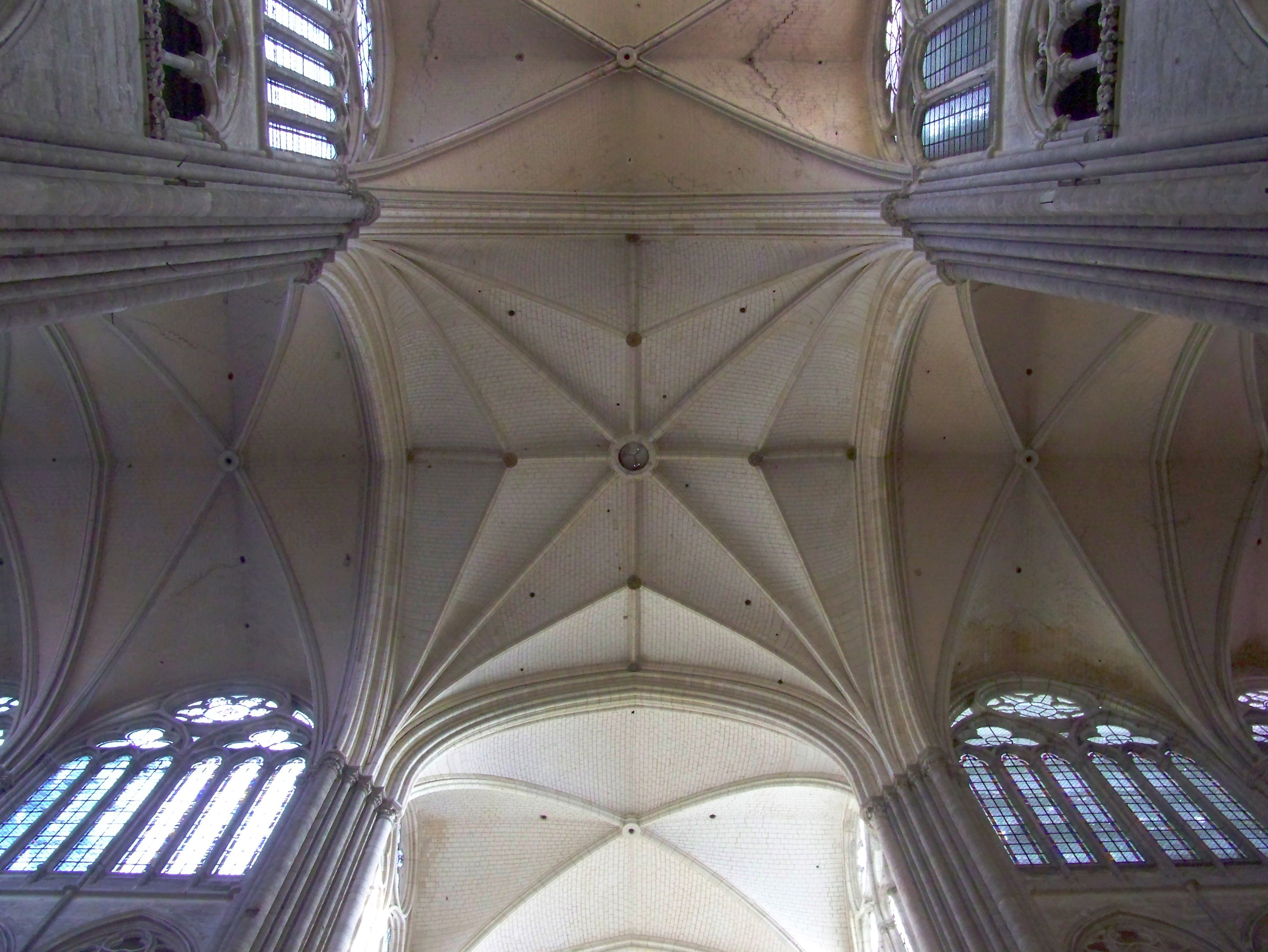
Voûtes de la croisée du transept. La nef est au-dessus de la vue, et le chœur au-dessous.

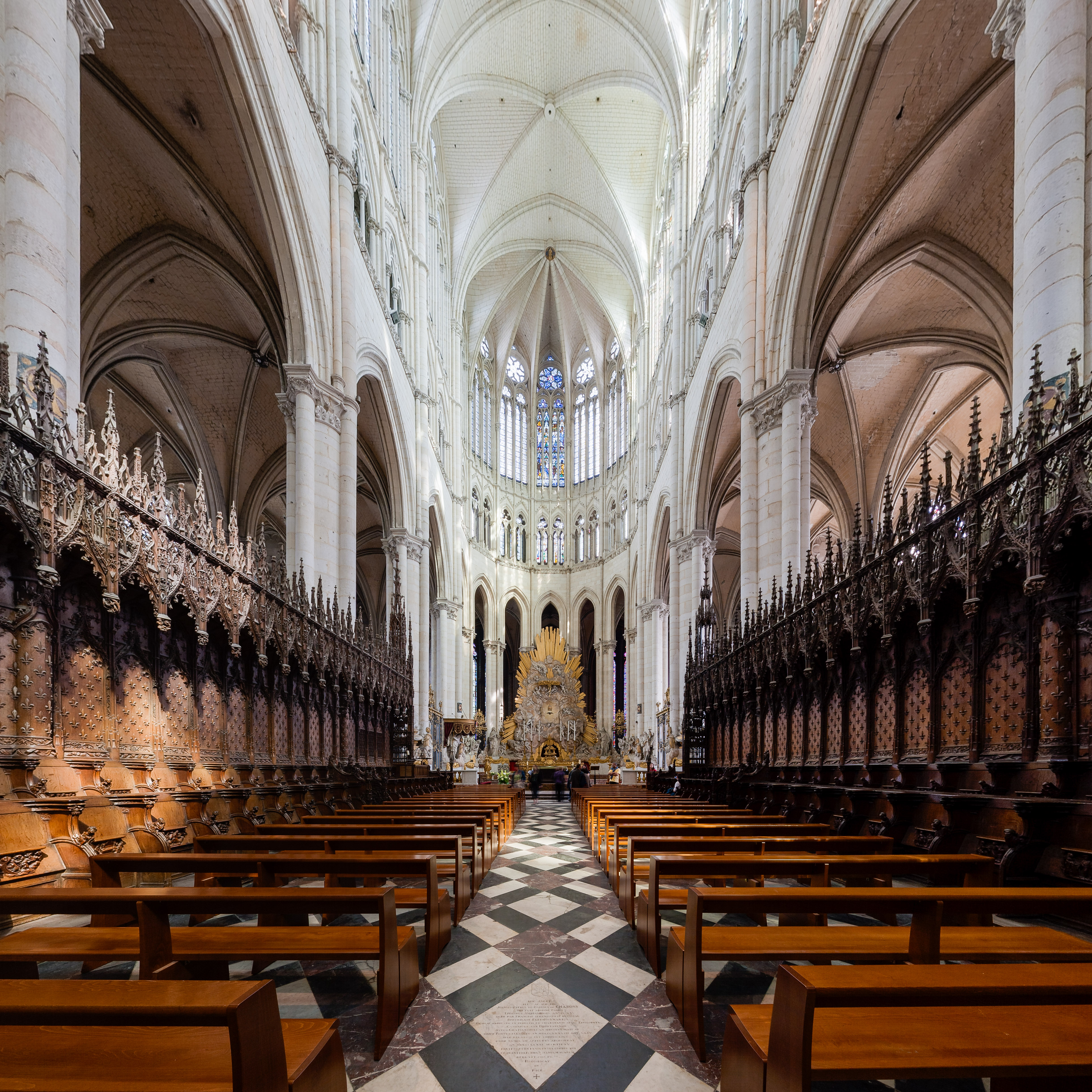
Les stalles.

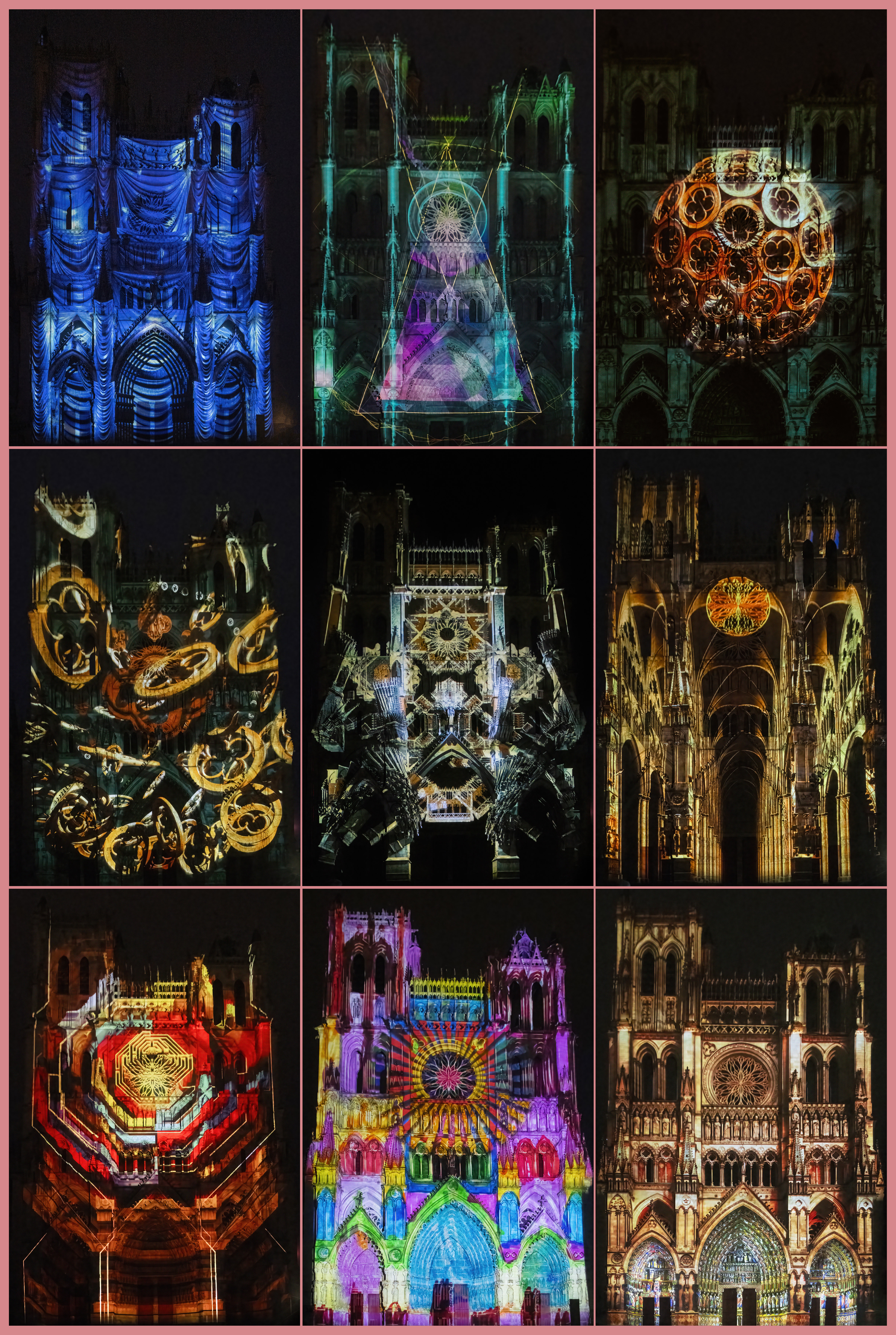
Mapping monumental sur la Cathédrale d'Amiens · Spectacle “Chroma”

La cathédrale Notre-Dame d'Amiens est un édifice catholique situé à Amiens, dans le département de la Somme, en région Hauts-de-France. Dédiée à la Vierge Marie, elle est la cathédrale du diocèse d'Amiens.
Sa construction a commencé au XIIIe siècle ; elle est contemporaine de celle des cathédrales de Reims, de Bourges ou de Beauvais.
C'est la plus vaste cathédrale de France par ses volumes intérieurs, et seule la cathédrale Saint-Pierre de Beauvais la dépasse en hauteur (du chœur sous voûte).
Elle est considérée comme l'archétype du style gothique classique pour la nef et du gothique rayonnant pour le chœur. Le style gothique flamboyant est présent dans les rosaces de la façade occidentale et du transept, les parties hautes de la tour nord, le Beau Pilier, les stalles et la statuaire de la clôture du chœur.
La cathédrale a perdu la plupart de ses vitraux d'origine, mais elle reste réputée pour ses sculptures gothiques du XIIIe siècle ornant sa façade occidentale et le portail de la Vierge dorée sur la façade sud du transept, ainsi que les stalles, chef-d'œuvre d'ébénisterie, et son décor intérieur (nombreux monuments funéraires et autels baroques). Son unité architecturale est manifeste, excepté les parties hautes des deux tours. L'élévation de la nef du chœur et du transept traduit l'ingéniosité et la hardiesse des constructeurs.
Classée monument historique en France depuis 1862, elle est inscrite depuis 1981 au patrimoine mondial de l'UNESCO. Elle fait partie des 71 monuments français inscrits au patrimoine mondial au titre des chemins de Compostelle, en 1998. L'édifice est également inscrit à l'Inventaire général du patrimoine culturel.
C'est enfin le lieu de culte principal de la paroisse Saint-Jean-Baptiste d'Amiens-centre, qui comprend aussi les églises Saint-Roch, Saint-Jacques, du Sacré-Cœur, Saint-Leu, et a été confiée à la communauté Saint-Martin en 2018 par Olivier Leborgne, évêque d'Amiens,.

## Préambule: les premiers édifices cultuels

### Naissance de la communauté chrétienne d'Amiens
La cathédrale actuelle occupe un emplacement où plusieurs sanctuaires se sont succédé et dont l'historien sait peu de chose, faute de textes et de fouilles archéologiques. Le premier édifice cultuel daterait probablement du IVe siècle, à l'époque gallo-romaine, après la promulgation de l'édit de Milan par l'empereur Constantin, en 313, qui accordait la liberté de culte à toutes les religions de l'Empire romain. La présence d'une communauté chrétienne à Amiens est certaine, dans la première moitié du IVe siècle, avec à sa tête un évêque, Euloge d'Amiens, dont l'existence est historiquement avérée, en 346. La tradition catholique fait cependant remonter la christianisation d'Amiens à la venue, à la fin du IIIe siècle, de Firmin qui aurait subi le martyre à la fin du IIIe ou au tout début du IVe siècle. Il est considéré par les catholiques comme le premier évêque d'Amiens.

### Le groupe cathédral primitif
Selon un schéma traditionnel, le groupe cathédral bâti à l'intérieur des remparts de la cité et correspondant à l'emplacement de l'actuel monument gothique se composait de deux édifices cultuels : le premier, dédié à saint Pierre et à saint Paul, par la suite à saint Firmin le Confesseur ; le second consacré à Notre-Dame et à saint Firmin le Martyr.
Au cours des huit siècles suivants, plusieurs édifices cultuels furent édifiés, mais des incendies les réduisirent en cendres. Tel est le cas en 850, lors d'une invasion viking, puis en 1019 et en 1107.

### La cathédrale romane
À la suite d'un incendie qui détruisit une grande partie de la ville, une nouvelle église de style roman fut édifiée entre 1137 et 1152, année de sa consécration, mais nous ne possédons aucun document permettant de déterminer ce qu'elle était.
L'église, qui conservait déjà les ossements des principaux saints locaux (Gentien, Fuscien, Victoric), vit son prestige s'accroître de façon spectaculaire avec l'arrivée, en 1206, du chef de saint Jean Baptiste.
L'invention de reliques intervenait, au Moyen Âge, à des moments cruciaux pour les cathédrales, leur permettant notamment de « sortir de difficultés financières, de réaffirmer le pouvoir d'un évêque ». Le corps supposé de Jean-Baptiste fut démembré et ses différentes reliques furent dupliquées, notamment son crâne dont on trouve plusieurs exemplaires.
En 1204, lors du sac de Constantinople par les croisés, au cours de la quatrième croisade, le chanoine picard Wallon de Sarton, chanoine de la collégiale Saint-Martin de Picquigny, s'empara du chef de saint Jean-Baptiste et ramena cette relique insigne en Picardie. La relique fut solennellement reçue, à Amiens, par l'évêque Richard de Gerberoy, le 17 décembre 1206, lors de la cérémonie de la receptio.
Très rapidement, la relique devint l'objet d'un pèlerinage, un des plus importants du Nord de la France durant tout le Moyen Âge, si bien que cet objet sacré devint une des principales sources de revenus de la cathédrale. De nombreux princes français et étrangers vinrent l'honorer. Mais la tête du saint attirait surtout les personnes atteintes de surdité, de mutisme, de cécité et avant tout les gens atteints du « mal saint-Jean », c'est-à-dire d'épilepsie. Rapidement, cet afflux rendit la cathédrale romane trop petite.
En 1218, la foudre serait tombée sur la flèche de l'ancienne cathédrale, ce qui aurait mis le feu aux charpentes. Le toit se serait embrasé avec rapidité et bientôt, ce serait l'édifice tout entier qui se serait écroulé dans les flammes. Il semble cependant peu vraisemblable que ce fut là l'origine du projet de reconstruction de la cathédrale : deux ans pour concevoir et préparer un chantier aussi important semble bien peu. Il est plus probable que le projet de reconstruction ait été conçu avant l'incendie de 1218.

## Histoire de l'édification de la cathédrale actuelle

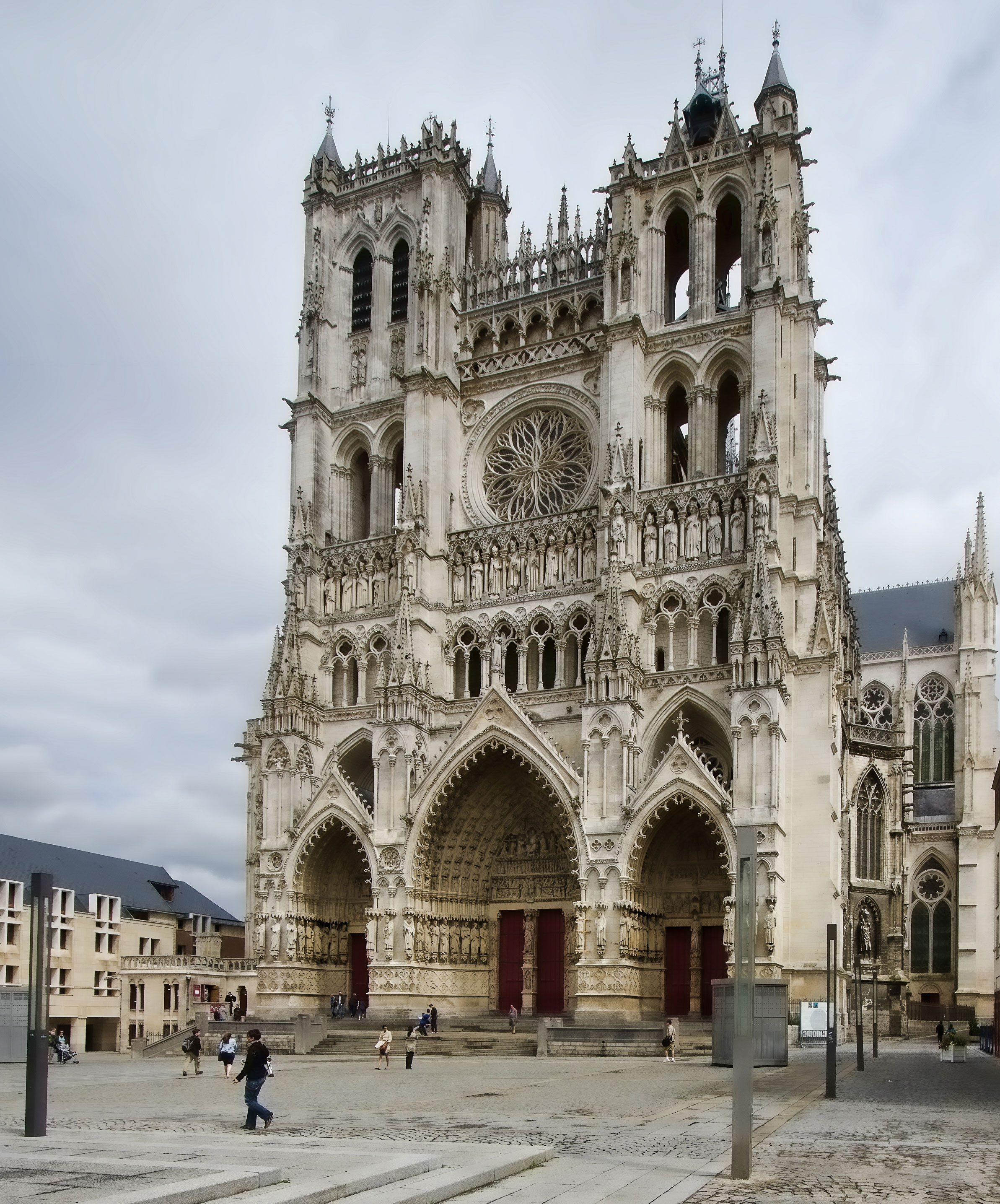
Façade occidentale de cathédrale d'Amiens et la place Notre-Dame.

Jusqu'à la Révolution française, la cathédrale ne pouvait être détachée de son quartier canonial, de son cloître et de sa salle capitulaire, du palais épiscopal dont seuls les deux derniers bâtiments subsistent.

### Une construction rapide de la nef (1220-1236)
En ce début du XIIIe siècle, période du règne de Philippe-Auguste, Amiens connaît une période de prospérité. De généreux donateurs alimentent les ressources de l'évêché, lesquelles ne manquent donc pas pour financer le gigantesque chantier qui s'annonce dans le but d'accueillir les pèlerins venus de toute l'Europe. La création de richesse liée au commerce de la draperie et de la guède (waide, en picard) explique que dans la cathédrale, la chapelle axiale de la Vierge soit dédiée à l'origine à « Notre-Dame drapière ».
Face à ce grand défi, l'architecte Robert de Luzarches est choisi comme concepteur du projet de construction. Il prévoit que cette nouvelle cathédrale soit un véritable livre de pierre qui favoriserait l'enseignement de la religion auprès du peuple chrétien. On parlera plus tard de la Bible d'Amiens.
La construction de cette cathédrale gothique n'est pas beaucoup documentée. Les textes sont rares et d'une interprétation délicate. Un incendie détruit, en 1258, les comptes de fabrique, le déroulement du chantier avant le XVe siècle est ainsi mal connu. Toutefois, les travaux de construction débutent par les fondations en 1220. La pose de la première pierre par l'évêque Évrard de Fouilloy a lieu la même année comme l'attestent les inscriptions dans le labyrinthe et au-dessus du portail sud du transept, portail dit de la Vierge dorée.
Ensuite, contrairement à la règle courante, les travaux se prolongent par la nef,, la cathédrale ayant continué à utiliser provisoirement le chœur de l'ancienne église romane. Les personnalités responsables de la conduite des travaux se succèdent entre 1222 et 1230, date à laquelle la nef est achevée, elle est alors livrée au culte.

### Ralentissement des travaux, recherche de fonds et achèvement du gros œuvre (1236-1269)
Le nouvel évêque Arnoul de la Pierre est à l'origine de la deuxième tranche de travaux de 1236 à 1247 avec l'édification du chœur, du chevet et des chapelles rayonnantes. Mais dès 1240, les travaux ralentissent, le budget étant épuisé. On peut cependant terminer le déambulatoire, où Arnoul sera inhumé en 1247.
Le nouvel évêque, Gérard de Conchy qui est l'un des évêques bâtisseurs entre 1247 et 1257, doit faire face à une diminution des ressources financières occasionnée par les prélèvements faits dans tout le bailliage d'Amiens pour financer la Septième croisade dirigée par le roi saint Louis et à laquelle il participera. Il organise dans le diocèse des quêtes lors de présentations des reliques de saint Honoré à la population afin poursuivre la construction du sanctuaire.
En 1258, un incendie ravage les chapelles absidiales. Les travaux reprennent à partir de 1260 jusque 1269, année où le chœur est achevé, comme en attesta la pose des vitraux des fenêtres, la date de cet événement étant indiquée sur une des verrières au-dessus du maître-autel : « Bernardus Episc, me dedit - MCCLXIX » (en français : Bernard d'Abbeville, évêque, me donna en 1269). Le gros œuvre de la cathédrale gothique est dès lors achevé, voûtement inclus, en 1269.

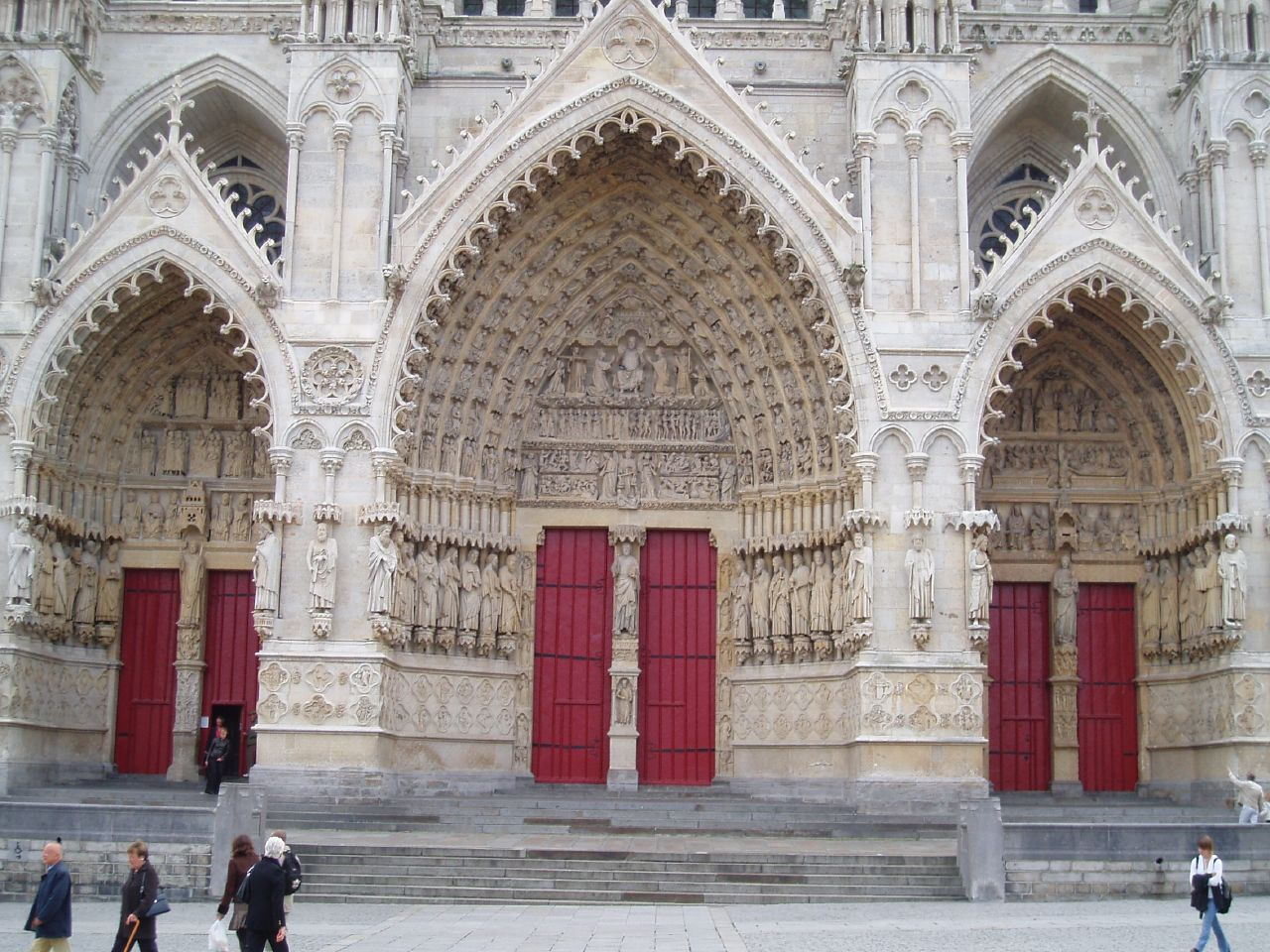
Les trois portails de la grande façade occidentale furent très rapidement édifiés. Ils datent des années 1220-1230 (premier tiers du XIIIe siècle).
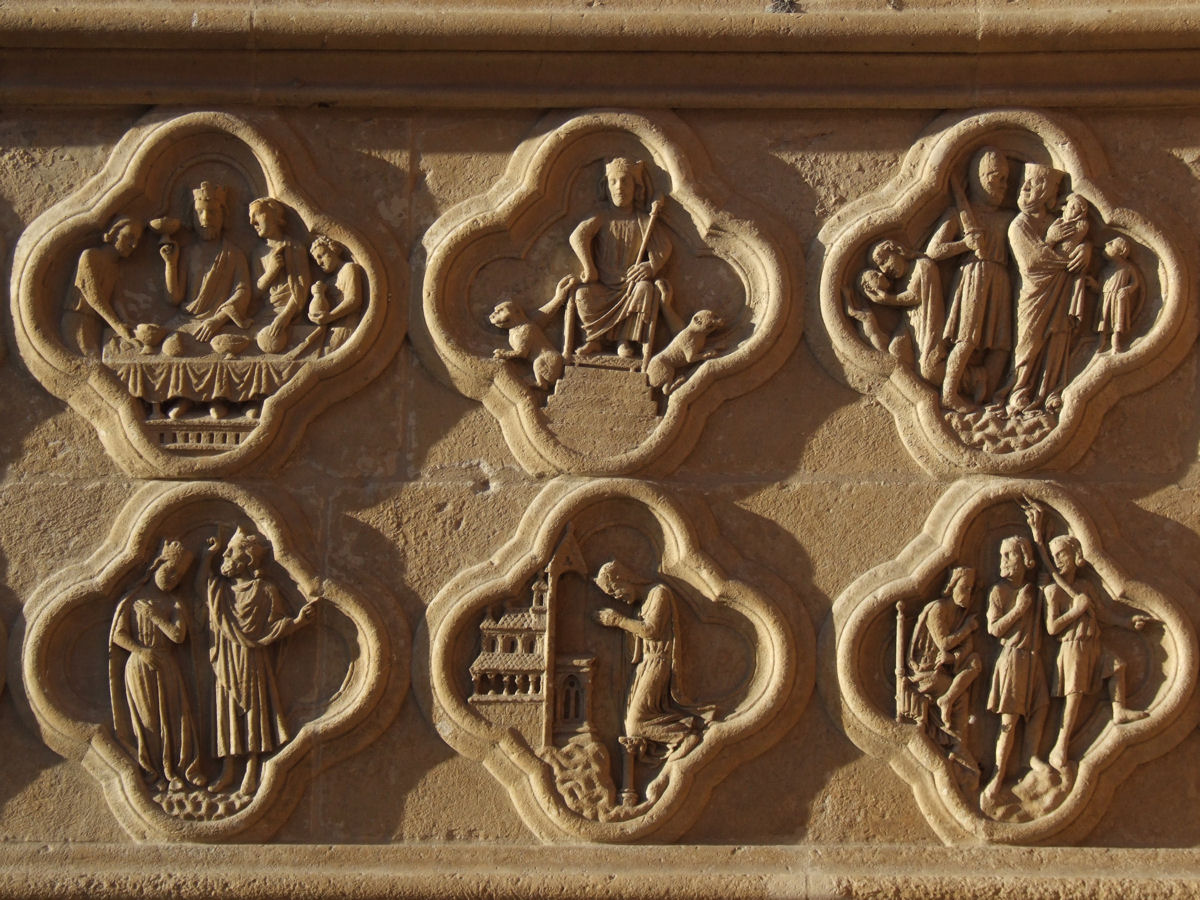
Ces bas-reliefs du soubassement du portail de droite (de la Mère-Dieu) de la façade occidentale se trouvent sous les statues des rois Salomon et Hérode et datent du début du XIIIe siècle[26].
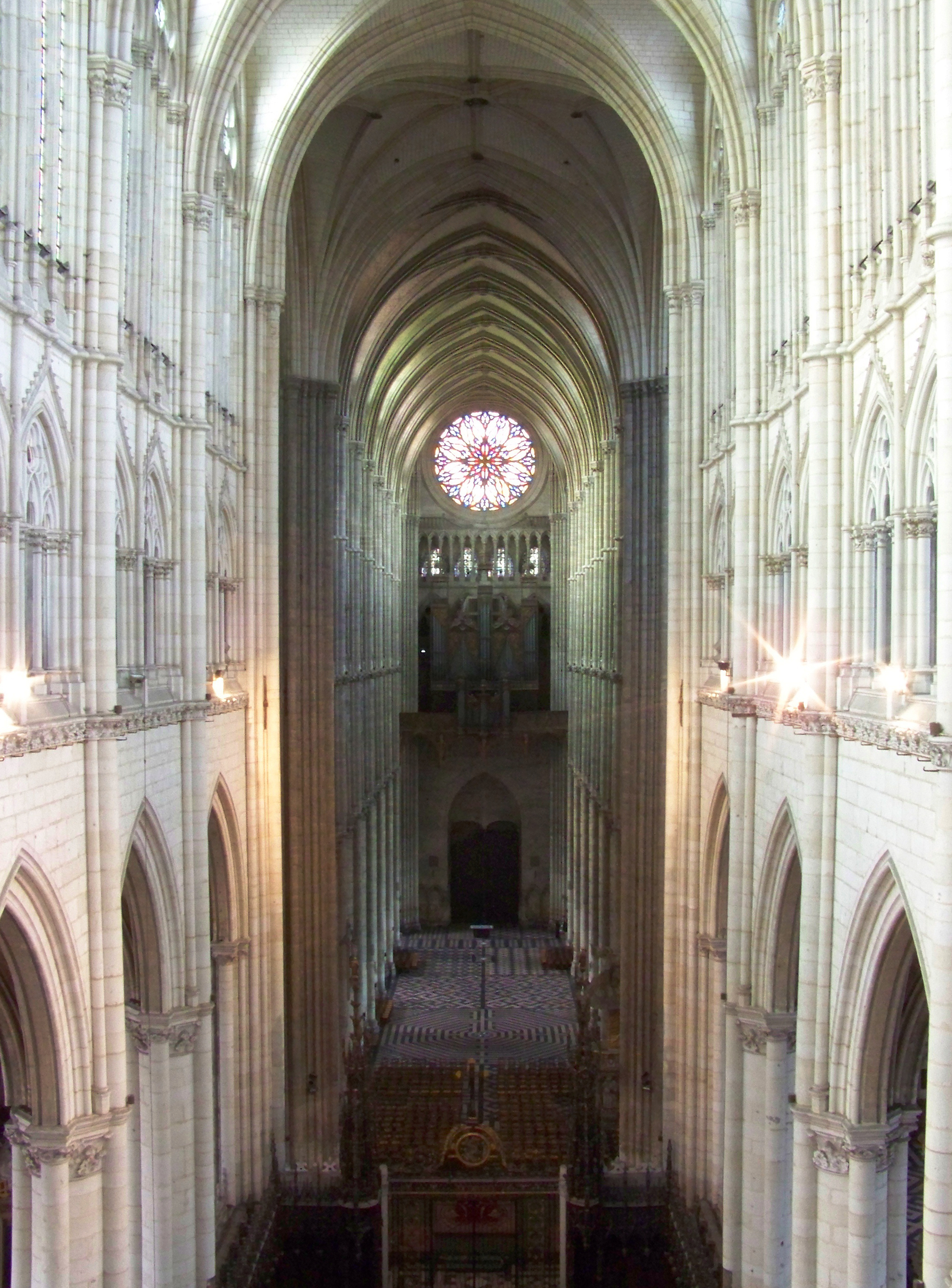
La partie la plus ancienne de l'édifice, la nef, haute de 42,3 mètres, vue depuis le triforium du chœur. Au fond, la rosace flamboyante surmontant la tribune des grandes orgues.

### Édification de la flèche et de la charpente (1269-1288)
Dans les années 1280, les verrières des parties hautes du transept et de la nef sont garnies de vitraux, sous l'épiscopat de Guillaume de Mâcon, qui fait également élever une flèche à la croisée du transept. Des modifications au niveau du chœur et du chevet sont réalisées et une charpente légère est en voie d'achèvement, son concepteur ayant peut-être tiré leçon du tout récent désastre de la cathédrale de Beauvais. Ces travaux se terminent en 1288.
Cette année-là, le labyrinthe est créé, toujours sous la direction de Renaud de Cormont comme l'indique l'inscription de la pierre centrale. L'édifice est donc pratiquement achevé, en 1288, excepté le sommet des tours de la façade occidentale. Cette construction rapide donne à Notre-Dame d'Amiens une grande unité architecturale ce qui est assez rare dans les cathédrales médiévales.

### Édification des chapelles latérales et des tours auxXIIIeetXIVesiècles
De 1290 à 1375, on construit les chapelles latérales de la nef, non prévues au départ. Elles sont au nombre de onze, six sur le collatéral nord et cinq sur le collatéral sud, les plus anciennes à l'est, les dernières à l'ouest. La tour sud de la cathédrale est achevée en 1372.
La tour nord pose quelques problèmes. En effet, en 1375, on dut construire un pilier de contre-butée à la tour nord, rendue nécessaire à cause de la déclivité du terrain, si bien que le couronnement de cette tour ne fut achevé qu'en 1402.

### Consolidation et embellissement de la cathédrale auxXVeetXVIesiècles
En 1470, le duc de Bourgogne Charles le Téméraire, désireux de s'emparer d'Amiens, installe son campement à Saint-Acheul. D'après Olivier de La Marche, il est tellement ébloui par la grandeur de l'édifice qu'il interdit expressément à son artillerie de tirer sur le monument.
Construites sur des terrains remblayés, certaines parties de la cathédrale se sont lentement tassées et doivent subir d'importants travaux de consolidation,,. À la suite de ces travaux, la cathédrale est non seulement préservée des risques d'effondrement du bâti, mais aussi rendue bien plus robuste pour les siècles à venir,.
De 1508 à 1519 sont créées 120 magnifiques stalles dans le chœur, il en reste 110 à ce jour.
En 1528, la flèche de la cathédrale ayant été détruite par la foudre, on procède à l'édification d'une nouvelle, celle que nous connaissons aujourd'hui. Sa structure en charpente est recouverte de feuilles de plomb dorées et agrafées entre elles, de même que les statues du clocher et son sommet est à 112,70 mètres du sol. La flèche fit par la suite l'objet de nombreuses réparations.
La rosace occidentale, dont le sommet est situé à 42 mètres, est refaite au XVIe siècle dans le style gothique flamboyant, cela sur ordre du maire de la ville.

### La confrérie Notre-Dame du Puy et les puys d'Amiens
La confrérie Notre-Dame du Puy est un puy, société littéraire pieuse telle qu'on en trouvait à la fin du Moyen Âge aux Pays-Bas, en Belgique, en Picardie et en Normandie. Les œuvres picturales qu'elle produit sont destinées à embellir le sanctuaire et ont progressivement acquis elles-mêmes le nom de Puys.
Au fil du temps, l'exécution de ces Puys va évoluer progressivement. L'évolution des commandes en vue de donation suit la notoriété de la confrérie, et donc sa destinée, mais témoigne aussi de la modification des goûts et des modes artistiques en France entre la fin du Moyen Âge et la fin du règne du Roi Soleil.

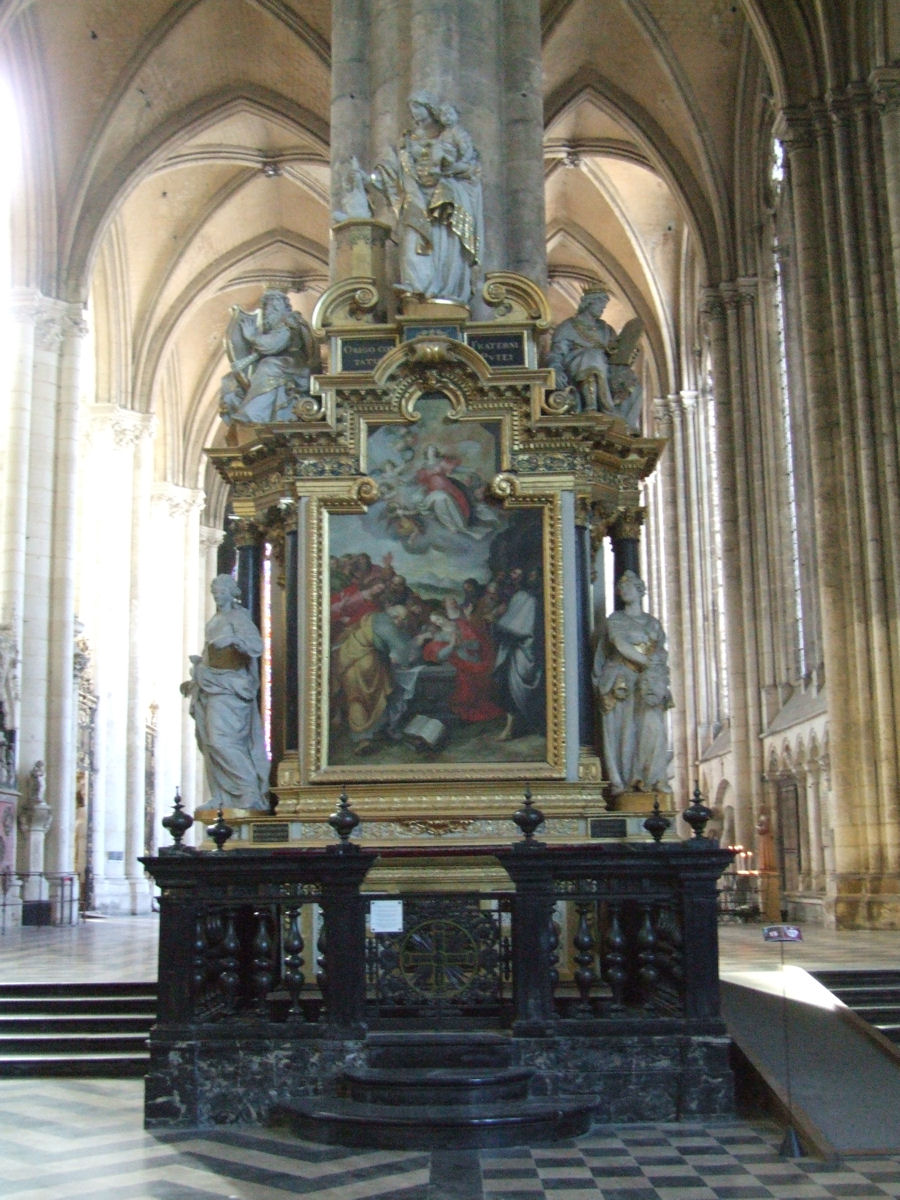
Chapelle de Notre-Dame du Puy située au croisement du double déambulatoire sud du chœur et du bras sud du transept. La statue de gauche, sainte Geneviève, fut transformée en déesse Raison durant la Révolution.

Malgré toutes ces mutations concernant la forme et le type des œuvres offertes, un élément resta cependant presque immuable au fil des siècles : le thème de la Vierge, patronne de la Confrérie. Celle-ci est en effet présente dans les premiers tableaux connus (1438) et on la retrouve jusqu'en 1678 avec le dernier Puy conservé dans la cathédrale Notre-Dame d'Amiens.

### Renouvellement de la décoration et du mobilier auXVIIIesiècle
Le concile de Trente a impulsé une nouvelle liturgie et un réaménagement des sanctuaires mais à Amiens, par conservatisme, le clergé reste longtemps fidèle aux pratiques du passé. Ce n'est qu'au XVIIIe siècle, à la suite d'un incendie qui a détruit une partie du sanctuaire, qu'on procède à une refonte importante de la décoration du chœur. Après que le chapitre cathédral a refusé successivement quatre projets, l'évêque Louis-François-Gabriel d'Orléans de La Motte, qui finançait les travaux, tranche pour un aménagement qui s'inspirait peu ou prou des projets antérieurs.
Ainsi le jubé, détruit en 1755, est remplacé par une superbe grille « rocaille », œuvre de Jean Veyren d'après les plans de Michel-Ange Slodtz. Ce chef-d'œuvre est terminé en 1768. La clôture du chœur du début du XVe siècle est en même temps détruite en partie et remplacée par des grilles afin de rendre le sanctuaire visible au public. Le nouveau maître-autel en bois doré est surmonté d'une gloire conçue par Pierre-Joseph Christophle et réalisée par Jean-Baptiste Dupuis, des statues et une cathèdre baroque complètent la décoration. La présentation des reliques est réaménagée. Le pavage est refait. En 1770, les travaux sont terminés. Les chapelles latérales de la nef reçoivent un décor lambrissé orné de sculptures de Jacques-Firmin Vimeux ou de François Cressent, des autels œuvres de Jean-Baptiste Carpentier ou Jean-Baptiste Dupuis.
Mais toutes ces innovations ont épuisé le trésor et, de ce fait, l'entretien de l'édifice est gravement négligé. Des réparations devraient être faites au niveau des arcs-boutants du chœur, mais, faute d'argent, on laisse les choses s'aggraver. De même, les vitraux qui se dégradent dès le Moyen Âge ne sont pas entretenus.

### La cathédrale pendant la période révolutionnaire, des dégradations mineures
La Constitution civile du clergé adoptée par l'Assemblée nationale constituante, le 12 juillet 1790 réforme en profondeur l'organisation de l'Église catholique en France : le clergé régulier et les offices ecclésiastiques sont supprimés, évêques et curés doivent être élus par les électeurs du département et des districts. La politique de déchristianisation menée en 1793-1794 présente quelques conséquences pour la cathédrale d'Amiens.
En décembre 1793, des volontaires lillois entrent dans la cathédrale et mutilent à coups de sabre les sculptures de la clôture du chœur. Elles sont restaurées au XIXe siècle par les frères Duthoit. Les fleurs de lys des dosserets des stalles sont bûchées, et rétablies en 1814-1815, elles sont de nouveau supprimées en 1831 puis refaites en 1948-1949 par Léon Lamotte, qui sculpta près de 2 000 fleurs de lys. La statue de saint Louis de la chapelle du Pilier vert est détruite, des croix sont également supprimées, mais l'essentiel du décor sculpté est préservé.
En 1793, la cathédrale est transformée en temple de la Raison et de la Vérité puis, en 1794, en temple de l'Être suprême. Le culte catholique y est rétabli en 1795. On peut voir aujourd'hui la statue de sainte Geneviève transformée en déesse raison, sur l'autel de la chapelle du Puy Notre-Dame, à gauche dans le croisillon sud du transept.
Pendant cette période troublée, l'architecte Jean Rousseau et le couvreur Bruno Vasseur œuvrent pour que des travaux urgents soient effectués à la cathédrale.

### Restauration de la cathédrale auXIXesiècle
Au sortir de la Révolution, l'église nécessite des travaux de restauration qui sont menées par l'architecte Étienne-Hippolyte Godde puis à partir de 1821 par François-Auguste Cheussey. Ce dernier confie la restauration de la statuaire mutilée à trois sculpteurs, Théophile Caudron et les frères Aimé et Louis Duthoit, mais il démissionne en 1848, lassé des critiques d'érudits amiénois qui lui reprochent de privilégier le style au détriment de l'iconographie.
Il est remplacé en 1849 par Eugène Viollet-le-Duc qui veut rendre sa grandeur première à l'édifice et restituer l'atmosphère du Moyen Âge qui devait se dégager à l'origine selon lui. Le 24 septembre 1849, l'architecte présente au ministre de l'Instruction publique et des Cultes un rapport alarmant sur l'état de la cathédrale, peu ou pas entretenue au cours du XVIIIe et du début du XIXe siècle. Viollet-le-Duc procède à une restauration parfois controversée de l'édifice de 1849 à 1874. Il y incorpore en effet des éléments que le monument légué par le Moyen Âge n'a jamais possédés. Il refait ainsi, au sommet de la grande façade occidentale, la galerie des sonneurs et des musiciens, reliant les deux tours au-dessus de la rosace. En 1862, la cathédrale d'Amiens est classée monument historique.

### La cathédrale du début duXXesièclesous le feu ennemi pendant la Grande Guerre

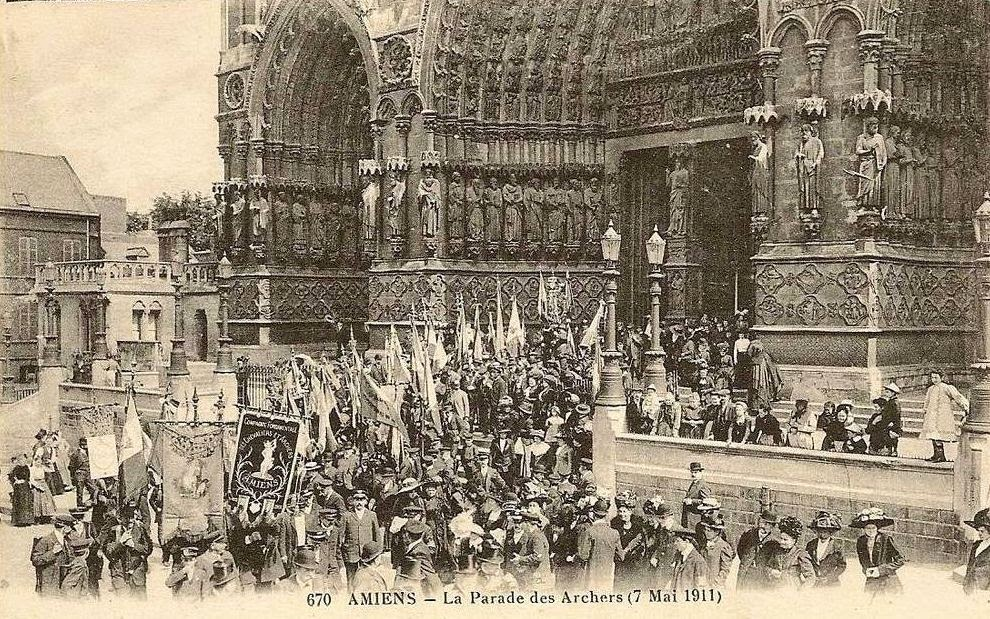
Bouquet provincial de 1911 organisé par la Compagnie d'arc d'Amiens.

Le 7 mai 1911, la Compagnie d'arc d'Amiens organise le bouquet provincial à Amiens. Le défilé se déroule notamment sur le parvis de la cathédrale Notre-Dame d'Amiens.
En 1915, lors d'un épisode d'intenses bombardements, les trois portails de la façade principale ainsi que le portail de la Vierge dorée sont recouverts d'un coffrage composé de sacs de terre, pour protéger autant que faire se peut leur décor sculpté.
En juillet 1918, lors de la dernière offensive allemande à l'ouest, la cathédrale tombe sous le feu des troupes impériales allemandes, malgré l'intervention du pape auprès de l'empereur Guillaume II. Le 4 avril, un obus traverse la toiture du chœur, sans grands dégâts. Le 25 du même mois, trois obus atteignent l'édifice. Un contrefort est alors détruit, la voûte du bas-côté sud du chœur est percée ainsi que le dallage. Un troisième obus détruit la première travée du triforium sud et éventre la soufflerie de l'orgue. Quelques jours après, la voûte de la chapelle de l'Annonciation est percée par un obus, le premier arc-boutant au sud de l'abside est détruit par un autre et un troisième touche l'extérieur de la cathédrale près de la sacristie. L'orgue de tribune est démonté par les pompiers de Paris, ainsi que les vitraux qui sont envoyés à Paris pour y être restaurés avant leur remontage. Ils sont détruits en grande partie par un incendie accidentel du local parisien où ils étaient entreposés.

### Une cathédrale épargnée en 1940-1944
En mai 1940, lors des bombardements allemands qui détruisent une grande partie du centre-ville, une grande partie des immeubles entourant la cathédrale sont détruits mais la cathédrale n'est pas touchée. Les bombardements alliés de 1944 épargnent eux aussi l'édifice. Une fois encore des sacs de sable protègent les portails et les stalles.

### Restauration de la cathédrale (fin duXXe–XXIesiècle)
Une restauration complète est entreprise de 1973 à 1980 sous la direction des architectes en chef des monuments historiques André Sallez puis d'Alain Gigot (chapelles rayonnantes, charpente, mobilier, remise en plomb de la flèche, remplacement du paratonnerre, dorure du coq symbolique reposé le 26 juin 1974).
En 1981, la cathédrale d'Amiens est inscrite sur la liste du Patrimoine mondial par l'Organisation des Nations unies pour l'éducation, la science et la culture (UNESCO). En 1998, elle est inscrite une seconde fois au titre des Chemins de Compostelle en France.
Depuis 1994, des travaux de restauration sur la cathédrale, travaux utilisant la désincrustation photonique sont, par convention, financés par Amiens Métropole, le département de la Somme, la région Picardie et l'État. Ces travaux ont permis de faire apparaître sous la couche de salissures des vestiges de polychromie restituée par la lumière, à l'occasion du spectacle son et lumière « Amiens, la cathédrale en couleurs » lancé en hiver 1999.
À partir de 2010, la restauration de l'ensemble des autres façades extérieures se poursuit à hauteur du bras nord du transept. Le 24 septembre 2011 est consacré le nouvel autel placé à la croisée du transept. En 2019, la restauration de la cathédrale se poursuit.

## Les grandes heures de la cathédrale d'Amiens
La cathédrale d'Amiens fut le lieu où se déroulèrent de grands événements dynastiques, juridiques, diplomatiques, culturels…
Le 14 août 1193, se déroula dans la cathédrale romane, le mariage du roi de France Philippe Auguste et d'Ingeburge de Danemark.
Le 23 janvier 1264, dans la cathédrale gothique, le roi Saint Louis rendit un arbitrage en faveur du roi d'Angleterre Henri III qui subissait une rébellion de la noblesse. Cet arbitrage est connu sous le nom de Dit d'Amiens (ou Mise d'Amiens).
En 1279, le roi de France Philippe III le Hardi et le roi d'Angleterre Édouard Ier Plantagenêt assistèrent à la translation des reliques de sainte Ulphe et de saint Firmin-le-Confesseur dans de nouvelles châsses, et renouvelèrent le traité de Paris du 28 mai 1258 par lequel le roi de France reconnaissait les possessions anglaises dans le royaume de France ; le roi d'Angleterre reconnaissait comme possessions françaises les territoires conquis ou confisqués par Philippe Auguste ; il s'engageait, en outre, à rendre l'hommage féodal au roi de France pour ses possessions françaises.
Le 6 juin 1329, le roi d'Angleterre Édouard III, dans le chœur de la cathédrale, rendit hommage à Philippe VI de Valois, roi de France pour ses possessions de Guyenne et du Ponthieu.
Le 17 juillet 1385 se déroula, dans la cathédrale, le mariage de Charles VI et d'Isabeau de Bavière.
C'est dans la cathédrale d'Amiens, le 3 novembre 1463, que Guillaume Jouvenel des Ursins, envoyé du roi Louis XI, prit solennellement possession des villes de la Somme, que le roi de France venait de racheter au duc de Bourgogne Philippe le Bon. Le 9 juin 1464, Louis XI vint lui-même à Amiens, mais l'année suivante, dut rendre les villes de la Somme au duc de Bourgogne.
Le dimanche 14 avril 1471, jour de Pâques, Louis XI assistait à la messe dans la cathédrale, après la reprise d'Amiens par ses troupes en janvier et la levée du siège par Charles le Téméraire, le 10 avril 1471. Il se recueillit devant le chef de saint Jean-Baptiste.
Charles VIII et la reine Anne de Bretagne vinrent à Amiens, le 11 juin 1493 et se rendirent à la cathédrale.
Le 25 septembre 1513, Louis XII assista, à la cathédrale d'Amiens, à la messe de la fête de saint Firmin.
En juin 1517, la reine-mère, Louise de Savoie accompagnant son fils, François Ier et la reine Claude de France, admira les tableaux de la confrérie du Puy Notre-Dame exposés dans la cathédrale et en fit faire une copie sur parchemin.
Le 8 mai 1550, le roi de France Henri II, ratifia, dans le chœur de la cathédrale, le traité d'Outreau du 24 mars 1550, par lequel la ville de Boulogne-sur-Mer était rendue par les Anglais à la France.
Le roi Henri IV vint à deux reprises dans la cathédrale d'Amiens pour assister à une cérémonie religieuse, une première fois, le 18 août 1594 après que la ville l'eût reconnu comme roi de France, une seconde fois, le 25 septembre 1597 après la reprise de la ville aux Espagnols.
Henriette de France, sœur cadette de Louis XIII, se rendant en Angleterre pour y rejoindre son époux, le roi Charles Ier, assista dans la cathédrale à une somptueuse cérémonie en son honneur, le 7 juin 1625, accompagnée de sa mère Marie de Médicis, de son frère Gaston d'Orléans, de la reine Anne d'Autriche, du duc de Buckingham et d'autres personnalités.
Louis XIII et le cardinal de Richelieu assistèrent à une cérémonie d'action de grâce à la cathédrale après la prise d'Arras, le 9 août 1640.
Napoléon Bonaparte, Premier Consul, accompagné de Joséphine de Beauharnais, visitant la cathédrale et frappé par la beauté et la majesté de l'édifice, aurait prononcé cette phrase : « Les athées ne doivent pas être bien ici », le 28 juin 1803.
Le 12 octobre 1854, Napoléon III et l'impératrice Eugénie, assistèrent dans la cathédrale à l'inauguration de la chapelle Sainte-Theudosie dont l'impératrice avait financé, sur sa cassette personnelle, le réaménagement et la décoration sous la direction d'Eugène Viollet-le-Duc.
Le 7 novembre 1920, le maréchal Foch assista à la cérémonie d'inauguration du monument à la mémoire des soldats australiens morts sur le sol du département de la Somme pendant la Première Guerre mondiale.
Le 3 avril 1987, dans la cathédrale, les commémorations du Millénaire capétien, furent inaugurées en présence de François Mitterrand, président de la République.
Le 8 août 2018, jour du centième anniversaire du déclenchement de la Bataille d'Amiens, s'est déroulée, dans la cathédrale, une cérémonie en présence du le prince William d'Angleterre, de Theresa May, Premier ministre du Royaume-Uni, de Florence Parly, ministre de la défense, de Geneviève Darrieussecq, secrétaire d’État chargé des Anciens combattants, de Joachim Gauck, ancien président fédéral d'Allemagne, des représentants officiels du Canada, des États-Unis, de l'Australie, de la république d'Irlande et d'Irlande du Nord.
En 2018, le réalisateur Bruno Dumont a tourné de nombreuses scènes de son film Jeanne dans la cathédrale.

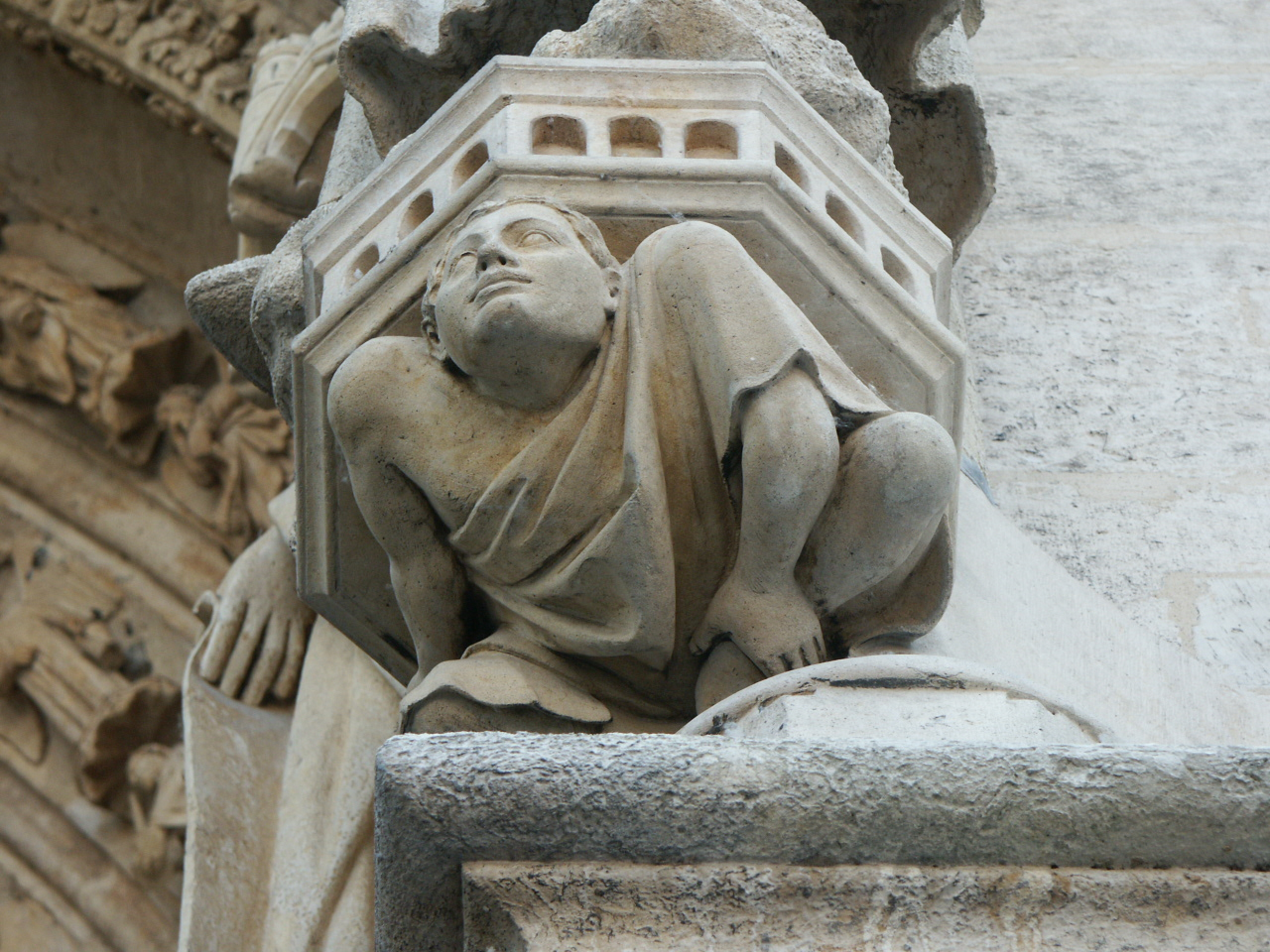
Un sculpté, support d'une des grandes statues de la façade.
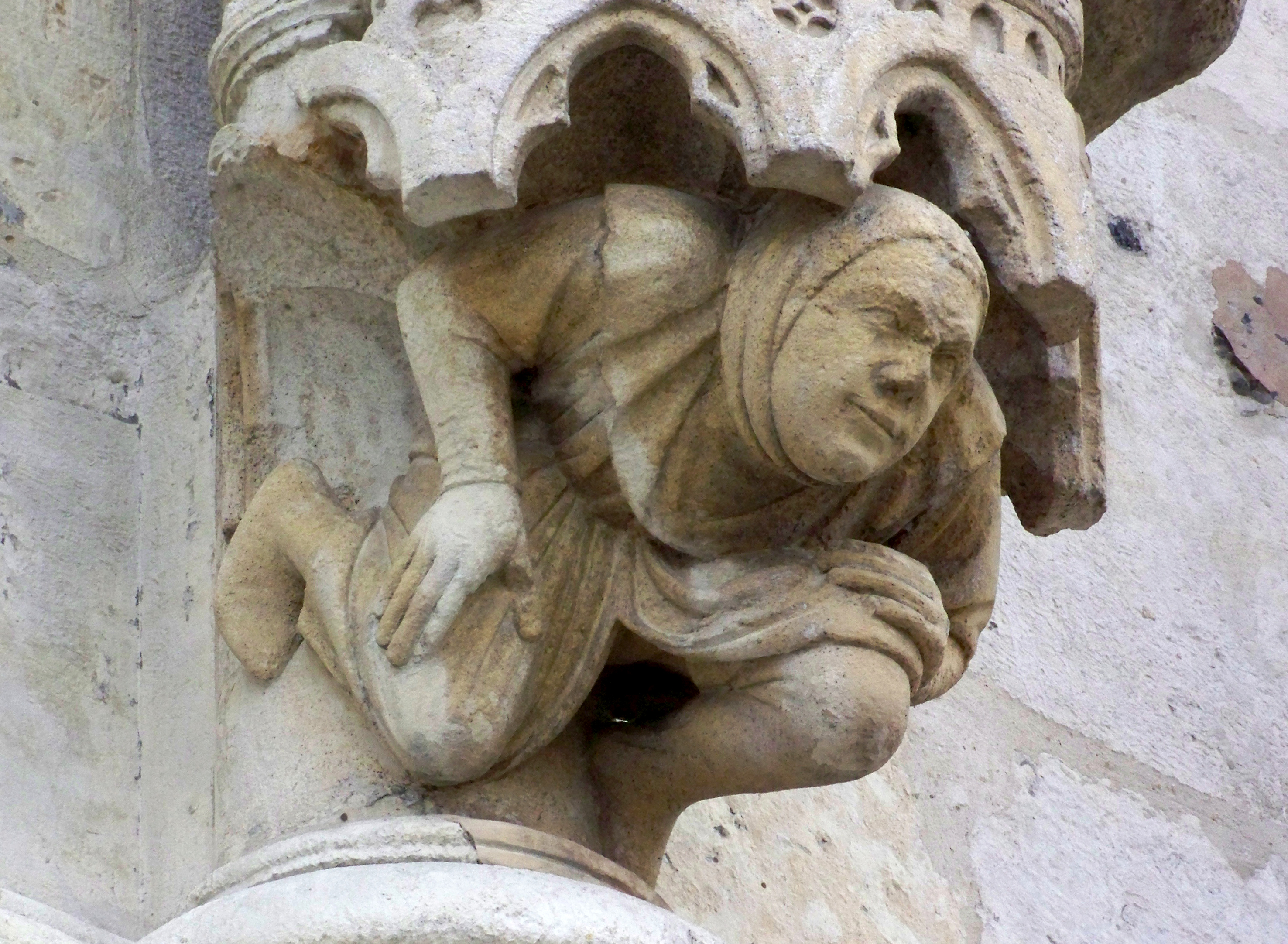
Autre support sculpté de statue.
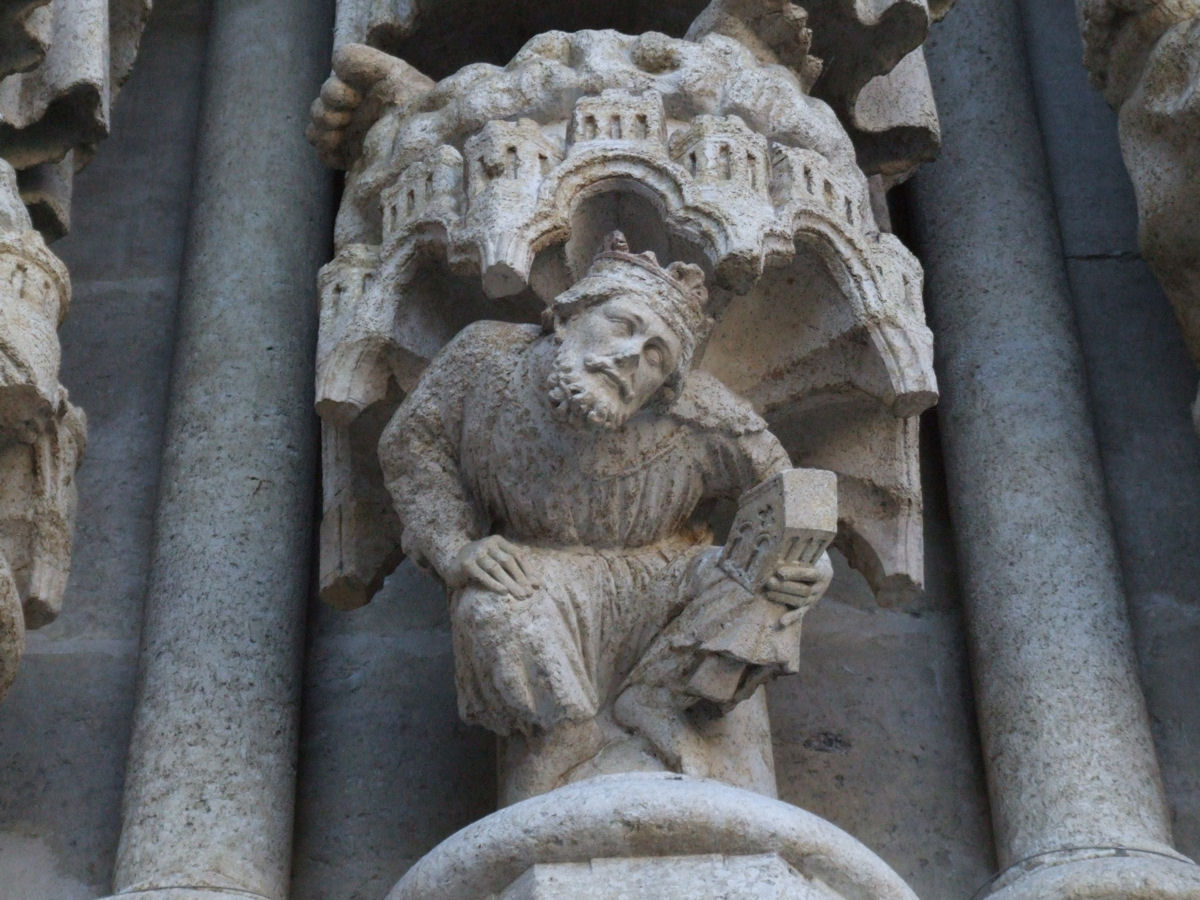
Parfois c'est à un roi qu'incombe la tâche de soutenir un saint.
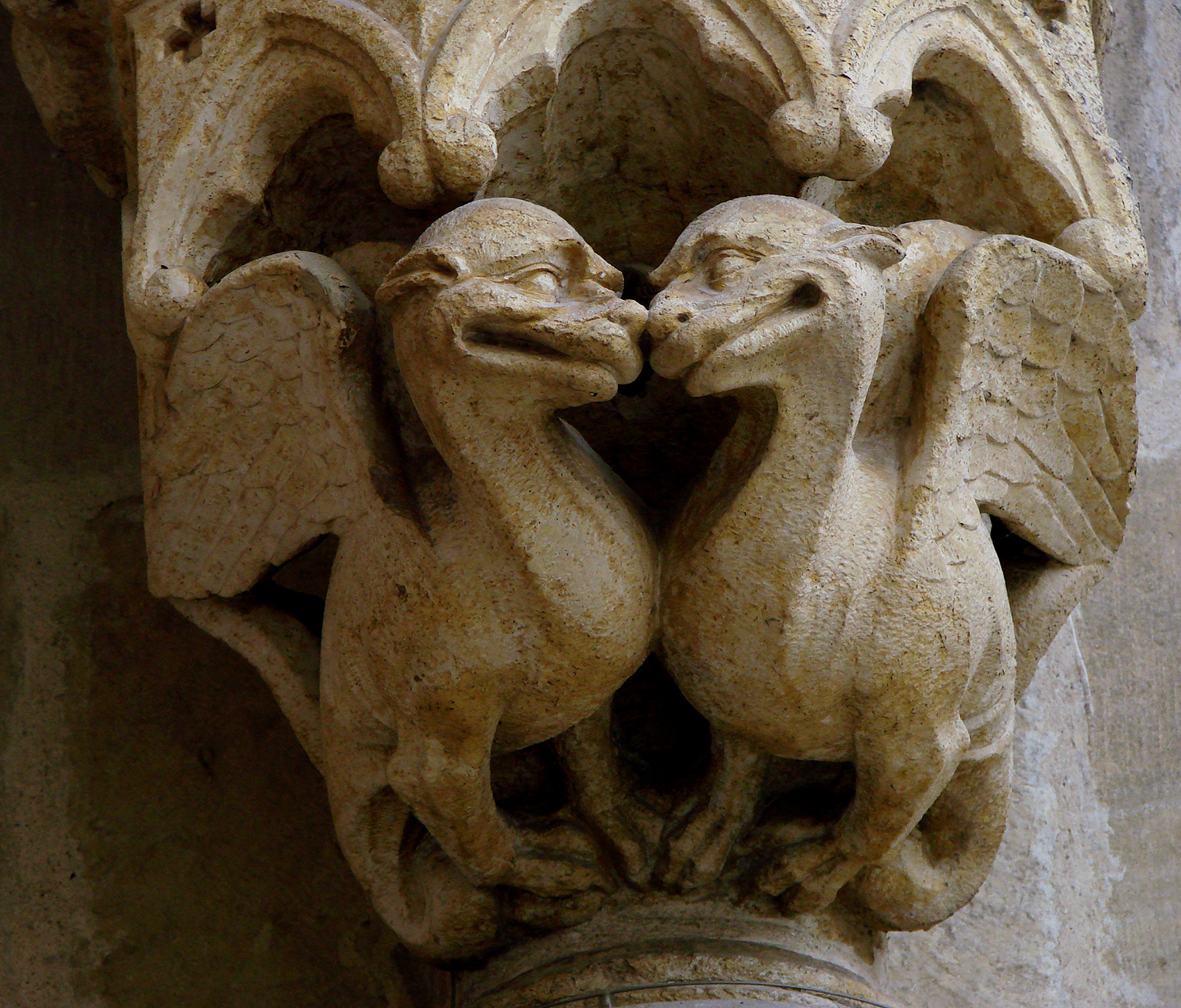
Les corbeaux servant de structure de soutènement aux grandes statues peuvent aussi avoir été sculptés sous forme d'animaux fantastiques.

## Plan et élévation
La cathédrale est érigée sur un plan en forme de croix latine et est orientée liturgiquement d'Est en Ouest, avec une inclinaison vers le sud d'environ 23 degrés. Elle a une surface de 7 700 m2 et un volume de 200 000 m3.
Sa nef à bas-côtés s'ouvre sur un transept débordant à collatéraux et un chœur qui comprend cinq vaisseaux. Le chevet se compose de trois travées droites à doubles collatéraux. Le déambulatoire est entouré de sept chapelles rayonnantes, dont la centrale, la chapelle axiale, ressemble par son architecture à la Sainte-Chapelle de Paris, dont elle est contemporaine. L'élévation dans la nef est tripartite : grandes arcades, triforium et la claire-voie des fenêtres hautes. Les piliers qui supportent les arcades sont ronds et cantonnés par quatre colonnettes. Les voûtes à croisées d'ogives sont supportées par des colonnettes engagées.

## Dimensions
- longueur extérieure : 145 m
- longueur intérieure : 133,50 m

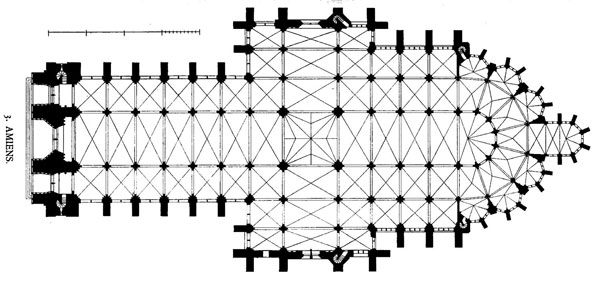
Plan initial de la cathédrale avec échelle. Noter la manière dont les tours ont été réduites en taille. Réalisé par G. Dehio et G. von Bezold.

- profondeur du chœur à 4 travées et double collatéraux (y compris le déambulatoire, le rond-point à sept pans et la chapelle axiale) : 64 m (contre 47 m pour le chœur de la cathédrale de Beauvais, qui compte une travée de moins)
- longueur de la nef de 6 travées : 54 m
- largeur du vaisseau central de la nef : 14,60 m
- largeur des bas-côtés de la nef : 8,65 m
- largeur de la nef avec ses 2 bas-côtés : 32 m
- largeur de la nef avec ses 2 bas-côtés et les chapelles latérales : 40 m
- hauteur sous voûte des bas-côtés de la nef : 19,7 m (soit près du double des bas-côtés de la nef de Notre-Dame de Paris, qui ont entre 10 et 10,5 mètres de hauteur, et presque la même hauteur que la nef de la cathédrale de Lisieux qui fait 20 mètres de haut)
- hauteur des colonnes bordant la nef (chapiteaux inclus) : 13,85 m
- distance entre les piles (d'ouest en est) : 5,2 m
- largeur du transept sans ses deux collatéraux : 14,25 m
- largeur totale hors œuvre du transept : 29,30 m
- longueur hors œuvre du transept : 70 m
- longueur dans œuvre du transept : 62 m
- diamètre de la rose nord du transept : ?
- diamètre de la rose sud du transept : ?

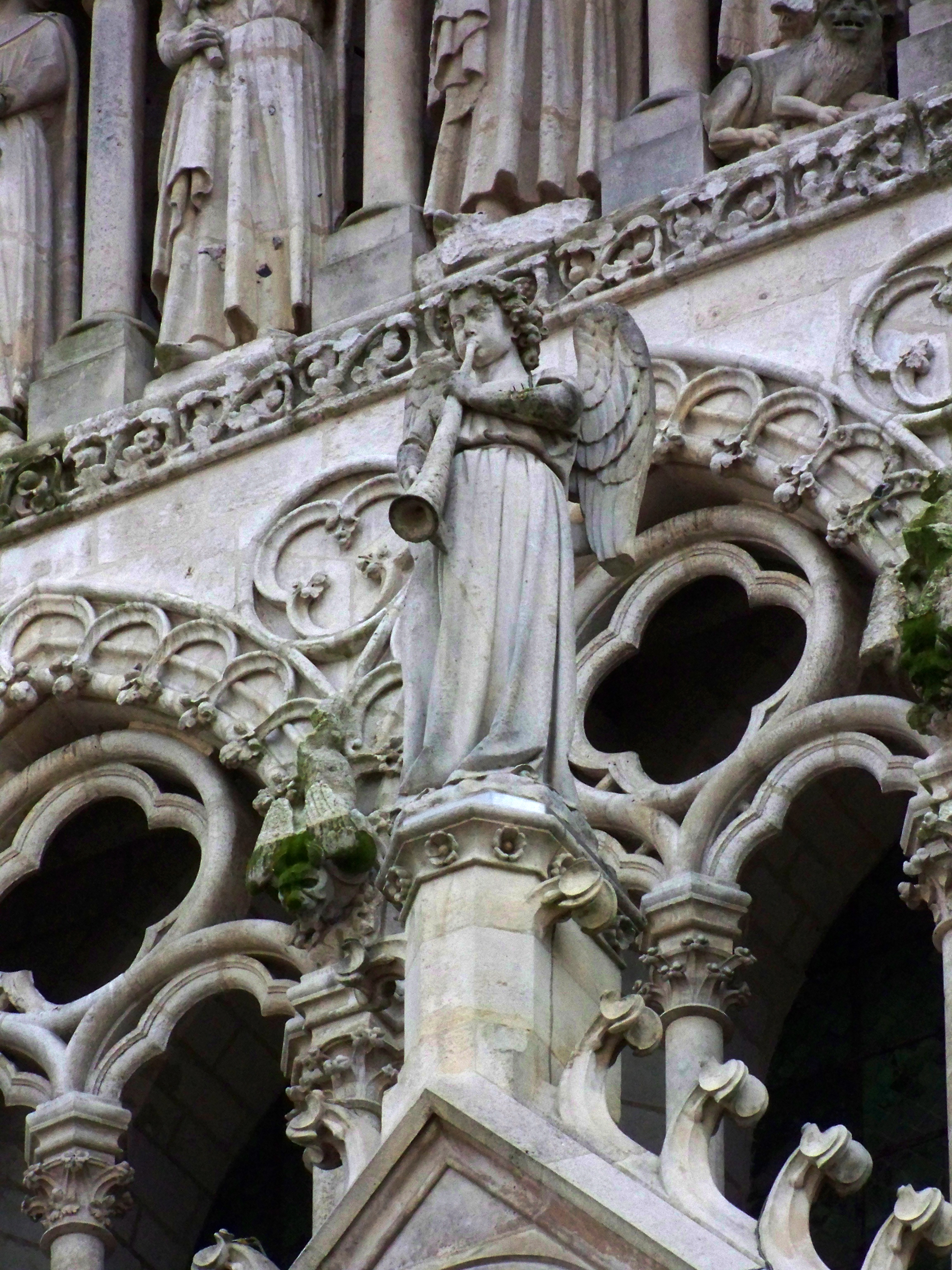
Portail du Jugement Dernier : ange sur le gâble du portail avec au-dessus la galerie des rois.

- hauteur sous voûte : 42,30 m (contre 33,50 m pour Notre-Dame de Paris)
- hauteur extérieure du faîte des toitures : 56 m
- hauteur de la flèche : 112,70 m
- hauteur de la tour nord : 68,19 m (même hauteur que les tours de Notre-Dame de Paris)
- hauteur de la tour sud : 61,70 m (seulement 6 m de plus que le faîte du toit de l'édifice environ)
- surface couverte : 7 700 m2
- volume intérieur : environ 200 000 m3 (près du double de Notre-Dame de Paris, mais la moitié seulement du volume de la cathédrale de Cologne qui fait 407 000 m3)

Façade occidentale
- largeur totale : 48,78 m
- largeur du porche du portail du Beau-Dieu : 11,69 m
- profondeur de ce porche : 5,52 m
- largeur des deux porches latéraux : 6,27 m
- profondeur de ces deux porches : 4,54 m
- largeur des 2 contreforts séparant ces 3 porches : 2,92 m
- diamètre de la rose : 11 m.

D'après le livre « Notre-Dame d'Amiens » publié en 1833 par Antoine Pierre Marie Gilbert, la hauteur totale depuis le pavé de l'église jusqu'au sommet de la flèche, y compris le coq, serait de 128,64 m dont il faut soustraire deux mètres liés à la restauration menée ultérieurement.

## Matériaux de construction
L'essentiel de la construction est en pierre de taille, essentiellement de la craie blanche, roche sédimentaire calcaire typique du Crétacé supérieur (plus précisément ici du Turonien ou Coniacien, datant d'environ 90 millions d'années). C'est une roche très typique du nord et de l'ouest de la Picardie, de la Haute-Normandie ainsi que d'une grande partie du Nord-Pas-de-Calais, très utilisée pour les nombreux monuments gothiques de cette région (comme à Beauvais, Abbeville, Saint-Riquier, Saint-Quentin, Saint-Omer, Évreux, Vernon, les Andelys, Caudebec-en-Caux, les églises de Rouen, ou encore les cathédrales gothiques disparues de Thérouanne, Cambrai et Arras). La craie est une roche fine et assez tendre, très facile à travailler, scier et sculpter, encourageant les structures et sculptures les plus hardies. Les carriers ont su sélectionner les bancs les plus durs et de bonne qualité pour la construction (cette pierre étant plus ordinairement fragile et peu résistante à l'érosion). De nombreux nodules de silex très durs sont présents dans la craie. Non repérables à l'avance ils ont toujours été intégrés dans les sculptures dont ils dépassent parfois (et ils sont très visibles par exemple au niveau des piliers de la cathédrale).
Les soubassements de la cathédrale sont quant à eux en grès quartzite des buttes témoins du Tertiaire (Thanétien, vers - 55 Ma) de la région, c'est une roche beaucoup plus dure et solide, mais surtout étanche, pour isoler la construction de l'humidité du sol.
Les pierres utilisées proviennent surtout des grandes carrières de Picquigny à 10 km en aval d'Amiens, qui appartenaient aux chanoines séculiers de cette paroisse. Un contrat datant de 1234 nous est parvenu, il fait état de cinquante livres parisis à payer aux chanoines de Picquigny pendant onze ans. Les pierres étaient acheminées par bateau sur la Somme jusqu'à la ville d'Amiens. On utilisa aussi des pierres provenant des carrières de Croissy, Domélier et Bonneleau.
Les restaurations du XIXe siècle des parties hautes de la façade ont été faites en calcaire lutétien (la pierre typique de la région parisienne, plus solide que la craie, de l'Éocène, Tertiaire) des carrières de l'Oise. La grande balustrade et les marches du parvis, datant du XIXe siècle, sont en pierre bleue belge, un calcaire très dur du Tournaisien (ère Primaire, - 350 Ma) des carrières de Soignies (Belgique). Le dallage de la cathédrale dont le labyrinthe, en sombre et claire, combine la pierre noire de Tournai (Belgique) avec la pierre claire de Marquise (Pas-de-Calais), deux calcaires marbriers très durs de l’ère Primaire, traditionnellement importés dans la région.

## Extérieur

### La façade occidentale

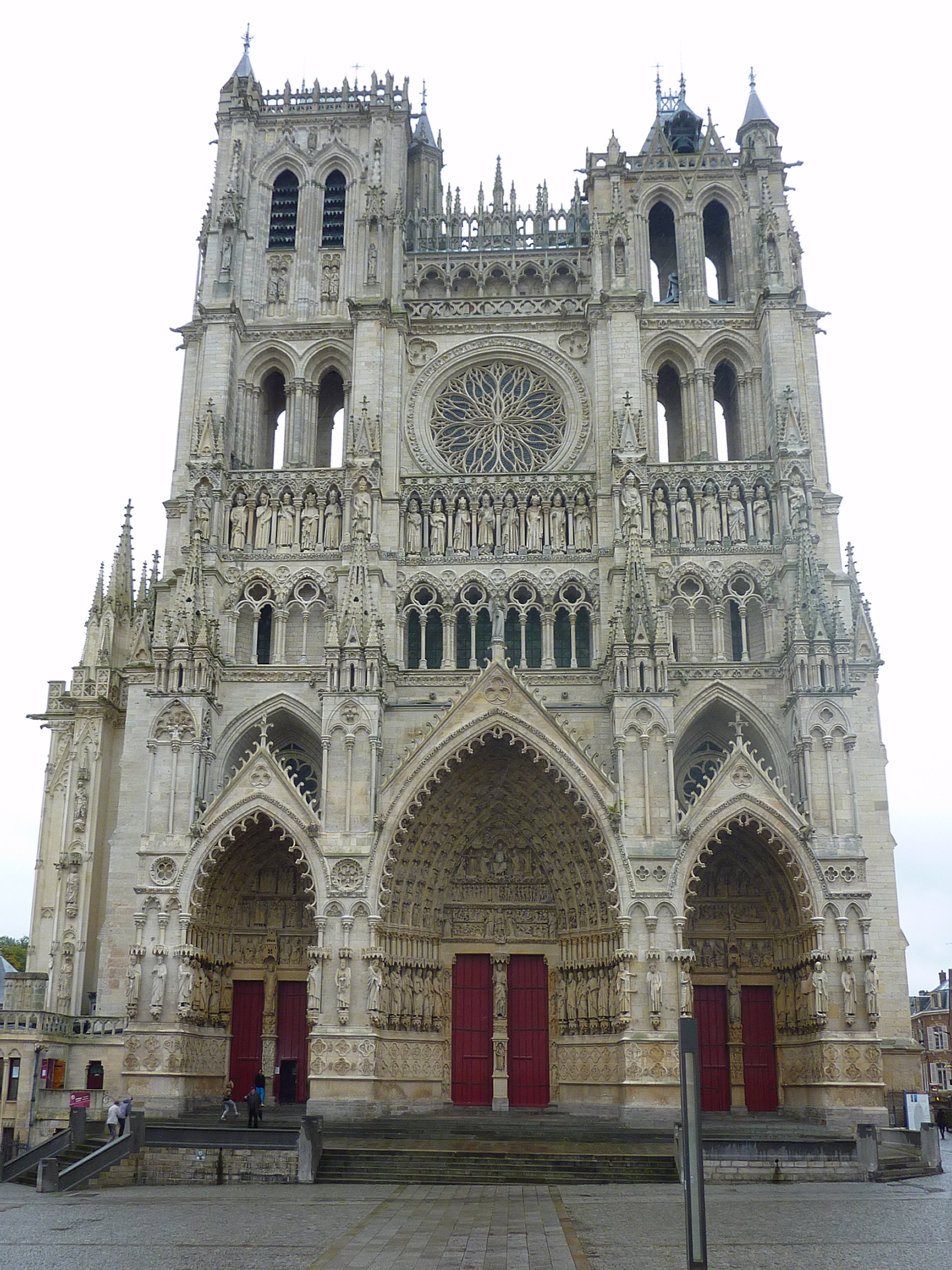
La façade occidentale, ses trois portails, ses deux tours et sa rosace.

Il s'agit d'une façade harmonique, caractérisée par sa symétrie qui révèle la disposition interne de l'édifice. Aux trois vaisseaux, nef centrale et deux bas-côtés, correspondent trois portails (le central plus large), trois niveaux d'élévation et deux tours surmontant les portails latéraux. Les niveaux d'élévation sont le niveau des portails, celui de la galerie des rois surmontant un triforium formé d'une série d'arcades géminées, et celui de la rosace. Enfin, au-dessus s'élèvent les deux tours reliées au XIXe siècle par la galerie des sonneurs remodelée par Viollet-le-Duc, l'architecte s'inspirant pour cette galerie des petits arcs en ogive de la galerie des colonnes de la façade de Notre-Dame de Paris.
Chacun des trois portails est surmonté d'un gâble triangulaire, doté en son centre d'une décoration tréflée. Les bases de ces gâbles sont flanquées à droite et à gauche de deux remarquables gargouilles figurant des êtres grimaçants et fantastiques. Le grand gâble du portail central supporte à son sommet une statue d'ange sonnant la trompette, statue placée à cet endroit au XIXe siècle par Eugène Viollet-le-Duc, en remplacement d'une statue de saint Michel étripant un dragon.
Une différence est frappante entre la façade intérieure et la façade extérieure. La façade intérieure contient le premier projet de façade modifié par la suite, caché par l'orgue.
La partie supérieure du massif de la façade occidentale, y compris les tours, a 6 mètres de profondeur. La façade prend en compte la surélévation de la nef (4 mètres en plus) sur les grandes baies supérieures. La rosace refaite au XVIe siècle est de style gothique flamboyant typique.
Tout au-dessus, une courtine, la « galerie des sonneurs », est surmontée par une seconde galerie composée de fines arcades ajourées. L'ensemble occupe l'espace entre les deux tours. Derrière ces galeries, se trouve une terrasse appelée « Chambre des musiciens ».

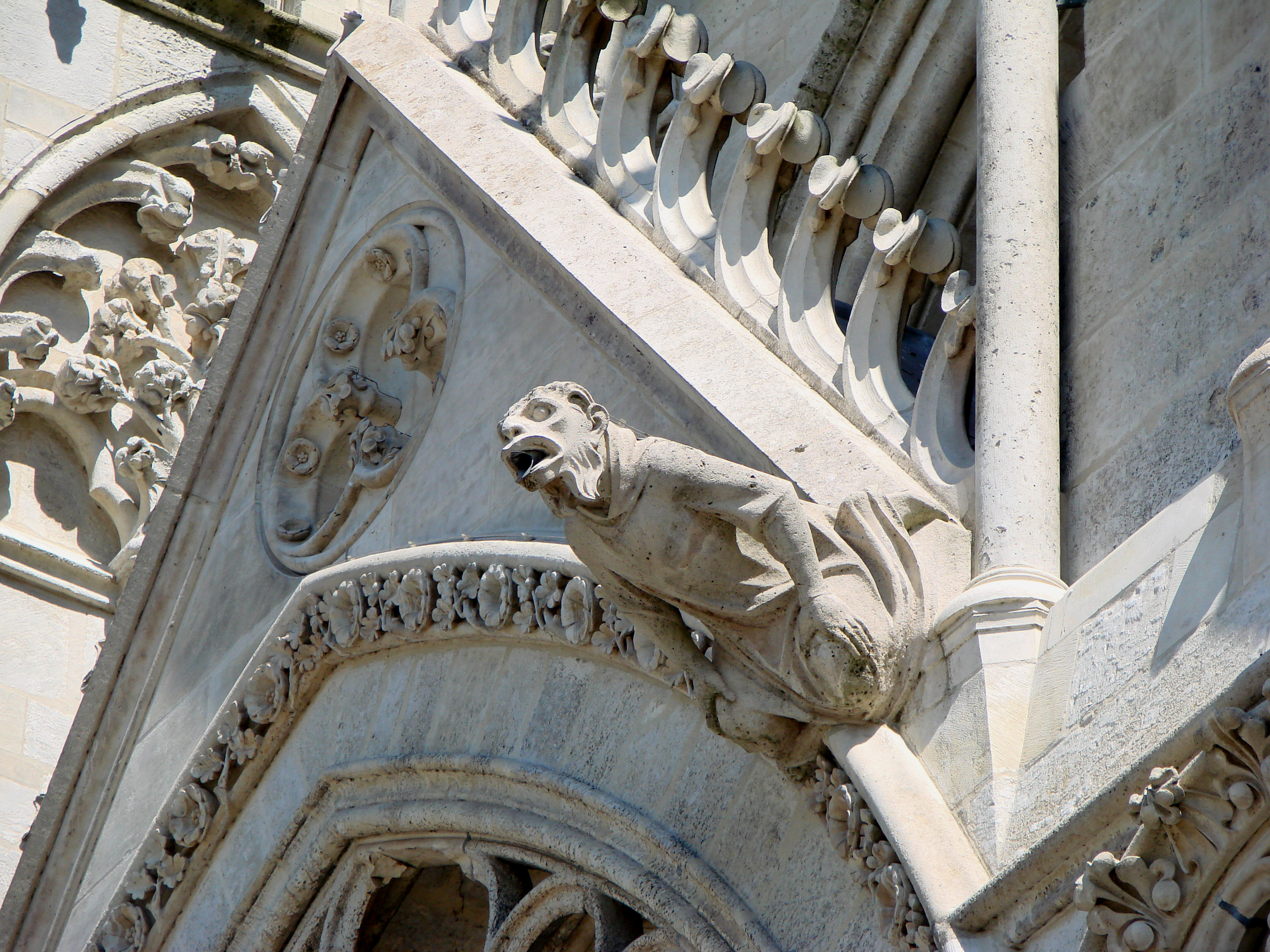
Gargouille de la base droite du gâble du portail saint Firmin (côté nord).

Quatre contreforts très puissants divisent verticalement l'édifice et séparent les trois portails. Ils sont particulièrement saillants au niveau du rez-de-chaussée où ils séparent et encadrent solidement les portails. Ils sont destinés à assurer la stabilité, tant de la façade que des deux tours qu'elle supporte.
Ces contreforts se rétrécissent brutalement lors du passage du premier au deuxième niveau (celui du triforium supportant la galerie des rois), formant à cet endroit une retraite marquée par une profonde marche. Le deuxième niveau de la façade se situe dès lors largement en retrait par rapport à l'étage inférieur des portails. Cette marche des 4 contreforts est ornée d'énormes et imposants pinacles très travaillés. La même disposition se reproduit lors du passage du niveau deux au niveau trois de la façade (rosace) et une nouvelle série de quatre gros pinacles occupe la deuxième retraite des contreforts ainsi formée. Au total, la façade de la cathédrale apparaît ainsi très décorée.
Une erreur technique réside dans la façade par le fait que des fuites ont été constatées : l'eau coulait des grandes galeries supérieures sur les porches ce qui posait des problèmes pour la sauvegarde des sculptures des portails entre autres.

#### Le portail du Jugement dernier
Les portails de la façade ouest sont, comme celui du transept sud, richement ornés de sculptures qui présentent tout un programme théologique. Le grand portail central ou portail du Jugement dernier, encore appelé parfois portail du Beau Dieu, est entouré de deux autres portails plus petits : celui de la Mère-Dieu, à droite au sud, et celui de saint Firmin à gauche.
Le tympan au-dessus du grand portail est décoré d'une représentation du Jugement dernier, lorsqu’à la fin des temps, selon la tradition chrétienne, les morts ressuscitent puis sont jugés par le Christ. Ce tympan est subdivisé en trois registres.
Au niveau inférieur du tympan, les ressuscités sortent de leurs tombeaux au son de la trompette. L'archange saint Michel et sa balance sont présents au milieu d'eux pour peser les âmes. Au bas de la scène, un démon essaie de tricher en faisant pencher l'un des plateaux de son côté.
Au registre intermédiaire, les damnés sont séparés des élus et, entièrement nus, poussés par des démons, se dirigent vers la gueule d'un monstre, le Léviathan.
Au registre supérieur, le Christ sur son trône, les mains levées, le torse dénudé afin de montrer ses blessures, est entouré de la Vierge et de saint Jean qui agenouillés intercèdent en faveur du salut des âmes, ainsi que d'anges qui portent les instruments de la Passion.

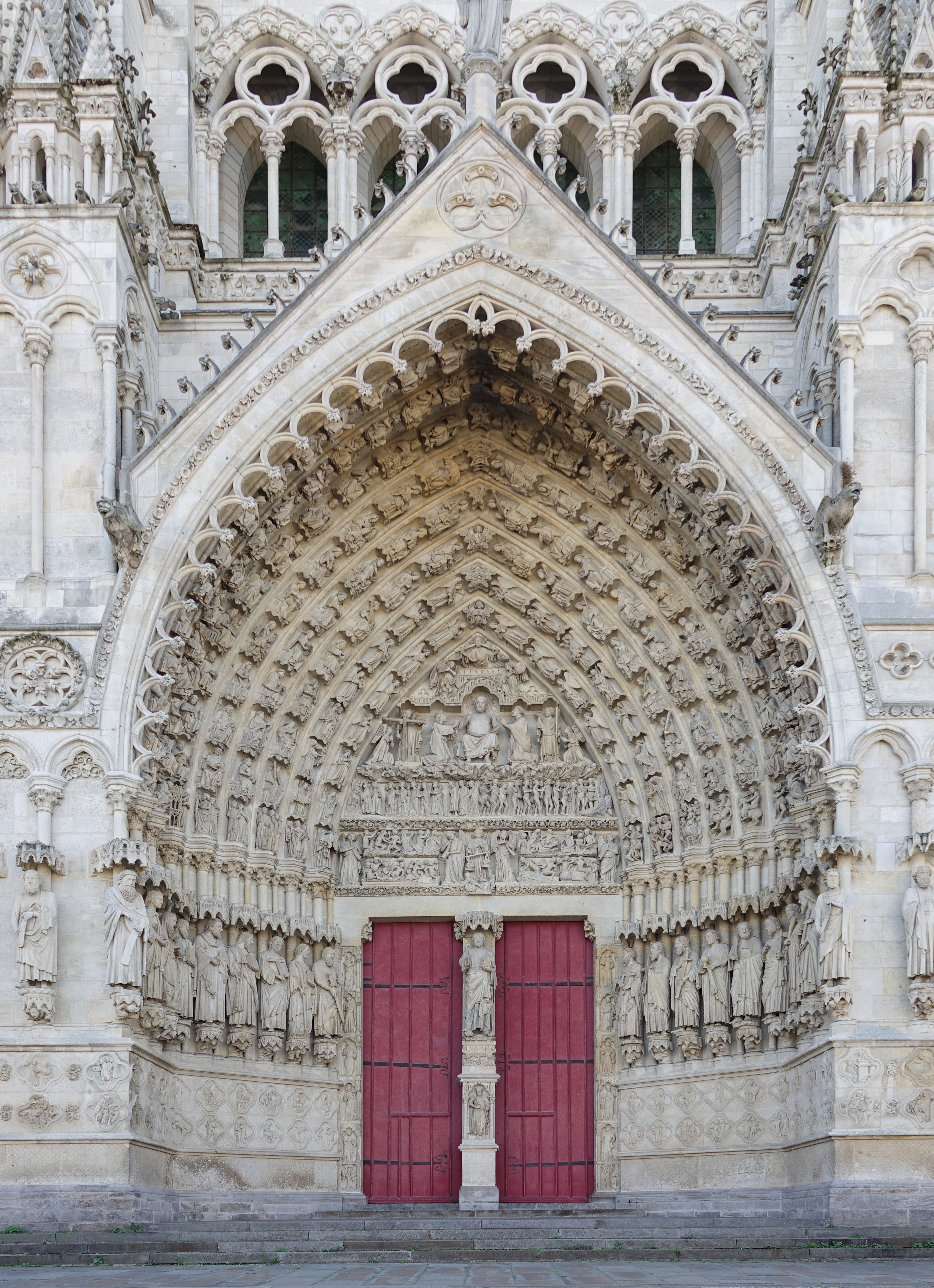
Le portail du Jugement dernier - vue d'ensemble.
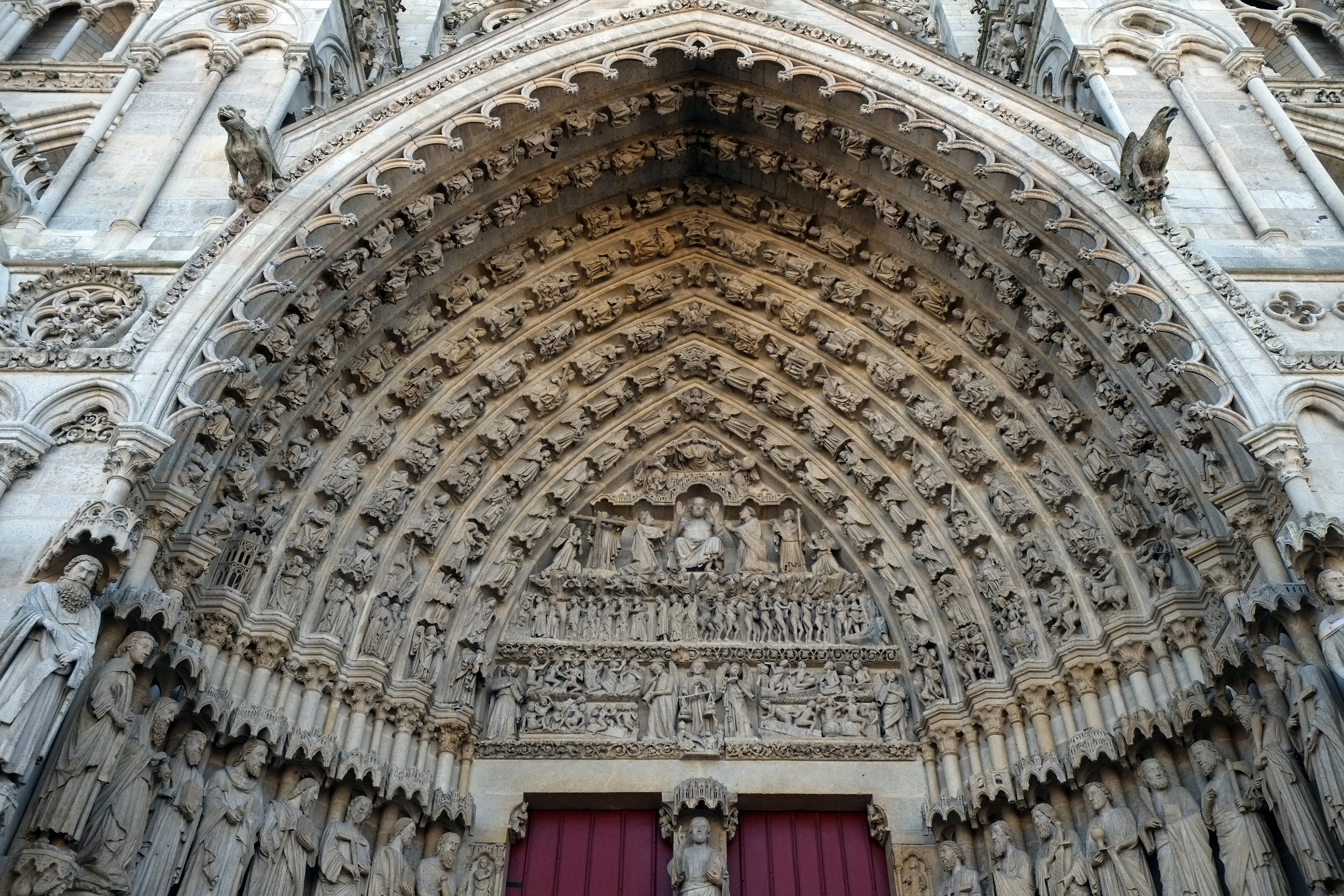
Le portail du Jugement dernier au centre de la façade occidentale, tympan et voussures.
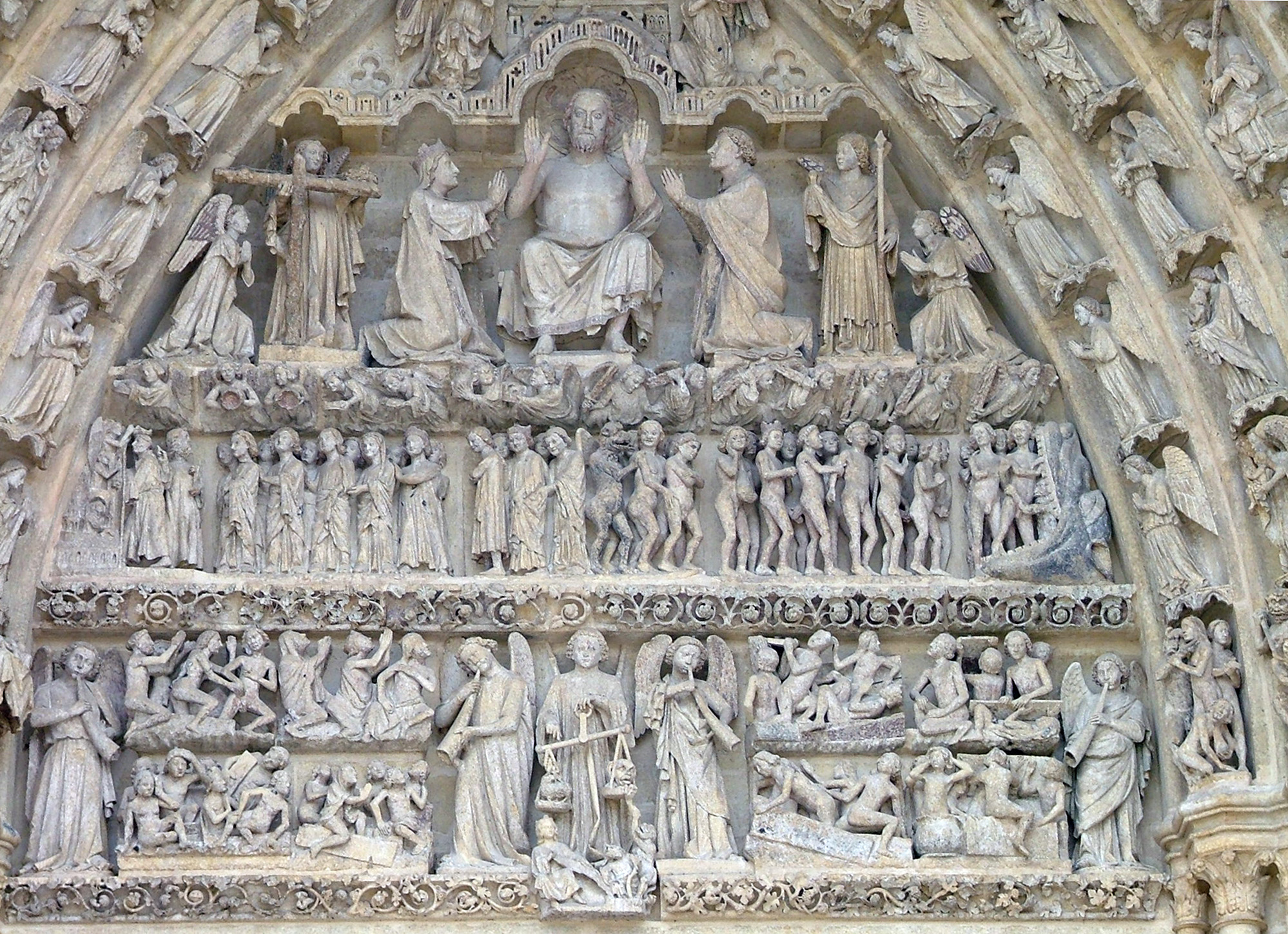
Tympan du Jugement dernier.
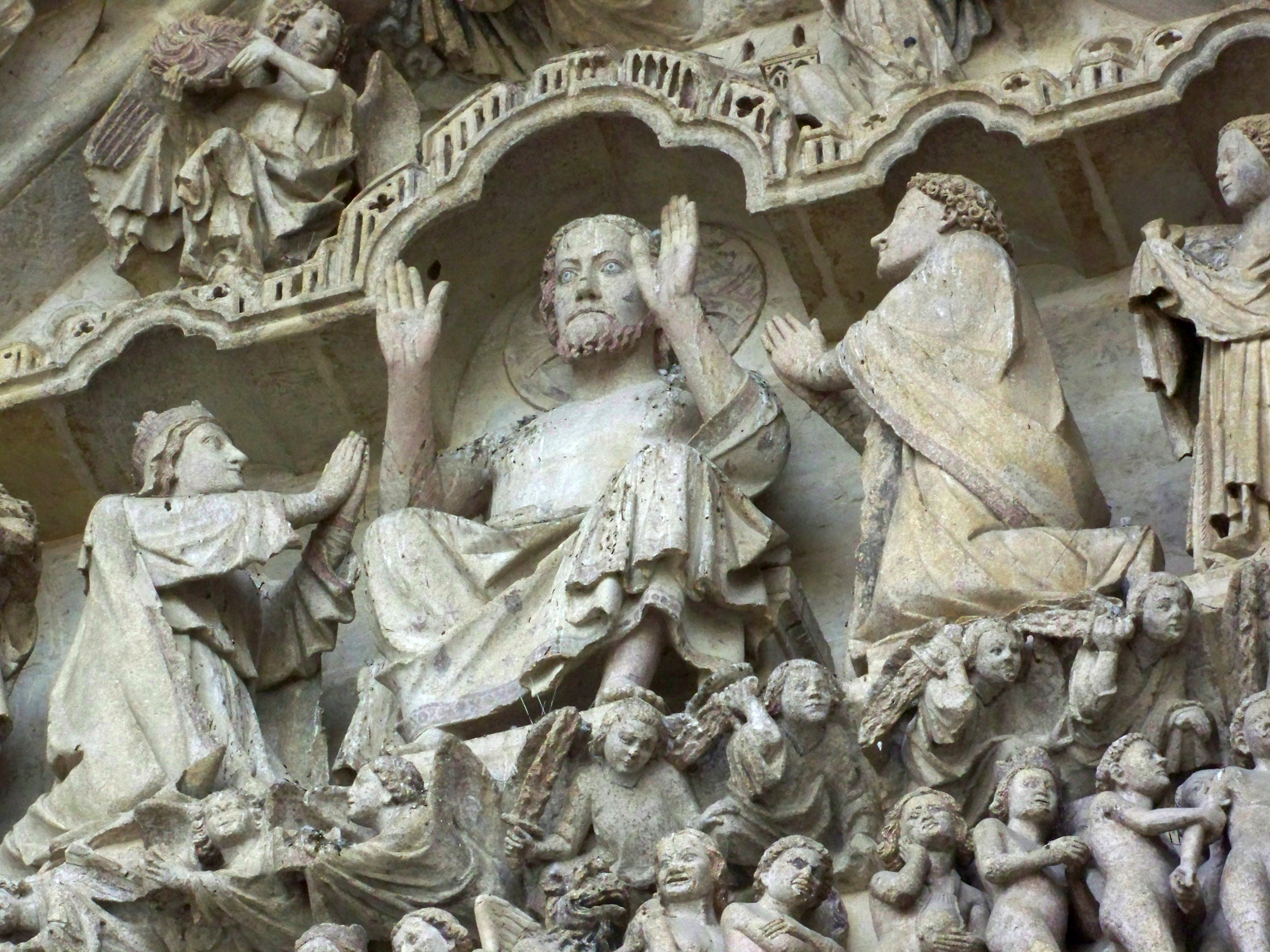
Tympan du portail du Jugement dernier : le Christ du Jugement. À ses côtés, à genoux, la Vierge Marie et saint Jean intercèdent en faveur du salut des âmes.

La représentation de l'enfer et du paradis se trouve dans les claveaux inférieurs des voussures du tympan. Au paradis, on voit d'abord les âmes recueillies dans le giron d'Abraham. Elles se dirigent ensuite vers une cité qui représente la Jérusalem céleste.
L'enfer tel que représenté est fort semblable à celui de Notre-Dame de Paris. On peut y voir une marmite et des cavaliers nus juchés sur des chevaux cabrés. Ils évoquent l'Apocalypse.
L'impression générale qui se dégage de cette vaste représentation n'est pas pessimiste. L'enfer n'occupe qu'une très petite partie de l'ensemble et plusieurs éléments soulignent la miséricorde et la bonté du Seigneur. La Vierge Marie et saint Jean intercèdent pour nous et l'image de Jésus qui préside le Jugement en montrant ses plaies nous rappelle qu'il est venu à notre secours en tant que Rédempteur pour racheter nos péchés et qu'il n'a pas hésité à souffrir par amour pour nous.
Au centre du portail central, au trumeau entre les deux vantaux de la porte, se trouve une statue du Christ sauveur, le « Beau-Dieu d'Amiens », magnifique représentation du Christ. C'est l'une des statues les plus remarquables de la cathédrale. Il s'agit d'un Christ enseignant. Debout, vêtu d'une longue tunique, il a les pieds posés sur un dragon et un lion et tient de la main gauche un livre fermé tout en bénissant de la main droite. Selon la légende, le sculpteur n'avait pas d'inspiration pour réaliser la statue. Dieu lui serait apparu en pleine nuit. Le lendemain matin, on retrouva le sculpteur mort, la statue du Beau Dieu à ses côtés.
Sur les piédroits des ébrasements se trouvent les grandes statues des douze apôtres entourés des quatre prophètes principaux. À la gauche du portail (à la gauche pour celui qui regarde le portail, à la droite du Christ donc), nous retrouvons successivement de gauche à droite (c'est-à-dire en partant de l'extérieur et en allant vers le Christ) : les prophètes Daniel et Ézéchiel, suivis de Simon ou Jude, Philippe, Mathieu, Thomas, Jacques le Mineur et Paul qui porte le livre et un glaive. À droite (droite pour le spectateur, à la gauche du Christ) la séquence est la suivante (en partant du Christ et en allant vers l'extérieur) : Pierre, facilement reconnaissable grâce à son attribut habituel, les clés, André, Jacques le Majeur avec comme attribut les coquillages symboles de Compostelle, Jean, Simon ou Jude, Barthélémy, puis les prophètes Isaïe et Jérémie. Il faut noter que l'attribution de certaines statues est incertaine, car leur attribut a été perdu. À leur base, on peut voir une série de médaillons polylobés qui représentent les vices et les vertus.
Latéralement, du côté droit du portail, entre le portail du Jugement et celui de la Mère-Dieu, se trouvent d'autres séries de médaillons avec, entre autres, un Jonas recraché par la baleine.

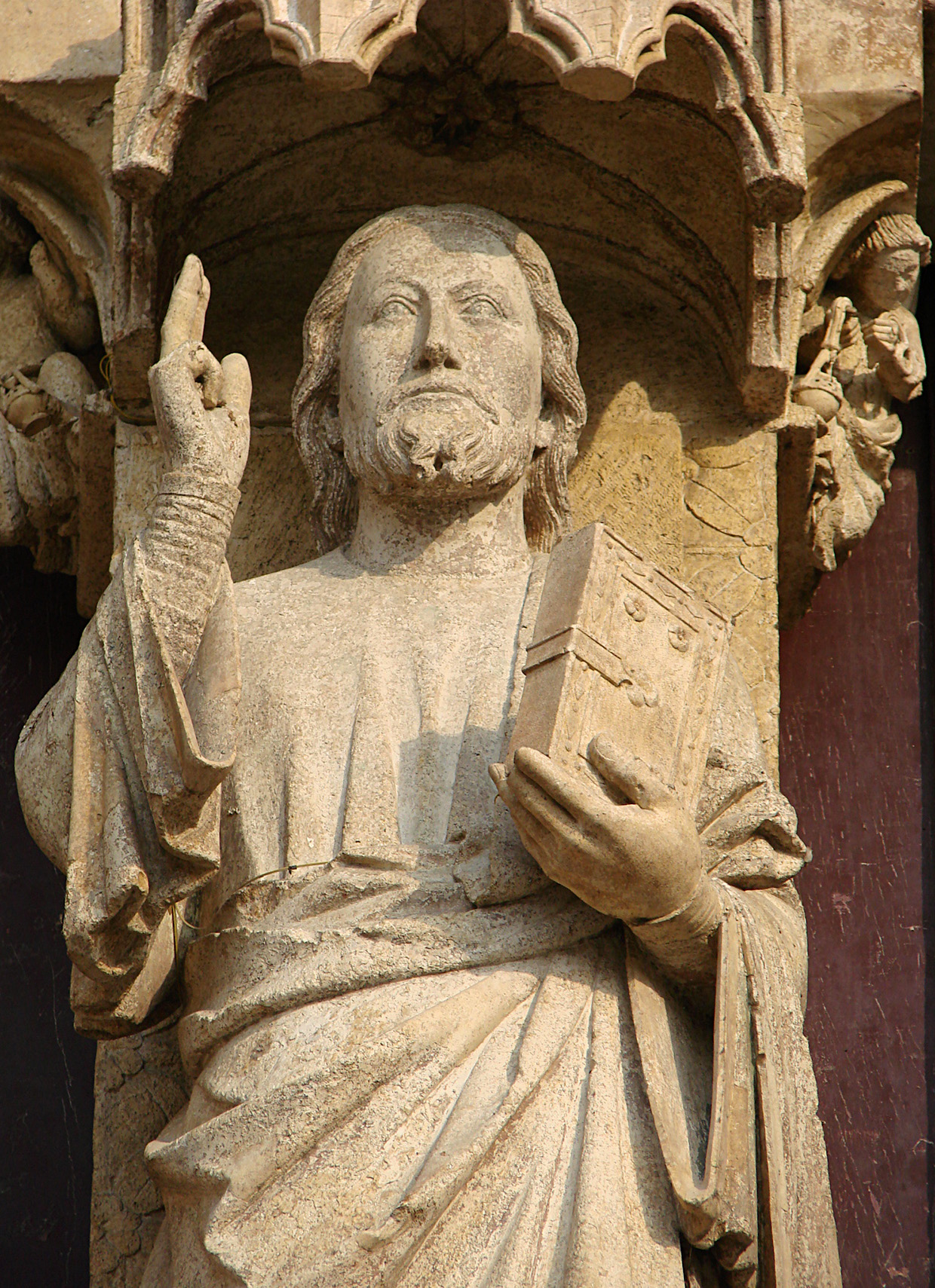
Portail du Jugement Dernier : Le Beau Dieu du trumeau.
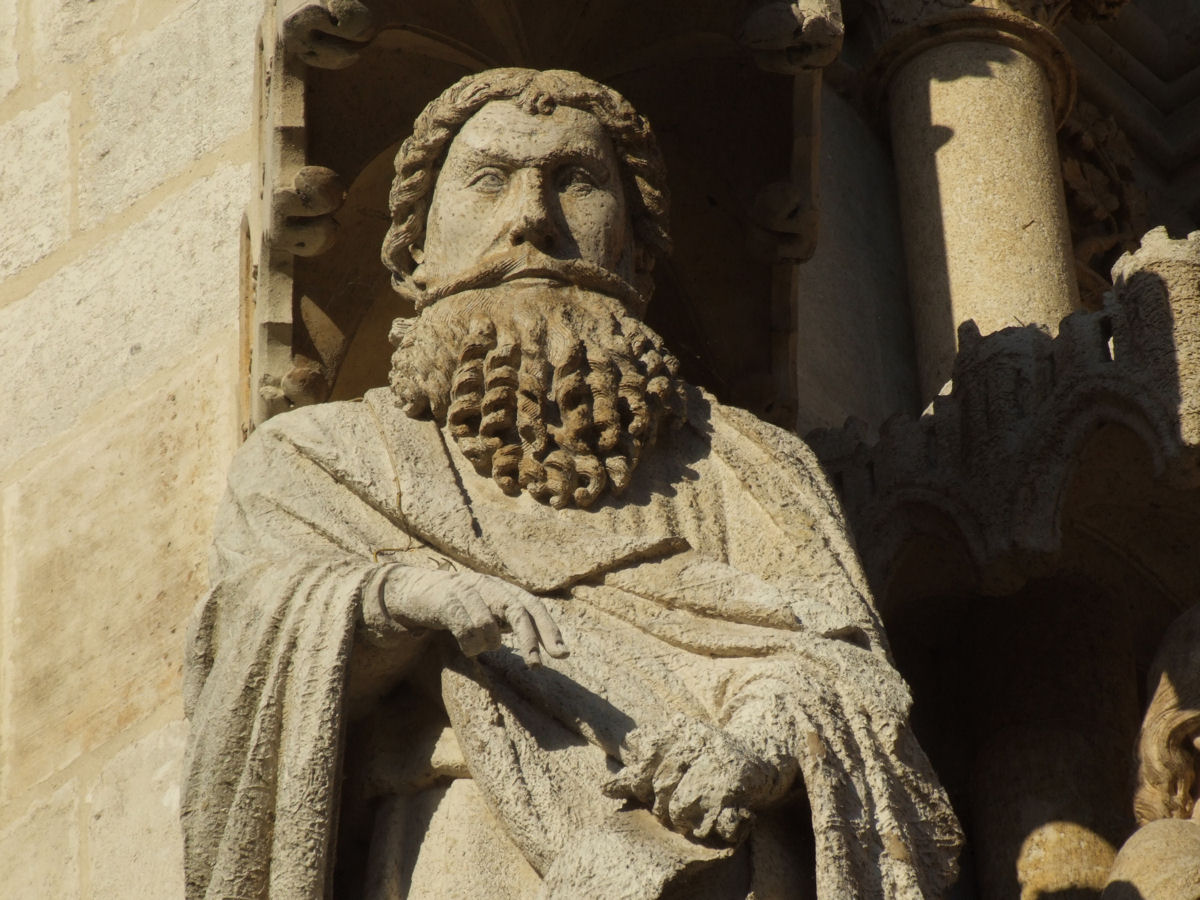
La statue du prophète Nahum, à l'angle sud du contrefort séparant le portail central du portail Saint-Firmin.
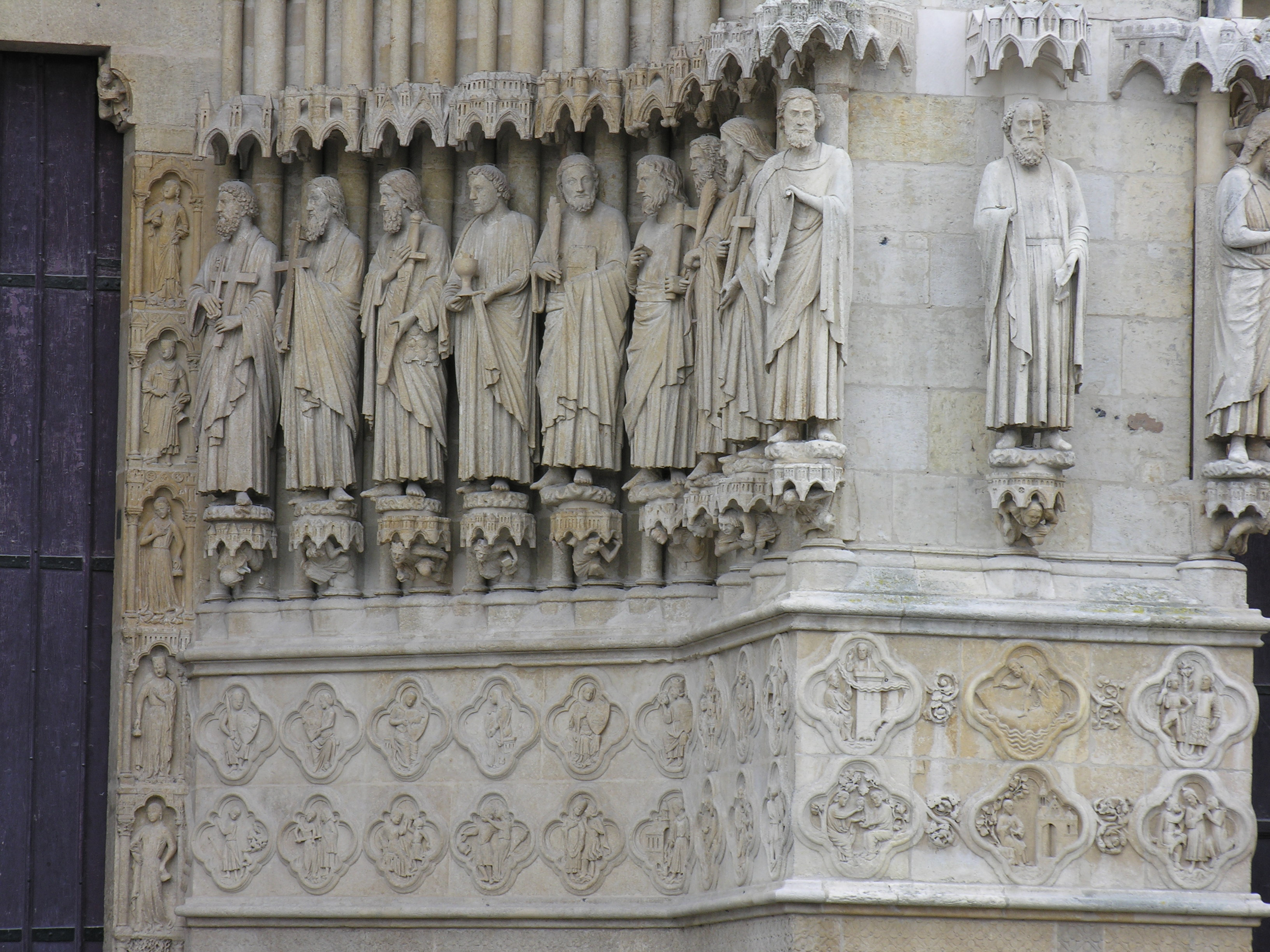
Portail du Jugement dernier, statues d'apôtres du piédroit de droite. De gauche à droite : Pierre, André, Jacques le Majeur, Jean, Simon ou Jude, Barthélémy, puis les prophètes Isaïe et Jérémie.
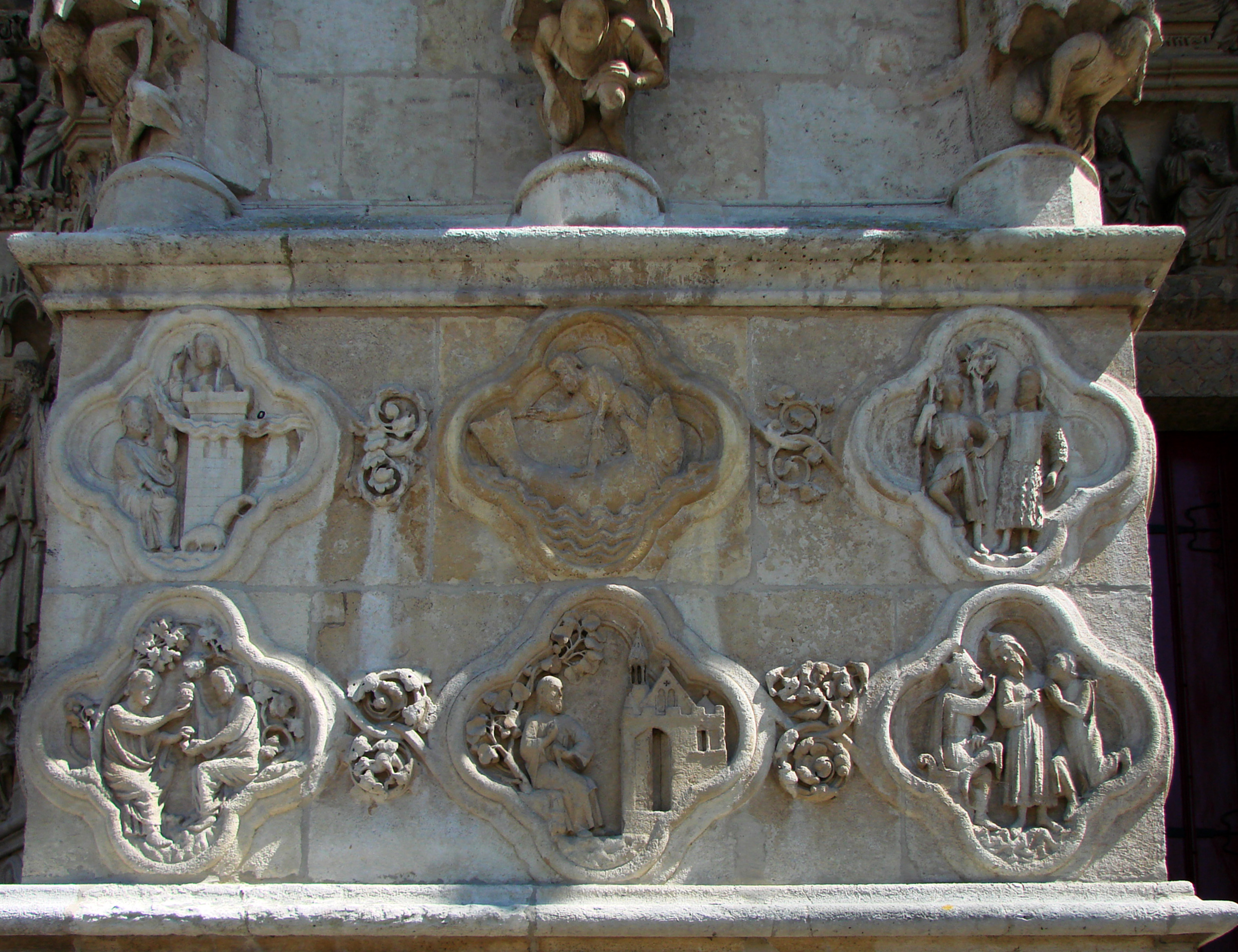
Au centre : médaillon représentant Jonas recraché par la baleine.

#### Le portail Saint-Firmin
Le portail septentrional est consacré à saint Firmin-le-Martyr (ou peut-être saint Honoré), lequel est représenté au trumeau dont le socle est orné de cinq bas-reliefs illustrant la vie de la Vierge. Le tympan du portail relate l'histoire de la découverte du corps du saint.
De chaque côté du portail se trouvent six grandes statues ; la plupart d'entre elles représentent des saints dont les reliques étaient exposées chaque année au-dessus du maître-autel. Sur le piédroit de gauche, on peut voir de gauche à droite sainte Ulphe, un ange déroulant une banderole, saint Acheul (martyr), saint Ache (martyr lui aussi), un ange et saint Honoré, ancien évêque de la ville. Du côté droit se trouvent successivement les statues de saint Firmin le confesseur (Firmin II évêque de la ville), saint Domice, saint Fuscien (martyr), saint Warlus et saint Luxor.

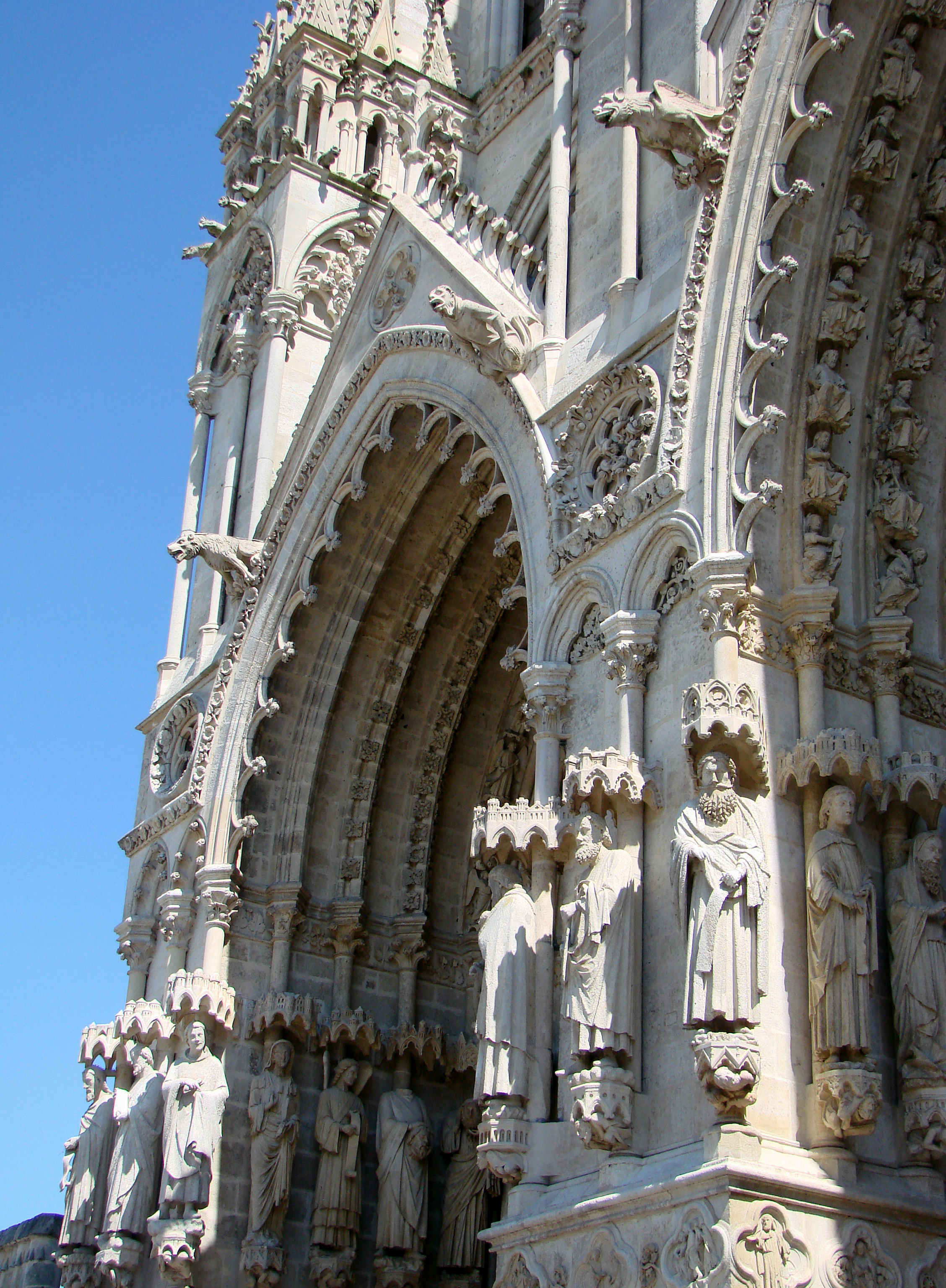
Le portail Saint-Firmin vu depuis le centre de la façade.
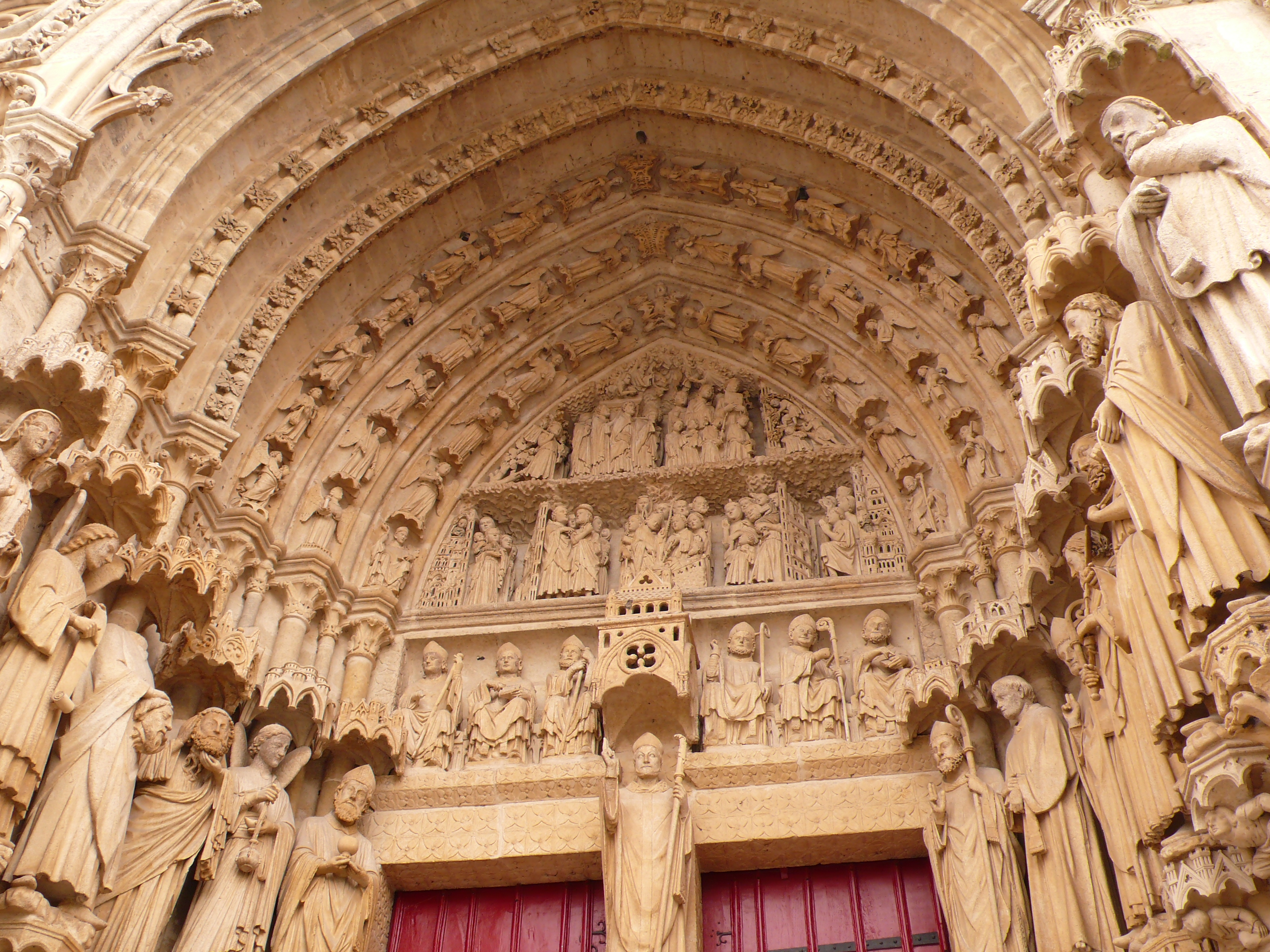
Le portail Saint-Firmin.
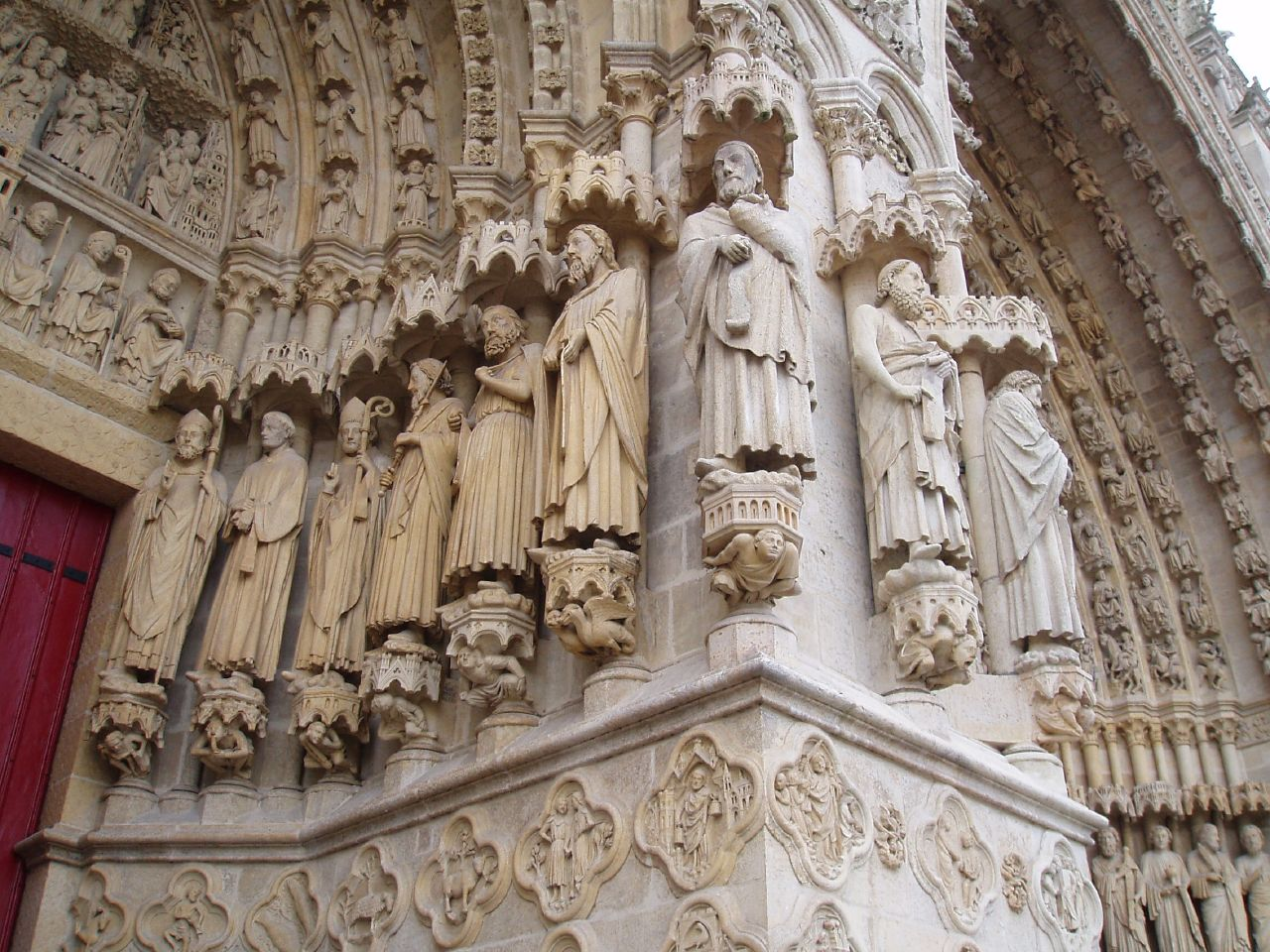
Portail Saint-Firmin : les grandes statues du piédroit de droite. En dessous les signes du zodiaque du Calendrier picard.
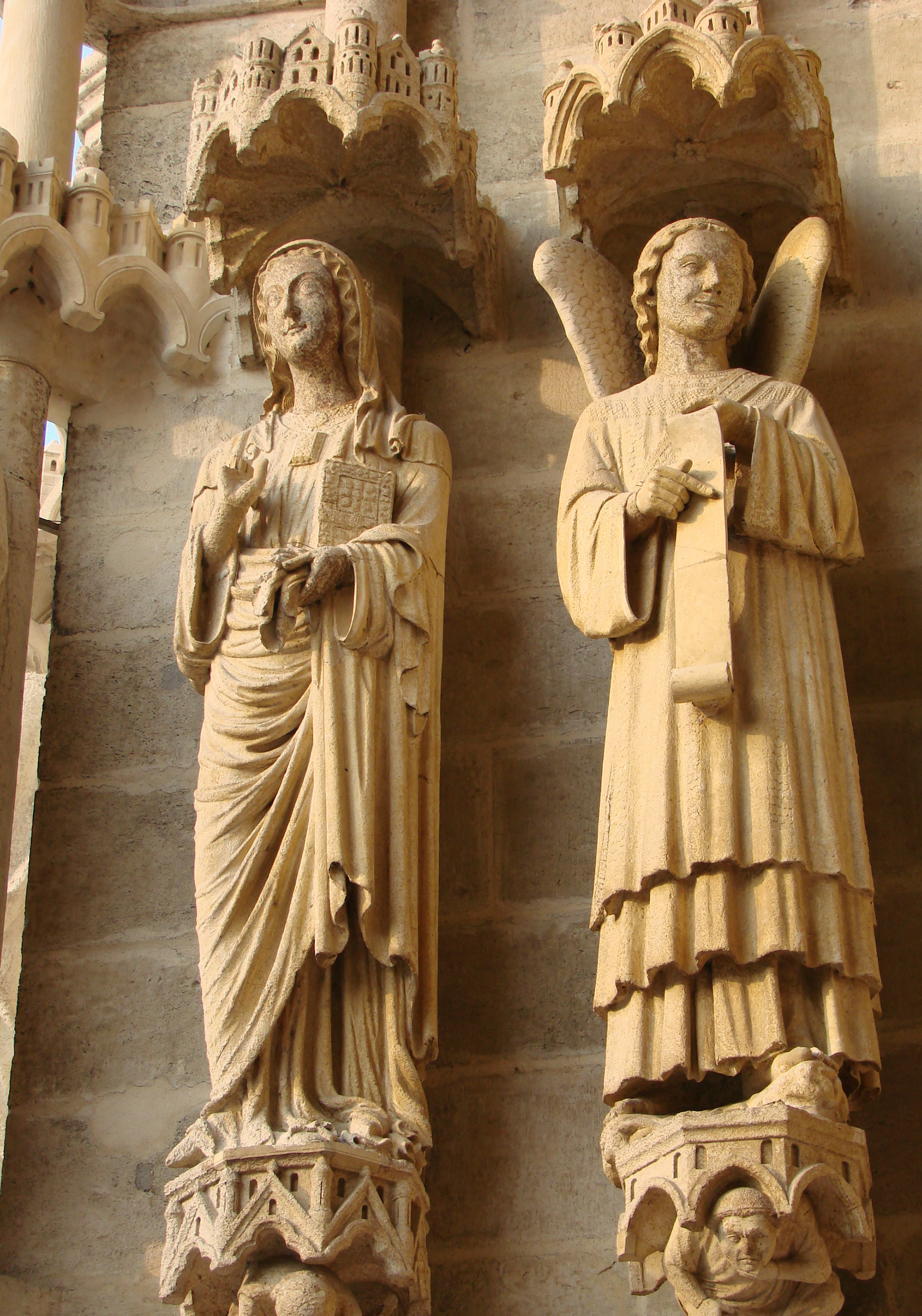
Portail Saint-Firmin : deux des grandes statues des piédroits de gauche : sainte Ulphe et un ange.

##### Le calendrier picard
Les soubassements du portail Saint-Firmin sont richement travaillés. Ils sont notamment ornés d'une série de médaillons, sculptés sous forme de quatre-feuilles (quadrilobes) et présentant un calendrier agraire qui établit une correspondance entre le zodiaque et les travaux des mois. L'ensemble de ces ravissantes sculptures, remarquablement bien conservé et qui aura bientôt huit siècles d'âge, est appelé le calendrier picard ou zodiaque d'Amiens. Les personnages représentés travaillent à la campagne. En effet, il ne faut pas oublier l'importante prédominance du monde rural à l'époque. Tant les signes du zodiaque que les travaux des champs sont fort bien sculptés. Les personnages portent des vêtements différents d'après les saisons.

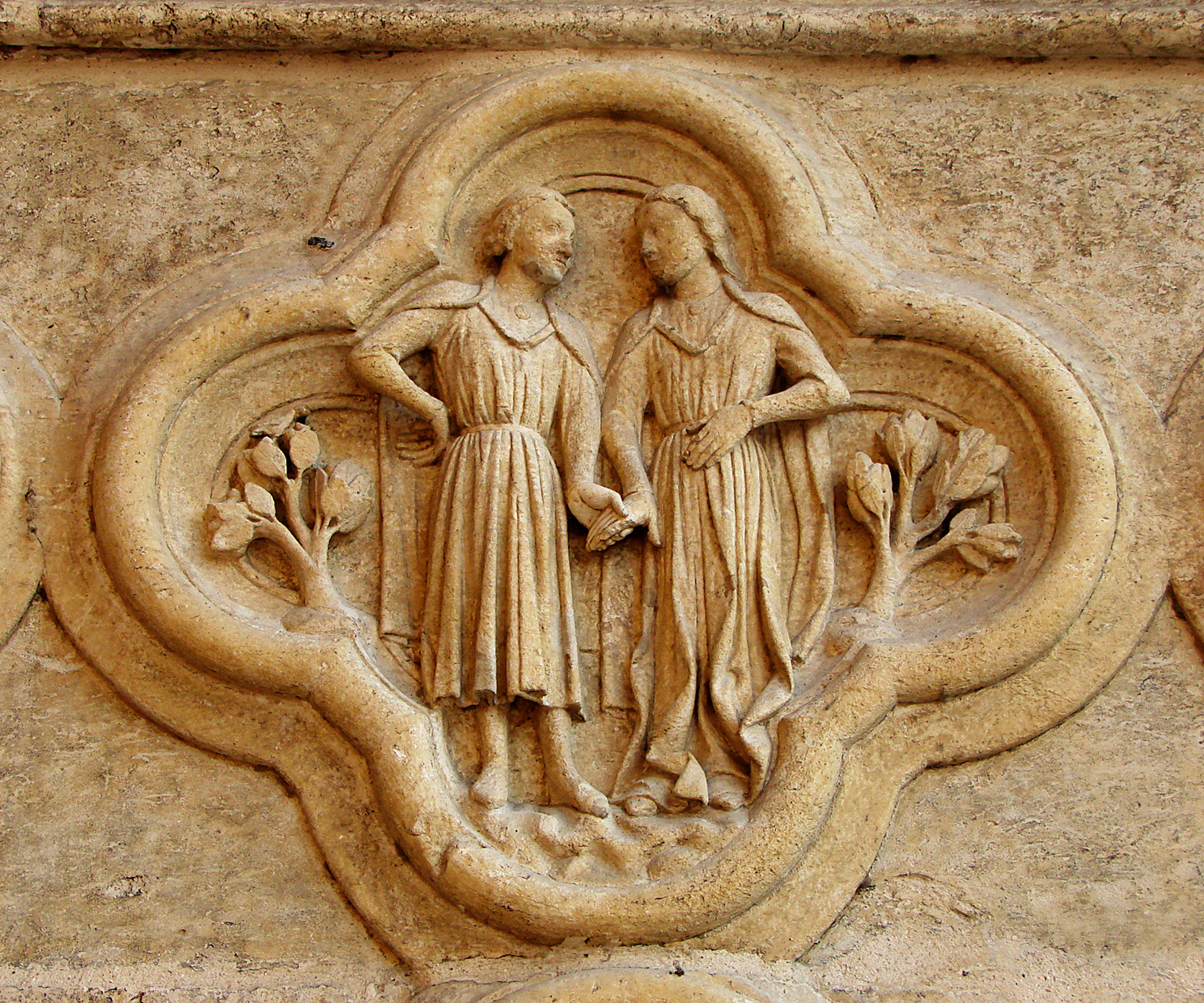
Les Gémeaux.
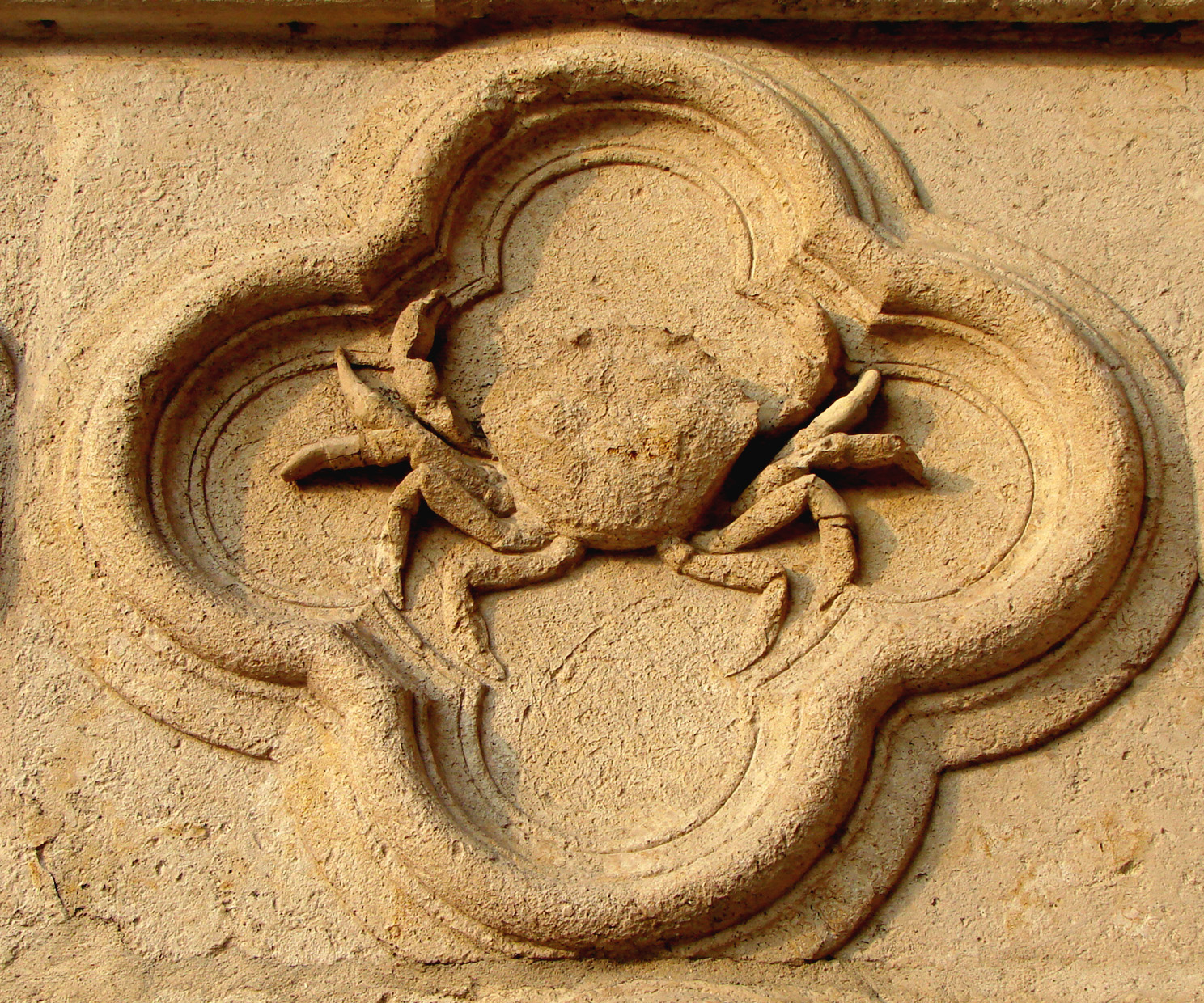
Le signe du Cancer correspond comme il se doit à un crabe.

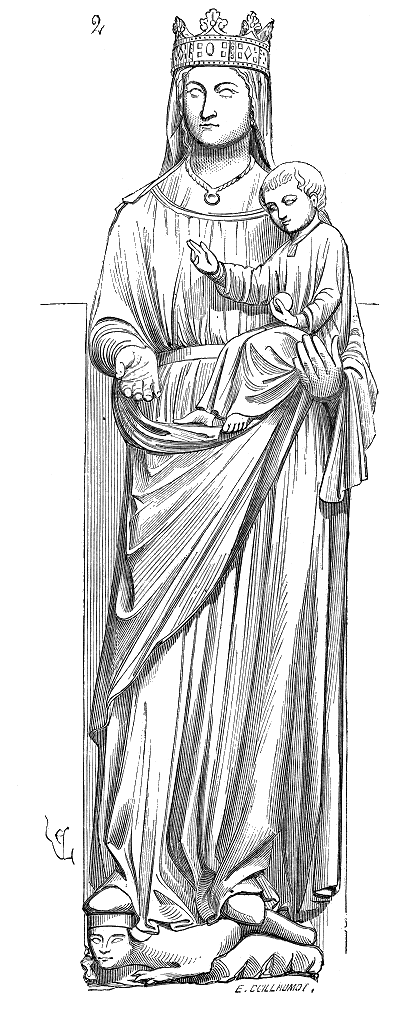
La Vierge qui orne le portail de la Mère-Dieu écrasant le Mal (première moitié du XIIIe siècle). Dessin d'Eugène Viollet-le-Duc (1856).

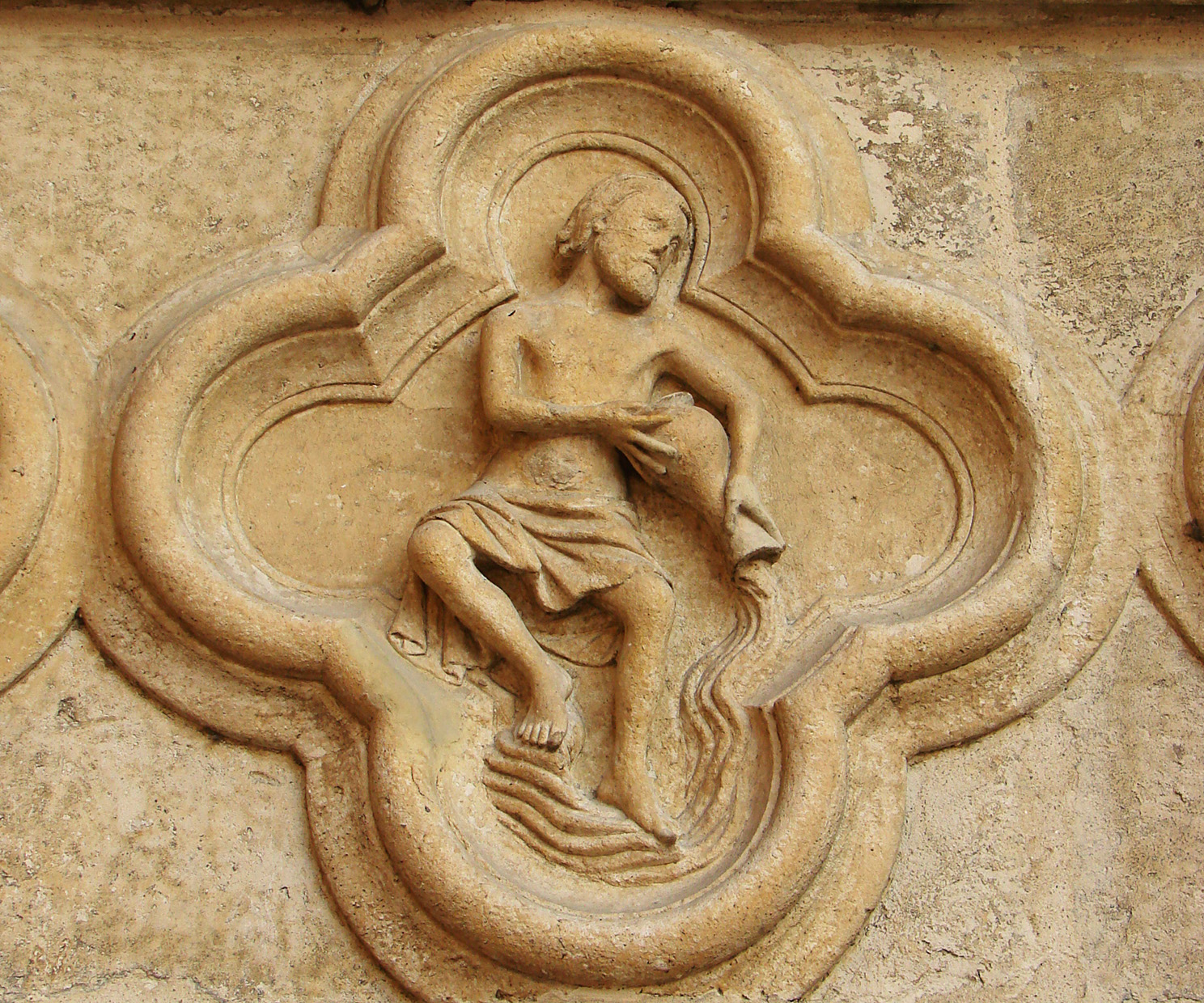
Le signe du Verseau.

#### Le portail de la Mère-Dieu ou de la Vierge
Le portail méridional de la façade occidentale, appelé portail de la Mère-Dieu, est consacré à la Vierge. Au tympan, on trouve au registre inférieur une série de six personnages de l'Ancien Testament, les ancêtres de la Vierge. La mort et l'assomption de la Vierge sont représentées au niveau du registre moyen, et enfin on assiste à son Couronnement au paradis, au registre supérieur.
Au trumeau se trouve une grande statue de la Vierge foulant le Mal, représenté sous la forme d'un animal fantastique griffu à tête humaine. Elle est figurée dans une attitude très statique, ce qui est la marque des statues inspirées du modèle chartrain (c'est-à-dire du modèle de la cathédrale de Chartres).
Les statues qui ornent les ébrasements des piédroits latéraux sont particulièrement remarquables : à droite, groupées deux à deux, elles représentent trois épisodes importants de la vie de la Vierge Marie : l'Annonciation, la Visitation et la Présentation de Jésus au Temple. À gauche, de l'extérieur vers l'intérieur, on trouve la reine de Saba, le roi Salomon, le roi Hérode le Grand puis les trois rois mages.

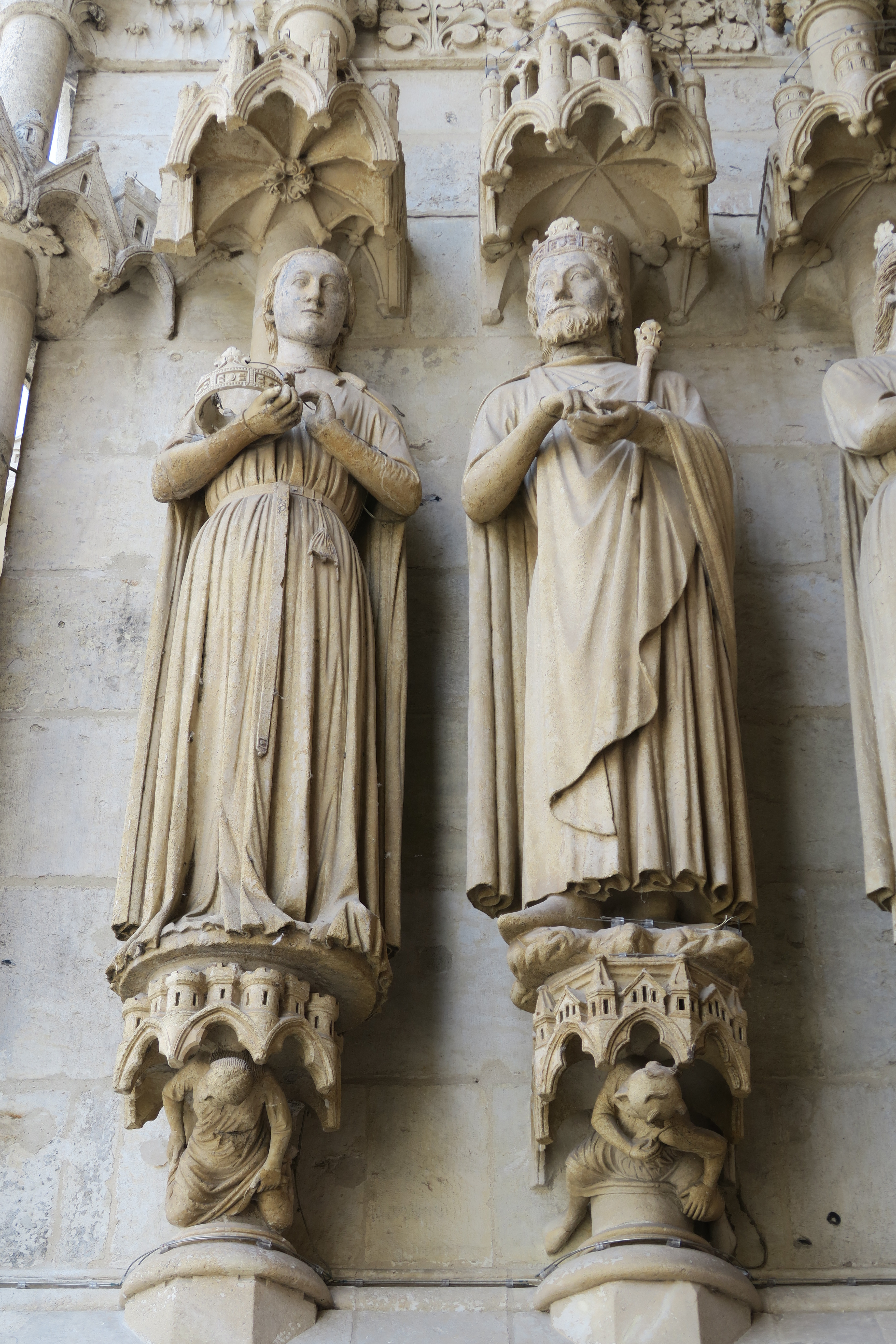
La reine de Saba et le roi Salomon
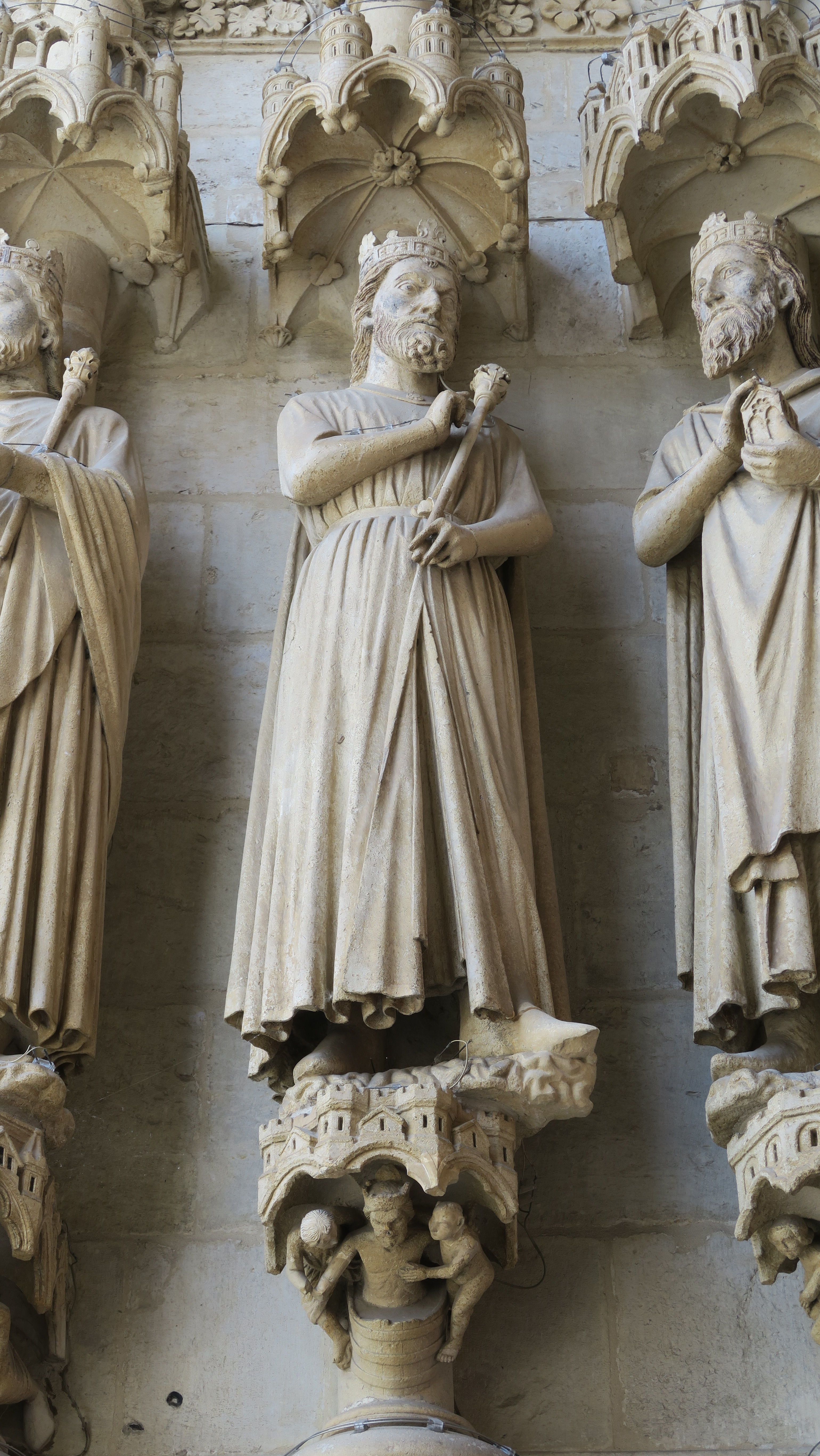
Le roi Hérode

Les rois Mages
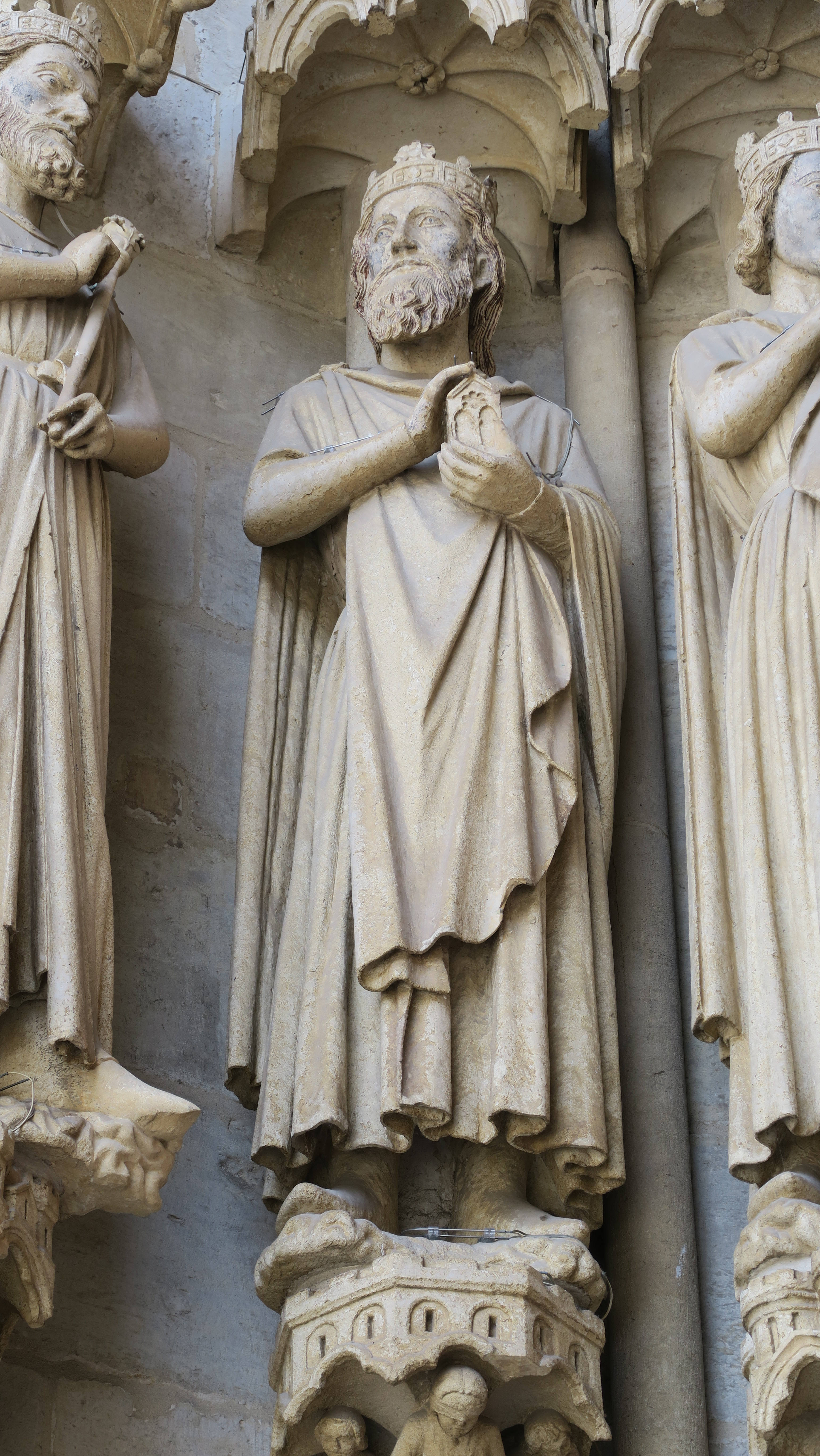
Melchior
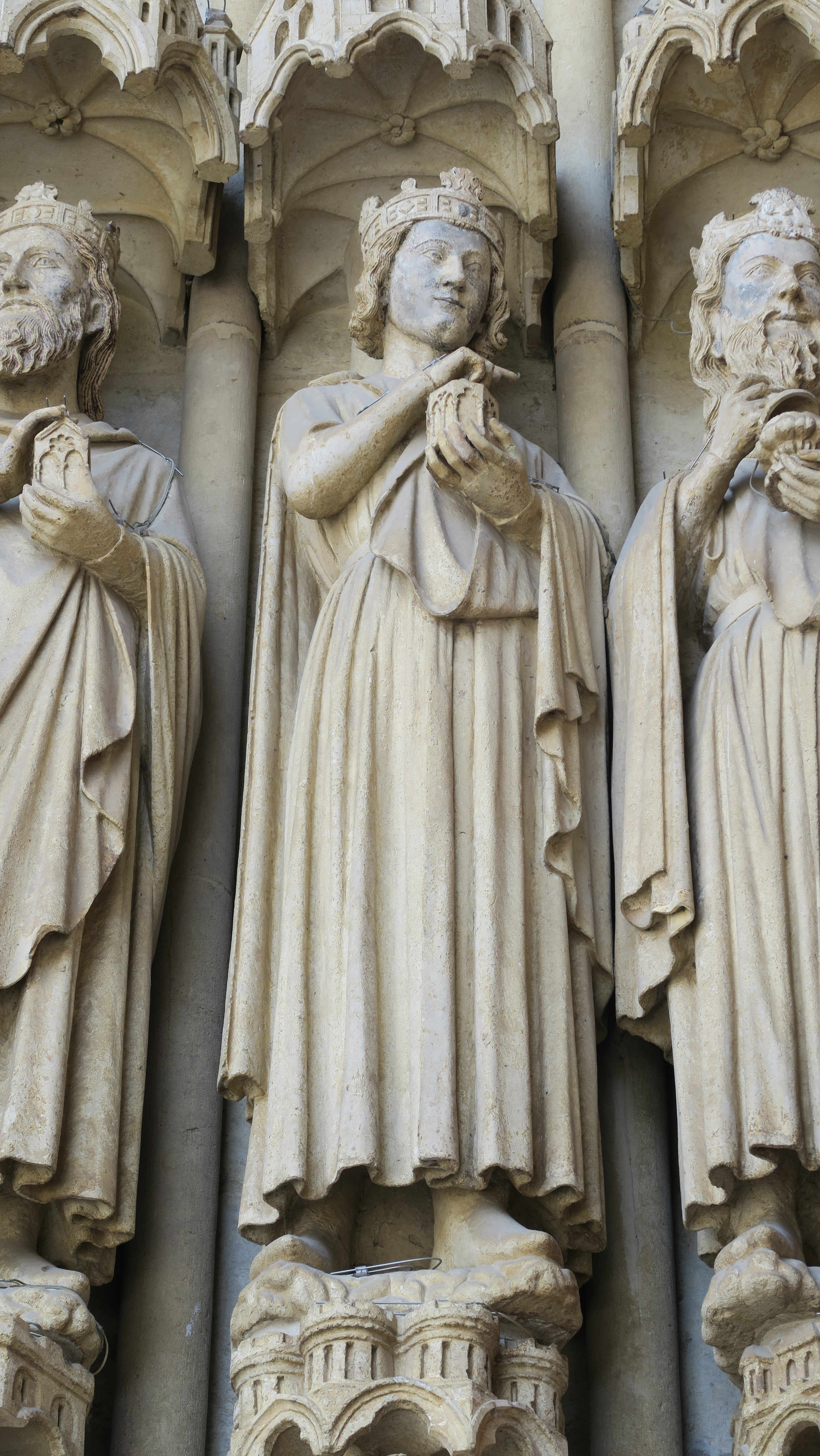
Gaspard
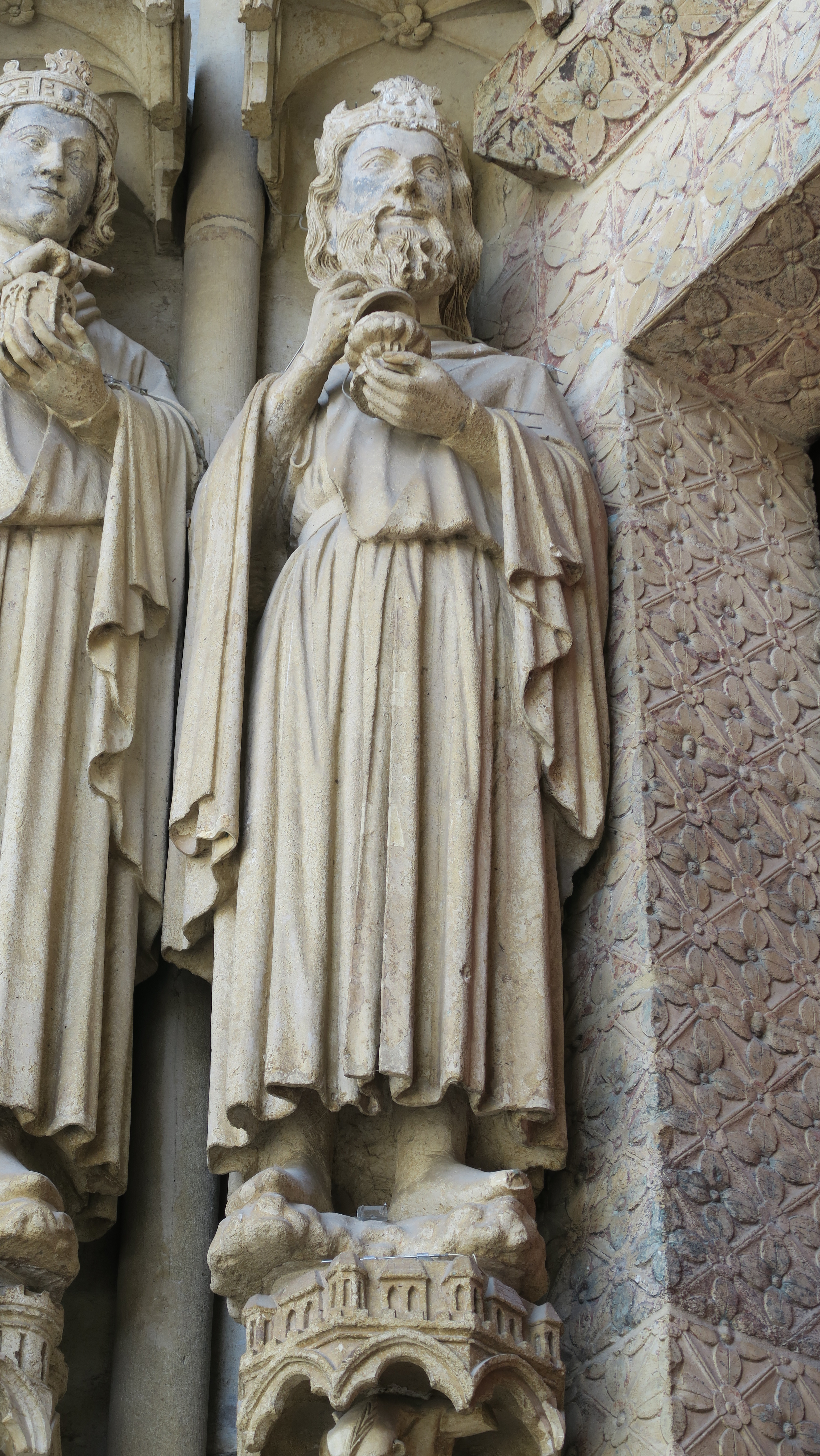
Balthazar

Les médaillons des soubassements contiennent notamment des représentations d'épisodes de la vie du Christ, mais surtout des épisodes de la vie des rois représentés à gauche du portail : histoire de Salomon y compris ses relations avec la reine de Saba, épisodes du règne du roi Hérode et histoire de ses relations avec les rois mages. Ils sont remarquablement conservés. De gauche à droite : Salomon à table, Salomon sur son trône, le massacre des Innocents, Salomon avec la reine de Saba, Salomon en prière devant le Temple, Hérode donnant l'ordre de brûler les vaisseaux de Tharsis.

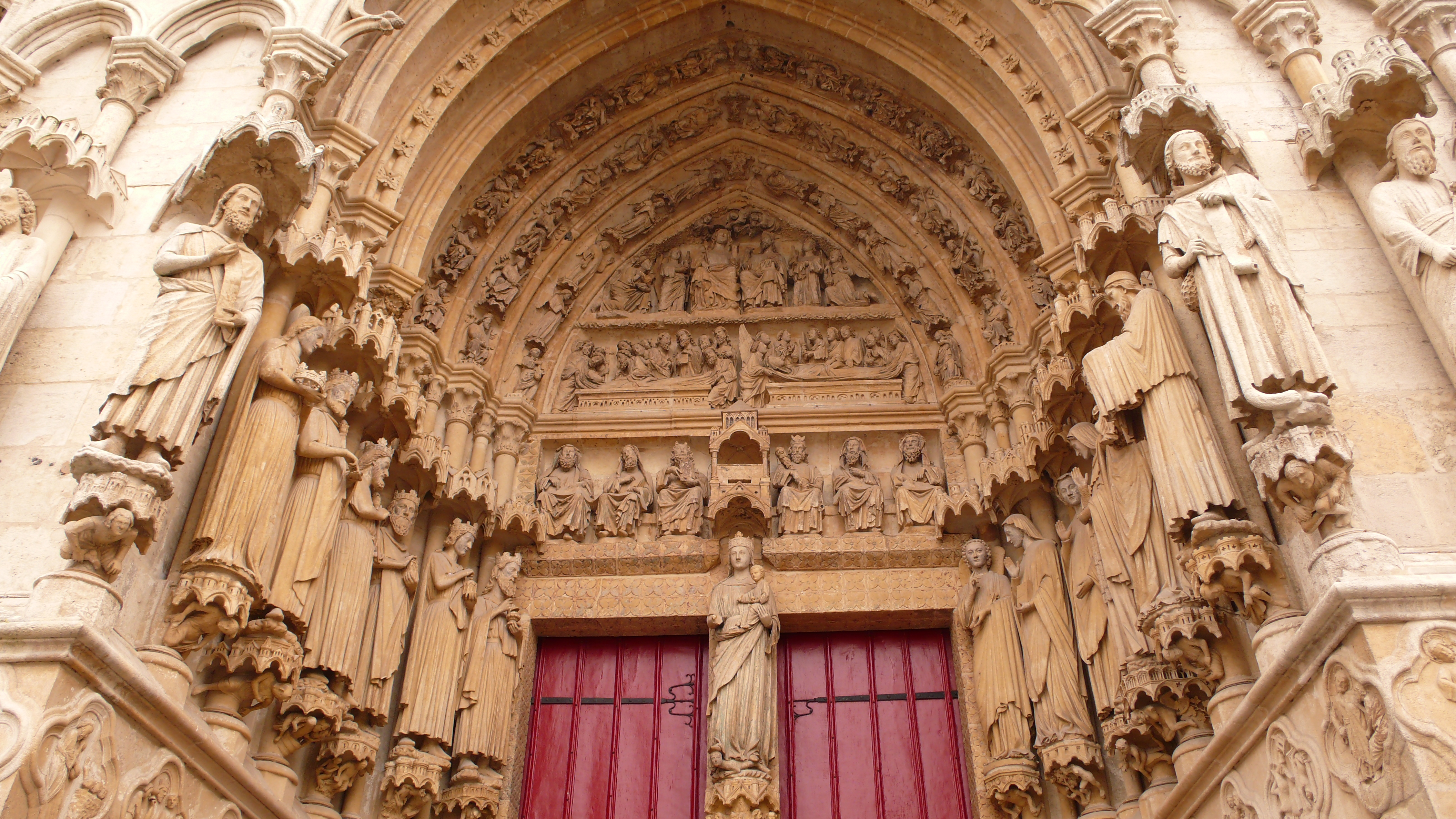
Le portail de la Mère-Dieu ou de la Vierge.
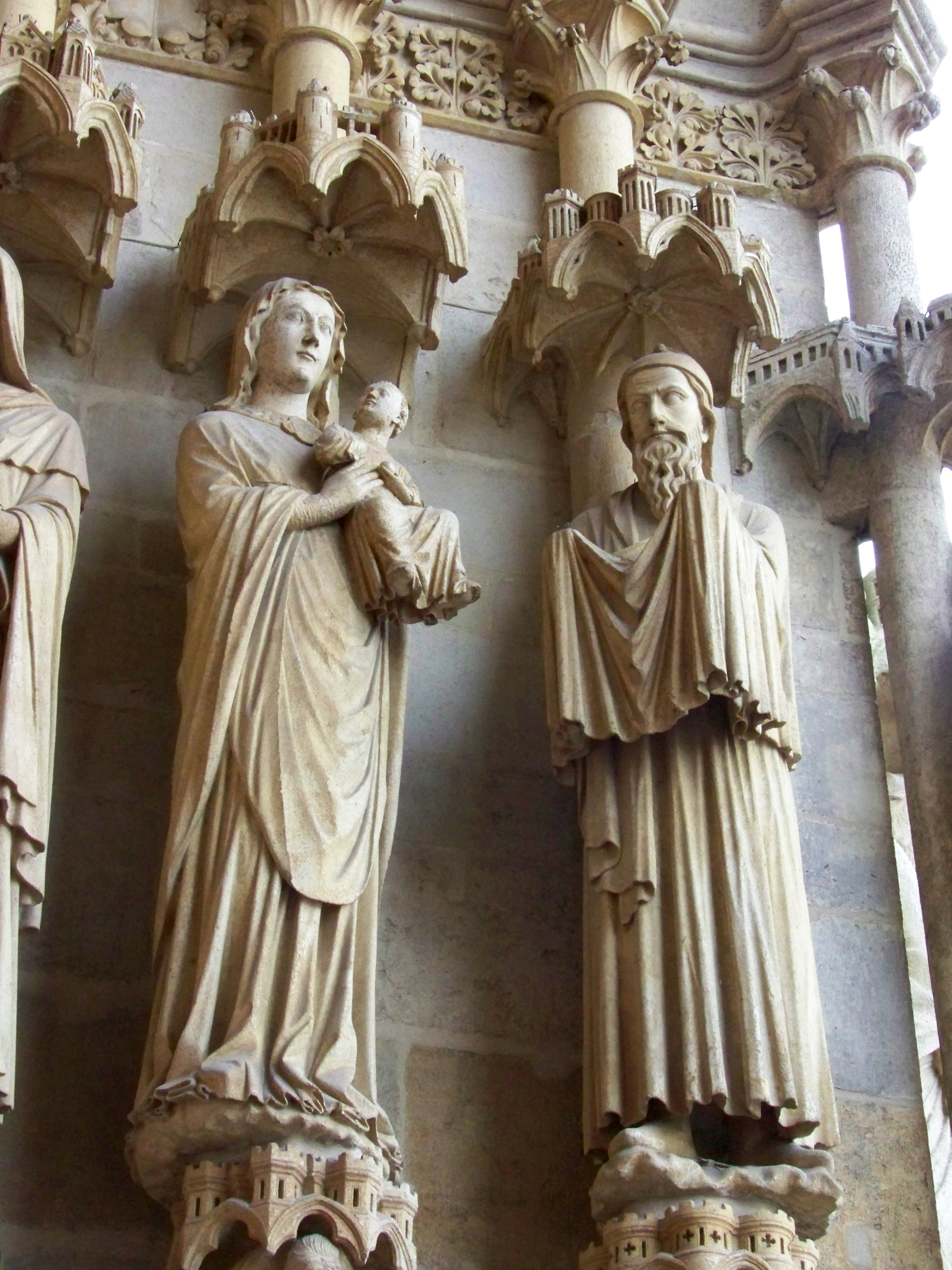
Portail de la Mère-Dieu : la présentation de Jésus au Temple par Marie. À droite Syméon.
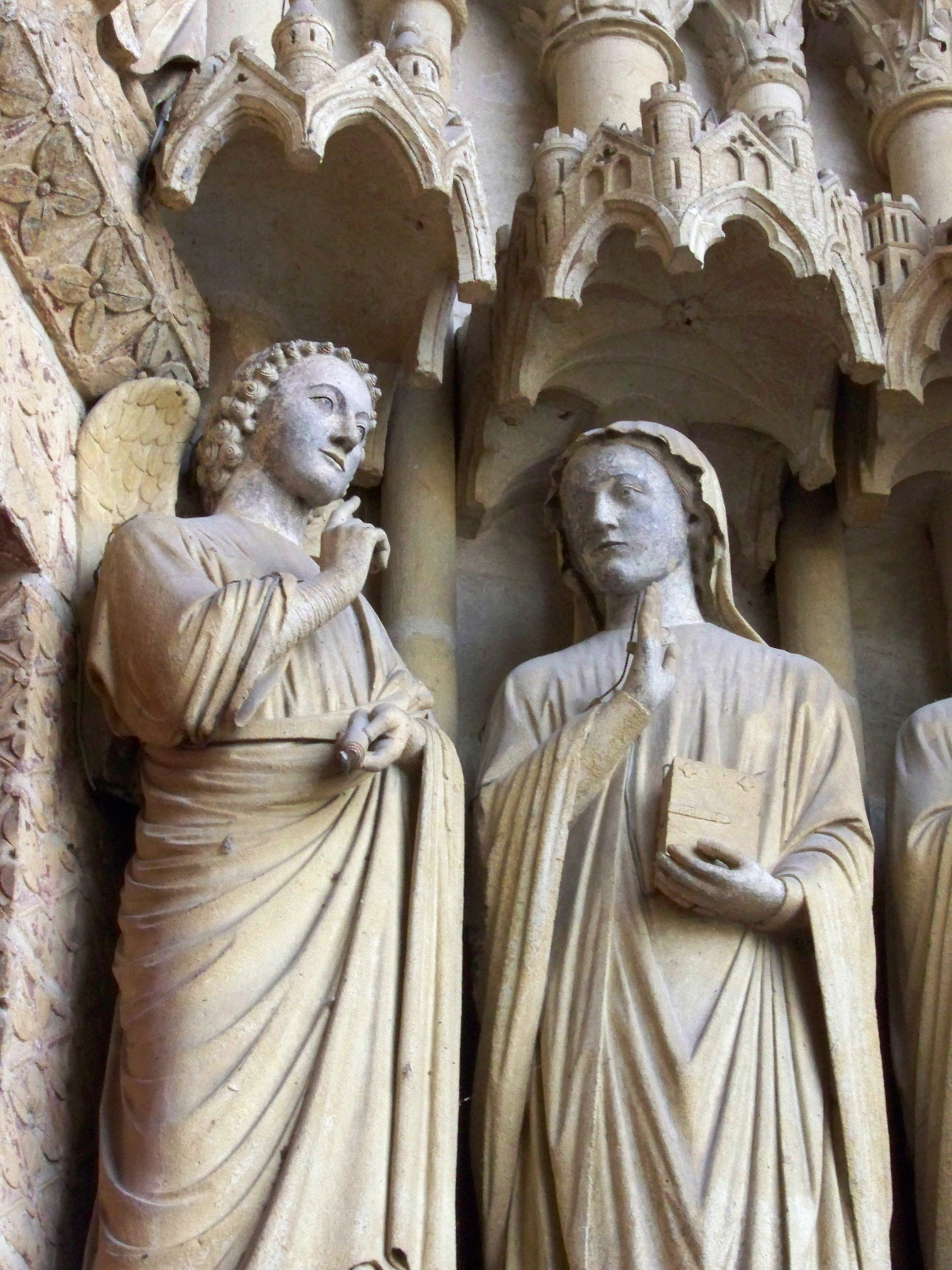
Portail de la Mère-Dieu : l'Annonciation, l'archange Gabriel et Marie.
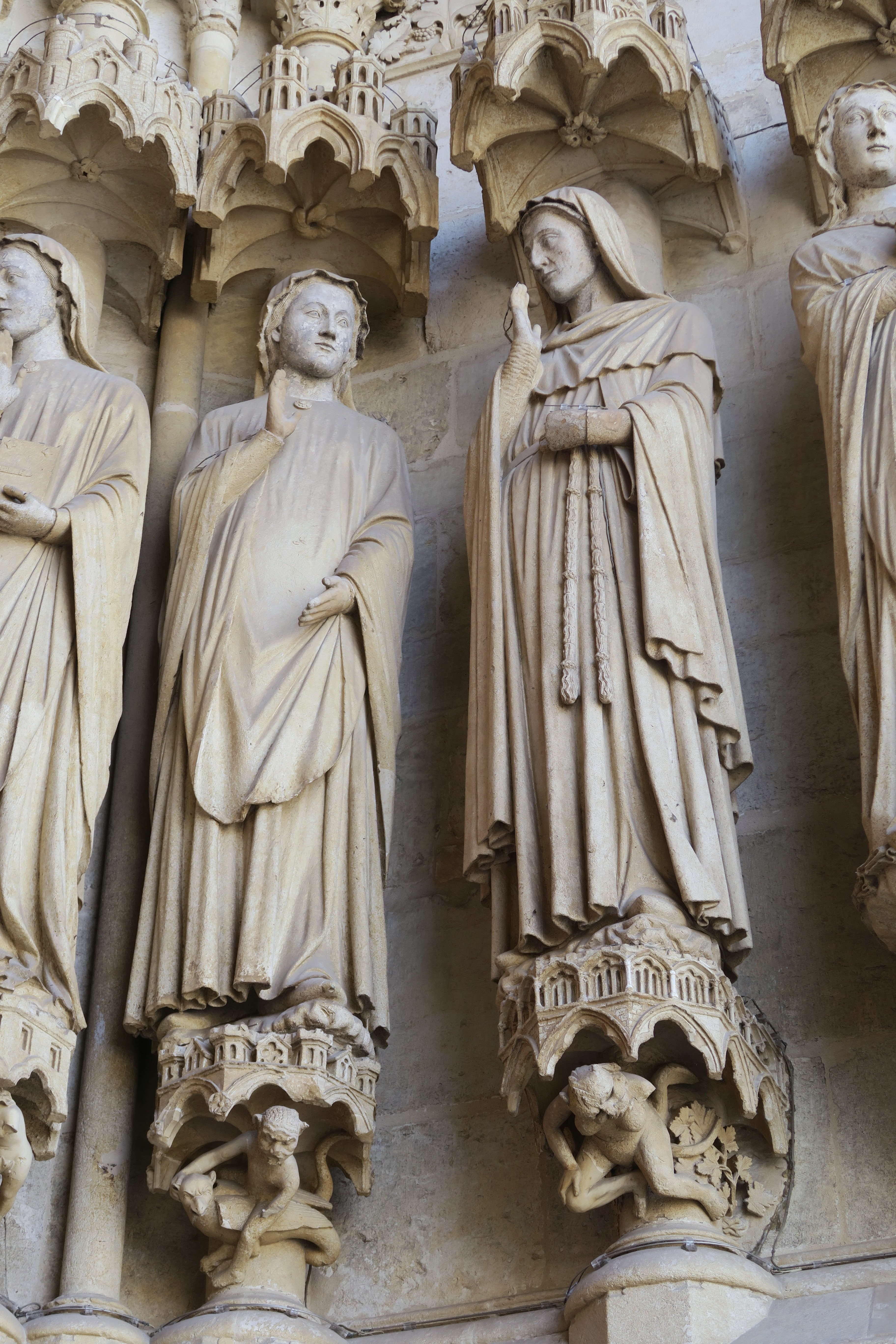
Portail de la Mère-Dieu : Visitation par Marie à sa cousine Elisabeth

##### Le paradis terrestre et le péché originel
La base du trumeau comporte des bas-reliefs consacrés au péché originel, thème souvent associé à la Vierge, puisque c'est par elle qu'arrive le Christ-Rédempteur. Cette association se retrouve notamment au trumeau du portail de la Vierge de Notre-Dame de Paris.
La troisième partie de ce bas-relief du paradis terrestre représente la tentation d'Adam et Ève et le péché originel. Le couple se trouve aux pieds de l'arbre de la connaissance du bien et du mal dont Dieu a défendu de consommer les fruits. Le diable a ici la forme d'un serpent ayant la tête d'une femme séduisante. Il s'agit en fait de Lilith, personnage biblique absente de la bible chrétienne, mais présente dans les écrits rabbiniques du Talmud de Babylone. D'après la tradition juive, Lilith était la première épouse d'Adam. Elle aurait refusé d'accepter la position inférieure lorsqu'ils faisaient l'amour. Elle quitte alors le paradis terrestre et bientôt réitère son refus de se soumettre, mais à Dieu cette fois, lequel lui intimait l'ordre de le faire. Plus tard, ayant quitté la surface de la Terre, cette femme perverse finit par devenir diablesse et favorite de Lucifer. Elle revint tenter le couple qu'elle jalousait, afin de les faire désobéir à Dieu et de les précipiter dans le malheur.

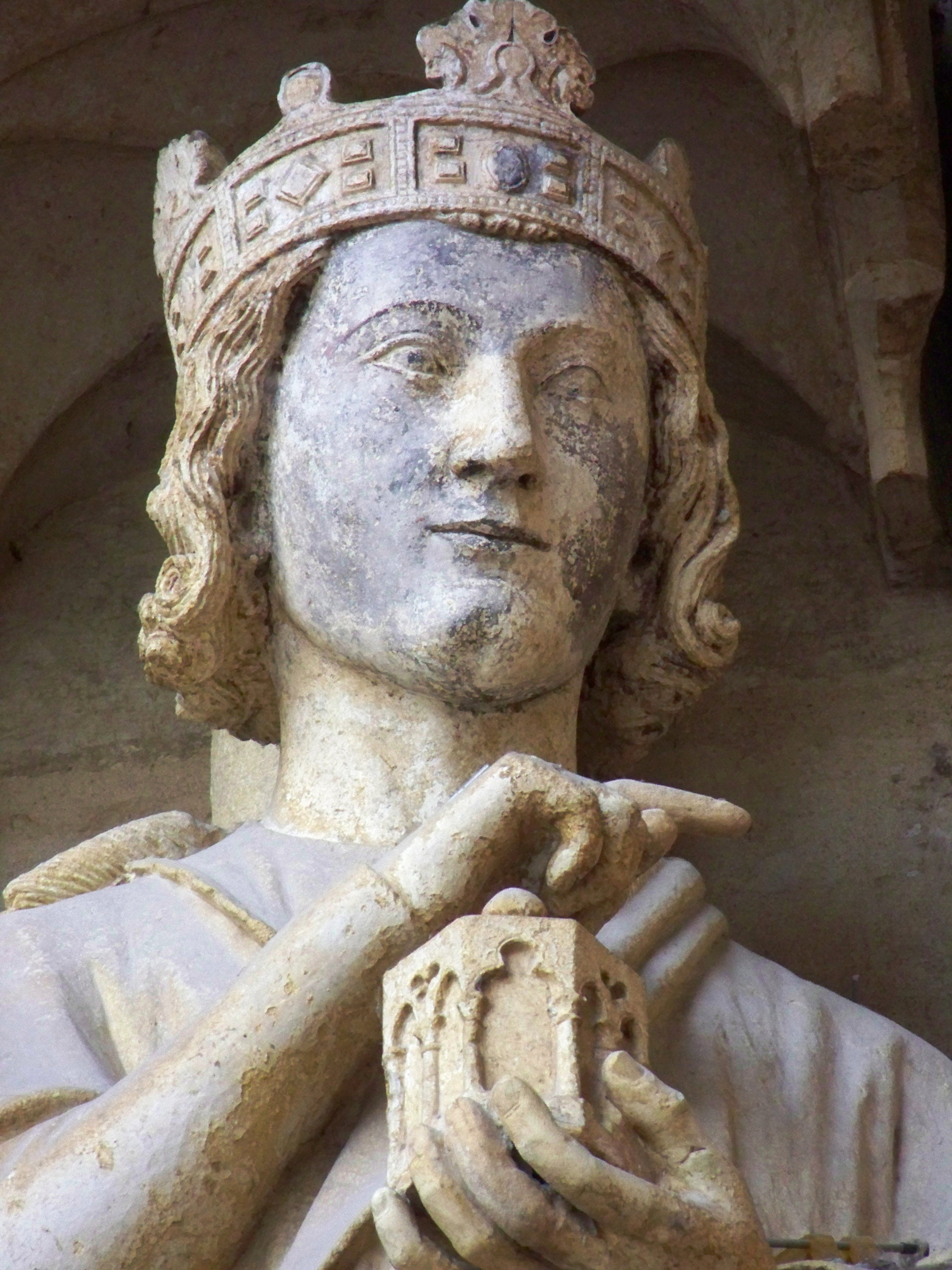
Le visage du deuxième roi-mage porte des traces de polychromie.
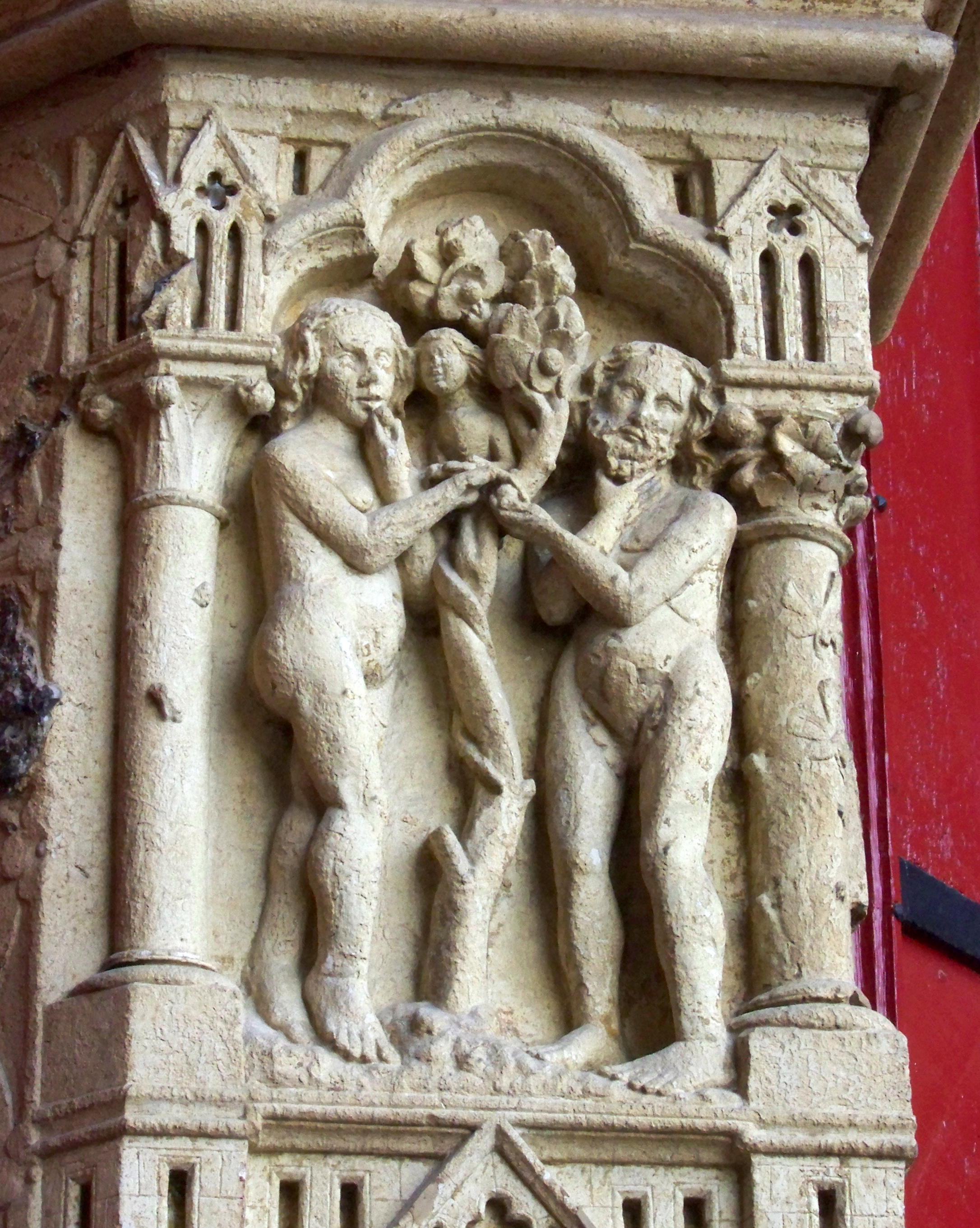
La tentation d'Adam et Ève, bas du trumeau du portail de la Mère-Dieu.
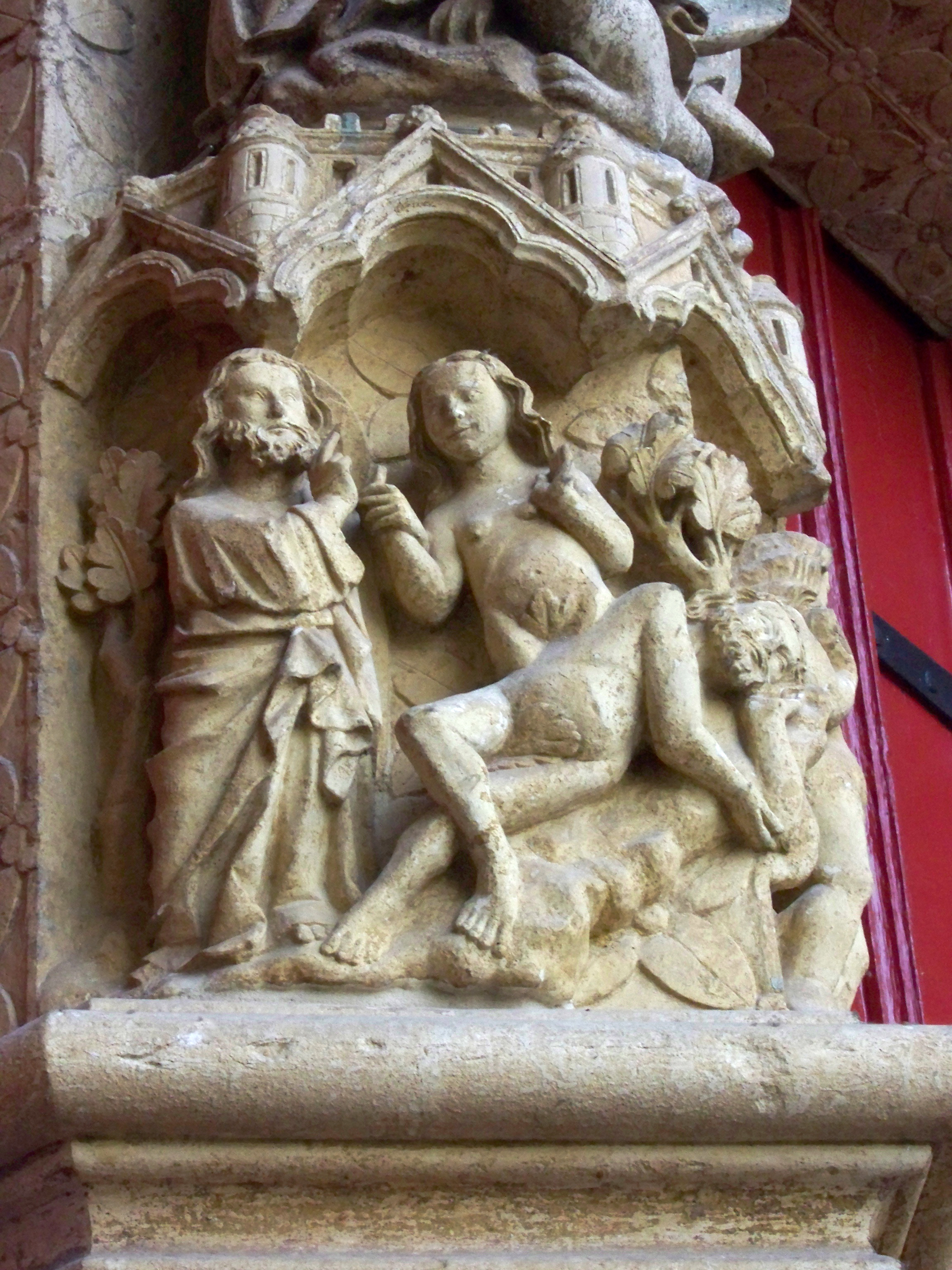
Portail de la Mère-Dieu : la naissance d'Ève.

#### La galerie des Rois et sa galerie basse
Sur la façade de Notre-Dame d'Amiens, immédiatement au-dessus des trois porches, se trouve une galerie de service couverte, richement décorée d'arcatures et de colonnettes. La galerie des Rois la surmonte, et celle-ci supporte une terrasse.
La galerie basse, intermédiaire entre la galerie des Rois et les gâbles des porches, est de fort belle facture et date de 1235 environ. Cette galerie basse, appelée communément "triforium" est praticable, comme d'ailleurs celle des Rois et la terrasse supérieure à celle des Rois. Toutes ces galeries communiquent avec les étages intérieurs des tours.
Derrière la galerie basse ou triforium, s'ouvrent de grandes baies qui éclairaient la nef centrale de la cathédrale, à travers une autre galerie intérieure (avant la pose de la tribune des grandes orgues).
Derrière la galerie des Rois, s'ouvrent d'autres fenêtres plus courtes. Celles-ci donnent à l'intérieur de l'édifice sur une seconde galerie intérieure qui surmonte la galerie inférieure.
On remarque que les arcatures de la galerie inférieure portent sur des piles composées de trois colonnes groupées devant un pilastre. Sur ces piles reposent des arcs richement décorés de redents et d'animaux sculptés sur le devant des sommiers.
Une seule assise de pierre sépare la galerie basse ou triforium de celle des Rois.
Au-dessus de cette dernière se trouve une terrasse découverte et dallée. Les eaux du dallage sont rejetées extérieurement par les têtes des longues gargouilles qui décorent le dessus de la galerie des Rois.
Au-dessus de cette dernière se trouve une terrasse découverte et dallée. Les eaux du dallage sont rejetées extérieurement par les têtes des gargouilles qui décorent le dessus de la galerie des Rois et qui débouchent au niveau de la base des arcatures entourant la tête des rois.

##### Les statues de la galerie des Rois
Elles sont au nombre de vingt-deux et on ne sait pas avec certitude qui elles représentent : rois de Juda (Ancien Testament) ; rois de France ? Elles datent de la première moitié du XIIIe siècle. La partie centrale de la façade compte huit grandes statues de 3,75 mètres de haut, placées à 30 mètres de hauteur. En outre, on en compte six sur chaque face occidentale de la base de chacune des tours, et deux encore placées à l'avant des contreforts centraux de la façade, contreforts qui divisent celle-ci en trois zones verticales. Ces statues sont dotées de têtes surdimensionnées et de jambes sous dimensionnées. Les sculpteurs médiévaux tentaient vraisemblablement de rendre les visages plus visibles du sol. Ces statues ont été restaurées au XIXe siècle par les frères Duthoit.
On retrouve ce type de galerie à la cathédrale Notre-Dame de Reims, ainsi qu'à Notre-Dame de Paris (à Paris, les statues datent en fait du XIXe siècle).

#### La rosace occidentale
De style gothique flamboyant, elle fut érigée au début du XVIe siècle sur ordre du maire de l'époque. On l'appelle aussi rosace de la Mer. Située juste au-dessus de la partie centrale de la galerie des Rois, elle est précédée de la terrasse dont le dallage est doté des gargouilles qui pointent à l'extérieur au niveau de la tête des rois de la galerie. Elle est donc en retrait par rapport aux parties sous-jacentes de la façade.
Vue de l'extérieur, sa partie inférieure est masquée par le rebord de la balustrade de cette terrasse, rebord qui n'est autre que la partie supérieure des arcatures de la galerie des Rois.

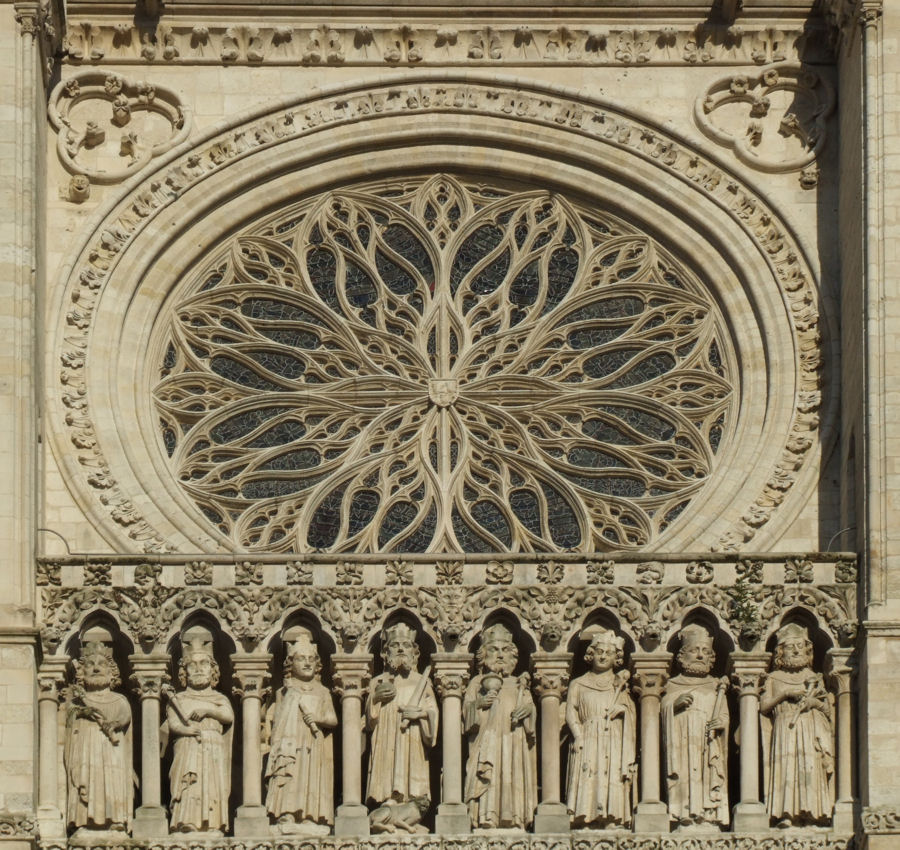
La rosace de la façade occidentale précédée de sa terrasse se situe juste au-dessus de la galerie des Rois.
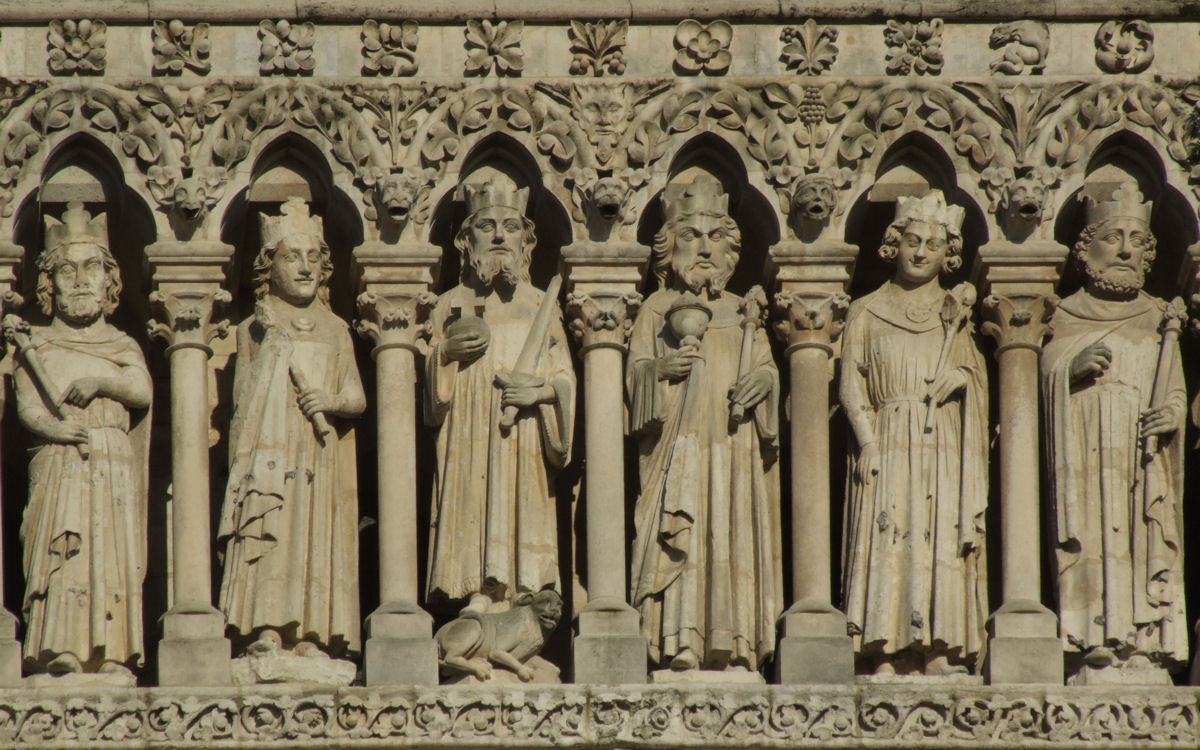
Les rois du centre de la galerie.

#### La polychromie
Les portails ont été nettoyés au cours des années 1990 à l'aide d'un procédé utilisant le laser. Cette technique a permis de découvrir et de préserver des traces de polychromie, mettant fin à une longue polémique. Depuis lors, un spectacle gratuit est donné en fin d'année et en période estivale permettant de voir la cathédrale en couleurs.
La polychromie était également présente à l'intérieur, notamment au niveau des sculptures sur lesquelles les effets de lumière devaient être accentués par l'ensemble coloré des vitraux, ainsi que par le ton ocre des surfaces murales ornées de faux joints d'appareil et la tonalité plus tranchée encore des membres architecturaux.

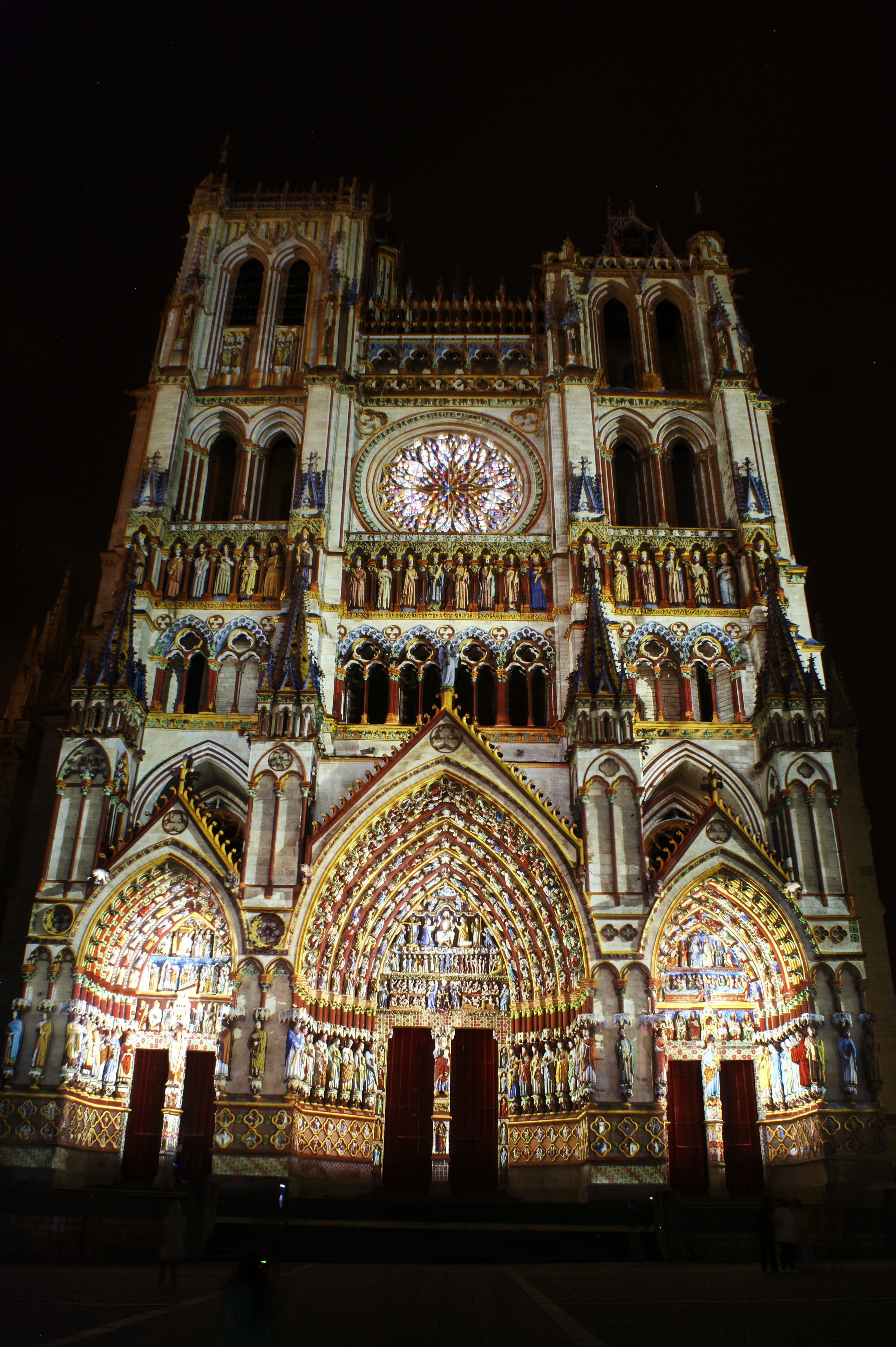
Spectacle « Amiens, la cathédrale en couleurs » en 2012.
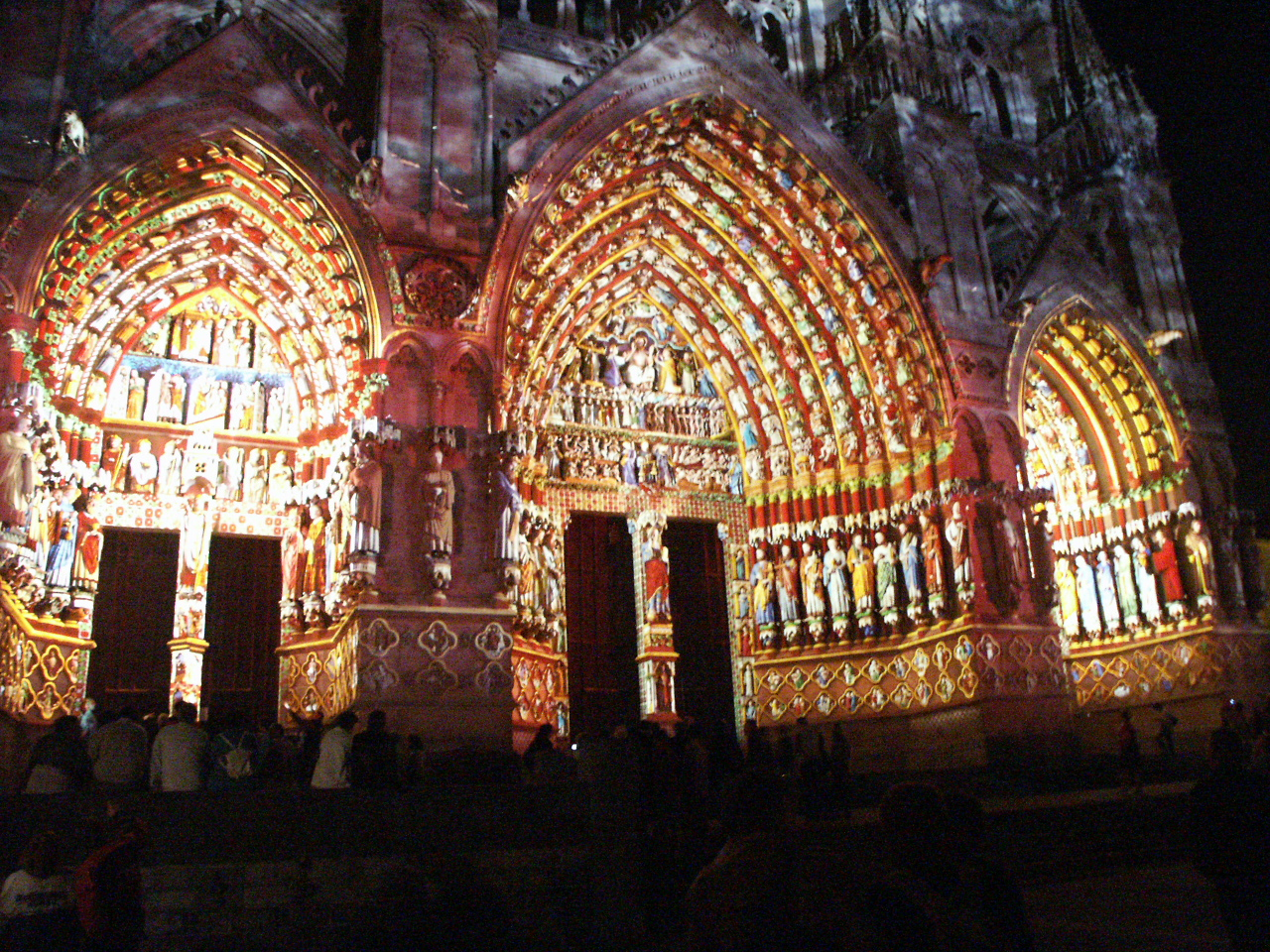
Vue de la projection restituant la polychromie de la façade.
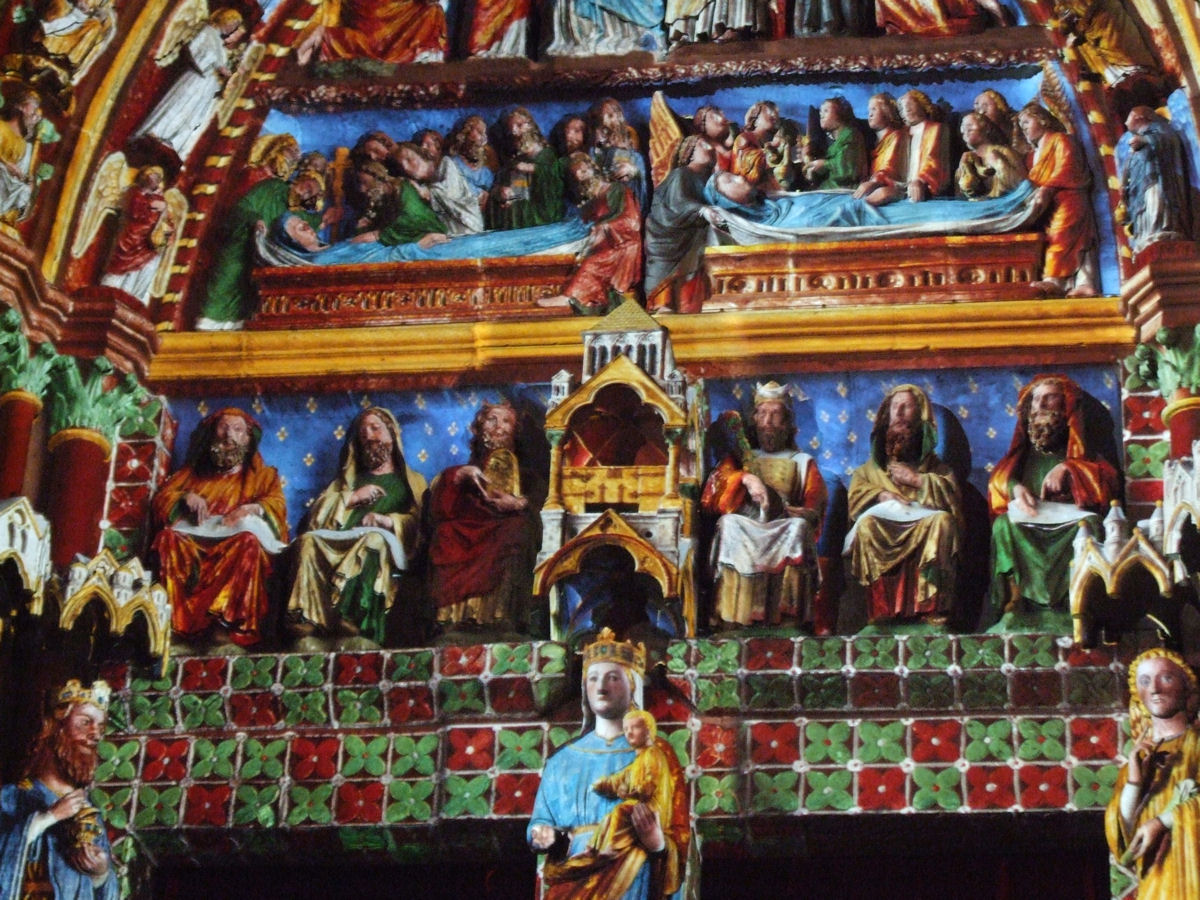
Le tympan du portail de la Vierge.
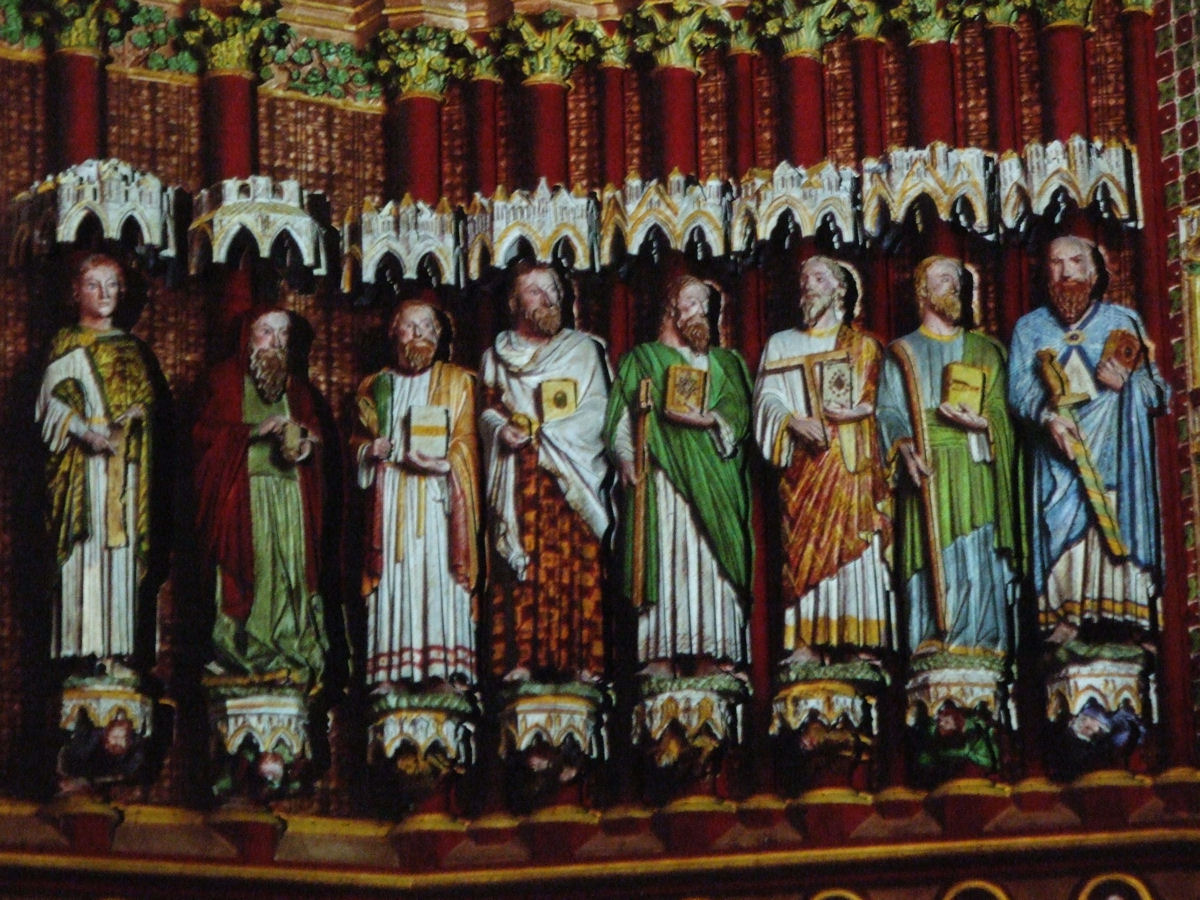
Les grandes statues de gauche du portail du Jugement Dernier.

### Les tours
Les tours ne permettent pas d'élancer l'édifice. Ce rôle d'élancement est réalisé par la flèche du transept qui elle est visible depuis de nombreux endroits de la ville d'Amiens.
Les tours furent les dernières parties de l'édifice à être construites. Les deux tours, au lieu d’être élevées sur un plan carré comme la plupart des tours de cathédrales de cette époque, sont rectangulaires, ou plus précisément barlongues, c'est-à-dire moitié moins épaisses que larges. Ce ne sont que des moitiés de tours dans toute leur hauteur, et les deux contreforts, qui devaient se trouver, latéralement, dans la région médiane de ces tours, sont devenus contreforts d'angles. À l'origine de cette situation : un manque de ressources financières.
Le plan barlong des tours présenté parfois comme consécutif de l'abandon du plan initial ne repose sur aucun document, aucune fouille archéologique. Les côtés des tours montrent une filiation avec celles de cathédrales de Paris et de Soissons.
En 1240, l’évêque Arnoult avait poussé les travaux à une telle cadence que les fonds étaient épuisés. Il fallut suspendre la construction et amasser de nouvelles sommes. De plus en 1258, un incendie détruisit les charpentes des chapelles de l'abside. Ce désastre contribua encore à ralentir l'achèvement du chœur, de la façade et des tours. À Amiens, comme partout ailleurs, les populations montraient moins d'ardeur et d'enthousiasme à voir terminer le monument. On mit un temps assez long à recueillir les dons nécessaires à la continuation des travaux, et ces dons ne furent pas assez abondants pour permettre de déployer dans ce qui restait à construire toute la grandeur que l'on prévoyait initialement. En élevant la nef, de 1220 à 1228, on avait voulu achever, avant tout, le vaisseau, et on ne s’était pas préoccupé de la façade laissée en suspens. La porte centrale seule avait été percée et la rose supérieure ouverte. Ce ne fut qu'en 1238, lorsqu'une nouvelle impulsion fut donnée aux travaux par l'évêque Arnoult, que l'on songea à terminer la façade occidentale. Mais déjà, sans doute, on pressentait l'épuisement des ressources, si abondantes pendant le règne de Philippe-Auguste (mort en 1223), et les projets primitifs furent restreints.
Les parties supérieures de ces tours et à la galerie entre les deux, ce sont des constructions élevées au XIVe siècle et même au début du XVe. Elles sont construites largement en retrait par rapport à la base de la façade et des tours. Les tours sont d'inégale hauteur. Elles sont toutes deux flanquées d'une petite tourelle quadrangulaire, nichée entre les deux contreforts latéraux et faisant corps avec la tour. Ces tourelles abritent chacune un escalier à vis permettant d'atteindre les premiers étages des tours, et sont surmontées d'un élégant toit pyramidal fort bien décoré.

#### La tour sud
Le sommet de la tour sud est de style rayonnant. Sur la face sud de la tour sud, au niveau du contrefort occidental, on peut voir un cadran solaire, surmonté de la statue d'un ange. Les travaux d'achèvement étaient en cours en 1372. Eugène Viollet-le-Duc termina le sommet les gâbles inachevés et suréleva la toiture pour réduire la différence de hauteur entre les deux tours. Les statues du sommet du contrefort nord-ouest ont été restaurés au XIXe siècle. On reconnait le Sauveur, un personnage vêtu à l'antique, un évêque, la Vierge à l'Enfant, un autre évêque dont la tête et la crosse ont été restaurées.

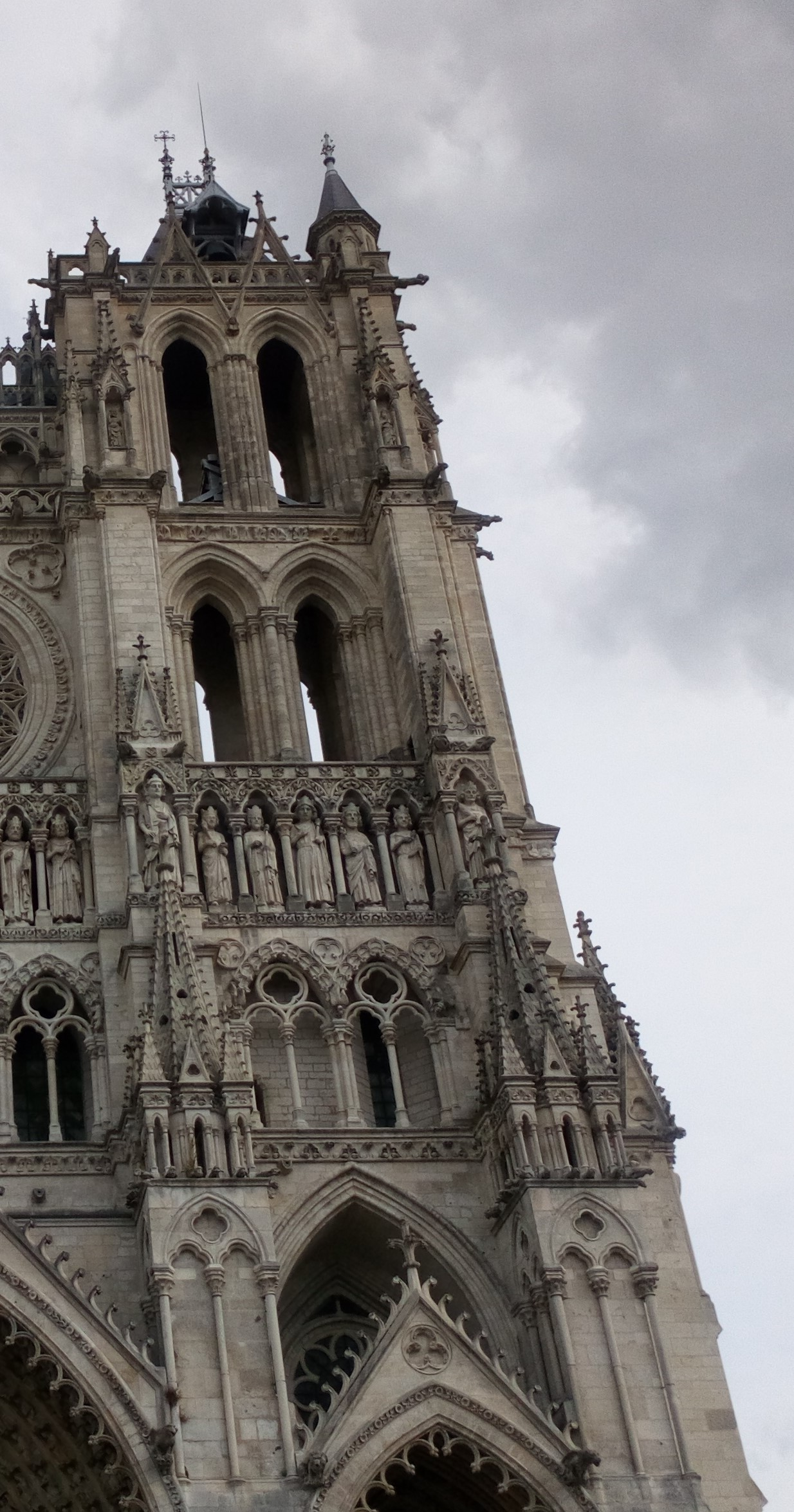
Tour sud
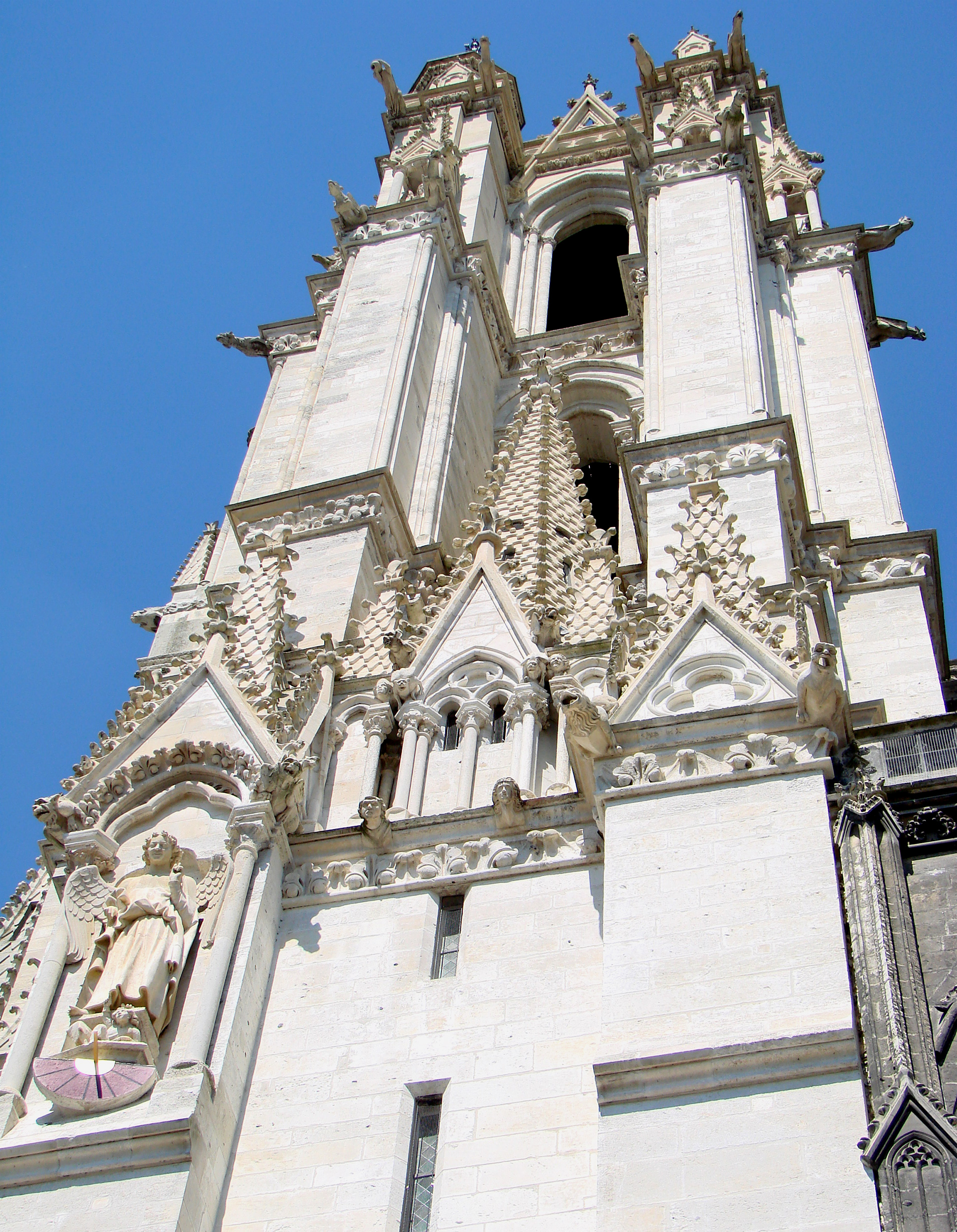
Face sud de la tour sud et son cadran solaire.
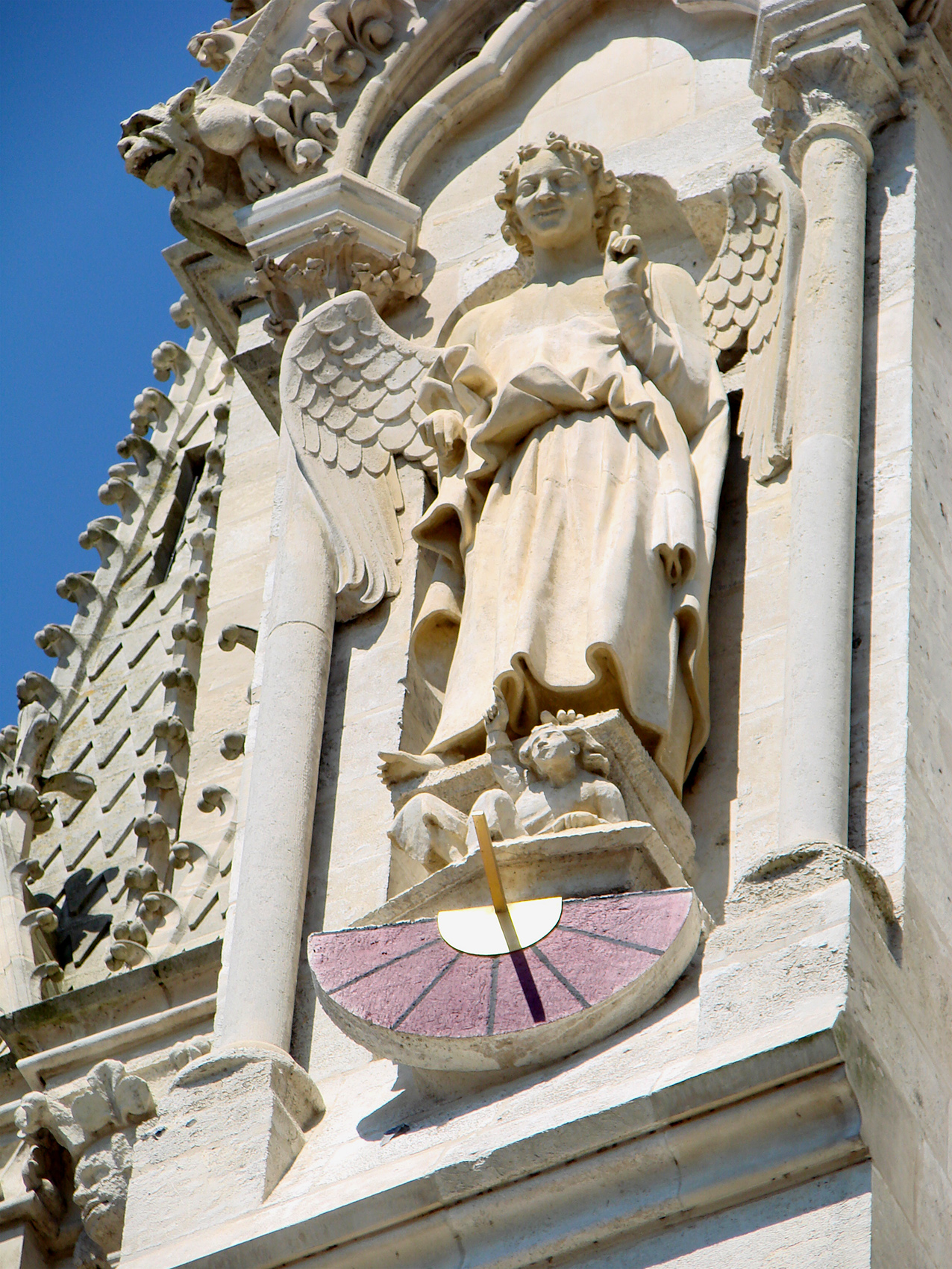
Le cadran solaire.

#### La tour nord et sa contre-butée
Quant à la tour nord qui culmine à 66 mètres, la déclivité du terrain posa quelques problèmes. On dut d'abord construire une énorme contre-butée pour pallier les risques d'écroulement. Celle-ci fut mise en chantier en 1375, si bien que ce n'est qu'en 1402 que le couronnement de cette tour nord fut enfin réalisé en style gothique flamboyant.
De style flamboyant, la contre-butée ou « Beau Pilier » est très riche en ornements, bien plus que la façade nord adjacente. On peut y voir neuf très belles statues du XIVe siècle, réparties en trois groupes superposés sur le Beau Pilier et le premier contrefort du flanc nord de la nef. Le groupe supérieur présente du haut vers le bas, les statues de la Vierge Marie, saint Jean-Baptiste et saint Firmin le martyr. Le groupe central : le roi Charles V et ses deux fils, le dauphin Charles futur Charles VI et Louis, duc de Touraine et futur duc d'Orléans. Enfin le groupe inférieur nous montre le cardinal Jean de La Grange et Bureau de La Rivière et Jean de Vienne.

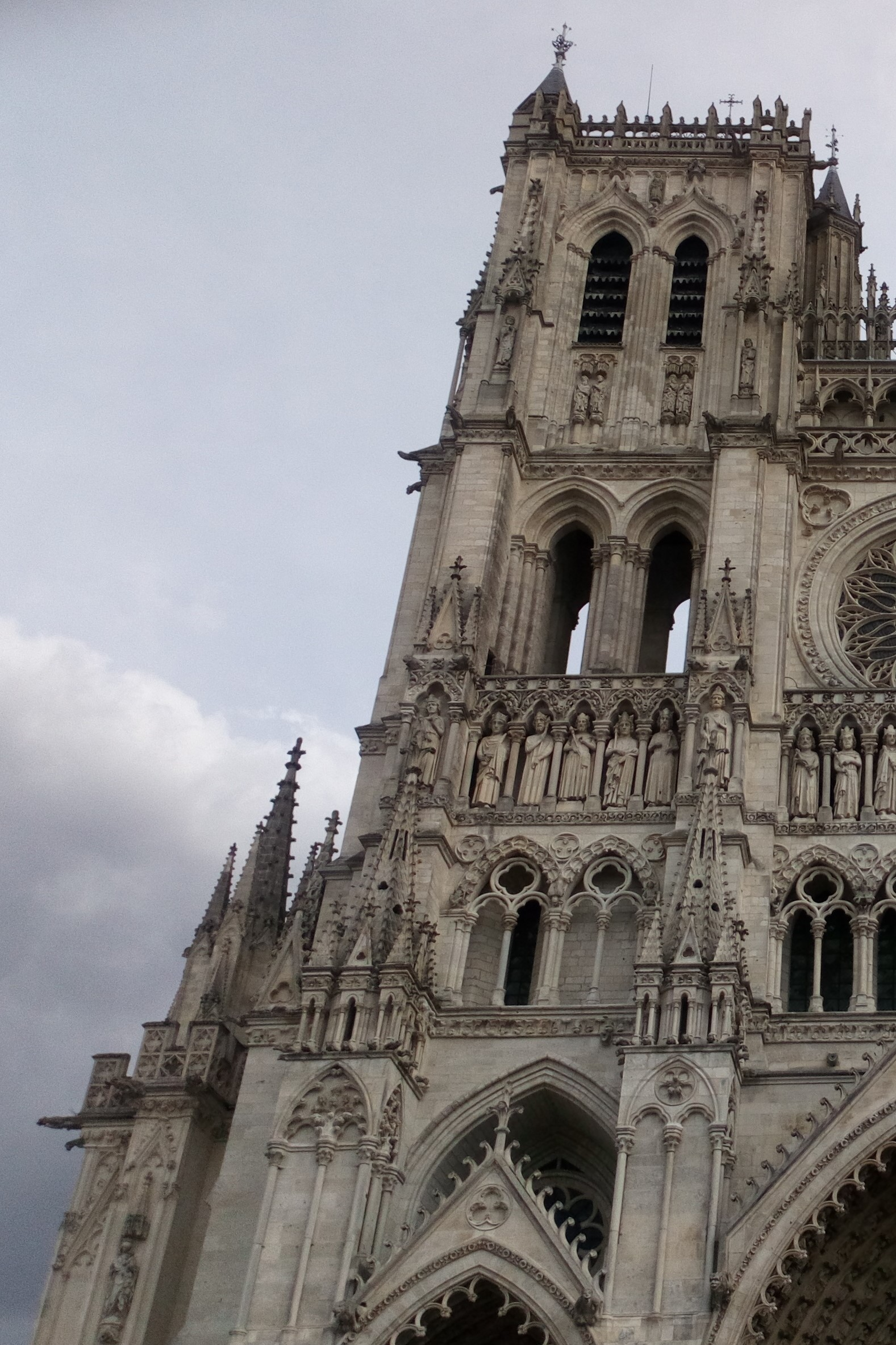
Tour nord.
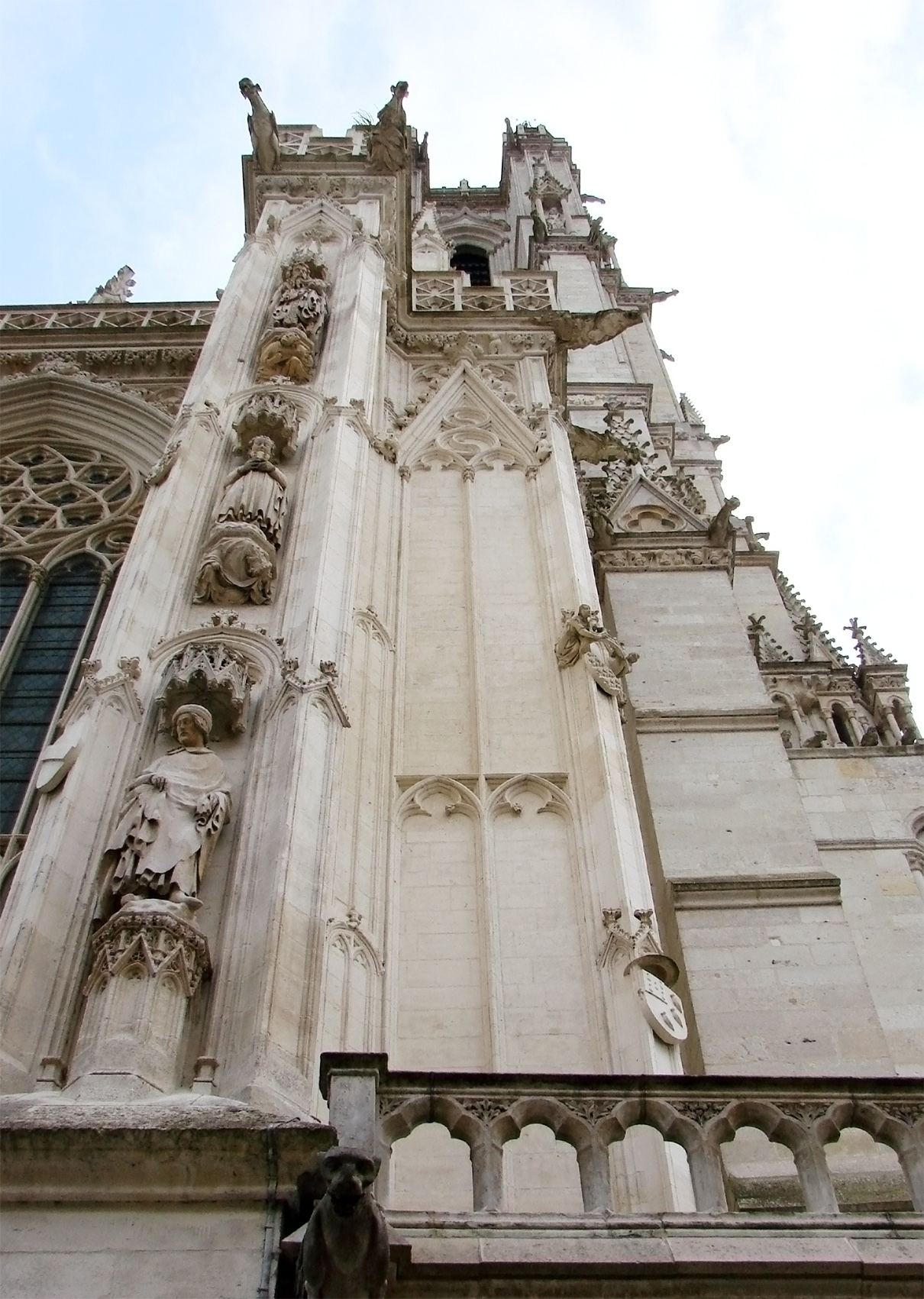
Tour nord, Beau Pilier de la cathédrale d'Amiens.
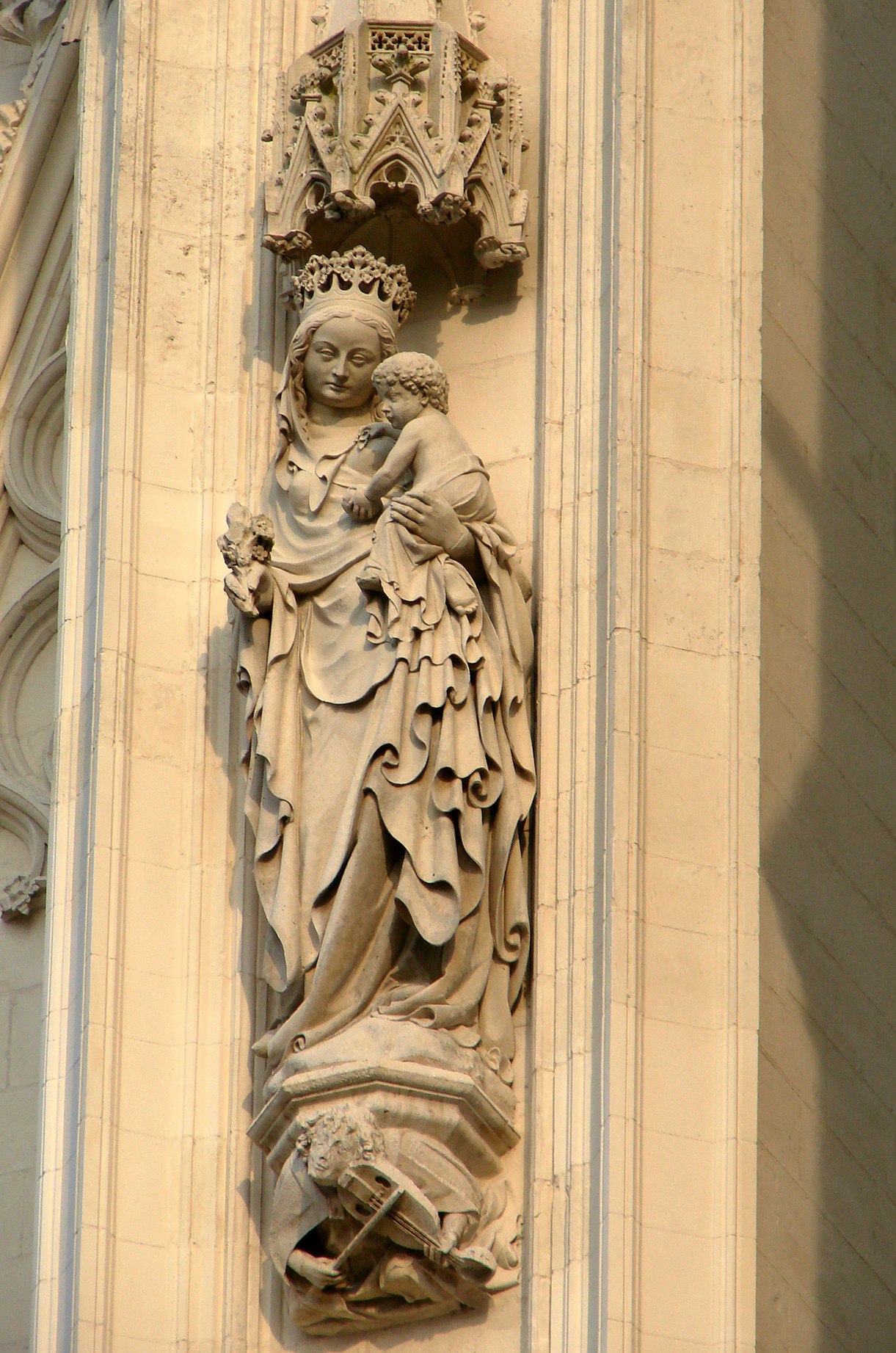
Tour nord, Beau Pilier, statue de la Vierge. À ses pieds, un homme joue du rebec<ref>Bourassé 1857, p. 180

### Les façades latérales de la cathédrale

#### Caractéristiques générales

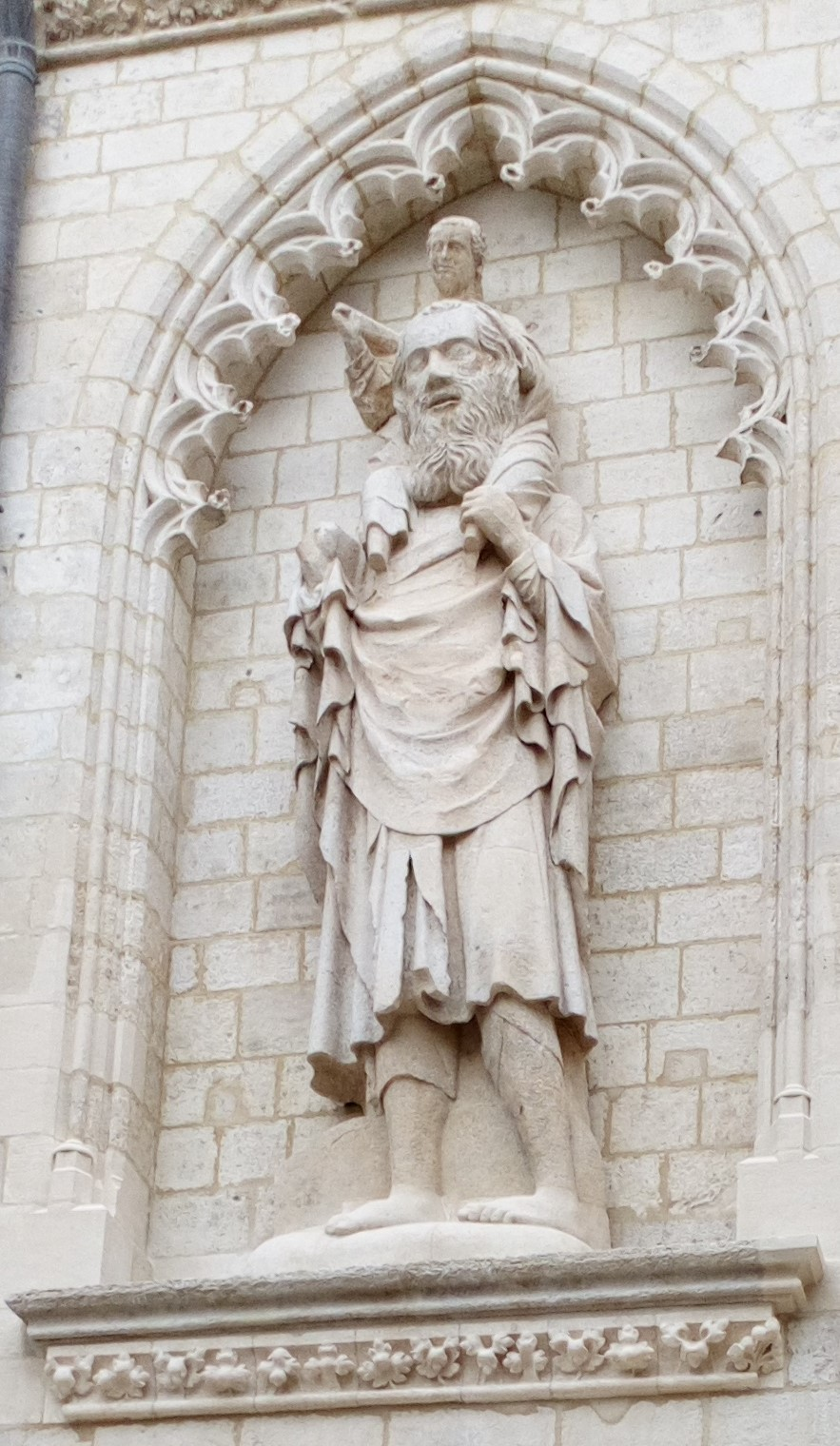
Façade sud, statue de saint Christophe.

Les façades latérales nord et sud sont en gros symétriques. Les dispositions architecturales fondamentales que l'on voit au sud se retrouvent en effet au nord. Les grosses différences se situent entre les deux façades latérales de la nef d'une part, et celles du chœur d'autre part. La nef et le chœur ont en effet été construits durant deux périodes différentes. Une trentaine d'années séparent leur construction, si bien que le style architectural de la nef est de type gothique classique, tandis que le chœur appartient au style gothique rayonnant.
Les fenêtres hautes de la nef sont composées de quatre lancettes surmontées d'une rose polylobée, tandis que celles du chœur présentent six lancettes, surmontées également d'une rose. Ces hautes baies du chœur sont surmontées d'un gâble triangulaire, caractéristique du gothique rayonnant, et qui s'élève jusqu'au-delà de la galerie qui longe la base du toit du chœur.
Les collatéraux nord et sud de la nef sont chacun surmontés d'un vaste comble commun coiffé d'un unique toit incliné vers l'extérieur. Ce comble correspond à l'intérieur à un triforium, aveugle bien sûr, puisqu'il est coupé de la lumière par ce comble.
Par contre au niveau du chœur, la partie intérieure du double déambulatoire possède un toit plat aménagé en terrasse. Donnant sur cette terrasse, on observe une série de baies destinées à éclairer le triforium du chœur, qui de ce fait n'est plus aveugle.
Toujours au niveau du chœur, le déambulatoire extérieur (qui longe uniquement les travées rectangulaires du chœur) et les chapelles absidiales rayonnantes sont coiffées d'un toit pyramidal à pans multiples inclinés de tous côtés, et notamment vers l'extérieur comme vers l'intérieur (la terrasse) de l'édifice. Par contre les chapelles latérales de la nef, construites dans le strict alignement du déambulatoire extérieur du chœur, sont recouvertes d'un toit plat aménagé en une grande terrasse commune, longée par une balustrade.
Quant au transept qui possède un collatéral à l'est et un autre à l'ouest, il possède une organisation architecturale mixte chœur-nef. Du côté oriental (ou côté du chœur) en effet, le collatéral est couvert d'une terrasse qui prolonge la terrasse couvrant le déambulatoire interne du chœur, à l'exception cependant de la travée de l'extrémité, qui est recouverte d'un toit pyramidal à huit pans.
Du côté occidental par contre, le collatéral du transept est couvert de la même manière que celui de la nef, à savoir par un toit incliné uniquement vers l'extérieur et recouvrant des combles. Il n'y a donc pas de terrasse à ce niveau, et, à l'intérieur, le triforium correspondant est nécessairement aveugle.

#### La façade méridionale
À l'extrémité occidentale de cette façade, sous la tour sud, se trouve la porte Saint-Christophe flanquée d'une énorme statue de saint Christophe portant, suivant la légende, un minuscule petit Jésus sur ses épaules. Plusieurs autres statues jalonnent le chemin entre la tour sud et le porche du croisillon sud du transept :
- sur la face extérieure de la chapelle Notre-Dame de Foy, on peut admirer une représentation de l'Annonciation surmontée de saint Michel et de saint Raphaël ;
- décorant le mur extérieur de la chapelle de l'Assomption, ex-chapelle Saint-Nicolas, on trouve un « waidier » et son épouse (waidier : marchand de guède en picard, la guède étant la plante avec laquelle on fabriquait la teinture bleu-pastel, plante à l'origine de la richesse d'Amiens). Au-dessus : effigie de saint Nicolas debout, avec à ses pieds la marmite (fameuse en Picardie, dans le Nord, en Belgique et dans l'est de la France) où les trois enfants ont été mis à cuire par le méchant boucher ;
- puis une représentation de la Transfiguration ;
- enfin une statue d'un évêque que l'on pense être Guillaume de Mâcon, puisque cette statue s'élève à l'arrière de la chapelle qu'il fit édifier durant les dernières années du XIIIe siècle.

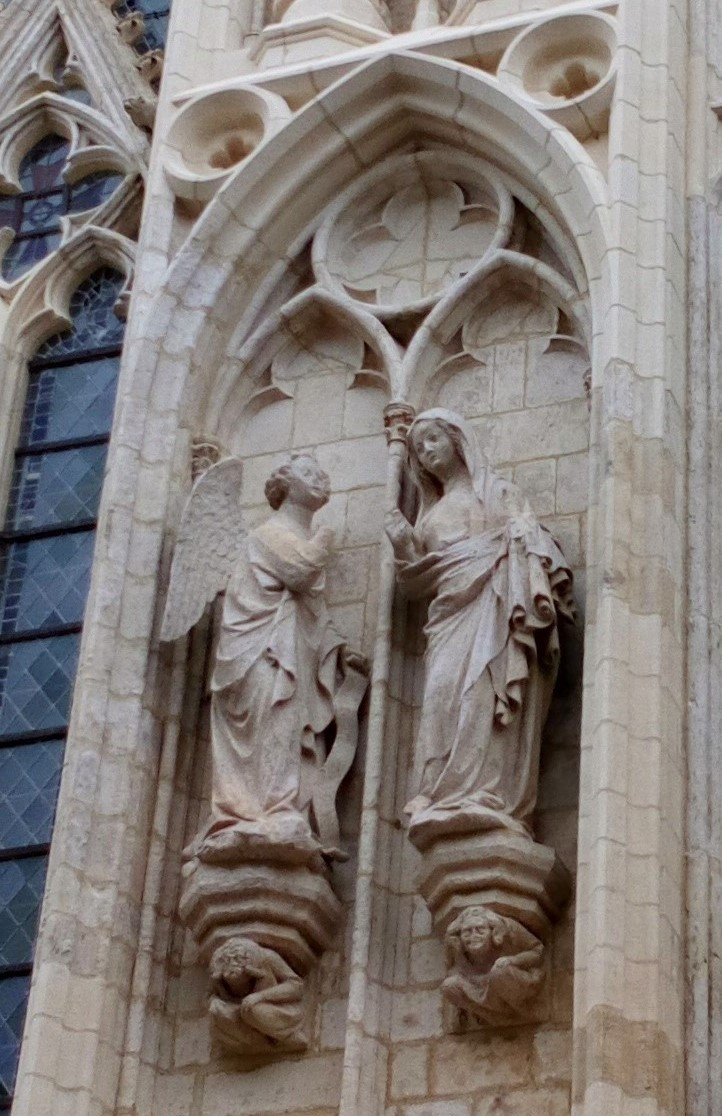
L'Annonciation.
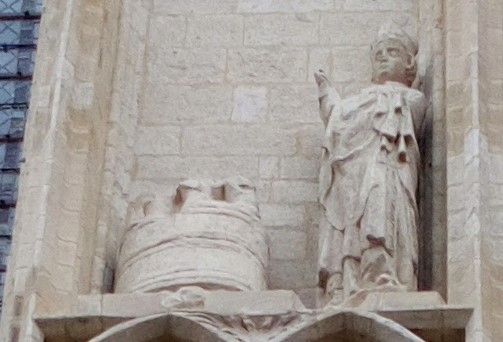
saint Nicolas.
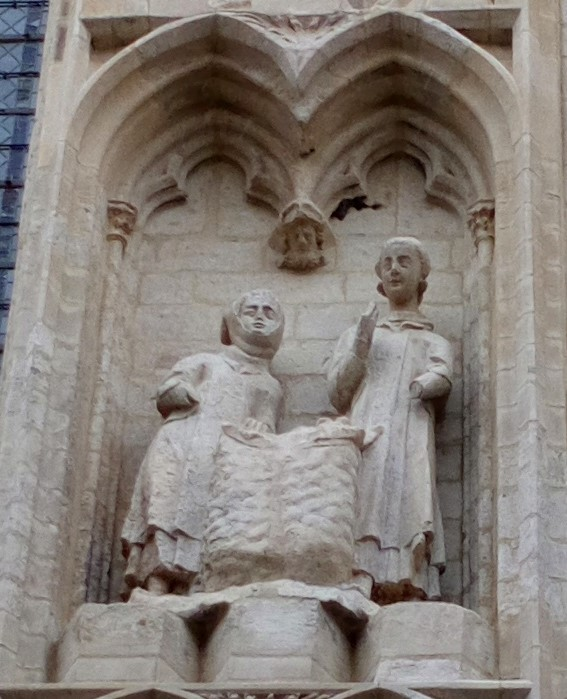
Les marchands waidiers.
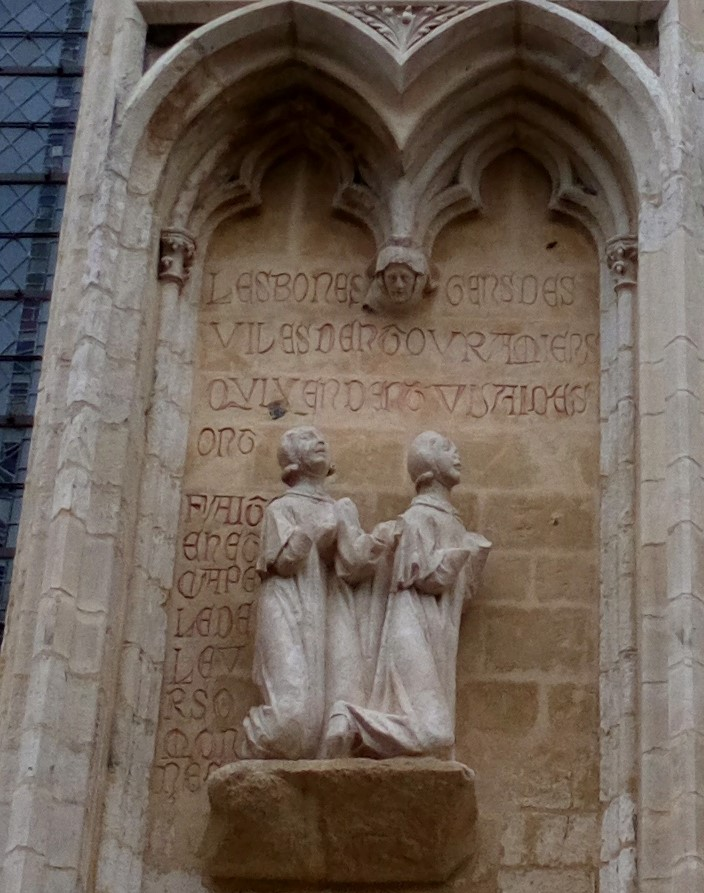
Les waidiers priants.

#### La façade sud du transept et le portail Saint-Honoré
Enserrée entre deux puissants contreforts latéraux, la façade sud du transept s'élance vers le ciel à une hauteur de près de 60 mètres, soit à peu près la même hauteur que la tour sud. On y distingue trois étages : celui du portail, puis une énorme verrière, et tout en haut, le fronton. Les deux contreforts, très saillants à la base, effectuent une série de petits retraits successifs, soulignés à chaque fois par une bande saillante horizontale, ce qui atténue quelque peu l'intense verticalité de la façade.

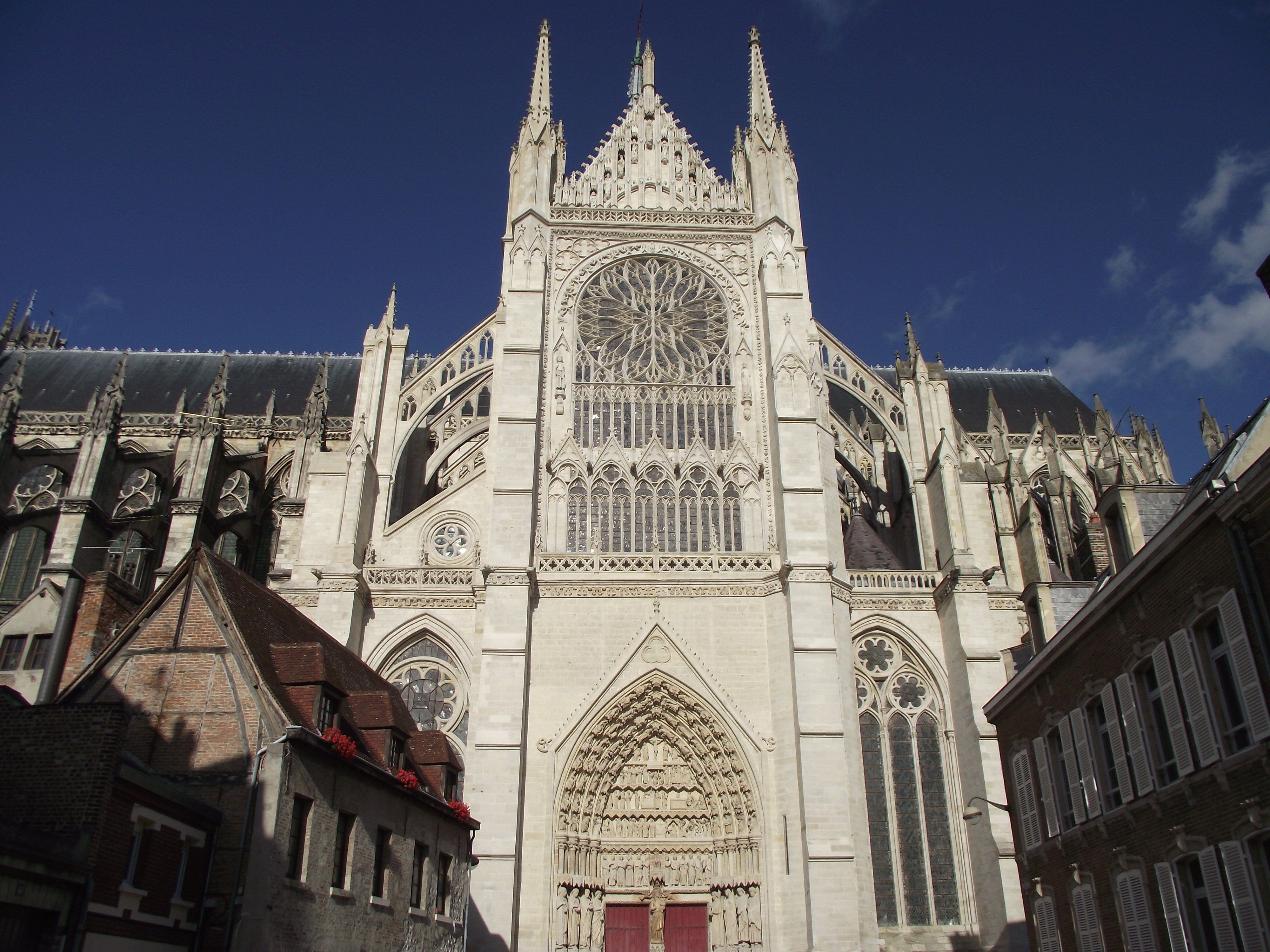
Façade sud du transept.

L'étage inférieur de la façade est totalement occupé par le superbe portail surmonté uniquement d'une cannelure triangulaire dans l'angle supérieur duquel on a sculpté une décoration tréflée. L'ensemble de cet étage atteint quelque 20 mètres de hauteur et est surmonté d'une étroite galerie bordée d'une balustrade.
Au-dessus, débute le deuxième niveau consistant en une énorme verrière reposant sur une haute claire-voie. Cette dernière est composée de cinq baies à quatre lancettes groupées deux à deux. Chaque baie comporte une petite rose en sa partie supérieure, et est surmontée d'un agréable petit gâble. Cette claire-voie éclaire le triforium du transept, à l'intérieur de l'édifice. La verrière correspond à une grande rosace de style flamboyant reposant sur une deuxième claire-voie, celle-ci occupant tout l'espace disponible sous la rosace.
Le troisième et dernier niveau est occupé par un haut fronton triangulaire orné d'une série de bandes verticales, accentuant l'impression de verticalité qui se dégage de la façade. D'autant plus que ce fronton est entouré de deux énormes pinacles très élancés et finement ouvragés, qui eux aussi semblent s'élancer vers le ciel. Ces deux pinacles surmontent les deux contreforts latéraux de la façade. Enfin l'angle supérieur du fronton est également surmonté d'un troisième haut pinacle très effilé.

##### Le portail de la Vierge Dorée ou portail Saint-Honoré
Le portail du croisillon sud du transept, ou portail Saint-Honoré, est aussi appelé portail de la Vierge dorée, en raison de la statue qui orne son trumeau. Le tympan relate divers épisodes de la vie du saint, huitième évêque d'Amiens, qui vécut au VIe siècle.
Au registre inférieur, sculpté sur le linteau, on peut voir les adieux des apôtres à Jésus le jour de l'Ascension. Puis les quatre registres du tympan lui-même représentent, de bas en haut, le sacre de saint Honoré, des guérisons miraculeuses attribuées à ce dernier, une procession de reliques du saint, et au sommet la mort du christ en croix sur le Golgotha.
La face antérieure du trumeau est occupée par la statue de la Vierge dorée, un chef-d'œuvre du XIIIe siècle. La statue originale, menacée par les intempéries, a été transférée à l'intérieur de la cathédrale en 1980 et remplacée par un moulage. La statue nous montre une Vierge couronnée et portant l'Enfant Jésus, le regard posé vers lui avec douceur. La tête de la Vierge est surmontée d'un dais. Trois angelots souriants portent son nimbe. Elle est légèrement hanchée, le poids du corps portant sur une seule jambe.

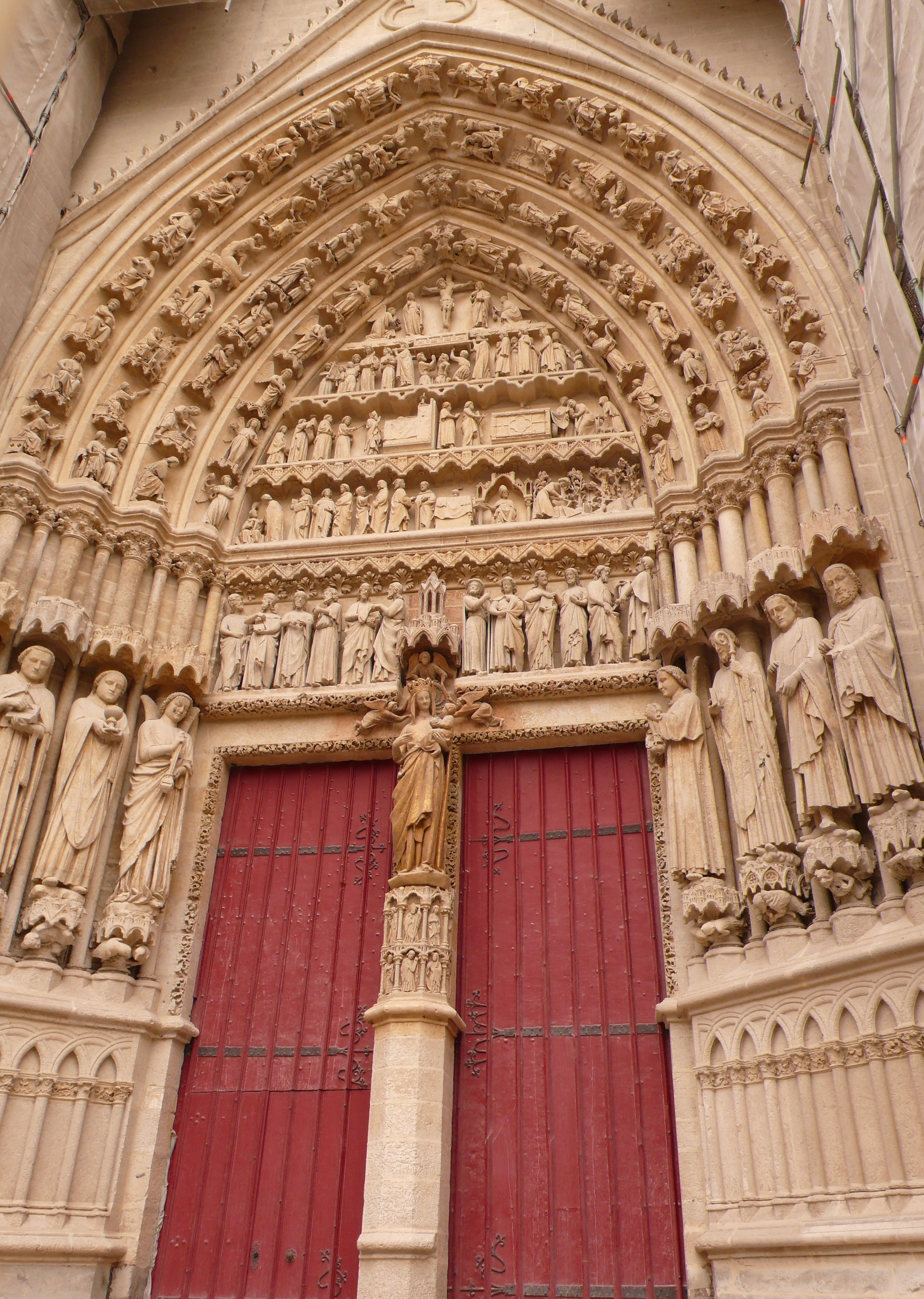
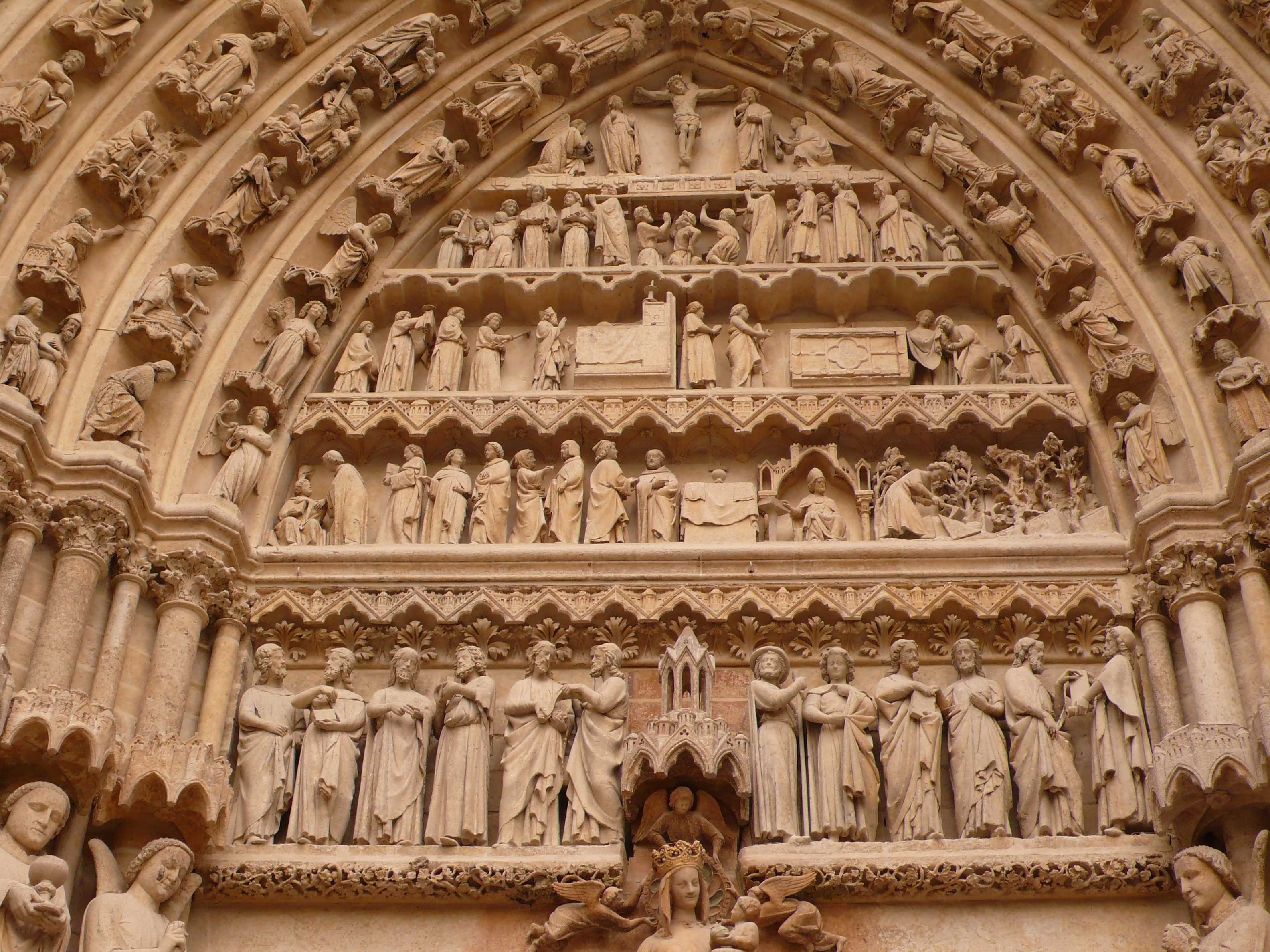
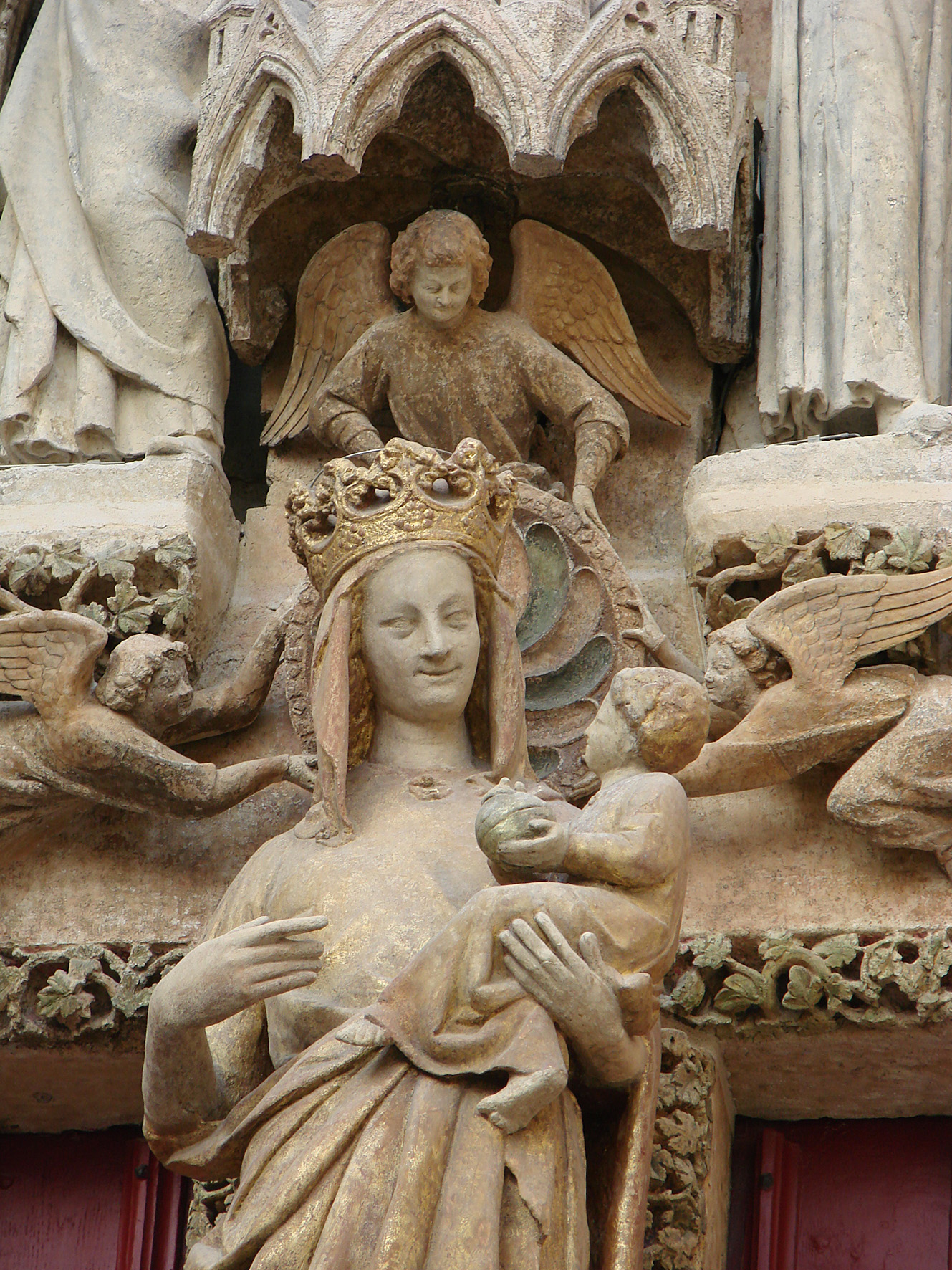

#### La façade septentrionale
La façade nord de la cathédrale est d'une plus grande sobriété décorative que la façade sud. La tour nord est soutenue, sur son angle nord et ouest, par une puissante contre-butée.
Tout au long de la façade nord, les murs extérieurs des chapelles latérales de la nef sont, comme au sud, séparées par un trumeau décoré d'une statue. On y voit successivement saint Louis, roi de France dont ce serait l'une des plus anciennes représentations existantes, l'évêque d'Amiens Guillaume de Mâcon, sainte Agnès et vraisemblablement sainte Catherine. Ces statues ont été réalisées aux environs de 1296-1302.
Les six chapelles sont logées entre les hautes culées des arcs-boutants de la nef. Leurs façades bien alignées entre elles sont éclairées chacune par de très grandes baies, hautes de près de quinze mètres et pourvues de vitraux.
La toiture de ces chapelles est aménagée en une seule terrasse continue. Cette terrasse ainsi que la balustrade sont l'œuvre d'Eugène Viollet-le-Duc qui la réalisa au XIXe siècle, au cours d'une campagne de restauration de la cathédrale.
On remarque que les fenêtres hautes du chœur sont de structure assez différente de celles de la nef. Elles sont notamment surmontées d'un grand gable triangulaire qui dépasse latéralement le niveau de la galerie à balustrade qui longe la base de la toiture.

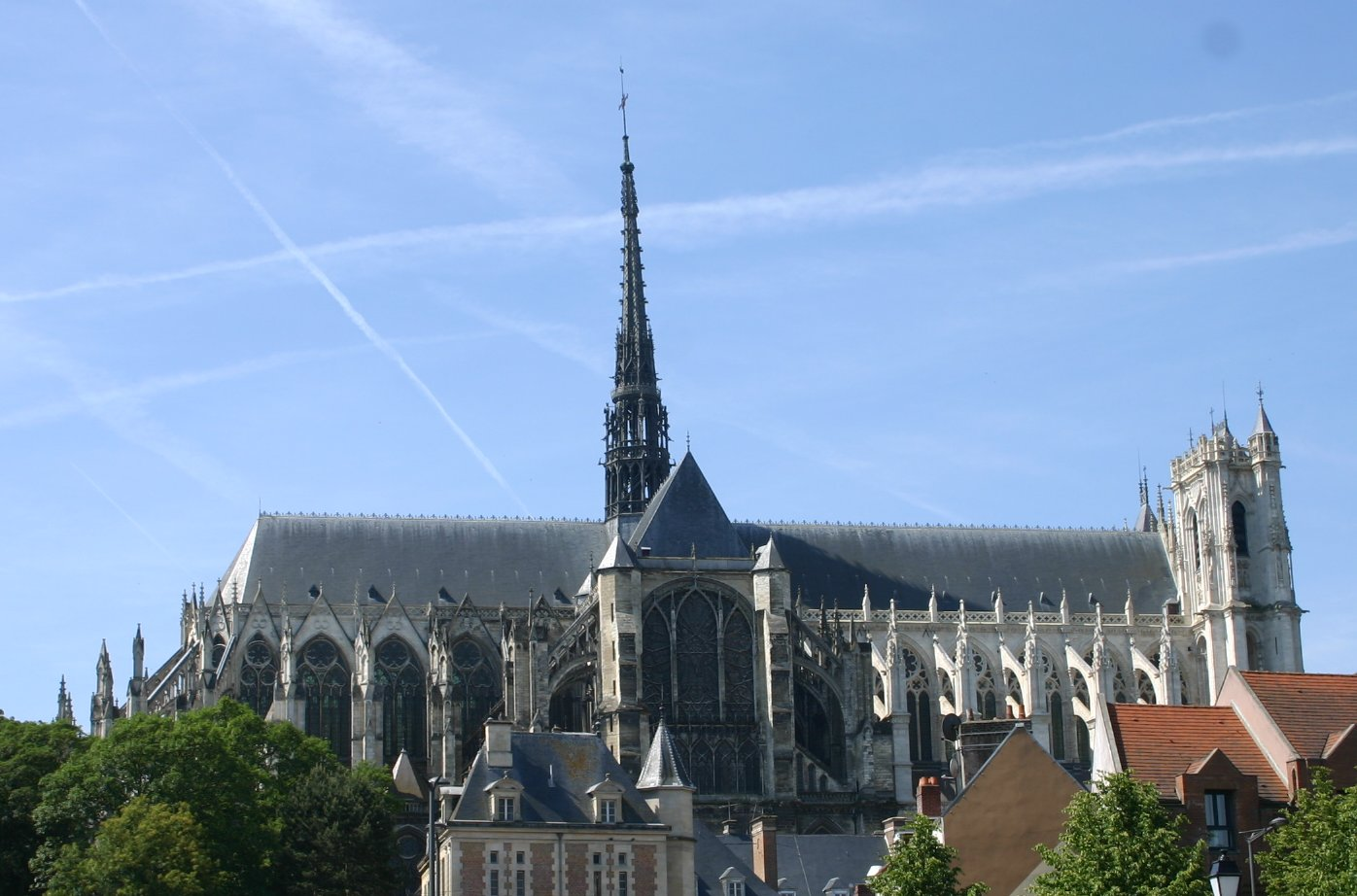
Façade nord de la cathédrale.
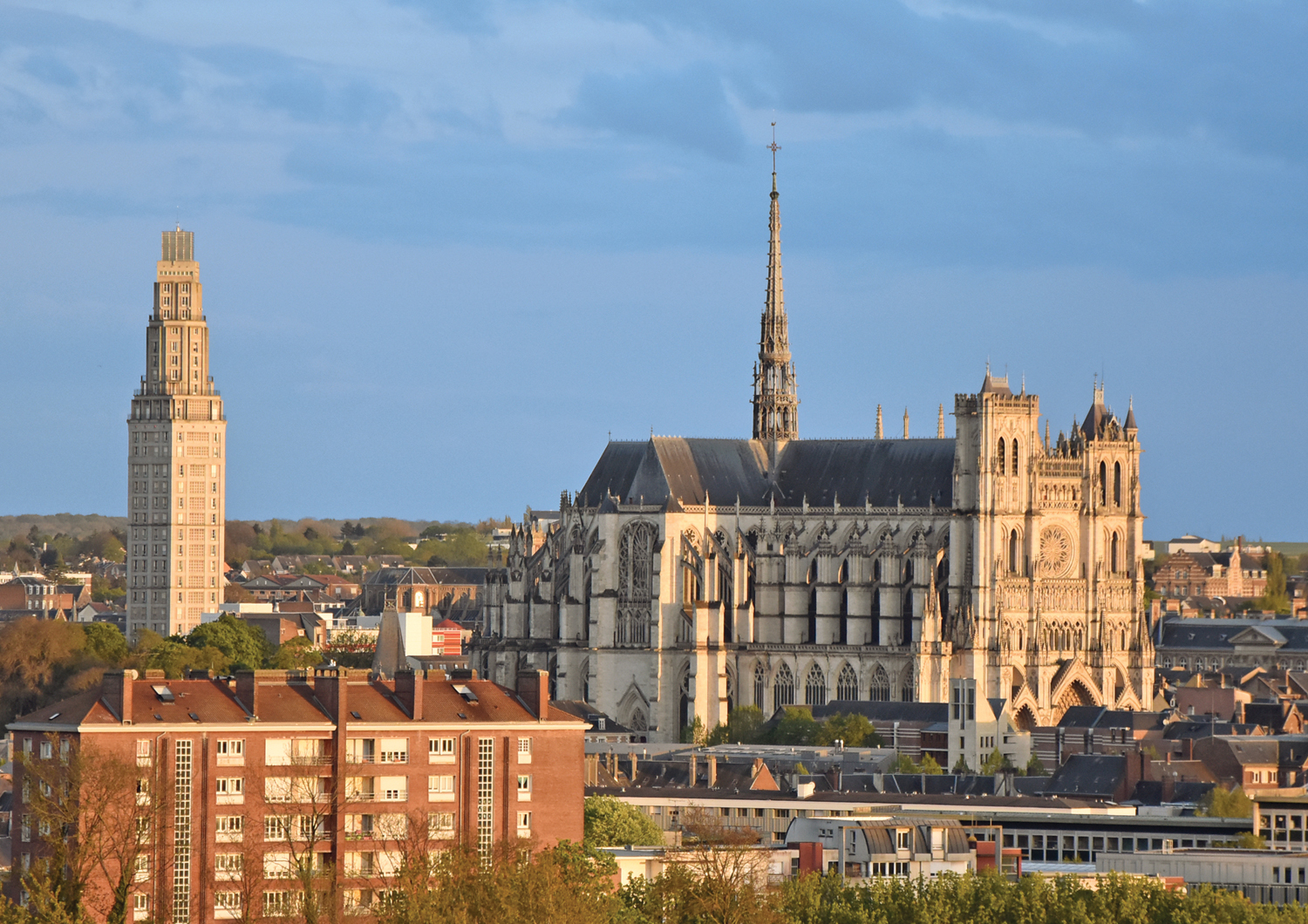
Soleil couchant sur les façades nord et occidentale.

#### La façade nord du transept et le portail de saint Firmin-le-Confesseur
La façade du bras nord du transept est nettement moins décorée que la façade du bras sud. Enserrée entre deux puissants contreforts latéraux, elle présente dans sa partie inférieure le portail dédié à saint Firmin le Confesseur. Celui-ci, encore appelé Firmin II, aurait été le troisième évêque d'Amiens et aurait siégé pendant quarante ans dans la seconde moitié du IVe siècle.
Le portail comporte un linteau finement orné d'une décoration tréflée et un tympan non sculpté car occupé par une petite verrière. Au trumeau : statue d'un évêque. Il n'y a pas d'autres statues ou sculptures, ni sur les voussures, ni sur les piédroits de la porte, ni sur les ébrasements de celle-ci.
La moitié supérieure de cette façade est occupée par une importante verrière comportant, au-dessous, une claire-voie à cinq baies vitrées, puis une seconde claire-voie de dix lancettes partiellement masquée par une balustrade et surmontée d'une grande rosace. Cas unique en France, celle-ci est consolidée à l'extérieur par une arcature en pierre de trois ogives (deuxième vignette ci-dessous), et sa forme reprend celle d'une étoile à cinq branches placée à l'envers.
Au sommet de la façade se trouve une balustrade, mais pas de pignon en pierre et sculpté comme au sud : seulement un pignon d'ardoise, triangulaire, qui constitue l'extrémité nord du toit du transept.
Le contrefort d'angle gauche (situé à l'est) de la façade fait corps avec le contrefort extérieur de la face est du transept ainsi qu'avec une tourelle octogonale. Cet ensemble abrite un escalier à vis qui court depuis le rez-de-chaussée jusqu'à la base de la toiture du transept. Son trajet est marqué par une succession de meurtrières.
Les sommets des deux contreforts latéraux sont coiffés chacun d'un petit toit pyramidal d'ardoise. Celui de gauche (oriental) abrite en fait l'extrémité supérieure de l'escalier.

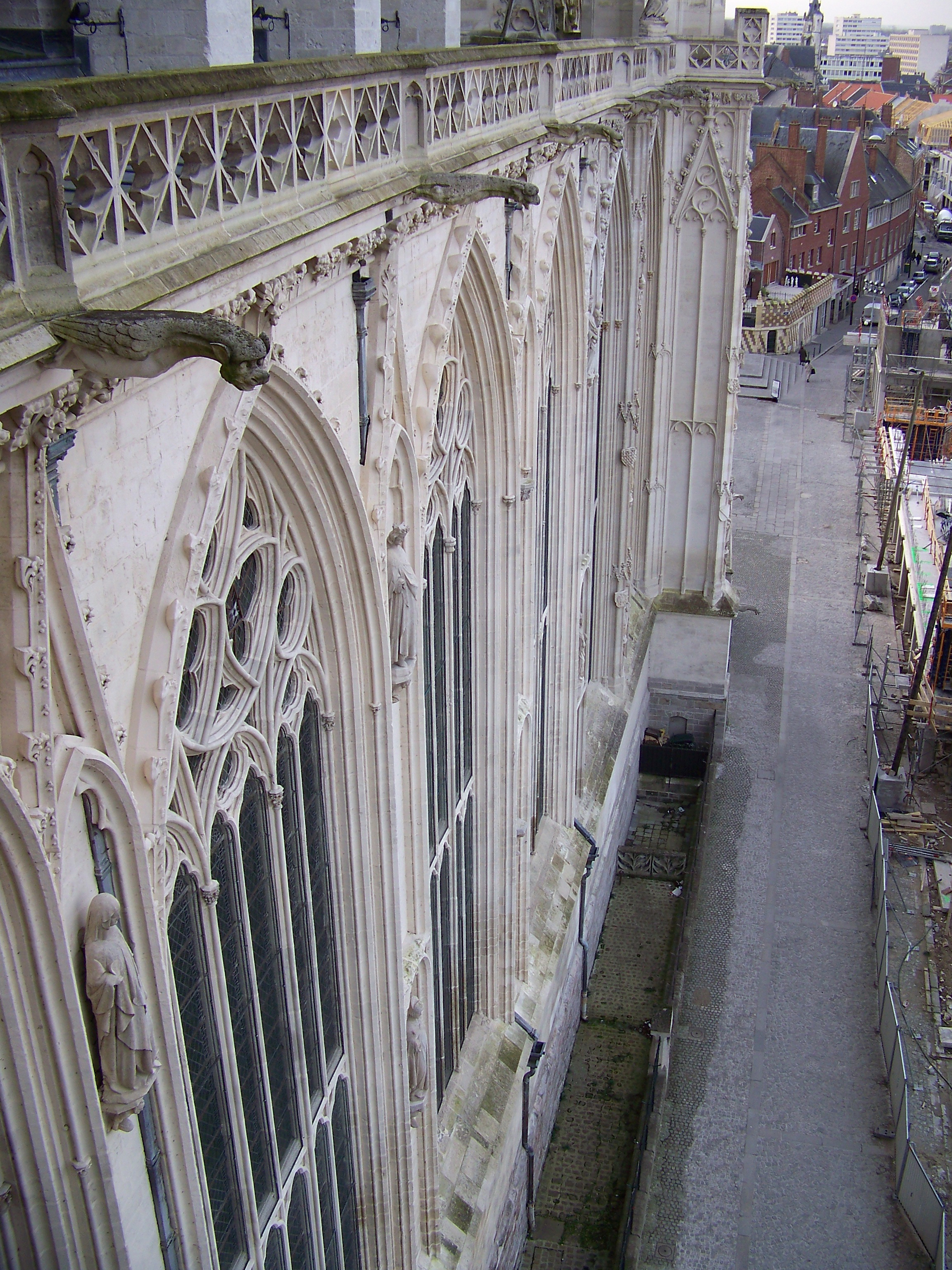
Grandes baies de la façade nord et toiture en terrasse des chapelles latérales.
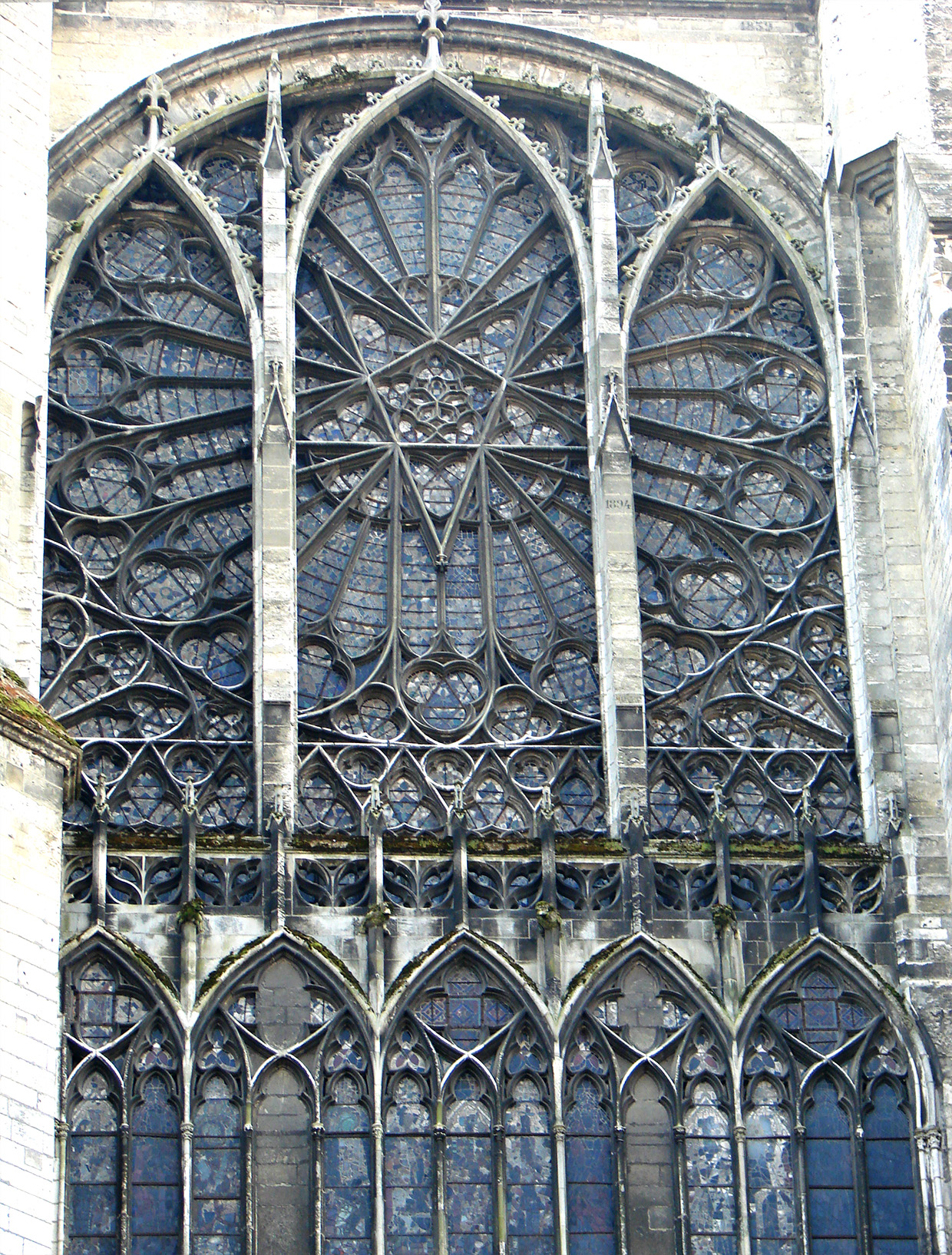
La rosace nord.
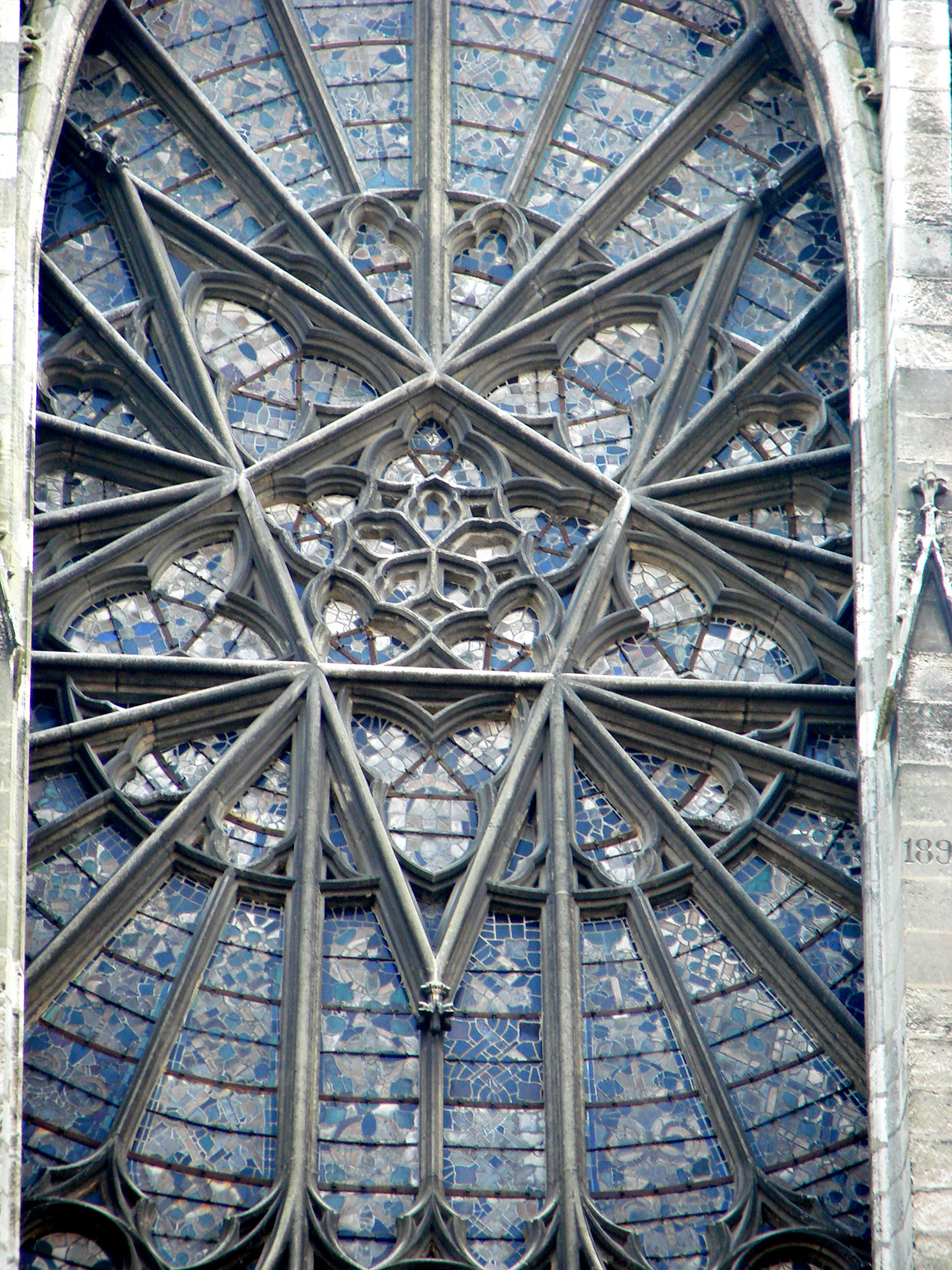
Détail de l'étoile.
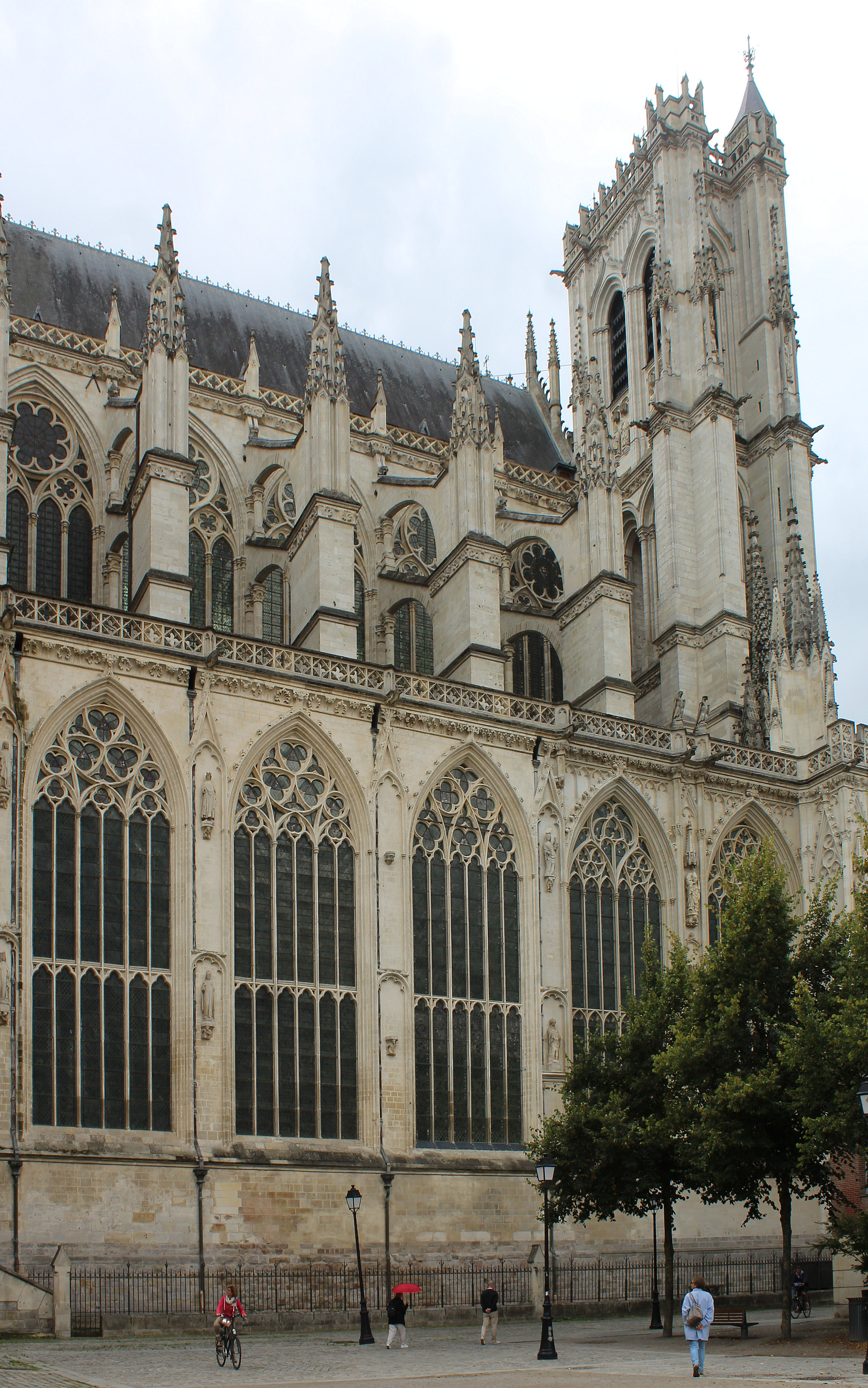
Façade nord de la nef.
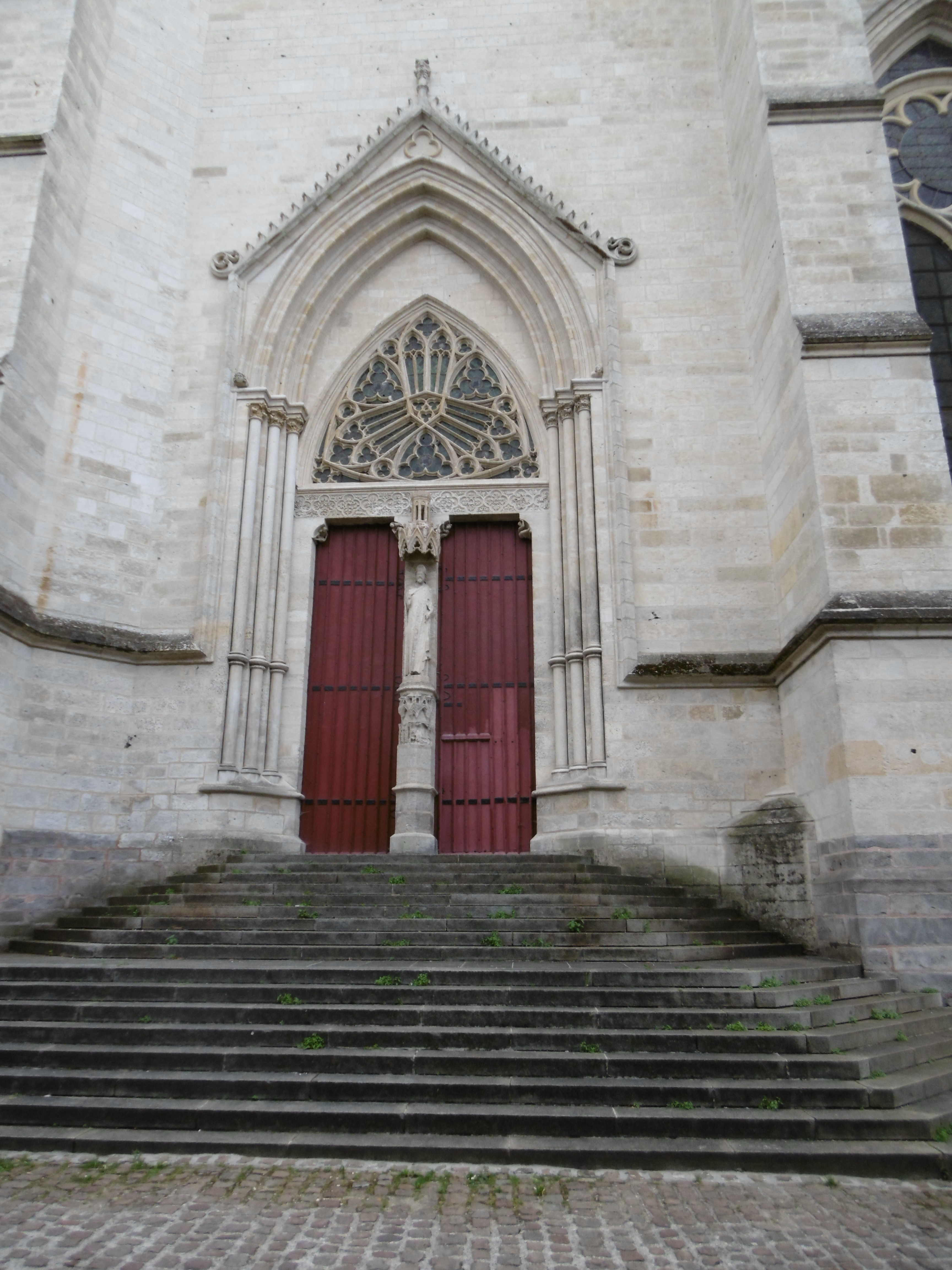
Portail de Saint-Firmin le Confesseur

### Les arcs-boutants

#### Les arcs-boutants de la nef

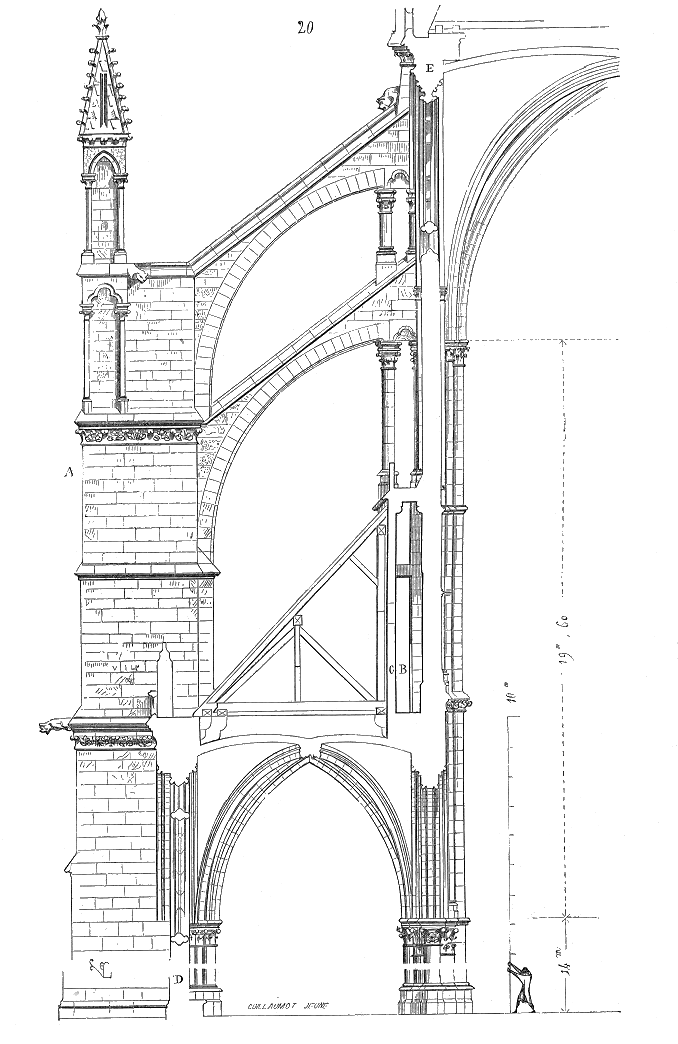
Les arcs-boutants de la nef (dessin de Viollet-le-Duc).

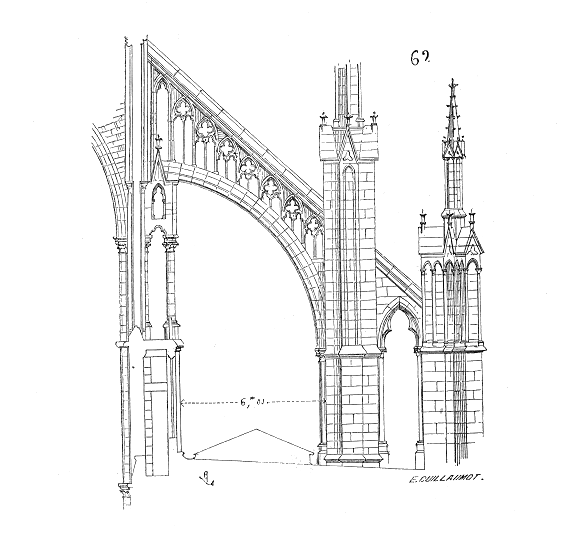
Les arcs-boutants du chœur à double volée et deux culées.

Les arcs-boutants de la nef de la cathédrale d'Amiens, élevée vers 1230, présentent une disposition analogue à celle du chœur de la cathédrale de Soissons dont ils semblent s'inspirer. Ils sont à double niveau et contrebutent la partie supérieure de la nef. Ils s'appuient extérieurement sur de grandes culées assez massives. Leur tête (partie supérieure) vient s'appuyer contre des piles ou colonnes assez sveltes longeant le mur de la nef. Comme il se doit, le dernier claveau de chacun des deux arcs n'est pas engagé dans la pile et reste libre de glisser au cas où la voûte ferait un mouvement par suite d'un tassement des points d'appui verticaux, faute de quoi les arcs-boutants se briseraient.
Comme à Soissons, l'arc-boutant supérieur prend appui sur la partie de la pile de la nef située au-dessus du centre de poussée des voûtes, là ou s'exerce la partie supérieure de la poussée. Il en va de même de l'arc-boutant inférieur qui contrebute la voûte au niveau de la partie inférieure de la poussée. L'ensemble de ces deux arcs-boutants assure une stabilité maximale aux voûtes de l'édifice.
À noter qu'à l'inverse de Soissons, le chaperon de l'arc-boutant supérieur sert de canal pour conduire les eaux des chéneaux du grand toit de l'édifice à l'extrémité inférieure de l'arc, d'où elles sont expulsées, au travers du sommet des culées, le plus loin possible par de longues gargouilles.

#### Les arcs-boutants du chœur
Les arcs-boutants du chœur contrebutent la partie supérieure du chœur, mais sont forts différents de ceux de la nef. Ils sont à simple niveau, mais à double volée. Ils prennent appui extérieurement sur deux grandes culées assez fines. Ils furent construits vers 1260, soit plus ou moins trente ans après ceux de la nef.
Les arcs-boutants supérieurs, tels que décrits pour la nef, furent à cette époque remplacés par une construction à claire-voie, véritable aqueduc incliné qui maintenait les têtes des murs, mais d'une façon passive et sans pousser.
Mais ces arcs-boutants, trop peu chargés par ces aqueducs ajourés, purent se maintenir dans le rond-point, c'est-à-dire au chevet, là où ils n'avaient à contrebuter que la poussée d'une seule nervure de la voûte. Dans la partie parallèle du chœur, là où il fallait résister à la poussée combinée des arcs-doubleaux et des arcs-ogives, les arcs-boutants de ce type se soulevèrent, et au XVe siècle on dut placer, en contrebas des arcs-boutants primitifs, de nouveaux arcs d'un plus grand rayon, pour neutraliser l'effet produit par la poussée des voûtes du chœur.

### Le chevet et ses arcs-boutants
Le chevet de la cathédrale d'Amiens frappe par sa grande élégance, et la puissance de sa construction. Il est constitué de trois étages de fenêtres et d'une série de structures de soutien : contreforts et arcs-boutants. Le tout est richement orné de gâbles, de statues, de gargouilles et de pinacles abondamment travaillés. La verticalité largement prédominante de tous ces éléments donne l'impression d'un puissant élancement vers le ciel.
Le niveau inférieur du chevet correspond aux chapelles absidiales ou rayonnantes et consiste essentiellement en étroites baies vitrées, très élancées et atteignant près de 15 mètres de hauteur. Ces baies sont séparées par de solides contreforts assurant la stabilité des hauts murs. Ces contreforts sont surmontés de statues de rois musiciens ou d'effrayantes chimères qui scrutent la ville, l'œil mauvais. La plupart de ces chapelles sont ainsi dotées de deux ou trois baies vitrées associées à deux contreforts. Seule la chapelle axiale possède sept baies, lesquelles sont séparées par six contreforts. Enfin ces chapelles sont toutes coiffées de toits d'ardoise pyramidaux à pans multiples, inclinés tant vers l'intérieur que vers l'extérieur de l'édifice.
L'étage suivant est composé des baies vitrées correspondant au triforium du chœur.
L'étage supérieur enfin correspond aux baies vitrées des fenêtres hautes de l'abside de la cathédrale. Comme celles des façades latérales du chœur, elles sont surmontées d'un haut gâble triangulaire dépassant le niveau de la base de la grande toiture.
Le haut du mur gouttereau du vaisseau principal du chœur ou chevet proprement dit est soutenu par six arcs-boutants de même type que les arcs-boutants latéraux du chœur, c'est-à-dire des arcs-boutants ajourés, à double volée, simple niveau et présentant une rigole d'écoulement sous forme d'aqueduc, sur sa partie dorsale ou chaperon. Chaque arc-boutant comporte donc deux points d'appui extérieurs. Le premier point d'appui se dresse à partir du sommet du pilier du déambulatoire, séparant le rond-point et les chapelles rayonnantes. Le second point d'appui est la véritable culée. Celle-ci prend appui sur la partie la plus large de la paroi de séparation des chapelles rayonnantes, c'est-à-dire sa partie extérieure. Pour assurer une meilleure solidité, la culée comporte deux ailes s'appuyant chacune sur la première partie du mur extérieur des chapelles voisines.

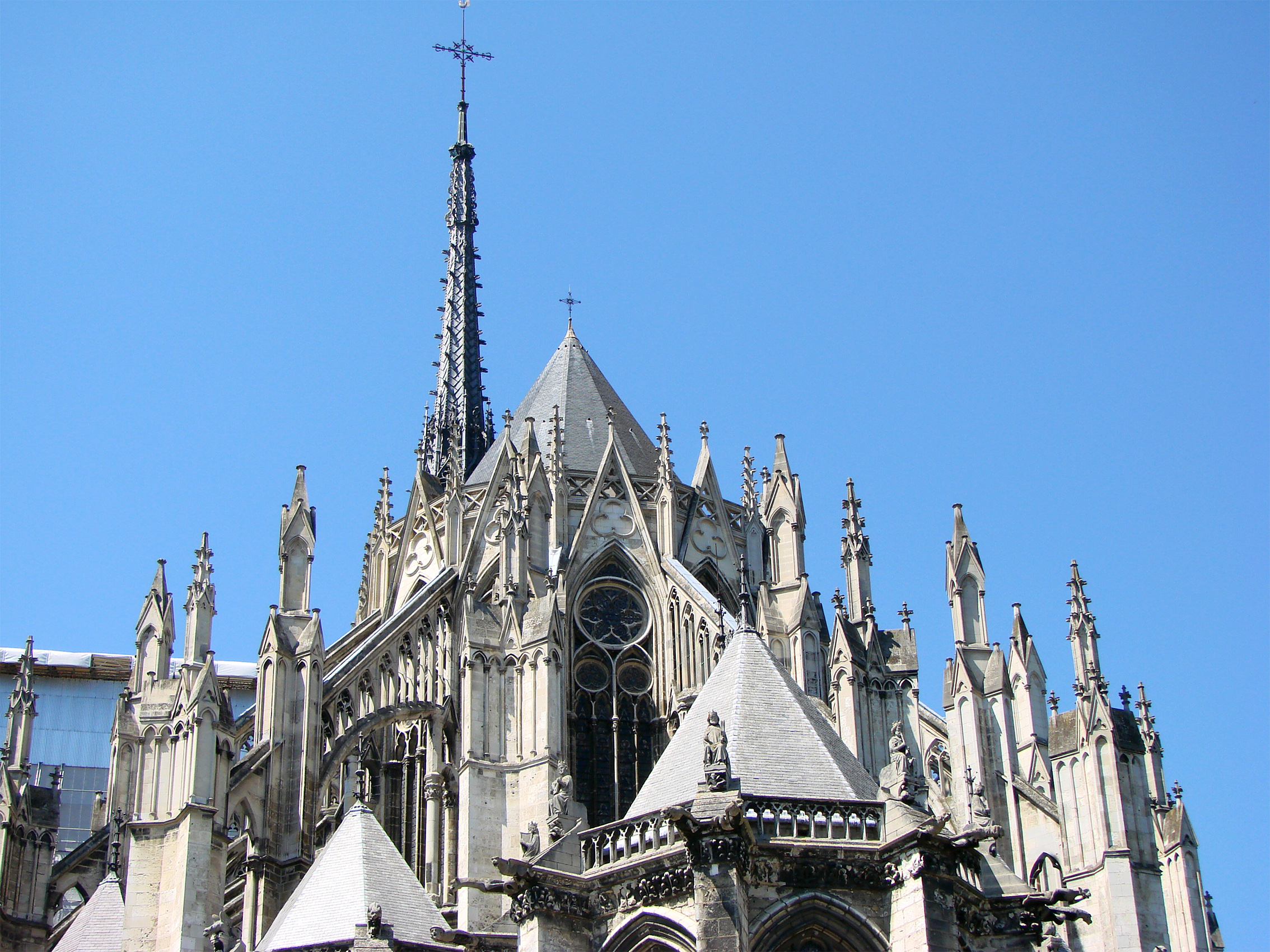
Une vue du chevet de la cathédrale et de ses arcs-boutants ajourés à double volée.
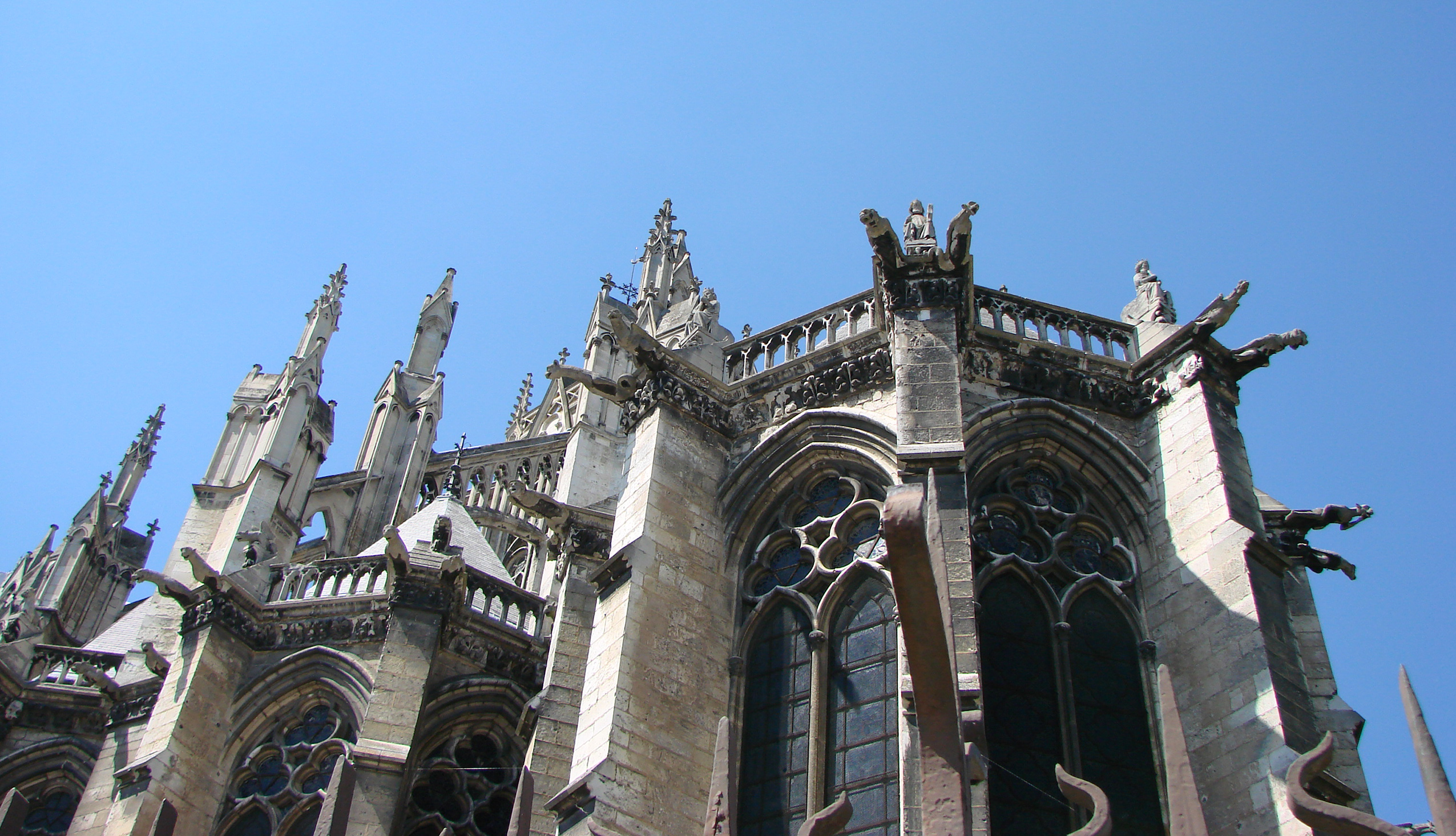
Les puissants contreforts de la grande chapelle axiale sont surmontés de statues de rois musiciens. À gauche les deux ailes d'un arc-boutant du chevet.
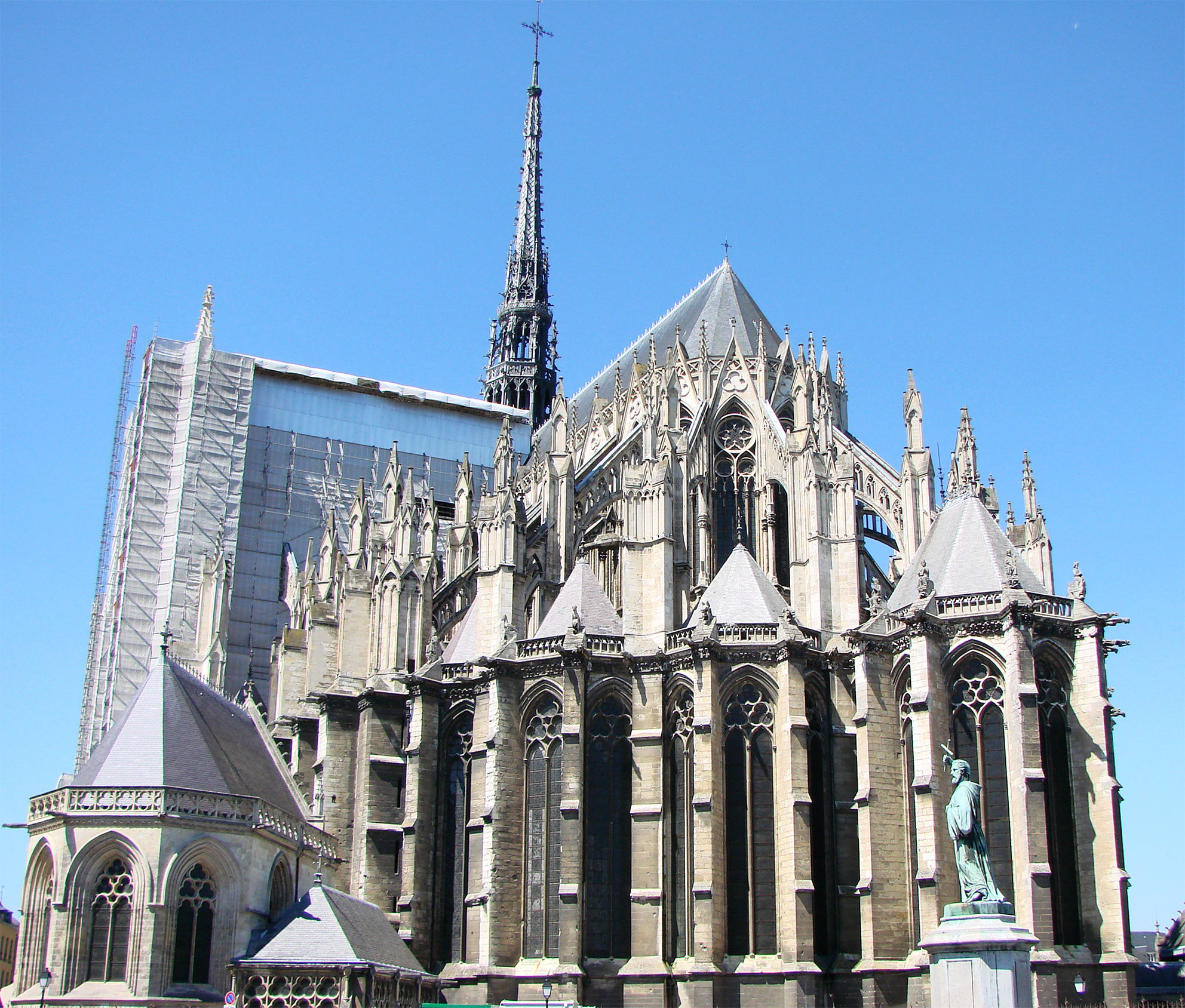
Autre vue du chevet de la cathédrale.
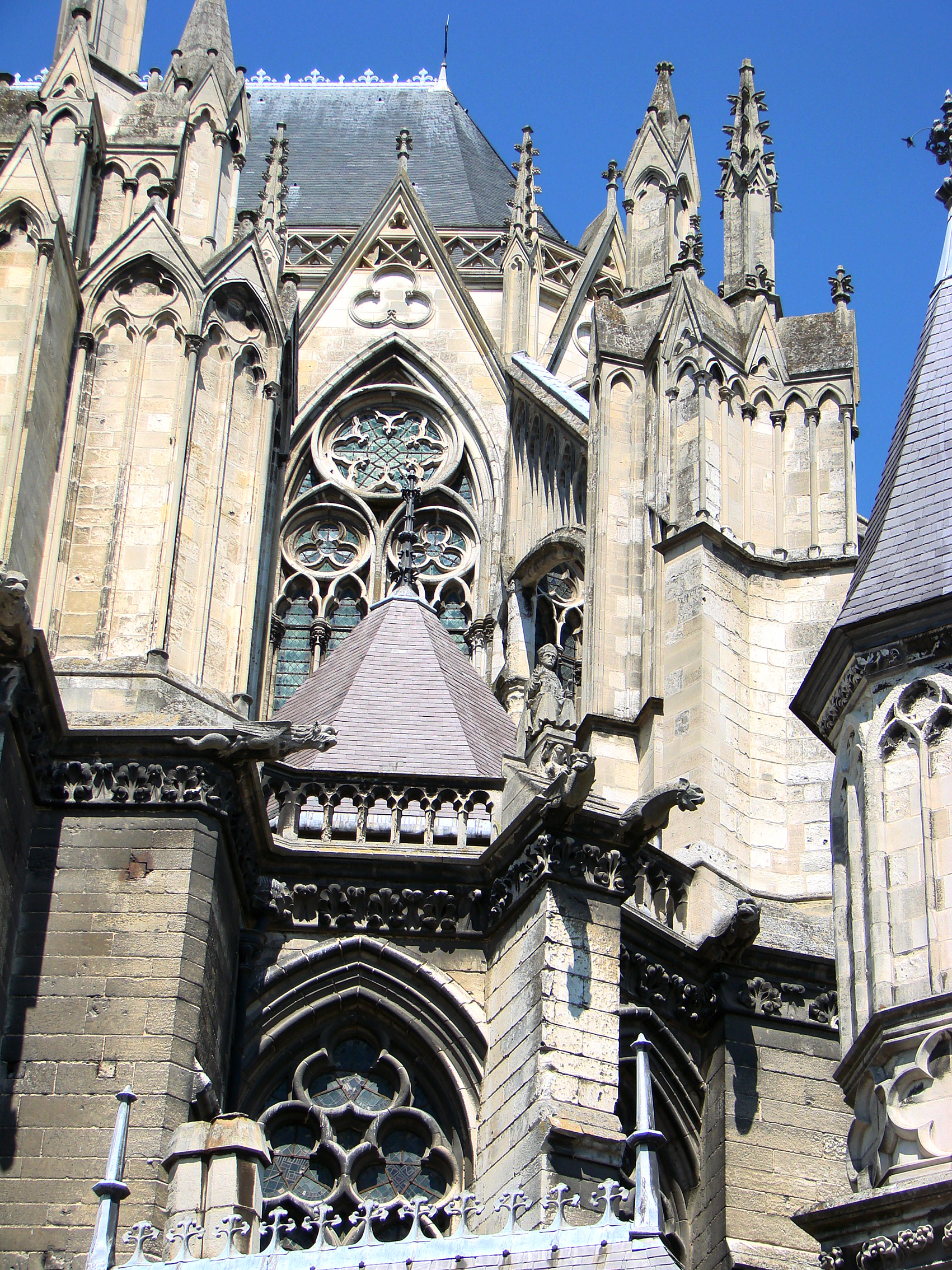
Détail du chevet vu du côté sud.

### Le toit et les parties hautes de la cathédrale
Le toit de la cathédrale Notre-Dame d'Amiens est fait d'ardoises à clous et le faîte qui culmine à 56 mètres est hérissé d'une crête de plomb. D'après une analyse dendrochronologique effectuée en 1988, la charpente du chœur daterait de l'an 1288, tandis que celle de la nef et du transept serait de 1311. La charpente, très légère est formée de fermes espacées de plus ou moins 3,75 mètres. La toiture est entièrement refaite de 1980 à 2007 avec des ardoises de qualité MH, de 8 à 10 mm d'épaisseur.
Les parties hautes de la cathédrale d'Amiens, bien plus que celles de Notre-Dame de Paris regorgent littéralement d'œuvres sculpturales médiévales souvent burlesques ou inquiétantes : gargouilles, chimères, rois musiciens ou autres encore.

#### Gargouilles et chimères
Les gargouilles sont innombrables sur les parties hautes de Notre-Dame d'Amiens. Souvent très élancées elles constituent parfois de véritables morceaux de statuaire. Il importe de ne pas confondre gargouilles et chimères.
Les gargouilles ont été mises en place à l'extrémité des gouttières et des chéneaux pour évacuer l'eau de pluie des toitures et ne désignent que les extrémités des conduits d'écoulement des eaux. Elles dépassent dans le vide afin de rejeter les masses d'eau des averses le plus loin possible des murs de la cathédrale, lesquels ainsi ne s'abîment pas. Elles ont souvent la forme d'animaux fantastiques, la gueule perpétuellement ouverte et de ce fait souvent effrayantes voire féroces. Leur position est généralement horizontale ou parfois inclinée et elles se terminent toujours par une gueule tournée vers le bas et l'extérieur, afin de faciliter l'écoulement. Certaines ont des formes humaines. Toutes sont différentes, elles ont été créées par de nombreux artistes qui ont donné libre cours à leur imagination. Leur variété paraît presque infinie.
De fort belles gargouilles se trouvent notamment au niveau des grands arcs-boutants. Le système d'écoulement des eaux du toit de la cathédrale se termine par une canalisation sur le sommet des arcs-boutants puis par de longues gargouilles. Pour avoir une idée de leur utilité, il faut aller les voir fonctionner muni d'un bon parapluie un jour de forte pluie. Le spectacle est impressionnant.
Les chimères par contre sont simplement des statues fantastiques, voire diaboliques et souvent grotesques. Elles ont une fonction purement décorative, non liée à un quelconque écoulement. Elles se présentent donc bien souvent la gueule fermée, tapies ou redressées et juchées sur des supports qui les surélèvent. On les retrouve dans les hauteurs de la cathédrale, juchées sur des balustrades ou au sommet des contreforts, où elles remplacent des pinacles, et ne se situent jamais aux endroits déclives de la couverture de l'édifice tels les planchers des galeries hautes. Leur rôle semblant être d'observer la ville, elles occupent des perchoirs. Elles ont la forme de démons, de monstres ou d'oiseaux fantastiques. Leur visage ou leur regard est orienté vers le bas, comme pour se repaître des turpitudes qui s'y déroulent.

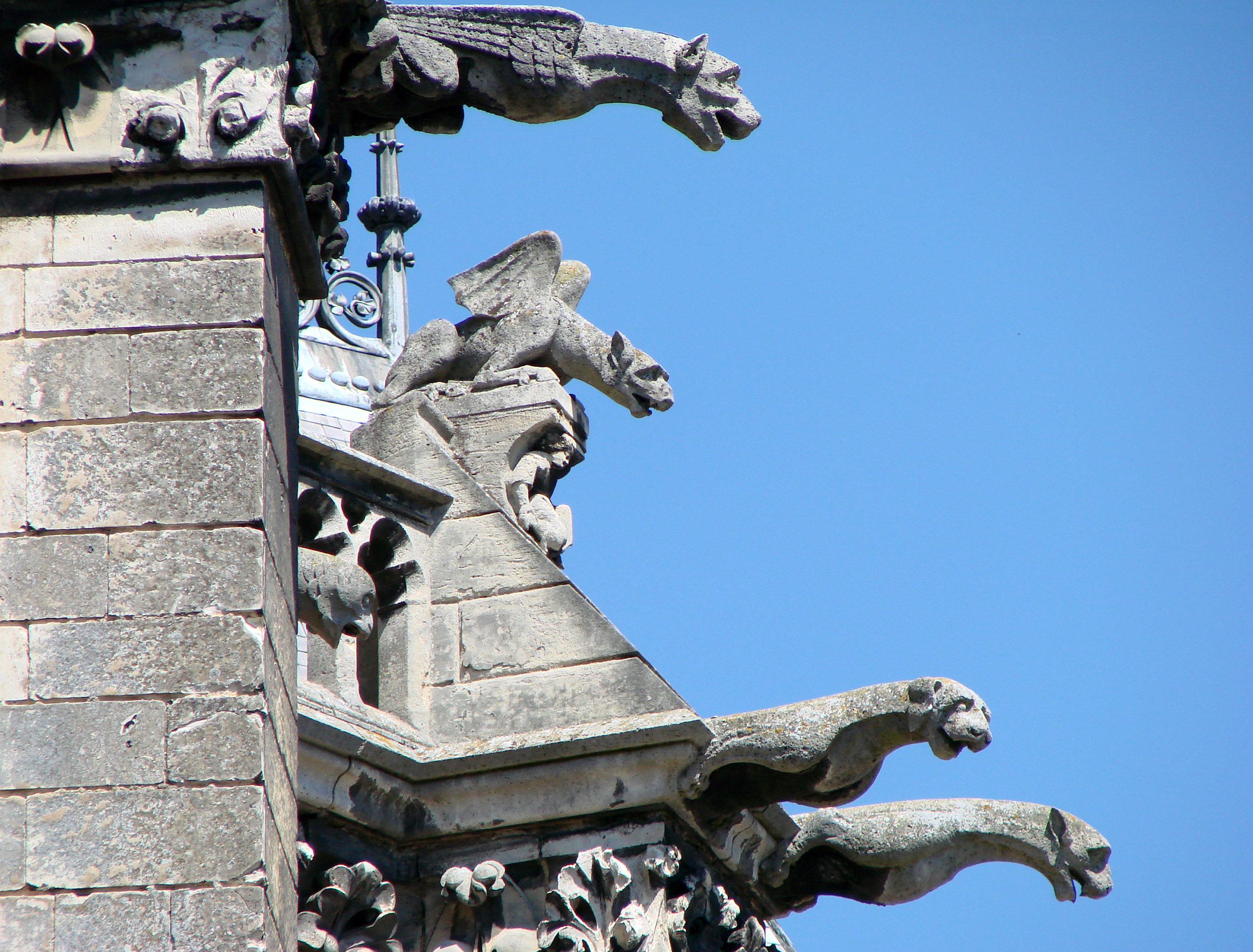
Au centre, le félin à ailes de chauve-souris, juché au sommet d'un contrefort sur un piédestal soutenu par un sympathique corbeau, est une chimère et non pas une gargouille. En contrebas on voit plusieurs gargouilles situées au niveau de la partie déclive de la galerie qui court à gauche. (Chevet de la cathédrale, toiture de la chapelle rayonnante du Sacré-Cœur).
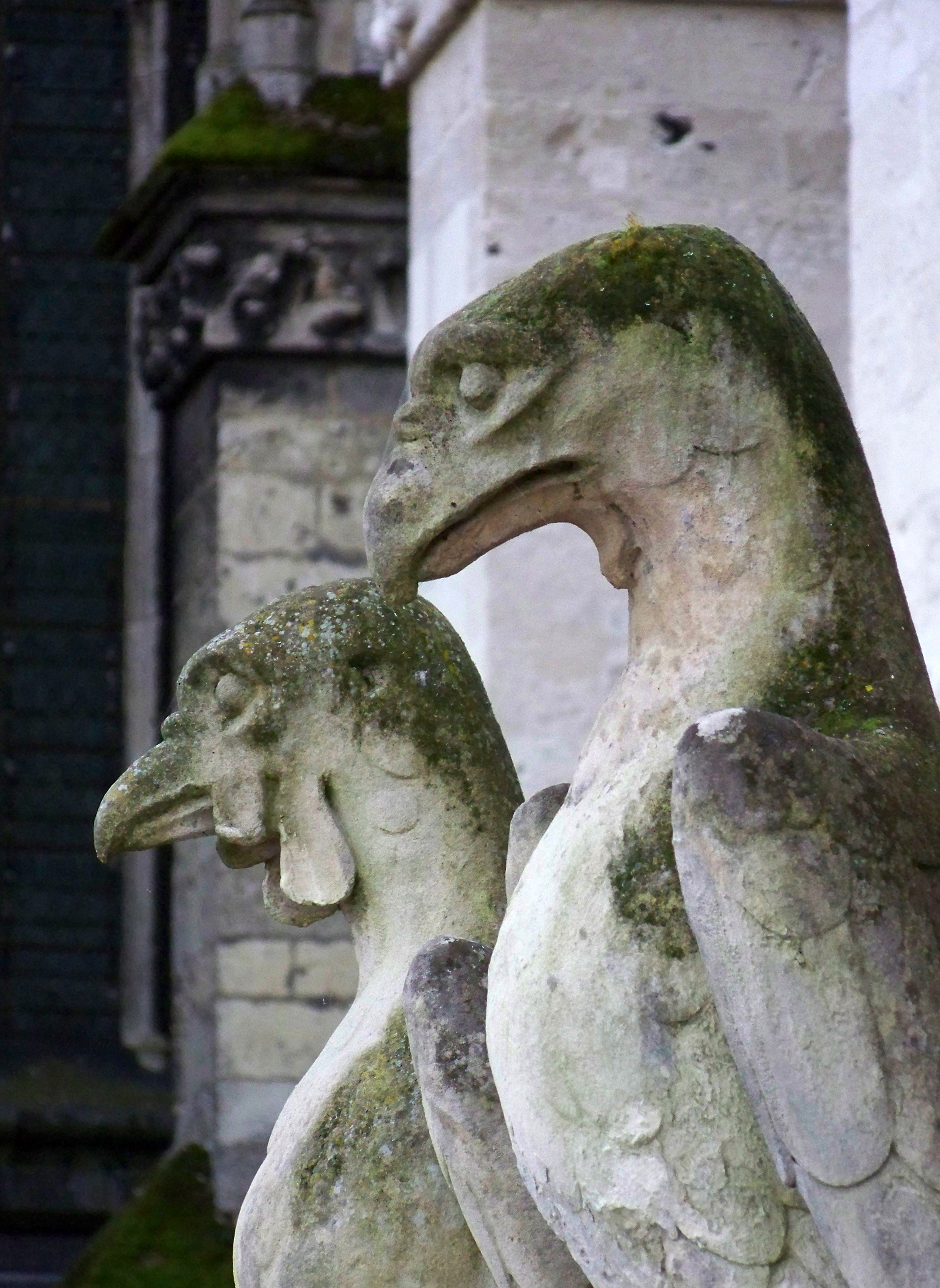
Deux chimères du toit de la cathédrale. Celles-ci ont la forme d'oiseaux malveillants. Ils ont le bec fermé et sont installés en position verticale. Seul leur regard s'oriente vers le bas, comme pour surveiller ce qui s'y déroule.
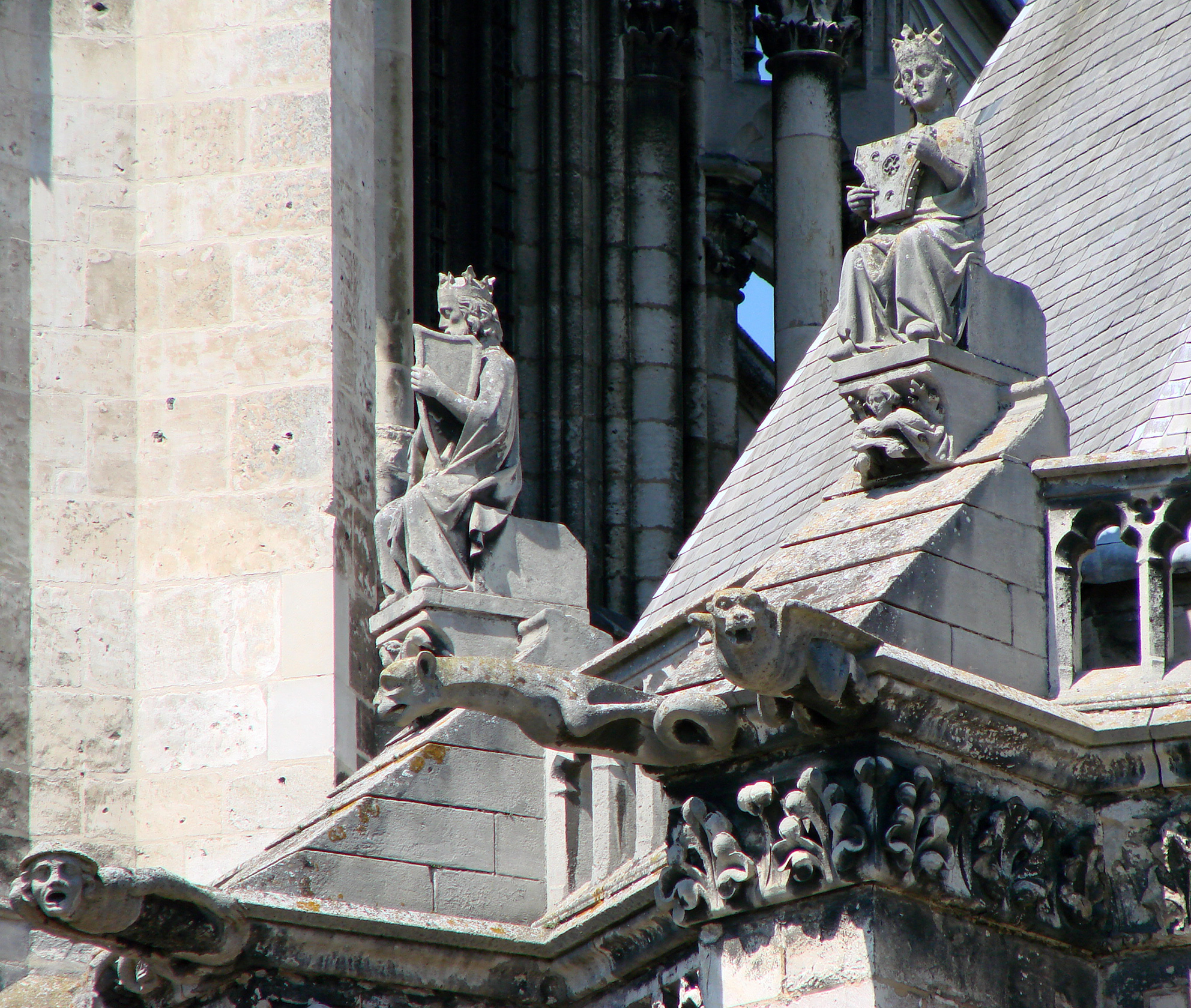
Une série de rois musiciens trônant au sommet des contreforts de la chapelle axiale, au chevet de la cathédrale, juste derrière le chœur. De longues gargouilles sont visibles en contrebas.
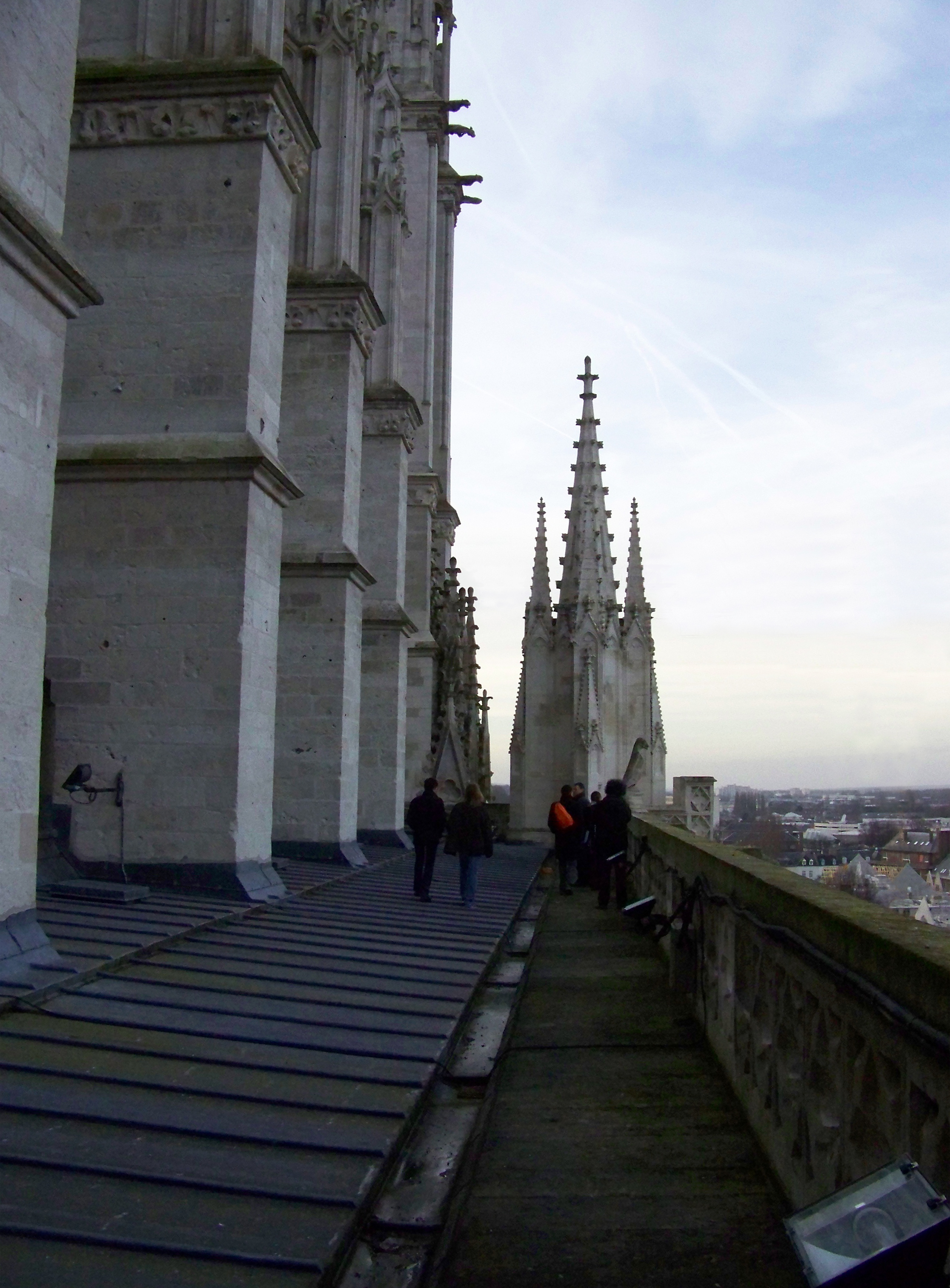
Les toitures des chapelles latérales nord de la nef sont aménagées en terrasse continue.

#### Les rois musiciens
À l'inverse des chimères, les Rois musiciens sont des statues de personnages fort sympathiques disséminées sur l'ensemble des toitures de la cathédrale, et semblant jouer des airs à la gloire du Seigneur. On les retrouve notamment juste derrière les tours de la façade occidentale, autour de ladite chambre des Musiciens, située sur les toits entre la galerie des Sonneurs et l'extrémité occidentale des combles de la nef. Une autre série de Rois musiciens, beaucoup plus facile à voir, se dresse au sommet des contreforts de la chapelle axiale, au chevet de la cathédrale, juste derrière le chœur.

#### La flèche
Élevée en 1288 sous l'épiscopat de Guillaume de Mâcon, une première flèche fut édifiée au-dessus des combles de la croisée du transept. Cette flèche connut une fin tragique en 1528. Le 15 juillet un violent orage déclencha un incendie qui la détruisit totalement. Toute la ville s'étant mobilisée, les sauveteurs réussirent à empêcher l'incendie de se propager à l'ensemble des combles de la cathédrale, ce qui eût été catastrophique.
Rapidement, les dons affluèrent pour la reconstruction. Le roi de France, François Ier, permit que le bois nécessaire à l'édification de la nouvelle flèche fut prélevé dans la Forêt de Hez-Froidmont qui était propriété royale.
Le travail, dont l'objet était d'élever une flèche en bois recouverte de plomb, fut confié à Louis Cardon de Cottenchy, secondé par un modeste charpentier de village, Simon Tanneau, responsable de l'édification de la flèche de bois. C'est Jean Pigard qui réalisa la flèche de plomb. Les travaux s'achevèrent en 1533 et il fallut encore une année pour dorer le plomb. Construite en bois de chêne et recouverte de plomb, c'est actuellement la plus ancienne flèche en bois connue. La tempête du 7 décembre 1627 obligea à une réparation et un raccourcissement de la flèche. À cette occasion, Nicolas Blasset réalisa une pomme de plomb placée à la base de la croix qui renfermait les reliques de saints.
Au total, 71 tonnes de plomb furent utilisées pour la couverture de la flèche ; l'épaisseur moyenne de métal est de trois millimètres. Son poids total est de 500 tonnes. Le bois utilisé est du bois de chêne. Sa hauteur, au-dessus du faîtage de l'édifice jusqu'à la pomme qui se trouve près du sommet, était de 47 mètres avant la restauration effectuée au XIXe siècle par Eugène Viollet-le-Duc ; elle n'est plus aujourd'hui que de 45 mètres.

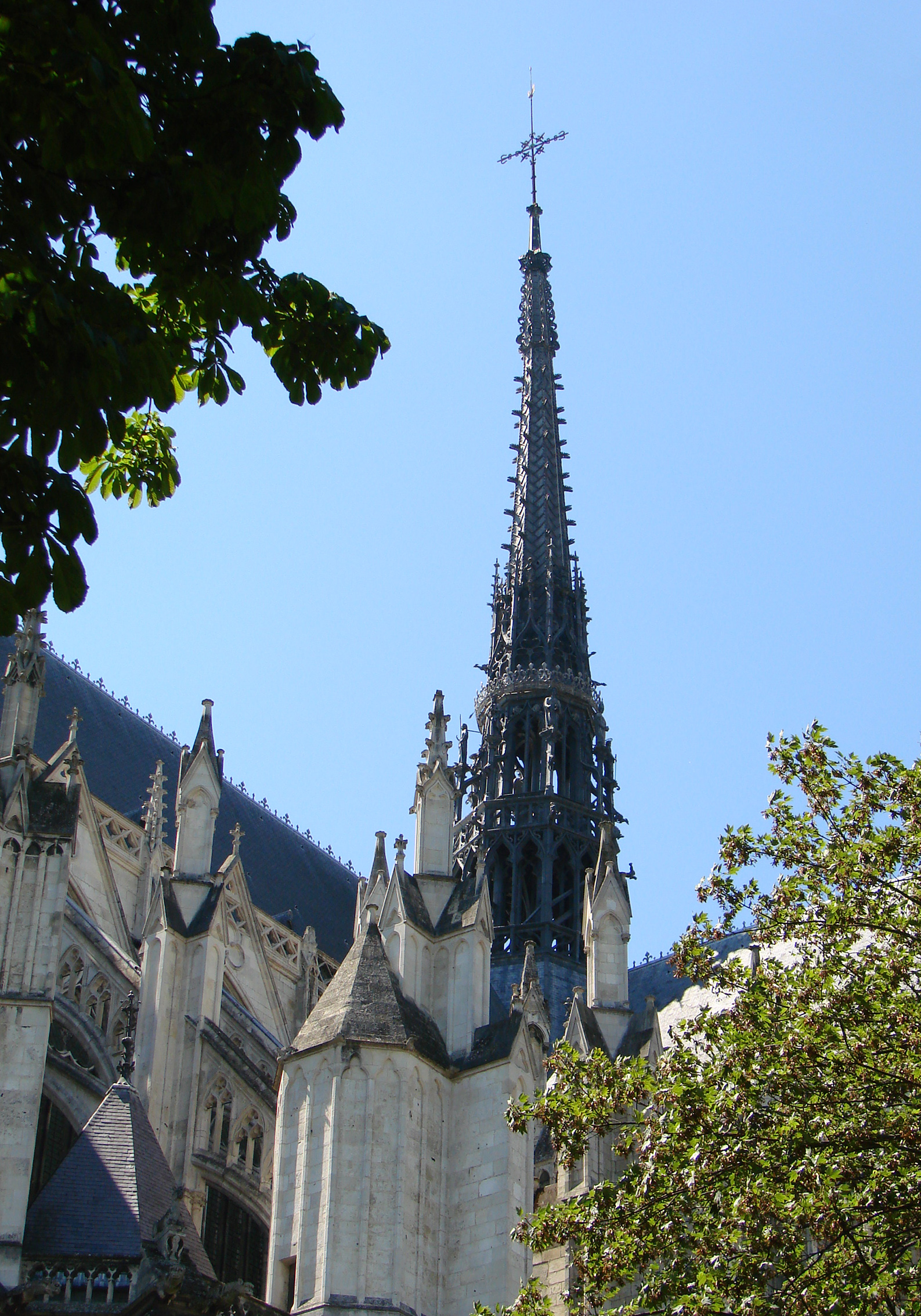
Flèche de Notre-Dame d'Amiens.
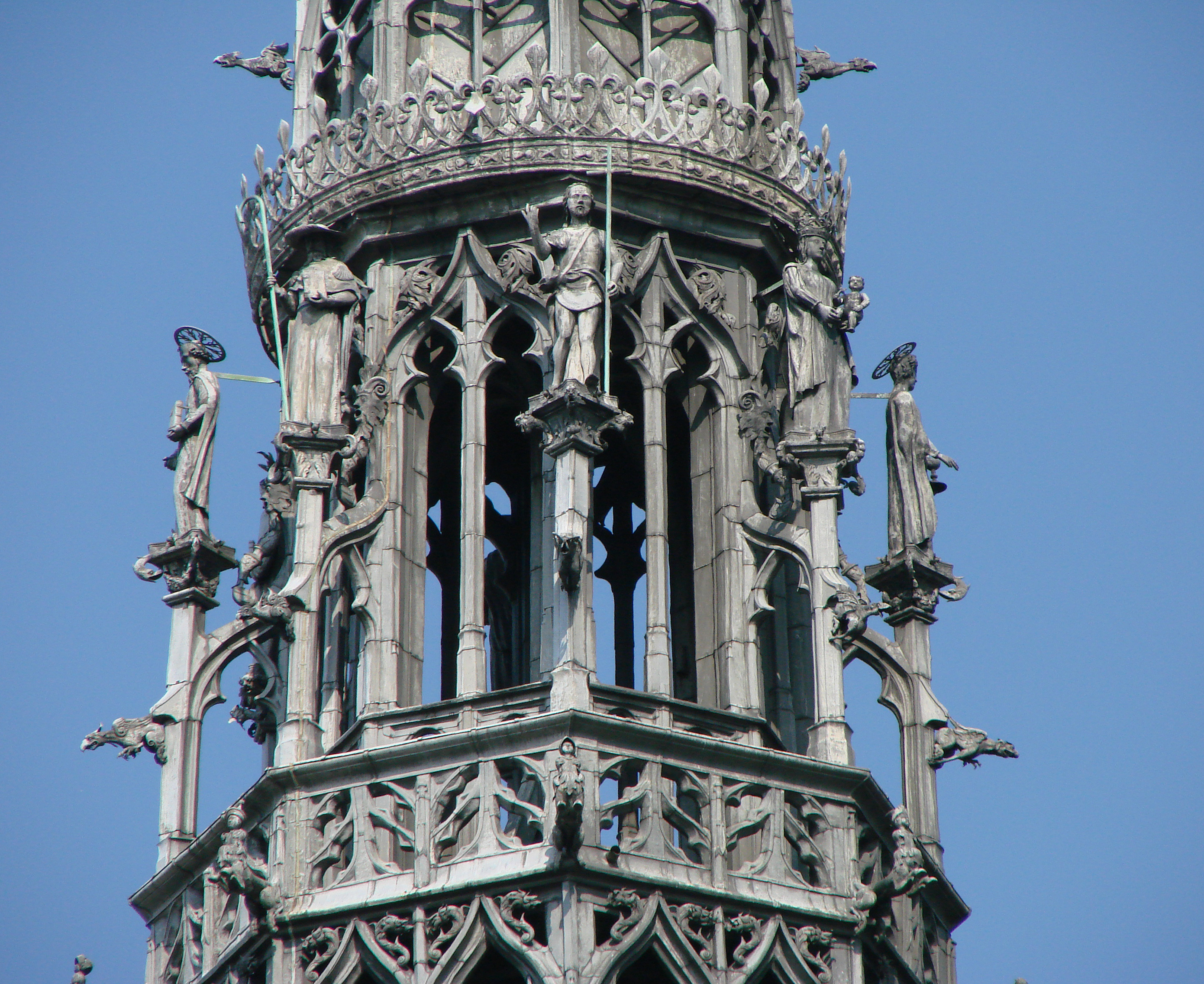
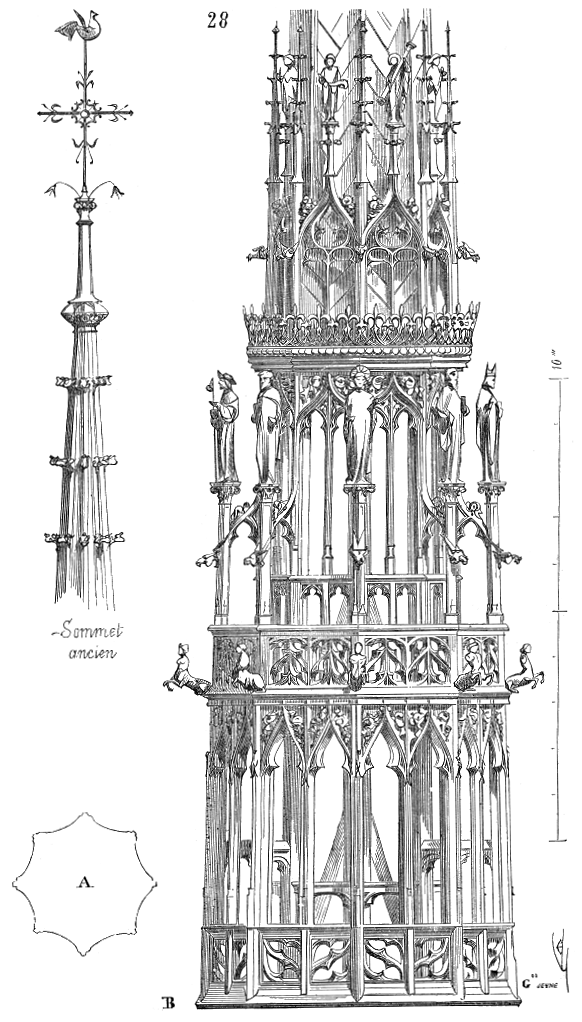
Dessins de la flèche par Eugène Viollet-le-Duc.

La base de la flèche repose sur une plateforme située au-dessus de l'endroit où se croisent les quatre grandes ogives de la croisée du transept. Dès sa naissance, elle est octogonale. La flèche, de toute grande qualité et authentique chef-d'œuvre, possède une riche décoration, notamment de fleurs de lys, et une série de superbes statues, faites en plomb repoussé et de qualité exceptionnelle. La naissance de la flèche est constituée de deux étages octogonaux dont la base est entourée d'une balustrade. Les 8 statues, creuses, sont disposées au niveau de la balustrade du deuxième étage. Elles représentent successivement le Christ (disposé face à la nef), saint Paul, saint Firmin coiffé de sa mitre et qui se trouve face au nord, saint Jean l'Évangéliste, la Vierge couronnée portant l'enfant Jésus totalement dévêtu, saint Jean-Baptiste, saint Jacques le Majeur (orné de coquilles) et saint Pierre.
Ces magnifiques statues ne sont pas les seules à garnir la flèche. On y trouve aussi, comme un peu partout sur les toits de l'édifice, de superbes gargouilles et d'inquiétantes chimères. Toutes sont faites en plomb repoussé et remarquablement sculptées. Des plaques de plomb commémoratives, gravées par des générations de compagnon-couvreurs sont posées au-dessus de la couronne qui coiffe le deuxième terrasson.

## Intérieur

### L'orgue de tribune

#### Historique

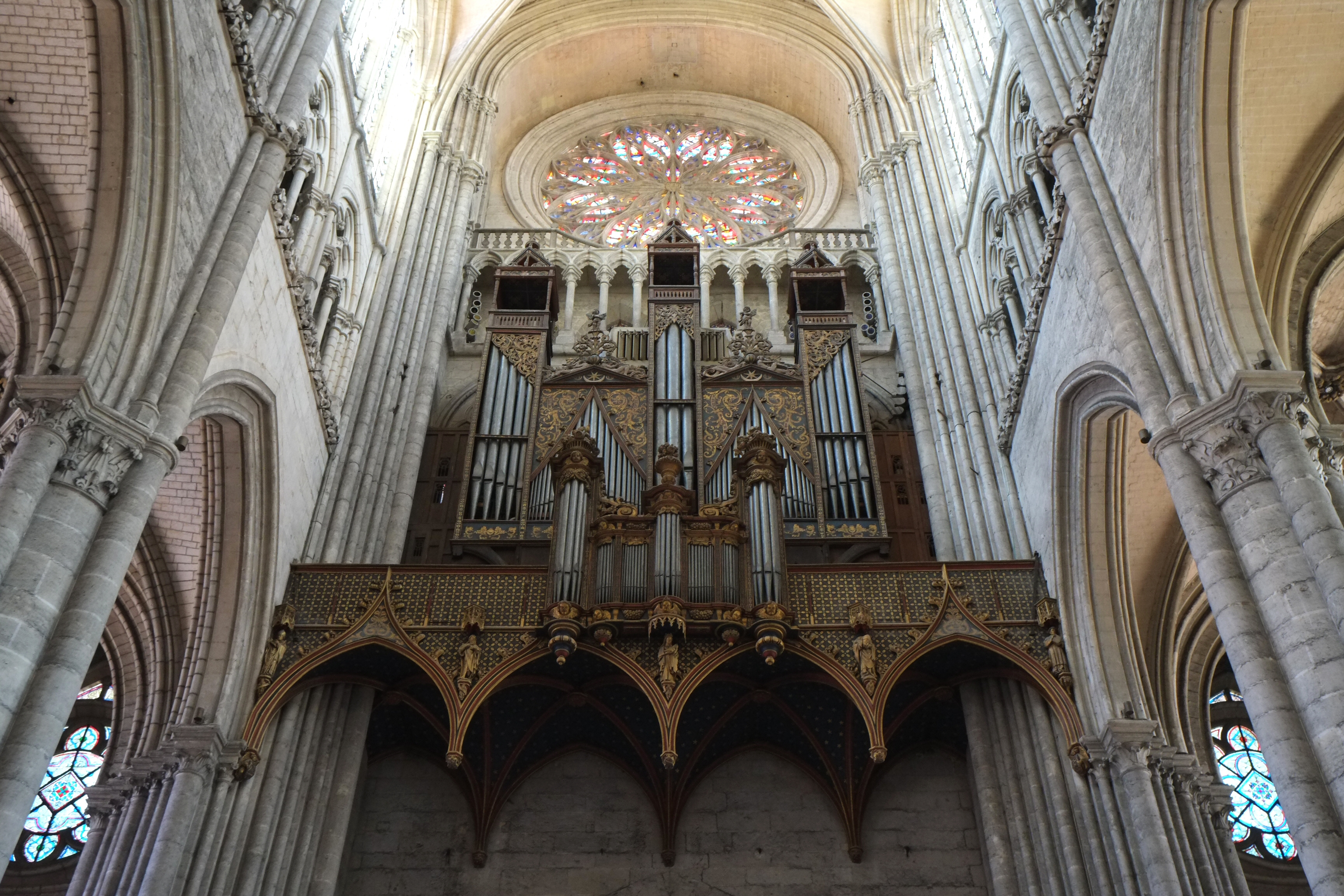
Grand orgue de la cathédrale Notre-Dame.

Le grand orgue de la cathédrale d'Amiens dont la création remonte à 1422 est l'un des plus anciens et des plus haut perchés de France (17 m au-dessus du sol).
Le buffet principal date du XVIe siècle. En 1549, le décor de la partie haute du buffet fut modifié.
En 1620, le facteur d'orgues parisien Pierre Le Pescheur refit à neuf le grand orgue le dotant d'un positif. En 1769, Charles Dallery dota l'orgue de trois claviers, 32 jeux, des jeux d'anche, bombarde 16, trompette 8 et clairon 4. John Abbey facteur d'orgues à Paris restaura l'orgue dans sa totalité : trois claviers, 42 jeux, 2 753 tuyaux, nouveau système de soufflerie de son invention, en 1832. Les boiseries furent restaurées et peintes en 1835.
C'est à Aristide Cavaillé-Coll qui le restaura totalement entre 1884 et 1889 que l'on doit, en grande partie, l'orgue que nous connaissons aujourd'hui.
Démonté par les pompiers de Paris en 1918 lors de l'offensive allemande, l'orgue fut remonté en 1936 par Edmond Alexandre Roethinger. De 1964 à 1967, Charles Acker, facteur d'orgues à Camon pour la maison Roethinger de Strasbourg, démonta et remonta la mécanique de tirage des notes et des appels de jeux (inauguration par André Fleury).

#### Composition de l'orgue
Selon le rapport d'Eric Brottier du 27 mai 2014, l'orgue est composé de la façon suivante :
| I. Positif de dos | II. Grand-Orgue | III. Récit expressif | IV. Pédale |
| --- | --- | --- | --- |
| Montre 8' Bourdon 8' Flûte à fuseau 8' Prestant 4' Flûte douce 4' Nasard 2' 2/3 Doublette 2' Tierce 1' 3/5 Fournitures 4 rangs Trompette 8' Cromorne 8' Clairon 4' | Montre 16' Bourdon 16' Montre 8' Diapason 8' Bourdon 8' Flûte harmonique 8' Salicional 8' Prestant 4' Flûte 4' Nasard 2' 2/3 Doublette 2' Cornet 5 rangs Fourniture 6 rangs Cymbale 4 rangs Bombarde 16' Trompette 8' Clairon 4' | Quintaton 16' Diapason-Flûte 8' Cor de nuit 8' Viole de gambe 8' Voix céleste 8' Prestant 4' Flûte 4' Octavin 2' Cornet 5 rangs Bombarde 16' Trompette harmonique 8' Clairon harmonique 4' Basson-Hautbois 8' Voix humaine 8' | Bourdon 32' Principal 16' (emprunt M16) Contrebasse 16' Soubasse 16' (ext. B32) Principal 8' (emprunt M16) Flûte 8 Prestant 4 (emprunt M16) Flûte 4' Fournitures 4 rangs Bombarde 32' (supprimée en 1965) Bombarde 16' Trompette 8' Clairon 4' |

- Tirasses Pos, GO, Récit. Accouplements : GO, Positif/GO, Récit/GO, Récit/Positif à l'unisson, Positif/GO et Récit/GO à l'octave grave. Appel mixtures Positif, GO, Récit. Appels anches Positif, GO, Récit, Pédale. Appel tutti (tous les appels mixtures et anches). Trémolo Positif et Récit[75].

### La nef, apogée du gothique classique
Première partie de la cathédrale gothique à être construite, la nef de Notre-Dame d'Amiens est édifiée en très peu de temps. Initiée dès 1220, sa construction était déjà achevée en 1236.
L'élévation de la nef (comme celle du chœur) comporte trois niveaux : grandes arcades, triforium et fenêtres hautes. Les fenêtres hautes se composent de quatre lancettes. Le triforium, aveugle, comporte deux ensembles de trois arcades, pour chaque travée.
La nef bordée de bas-côtés et qui s'ouvre sur un transept débordant est éclairée par la grande rosace de la façade, dite « Rose de la mer » et par les fenêtres hautes.
La nef est composée de six travées rectangulaires à voûtes quadripartites barlongues (rectangulaires). Elle est bordée de chaque côté (nord et sud) d'un collatéral de même longueur, mais possédant des voûtes carrées. Sa hauteur sous voûte est de 42,3 mètres, tandis que celle des bas-côtés atteint 19,7 mètres. Quant à la hauteur des colonnes bordant la nef, chapiteaux inclus, elle est de 13,85 mètres. Autour de chacune des colonnes qui bordent latéralement le vaisseau central de la nef comme le chœur, s'ajoutent quatre colonnettes disposées en cercle, afin de renforcer ces colonnes supportant des voûtes situées à une telle hauteur.

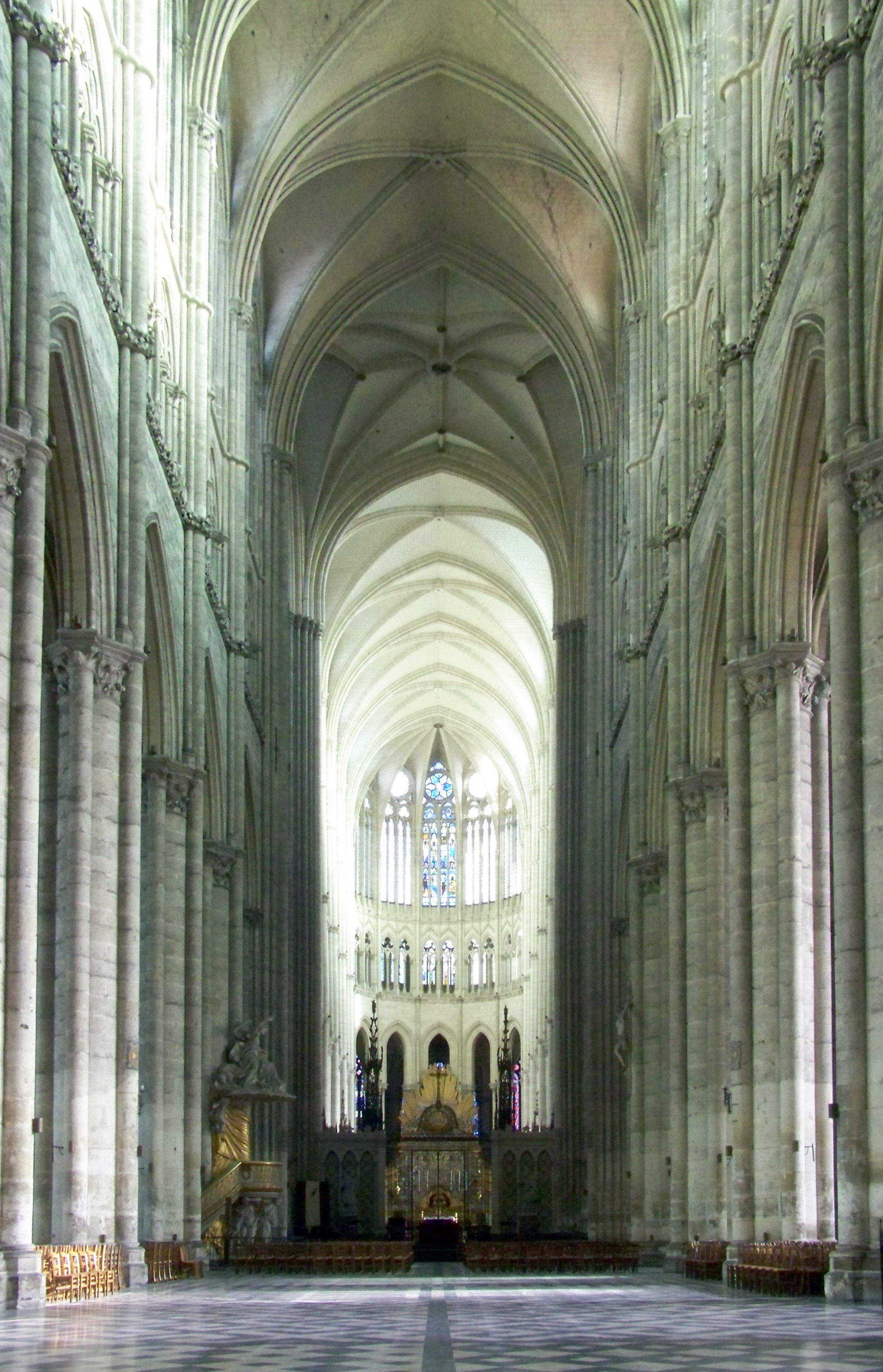
Intérieur de la cathédrale vu depuis l'entrée.
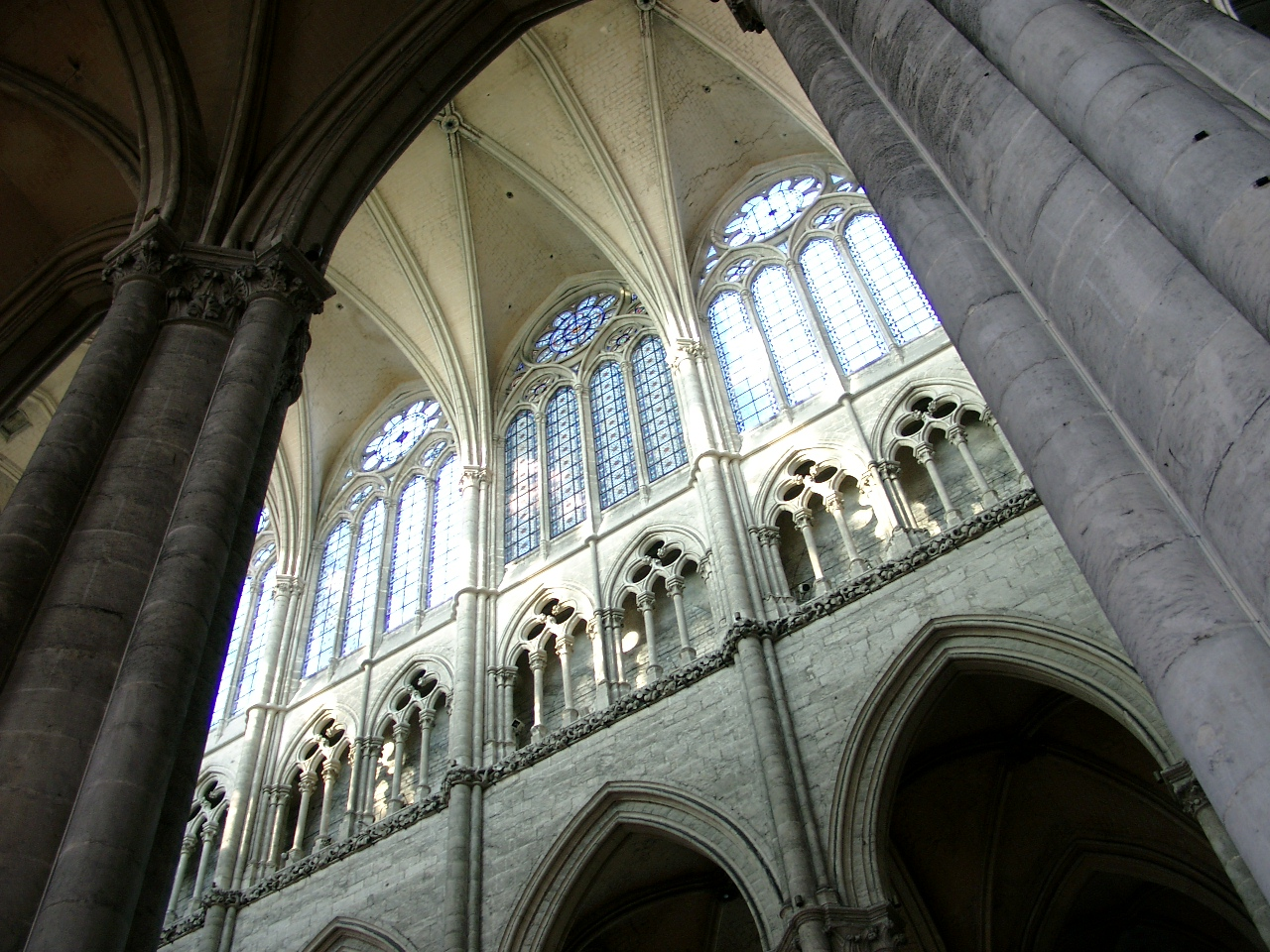
Le triforium aveugle, les fenêtres hautes et les voûtes quadripartites de la nef. À l'avant-plan, les hautes colonnes des grandes arcades sont renforcées par quatre colonnettes engagées.
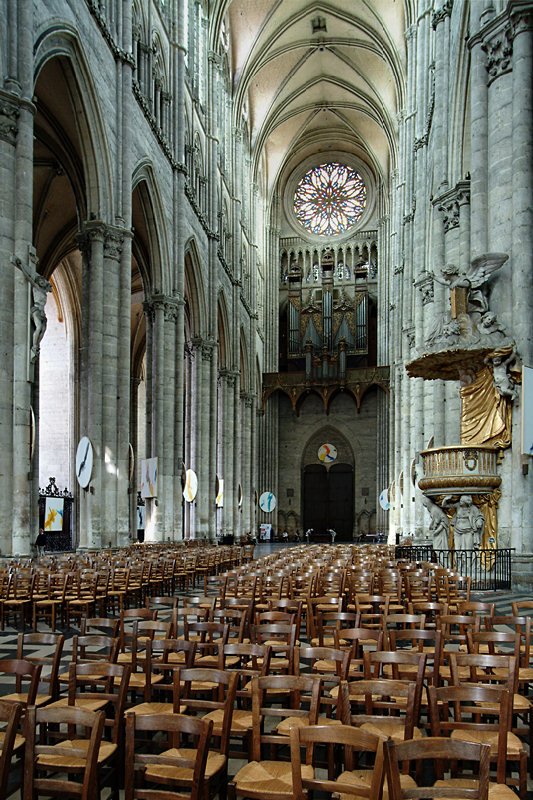
La nef de la cathédrale d'Amiens, sa construction débutée en 1220 était terminée en 1236.

#### Le pavement et le labyrinthe
Il comporte toute une série de dessins différents répartis entre les différents secteurs de l'édifice. Ce dallage restauré au XIXe siècle, a été conçu et dessiné au XIIIe siècle. Parmi la variété des motifs dessinés on trouve, entre autres, le motif de la svastika ou croix gammée.

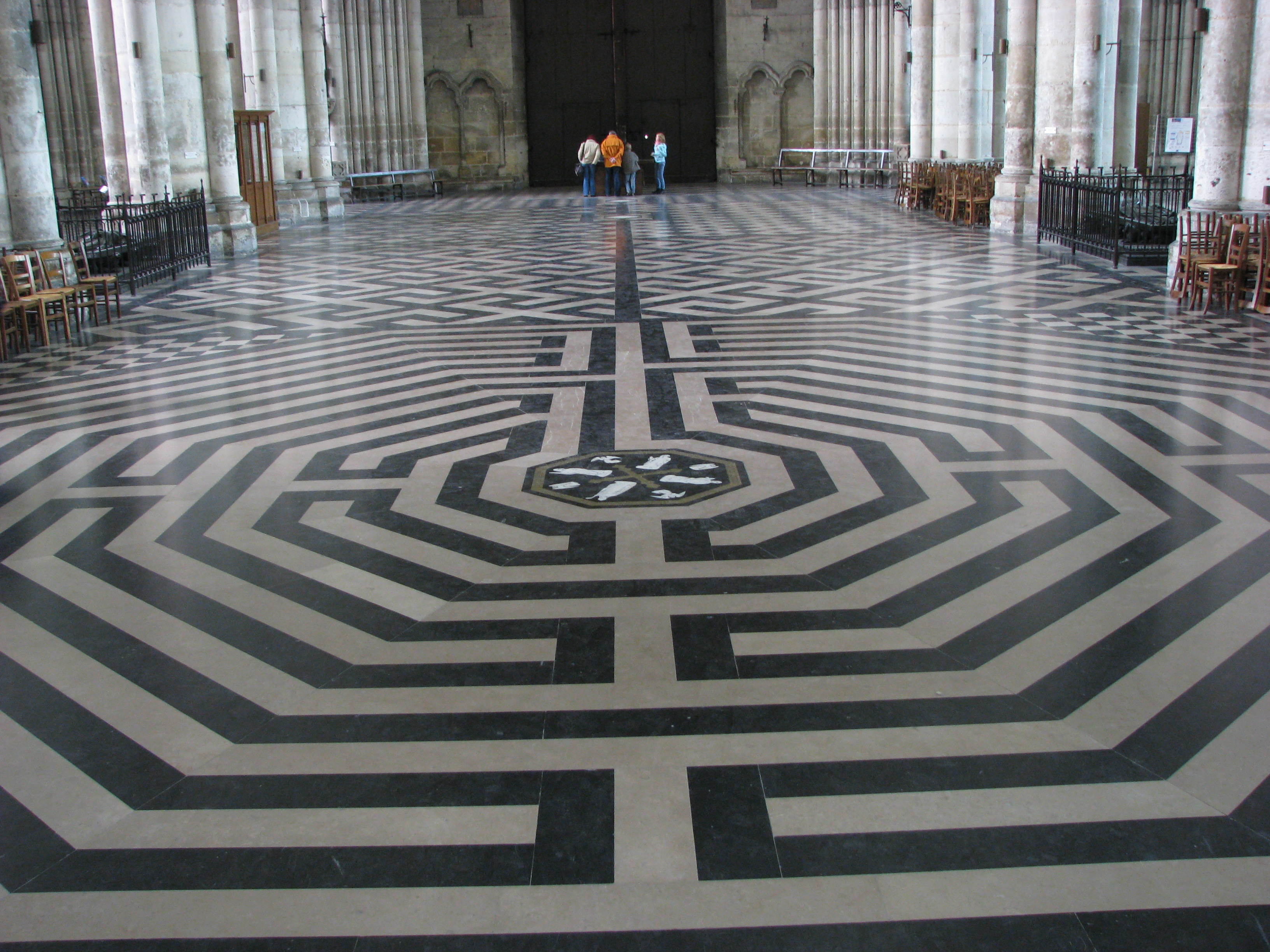
Le labyrinthe de la cathédrale. Plus loin, à l'arrière-plan, on distingue la variété importante des dessins du pavement de l'édifice.
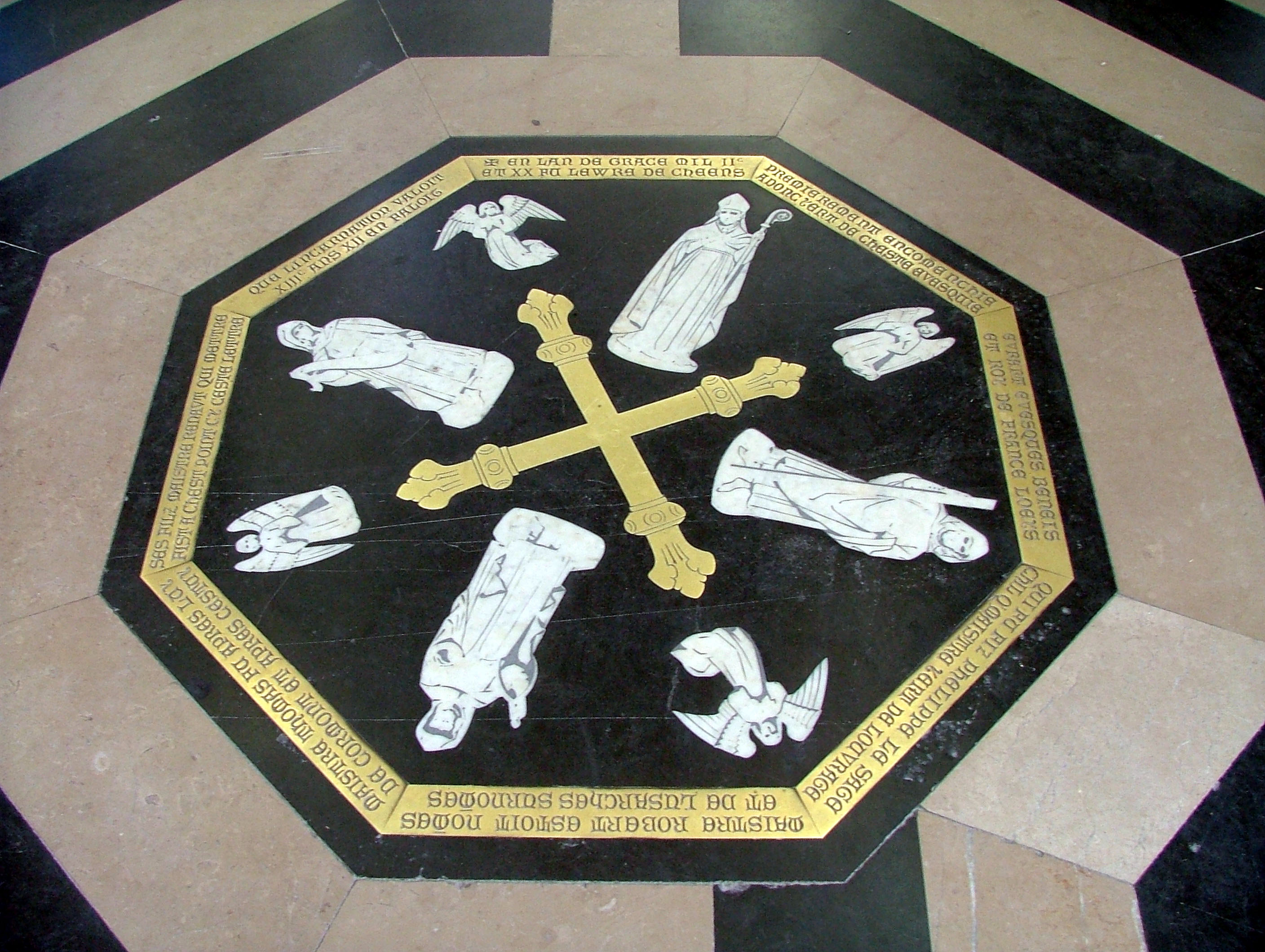
Le centre du labyrinthe avec l'effigie des trois architectes et de l'évêque Évrard de Fouilloy, et une bande de cuivre marquant le début de la construction en 1220[Note 4].
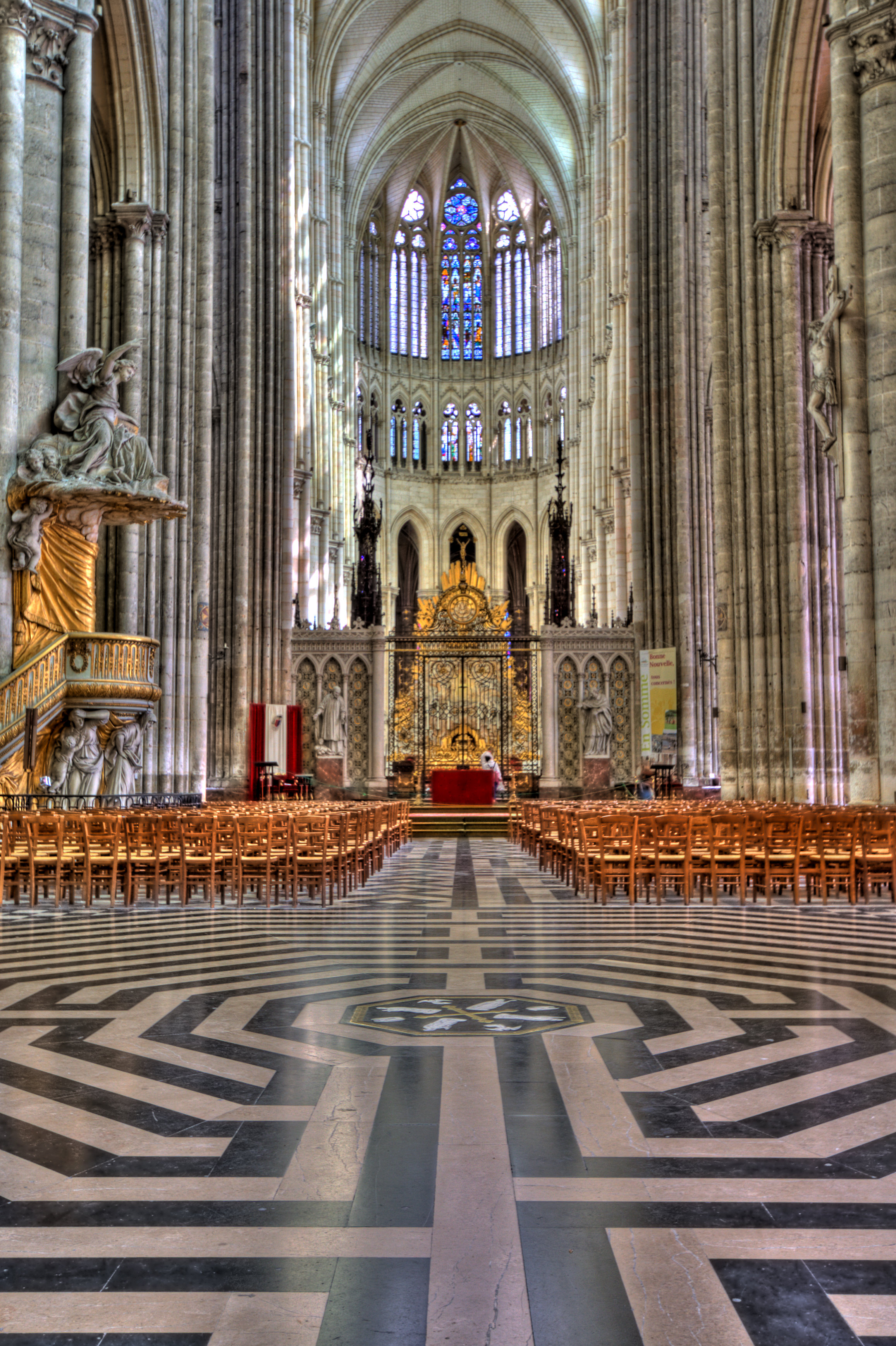

La pièce maîtresse de ce dallage est un labyrinthe octogonal situé au niveau de la cinquième travée de la nef. Il est long de 234 mètres. Au Moyen Âge, certains pèlerins venus vénérer les reliques de saint Jean-Baptiste, dont le crâne avait été ramené en 1206 par le chanoine Wallon de Sarton, le parcouraient à genoux, à la manière d'un chemin de croix. Ils devaient pour cela suivre la ligne noire. C'était une épreuve que devaient subir ceux qui désiraient se sanctifier, ou gagner quelques indulgences ou encore expier des péchés graves qu'ils avaient commis.
Il existe aussi des labyrinthes dans d'autres cathédrales et églises françaises, telles les cathédrales de Bayeux et de Chartres, ainsi qu'à la basilique de Saint-Quentin. Il y en eut un également à Notre-Dame de Reims, mais il fut détruit au XVIIIe siècle.
La pierre centrale du labyrinthe est fort intéressante puisqu'on y trouve un texte résumant la fondation de la cathédrale, inscrit sur une bande de cuivre. Au centre de cette pièce, une croix orientée sur les points cardinaux est entourée de 4 personnages : les trois architectes de la cathédrale (Robert de Luzarches, Thomas et Renaud de Cormont) et l'évêque Évrard de Fouilloy. Cette pierre est datée de 1288, date retenue pour la fin de l'édification de la cathédrale.
La pierre qui se trouve actuellement dans la nef est une copie de l'originale, laquelle a été transférée au musée de Picardie.

#### Les gisants de bronze
À l'entrée de la nef, à droite et à gauche, on peut admirer les tombeaux surmontés de gisants des deux évêques, Évrard de Fouilloy (évêque de 1211 à 1222) et Geoffroy d'Eu (de 1223 à 1236), qui donnèrent l'impulsion décisive à l'édification de ce grand sanctuaire. Les gisants de bronze, chefs-d'œuvre fondus d'une seule pièce, datent de la première moitié du XIIIe siècle. Ce sont des pièces uniques, seuls témoins des grands bronzes du XIIIe siècle subsistant en France.

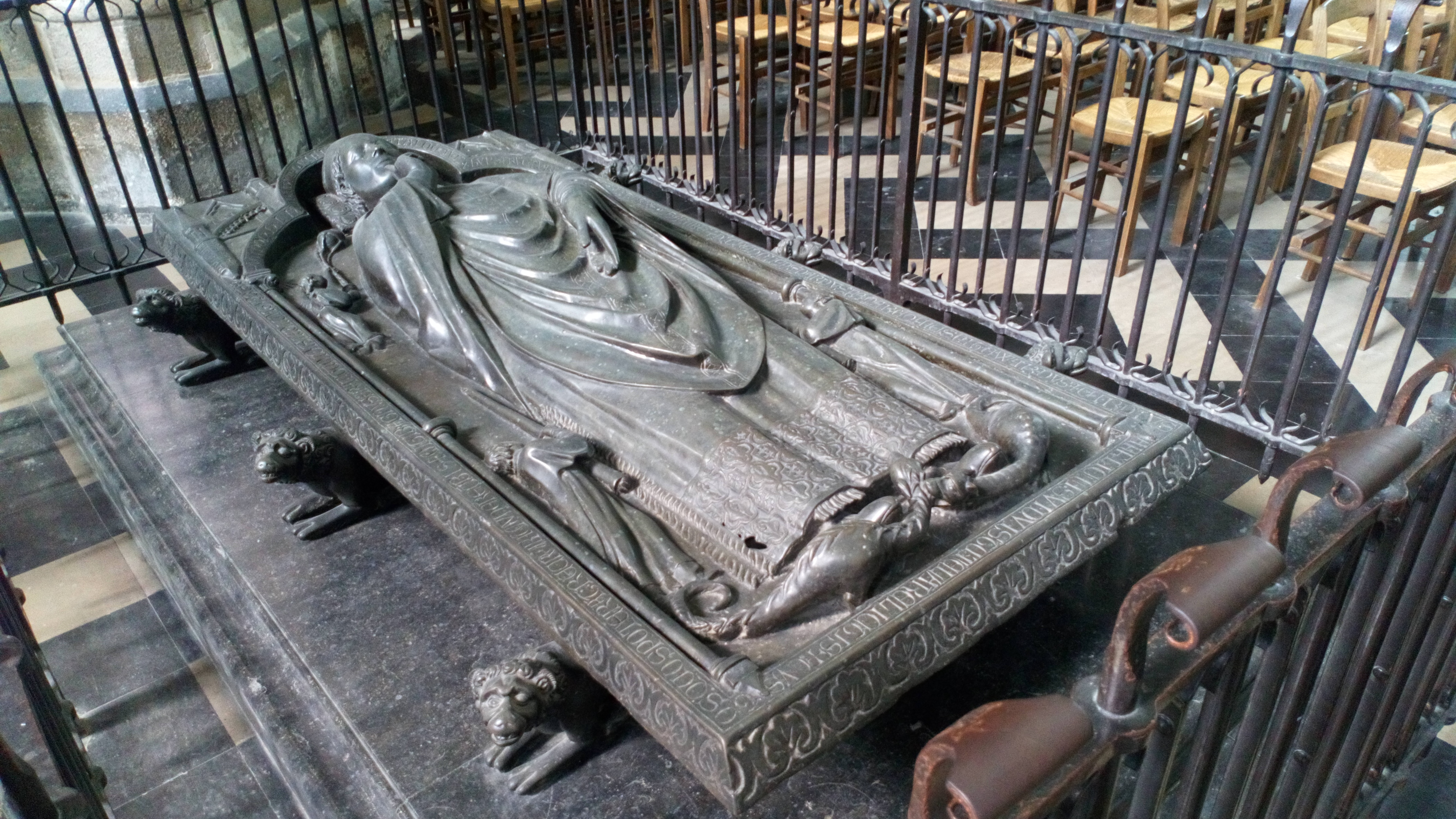
Gisant de bronze d'Évrard de Fouilloy, à ses pieds, deux créatures fantastiques représentent le mal.
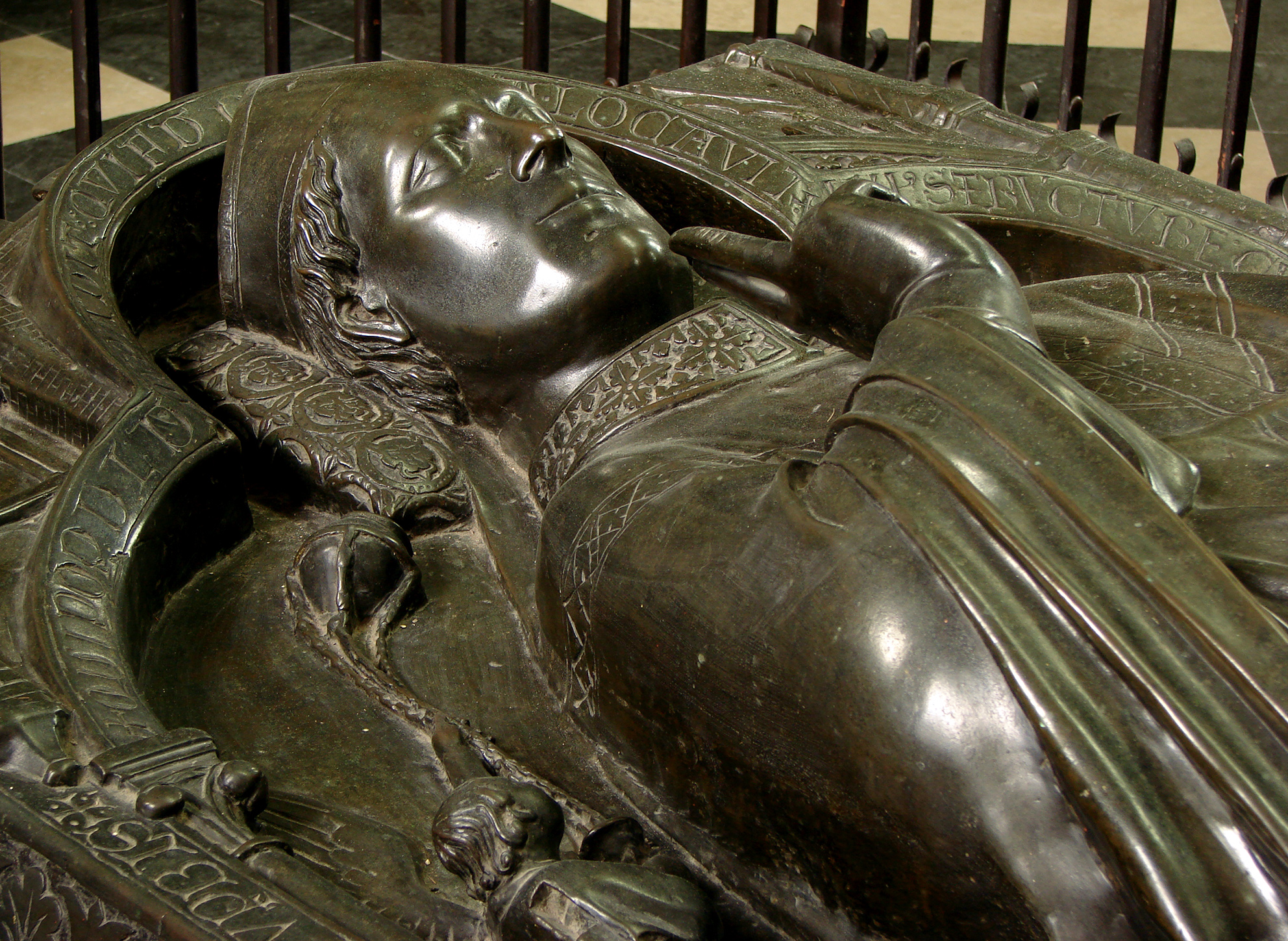
Le visage du gisant de bronze de l'évêque Évrard de Fouilloy.

Le gisant d'Évrard de Fouilloy se trouve à droite de l'entrée de l'église. Il est supporté par six lions, en bronze eux aussi. L'évêque est représenté en grande tenue épiscopale. Il écrase des deux pieds deux créatures griffues, maléfiques et dotées d'une queue de serpent, symbolisant le mal. À ses pieds, deux prêtres sont gravés et portent des cierges allumés. Deux anges situés près de ses épaules offrent de l'encens au défunt.

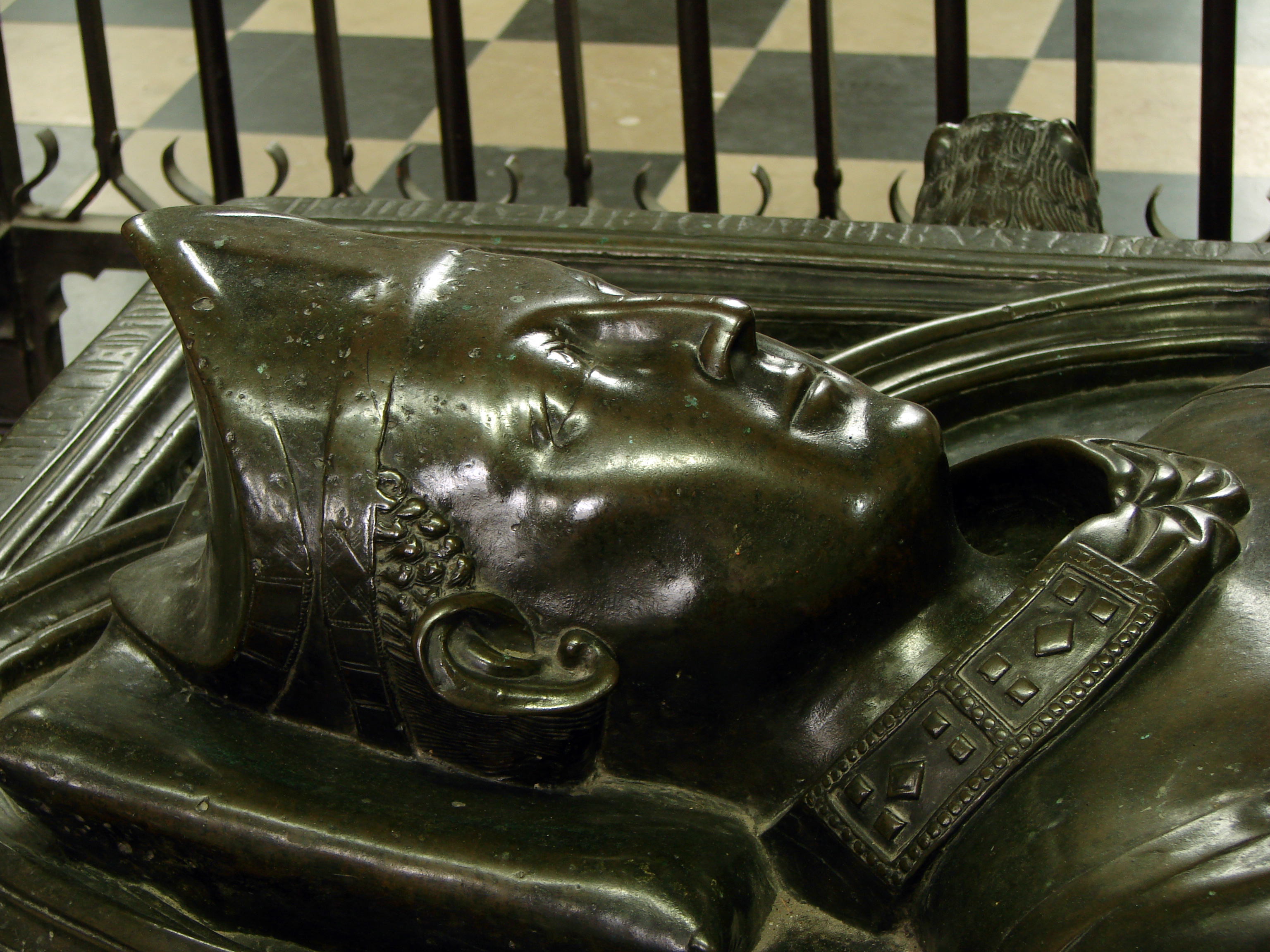
Le visage de Geoffroy d'Eu en bronze.
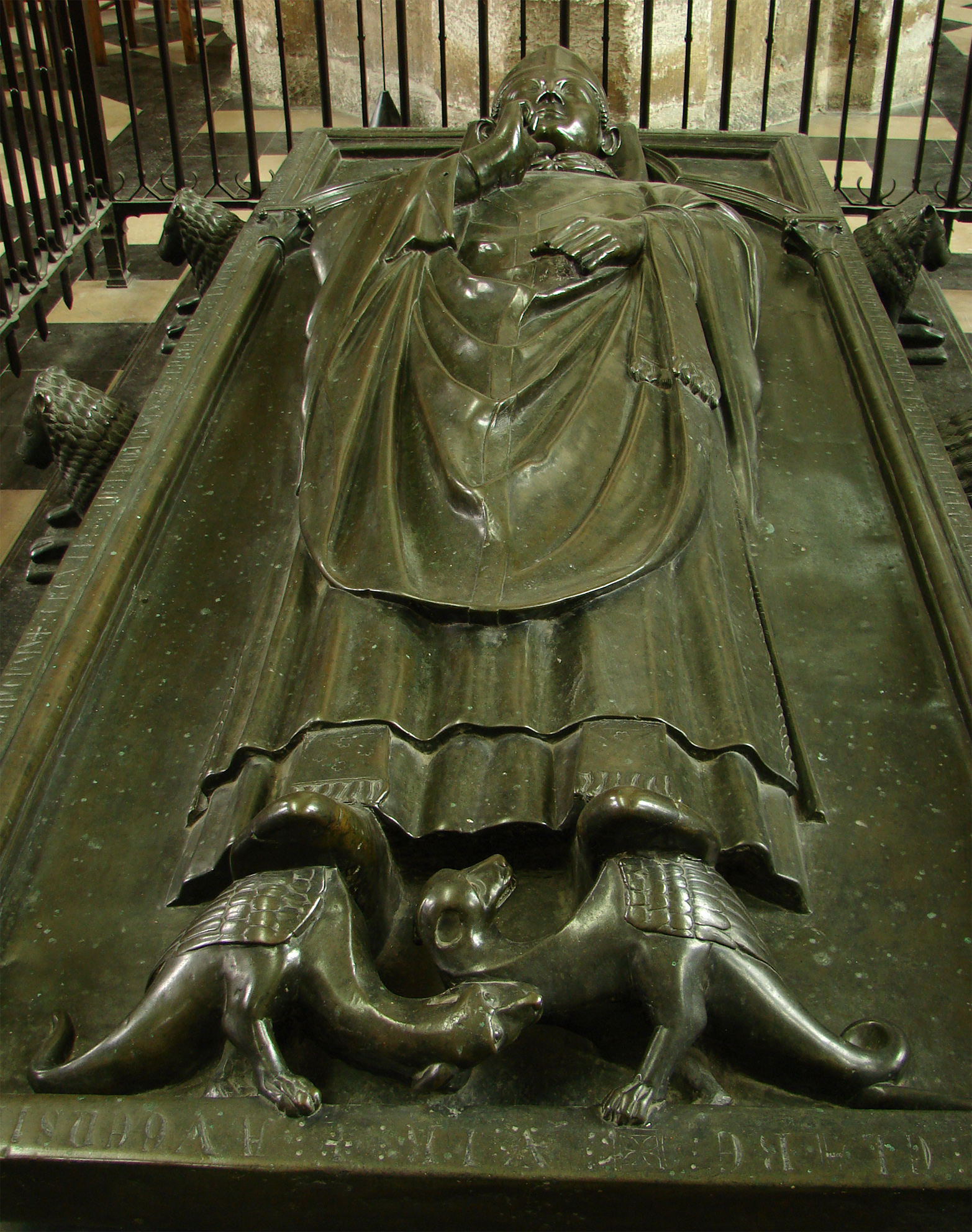
Le gisant de bronze de Geoffroy d'Eu (1223-1236), un des rares gisants de bronze français du XIIIe siècle.
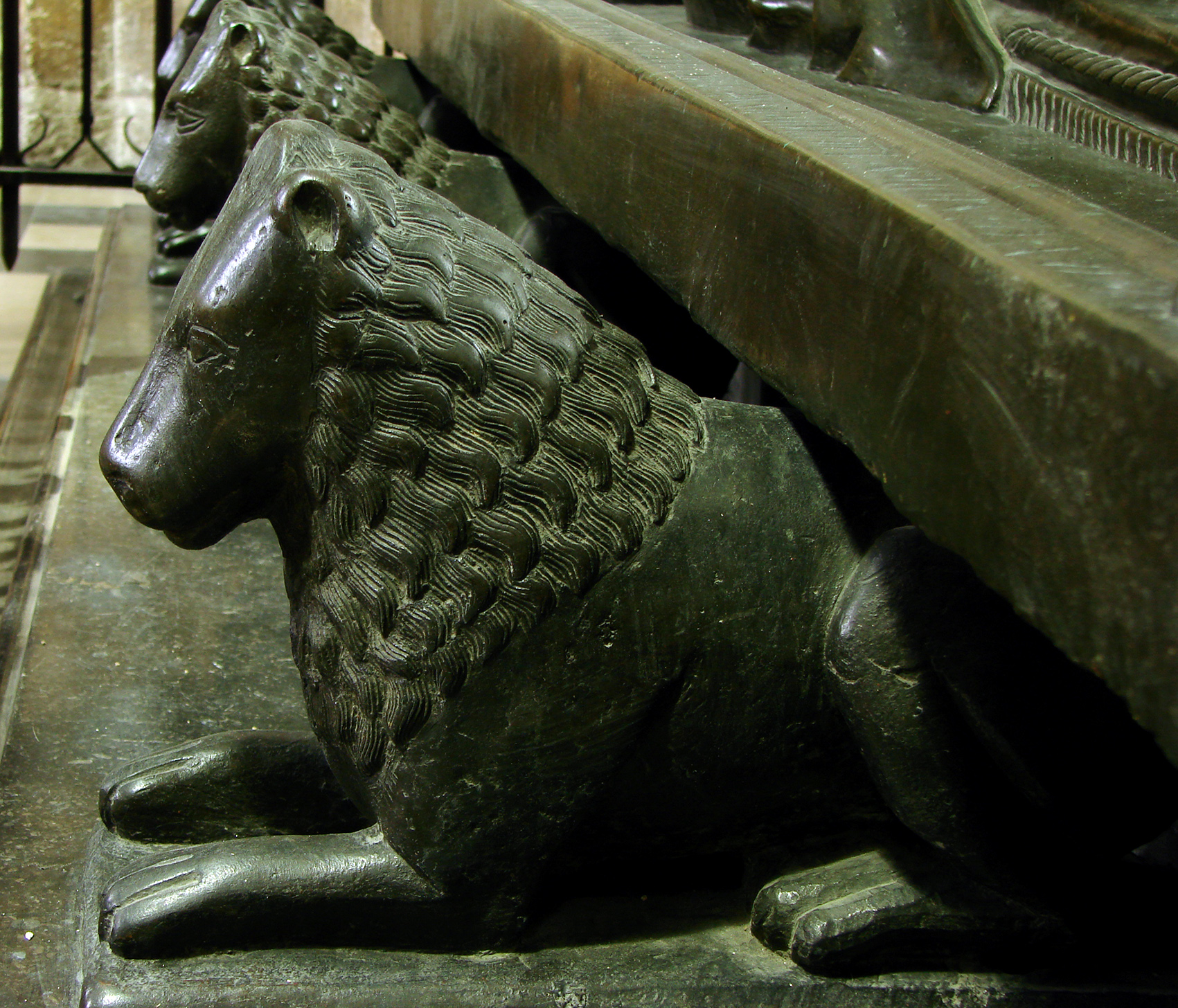
Détail du gisant de bronze de l'évêque Geoffroy d'Eu : les lions soutenant le gisant (XIIIe siècle).

Le gisant de l'évêque Geoffroy d'Eu se trouve à gauche du début de la nef. La surface de ce gisant est moins travaillée que le tombeau de son prédécesseur. On y retrouve les mêmes créatures diaboliques et fantastiques représentant le mal, et écrasées par ses pieds. Six lions, assez différents des lions de l'autre tombeau, supportent le gisant.

#### La chaire de vérité
La chaire de vérité de la cathédrale est adossée à la dernière colonne du côté nord (gauche) de la nef, avant le pilier de la croisée. C'est un ensemble baroque assez impressionnant qui date de 1773. Elle est l'œuvre du sculpteur Jean-Baptiste Dupuis ainsi que de l'architecte Pierre-Joseph Christophle. À la base, la chaire est supportée par des statues grandeur nature des trois vertus théologales : la Foi, l'Espérance et la charité. À l'arrière, une élégante draperie est supportée par des angelots. La chaire possède un toit ou abat-voix formé de nuages d'où s'échappe une colombe, symbole du Saint-Esprit. Enfin, couronnant le tout, un ange porteur d'un Évangile ouvert pointe un doigt vers le ciel. Cette œuvre fort critiquée au XIXe siècle pour sa grandiloquence, n'en est pas moins admirable tant pour la grande beauté plastique des personnages y figurant que pour la précision d'exécution de ses divers composants.

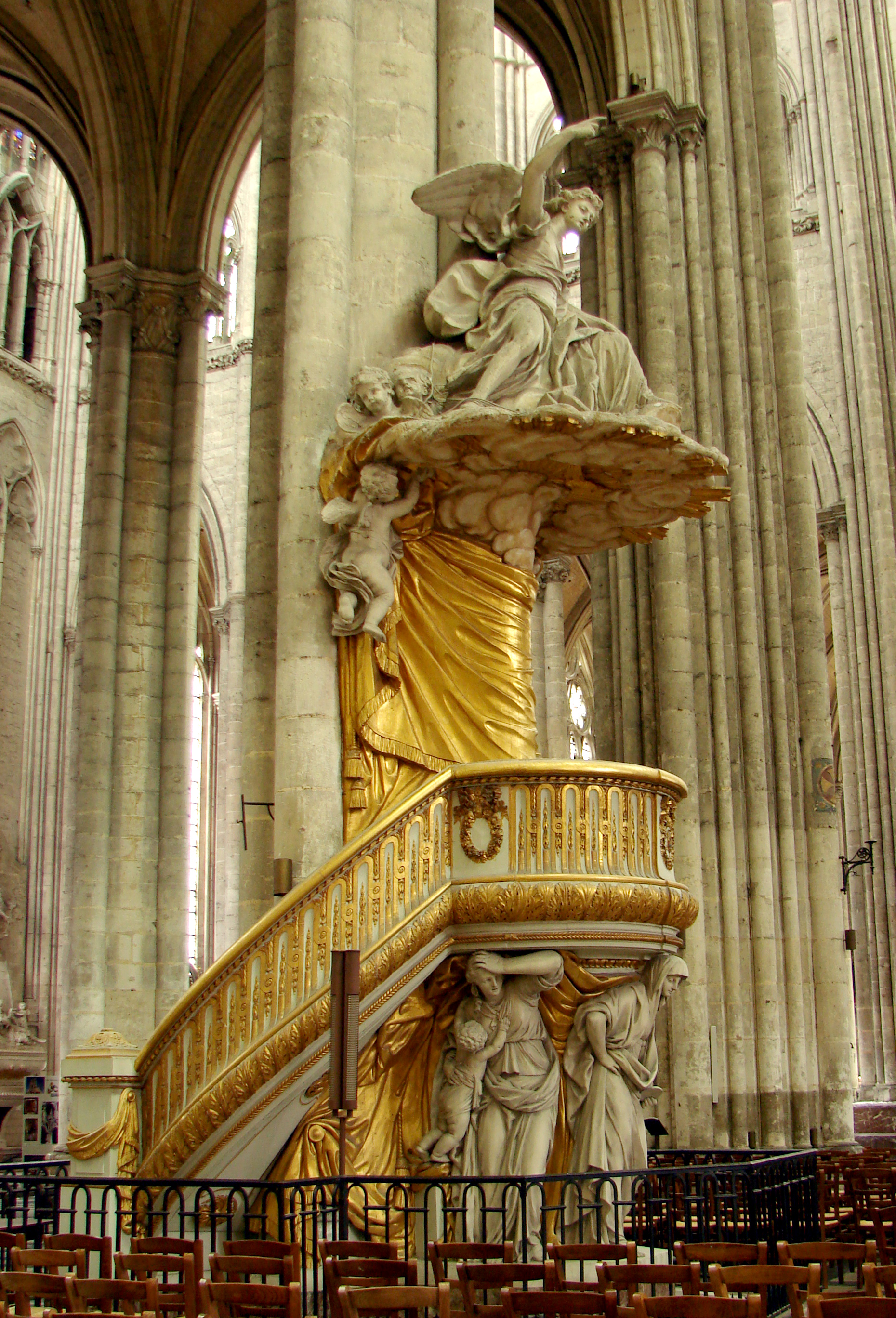
Chaire de Pierre-Joseph Christophle et Jean-Baptiste Dupuis.
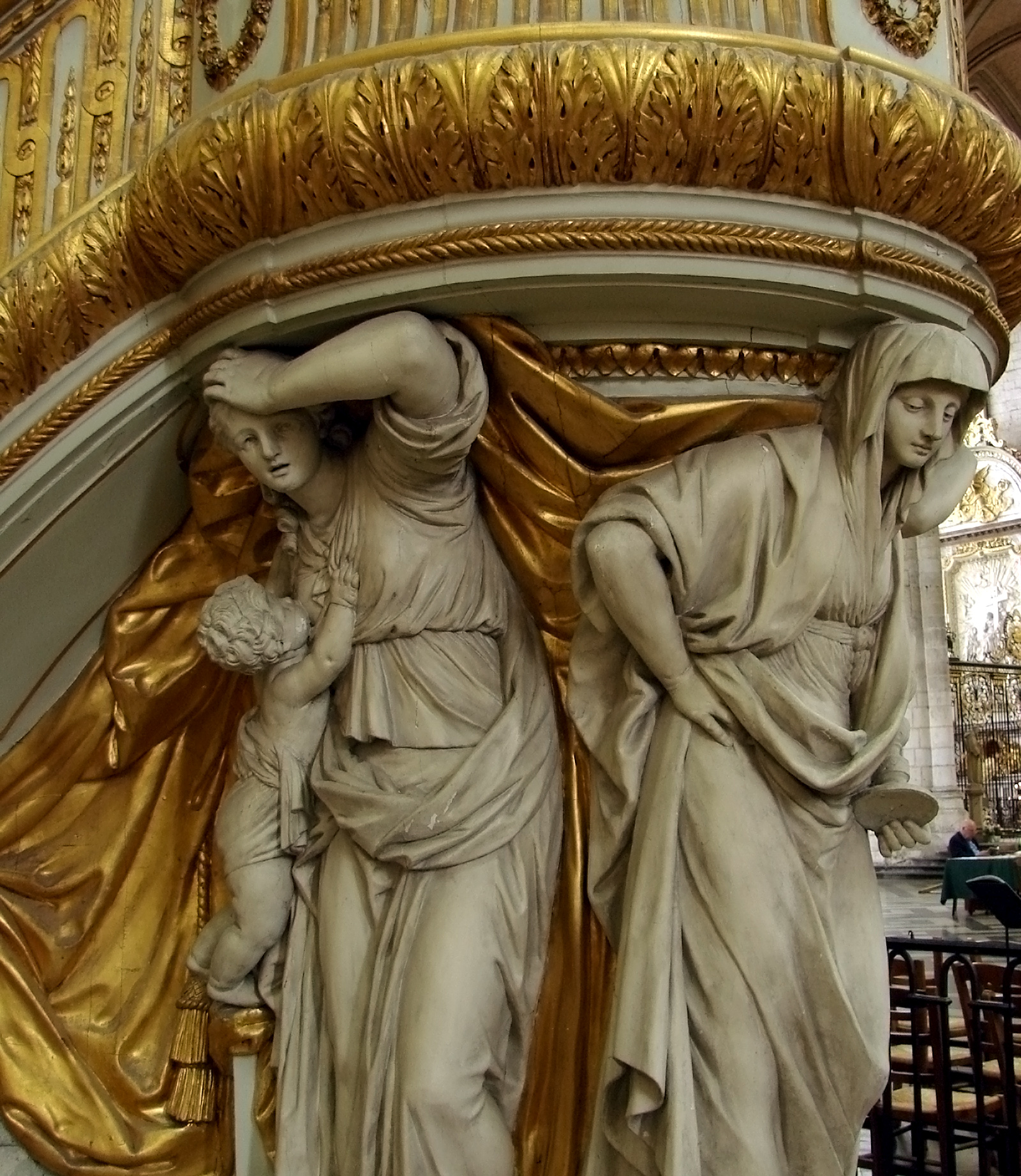
Les Vertus théologales, la Foi, l'Espérance et la Charité, soutiennent la chaire.
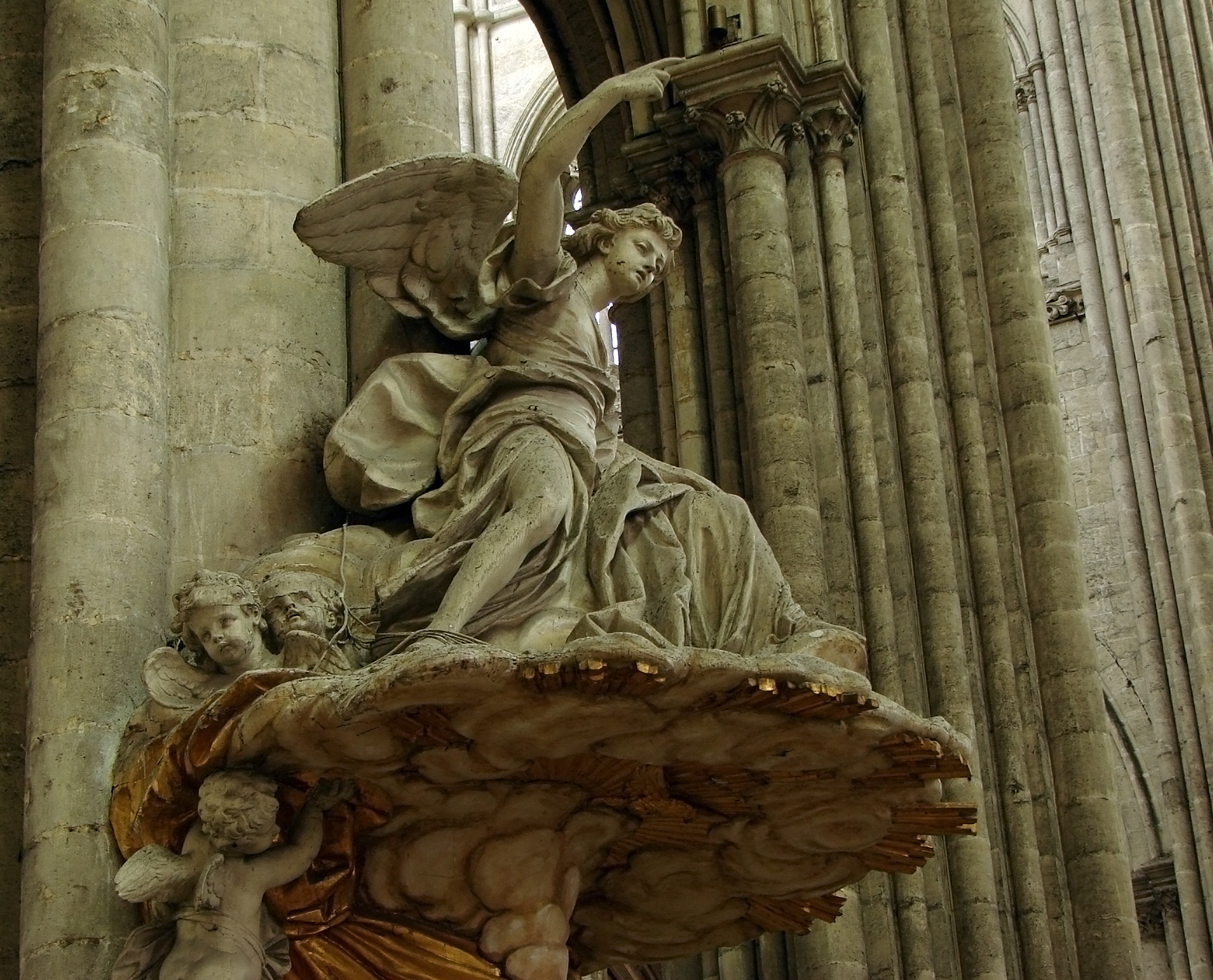
L'ange du sommet pointe son index vers le ciel.

### Les bas-côtés de la nef

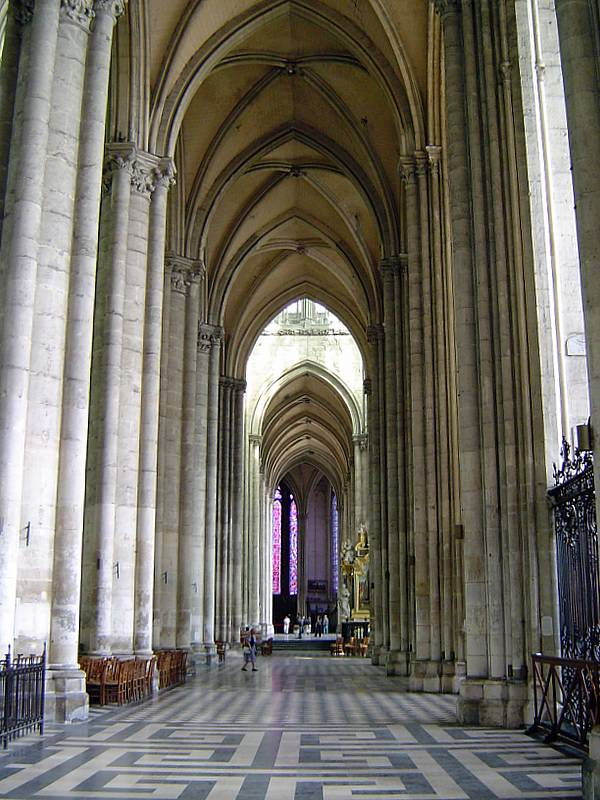
Le bas-côté sud de la nef. Au fond, le transept, puis le déambulatoire. À leur intersection on distingue à droite la chapelle Notre-Dame du Puy.

Les bas-côtés ou collatéraux nord et sud de la nef, de dimension gigantesque, sont dignes d'être comparés aux vaisseaux principaux de certaines grandes églises. Leur largeur entre les axes des colonnes est en effet de 8,65 mètres, tandis qu'ils s'élancent à 19,7 mètres de hauteur. À titre de comparaison, la nef principale de la cathédrale Notre-Dame de Senlis a une largeur de 9,2 mètres, à peine supérieure, tandis que sa voûte, avant l'incendie de 1504 ne dépassait pas les 17 mètres (24 après la restauration qui suivit l'incendie).
Quant aux colonnes qui bordent ces collatéraux, ils ont près de 14 mètres de hauteur, chapiteaux inclus.

#### Monument funéraire du chanoine Pierre Bury
Le collatéral sud héberge dans sa première travée deux tombeaux. Adossé au gros pilier qui soutient l'angle nord-est de la tour sud et face à la porte Saint-Christophe, on peut voir le tombeau du chanoine Pierre Bury (mort en 1504), surmonté d'un groupe sculpté représentant le chanoine agenouillé aux pieds d'un Ecce homo (Jésus de Nazareth, après avoir été flagellé, couronné d'épines et revêtu d'une cape les deux mains entravées par une corde, est présenté à la foule par Ponce Pilate, gouverneur de Judée).

#### Monument funéraire du chanoine Antoine Niquet
Face au tombeau du chanoine Bury, se trouve celui d'Antoine Niquet (mort en 1652), chanoine lui aussi. Ce tombeau est surmonté d'un monument funéraire attribué au sculpteur Nicolas Blasset. Il est adossé à la première colonne séparant ce collatéral du vaisseau central, et fait également face à la porte Saint-Christophe. Le monument montre le défunt agenouillé aux pieds d'une Vierge de douleurs, un livre de prières ouvert dans les mains. À ses côtés, saint Antoine semble lui indiquer quelle prière adresser à Marie. Trois poignards sont disposés sur la poitrine de cette dernière.

#### Monument funéraire de Jean de Sachy
Le monument funéraire de Jean de Sachy est situé dans le bas-côté nord de la nef. Il abrite les dépouilles du premier échevin d'Amiens mort en 1644 et de son épouse Marie de Revelois. Il s'agit d'une œuvre de Nicolas Blasset, monument en marbre exécuté en 1645. Le monument sculpté comme un retable est soutenu par une colonnette et s'adosse à un pilier entre la chapelle saint Firmin le Martyr et la chapelle Notre-Dame de la Paix. Le registre supérieur est composé de quatre petites statues représentant les défunts agenouillés de chaque côté de aux la Vierge à l'Enfant. Entre Jean de Sachy et la Vierge, saint Jean-Baptiste est représenté sous les traits d'un enfant. Entre la Vierge et l'épouse de Jean de Sachy est représenté un agneau. Au-dessous, la Mort y est représentée sous forme d'un cadavre en décomposition étendu dans un linceul suspendu en forme de hamac. La représentation de transis est caractéristique de la fin du Moyen Âge et début de la Renaissance, ici, il est daté du milieu du XVIIe siècle.

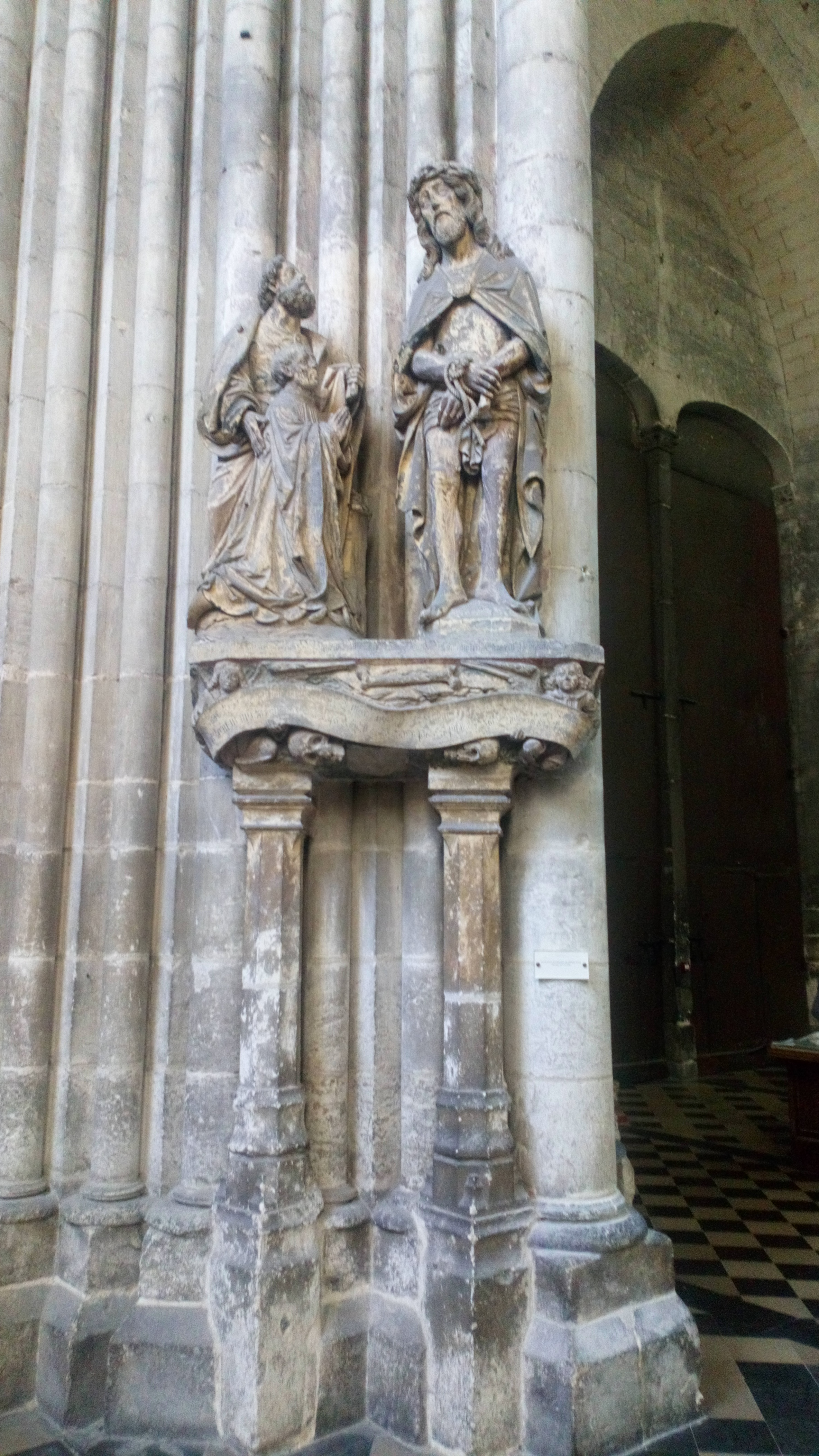
Monument funéraire de Pierre Bury.
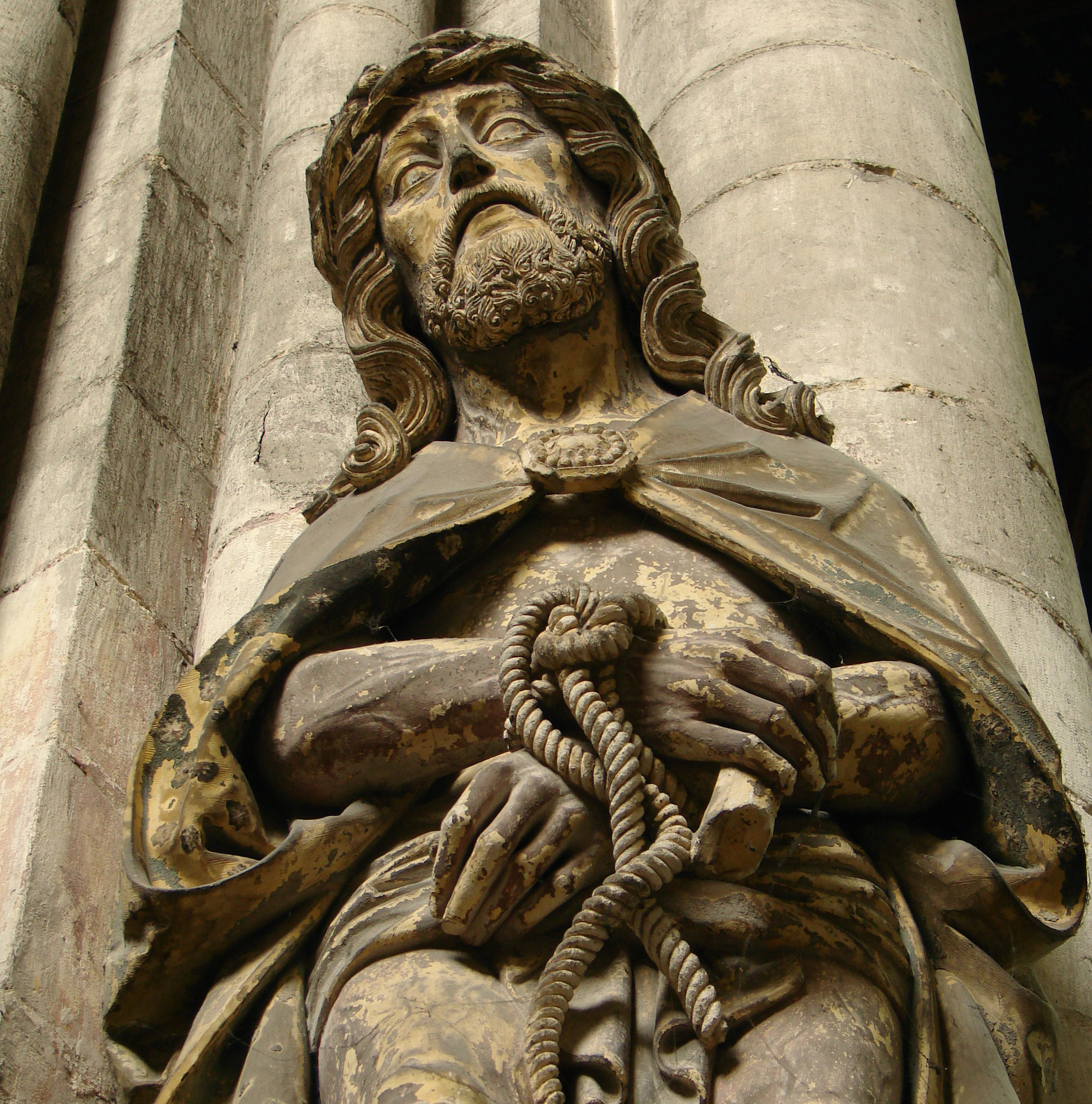
Détail du monument funéraire du chanoine Bury : l'Ecce Homo.
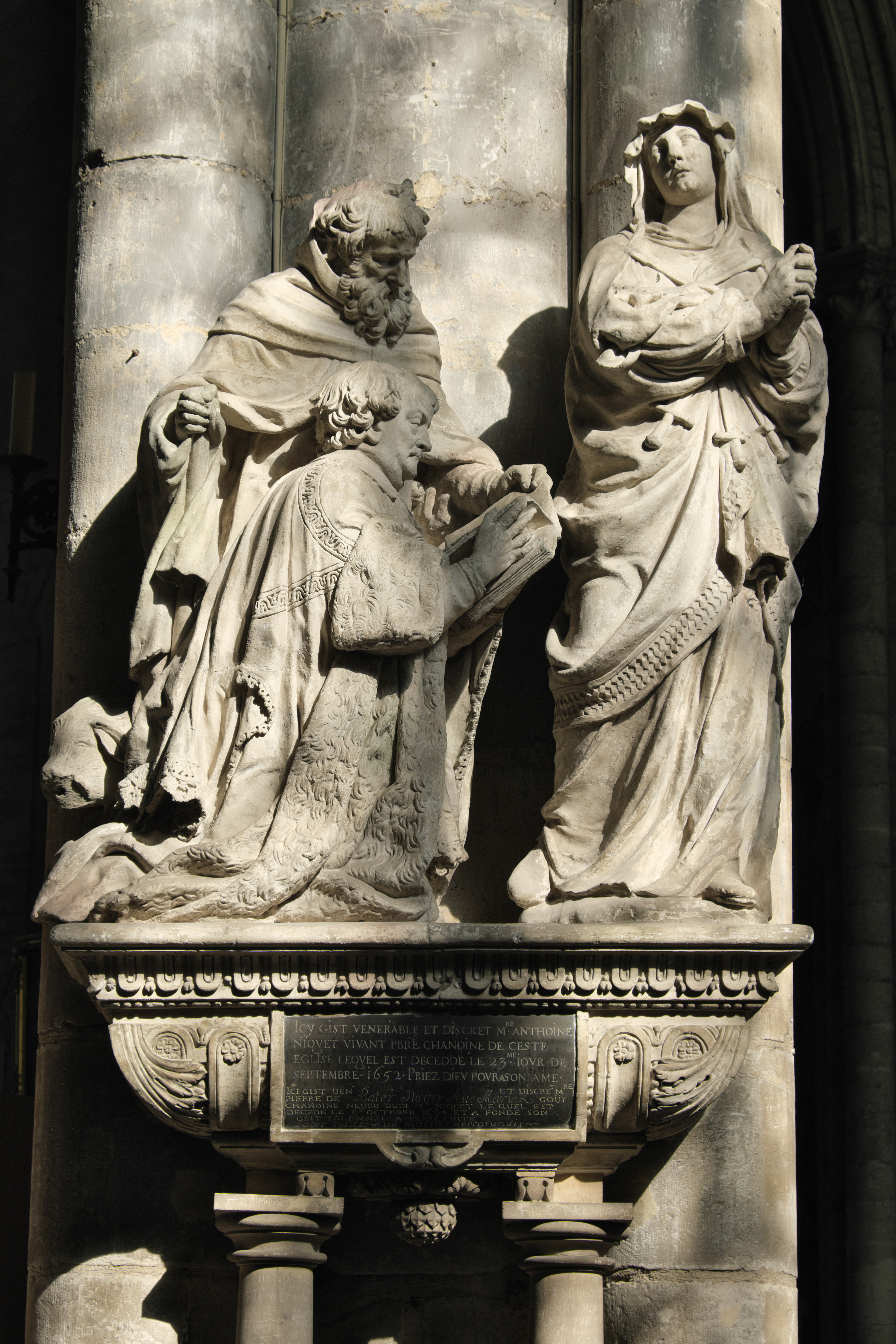
Monument funéraire d'Antoine Niquet, attribué à Nicolas Blasset.
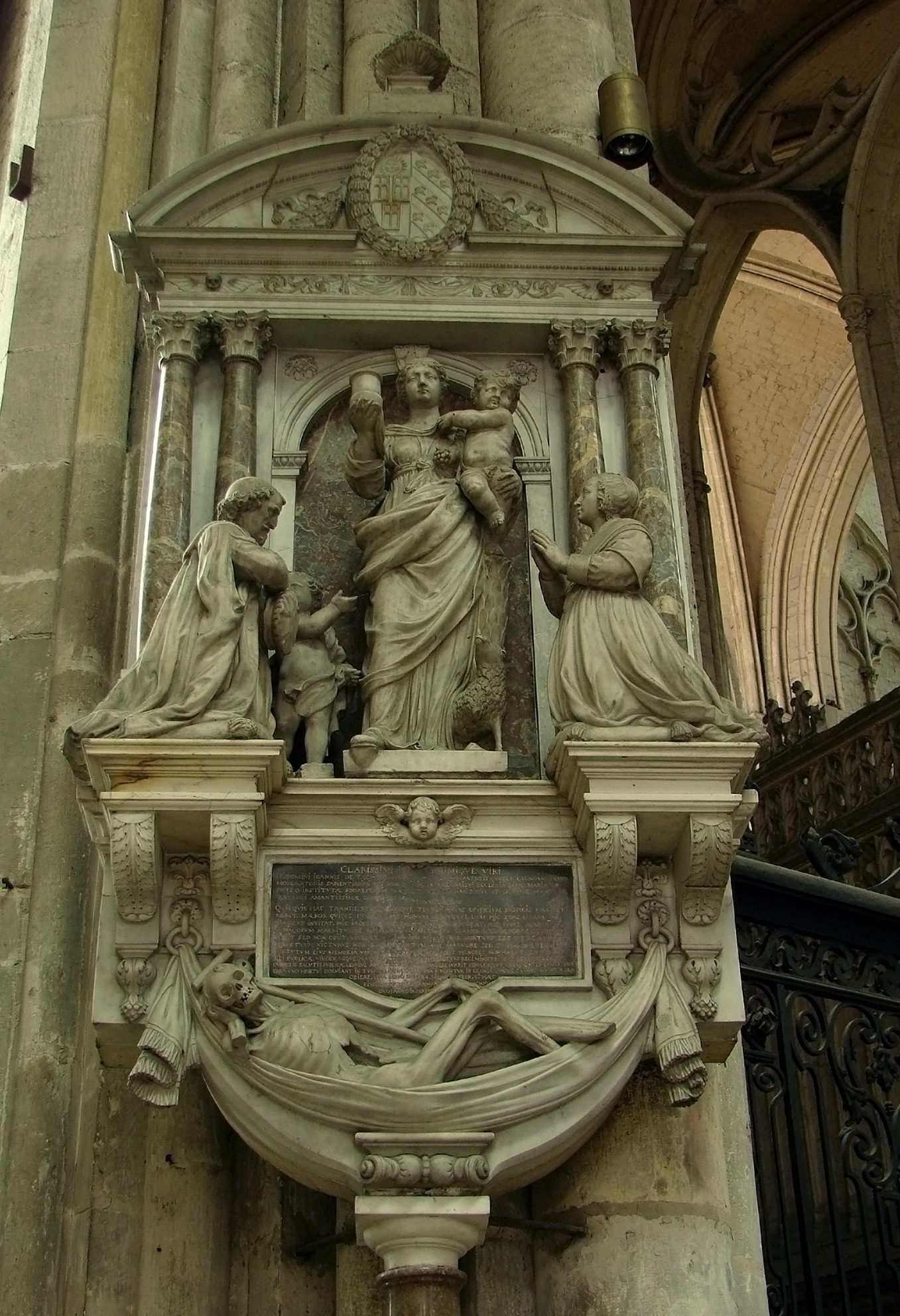
Le monument funéraire de Jean de Sachy de Nicolas Blasset.
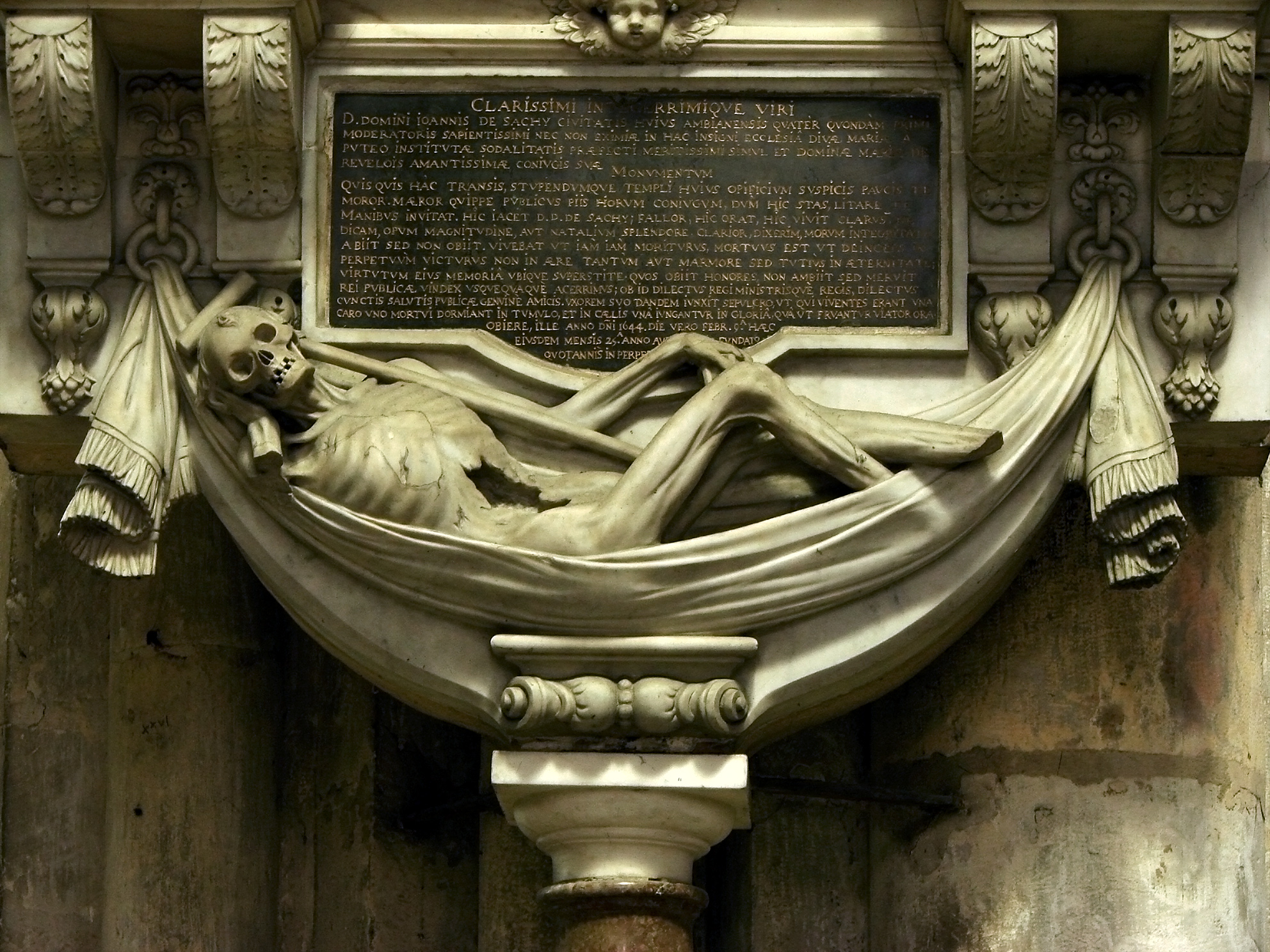
Détail du monument funéraire de Jean de Sachy : la mort.

### Les chapelles latérales de la nef
La nef possède onze chapelles latérales, six au nord et cinq au sud. Elles n'étaient pas prévues dans le projet initial, mais la nécessité de leur construction se fit sentir dès la fin du XIIIe siècle. Élevées entre les contreforts après que les murs latéraux aient été crevés, leur édification date des années 1292 à 1375. Les plus anciennes se situent à l'est, les plus récentes à l'ouest.

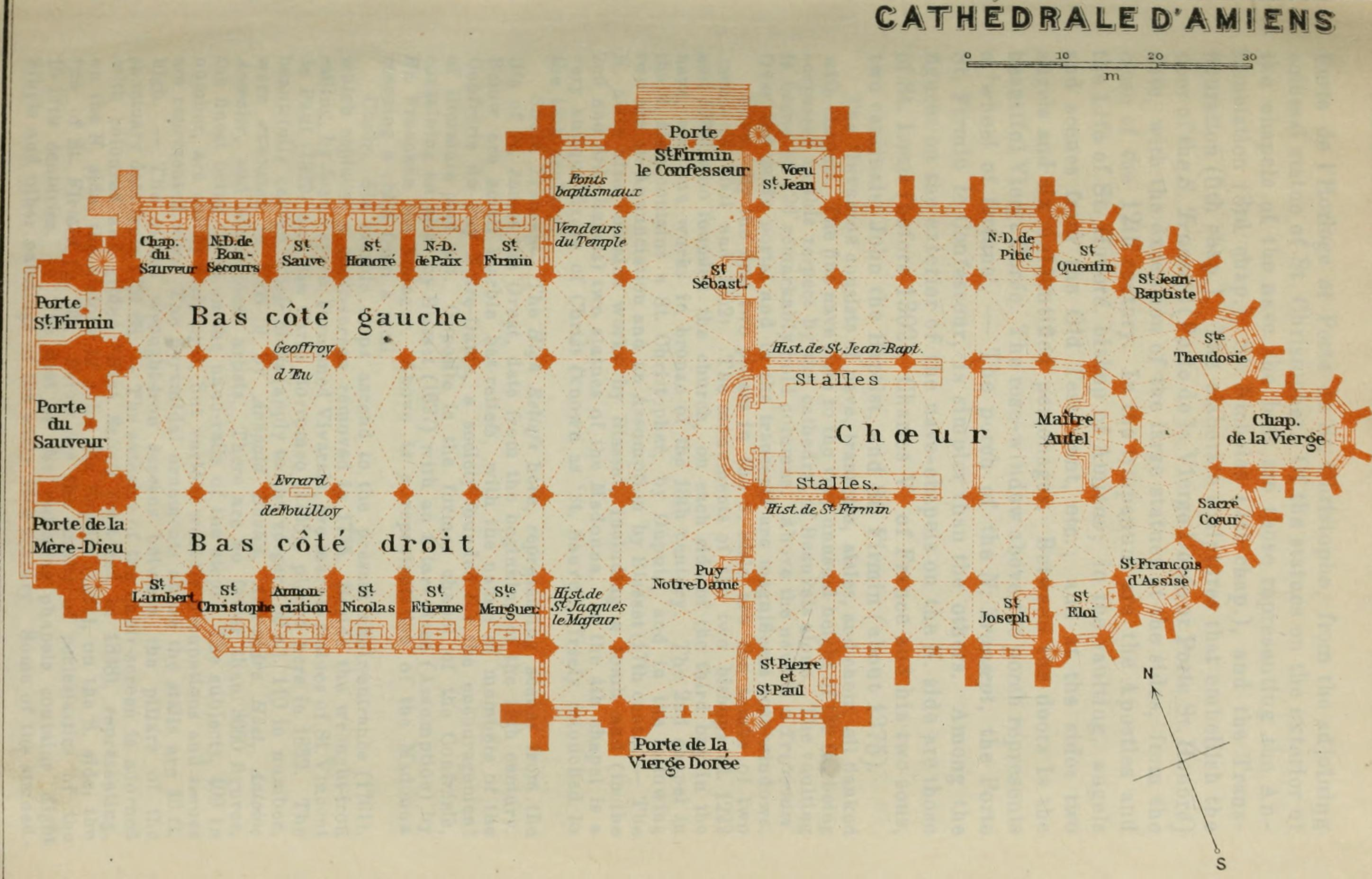
Plan de la cathédrale d'Amiens, Guide Baedeker (1909)

Côté nord à partir du transept :

#### Chapelle Saint-Firmin
La chapelle dédiée à l'origine à sainte Agnès puis à sainte Brigitte a été construite en 1296. Sa décoration actuelle : lambris, retable, confessionnal, a été réalisée en 1781 par Jacques-Firmin Vimeux. Les médaillons en bas-relief représentent l'un sainte Agnès, l'autre sainte Claire. La statue de saint Firmin (1781), en plâtre, est de Jacques-Firmin Vimeux. Des fragments de vitraux de la fin du XIIIe siècle représentent sainte Agnès, sainte Catherine et Drieu Malherbe, maïeur d'Amiens. Les première et deuxième stations du chemin de croix représentent Jésus condamné à mort (1841), de David Roberts d'après Nicolas Poussin et Jésus chargé de sa croix (1840) de Jules-Alexandre Duval Le Camus.

#### Chapelle Notre-Dame-de-la-Paix
Elle s'appelait jadis chapelle Saint-Louis et fut construite en 1297, sous l'épiscopat de Guillaume de Mâcon. Le décor a été réalisé en 1767, deux bas-reliefs en bois représentent l'un saint Louis vénérant les reliques de la Passion et l'autre saint François-Xavier. La statue Notre-Dame de la Paix, en marbre blanc, sculptée par Nicolas Blasset, a été offerte en 1654 par Antoine Mouret maître de la confrérie du Puy Notre-Dame. Un tableau de Jean-Jacques Forty représentant le Retour de l'enfant prodigue (1768) provient de l'ancienne église Saint-Firmin-en-Castillon. Le confessionnal en bois date de 1788, il est l'œuvre d'Augustin Carpentier. La troisième station du chemin de croix est illustrée par une toile d'Eugène Tourneux représentant Jésus tombant sous le poids de la croix. La grille a été réalisée vers 1767.

#### Chapelle Saint-Honoré
La chapelle de la confrérie des boulangers-pâtissiers a été fondée vers 1300, son décor, lambris, confessionnal, retable a été réalisé par Jacques-Firmin Vimeux, en 1780. Le sculpteur Jacques-Firmin Vimeux réalisa, pour le chanoine Cornet de Coupel, une sculpture en plâtre de saint Honoré. Trois toiles décorent également la chapelle : La Guérison d'un paralytique (1841) œuvre de Carlo Falcini, copie de la Madone du peuple de Federico Barocci (1574) ; L'Adoration des bergers (XVIIe siècle) ; la quatrième station du chemin de croix Jésus rencontre sa sainte mère (1841) est une œuvre de G. Gouget, d'après Charles Le Brun. Les grilles ont été réalisées vers 1780.
Une grande toile d'Henri Delaborde représente Jésus au Jardin des Oliviers de 1848 (conservée au Musée de Picardie depuis 1918).

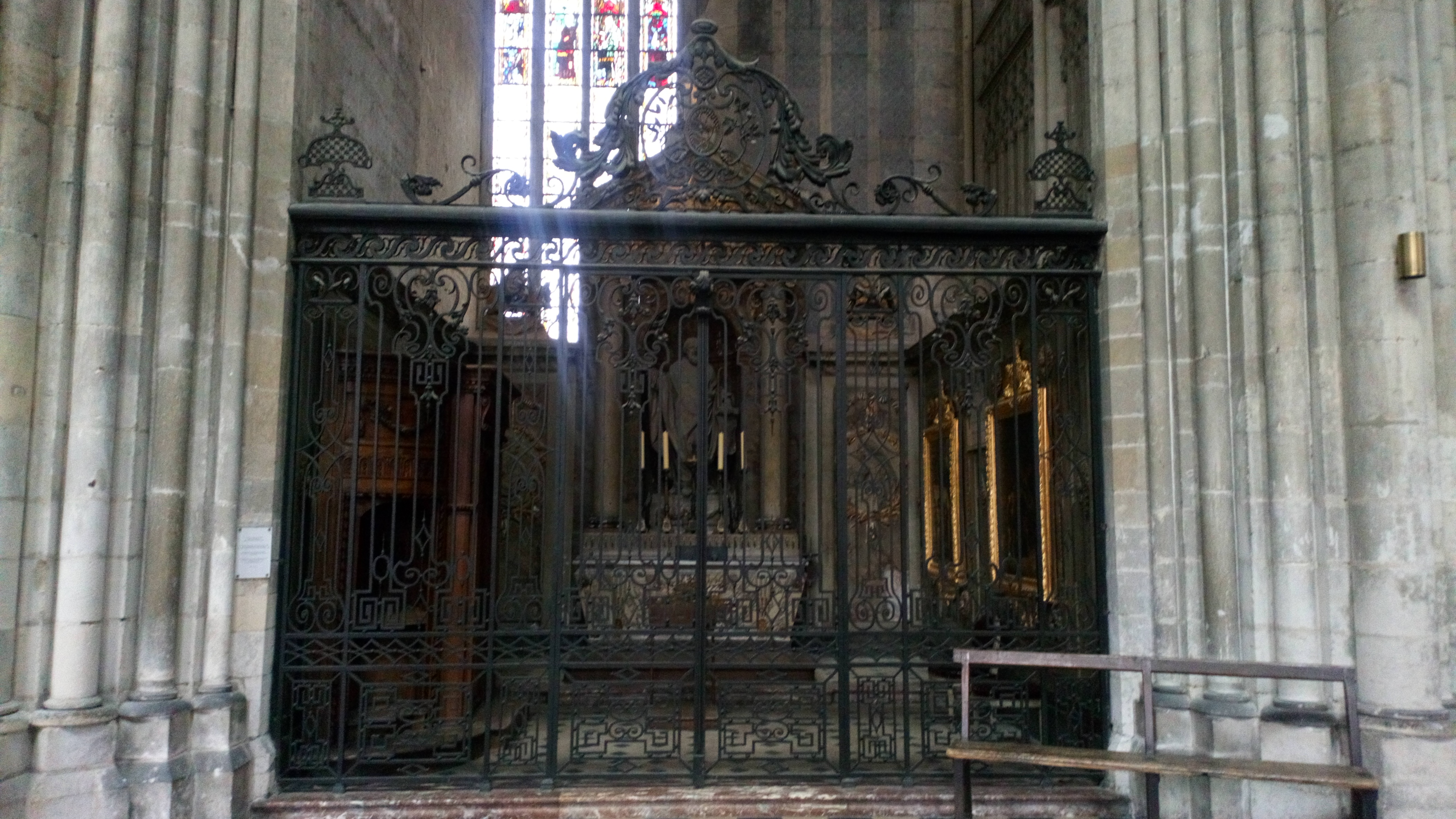
Chapelle Saint-Firmin le Martyr.
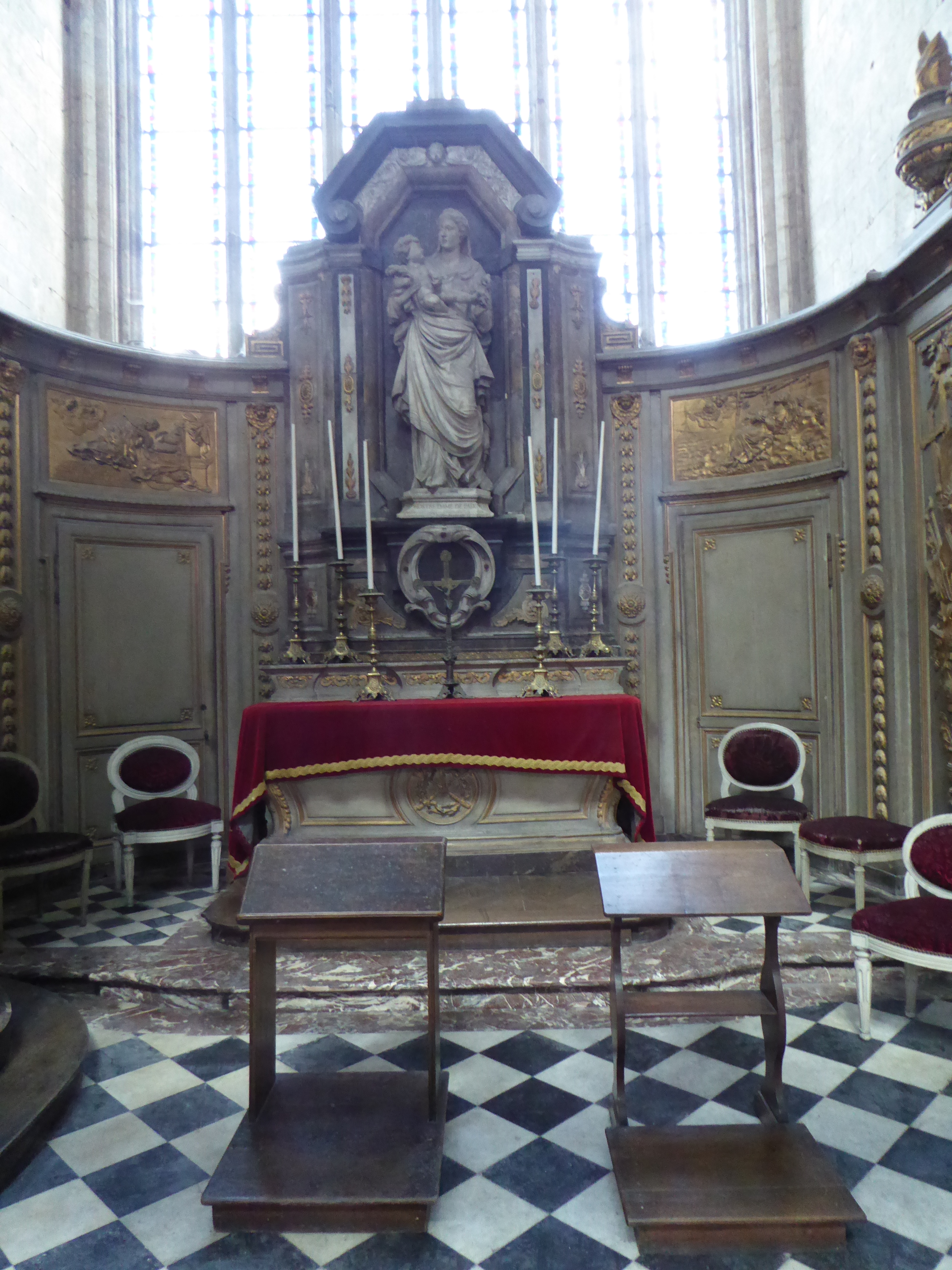
Chapelle Notre-Dame de la Paix.
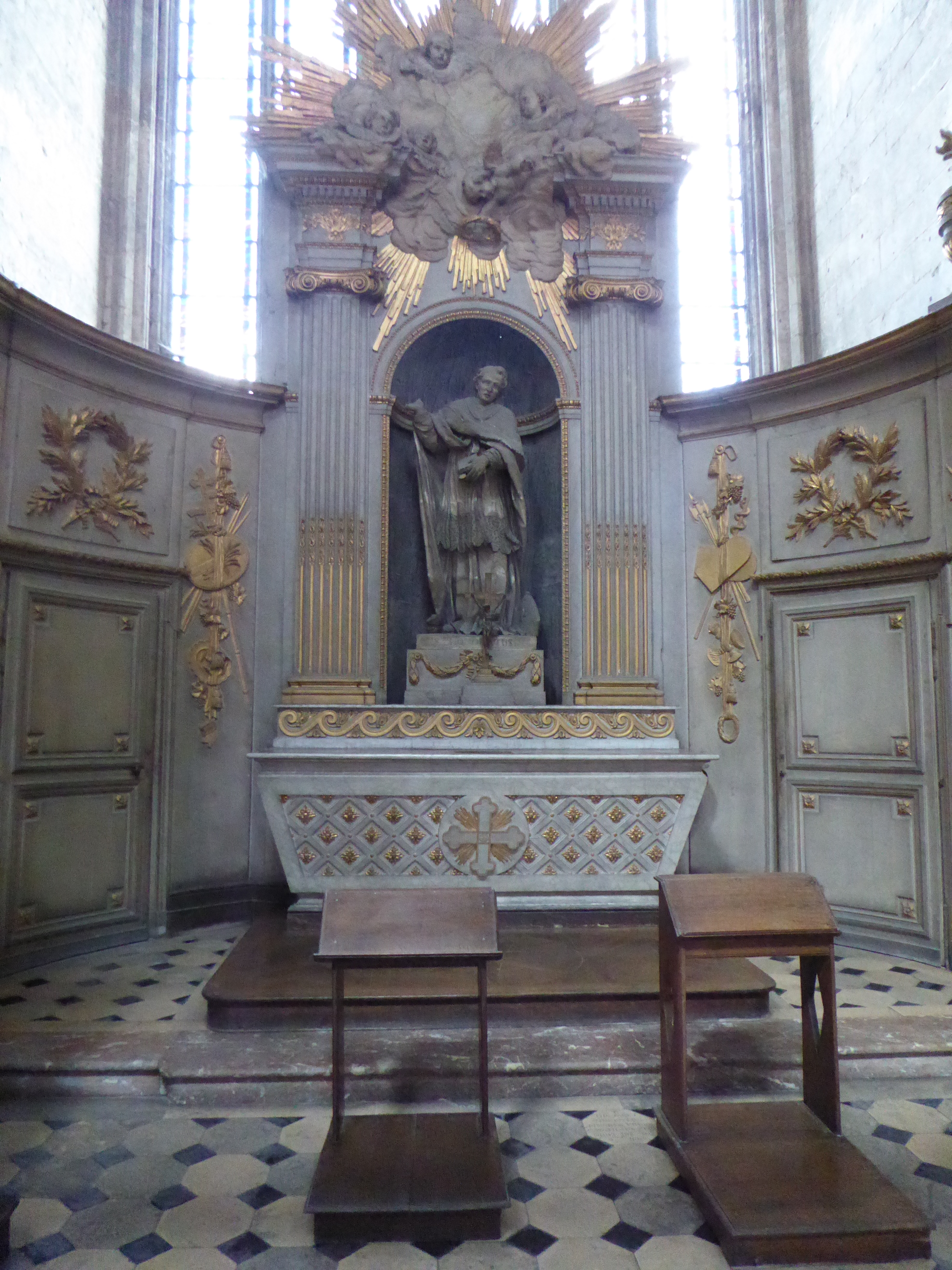
Chapelle Saint-Honoré.

#### Chapelle Saint-Sauve
La chapelle, construite vers 1300-1325, s'appelait autrefois chapelle Saint-Michel puis saint Crépin. Le décor, lambris et l'autel, a été réalisé en 1769 ou en 1776-1777 aux frais du chanoine Nicolas Lucet.
Au-dessus de l'autel a été placé en 1791 le crucifix Saint-Sauve, un Christ monumental de 2,70 m de haut et de 2,46 m de large. Cette sculpture en chêne polychrome et doré est inspiré du Crucifix de Lucques, en Toscane. Il était auparavant placé au centre d'une poutre de gloire entouré de la Vierge et de saint Jean l’Évangéliste (sculptures aujourd'hui disparues) dans l'église Saint-Firmin-le-Confesseur d'Amiens. L'origine de ce crucifix est légendaire, la plus ancienne mention du Christ Saint-Sauve apparaît dans la Vita de saint Honoré. Ce Christ était promené en procession le jour de la Saint-Honoré parce que considéré comme miraculeux.
Il est constitué de deux grandes pièces de chêne assemblées par des chevilles. Le Christ couronné est vêtu d’une robe longue aux plis rectilignes. Sur les pieds deux petits cristaux abritent des reliques de la Vraie Croix.
La restauration de 2009-2010 a montré l'authenticité de la sculpture qui a été datée du deuxième quart du XIIIe siècle. C'est l'une des plus anciennes représentations en bois du Christ de style gothique.
Le tympan de l'autel est décoré d'un bas-relief représentant saint Michel terrassant le Démon. De chaque côté, au-dessus des portes, des panneaux dorés curvilignes représentent saint Nicolas et saint Jean l’Évangéliste à Patmos. Sur les murs latéraux ont été accrochés un tableau représentant l'Adoration des bergers (XVIIe siècle), un tableau d'Henri Delaborde représentant Jésus ressuscité apparaissant à Marie-Madeleine (1849), deux tableaux illustrant les cinquième et sixième stations du chemin de croix Jésus aidé par Simon de Cyrène (1841) de Charles Porion et Une Femme pieuse essuie le visage de Jésus (1842) de David Roberts d'après Eustache Le Sueur. Dans les verrières des fragments de vitraux du XIVe siècle retracent l'histoire de saint Michel. Un tableau d'après le Titien représente Les Disciples d'Emmaüs. Les grilles aux armes du chapitre cathédral datent de 1769.

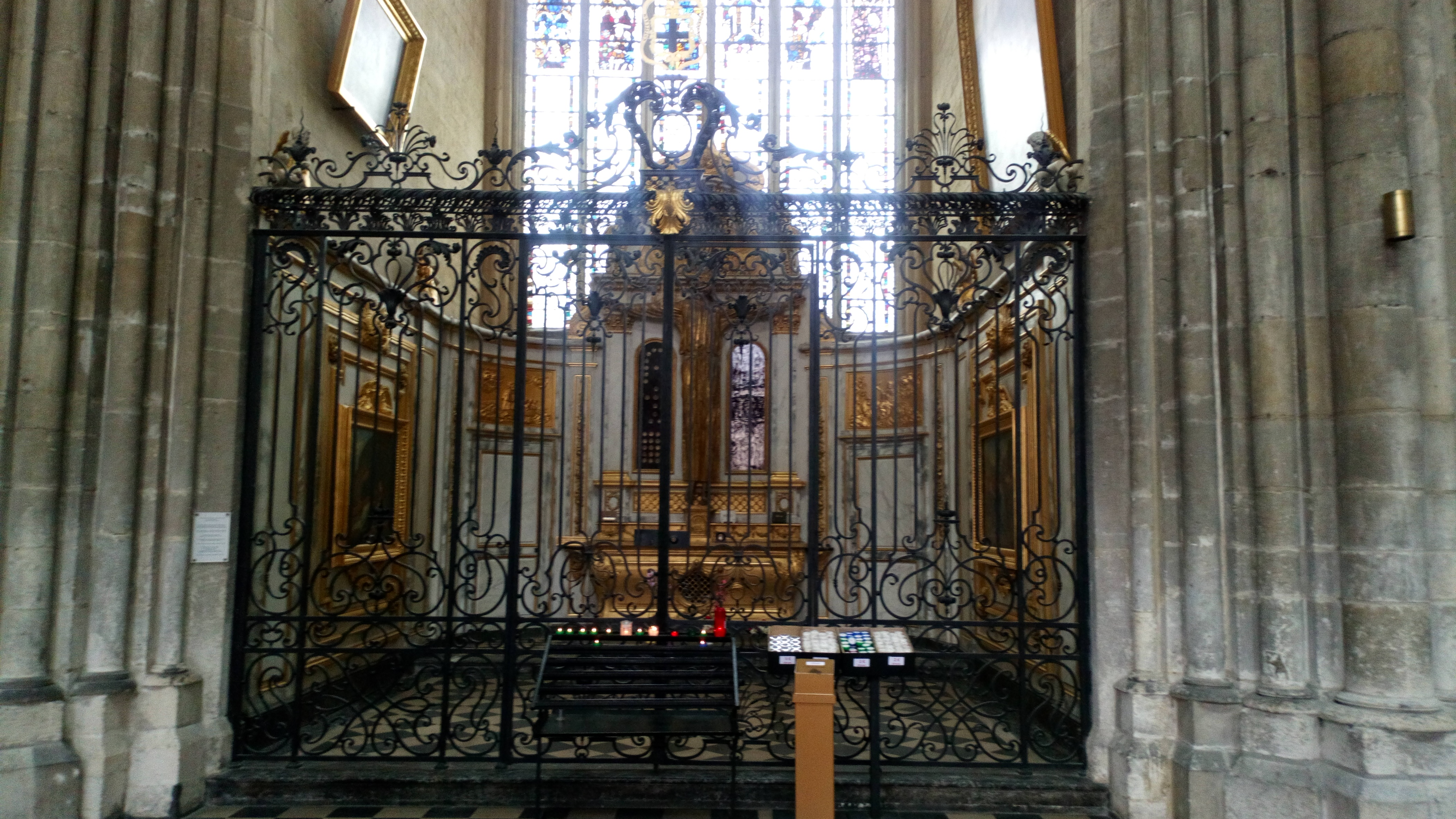
Chapelle Saint-Sauve
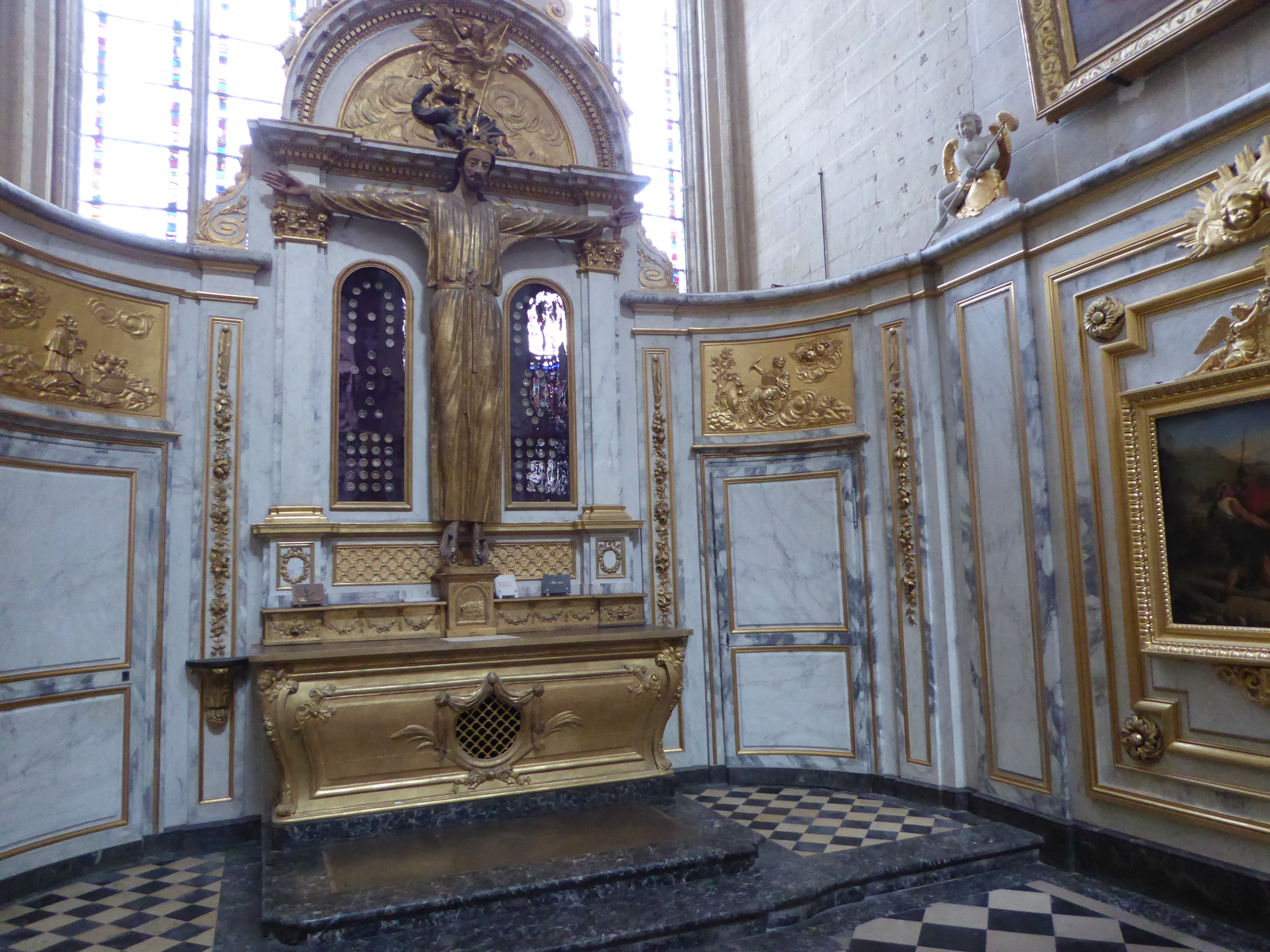
Le crucifix Saint-Sauve, autel et boiseries
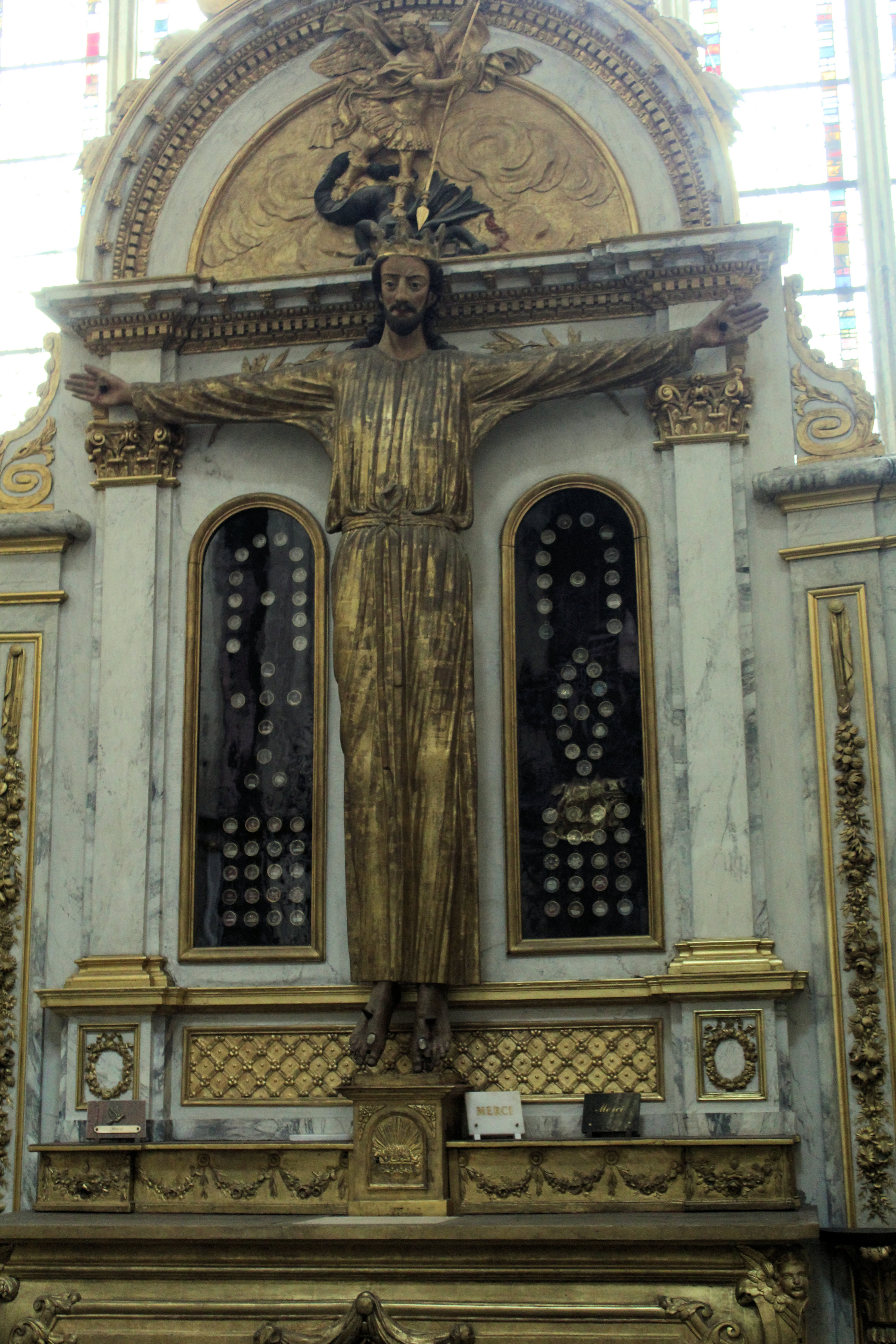
Le crucifix Saint-Sauve

#### Chapelle Notre-Dame-de-Bon-Secours ou Notre-Dame-de-la-Victoire
Cette chapelle, édifiée en 1375 par Jean de La Grange, évêque d'Amiens, dont le chœur a été inhumé sous le dallage, était dédiée à l'origine à saint Jean-l’Évangéliste. Sa décoration financée par le chanoine Pierre-Jacques du Gard : autel, lambris, bas-reliefs au-dessus des portes a été réalisé en 1767. Les bas-reliefs représentent le Reniement de saint Pierre et saint Jean l’Évangéliste à Patmos. La statue de la Vierge à l'Enfant, œuvre de Nicolas Blasset fut offert par le maître du Puy Notre-Dame, Jean Quignon, en 1632. Une toile de Jacques Lescurieux représente Le baptême d'Attile, fille de Faustinien par saint Firmin (1846). La septième station du chemin de croix est illustrée par une toile de G. Gouget Jésus tombe pour la deuxième fois (1841) d'après Pierre Mignard. Les grilles ont été réalisées vers 1767.

#### Chapelle du Sauveur
Anciennement chapelle Saint-Jean Baptiste, elle fut construite en 1375 par l'évêque-cardinal Jean de La Grange. Le décor, de lambris peints et dorés, a été réalisé en 1769. Le dessus des portes est décoré de bas-reliefs représentant saint Domice et sainte Ulphe. La statue du Christ sauveur, en pierre est de Nicolas Blasset, elle est datée des années 1655-1660. Une toile représentant Les Pèlerins d'Emmaüs date du XIXe siècle. La huitième station du Chemin de croix est illustée par une toile de Jésus-Achille Lecaron représentant Jésus consolant les filles d'Israël datée de 1841. Les grilles ont été réalisées sur un dessin de Michel-Ange Slodtz, au XVIIIe siècle.
Côté sud, sont situées les chapelles suivantes à partir de l'entrée principale de la cathédrale :

#### Chapelle Saint-Christophe
La construction de la chapelle remonte aux environs de 1375, elle reçut sa décoration actuelle en 1762. La statue de saint Christophe en pierre est l'œuvre de Jean-Baptiste Dupuis, sculpteur du XVIIIe siècle qui réalisa les deux bas-reliefs en bois, Saint François d'Assise recevant les stigmates et saint Edouard en prière. Une toile de Jean-Jacques Forty datée de 1788, provenant de l'ancienne église Saint-Firmin-en-Castillon, représente La Mort de François-Xavier. La neuvième station du chemin de croix est illustrée par une toile de Charles Porion représentant Jésus tombant pour la troisième fois, d'après Raphaël. Les grilles ont été réalisées vers 1762.

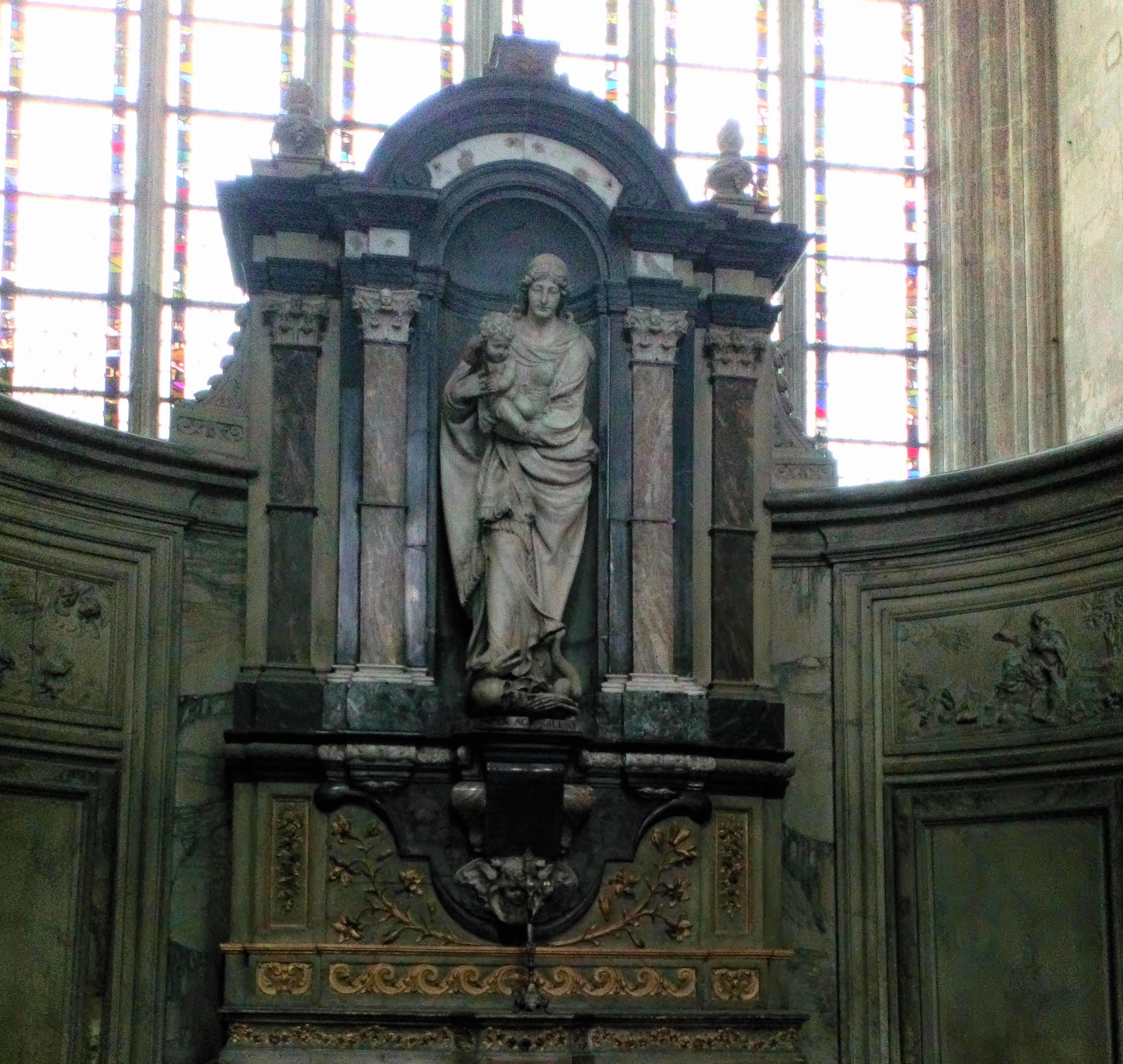
Chapelle Notre-Dame de Bon Secours.
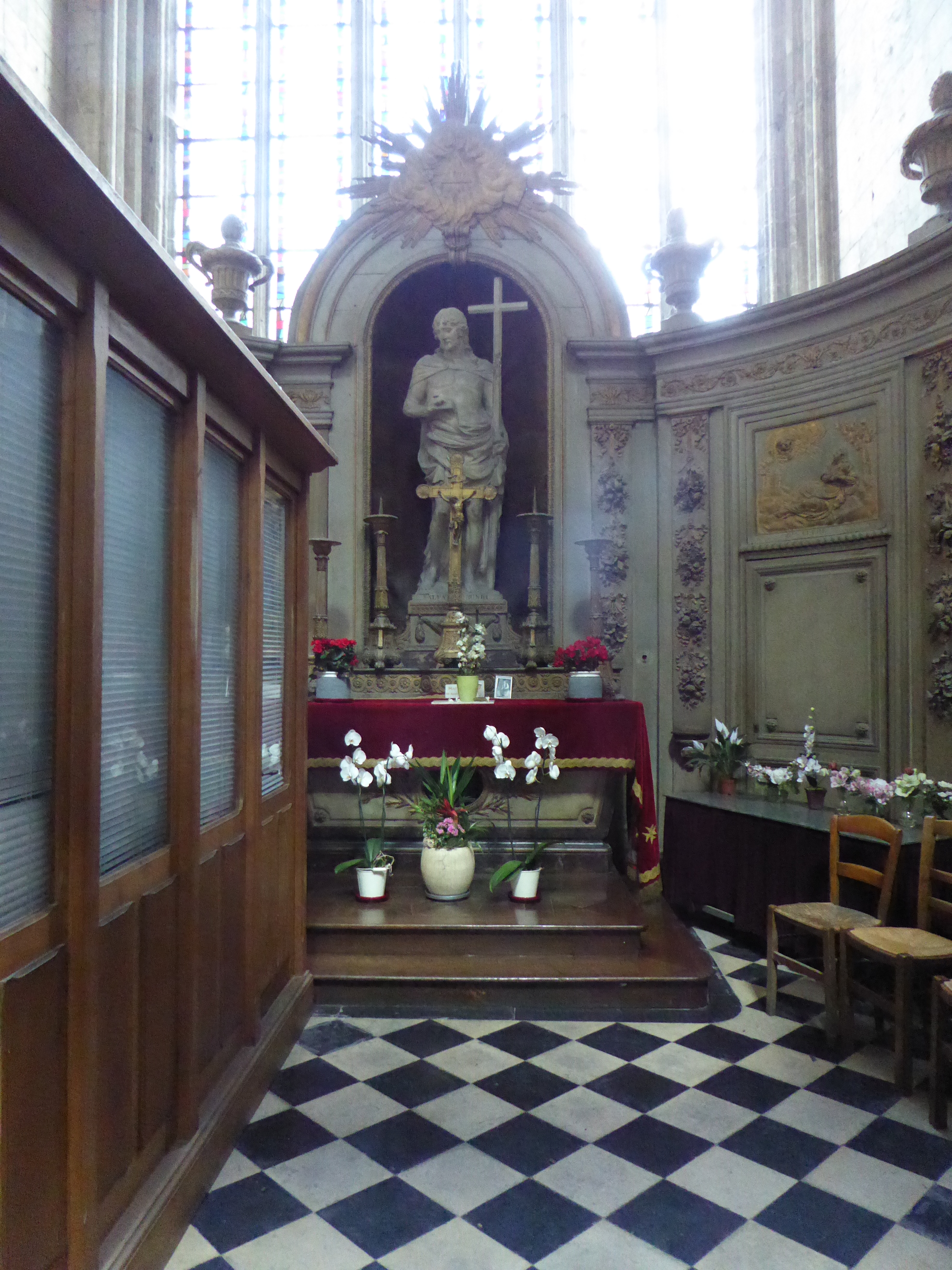
Chapelle du Sauveur
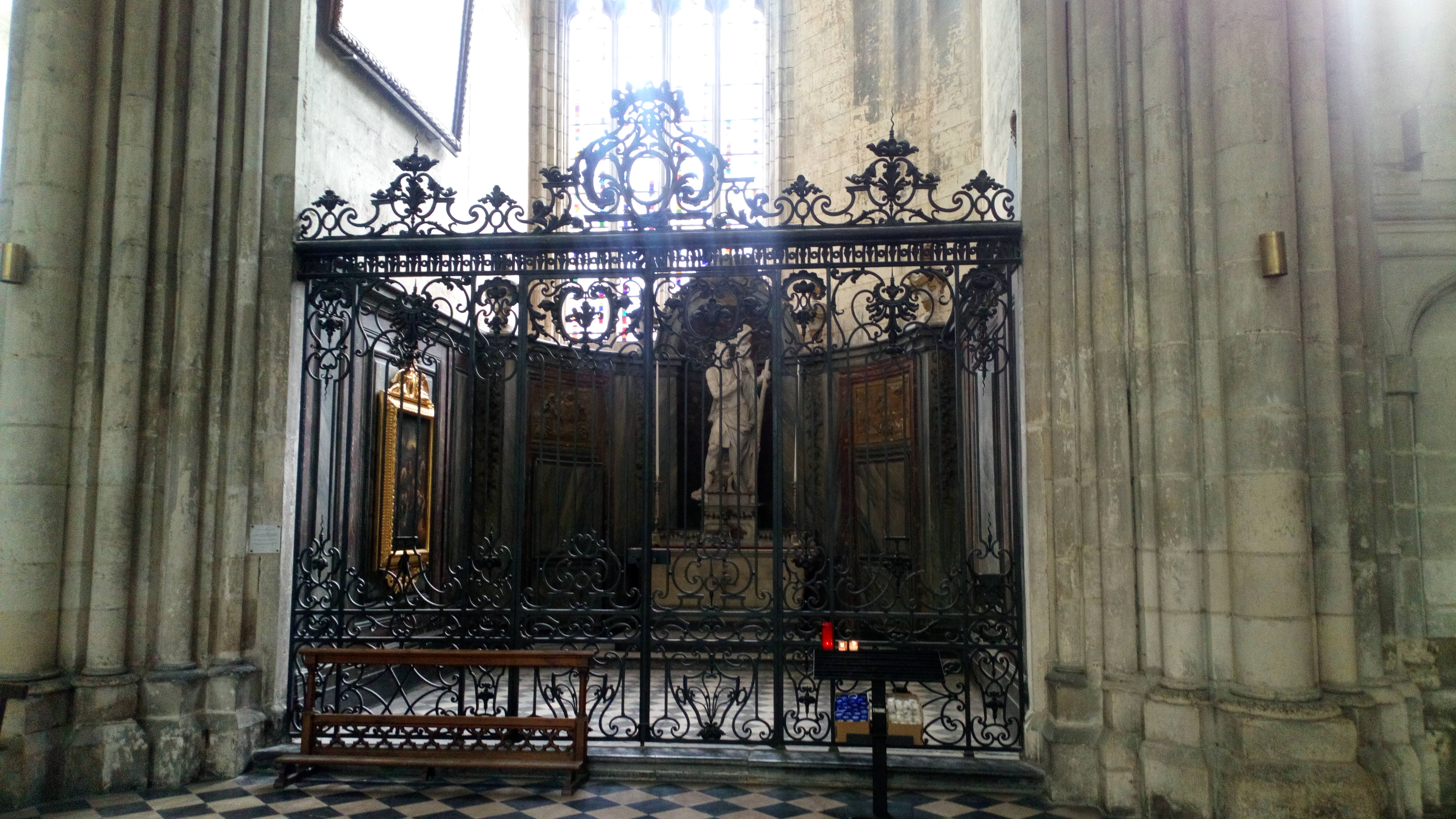
Chapelle Saint-Christophe.

#### Chapelle Notre-Dame de Foy
Appelée autrefois chapelle de l'Annonciation ou chapelle Notre-Dame-du-Jardinet, elle a pris son appellation actuelle en 1878. On trouve dans cette chapelle dont le décor de lambris a été réalisé en 1765, une remarquable statue de l'Annonciation œuvre du sculpteur amiénois du XVIIe siècle, Nicolas Blasset, offerte par un maître de la confrérie Notre-Dame du Puy, Antoine Pièce et Nicolas de Court en 1655. L'Annonciation y est sculptée en marbre blanc se détachant sur un fond de marbre de Rance. Sur l'autel a été placé, un reliquaire réalisé par Placide Poussielgue-Rusand, en 1879, contenant une statuette en bois de Notre-Dame de Foy provenant de l'ancienne église des Augustins d'Amiens. Désiré Letellier a peint deux toiles, Le Miracle de sainte Foy, copie de l'œuvre de Frère Luc et Magnificat (1883). Le lutrin a été réalisé en 1836 par Louis Duthoit. Les dixième et onzième stations du chemin de croix sont illustrées par deux toiles d'Achille Lecaron de 1841, Jésus dépouillé de ses vêtements et Jésus attaché sur la croix. La grille date de 1765.

#### Chapelle de l'Assomption
La troisième chapelle sud de la nef est la chapelle de l'Assomption, anciennement chapelle Saint-Nicolas. Elle fut offerte au XIVe siècle par les waidiers ou producteurs de guède. Elle prit son nom à la suite de la décoration offerte par un maître de la Confrérie du Puy-Notre-Dame nommé François du Fresne. On y trouve l'une des plus belles œuvres de Nicolas Blasset, réalisée vers 1637, une représentation de l'Assomption de la Vierge. Celle-ci, ainsi que les anges et Dieu le Père sont sculptés en marbre blanc sur fond de marbre noir. Le confessionnal en bois a été réalisé en 1788 par Augustin Carpentier. Plusieurs toiles se trouvent dans cette chapelle : La Communion des saints de Frère Luc (XVIIe siècle) ; La Cène (1846) d'Auguste Pichon. La douzième station du Chemin de croix est illustré par une toile de Jules Dufour (1841) représentant Jésus mourant sur la croix, d'après Antoine van Dyck.

#### Chapelle Saint-Étienne
La chapelle Saint-Étienne appelée anciennement chapelle Saint-Laurent a été construite vers 1300, son décor, financé par le chanoine François Caron, a été réalisé en 1768, sur les dessins de Pierre-Joseph Christophle. Au-dessus de l'autel, un tableau de Laurent de La Hyre représente la Pâmoison de la Vierge (1628). Nicolas Blasset a sculpté les statues de saint Étienne et de saint Augustin. Ont été replacés dans les verrières des fragments de vitraux retraçant la vie de saint Jean-Baptiste et de saint Gilles. Dans cette chapelle se trouve la pierre tombale de Feydeau de Brou, évêque d'Amiens. La treizième station du chemin de croix est illustrée par un tableau de G. Gouget de 1841, représentant Jésus descendu de la croix, d'après Eustache Le Sueur. Les grilles ont été réalisées vers 1768.

#### Chapelle Sainte-Marguerite
Elle est la plus ancienne des chapelles latérales de la nef, construite en 1292 sous l'épiscopat de Guillaume de Mâcon. Sa décoration actuelle en marbre date des 1768-1770, financée par le chanoine Pierre-Joseph Pingre de Fief. Sa réalisation fut confiée au sculpteur Jean-Baptiste Dupuis, l'architecte Pierre-Joseph Christophle réalisant les dessins. La statue en plâtre de sainte Marguerite est posée sur un autel. La statue de la Vierge à l'Enfant a été offerte par Michel Martin maître de la confrérie du Puy Notre-Dame, en 1681. En 1769, Jean-Baptiste Dupuis réalisa les deux sculptures en médaillon représentant saint Pierre et saint Joseph ainsi que les anges et chérubins. La quatorzième station du chemin de croix est illustrée d'une toile de Désiré Letellier représentant Jésus mis au tombeau (1841) d'après Titien. La grille œuvre de Cozette date de 1769.

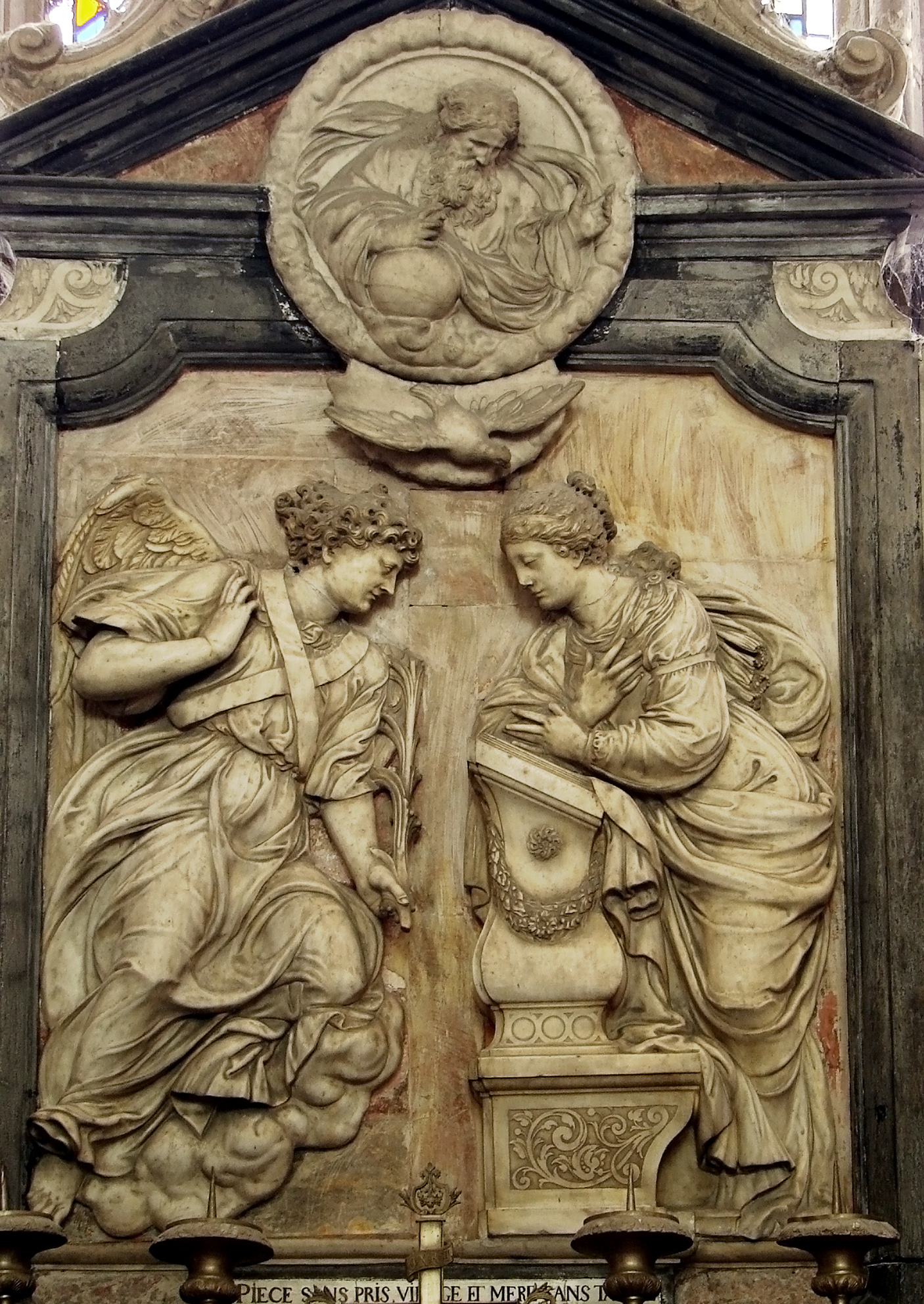
Chapelle Notre-Dame de Foy, retable de l'Annonciation de Nicolas Blasset (1655).
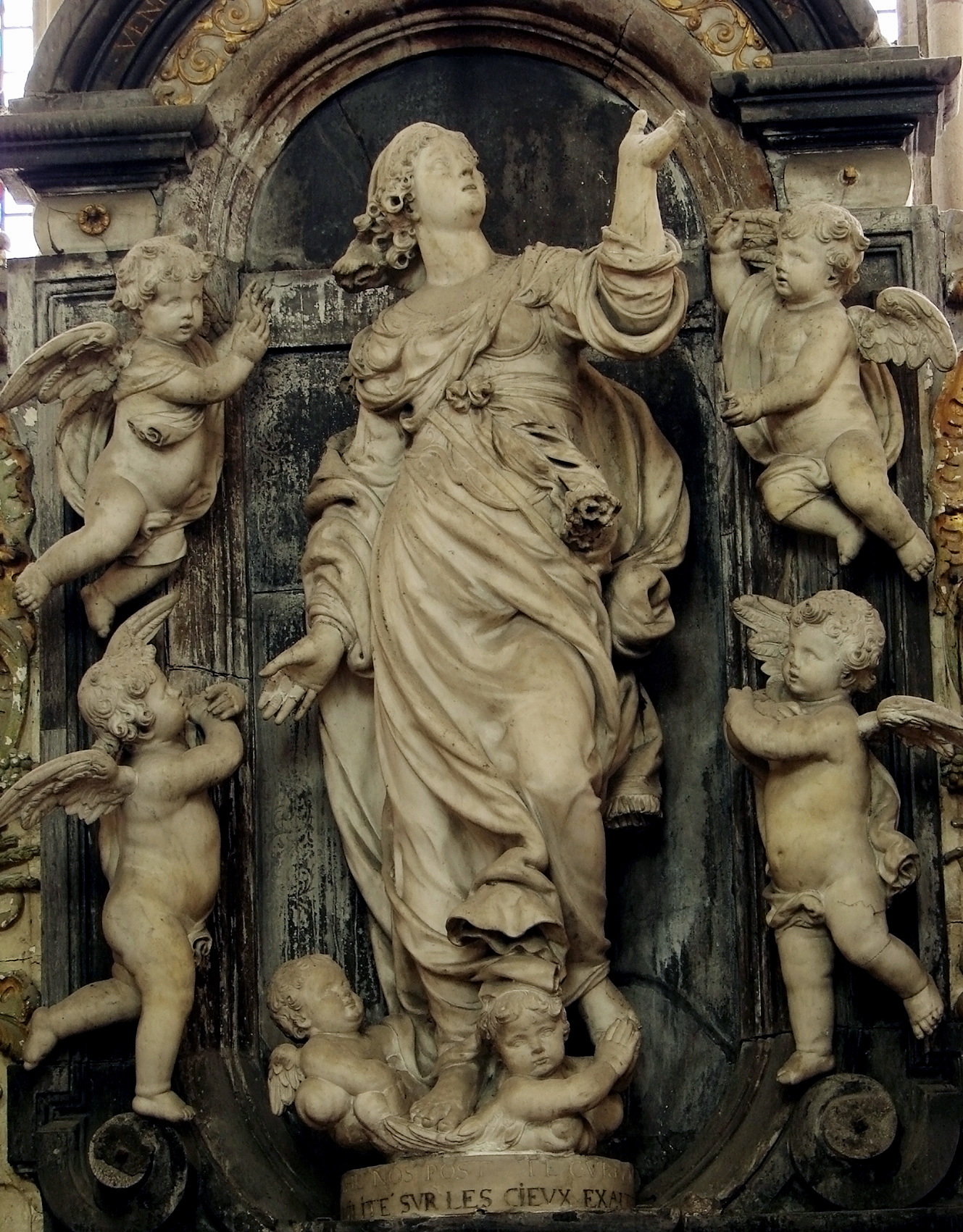
Chapelle de l'Assomption, retable de l'Assomption de Nicolas Blasset.
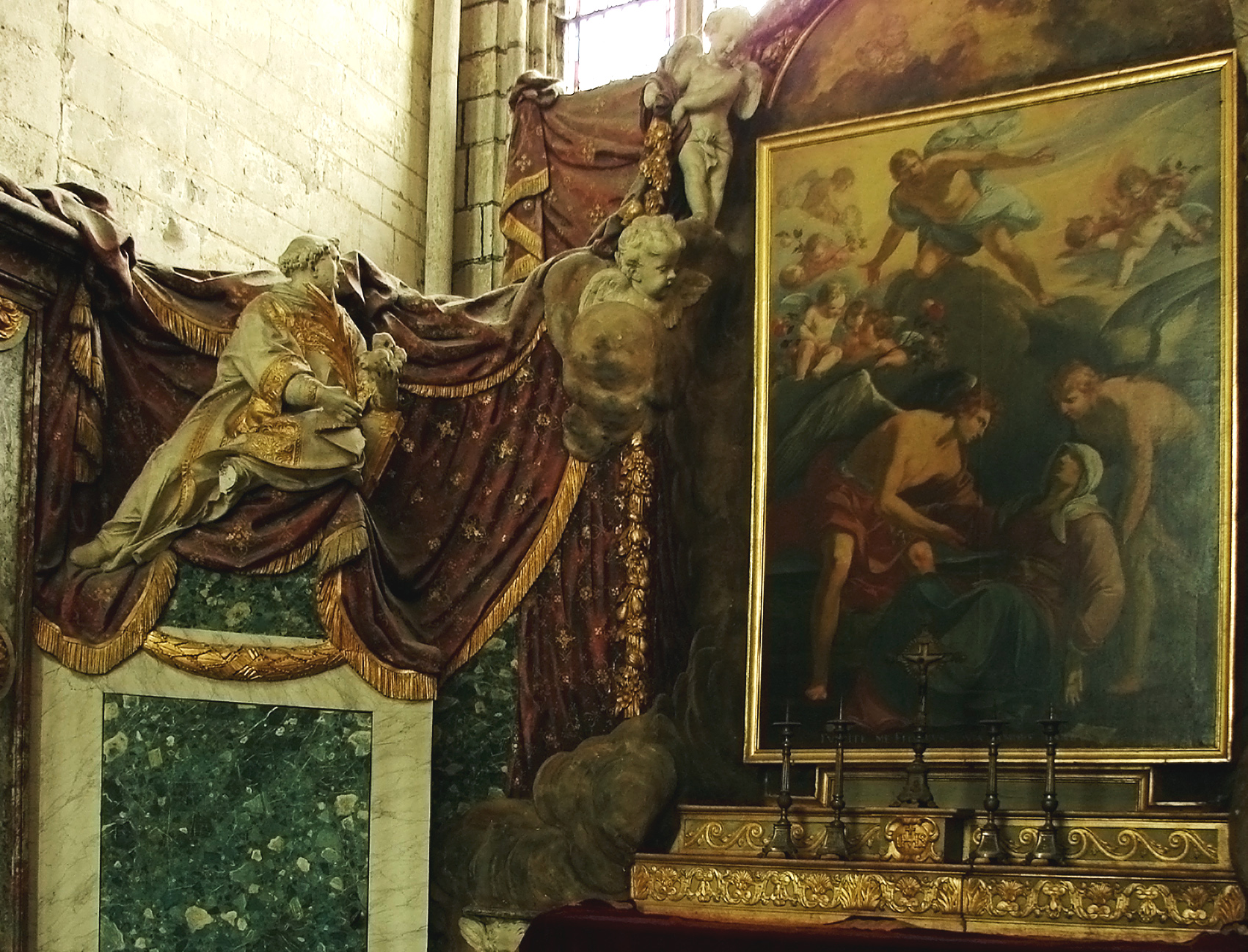
Chapelle Saint-Étienne, retable et tableau de Laurent de La Hyre, La Pâmoison de la Vierge.
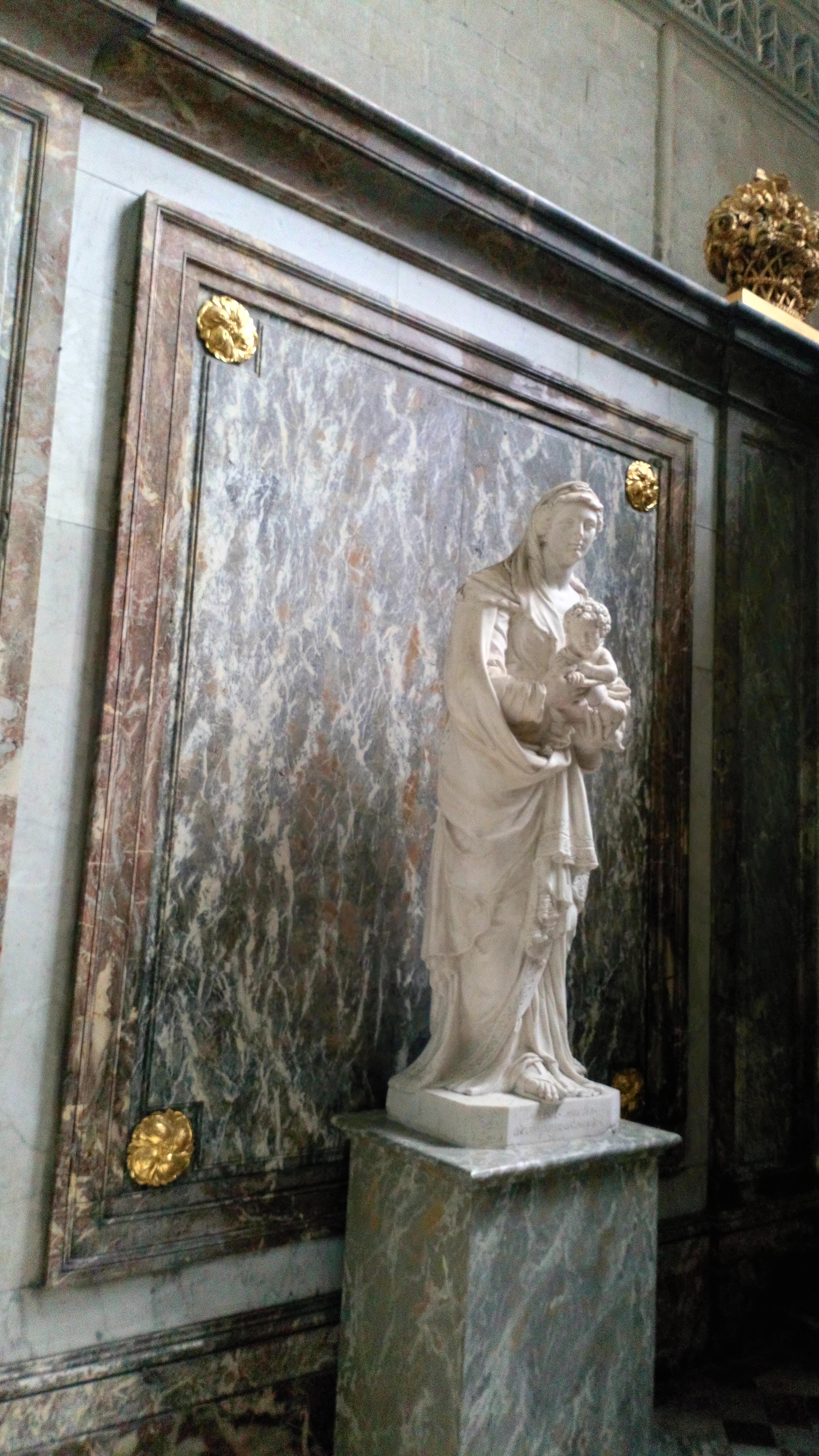
Chapelle Sainte-Marguerite, statue de la Vierge à l'Enfant.

### Le chœur, triomphe du gothique rayonnant

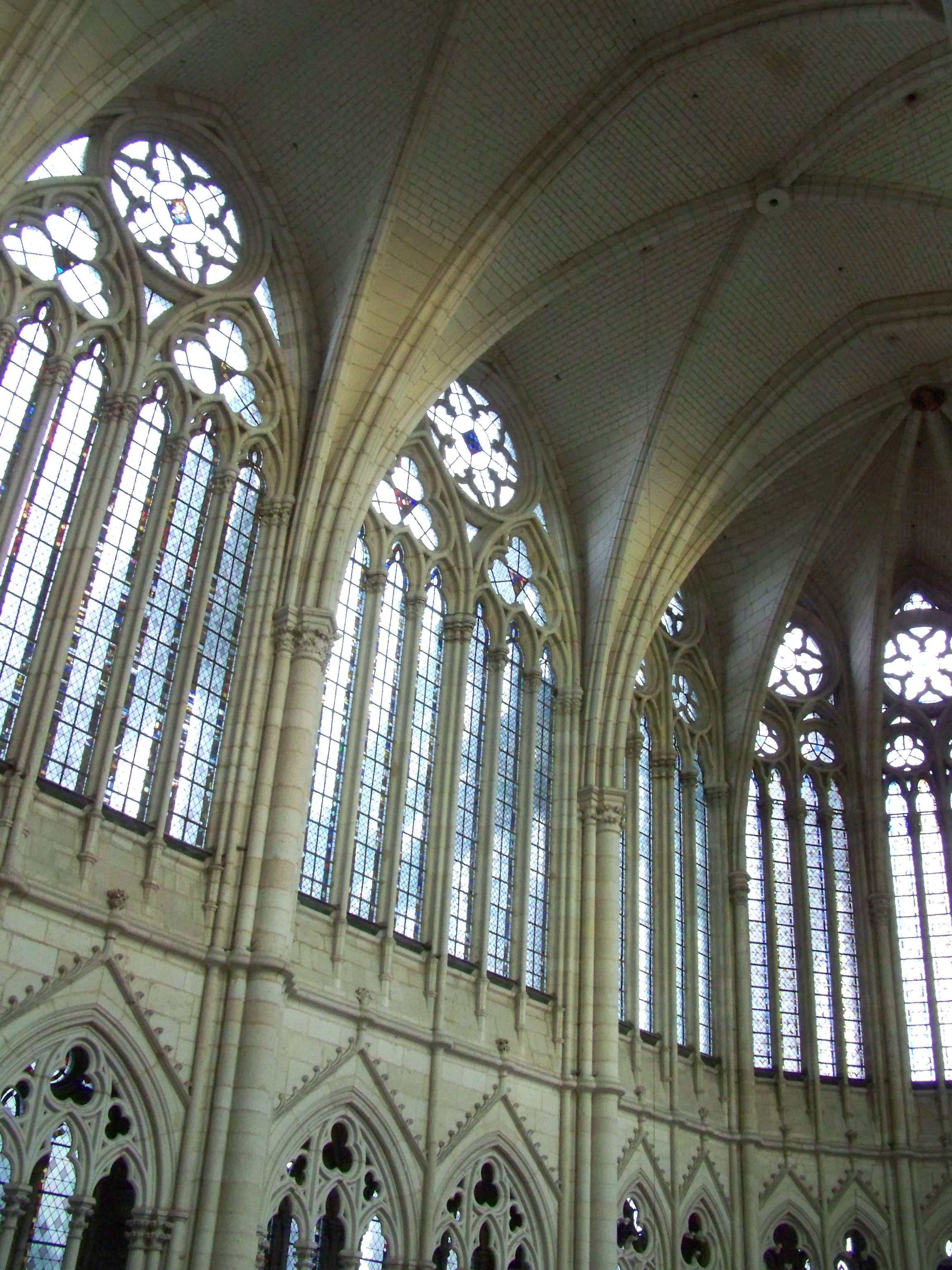
Le chœur : triforium doté d'une claire-voie, fenêtres hautes à six lancettes et voûte quadripartite des travées rectangulaires.

Le chœur de Notre-Dame d'Amiens, jadis entouré d'une clôture en pierre sculptée et aujourd'hui ceint d'une grille en fer forgé, comprend quatre travées rectangulaires à voûtes quadripartites barlongues et à collatéraux doubles, plus une abside à sept pans. Cette dernière est entourée par un déambulatoire simple dans lequel s'ouvrent sept chapelles rayonnantes.
Tout comme celle de la nef, son élévation est à trois niveaux : grandes arcades, triforium et fenêtres hautes. Dans les travées rectangulaires, on constate la même architecture que dans la nef, avec quelques particularités cependant. Ainsi les deux ensembles de trois arcades du triforium sont surmontés d'arcs en mitre. De plus, contrairement à ce que l'on voit dans la nef, le triforium est ici à claire-voie. Enfin, les fenêtres hautes sont à six lancettes et non plus quatre.
Au niveau de l'abside, ou rond-point, le triforium, toujours à claire-voie, est composé pour chaque pan de deux ensembles d'arcades géminées (toujours couverte d'arcs en mitre). Dans leur prolongement, les fenêtres hautes ont quatre lancettes (groupées par deux).
Le chœur est habituellement la première partie d'une cathédrale à être construite. Mais à Amiens, les architectes débutèrent par le milieu de l'édifice, c'est-à-dire par les sept travées de la nef.
Dans l'axe du chœur, on peut voir dans la fenêtre haute centrale, un vitrail coloré important offert à la cathédrale en 1269. C'est le plus beau et plus important vitrail du sanctuaire. Son thème est celui des Anges annonçant le sacre de saint Louis.
Le chœur est entouré de chapelles rayonnantes où siègent des sculptures superbes datant de différentes époques (du Moyen Âge à Louis XVI…). La cathédrale a en effet été complétée au fil des ans par des décorations diverses.

#### Les stalles
Réalisées en bois blond de chêne, les stalles de Notre-Dame d'Amiens sont exceptionnelles, elles représentent le plus vaste ensemble d'ébénisterie que nous ait légué l'art gothique. De style flamboyant finissant, elles ont été conçues par les maîtres huchiers Arnould Boulin, Antoine Avernier et Alexandre Huet et exécutés en 11 ans entre 1508 et 1522.
Elles mettent en scène plus de 4 000 personnages. Les stalles étaient au nombre de 120 à l'origine, elles sont 110 aujourd'hui, dont 62 hautes et 48 basses. Les deux stalles maîtresses étaient réservées au roi et au doyen du chapitre. Ces dernières sont uniques en leur genre, car surmontées d'une énorme dentelle de bois qui s'élève à pas moins de treize mètres cinquante du sol. Sur la stalle réservée au roi, se sont assis notamment Louis XII, François Ier, Henri IV, ainsi que Napoléon Bonaparte et le général de Gaulle.
Techniquement l'ajustement de ces stalles est telle que l'œil ne peut presque pas y déceler la moindre trace d'assemblage. Il n'y a ici ni clous, ni vis, ni chevilles ; rien que des tenons et des mortaises.
À lui seul ce chef-d'œuvre justifie une visite à la cathédrale. Quoique de style gothique flamboyant, cette œuvre magistrale incorpore déjà des éléments Renaissance.
Sur les miséricordes et sur les rampants, une multitude de personnages sculptés aux visages bien typés, retracent les évènements principaux décrits dans l'Ancien Testament, depuis la création de l'homme jusqu'au roi David. Ces personnages bibliques sont habillés et exécutent divers travaux à la manière picarde de l'époque. On peut admirer Pharaon assis sur un trône surmonté d'un baldaquin du XVIe siècle, enturbanné comme l'étaient les Sarrasins. On a ainsi toute une documentation sur la manière dont on pratiquait la batellerie ou la meunerie, par exemple, au début du XVIe siècle en Picardie. Le char de Pharaon a un attelage très couleur locale picarde. Sur les jouées des stalles, des scènes de la vie de Marie sont sculptées avec beaucoup de délicatesse. On assiste ainsi à son parcours depuis sa Conception jusqu'à son Couronnement, suivant les textes du Nouveau Testament et la Légende dorée.
Sur les accoudoirs, une foule de personnages souvent truculents nous racontent la vie quotidienne à Amiens et, de façon plus générale, en France au début du XVIe siècle. Un foisonnement de petits personnages, sculptés très habilement et avec beaucoup d'humour, nous fait entrevoir ce qu'étaient les pèlerins, les religieux, les artisans, bref les hommes et les femmes de l'époque, avec leurs manies et leurs défauts, leurs traits de caractère aussi.
Quant aux dossiers ou dosserets des stalles, ils sont « fleurdelysés ». Ceci ne constituait pas un hommage à la monarchie française, mais à Marie mère de Jésus, à qui la cathédrale était et est toujours dédiée. La fleur de lys est en effet la fleur mariale par excellence. On ne compte pas moins de 2 200 fleurs de lys réparties sur l'ensemble des dosserets. Lors de la Révolution, elles furent bûchées. De 1949 à 1952, le sculpteur amiénois Léon Lamotte les reconstitua entièrement à la main, selon les techniques du XVIe siècle. Il utilisa pour ce faire du bois prélevé sur la charpente d'un château picard datant de la même époque.
Enfin les dais des stalles, dont certains atteignent plus de 13,5 mètres de hauteur et sont constitués d'entrelacs de feuillages en alternance avec de petits personnages. C'est dans cette gigantesque dentelle de bois que la dextérité et la grande maîtrise des artisans de l'époque se manifestent au plus haut point.
Concernant cette grande œuvre, le compte de dépense des notaires du chapitre nous a été conservé. Il se monte à 9 498 livres, 11 sols et 3 deniers, ce qui équivaut à plus ou moins 150 000 francs germinal ou encore un million et demi d'euros 2008.

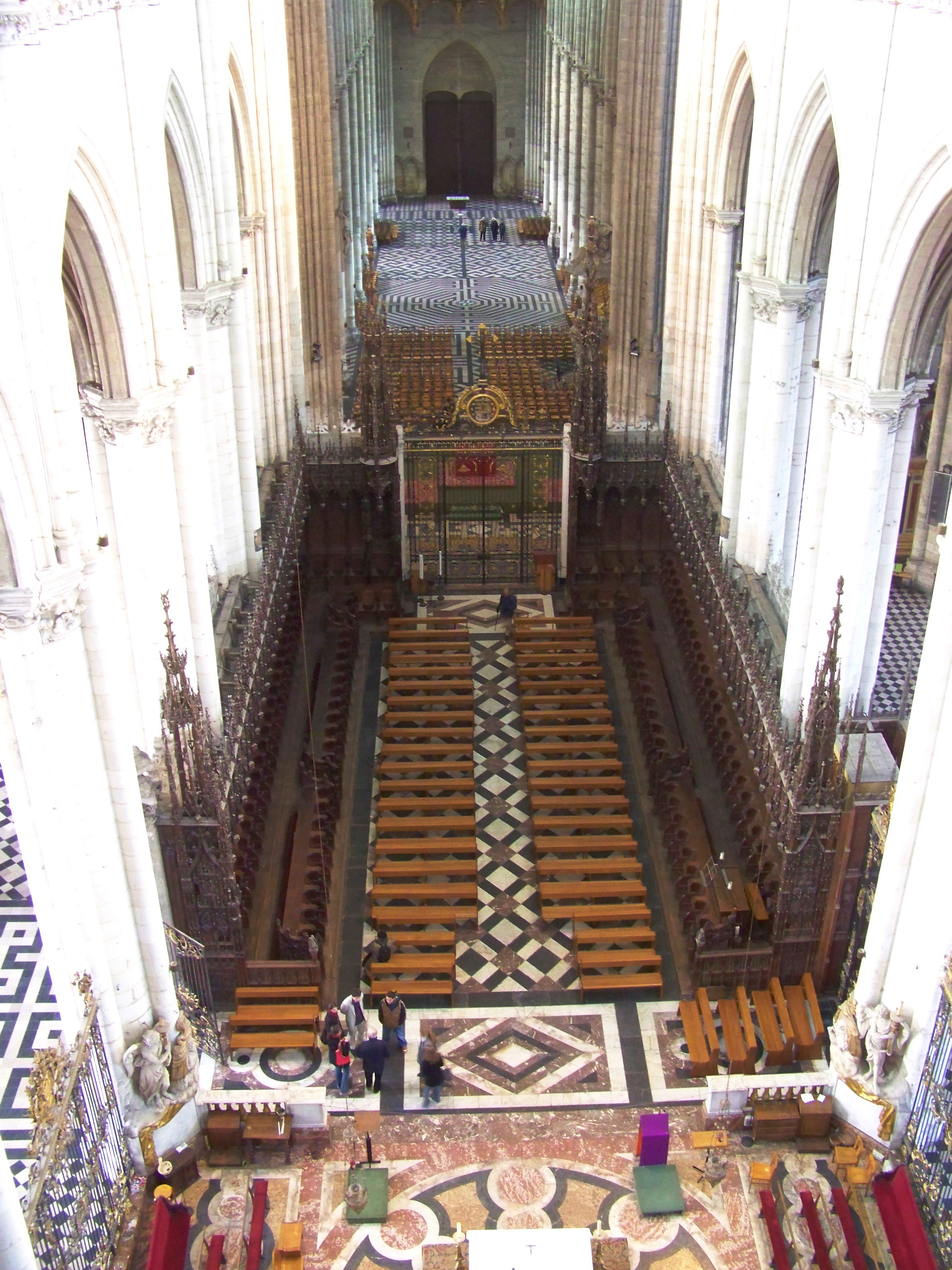
Les stalles de Notre-Dame d'Amiens vues depuis le triforium du chœur.
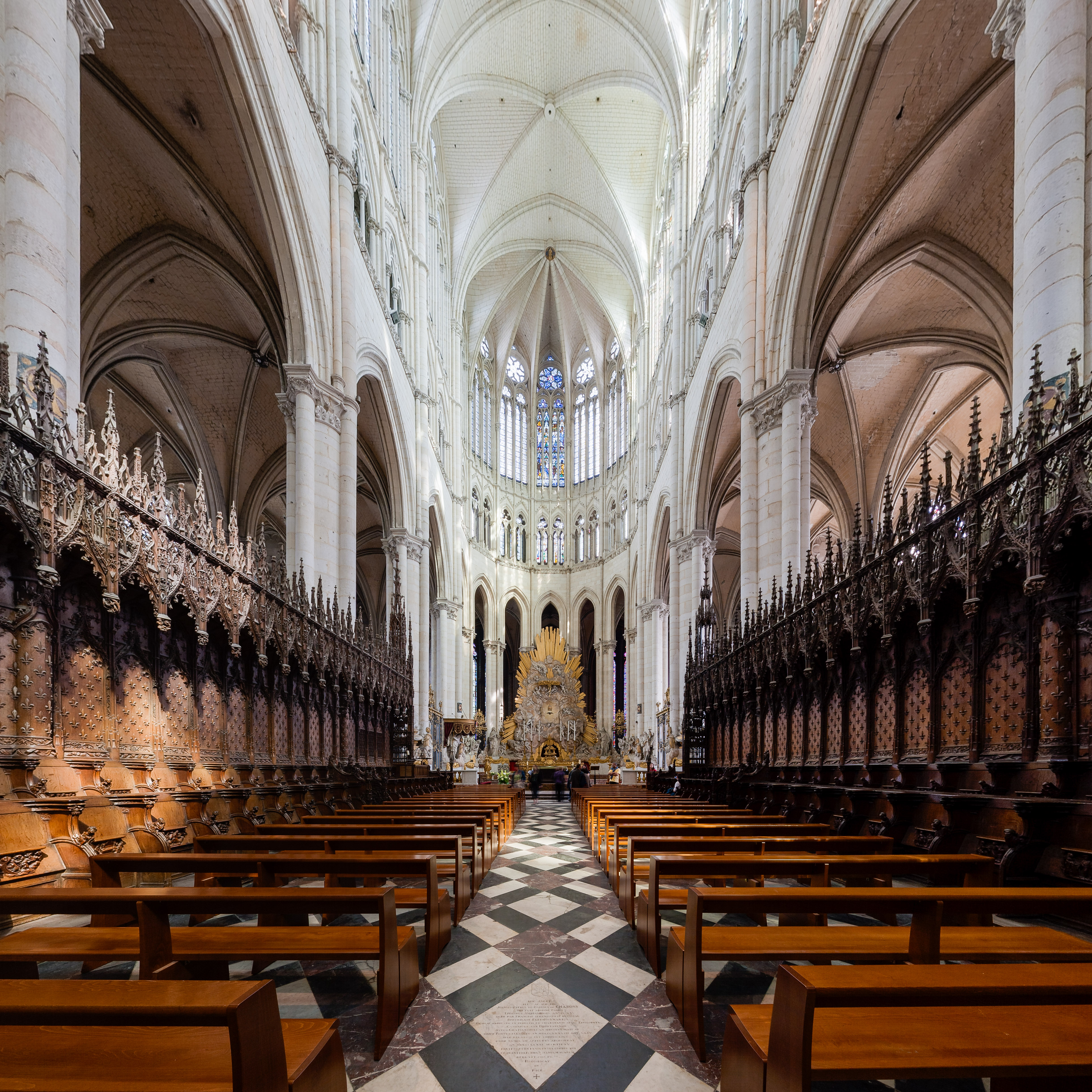
Le chœur de la cathédrale, vu de l'intérieur.
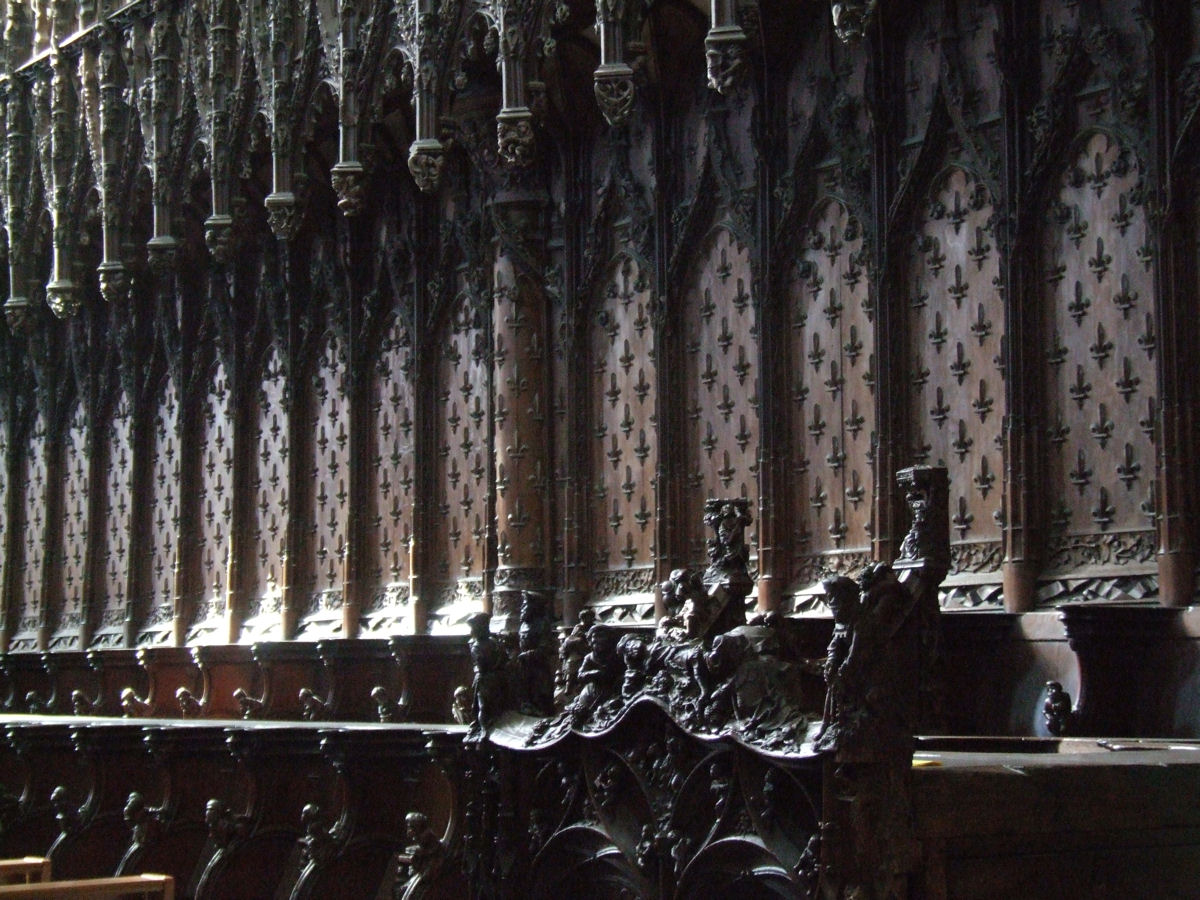
Les stalles de Notre-Dame d'Amiens.
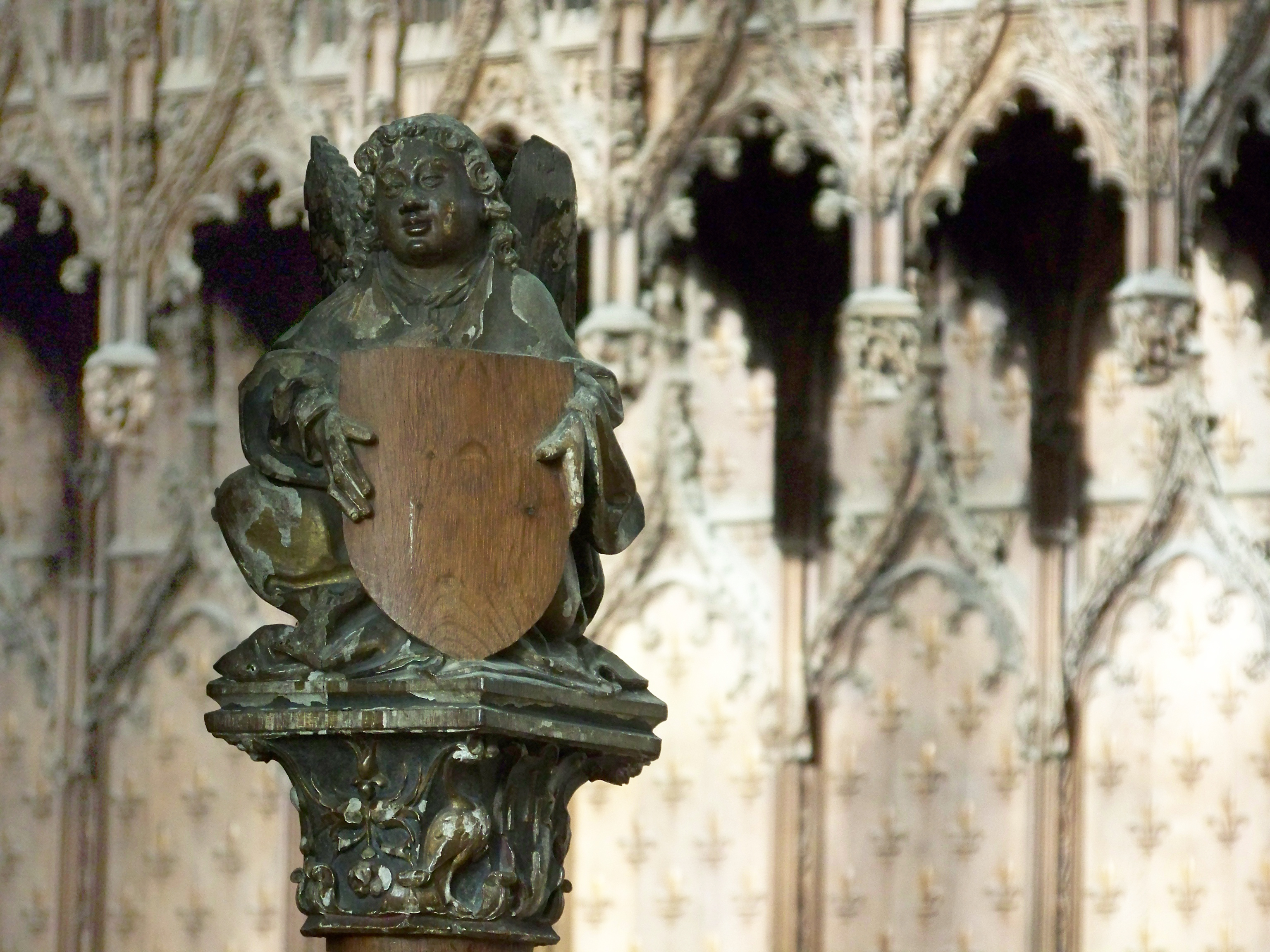
L'angelot au blason, détail des stalles de la cathédrale.

#### Le décor baroque
Au XVIIIe siècle, l'évêque d'Amiens, monseigneur Louis-François-Gabriel d'Orléans de Lamotte, dont le règne épiscopal s'étend de 1734 à 1774, voulut, dans les années suivant sa nomination, laisser dans sa cathédrale l'empreinte d'un art nouveau, dynamique et enthousiaste, le baroque. Il entreprit dès lors des changements importants dans la décoration du chœur de sa cathédrale. Il était soutenu par le chanoine François Cornet de Coupel. Et pour leur cathédrale, ils voulaient tous deux ce qu'il y avait de plus beau et de plus luxueux.
L'ancien jubé fut ainsi détruit en 1755, et remplacé par une grille baroque, œuvre de Michel-Ange Slodtz, et exécutée par Jean Veyren dit Vivarais.
Le nouveau maître-autel baroque fut installé dès 1751. Il est surmonté par une gloire, groupe sculpté grandiose, occupant presque toute l'abside et composé de grandes sculptures baroques (à la française) ornées d'or. C'est un monument unique qui vit ainsi le jour, dessiné par l'architecte avignonnais Pierre-Joseph Christophle et sculpté par l'Amiénois Jean-Baptiste Dupuis. On l'appelle la Gloire eucharistique. Sur un soubassement de marbre, elle a la forme d'un tourbillon de nuages entouré d'un halo de rayons de lumière faits d'énormes aiguilles dorées. Au centre, se trouve la colombe eucharistique vers qui convergent tous les regards. L'ensemble est une véritable explosion de lumière, celle-ci symbolisant la résurrection du Christ « Lumière du monde ». Tout autour de la colombe, des anges et des angelots virevoltent dans l'amas de nuages. Aux deux extrémités de la scène, haute de plus de quinze mètres, on peut voir les effigies de la Vierge à gauche, et de saint Jean à droite. Plus latéralement encore deux superbes anges, grandeur humaine, encadrent la scène. Le tout est disposé en demi-cercle juste devant les arcades de l'abside.

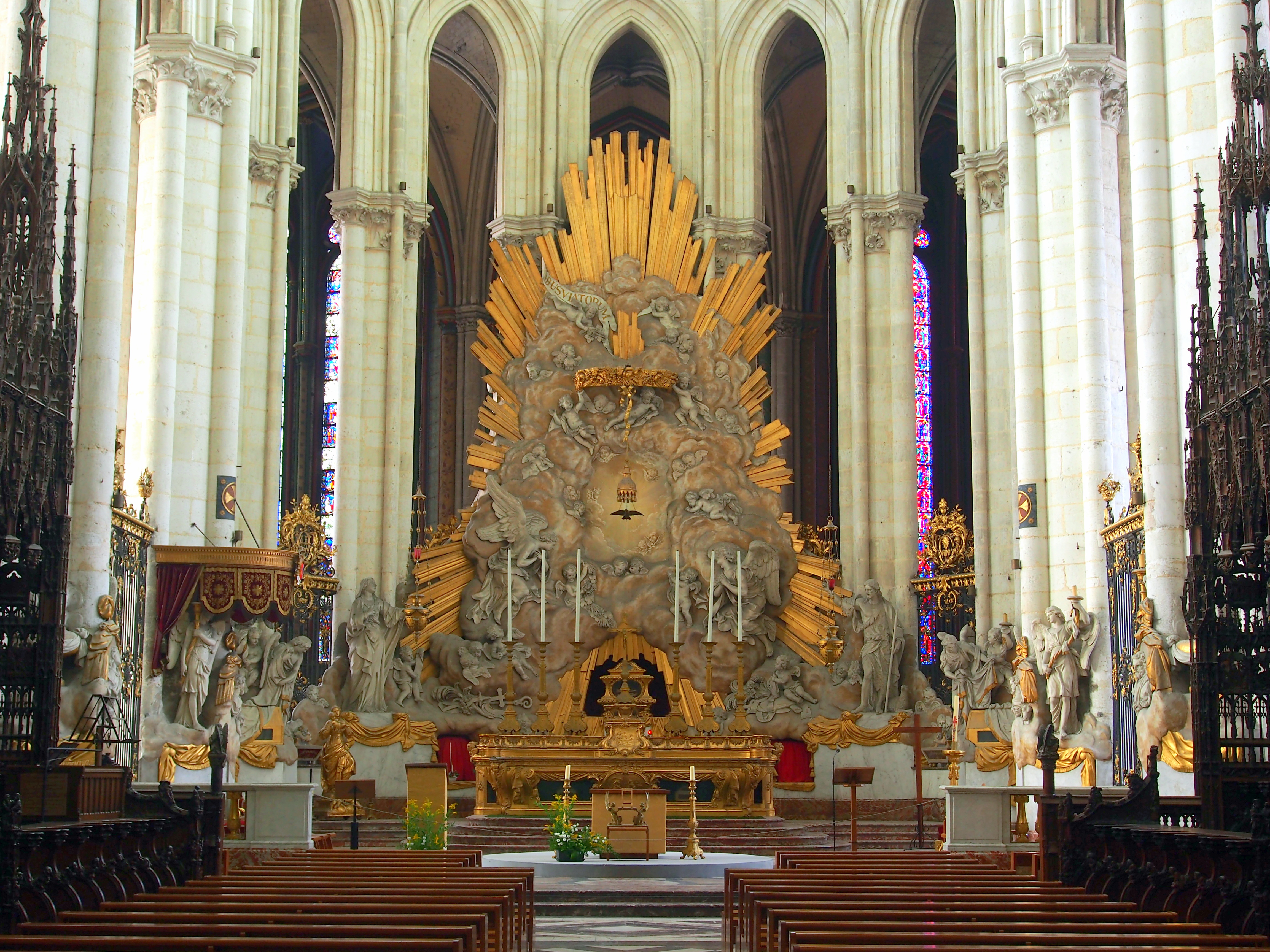
Le maître-autel surmonté d'une gloire dessinés par Pierre-Joseph Christophle et exécutés par Jean-Baptiste Dupuis au XVIIIe siècle.
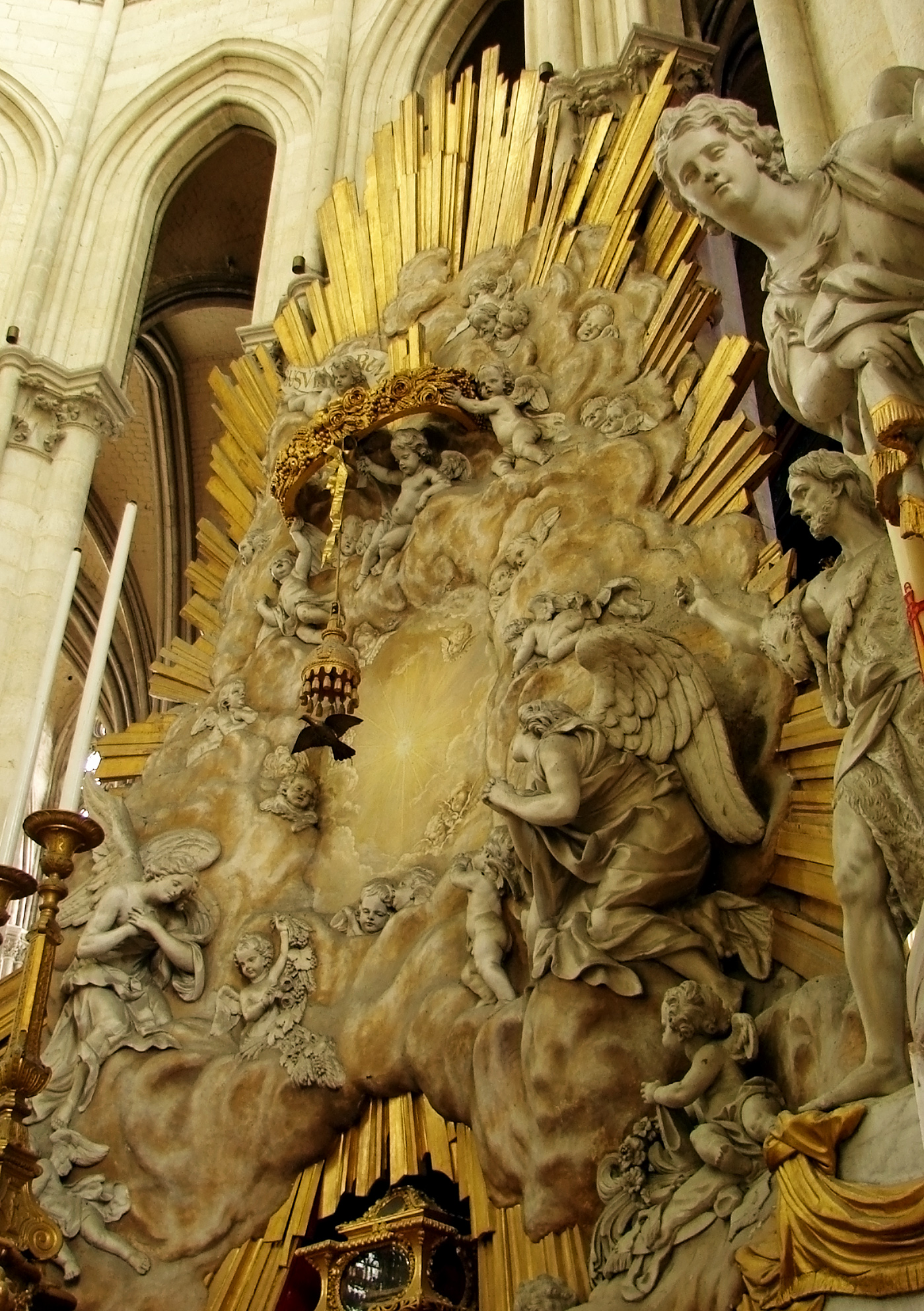
La gloire eucharistique.
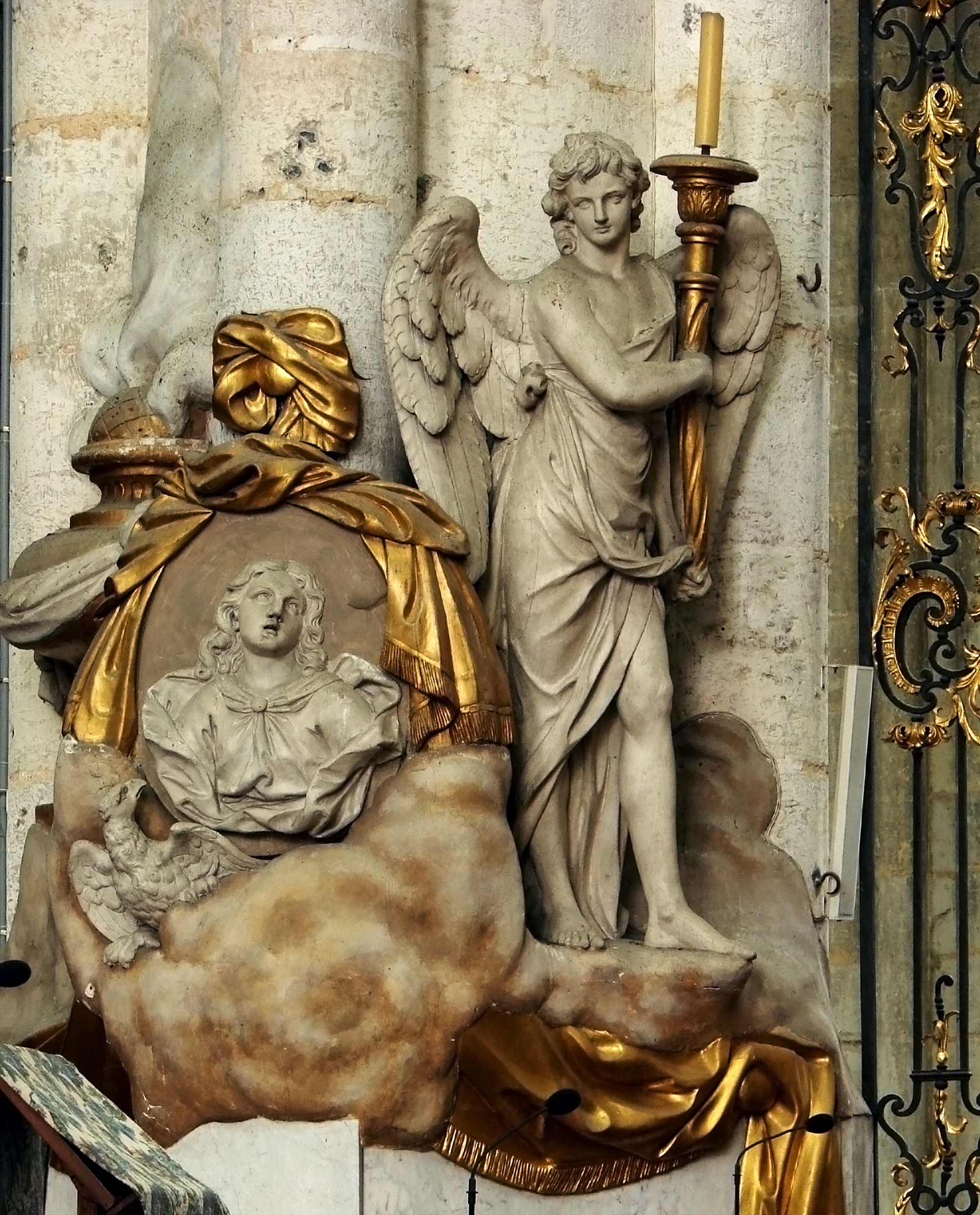
Ange porte-cierge à côté d'un médaillon de saint Jean l'Évangéliste, en dessous, à gauche, un aigle.
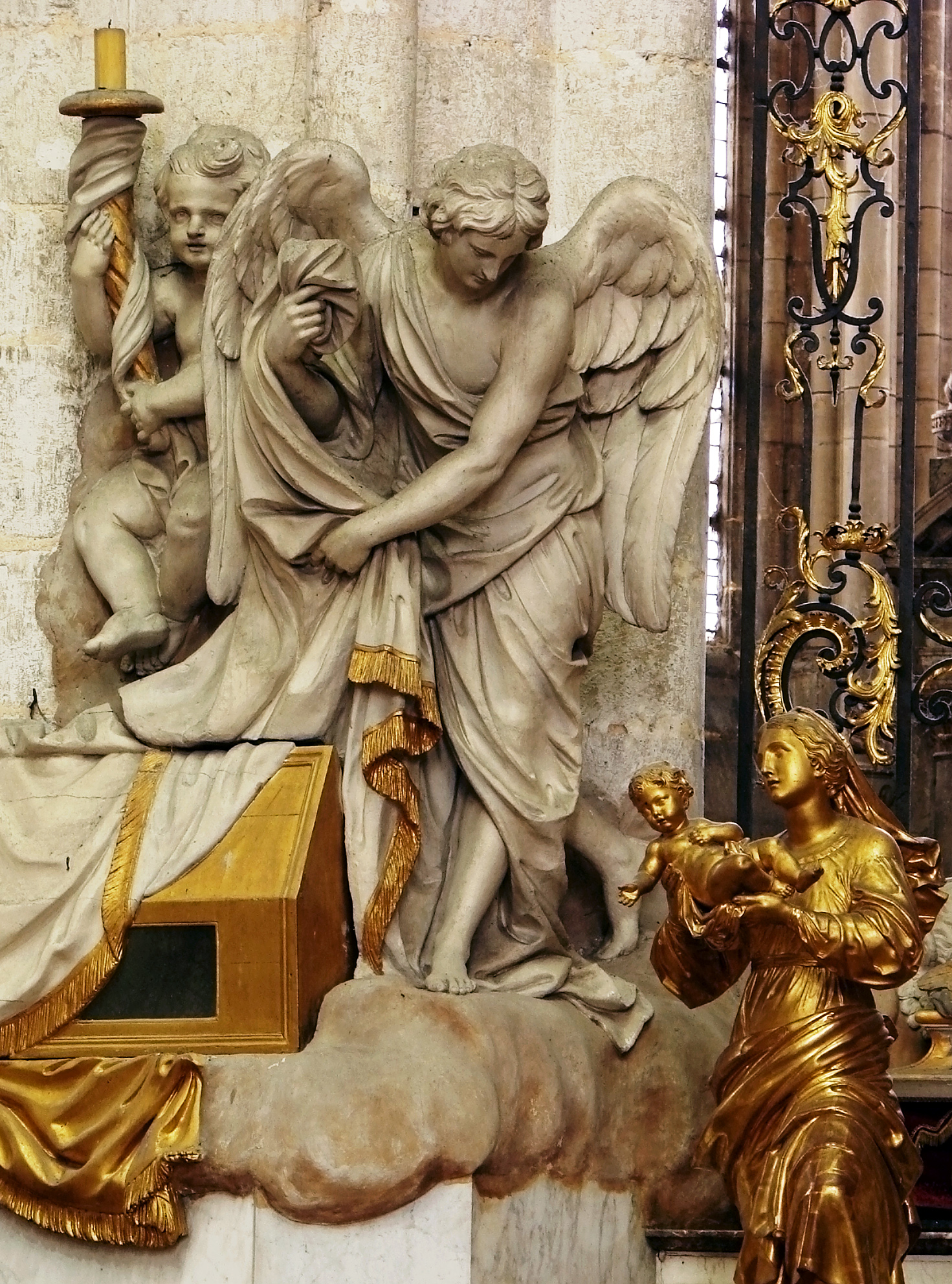
Vierge à l'Enfant dorée et des anges.
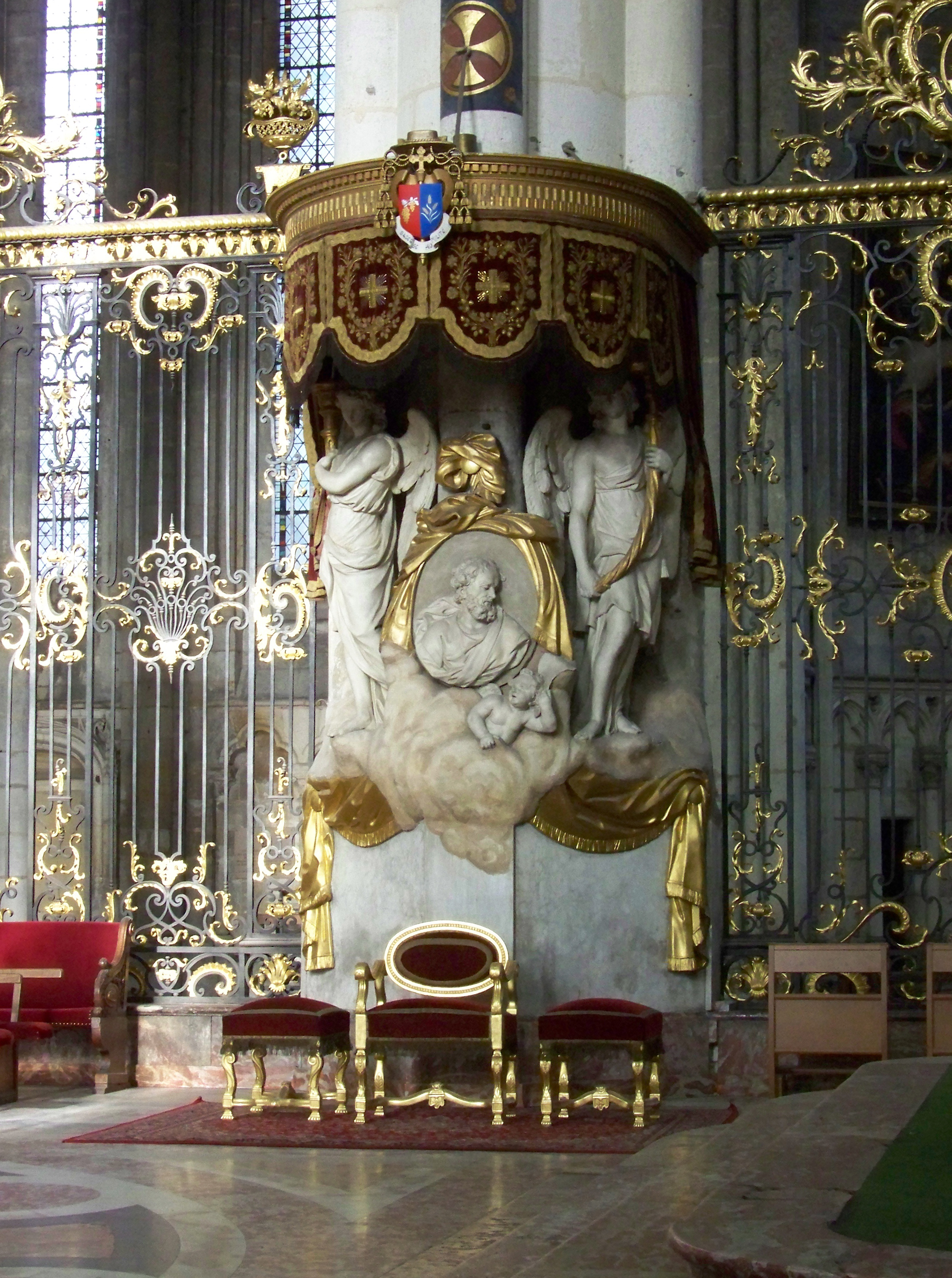
La cathèdre du XVIIIe siècle. À l'arrière-plan les grilles en fer forgé, conçues par Michel-Ange Slodtz et exécutées par Jean Veyren.

Cette œuvre baroque, unique en France, fut fort controversé au XIXe siècle, surtout par Viollet-le-Duc et ses disciples. Elle échappa deux fois à la destruction : lors de la tourmente révolutionnaire d'abord, et lors de la restauration de Viollet-le-Duc du XIXe siècle ensuite.
Un peu plus à gauche se trouve la cathèdre de la cathédrale, baroque également, et tout aussi richement ornée, datant de la même époque.

### La clôture du chœur en pierres du début duXVIesiècle
Au début du XVIe siècle, le doyen du chapitre Adrien de Hénencourt, opulent mécène commanda au sculpteur Antoine Ancquier une imposante clôture afin d'entourer et d'isoler le chœur. Le but de cette opération était multiple. D'une part, il s'agissait d'isoler le chapitre et leurs stalles du bruit que faisaient les pèlerins défilant autour du chœur dans le déambulatoire, ce qui gênait fortement les chanoines. D'autre part, la clôture devait avoir un aspect pédagogique d'enseignement religieux auprès de ces pèlerins. Pour ce faire la clôture devait comporter une série de scènes sculptées et colorées expliquant notamment la vie des saints. Enfin il s'agissait aussi d'édifier une structure susceptible de recueillir les tombes d'hommes illustres liés à la cathédrale.
La clôture fut achevée vers 1530.
À la suite des bouleversements apportés au XVIIIe siècle dans l'ornementation du chœur, une grande partie de cette clôture fut détruite à cette époque. Il n'en reste plus actuellement que deux portions situées au niveau des dossiers des stalles, donc au niveau de la partie du chœur jouxtant la croisée du transept, c'est-à-dire de la partie occidentale du chœur. L'une d'entre elles située au sud des stalles est appelée clôture méridionale, l'autre, au nord, étant la clôture septentrionale.

#### La clôture méridionale du chœur: la vie de saint Firmin et la translation de sa dépouille
Les portions de clôture du chœur délimitées par les colonnes latérales du chœur sont chacune divisées en deux niveaux horizontaux : un soubassement plein au-dessous, surmonté d'une série de quatre niches racontant l'histoire de saint Firmin.
Le soubassement ou stylobate mesure 2,45 mètres de haut, il est peint et sculpté.
Huit niches sculptées à la fin du XVe siècle, surmontées d'une dentelle de pierre flamboyantes, retracent, de façon expressive, avec une multitude de personnages, les épisodes de la vie de Firmin d'Amiens et la découverte de sa dépouille :
- l'arrivée de Firmin à Amiens ;
- prédication de Firmin ;
- Firmin baptise les fidèles ;
- Arrestation, jugement et exécution de Firmin ;
- l'évêque Sauve d'Amiens exhorte les fidèles à prier pour retrouver l'emplacement de la tombe de Firmin ;
- un rayon de lumière indique le lieu de la sépulture de Firmin ;
- exhumation du corps de Firmin ;
- translation des restes de Firmin placés dans une chasse et miracles.

Les personnages portent les costumes de la fin du XVe siècle. On peut ainsi admirer les somptueux atours des notables rehaussés par la polychromie, ainsi que les haillons des pauvres de l'époque. Le bourreau vêtu de curieux hauts-de-chausses.

#### Tombeau de Ferry de Beauvoir
Deux tombeaux sont situés dans la partie sud de la clôture du chœur. Les personnalités inhumées sont Ferry de Beauvoir et Adrien de Hénencourt :
Adrien de Hénencourt, chanoine du chapitre cathédral fit exécuter la première partie de la clôture au niveau de la première travée du chœur, pour servir de mausolée à son oncle, l'évêque Ferry de Beauvoir. Le tombeau de Ferry de Beauvoir avec son gisant est encastré dans un enfeu de la portion de clôture occupant la première travée du chœur (donc proche de la croisée du transept).
Le décor peint représente deux anges écartant une courtine rouge laissant apparaître deux chanoines qui écartent des tentures qui découvrent le catafalque recouvert d´un décor peint simulant un drap mortuaire orné d´une grande croix.

#### Tombeau d'Adrien d'Hénencourt
Adrien de Hénencourt mort en 1530 fit exécuter entre 1527 et 1530, à côté de la sépulture de son oncle, sa propre sépulture tandis que son gisant fut sculpté en 1531 par Antoine Ancquier. Cette sépulture se trouve dans un second enfeu creusé au niveau de la travée suivante du chœur.
Son testament daté du 18 juillet 1527 et ses comptes d'exécution (conservés aux Archives départementales de la Somme) fournissent sur sa construction des renseignements importants. On sait grâce à ces documents que la représentation de la découverte des reliques de saint Firmin (visible dans la partie supérieure de son tombeau) était déjà réalisée avant sa mort. Il ne restait plus qu'à faire son propre gisant et la peinture d'ensemble.

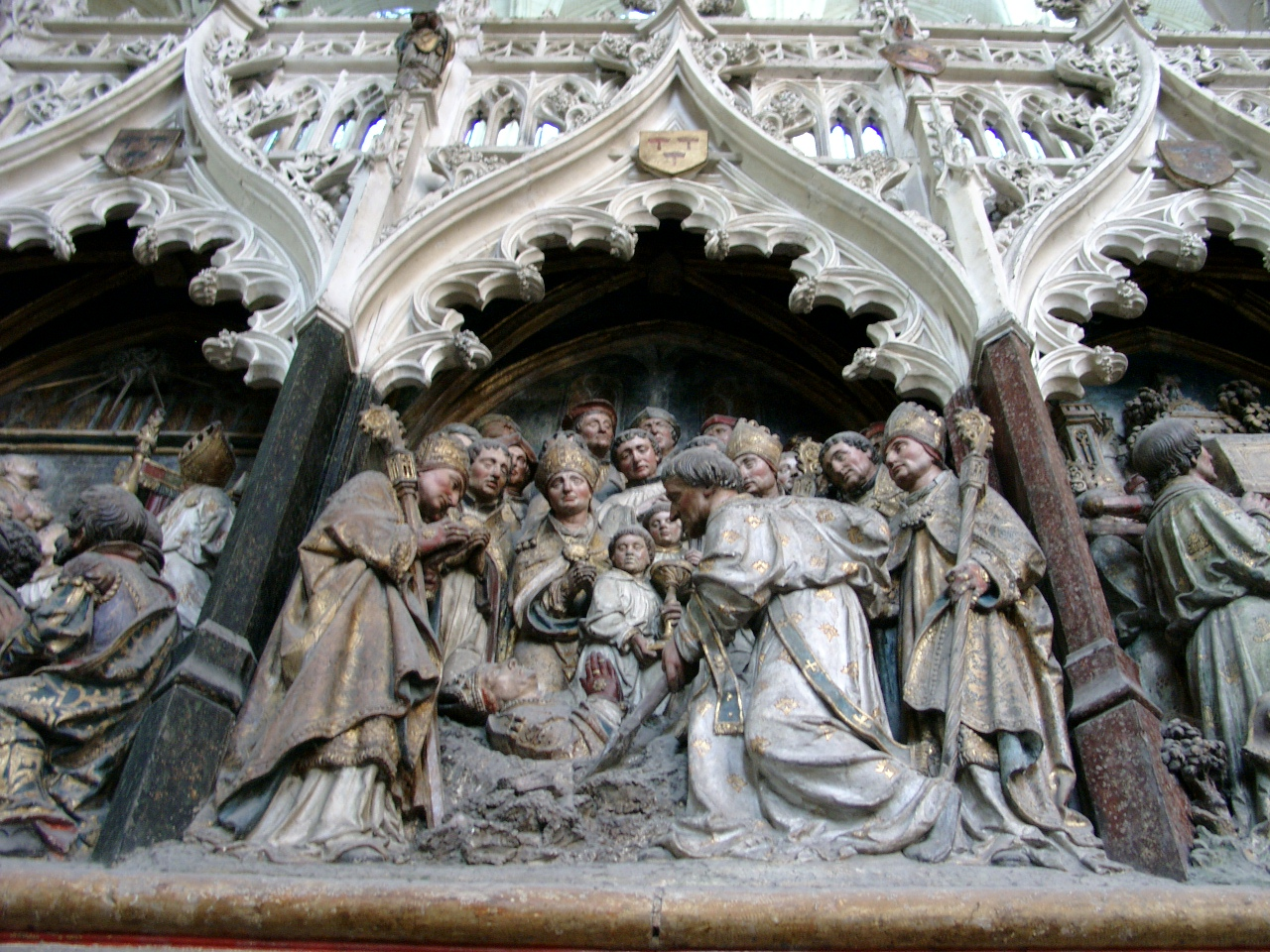
Détail de l'histoire de saint Firmin situé au-dessus du gisant d'Adrien de Hénencourt.
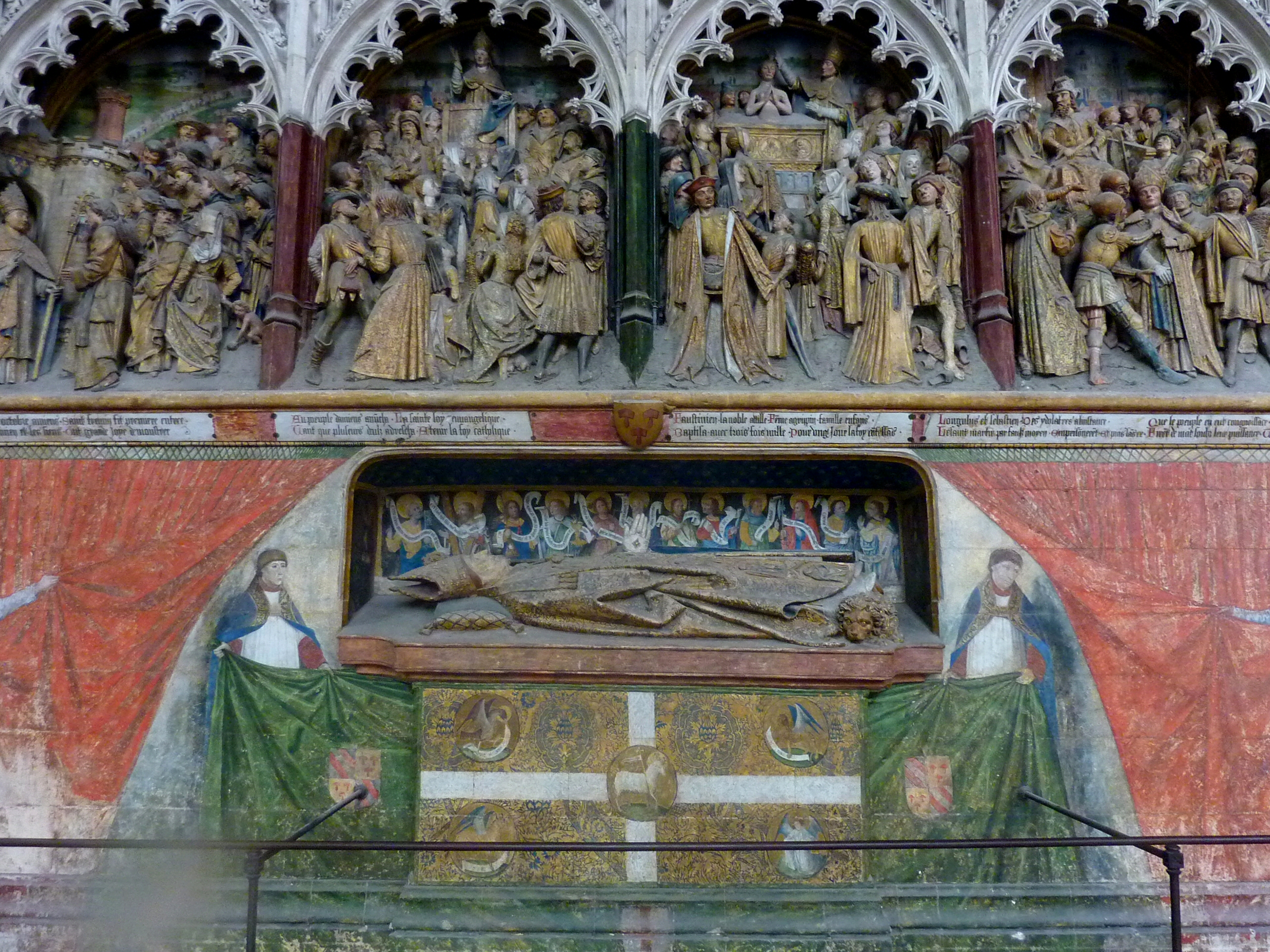
Tombeau de Ferry de Beauvoir.
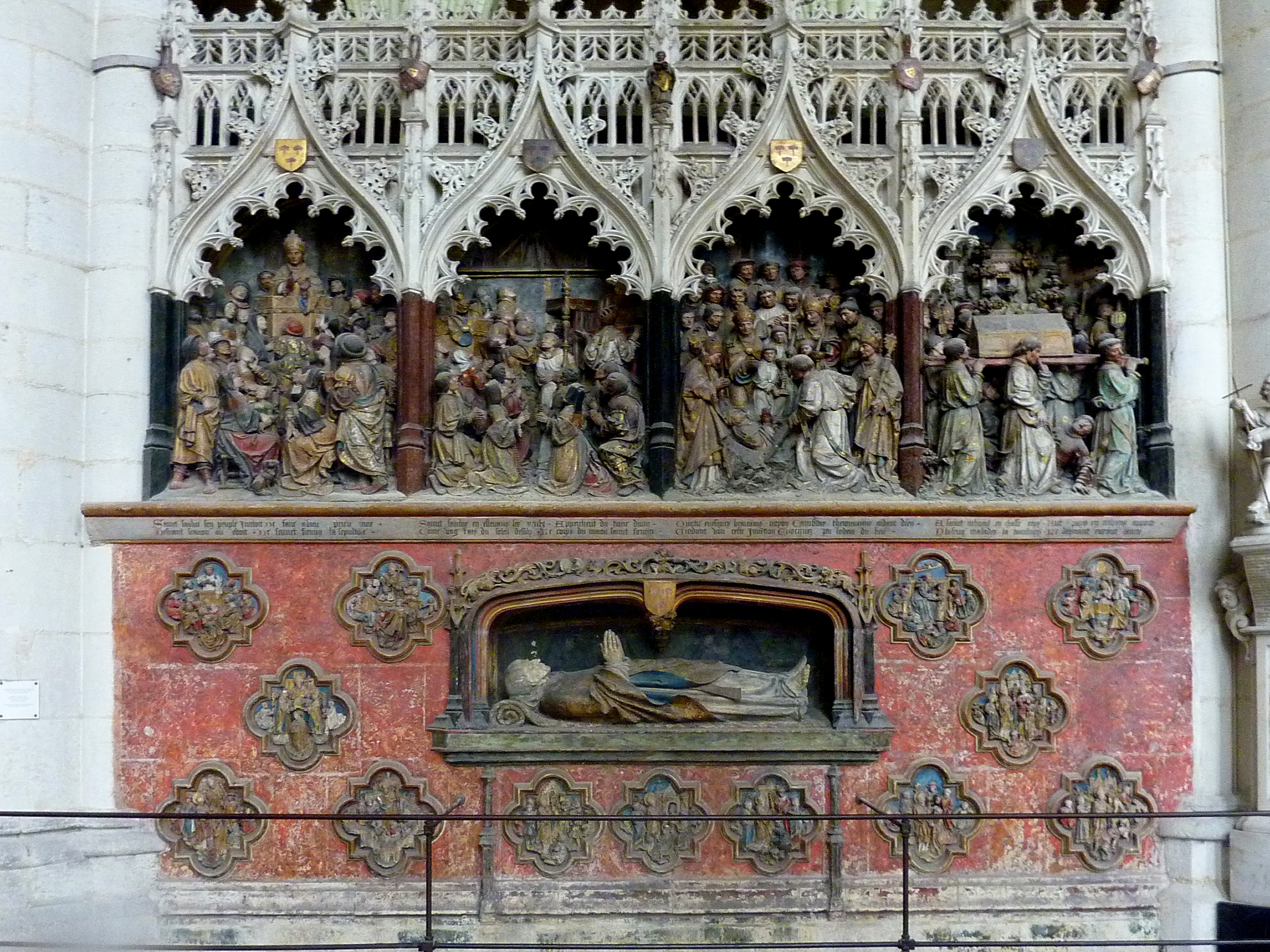
Tombeau d'Adrien de Hénencourt.
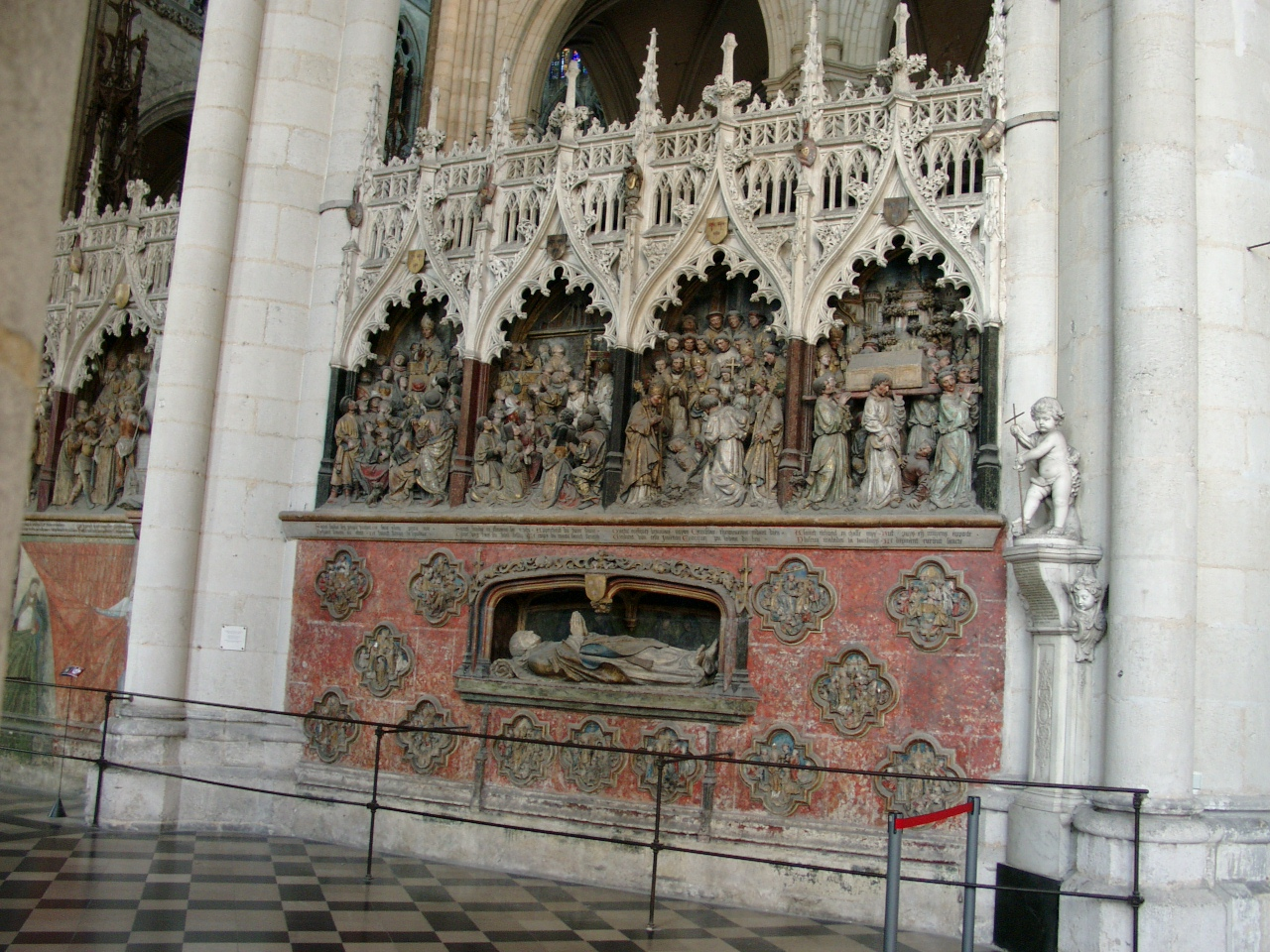
Gisant d'Adrien de Hénencourt dans un enfeu du soubassement de la clôture méridionale du chœur. À droite, contre la colonne du chœur, le monument de marbre blanc élevé à la mémoire de Charles de Vitry.

#### La partie nord de la clôture du chœur: vie et mort de Saint-Jean-Baptiste
La clôture septentrionale du chœur est de même structure que la clôture méridionale, mais son soubassement ne contient aucun tombeau. On y voit des reliefs dans des quadrilobes, représentant les divers épisodes de la naissance de saint Jean Baptiste, puis de l'histoire de ses reliques. Le niveau supérieur est constitué, comme au sud, d'une suite de niches. L'ensemble retrace une série d'épisodes de la vie et de la mort de saint Jean-Baptiste. Ils sont à suivre de droite à gauche.
Dans la première travée se trouvent l'apparition de l'ange à Zacharie, la sortie du temple de Zacharie muet, la rencontre de Zacharie et d'Elisabeth, la Visitation, Marie et Elisabeth lisant côte à côte, la naissance de Jean Baptiste, sa circoncision, l'imposition du nom par Elisabeth, puis par Zacharie, et enfin Jean Baptiste jeune homme au désert. Au-dessus, dans les niches, Jean Baptiste au désert appelle à la pénitence, baptise le Christ, répond aux Pharisiens, puis rend témoignage à Jésus.
L'histoire se poursuit dans les niches de la seconde travée : Jean Baptiste reproche à Hérode sa conduite adultère et est arrêté, puis Salomé réclame sa tête au banquet d'Hérode. Jean Baptiste est alors décapité devant sa prison, puis sa tête, apportée au banquet, est profanée par Hérodiade qui la transperce d'un couteau, tandis que Salomé s'effondre, atteinte d'épilepsie. Au soubassement, cinq quadrilobes rapportent l'histoire des reliques selon les récits traditionnels : les disciples de Jean Baptiste enterrent son corps, puis des miracles ont lieu sur sa tombe. Julien fait brûler ses ossements, puis les cendres sont jetées au vent. Enfin, la tête de saint Jean Baptiste est apportée sur un plat à l'évêque d'Amiens.

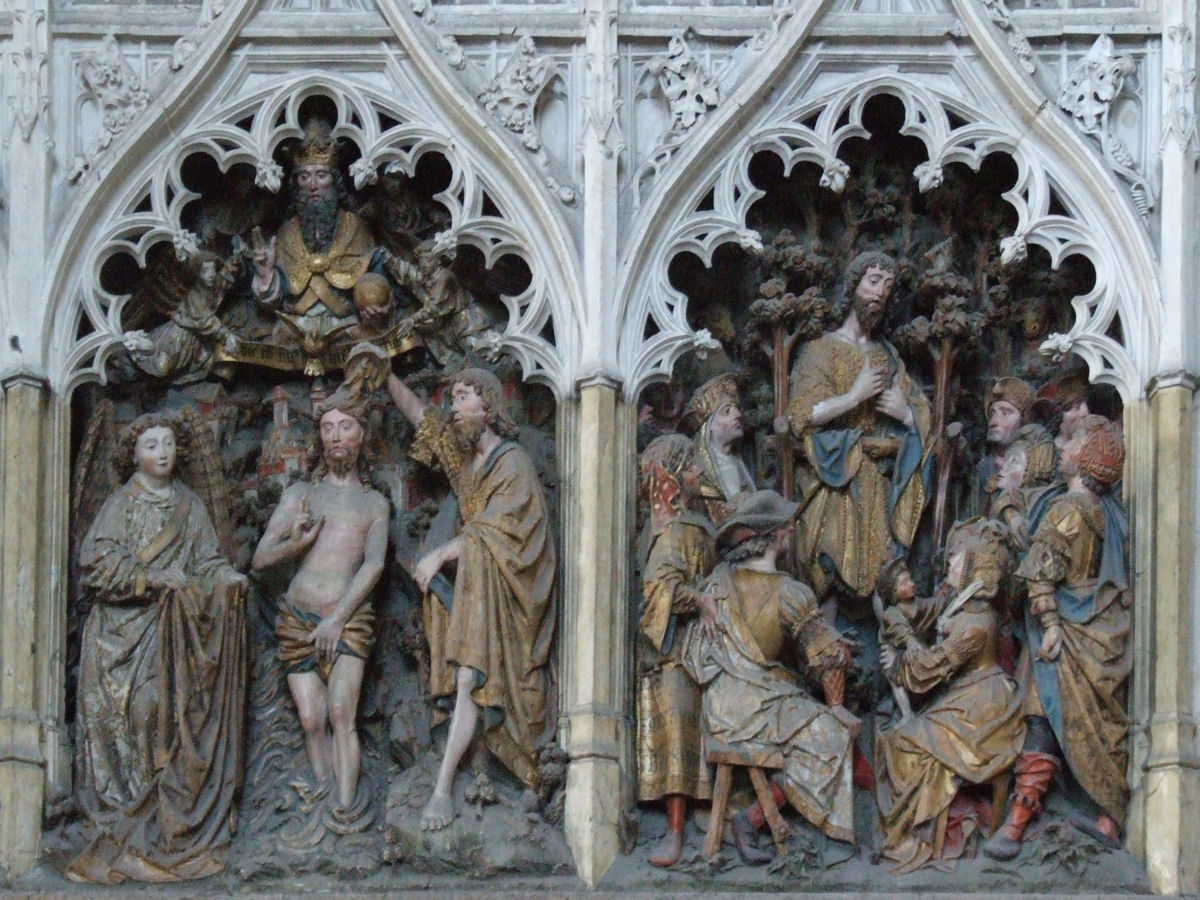
Clôture septentrionale du chœur : scènes de vie de saint Jean-Baptiste, dont le baptême du Christ à gauche.
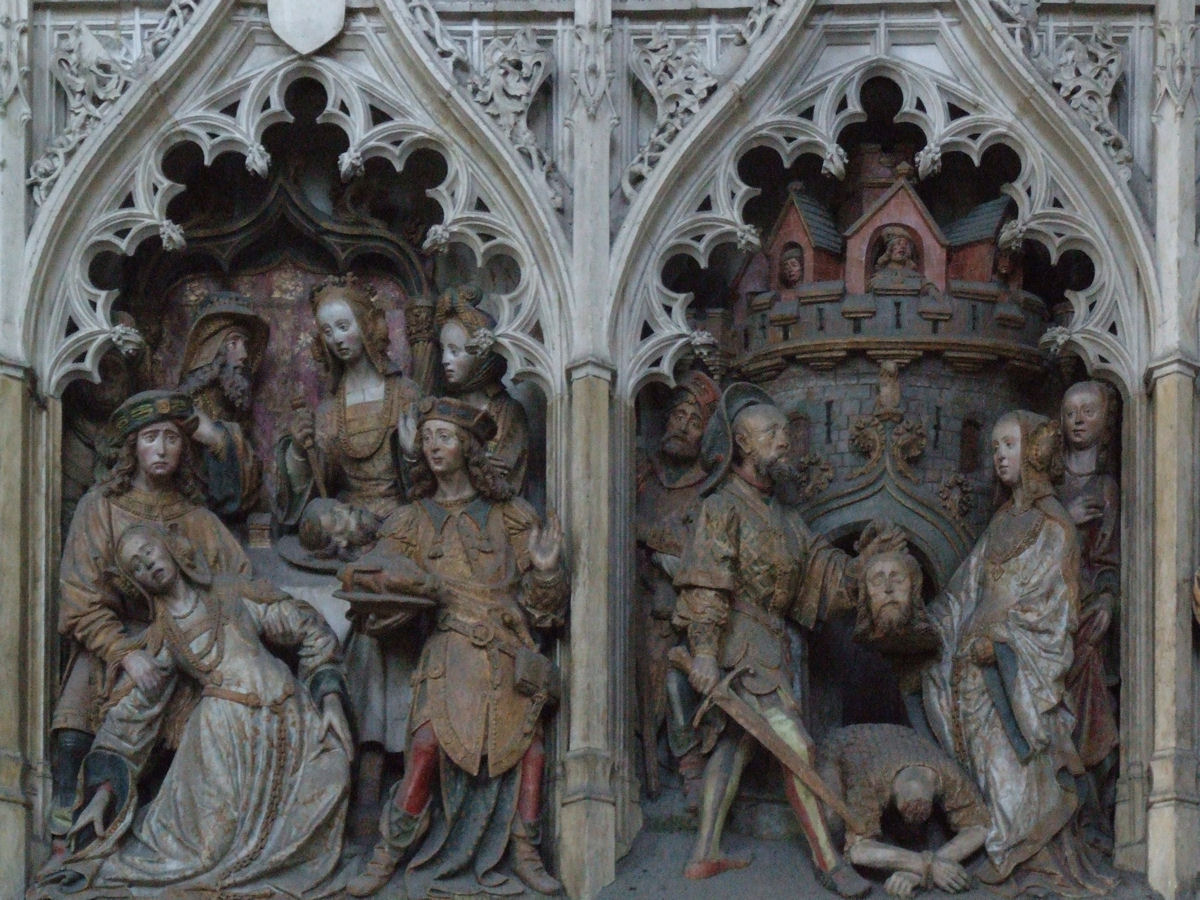
Le martyre et la mort de saint Jean-Baptiste. À droite, la décollation de Jean-Baptiste. À gauche Salomé, fille d'Hérodiade reçoit la tête du saint sur un plateau.

#### La clôture du chœur en fer forgé duXVIIIesiècle
Après l'ancien jubé, détruit en 1755, ce fut l'ancienne clôture en pierre du XVIe siècle qui disparut à son tour, en majeure partie du moins. Le chœur fut alors entouré d'une grille baroque, œuvre de Michel-Ange Slodtz, et exécutée par Jean Veyren dit Vivarais. Admirable travail de ferronnerie, cette grille protégeant le chœur est un pur chef-d'œuvre, qui rappelle parfois plus l'orfèvrerie que de la ferronnerie. Au niveau de la croisée du transept, la grande grille ouvrant sur les stalles et le chœur est entourée des statues de saint Vincent de Paul à gauche et de saint Charles Borromée à droite, œuvres du sculpteur Jean-Baptiste Dupuis.

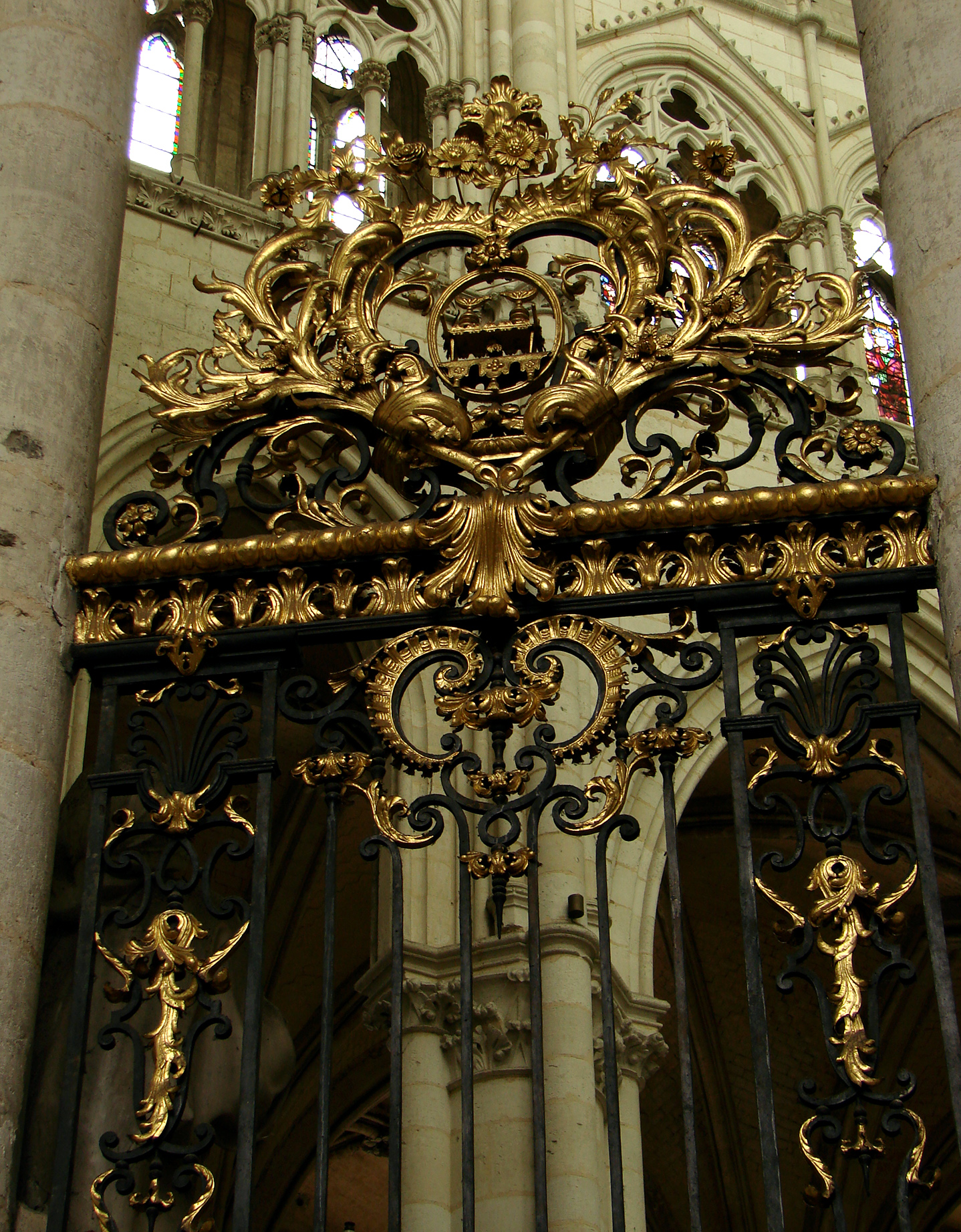
De 1755 à 1768, pour ceinturer le chœur, Jean Veyren réalisa une grille rocaille d'après les dessins de Michel-Ange Slodtz.
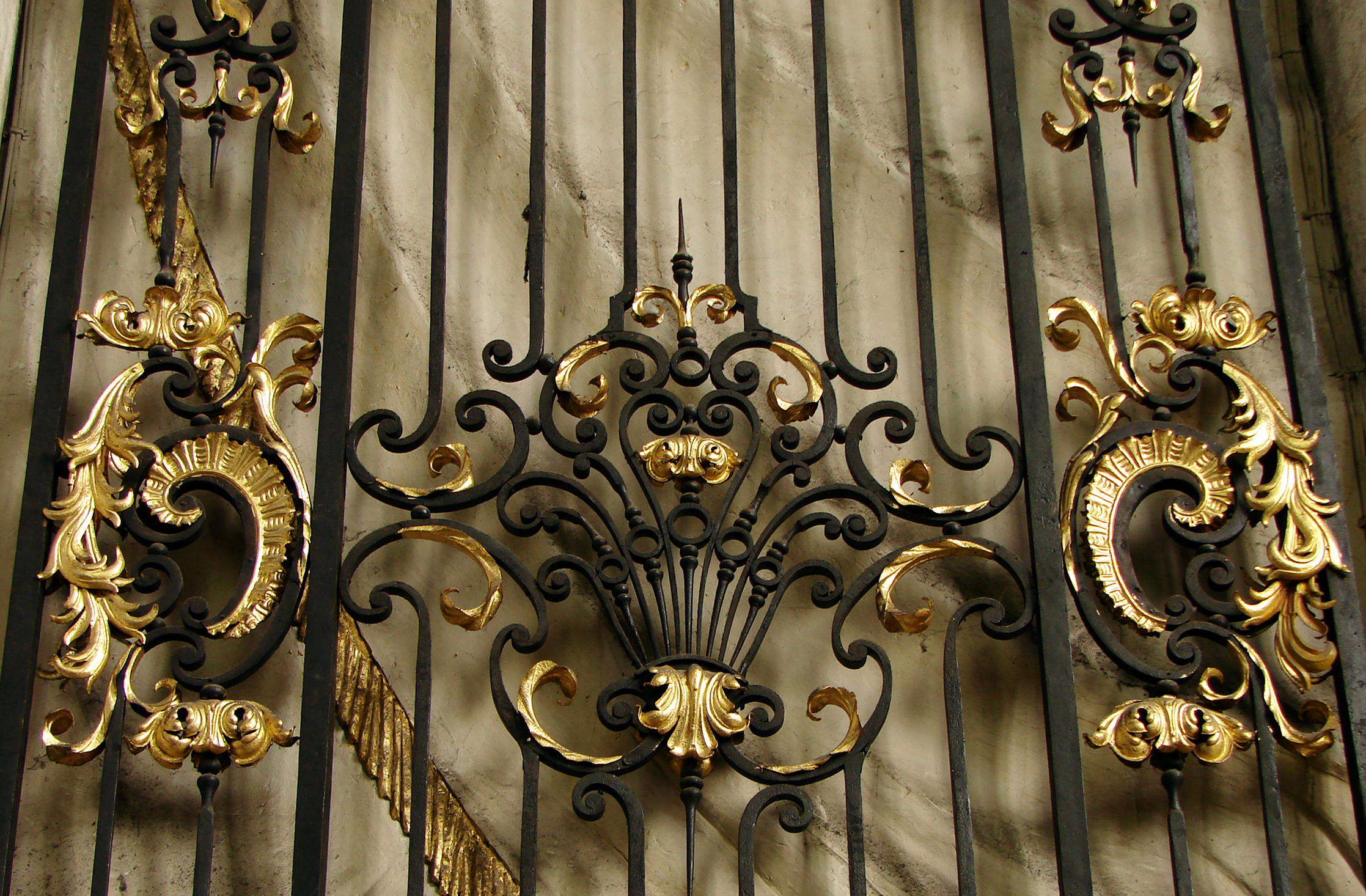
Détail de la grille en fer forgé du chœur, œuvre de Jean Veyren. Ce chef-d'œuvre est plus proche de l'orfèvrerie que de la ferronnerie.
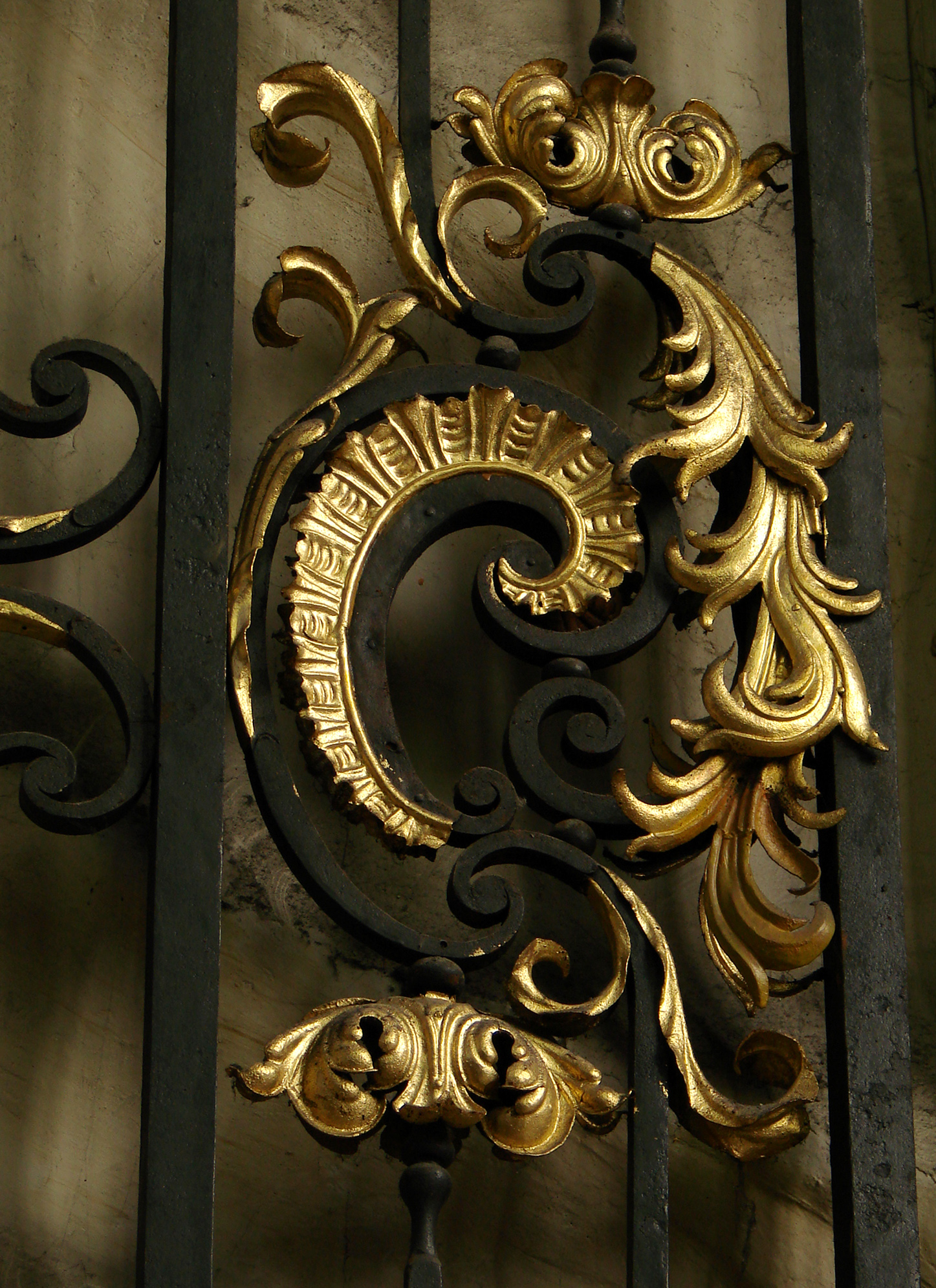
Autre détail de la grille en fer forgé du chœur.

### Le déambulatoire
Le déambulatoire est double au niveau de la partie rectangulaire du chœur. Il est simple au niveau de l'abside ; à cet endroit il porte le nom de rond-point.
Sur ce rond-point, dans la continuation du déambulatoire extérieur, s'ouvrent une série de sept chapelles absidiales.
En parcourant le déambulatoire depuis sa partie sud-ouest, c'est-à-dire au niveau de la clôture sud du chœur, juste après le gisant d'Adrien de Hénencourt et la dernière des niches sculptées, on peut voir plusieurs monuments funéraires :

#### Monument funéraire de Charles de Vitry
Ce petit monument de marbre blanc contient le cœur de Charles de Vitry receveur des gabelles mort en 1670. Il a la forme d'une colonnette servant de piédestal à un enfant Jésus tenant une croix de fer et foulant du pied droit le Serpent. De chaque côté du haut de la colonne sont sculptées deux têtes de chérubin de très belle facture. Ce monument date de 1705.

#### Mausolée du chanoine Guilain Lucas
Le mausolée situé juste derrière le chœur, face à l'entrée de la chapelle axiale est un ensemble composite. Il repose sur le soubassement du tombeau d'Arnoul de la Pierre, évêque d'Amiens de 1236 à 1247 au-dessus duquel a été placé, en 1751, le gisant du cardinal de La Grange. Ce monument funéraire abrite la dépouille de Guilain Lucas, chanoine du chapitre cathédral, mort en 1628. Nicolas Blasset, sculpteur amiénois réalisa ce groupe sculpté en 1636. Dans la partie supérieure, le chanoine est représenté agenouillé face à une statue de la Vierge à l'Enfant. Entre le chanoine et la Vierge, au centre du monument, le célèbre Ange pleureur symbolise le chagrin des orphelins dont le chanoine s'était occupé en créant une Maison de Charité en leur faveur, également appelée École des enfants bleus. Le petit angelot, encore bébé, s'appuie à droite sur une clepsydre, sorte de sablier, symbole de la brièveté de la vie, et à gauche sur le crâne décharné d'un squelette, symbole de la mort. Pendant la Première Guerre mondiale, des centaines de milliers de cartes postales, de médailles et autres objets furent fabriqués à l'effigie de cet ange et vendus notamment aux soldats qui les emmenèrent ou les envoyèrent aux quatre coins de la terre.

#### Tombeau de Gérard de Conchy
Le tombeau supposé de Gérard de Conchy, chanoine du chapitre cathédral puis évêque d'Amiens de 1247 à 1257 est situé dans un enfeu du bas-côté nord du déambulatoire. Son gisant en pierre le représente en tenue d'évêque.

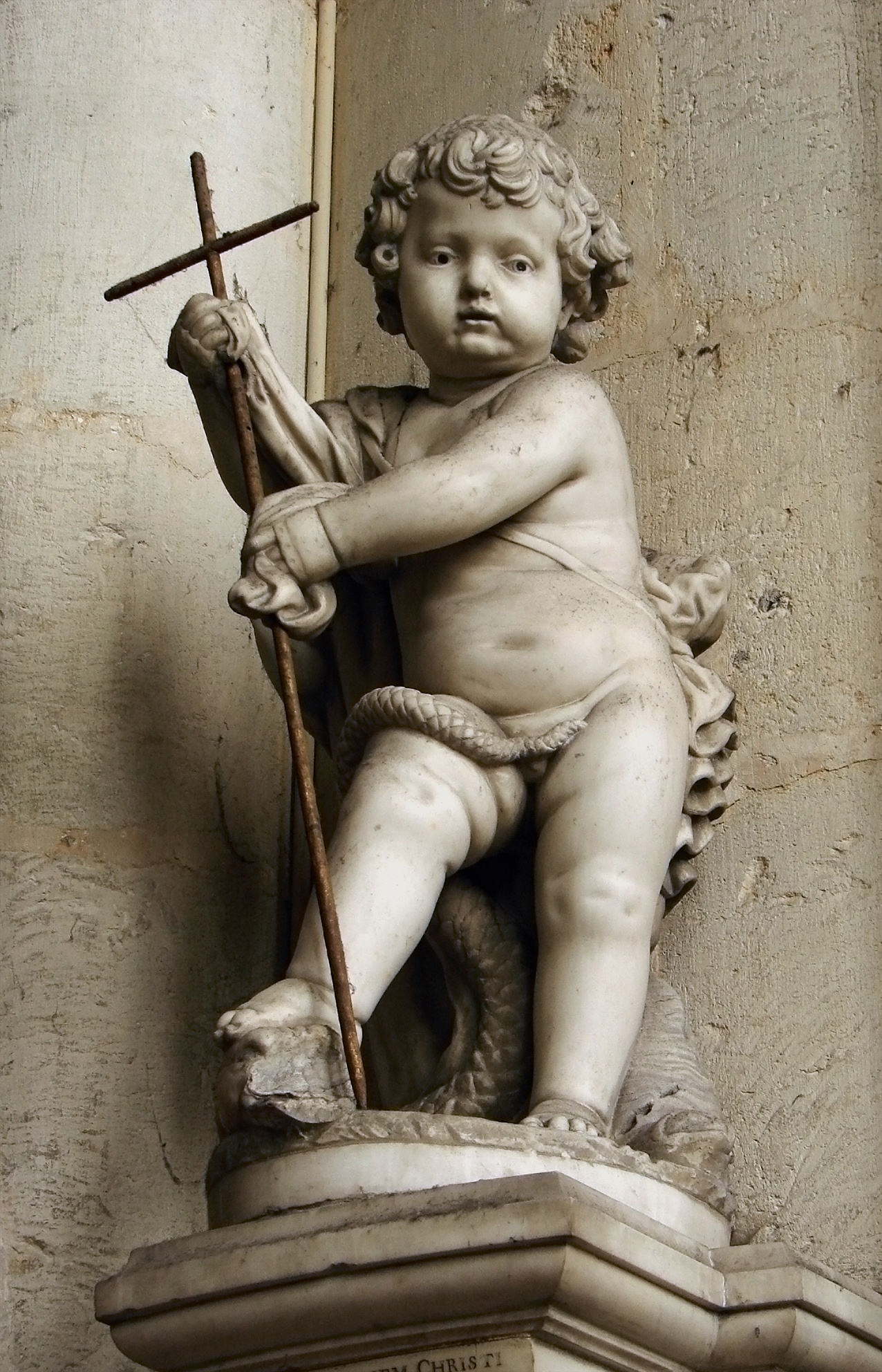
Mausolée de Charles de Vitry : l'enfant Jésus muni d'une croix de fer foule aux pieds le serpent (1705).
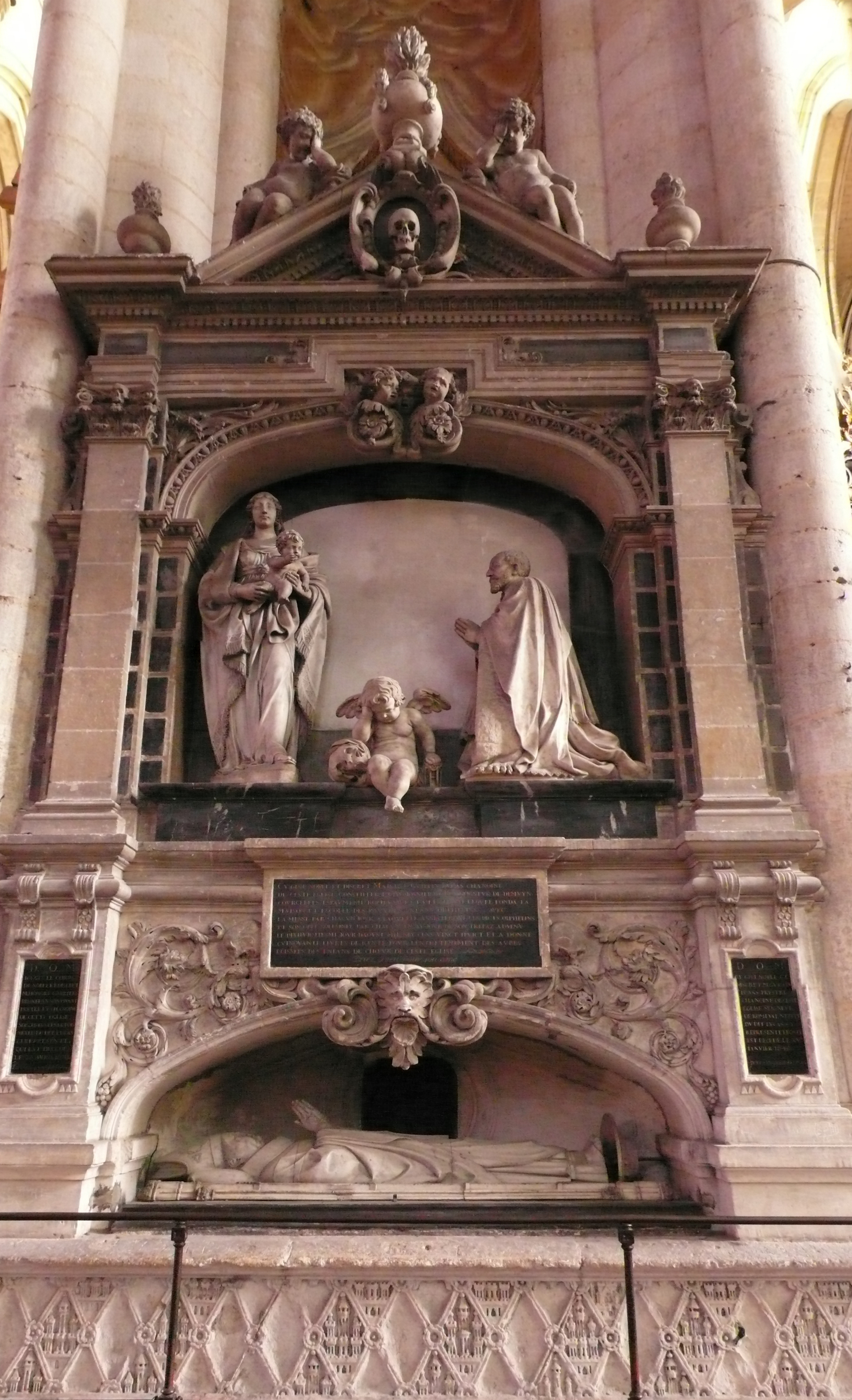
Mausolée du chanoine Guilain Lucas.
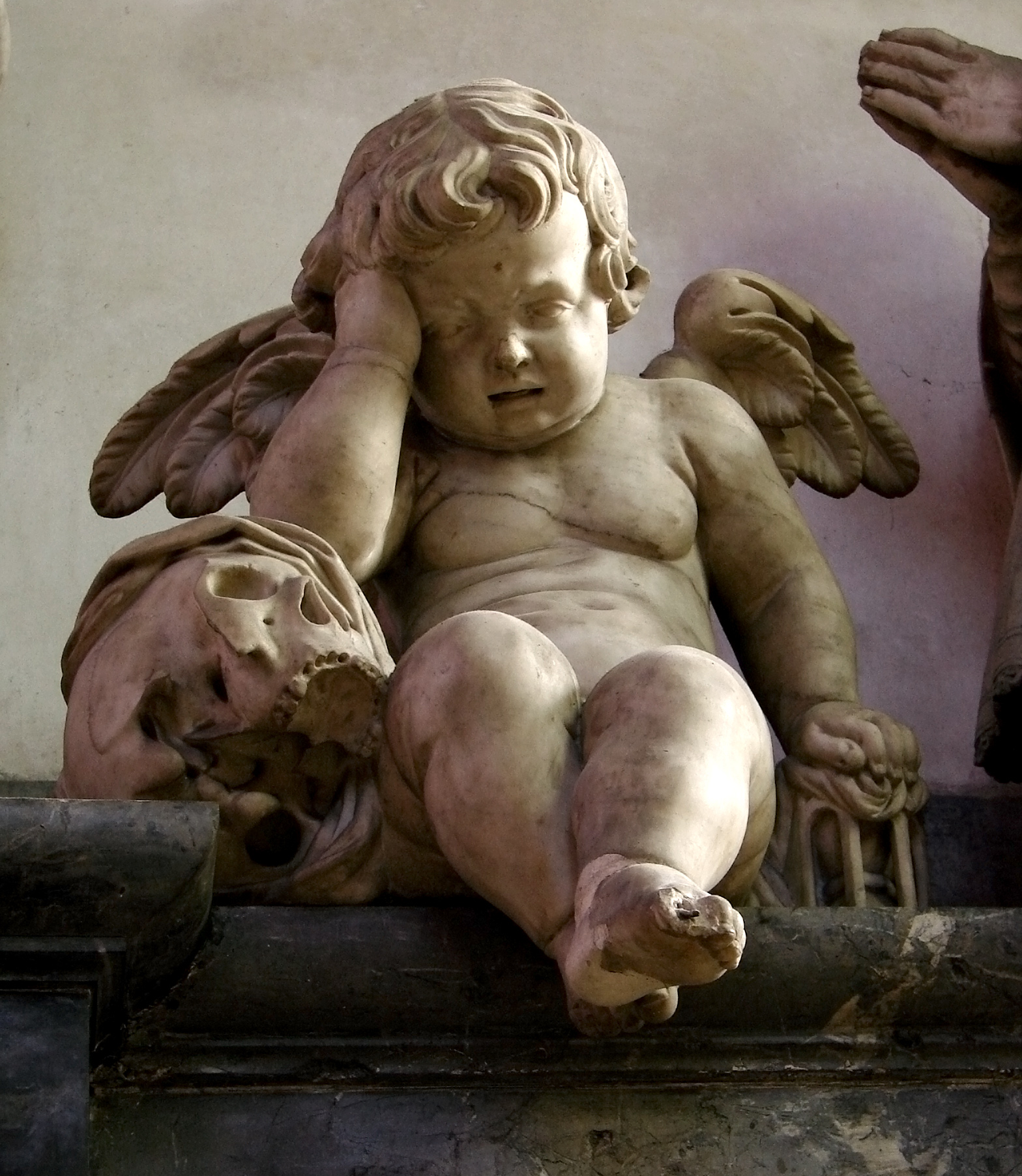
L'Ange pleureur (1636), œuvre la plus connue du sculpteur amiénois Nicolas Blasset.
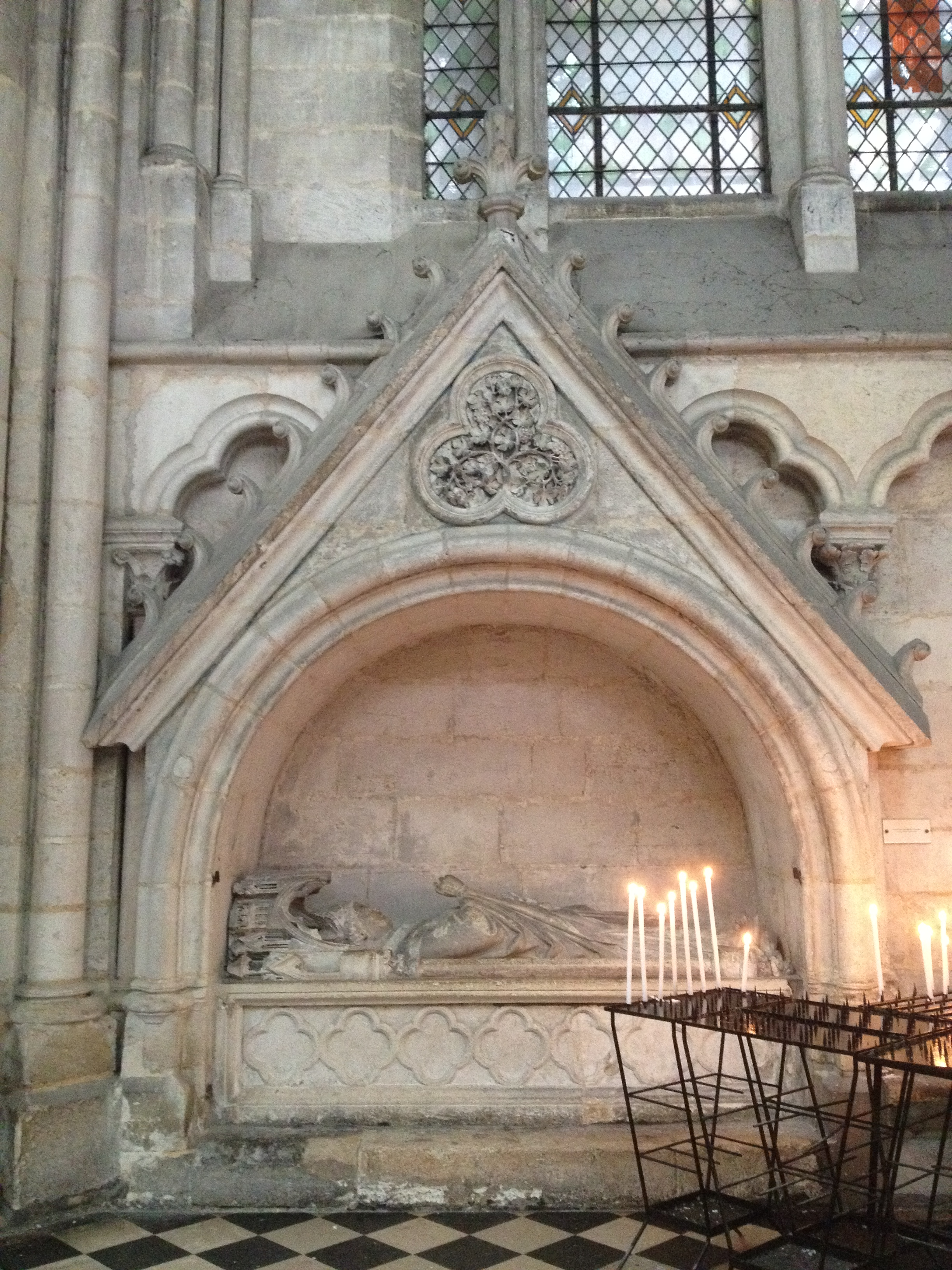
Tombeau de Gérard de Conchy.

#### Monument funéraire d'Antoine de Baillon
Le monument funéraire du chanoine Antoine de Baillon, mort en 1644 est l'œuvre de Nicolas Blasset. La sculpture supportée par une colonne surmontée d'une console représente Antoine de Baillon agenouillé devant un Ecce homo.

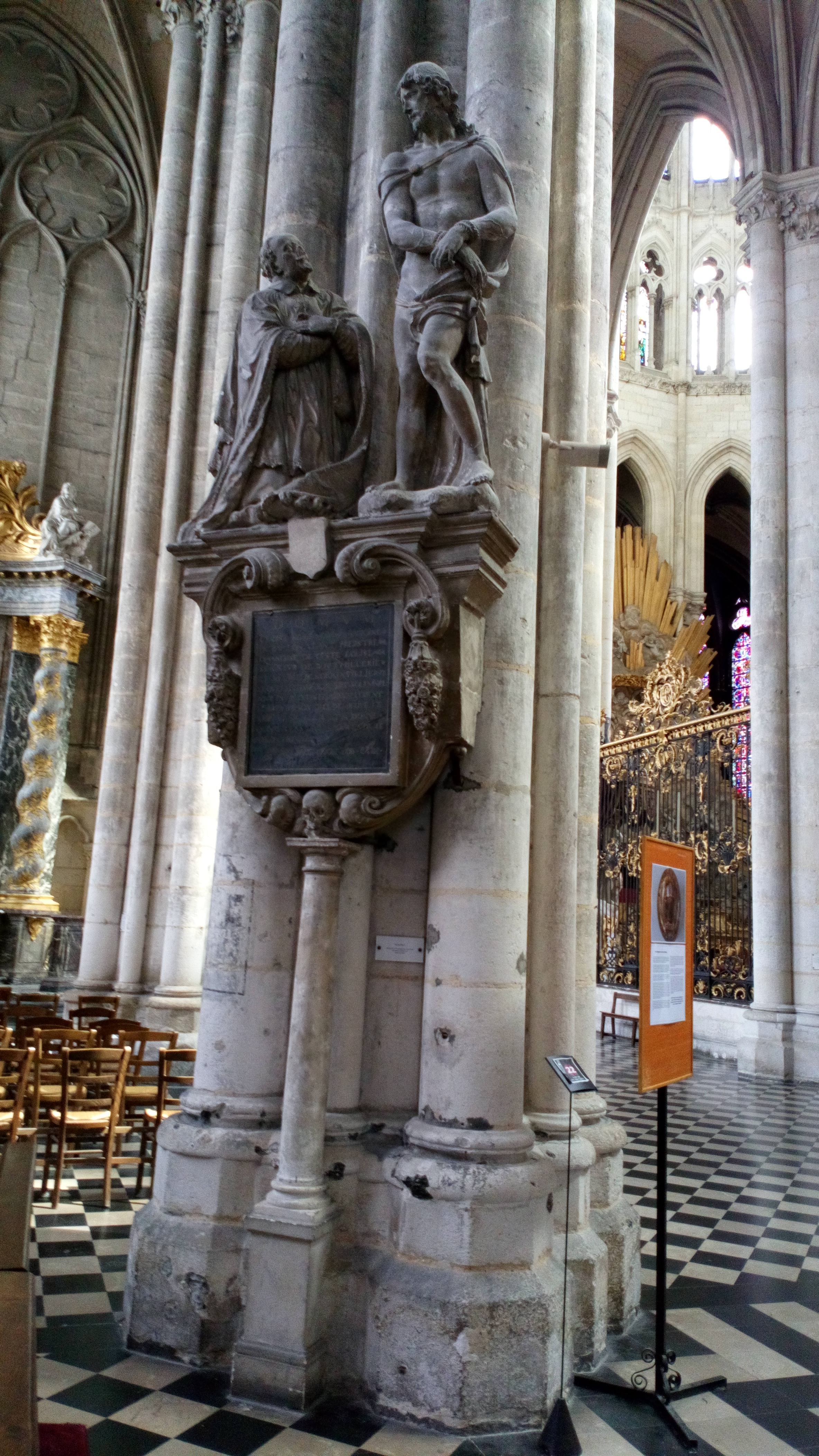
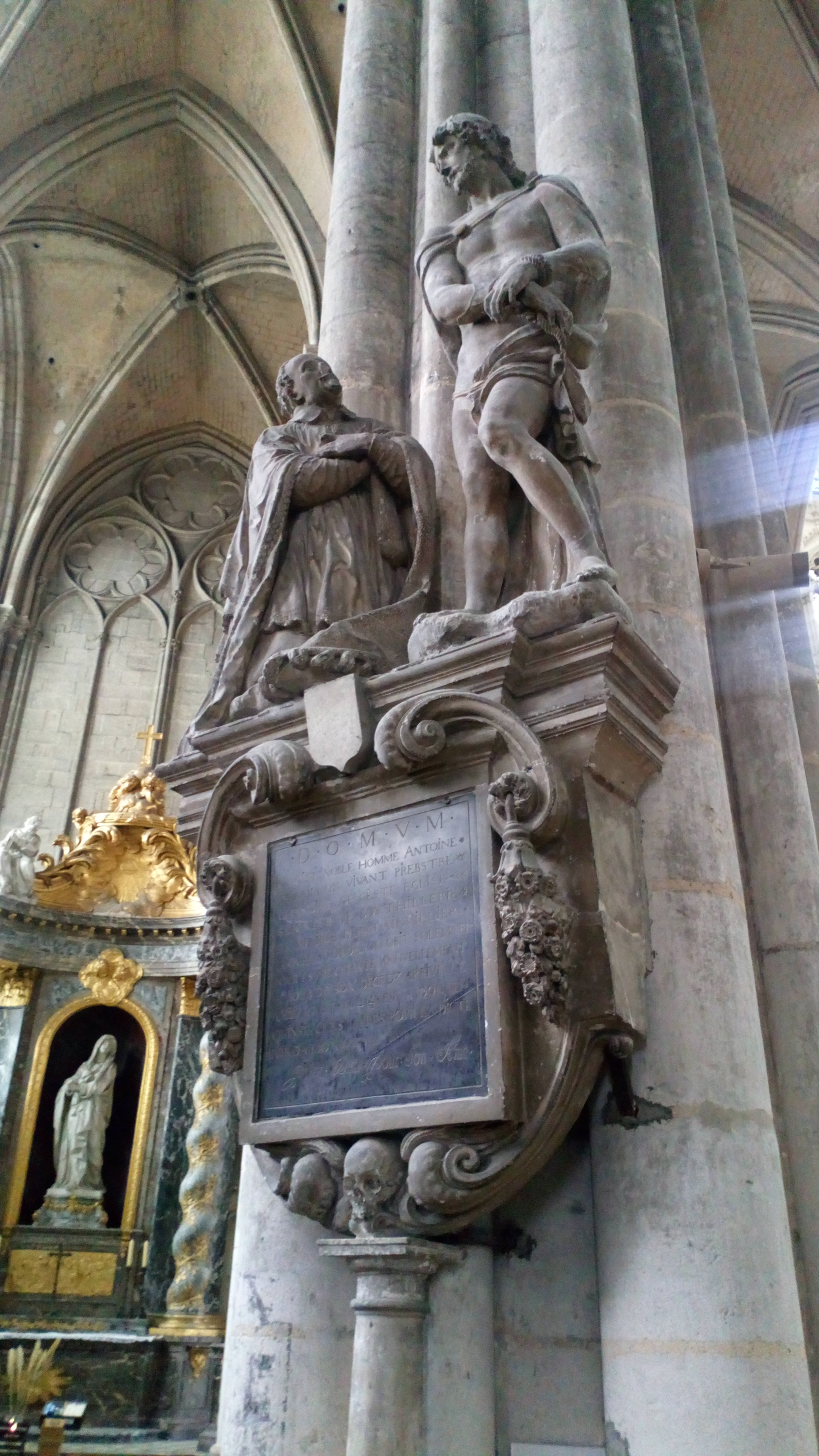
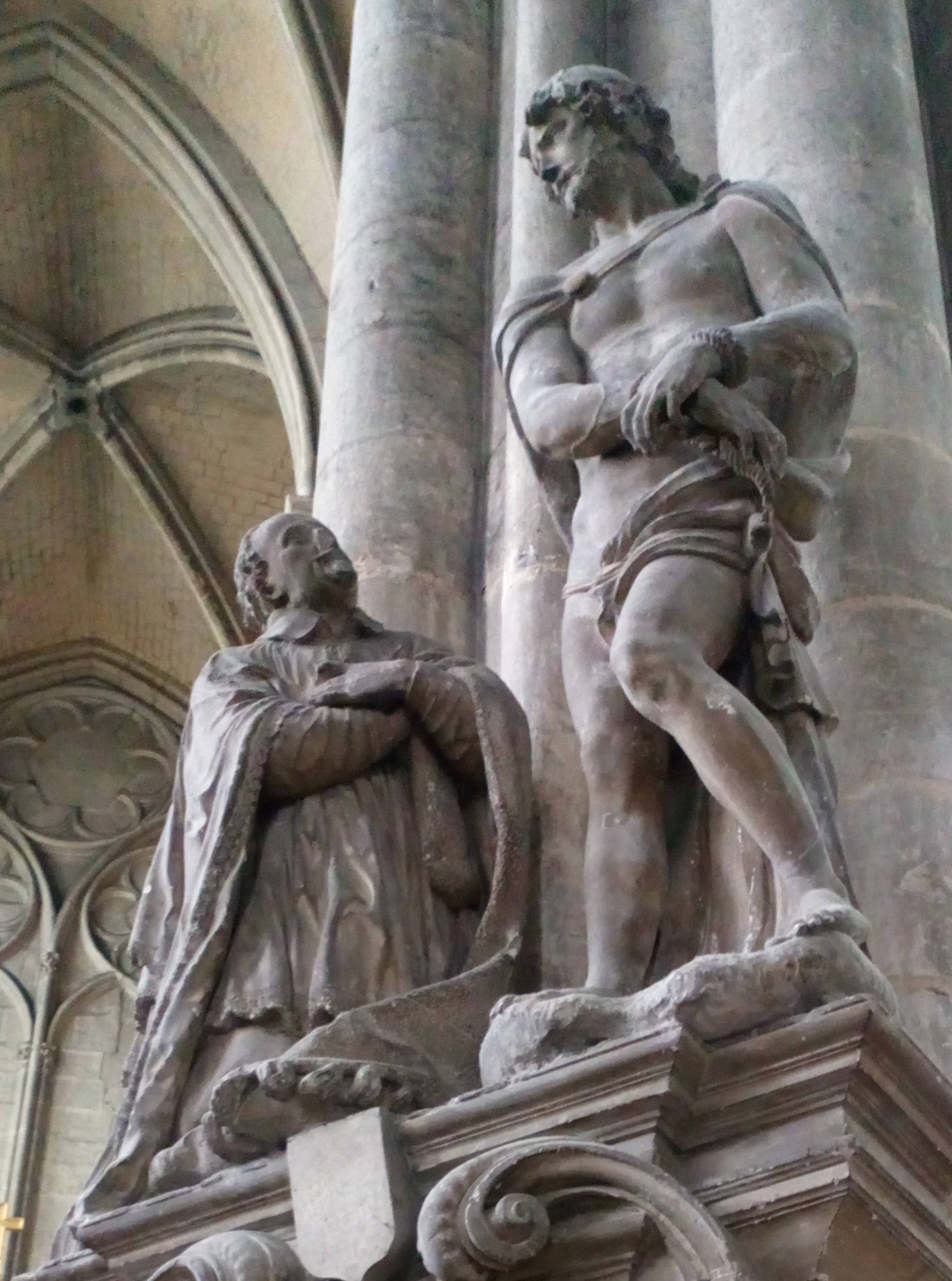

### Les chapelles du déambulatoire
Les chapelles absidiales sont toutes dotées de baies très allongées, à deux lancettes surmontées de trois trilobes. Les deux chapelles les plus proches de la partie rectangulaire du chœur possèdent deux baies, la chapelle axiale, de loin la plus vaste, en a sept. Les quatre restantes ont trois baies.
Ces chapelles sont très élevées ; elles ont la même hauteur que les bas-côtés du chœur et de la nef, c'est-à-dire près de 20 mètres d'élévation (à titre de comparaison, le vaisseau principal des grandes cathédrales gothiques de Laon, de Sens ou de Bruxelles ont une hauteur de plus ou moins 25 mètres).
De gauche (côté nord) à droite, sont disposées les chapelles suivantes :

#### Chapelle Notre-Dame-de-Pitié
À l'extrémité nord de l'allée extérieure du déambulatoire se trouve la chapelle Notre-Dame de Pitié qui comprend un autel baroque en plomb et bois doré dessiné par Pierre-Joseph Christophle et réalisé en 1756 par Jean-Baptiste Dupuis accompagné d'un retable bordé de colonnes torsadées qui a été placé à cet endroit en 1761. Jean-Baptiste Dupuis réalisa également la statue de Notre-Dame des Douleurs avec un glaive qui lui transperce le cœur et les statues de saint Marc et saint Jean l’Évangéliste, en haut du retable. Le sommet du retable doré est orné d'angelots. Sous la statue de la Vierge, se trouve un bas-relief en plomb doré représentant le Sacrifice de Melchisédech.

#### Chapelle Saint-Quentin
La première chapelle a été profondément modifiée en 1853 pour donner accès d'une part, du côté gauche, à un escalier à vis permettant d'accéder aux niveaux supérieurs, et d'autre part à une vaste chapelle appelée chapelle des catéchismes située sur le côté nord du chœur de la cathédrale. Les verrières de la chapelle Saint-Quentin contient des fragments de vitraux du XIIIe siècle représentant des scènes de la vie de la Vierge et de la vie de saint Léonard. Un tableau du XVIIIe siècle représente la Transfiguration.

#### Chapelle Saint-Jean-Baptiste
Cette chapelle a été construite en 1294. La première mention de sa dédicace à saint Jean-Baptiste date de 1392. Elle fut décorée de 1775 à 1779 par Jacques-Firmin Vimeux : lambris, confessionnaux, autel avec retable en haut-relief représentant saint Jean-Baptiste. La châsse en lave émaillée abrite des reliques de saint Antoine Daveluy, martyr de Corée. Une toile attribuée à Francesco Perezzoli représente la Mort de sainte Julienne Falconieri (vers 1687). La grille date de 1775.

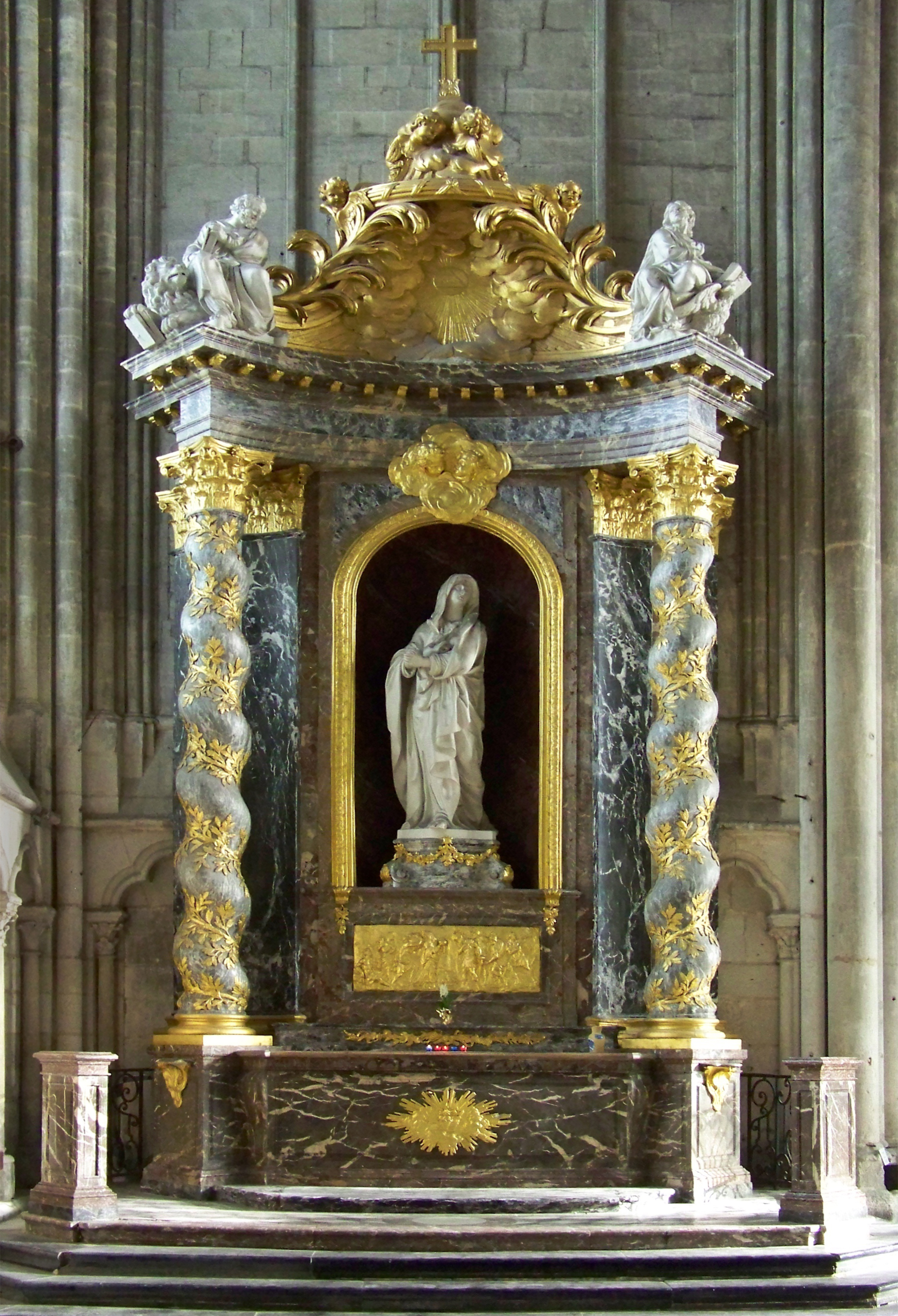
Chapelle Notre-Dame de Pitié : statue de la Vierge de douleur de Jean-Baptiste Dupuis.
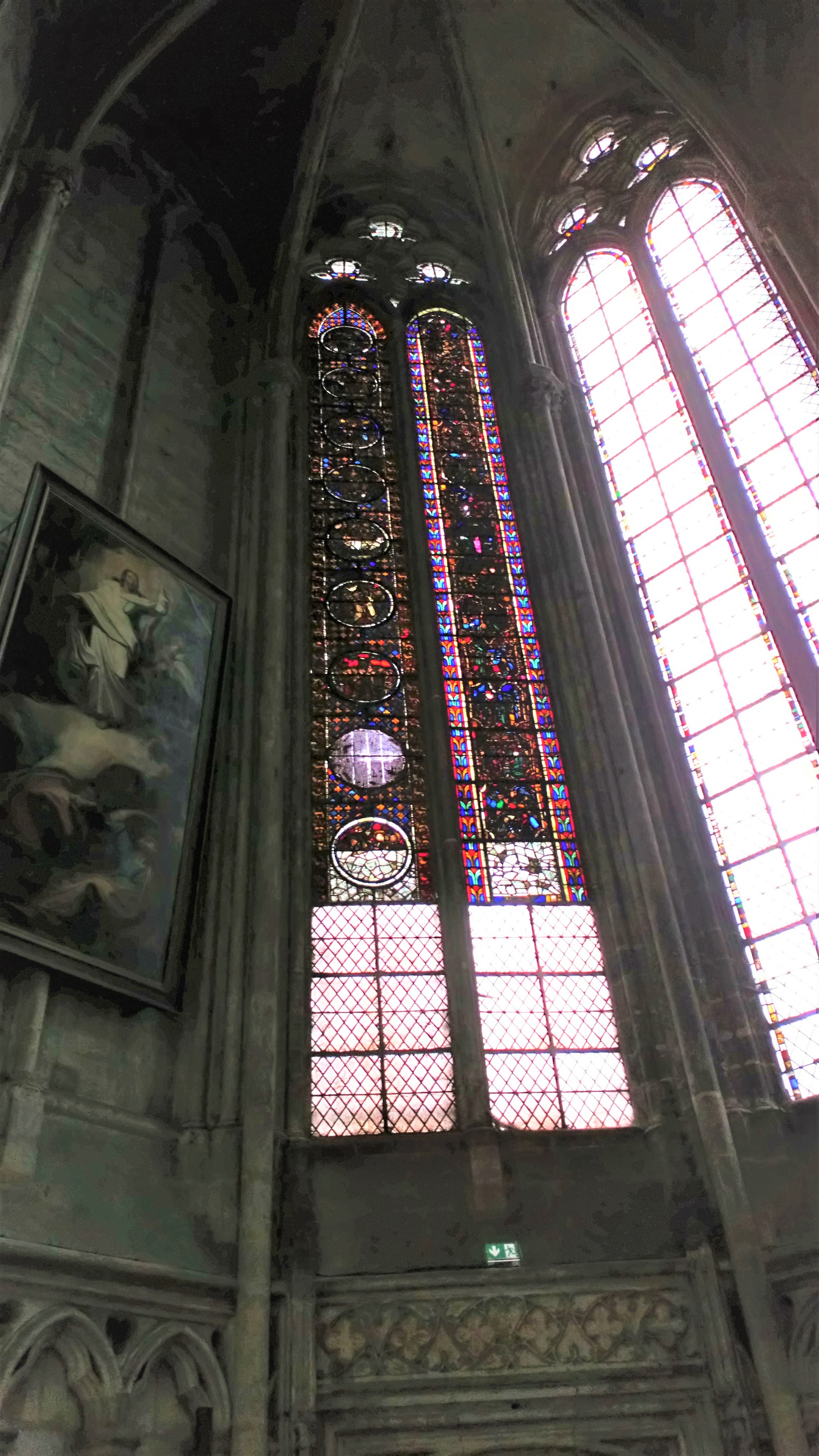
Chapelle Saint-Quentin.
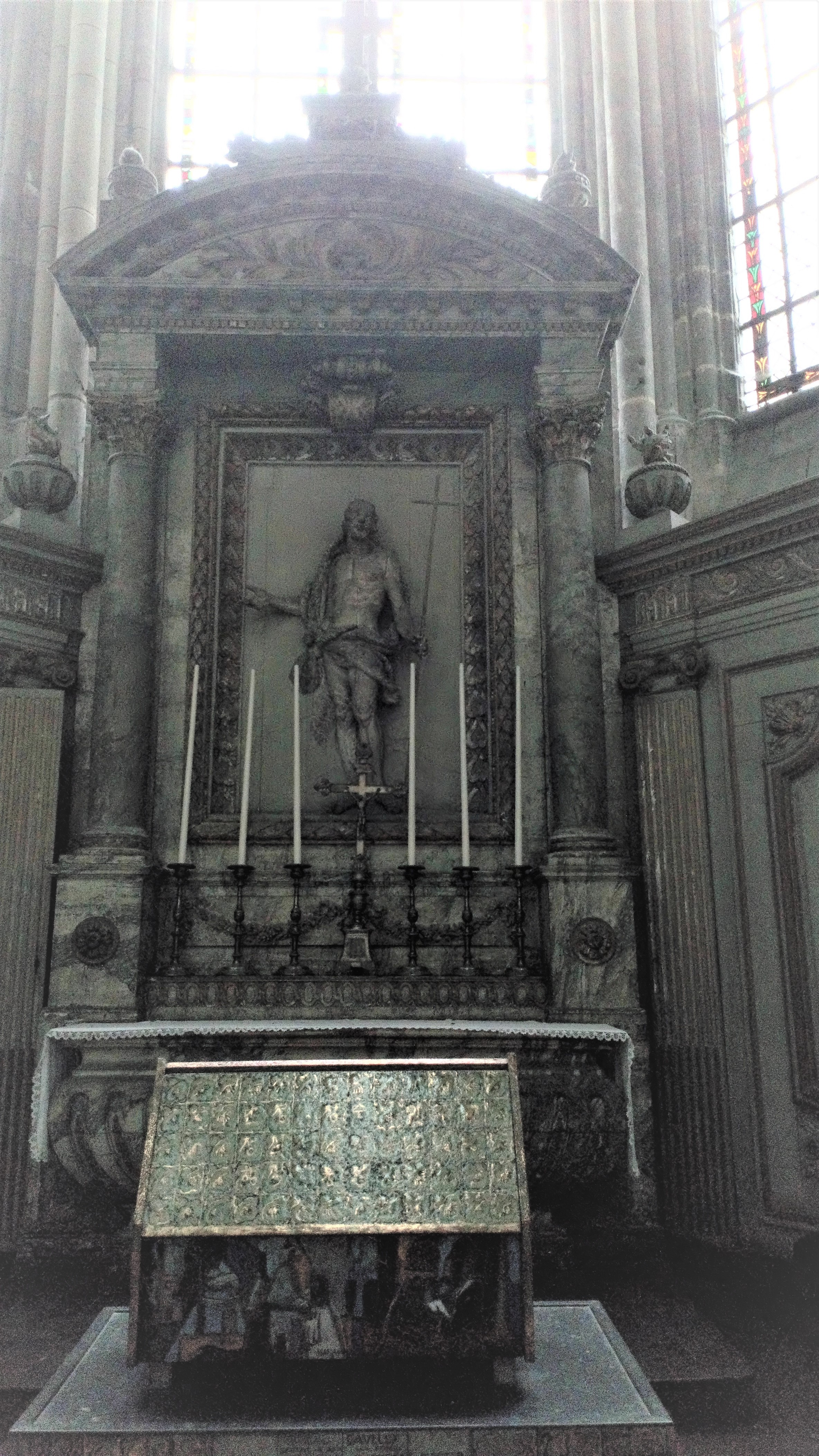
Chapelle saint Jean-Baptiste.
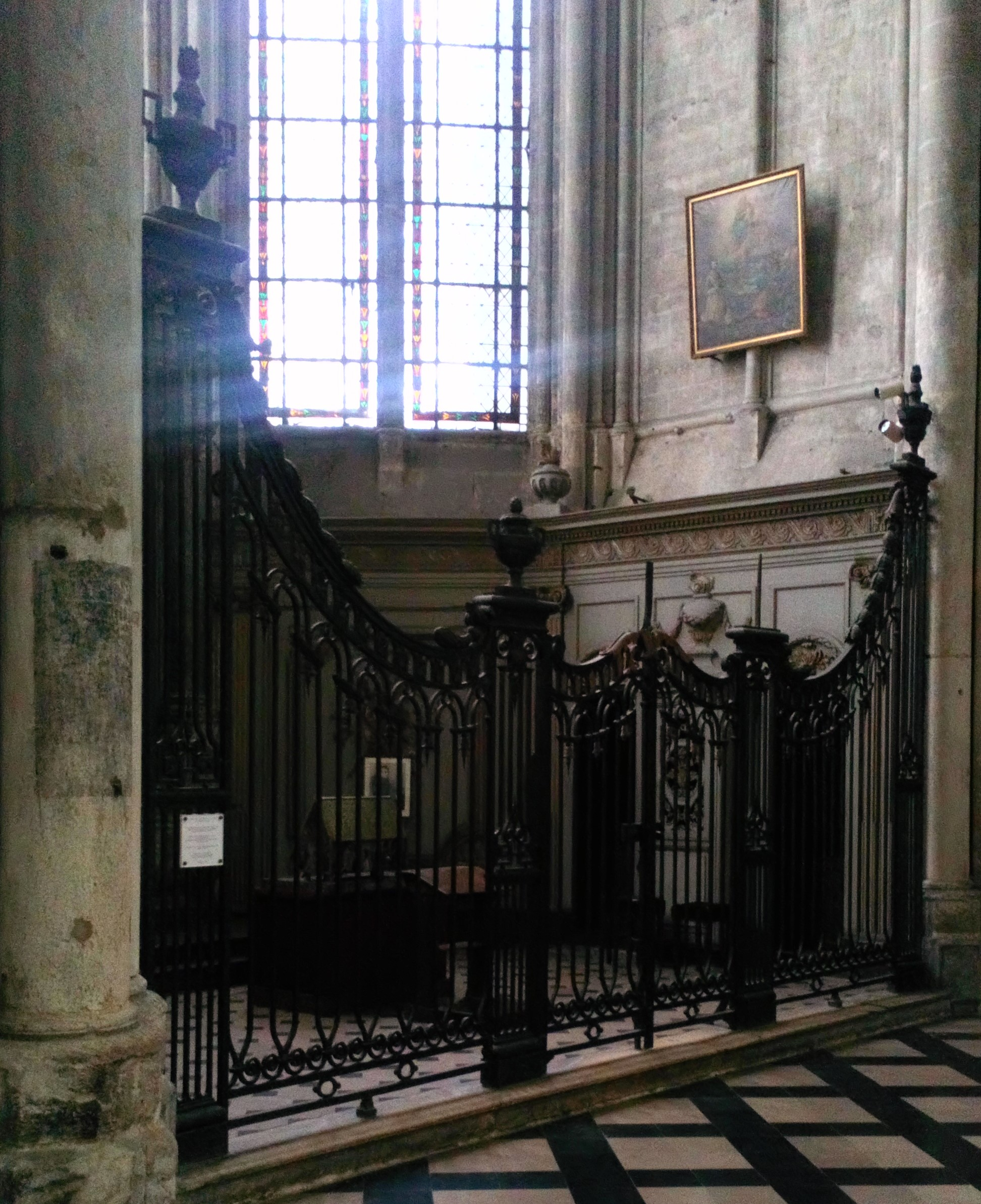
grilles de la chapelle saint Jean-Baptiste.

#### Chapelle Sainte-Theudosie
Cette chapelle construite vers 1240, était dédiée jusque 1853 à saint Augustin de Cantorbéry. C'est en 1853 que l'évêque d'Amiens, Antoine de Salinis, avec l'aide de [[Charles de L'
ier]], ramena de Rome les reliques provenant des catacombes, d'Aurelia Teudosia présumée Amiénoise. C'est pourquoi ils sont représentés sur l'un des vitraux. Napoléon III et l'impératrice Eugénie financèrent la restauration et l'ornementation de la chapelle dessinée par Eugène Viollet-le-Duc. L'autel et la châsse de sainte Theudosie, placée dans un tabernacle de style néogothique, furent réalisés par les frères Duthoit. Les peintures murales sont d'Alexandre Denuelle.
Les vitraux du bas à droite, ou vitraux des tisserands datent du XIIIe siècle. Les autres verrières furent réalisées par Alfred Gérente en 1854, on y reconnait Napoléon III et l'impératrice Eugénie, le pape Pie IX et l'évêque d'Amiens, de Salinis. On aperçoit aussi le château de Pierrefonds, en reconstruction à l'époque. La grille est due à un serrurier amiénois, Corroyer dit Dauphin.

#### Chapelle axiale
Cette chapelle absidiale est appelée chapelle Notre-Dame-Drapière ou chapelle de la petite paroisse. C'est la plus grande et la plus longue des chapelles absidiales (15,25 m de profondeur). Elle ressemble par son architecture à la Sainte-Chapelle de Paris, dont elle est contemporaine. Elle fut restaurée au XIXe siècle sous la direction d'Eugène Viollet-le-Duc.
Les travaux de restauration permirent de rendre visible deux monuments funéraires du XIVe siècle, les tombeaux de Simon de Gonçans, évêque d'Amiens et celui de Thomas de Savoie, chanoine du chapitre cathédral. Chacun de ces tombeaux repose sur un soubassement orné de pleurants sculptés en bas-relief. Ceux-ci sont parmi les plus anciens de France ; ils ont été restaurés au milieu du XIXe siècle par les frères Duthoit. Les gisants sont couchés sous une arcade surmontée d'un gable et d'une rangée de clochetons. Les deux tombeaux ont été classés monuments historiques au titre immeuble en 1862.
L'autel en pierre (1862) est l'œuvre de Louis Duthoit. Les peintures murales sont l'œuvre d'Achille Touzet (1859-1862). La statue de la Vierge à l'Enfant, en cuivre doré est l'œuvre de l'orfèvre Louis Bachelet

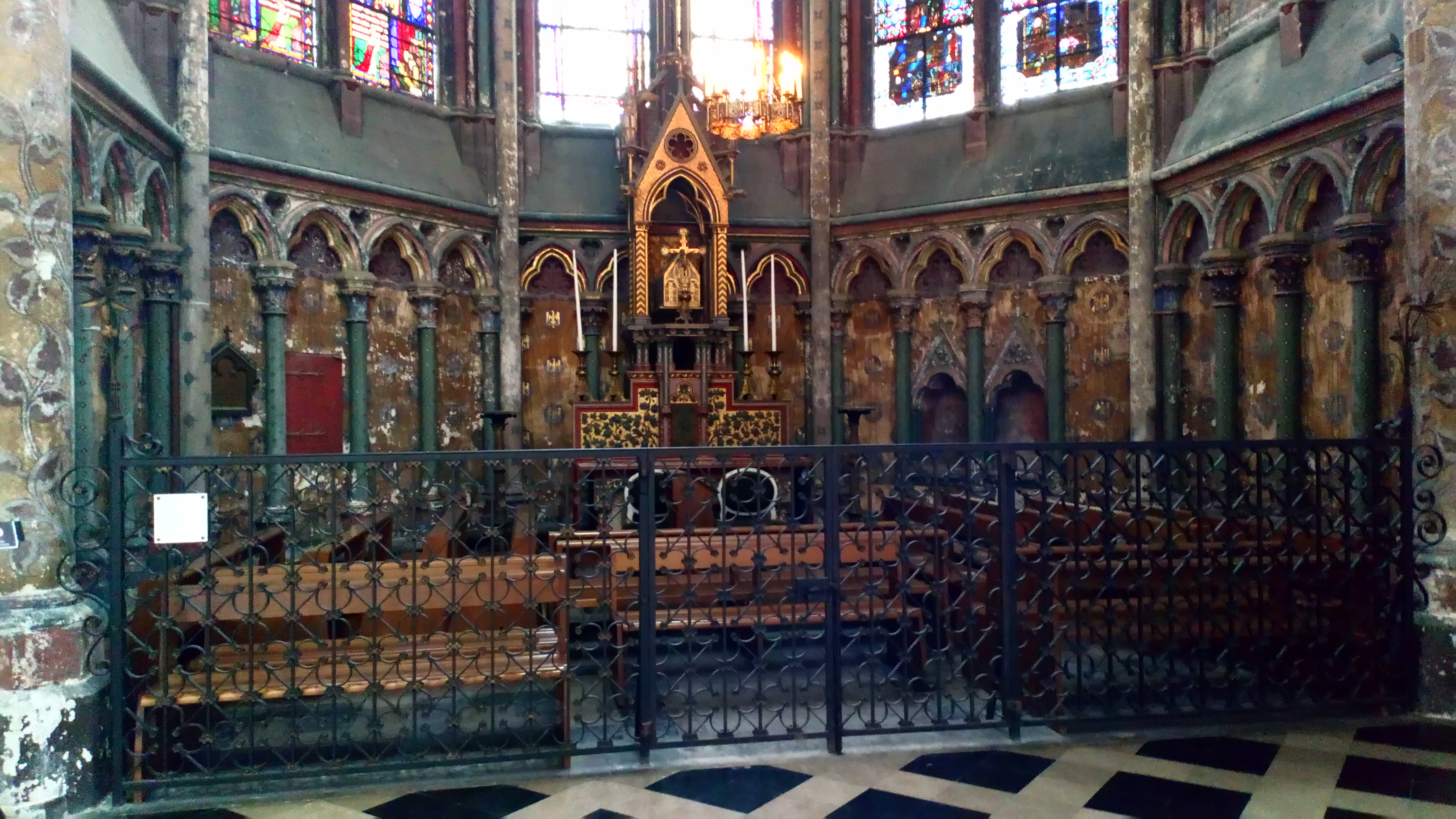
Chapelle Sainte-Theudosie.
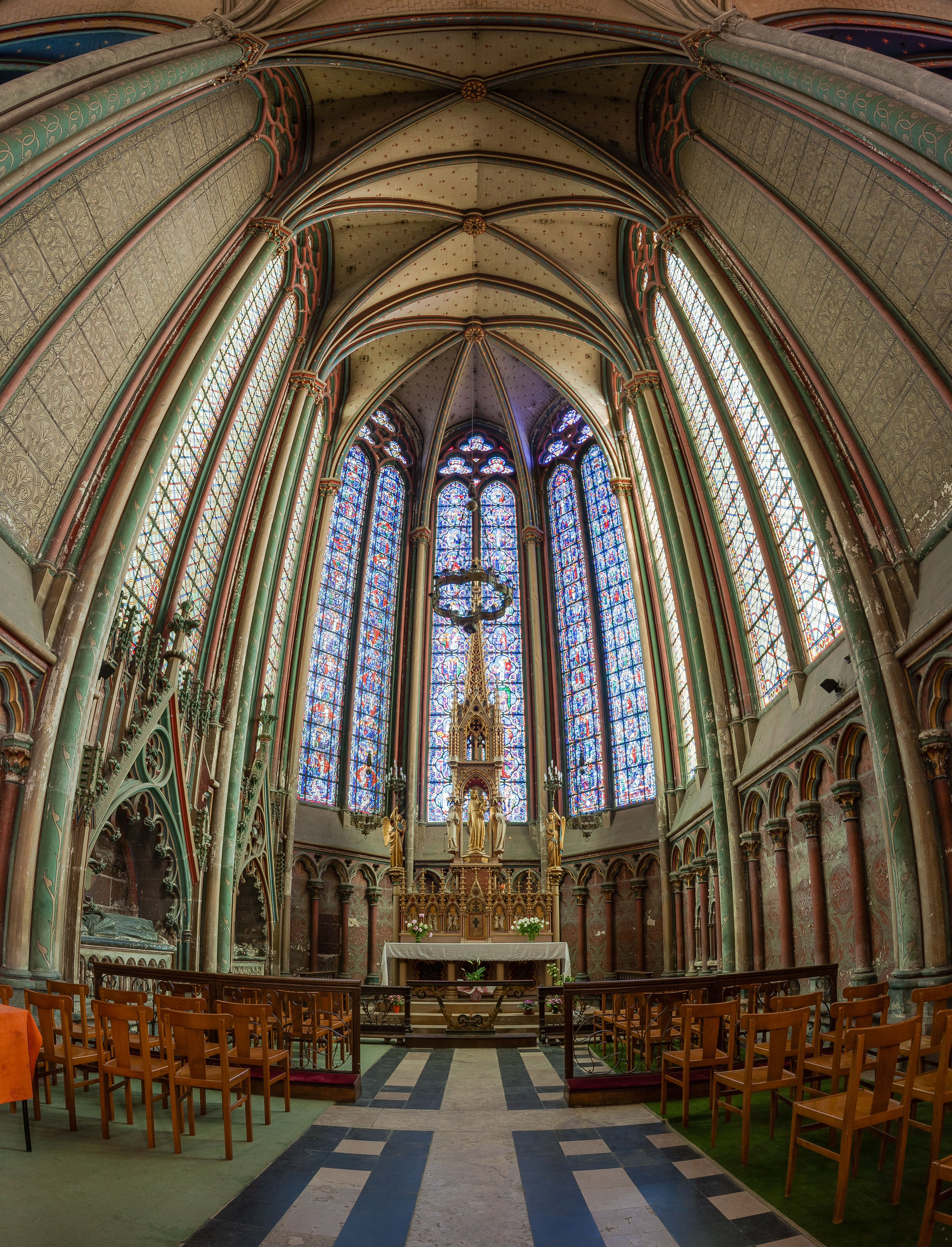
La chapelle axiale.
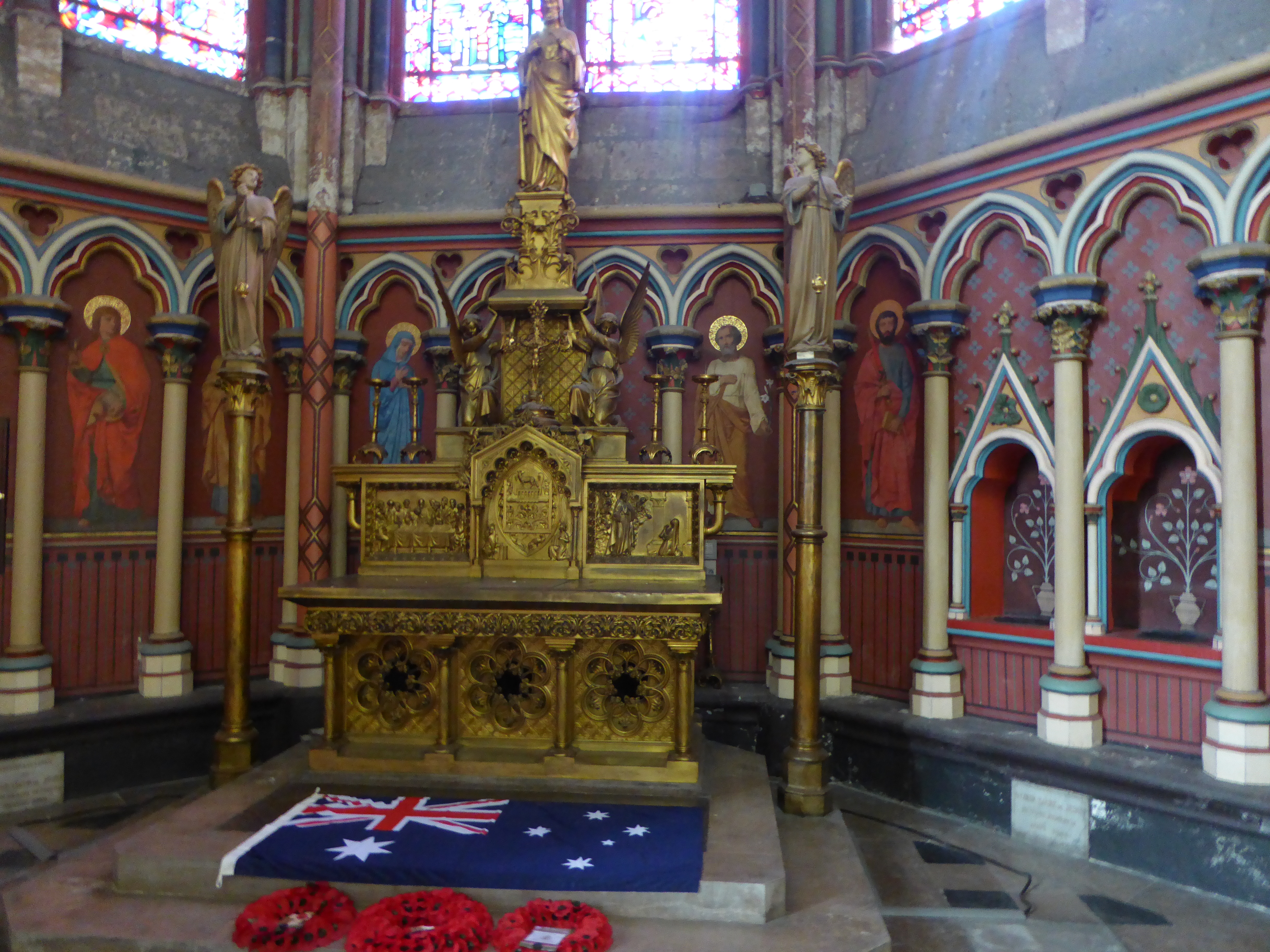
Chapelle du Sacré-Cœur.

#### Chapelle du Sacré-Cœur
Anciennement appelée chapelle de Saint-Jacques-le-Majeur, dont la cathédrale conservait une relique, construite vers 1240, elle était la chapelle de la confrérie des merciers. Elle changea de nom par la volonté de l'évêque d'Amiens, Boudinet qui voulut instaurer le culte du Sacré-Cœur pendant l'épidémie de choléra de 1866.
Le décor de la chapelle fut dessiné par Eugène Viollet-le-Duc en 1867-1869, le décor mural fut peint par Nicolle, les figures de saints : sainte Marguerite-Marie Alacoque, saint François de Sales, saint Thomas d'Aquin, saint Bernard, le chef de saint Jean-Baptiste, saint Jean-l’Évangéliste, saint Pierre, la Vierge Marie, saint Joseph, saint Paul, saint Augustin, saint Ignace de Loyola furent peints par Théodore Maillot, à Charles Louis Steinheil sont attribués, saint Firmin, sainte Marie-Madeleine, saint François d'Assise et sainte Thérèse d'Avila.
L'autel en bronze doré est l'œuvre de l'orfèvre parisien Placide Poussielgue-Rusand, les statues d'anges thuriféraires sont l'œuvre de Louis Duthoit, la statue de la Vierge à l'Enfant est due aux Frères Duthoit. Les vitraux ont été réalisés en 1932-1933 par Jean Gaudin sur des cartons de Jacques Le Breton. Les grilles sont l'œuvre de Lequest-Bellette.
Dans cette chapelle, sont suspendus les drapeaux des pays alliés ayant combattu pour la défense d'Amiens en 1918 (Royaume-Uni, Canada, Australie, Nouvelle-Zélande, Afrique du Sud, États-Unis). Les peintures de la chapelle a été restaurée en 2009-2010.

#### Chapelle Saint-François d'Assise
Anciennement chapelle saint Nicaise, chapelle de la corporation des drapiers et des drapiers-chaussetiers fut décorée de 1775 à 1779 par Jacques-Firmin Vimeux. Un autel avec retable avec bas-relief représentant saint François d'Assise, des confessionnaux, des lambris au décor en bas-relief doré, des panneaux peints du XVIIe siècle représentant l'Adoration des mages composent le décor.
Les vitraux sont composés de fragments du XIIIe siècle auxquels ont été intégrés des vitraux de Jeannette Weiss-Grüber en 1991. On y reconnait l'Arbre de Jessé des scènes de la vie de la Vierge, de l'enfance et de la Passion du Christ.
Une toile réalisée par le peintre François Léon Benouville représente saint François d'Assise, transporté mourant à Sainte-Marie des Anges, bénit la ville d'Assise. Les grilles datent de la fin du XVIIIe siècle.

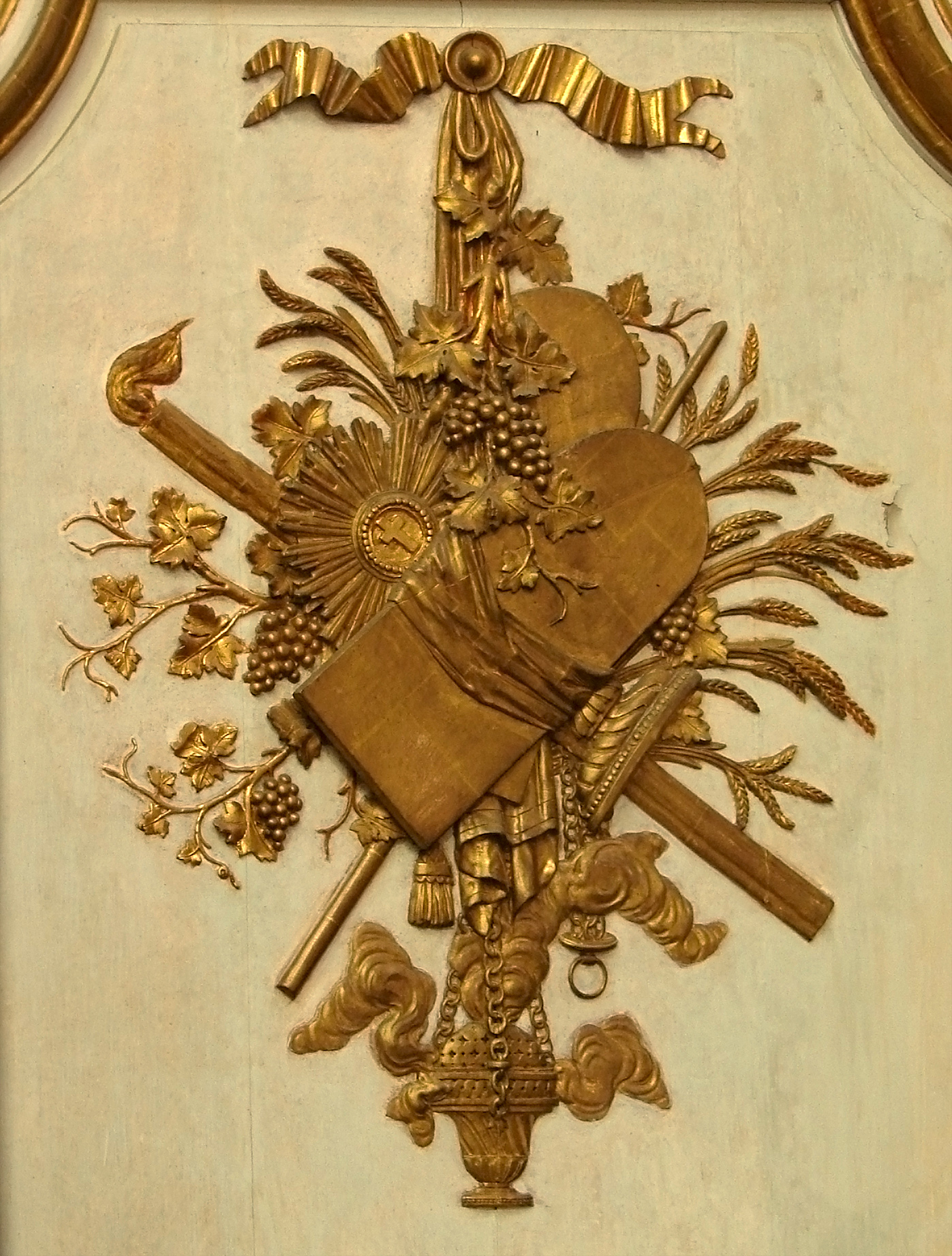
Chapelle Saint-François d'Assise, lambris du retable.
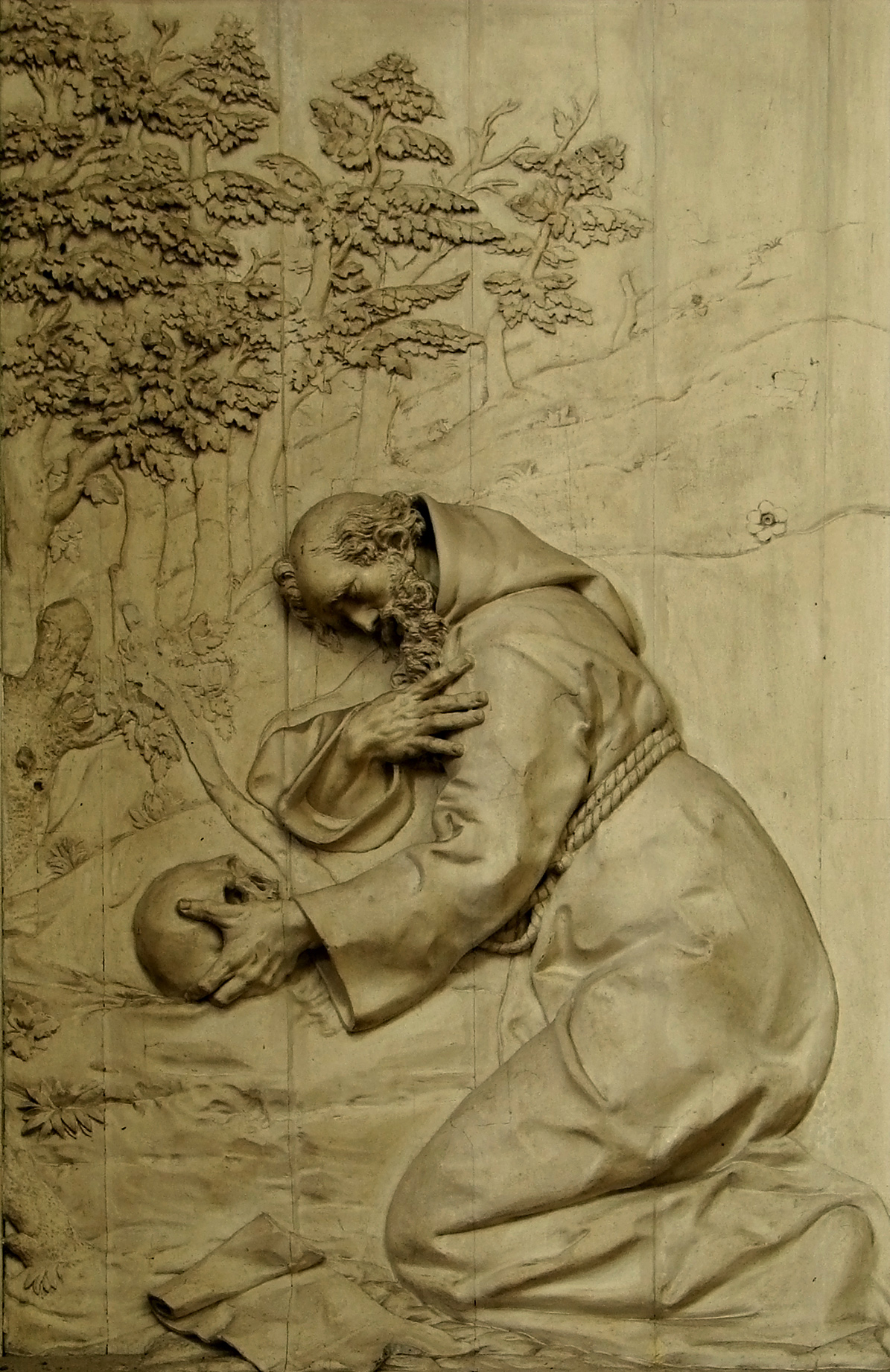
Chapelle Saint-François d'Assise, saint François en bas-relief.
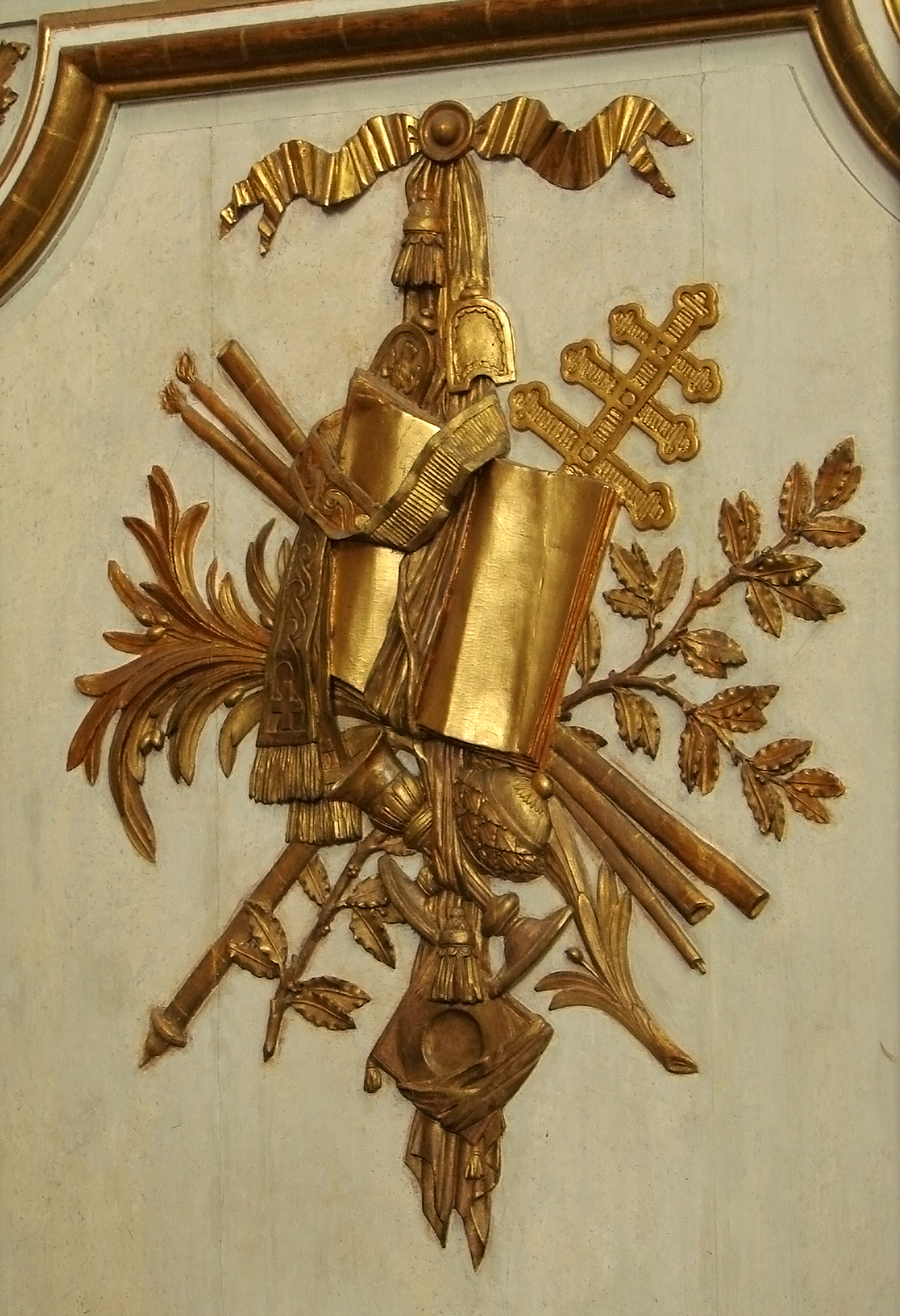
Chapelle Saint-François d'Assise, lambris du retable.
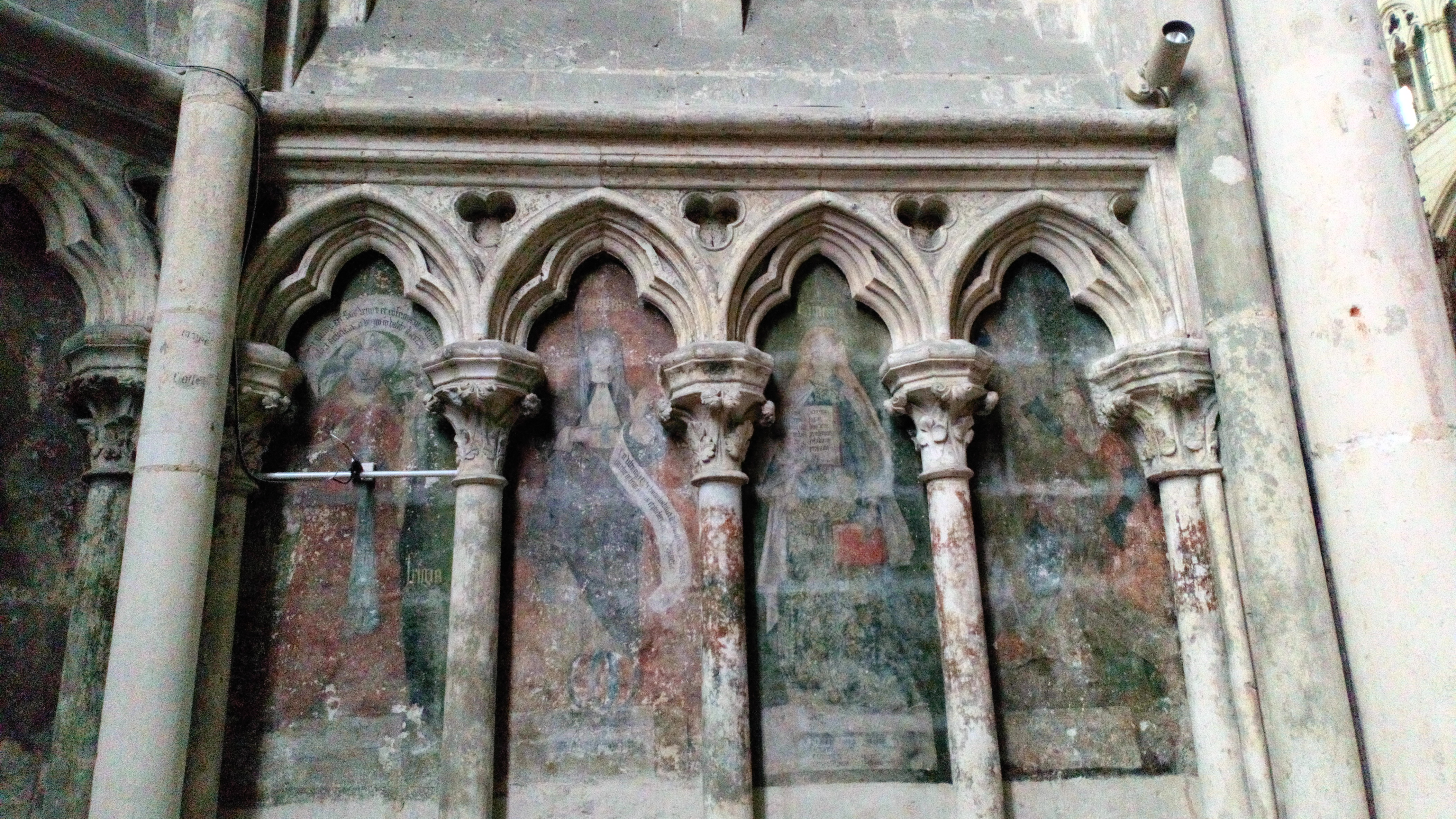
Chapelle Saint-Eloi, Les Sibylles.

#### Chapelle Saint-Éloi
Cette chapelle construite en 1243 fut réaménagée en 1853 pour permettre l'accès à la chapelle des Maccabées et à la salle du trésor. Sur ses murs ont été peintes des représentations picturales des sibylles, lesquelles ne sont pas des personnages chrétiens, mais de l'Antiquité grecque, des prêtresses d'Apollon pratiquant la divination et la prophétie. C'est le doyen du chapitre cathédral, Adrien de Hénencourt qui les fit peindre en 1506. Les huit sibylles représentées sont Agrippa, de Cume, Érythrée, Europa, Libyque, Persique, Phrygie, Tiburine, elles sont attribuées au maître d'Antoine Clabaut. Restaurées en 1853 et en 1977, ces sibylles sont représentatives de la peinture du début du XVIe siècle en France. Des fragments de vitraux du XIIIe siècle relate la vie de saint Éloi. Une toile de Jean de Francqueville représente saint Domice et sainte Ulphe (1895).

#### Chapelle Saint-Joseph
À l'extrémité sud du déambulatoire extérieur, cette chapelle créée en 1291 sous le nom de Notre-Dame-Anglette était celle des chapelains et de la compagnie des grands arquebusiers. Elle prit ensuite le nom de chapelle saint Charles Borromée puis elle fut dédiée, en 1832 à saint Joseph. L'autel en marbre avec des ornements en plomb et bois doré représentant les Israélites recueillant la manne céleste surmonté d'un retable baroque à colonnes torsadées dessinés par l'architecte Pierre-Joseph Christophle et réalisés par Jean-Baptiste Dupuis en 1756. Le retable, richement orné, est surmonté à droite d'une statue de l'apôtre saint Mathieu, et à gauche d'une statue de saint Luc. Une statue de saint Joseph, due à Louis Duthoit a été placée au centre du retable, en 1833.

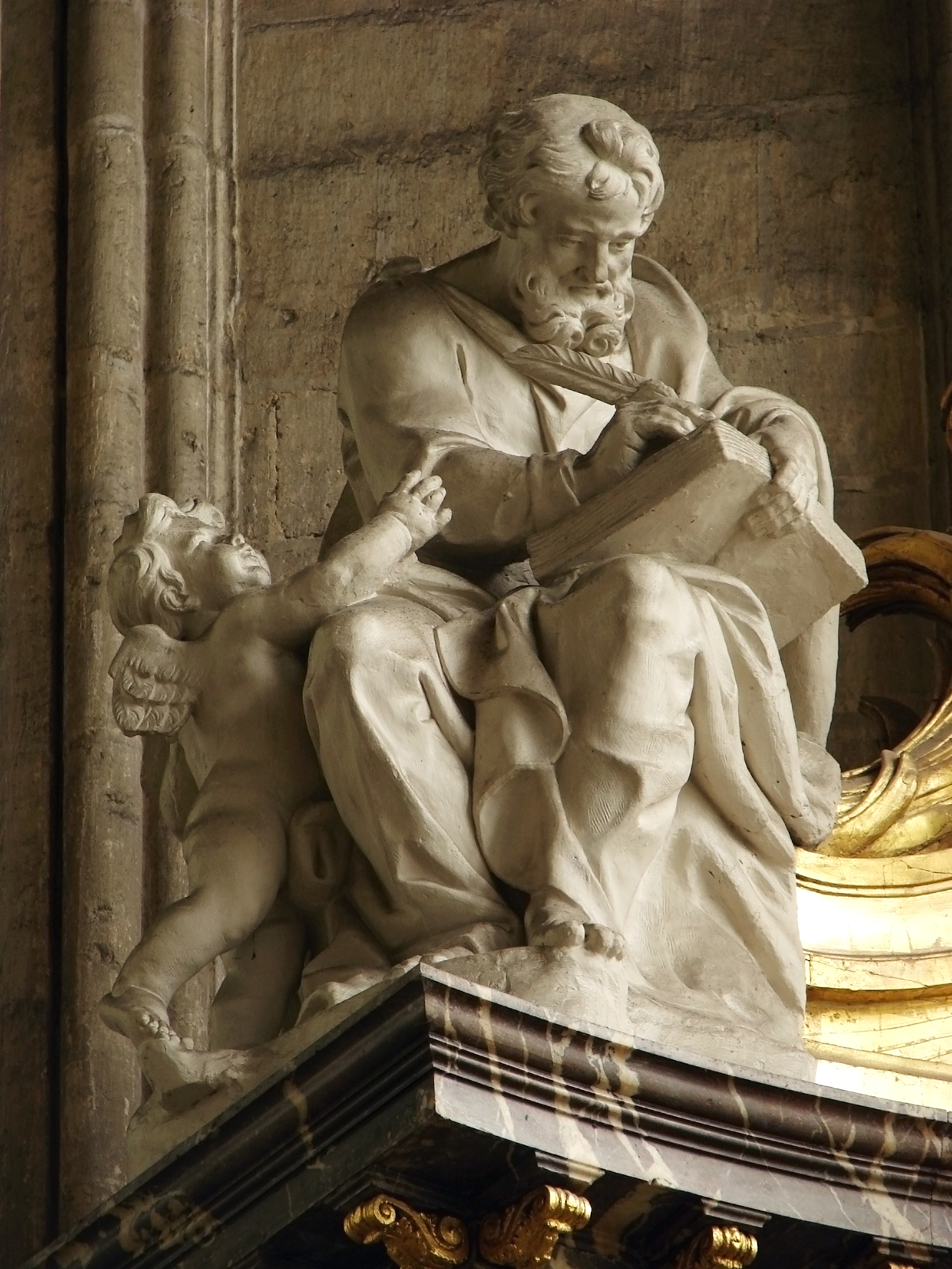
La statue de saint Matthieu, accompagné de son ange symbolique, orne le sommet gauche du retable de saint Joseph.
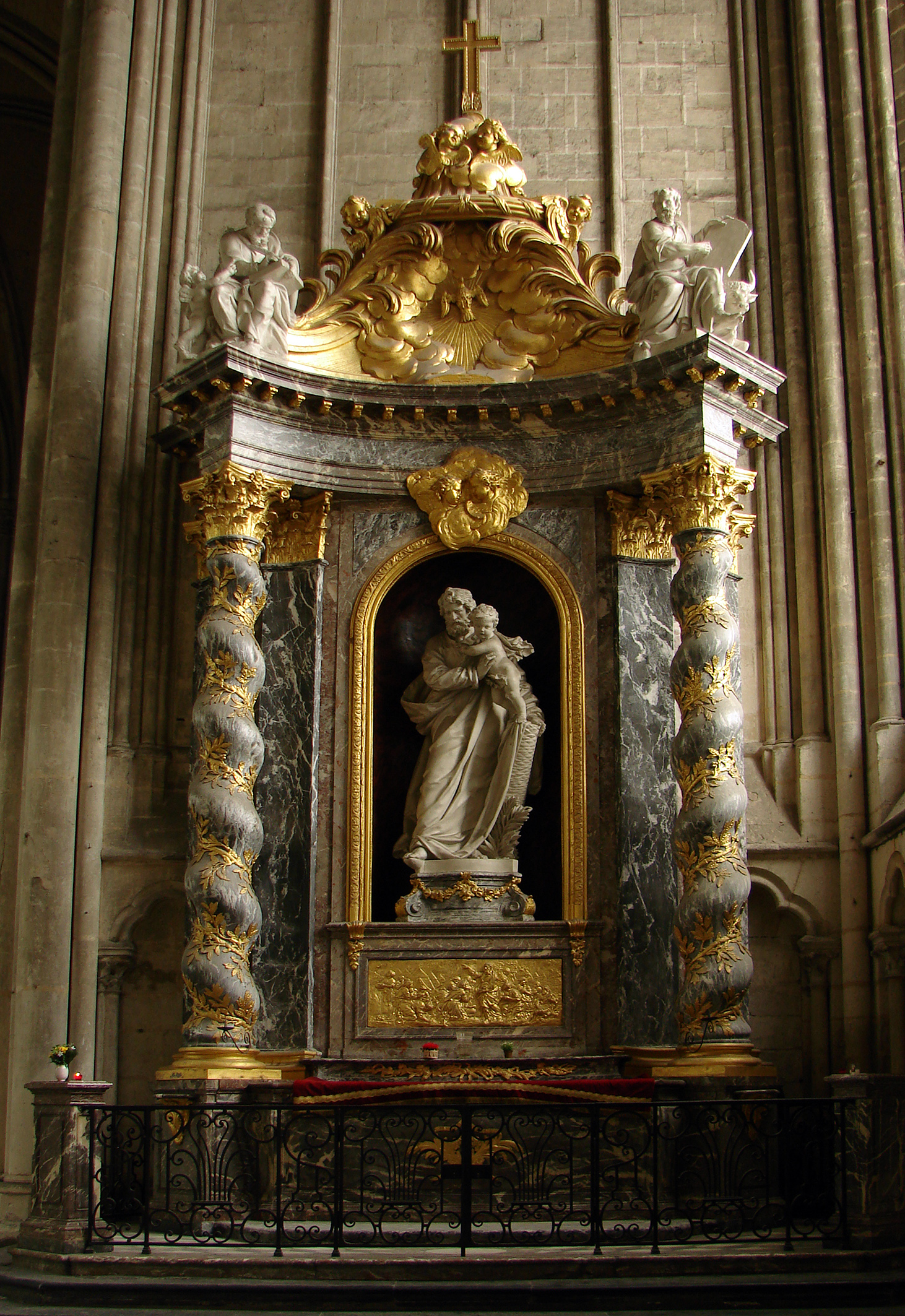
Le retable baroque surmontant l'autel de la chapelle saint Joseph. Au centre, la statue du saint est due à Aimé et Louis Duthoit.
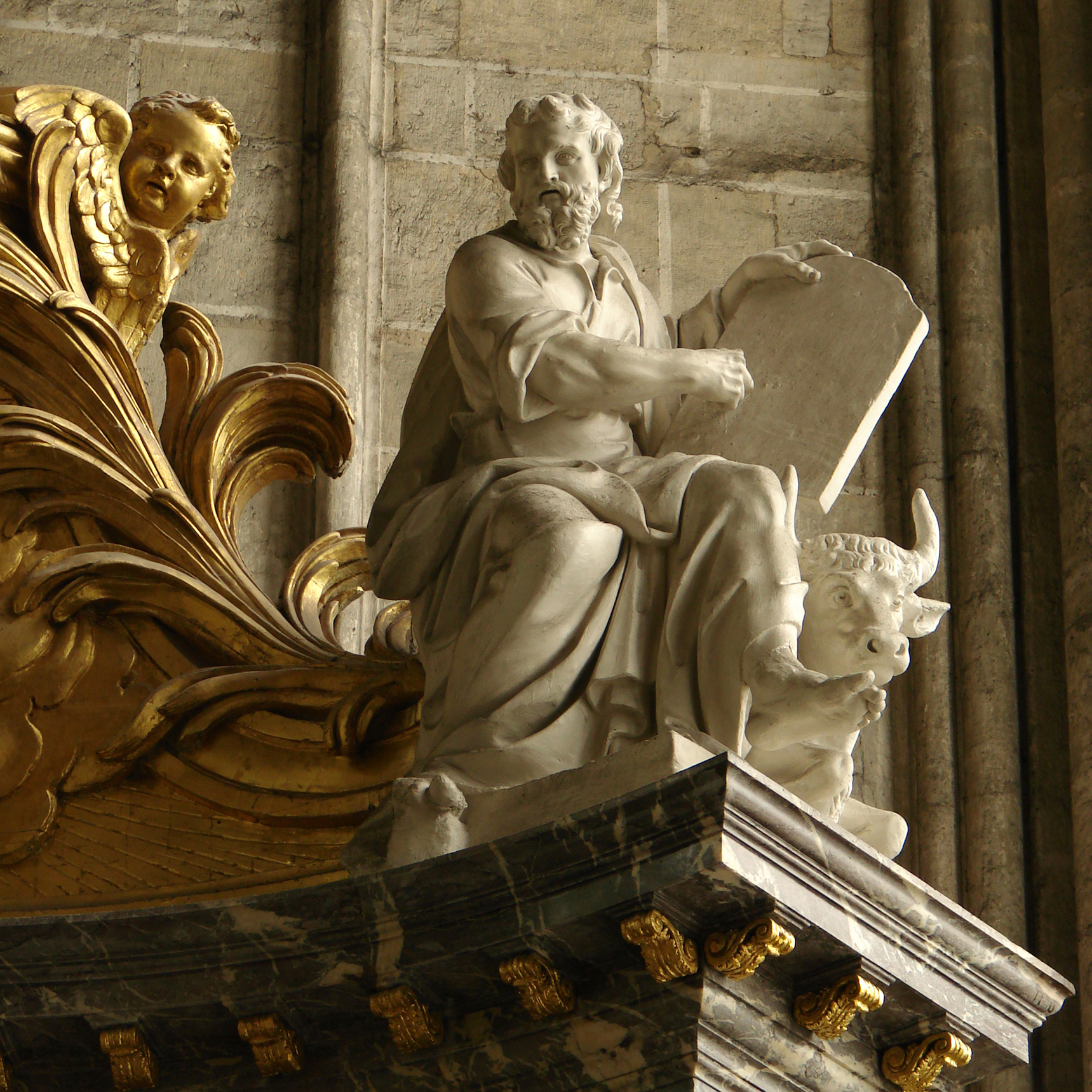
Chapelle saint Joseph : statue de saint Luc avec son bœuf symbolique, au sommet droit du retable.

### Le transept

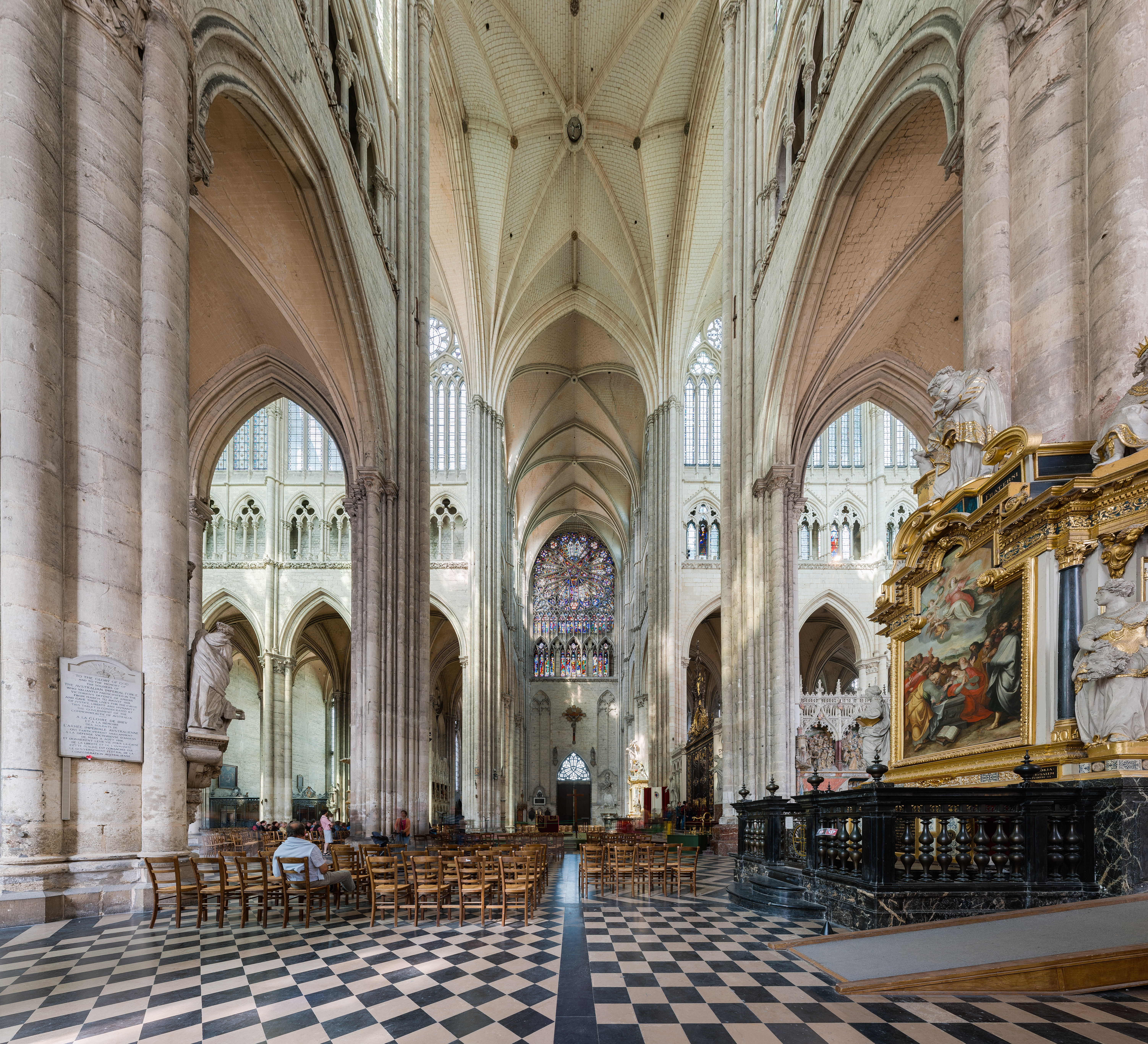
Le transept et la verrière nord avec sa rosace.

Les deux croisillons du transept comportent chacun trois travées et deux collatéraux, l'un à l'ouest, l'autre à l'est. L'élévation du transept est à trois niveaux, comme la nef et le chœur : grandes arcades donnant sur les collatéraux, triforium à claire-voie, et fenêtres hautes.
Chaque croisillon est éclairé par une grande verrière dotée d'une rosace, verrière qui occupe la partie supérieure du mur de fond, et qui surmonte une claire-voie de cinq arcades. Cette claire-voie correspond à la paroi externe du triforium. La rosace du croisillon sud appelée Rose du ciel est flamboyante, tandis que celle du croisillon nord ou Rose des vents est rayonnante.
À l'extérieur, les deux croisillons sont soutenus, comme la nef et le chœur, par deux séries (l'une à l'est, l'autre à l'ouest) de trois arcs-boutants ajourés, de même type que ceux du chœur et du chevet.
Le transept de la cathédrale est lui aussi richement décoré. Dans le croisillon nord du transept, se trouve le monument funéraire de l'évêque Pierre Sabatier édifié en 1748.

#### Sculptures du croisillon nord, le Temple de Jérusalem
Dans le croisillon nord se trouvent les fonts baptismaux datant des XIe siècle ou XIIe siècle. Ils ont la forme d'une longue cuve en pierre de forme parallélépipédique que supportent cinq colonnettes quadrangulaires de pierre calcaire décorés de fleurs ciselées, ces colonnettes datent du XIIIe siècle. La cuve est donc antérieure aux colonnettes, elle est recouverte de plomb à l'intérieur et fermée par un couvercle en bois. À chaque angle est sculpté, en bas-relief, un personnage, deux ont pu être identifiés : les prophètes Joël et Zacharie. Cette cuve baptismale proviendrait de l'ancienne cathédrale romane, sa taille indiquerait son usage premier, le baptême par immersion auquel on substitua par la suite le baptême par infusion pour lequel il fut nécessaire de surélever la cuve.
Du côté gauche (occidental) de ce croisillon, on peut voir une série de quatre niches en pierre de style flamboyant, sculptée sur le modèle de l'ancienne clôture du chœur de la même époque. On y a sculpté des scènes, peintes et dorées, se déroulant dans les quatre parties du Temple de Jérusalem :
- dans la première niche, on voit Jésus dans l'Atrium du Temple s'avançant parmi les marchands sur une banderole est inscrit : « Enlevez tout cela d'ici, ne faites pas une maison de trafic, dans la maison de mon père. » ;
- la deuxième scène se déroule dans le Tabernaculum et montre encore Jésus au milieu des marchands. À l'intérieur du Temple, le corps d'un agneau est brûlé sur l'autel des holocaustes ;
- dans la partie du Temple, appelée le Saint, deux prêtres encensent un autel, et sur une table sont empilés douze pains ;
- enfin la quatrième niche abrite une scène se déroulant dans le Saint des Saints : le Grand Prêtre encense l'Arche d'alliance.

#### Sculptures du croisillon sud, la légende de Jacques-le-Majeur
Dans quatre niches en pierre sculptées, de style de flamboyant relate la légende de saint Jacques-le-Majeur et du magicien Hermogène, inspirée de La Légende dorée de Jacques de Voragine. Le chanoine Guillaume aux Cousteaux, mort en 1511 en finança la réalisation. Elles se composent ainsi :
- Philetus envoyé par le mage Hémogène pour confondre saint Jacques, écoute sa prédication ;
- Philetus est frappé d'un sortilège par Hermogène pour s'être converti au christianisme, il est délivré grâce à l'imposition du manteau de Jacques-le-Majeur ;
- Saint Jacques donne l'ordre aux diables invoqués par Hermogène de le garrotter ;
- Hermogène est délivré et pardonné.

La légende rédigée en vers français est en grande partie effacée. Les sculptures de ces niches sont de même style que celles du croisillon nord mais montent une évolution marquée vers la Renaissance.

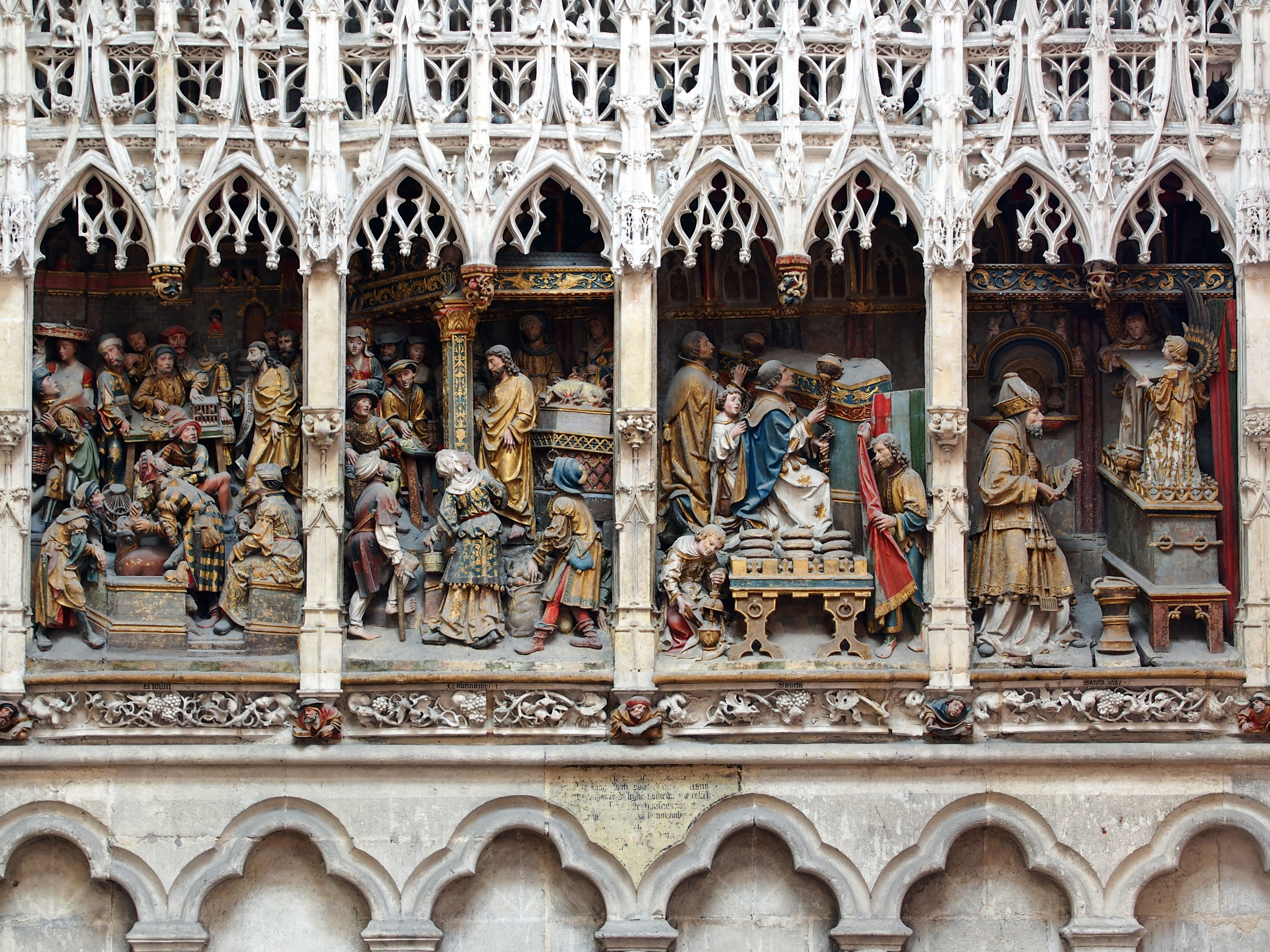
Haut-relief représentant Jésus et les marchands du Temple de Jérusalem
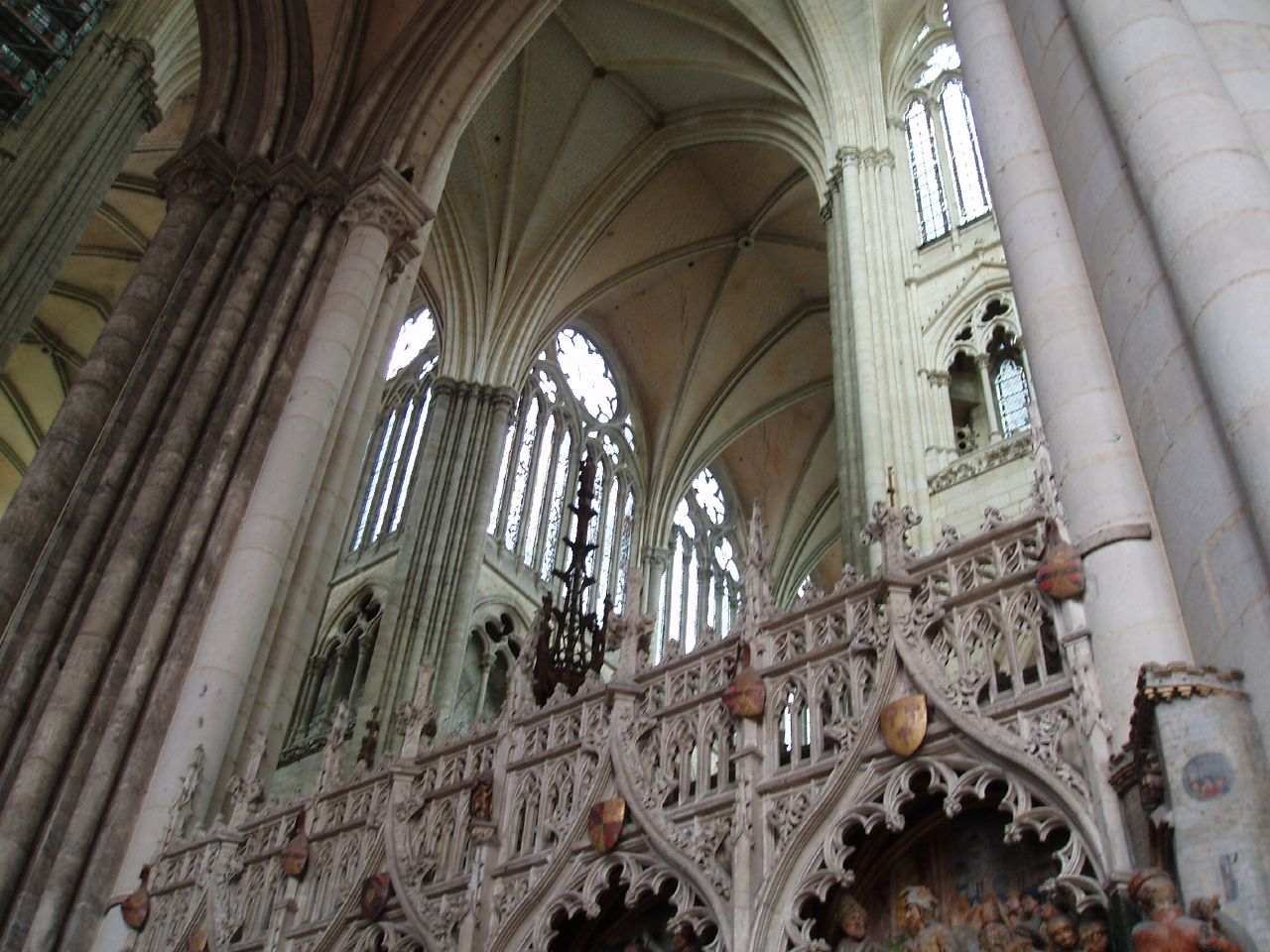
Vue de la croisée du transept et du départ du croisillon nord, prise depuis la partie sud du déambulatoire du chœur.
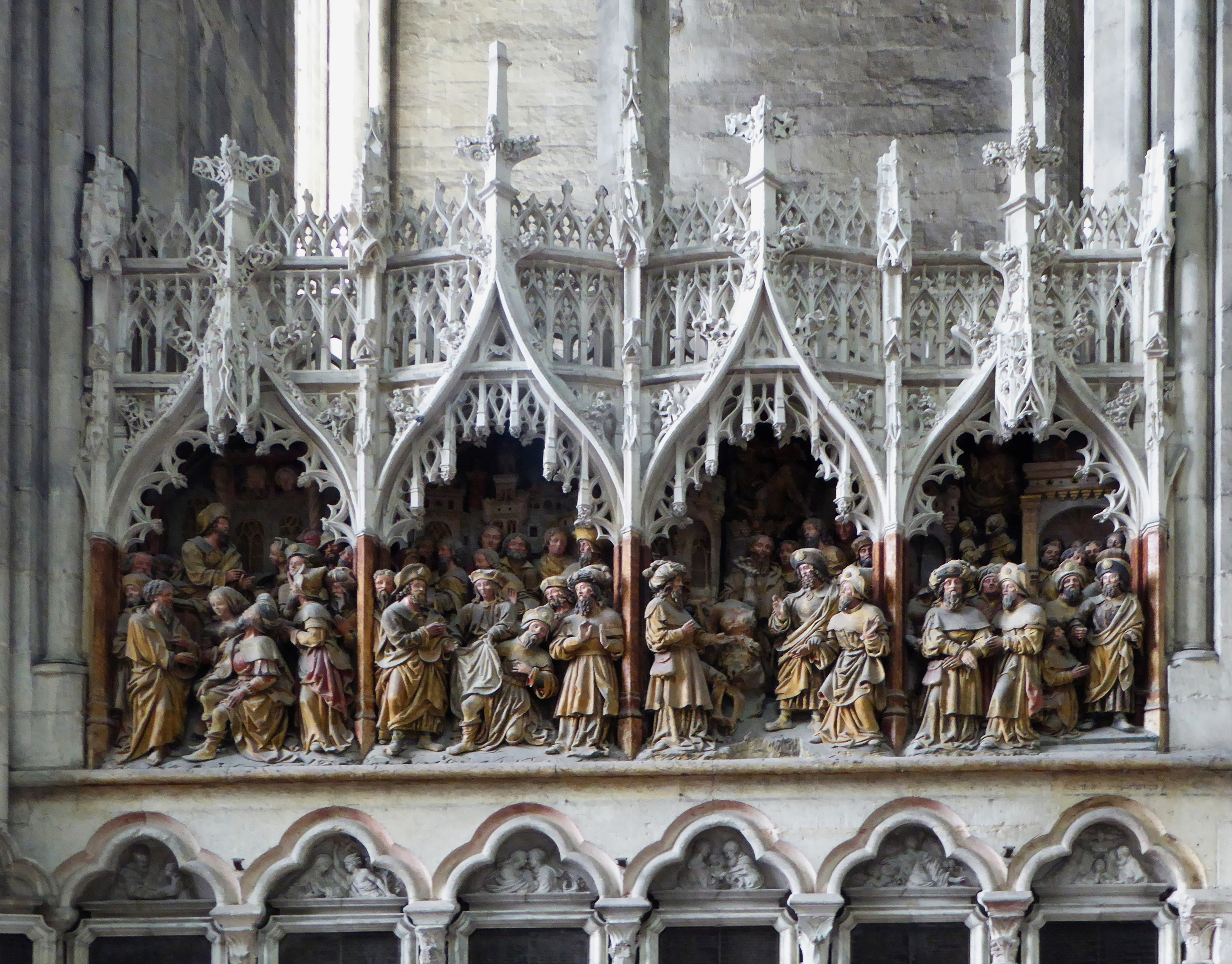
Haut-relief représentant la légende de saint Jacques le Majeur

#### Chapelle Saint-Jean-du-Vœu
Situé dans le croisillon nord, la chapelle construite en 1291 était dédiée à saint Pierre. Elle fut réaménagée en 1709-1711 selon le vœu de François Faure, évêque d'Amiens, lors d'une épidémie de peste en 1668. Sa nouvelle appellation fait référence au vœu de l'évêque et à saint Jean-Baptiste. Le monument funéraire de François Faure, évêque d'Amiens a été réalisé par Jean-Baptiste Duquet, en 1687.
La décoration de la chapelle fut exécutée par François Cressent et son fils Charles sur les dessins de l'ébéniste Alexandre-Jean Oppenord, en 1709-1710. Le bas-relief du retable, en marbre et en plomb, représentant l'Exaltation de la sainte croix (1780) est l'œuvre de Jean-Baptiste Carpentier. Il est surmonté d'un fronton semi-circulaire dans lequel a été placée une statue représentant un ange doré prenant son envol, une épée à la main. Cette épée symbolise le martyre de saint Jean-Baptiste. De part et d'autre de l'autel, ont été placées les statues de saint Firmin et de saint François de Sales réalisées par Jean-Baptiste Poultier, en 1709-1711. Les grilles ont été réalisées de 1742 à 1744 par Claude Badaroux et Jean Veyren.

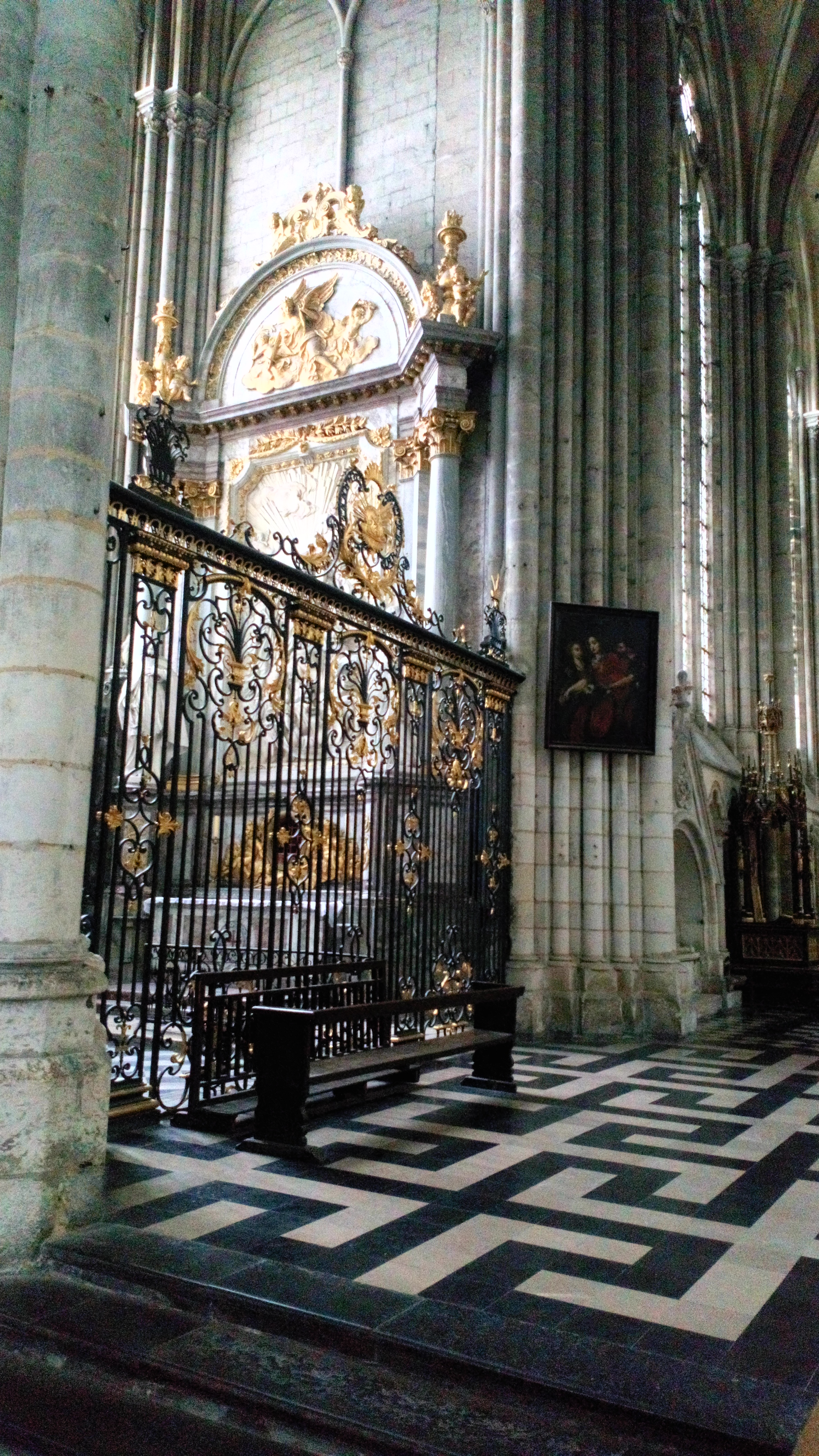
Chapelle Saint-Jean du Vœu, grilles.
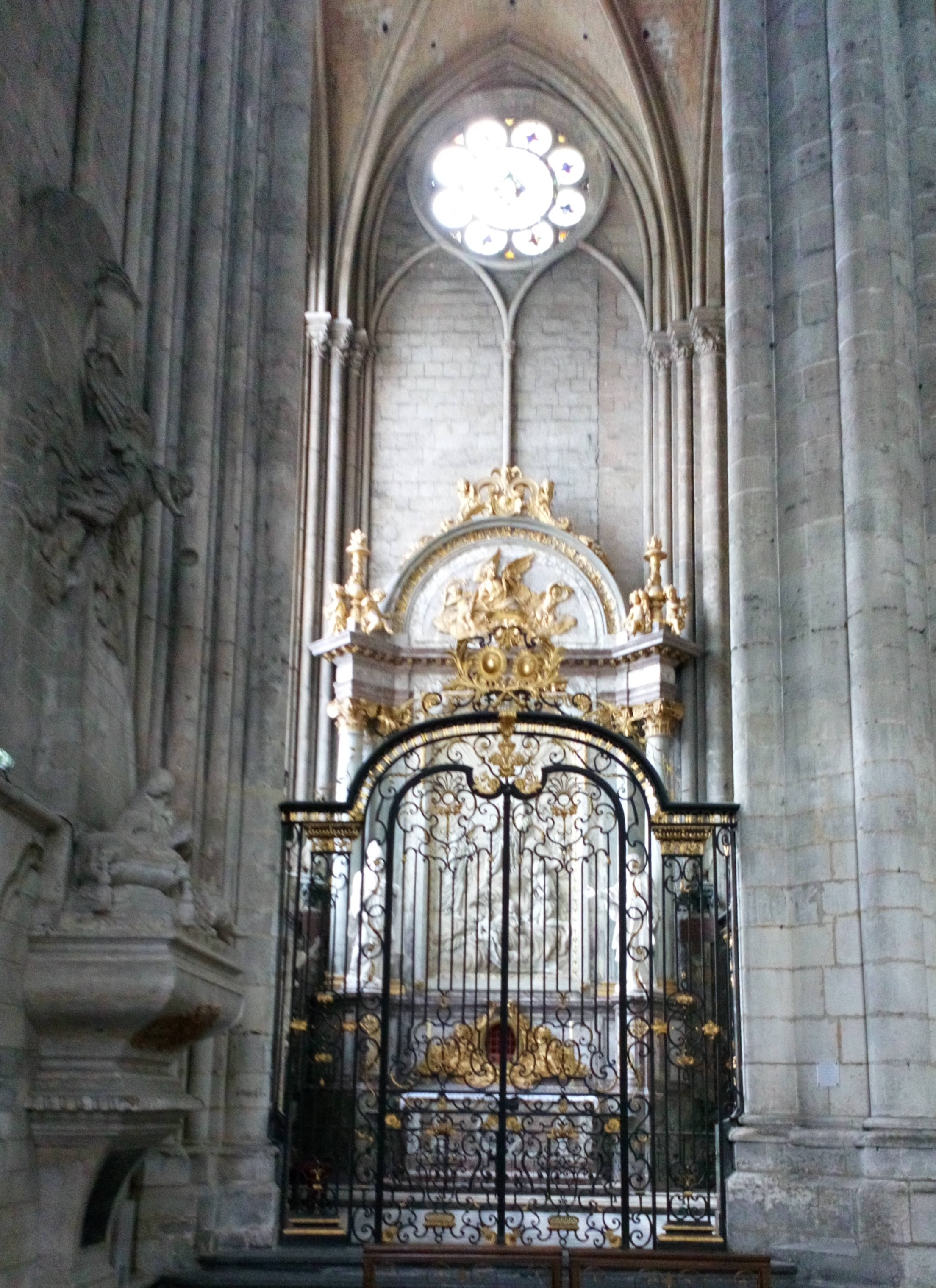
Chapelle Saint-Jean du Vœu, grilles.
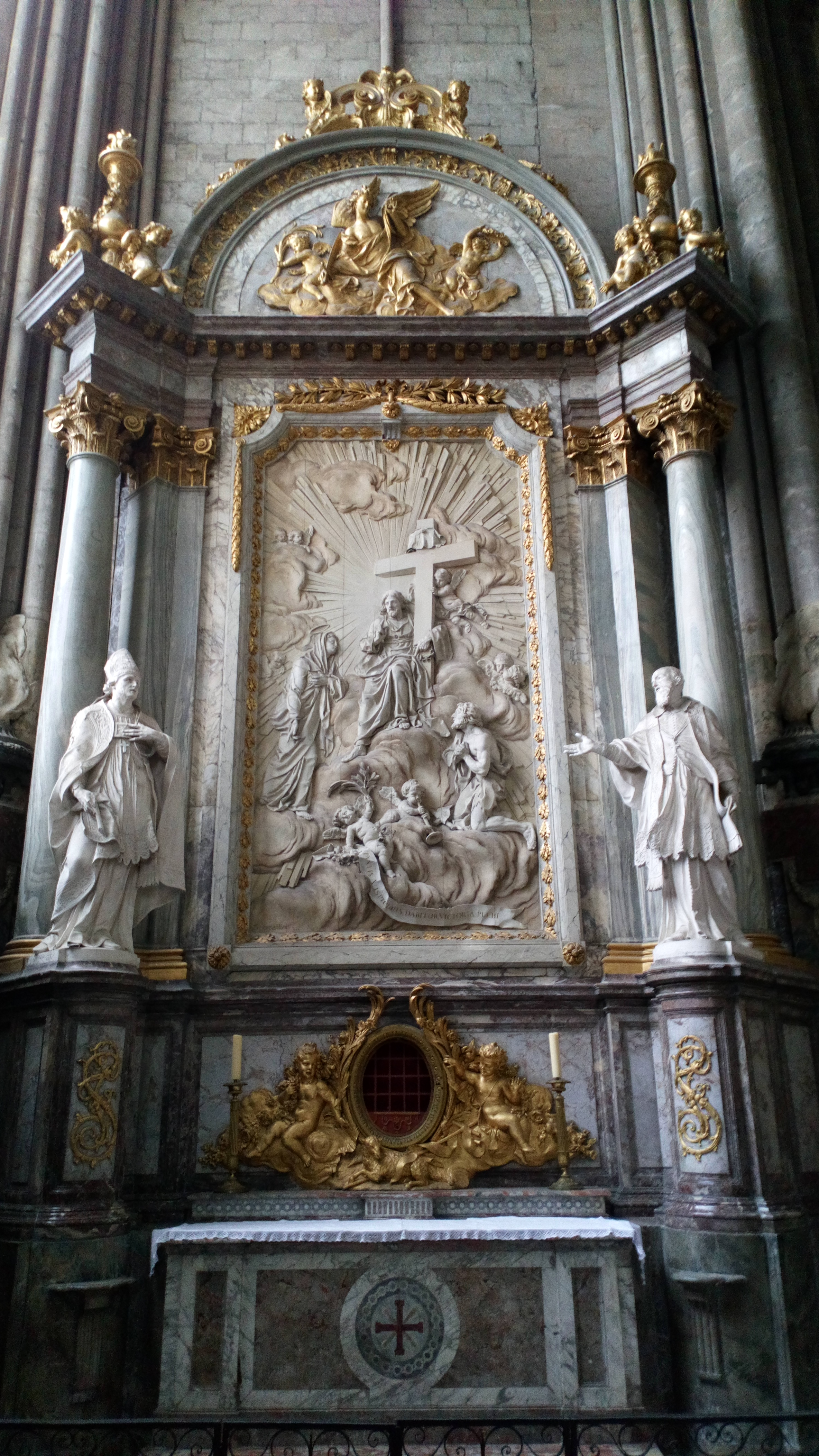
Chapelle Saint-Jean du Vœu, retable.
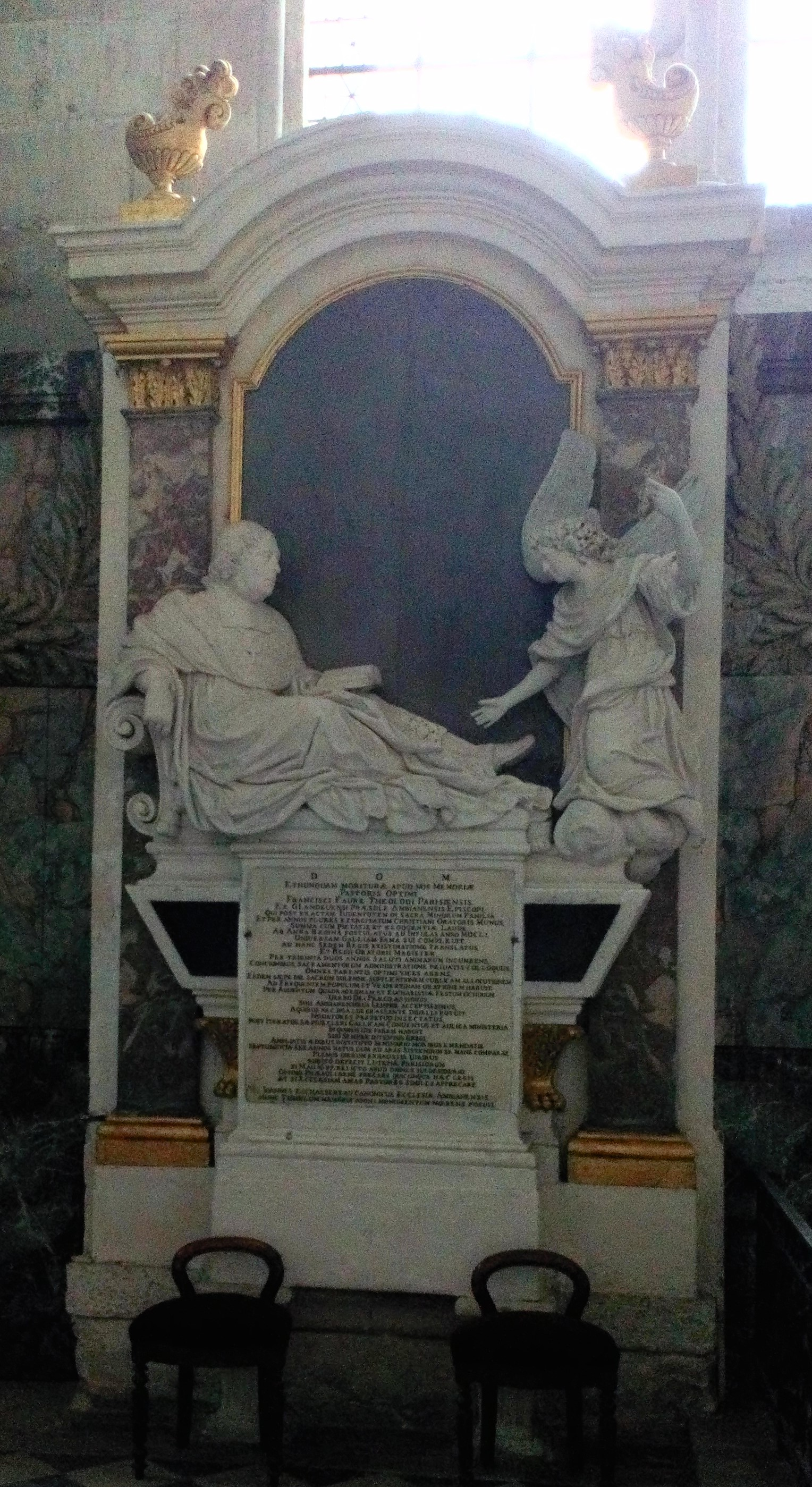
Monument funéraire de François Faure.

#### Chapelle Saint-Sébastien ou du Pilier vert
Cette chapelle, située au croisement du transept et du côté nord du double déambulatoire du chœur, fut créée en 1339 par l'évêque Jean de Cherchemont, elle a été placée sous le vocable de saint Sébastien. Sa décoration fut réalisée par Nicolas Blasset, en 1634 à la demande de Jean Hémart et François Mouret, maître de la confrérie du Puy Notre-Dame et fut restaurée en 1832 par les frères Duthoit.
Elle comporte un petit autel surmonté d'un imposant retable de marbre sculpté et partiellement doré avec en son centre un tableau. Ce tableau, représentant la Crucifixion, est attribué au peintre flamand Guillaume Hergosse (XVIIIe siècle), il provient du couvent amiénois des religieuses fontevristes du Prieuré de Moreaucourt. De part et d'autre du tableau se trouvent, à droite, une statue de saint Louis, roi de France, portant la couronne d'épines dans la main droite, l'épée au côté, la main gauche sur un bouclier, à gauche, la statue de saint Roch accompagné de son chien, œuvre de Nicolas Blasset datée de 1634. La statue de saint Louis fut refaite en 1832 par les Frères Duthoit. Au-dessus de l'ensemble a été placée une statue de saint Sébastien transpercé de flèches, la tête entourée de chérubins. De chaque côté du sommet du tableau, encadrant, en contrebas, saint Sébastien se trouvent deux statues : la Justice, reconnaissable à la balance qu'elle sert contre elle et la Paix portant une corne d'abondance. Les trois saints, saint Louis, saint Roch et saint Sébastien, étaient invoqués lors des épidémies de peste. Les balustrades sont en marbre noir à balustres de cuivre.

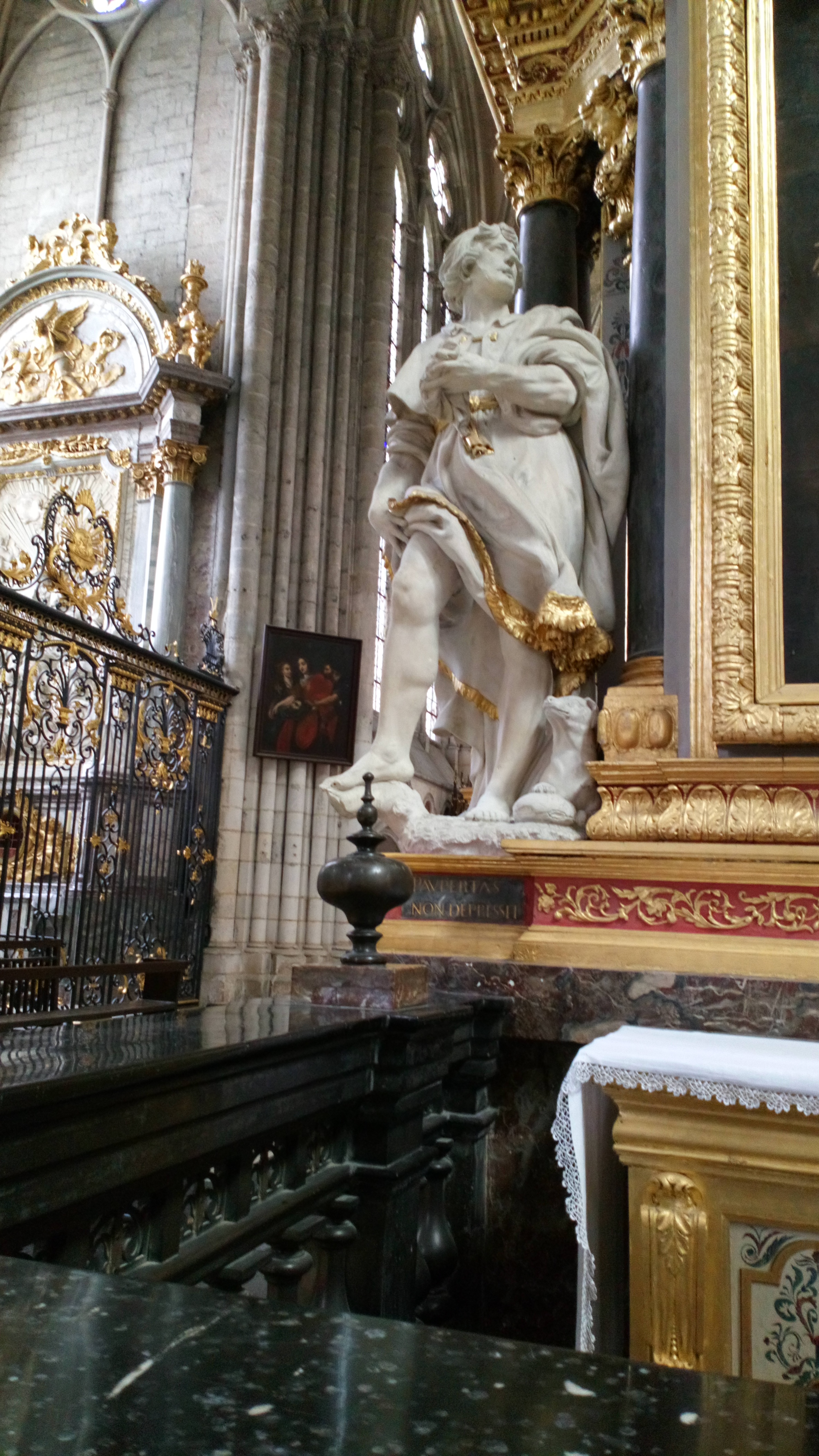
Chapelle du Pilier vert, statue de saint Roch et son chien.
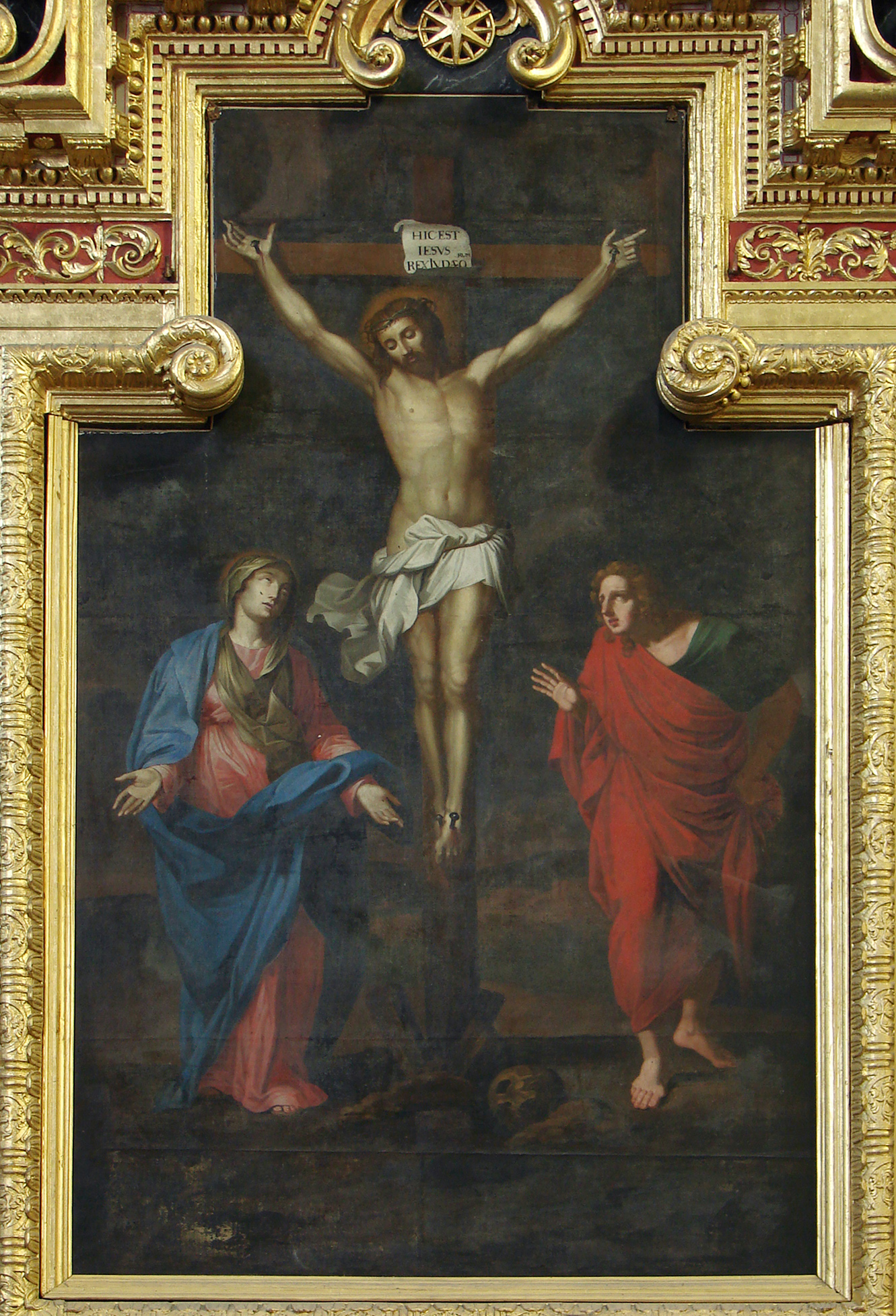
Chapelle du Pilier vert, la Crucifixion de Guillaume Hergosse.
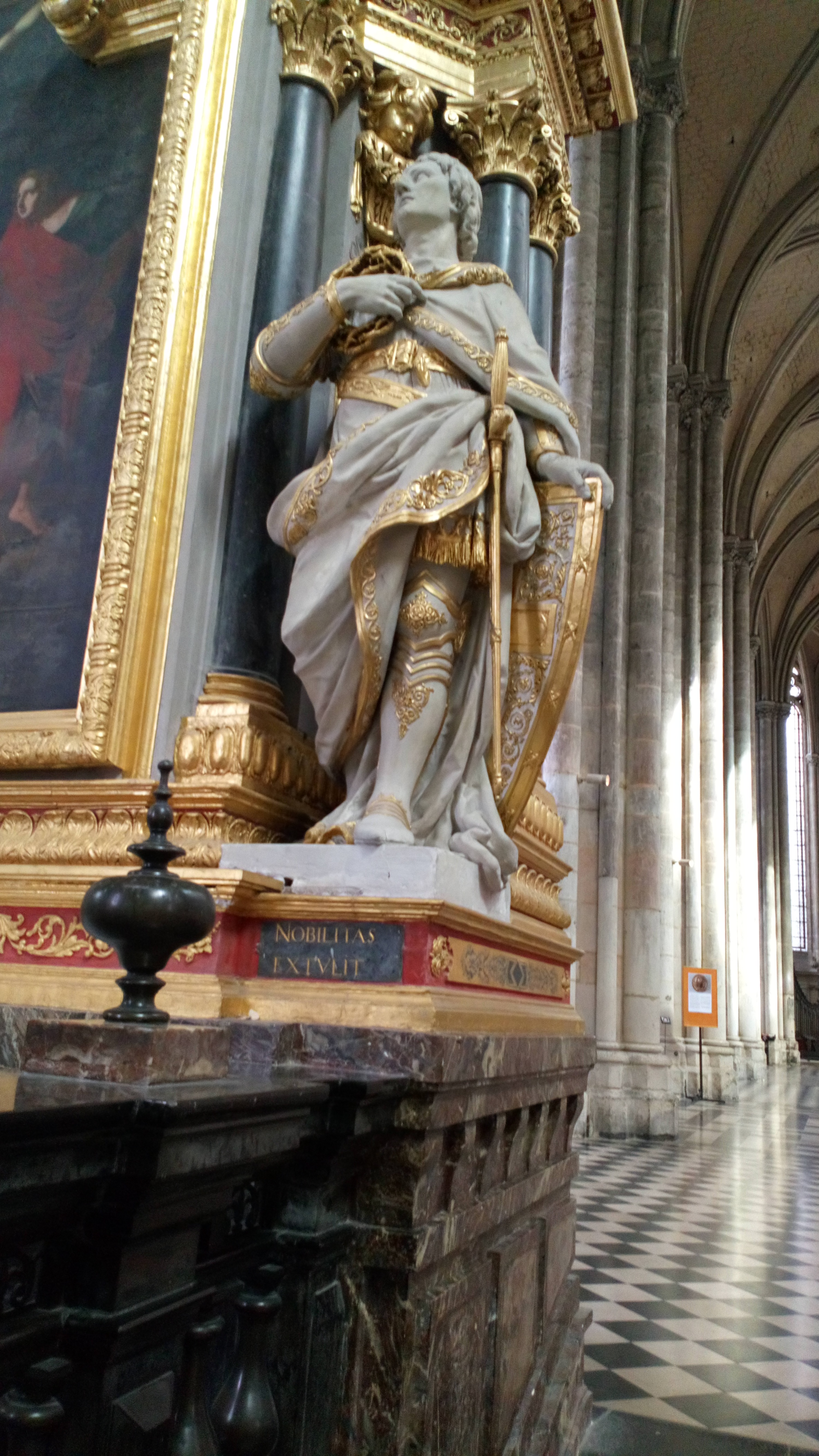
Chapelle du Pilier vert, statue de saint Louis.
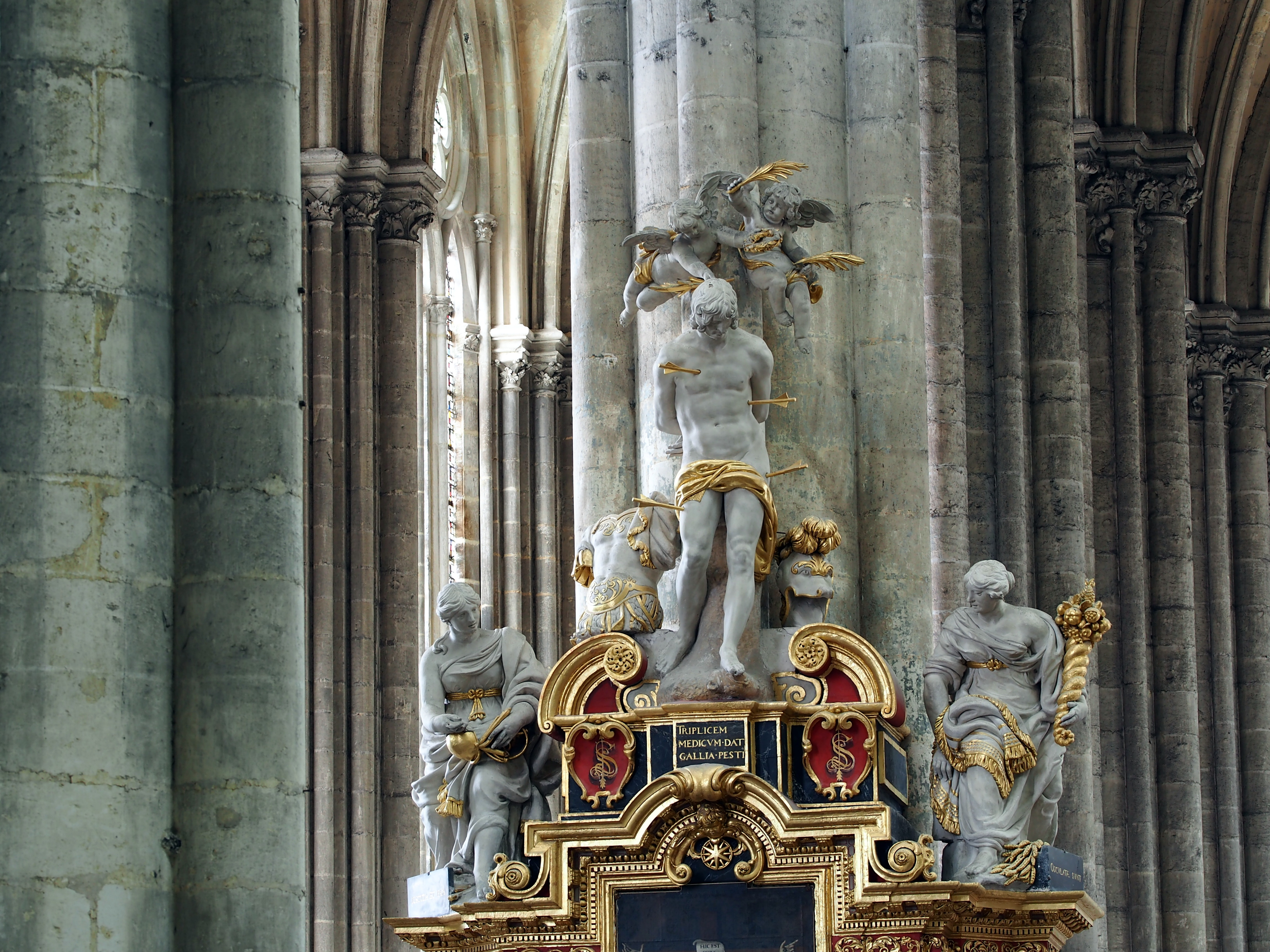
Saint Sébastien, la Justice et la Paix.

#### Chapelle Notre-Dame du Puy ou du Pilier rouge
La chapelle du Pilier rouge, pendant, au sud, de la chapelle du Pilier vert, a été créée en 1334 ; elle est dédiée depuis 1627 à Notre-Dame du Puy. C'était la chapelle de la confrérie du Puy Notre-Dame dont le maître, désigné chaque année, se devait d’offrir à la cathédrale, une œuvre d’art. La chapelle actuelle date du XVIIe siècle, elle a été dessinée par Nicolas Blasset et offerte à la cathédrale en 1627 par Antoine Pingre, maître de la Confrérie.
Au-dessus de l'autel, a été placé un retable orné d'un tableau de François Francken le Jeune représentant l'Assomption. Au sommet se trouve une statue de Notre-Dame du Puy, Vierge à l'Enfant tirant un enfant nu d'un puits. Deux statues entourent le tableau. À droite, Judith tenant la tête du géant Holopherne (œuvre de Nicolas Blasset), et à gauche sainte Geneviève, œuvre de Charles Cressent, qui remplace la statue d'Esther détruite à la Révolution. Cette dernière fut transformée en déesse Raison durant la Révolution, et on mit alors entre ses mains la table des Droits de l'Homme et du Citoyen. Après la Révolution, elle fut à nouveau transformée, en sibylle cette fois, cette dernière étant censée porter les Tables de la Loi. En contrebas de la statue de Notre-Dame du Puy, de chaque côté du sommet du tableau ont été placées une statue du roi David avec sa lyre et une statue du roi Salomon.

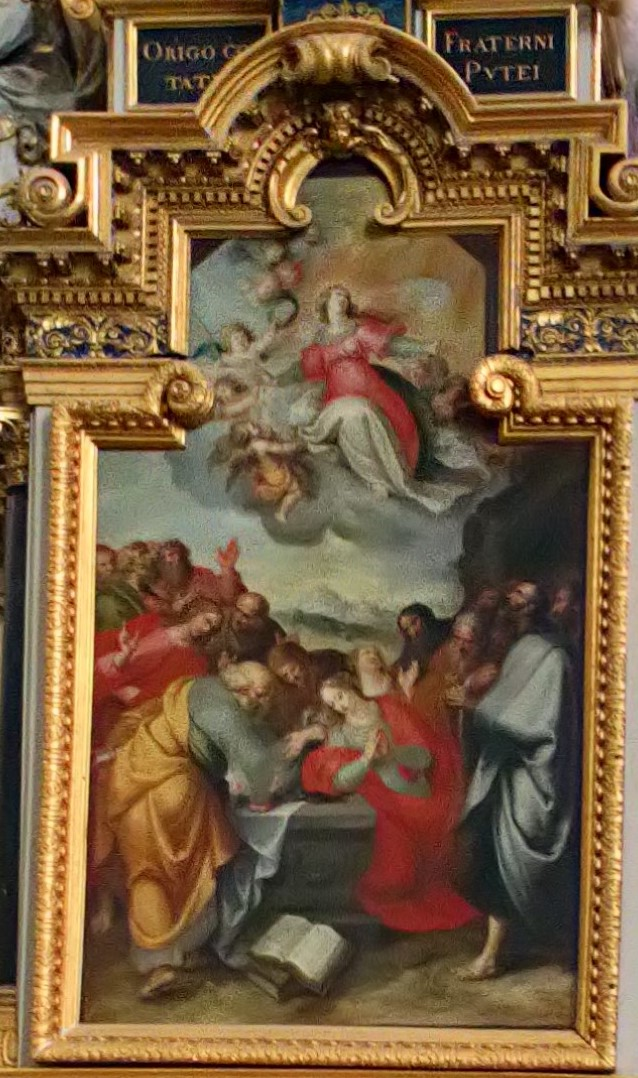
Chapelle Notre-Dame du Puy, tableau, Assomption de la Vierge de François Francken le Jeune.
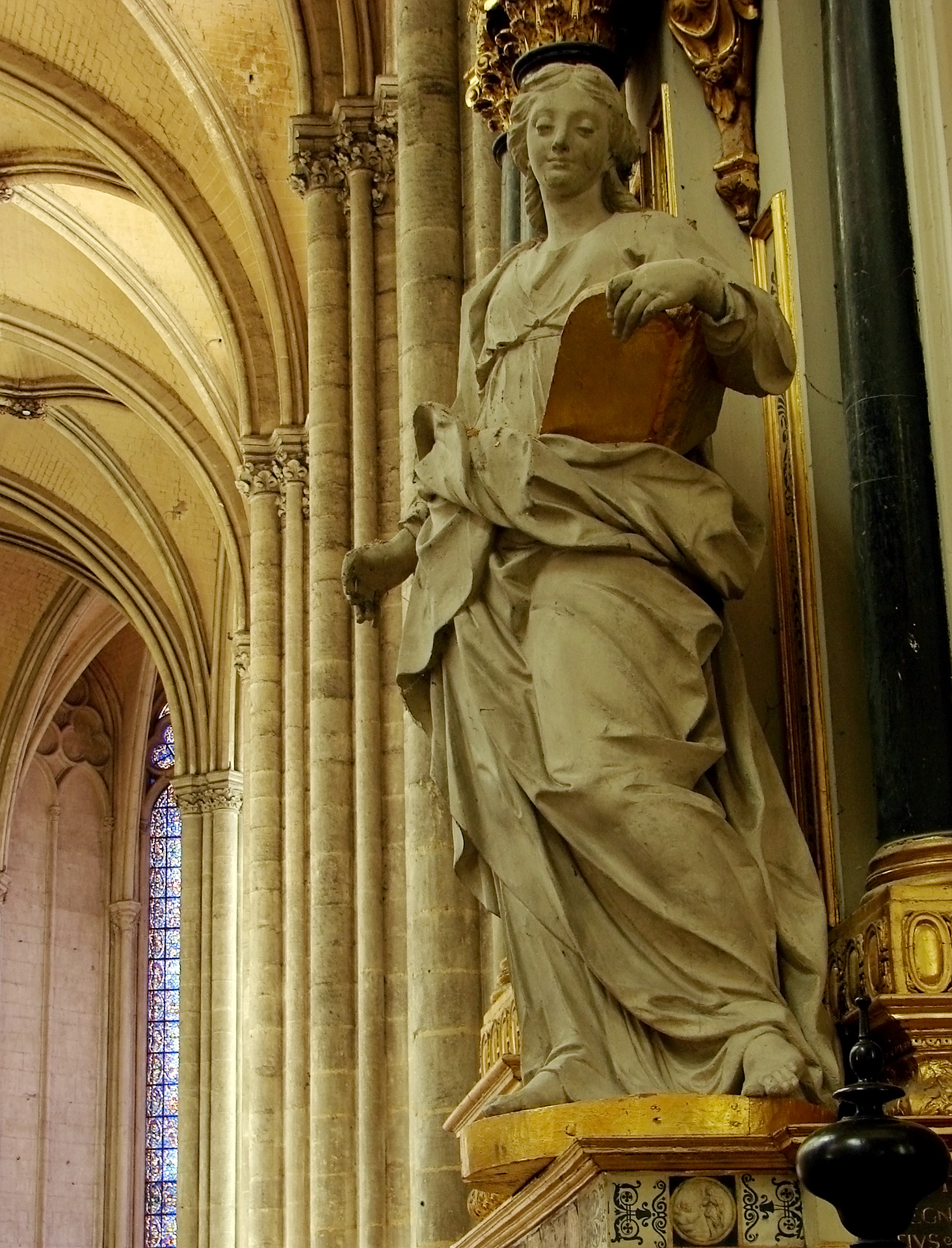
Chapelle Notre-Dame du Puy : statue de sainte Geneviève, œuvre de Charles Cressent.
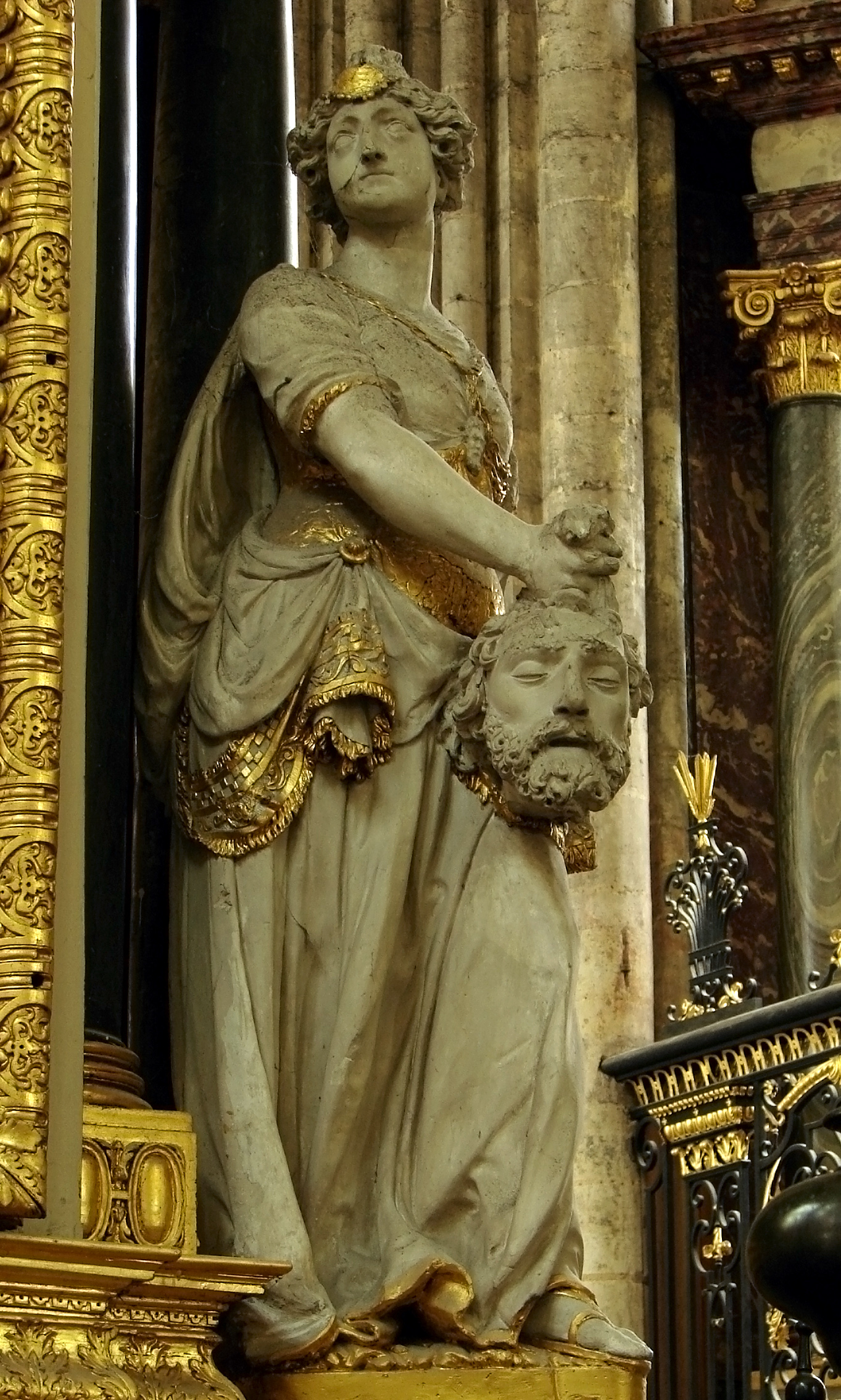
Chapelle Notre-Dame de Puy : Judith tenant la tête d'Holopherne, œuvre de Nicolas Blasset.
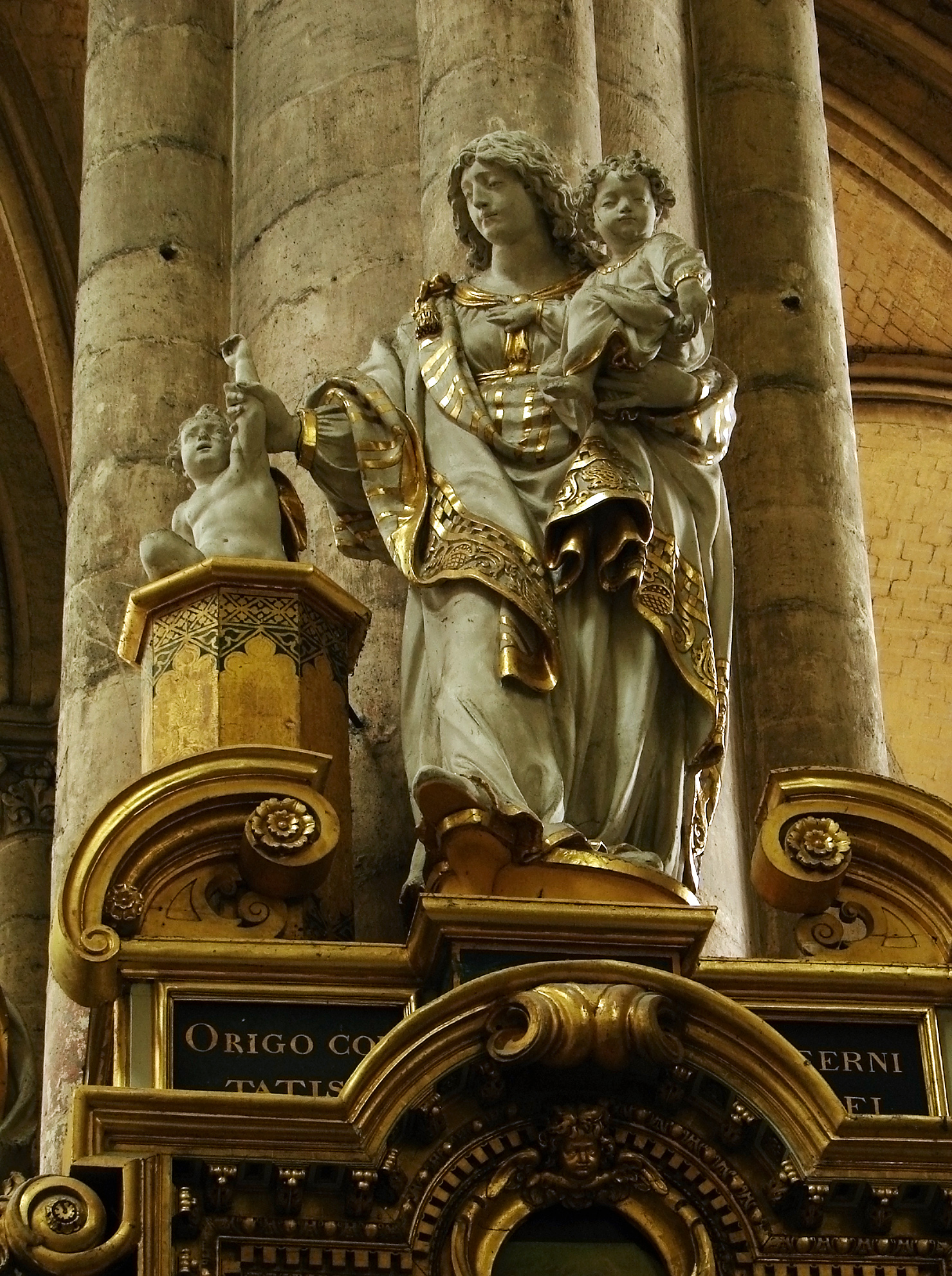
Détail du retable de la chapelle Notre-Dame du Puy : La Vierge sortant un enfant d'un puits.

#### Chapelle Saint-Pierre-et-Paul
Cette chapelle, qui occupe l'extrémité sud du collatéral est du croisillon sud du transept, a été créée en 1233. Elle était dédiée à la conversion de saint Paul, puis le fut à Notre-Dame de l'Aurore, enfin, en 1710, elle fut consacrée à saint Pierre et à saint Paul. Elle reçut sa décoration actuelle en 1749. Pierre-Joseph Christophle en conçut les dessins. L'autel, en bois sculpté, fut commandé en 1750 par le chanoine François Cornet de Coupel, bras droit et soutien actif de l'évêque Louis-François-Gabriel d'Orléans de La Motte, dans l'entreprise de rénovation baroque de la cathédrale. Il est peint en imitation de marbre. Le retable fut réalisé par Dron, menuisier à Amiens et peint par Bourgeois. Jean-Baptiste Dupuis a réalisé les statues de saint Pierre et de saint Paul. Le centre du retable est occupé par un tableau d'Étienne Parrocel représentant L'Adoration des mages (1751). En 1792, furent placés dans cette chapelle les fonts baptismaux en marbre (1762) provenant le l'ancienne église Saint-Firmin le Confesseur. Les grilles ont été réalisées par Jean Veyren et Claude Bdaroux au milieu du XVIIIe siècle.

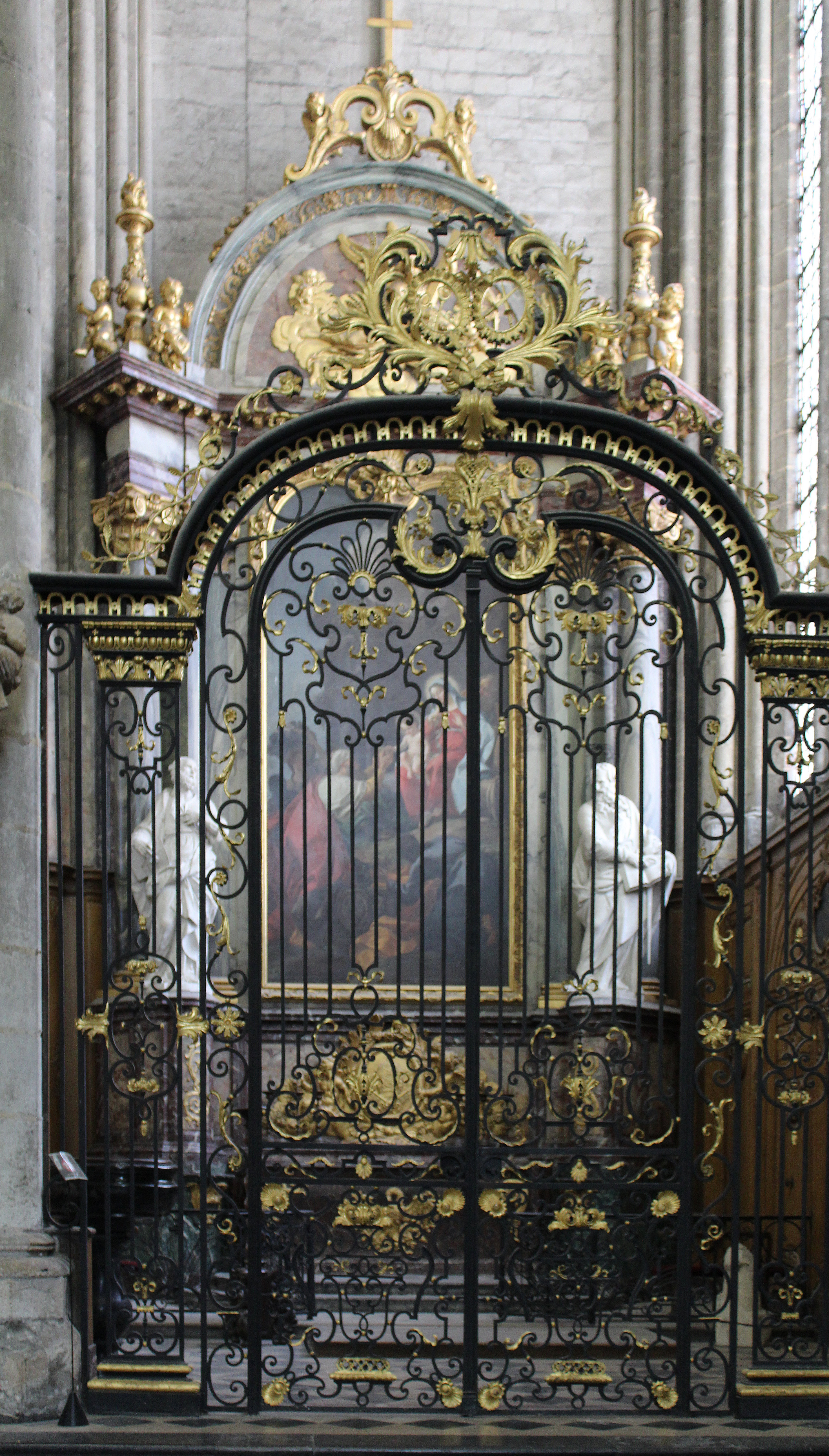
Chapelle Saint-Pierre et Saint-Paul.
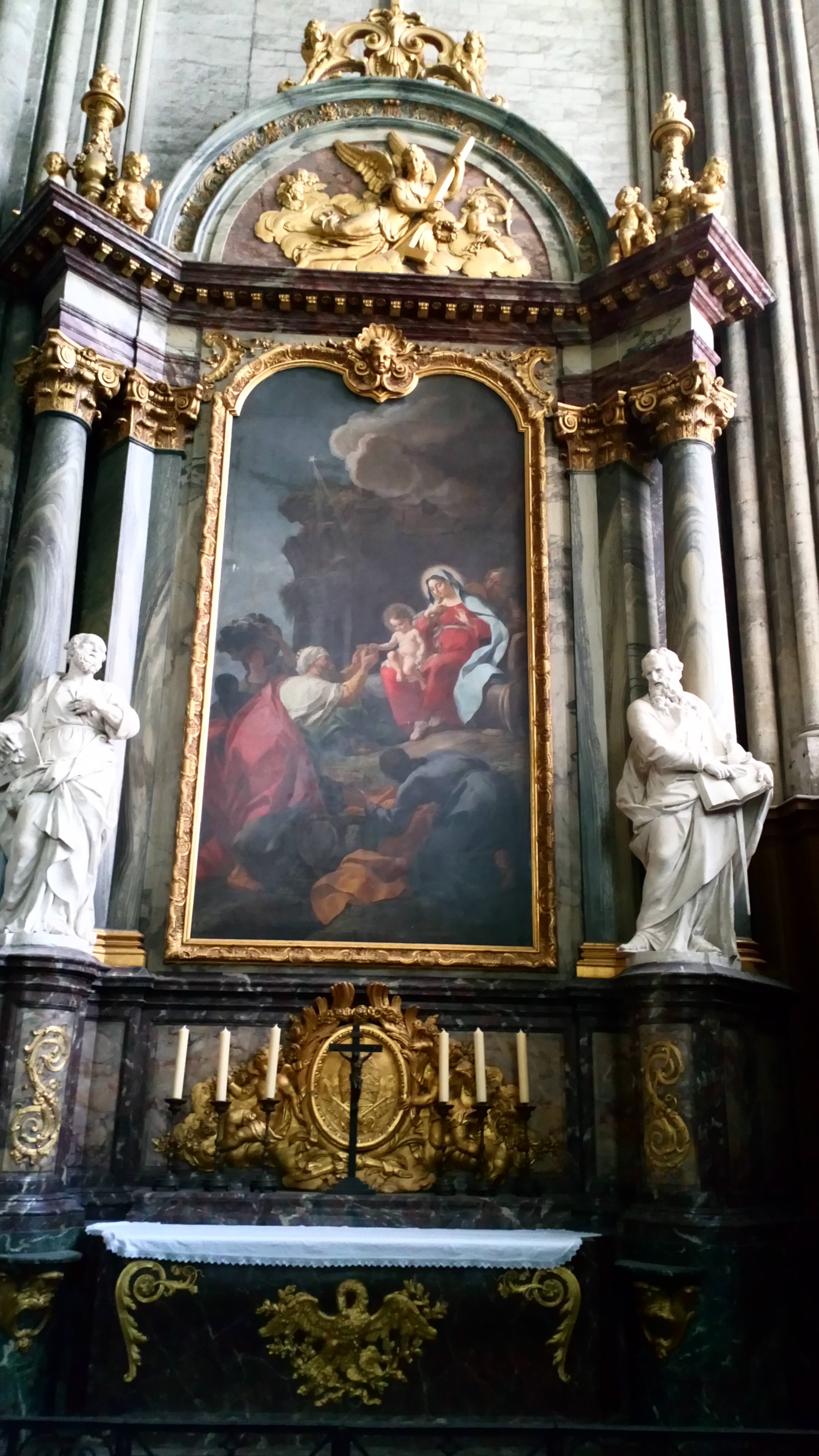
Chapelle Saint-Pierre et Saint-Paul, L'Adoration des mages (1751).
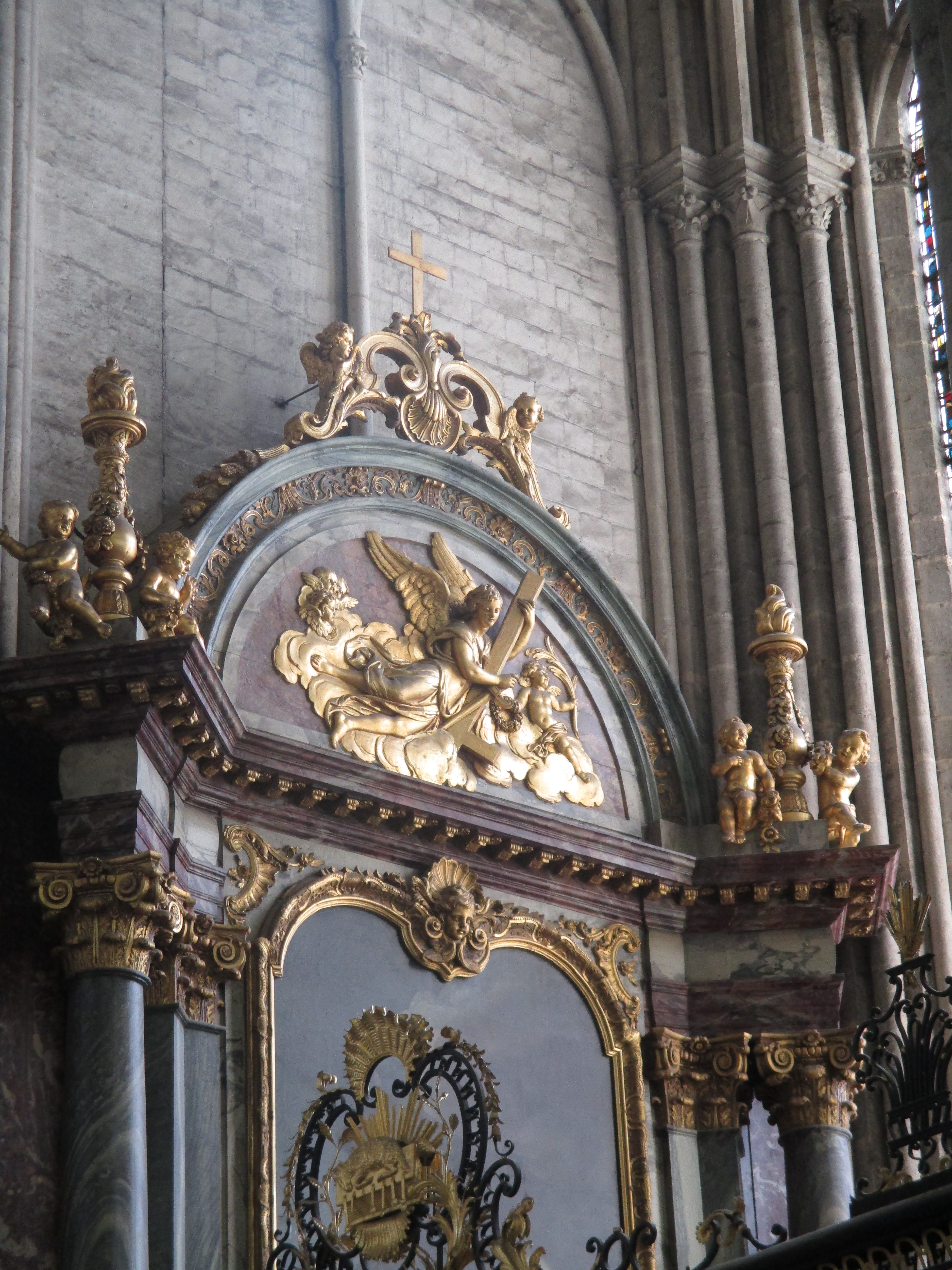
Chapelle Saint-Pierre et Saint-Paul, sommet du retable.

#### Monument funéraire de Charles Hémard de Denonville
Le monument en pierre et marbre blanc, le tombeau de l'évêque Charles de Hémard de Denonville a été réalisée en 1543 par Mathieu Laignel, sculpteur amiénois. Les quatre vertus cardinales, la Justice avec épée et balance ; la Tempérance avec un frein dans la main et une horloge dans l'autre ; la Prudence avec un miroir et un compas ; la Force avec une tour d'où sort un monstre. La statue du cardinal-évêque priant, ses armes étant portées par des anges est accompagnée du chef de saint Jean-Baptiste. Des allégories des trois vertus théologale, la Foi tenant un calice, l'Espérance et la Charité couronnent le monument.

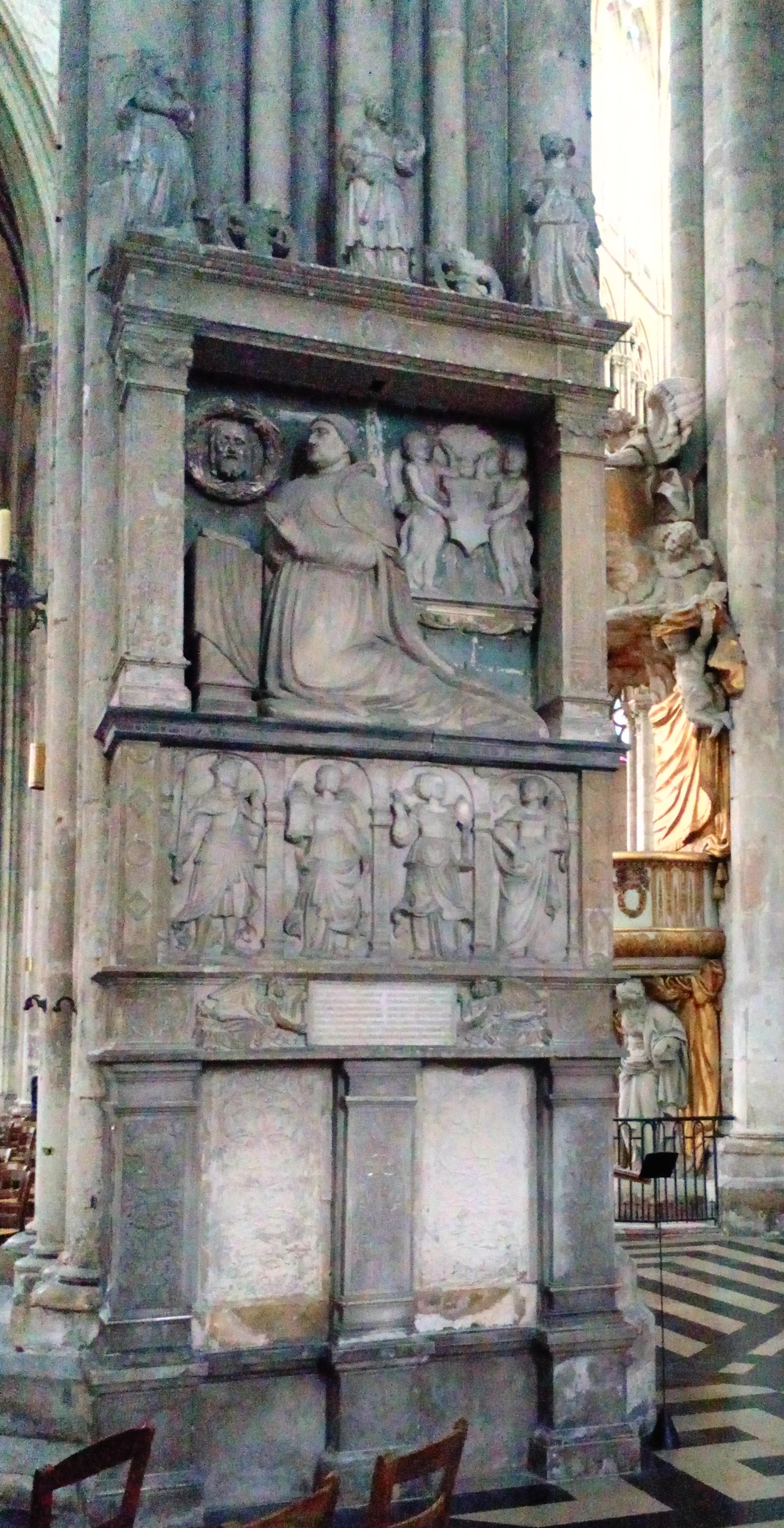
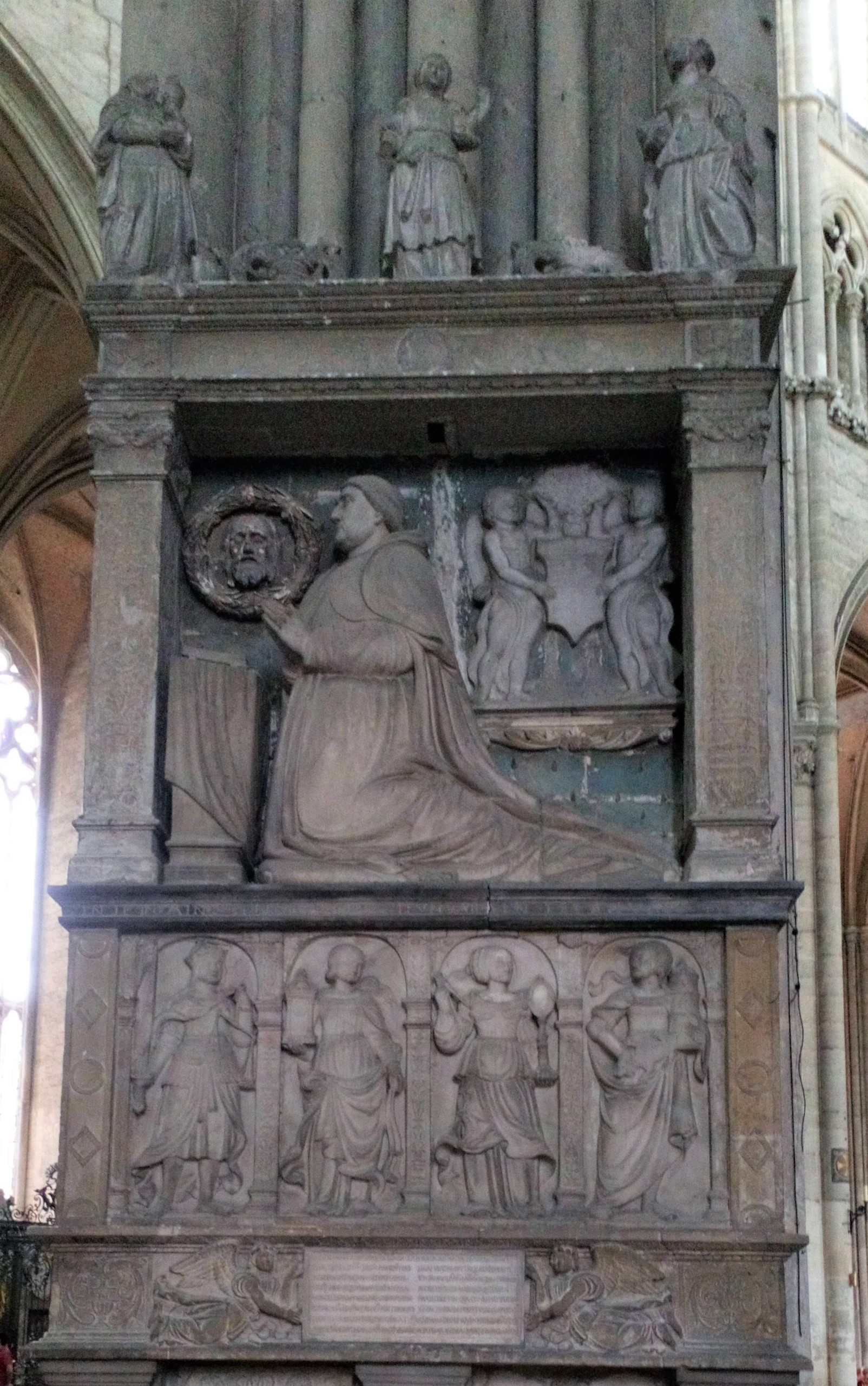
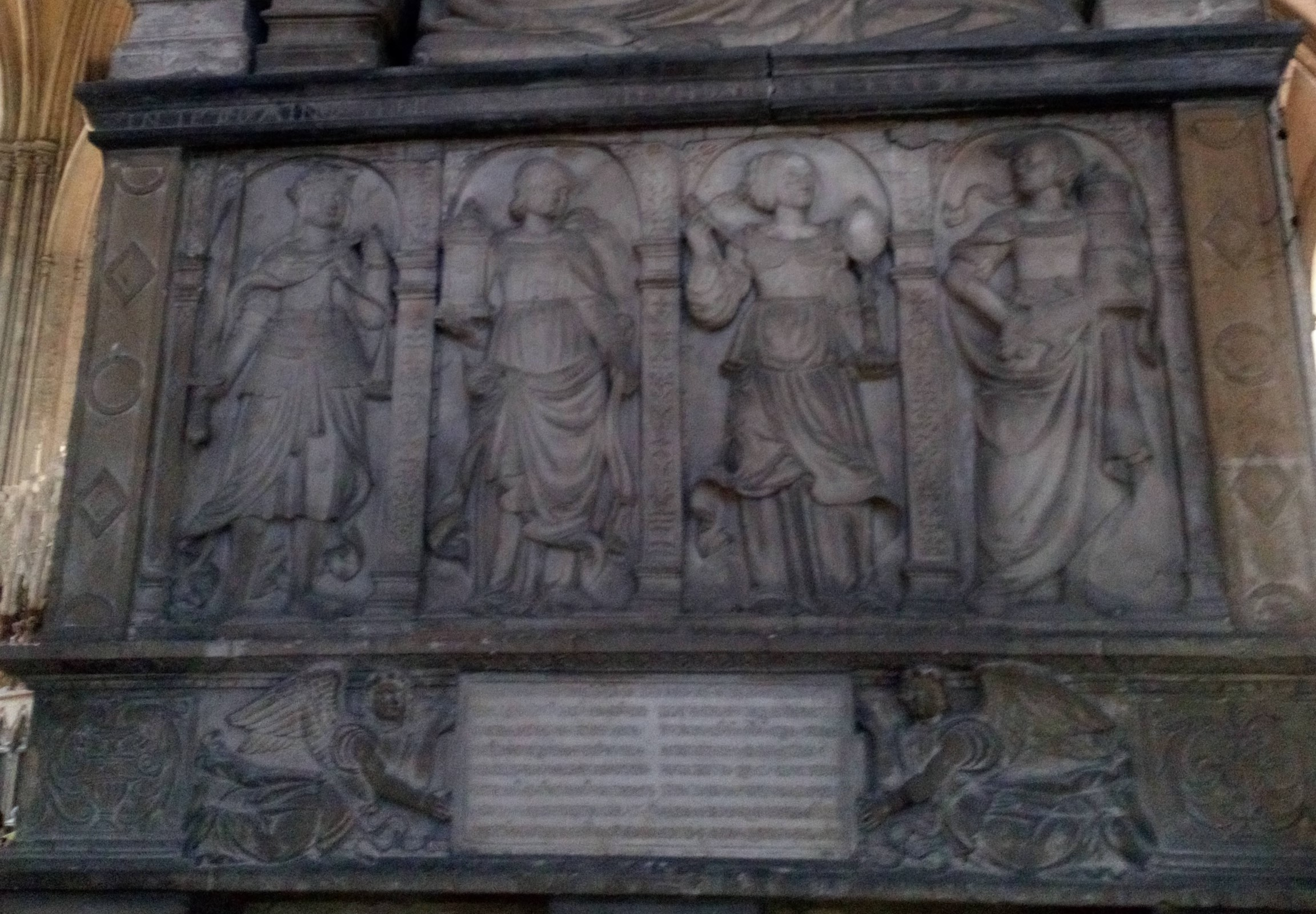
Monument funéraire de Charles de Hémard de Denonville.
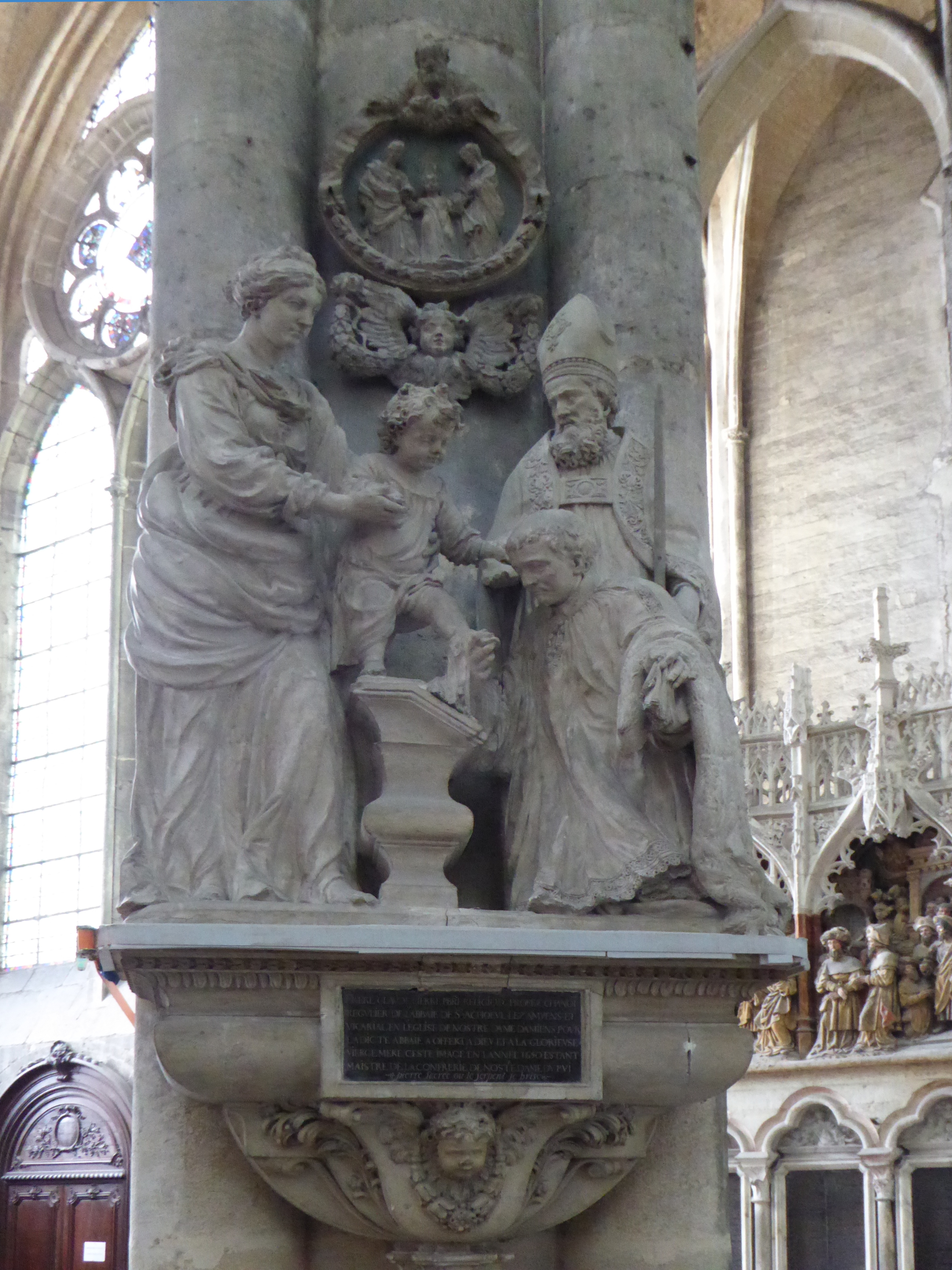
Monument funéraire de Claude Pierre.

#### Monument funéraire de Claude Pierre
Le monument en pierre calcaire est attribué à Nicolas Blasset. Il a été offert par Claude Pierre, maître de la confrérie du Puy Notre-Dame, mort en 1650.

#### Mémoire de la Grande Guerre
Sur les piliers du croisillon sud du transept sont apposées des plaques ex-voto à la mémoire :
- des 600 000 soldats de Grande-Bretagne et d'Irlande tombés au champ d'honneur en France et en Belgique (1914-1918), Batailles de la Somme, Bataille d'Amiens (1918) et de la Victoire (1918) ;
- des soldats de l'Armée impériale australienne tombés pour la défense d'Amiens en 1918 ;
- de la Division néo-zélandaise et de ses soldats tombés dans la Somme ;
- des Officiers, sous-officiers et soldats du Royal Canadian Dragoons qui ont donné leur vie pendant la Grande Guerre ;
- de l'île de Terre-Neuve et des combattants de cette île, tombés dans la Bataille de la Somme;
- des officiers et soldats deu sixième régiment du génie de l'Armée américaine qui donnèrent leur vie pour la défense d'Amiens, mars 1918 ;
- du Maréchal Foch ;
- du Général Debeney ;
- de Raymond Asquith, fils d'Herbert Asquith, Premier ministre du Royaume-Uni, tombé au champ d'honneur à Ginchy le 15 septembre 1916.

Auxquels s'ajoute le monument aux morts sculpté par Albert Roze, situé dans la partie sud du déambulatoire.

### Les vitraux
Une grande partie des vitraux de la cathédrale d'Amiens a disparu lors d'accidents : explosions de moulins à poudre au XVIIe, de catastrophes naturelles : ouragans des XVIIe et XVIIIe siècles, destructions au XVIIIe siècle lors de la réalisation du nouveau décor de la cathédrale, de restaurations malheureuses du XIXe siècle lors desquelles des parties de vitraux furent déplacées et des panneaux mélangés, de bombardements de la Première Guerre mondiale et enfin, en 1920, dans l'incendie du local où étaient entreposés à Paris depuis 1918, les vitraux démontés avant d'être restaurés. Il subsiste cependant, dans la cathédrale, certaines verrières garnies de vitraux du XIIIe siècle, les roses des XIVe, XVe et XVIe siècles, des verrières du XIXe siècle, de l'entre-deux-guerres ou réalisés à la fin du XXe siècle.

#### Vitraux des chapelles rayonnantes
- Dans la chapelle Saint-Quentin, subsistent deux baies garnies de vitraux du milieu du XIIIe siècle représentant l'un, la Dormition et le couronnement de la Vierge et l'autre des épisodes de la vie de saint Léonard, dont la cathédrale possédait des reliques. On voit sur ce dernier vitrail des léopards d'or dans la bordure ce qui laisse à penser que la réalisation du vitrail a pu être financée par Éléonore de Castille, comtesse de Ponthieu et épouse d'Édouard Ier, roi d'Angleterre ;
- Dans la chapelle Sainte-Theudosie, ont été restaurés par Nicolas Coffetier et Louis Charles Auguste Steinheil, en 1853-1854 des vitraux du milieu du XIIIe siècle provenant de la chapelle axiale dite Notre-Dame drapière qui y furent replacés. Deux lancettes sont garnies de vitraux retraçant la vie de saint Firmin et saint Honoré. Au XIXe siècle, Alfred Gérente réalisa un vitrail, à la manière du XIIIe siècle, consacré à la vie de sainte Theudosie. Dans le bas du vitrail, il a représenté les donateurs agenouillés Napoléon III et l'impératrice Eugénie ainsi que le pape Pie IX l'évêque d'Amiens Antoine de Salinis.
- La chapelle axiale fut dotée en 1933 de vitraux représentant différents épisodes de la vie de la Vierge, un Arbre de Jessé l'enfance et la Passion du Christ réalisés par Pierre Gaudin, en 1933.
- Les verrières de la chapelle du Sacré-Cœur ont été garnies de vitraux réalisés par Jean Gaudin, sur des cartons de Jacques Le Breton, en 1932-1933. L'aspect de médaillons fut respecté mais les personnages furent stylisés en formes géométriques pour éviter le pastiche.
- Dans la chapelle Saint-François d'Assise, le vitrail de la lancette droite de la fenêtre latérale gauche représente un Arbre de Jessé qui autrefois se trouvait dans la chapelle axiale. De nombreux panneaux de ce vitrail furent retrouvés après l'incendie de l’entrepôt où ils avaient été déposés. Ce vitrail reconstitué se compose de dix-sept registres et cinquante-quatre panneaux, il daterait des années 1240. Le premier registre représente Jessé songeur entouré de deux prophètes ; le deuxième registre, le roi David et deux prophètes ; du troisième au neuvième, un roi de Juda et deux prophètes ; le quinzième registre représente la Vierge, le seizième le Saint-Esprit sous la forme d'une colombe. En 1984, cette verrière fut restaurée dans l'atelier de Jean-Jacques Gruber par Jeannette Weiss-Gruber, les panneaux manquants ont été remplacés par de nouveaux. Le tout a été replacé en 1991-1994 dans la chapelle Saint-François d'Assise. Jeannette Weiss-Gruber a créé de nouveaux vitraux dans la lancette voisine. On a replacé dans les fenêtres du centre de la chapelle, six panneaux subsistant du vitrail retraçant l'histoire de l'enfance de la Vierge complétés par de nouveaux vitraux de Jeannette Weiss-Grüber[98].
- Dans la chapelle Saint-Éloi, une verrière du XIIIe siècle, représente des épisodes de la vie de saint Éloi, patron des orfèvres et évêque de Noyon.

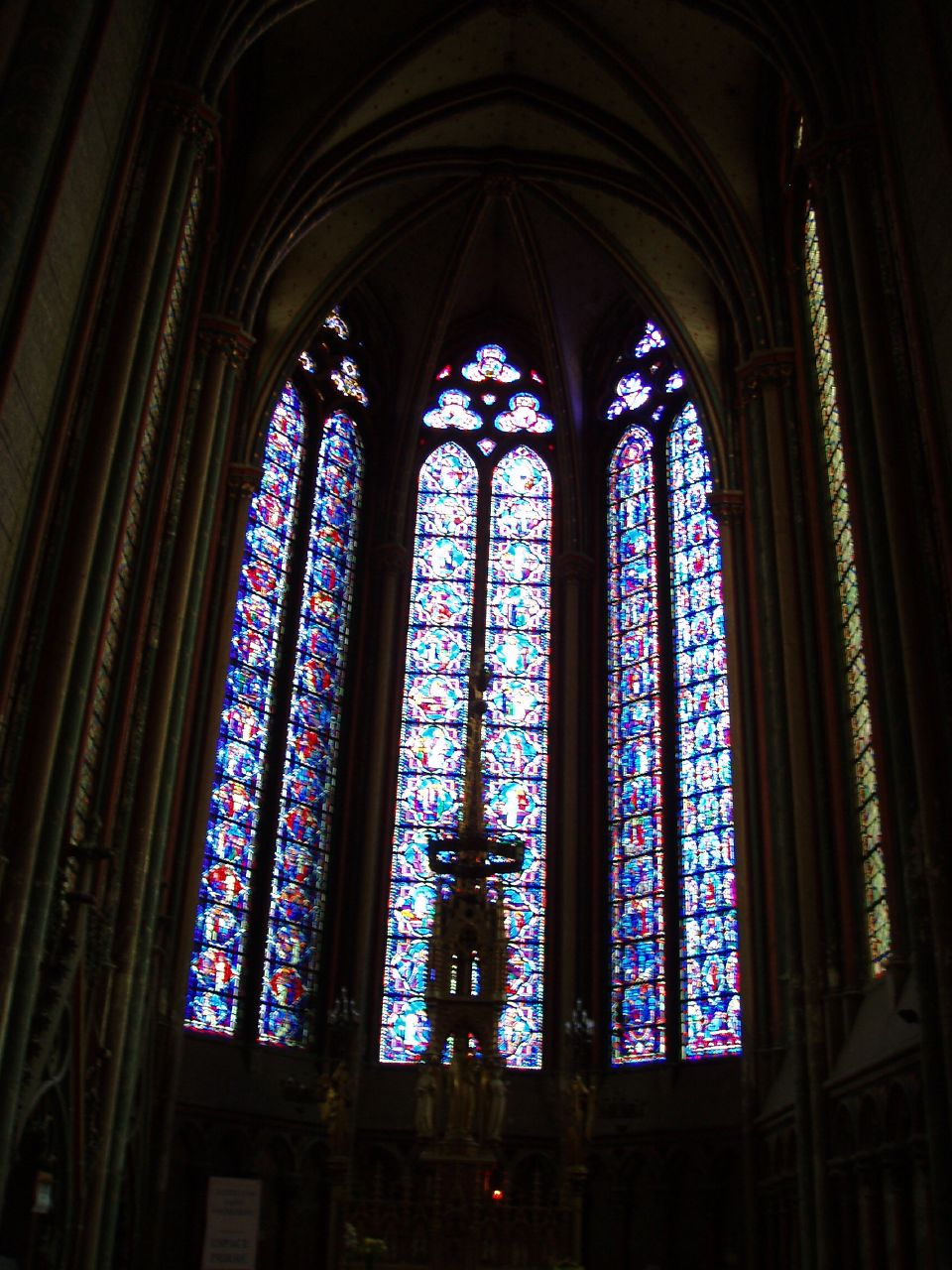
Verrières de la chapelle axiale.
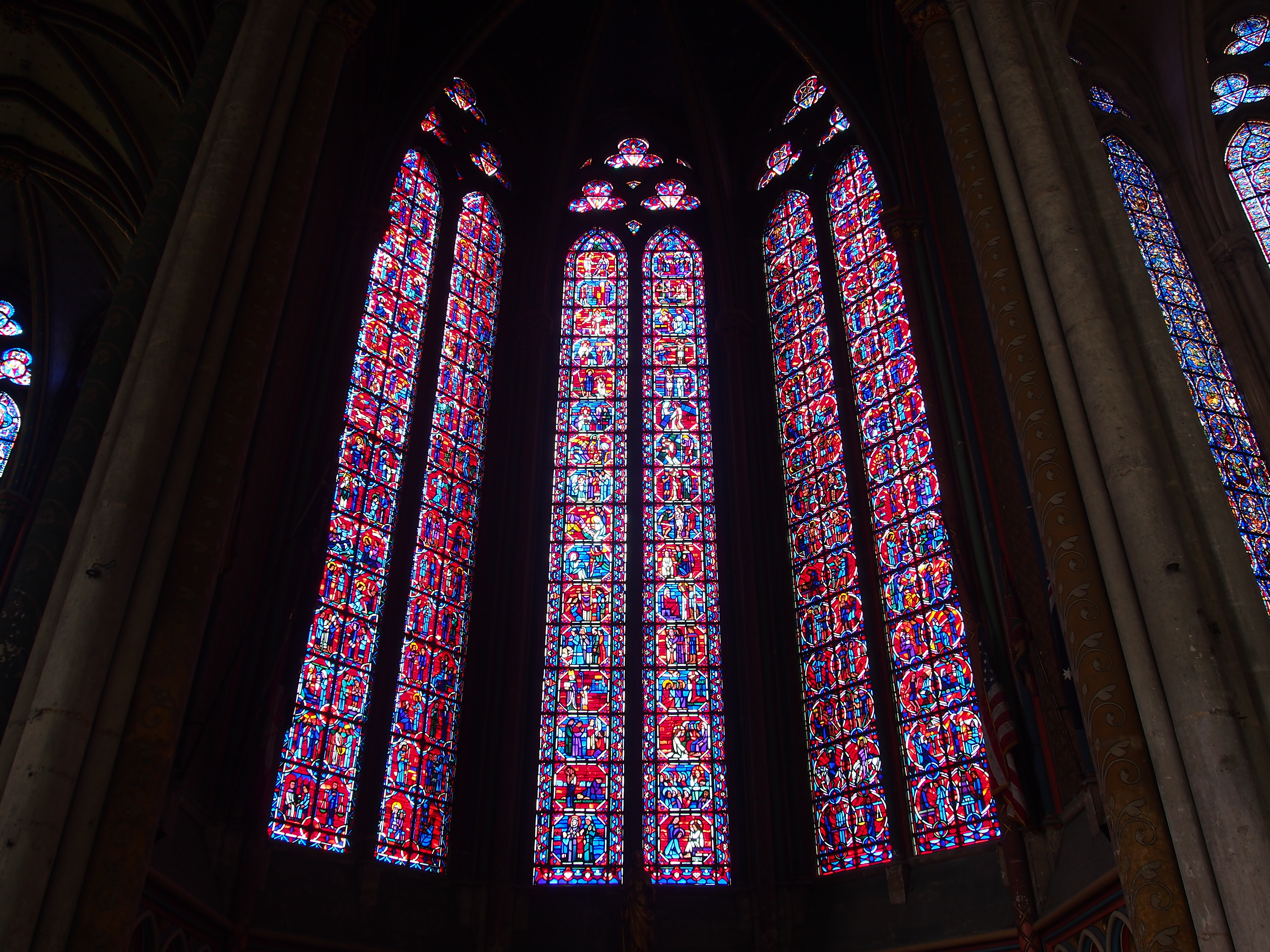
Verrières de la chapelle du Sacré-Cœur.
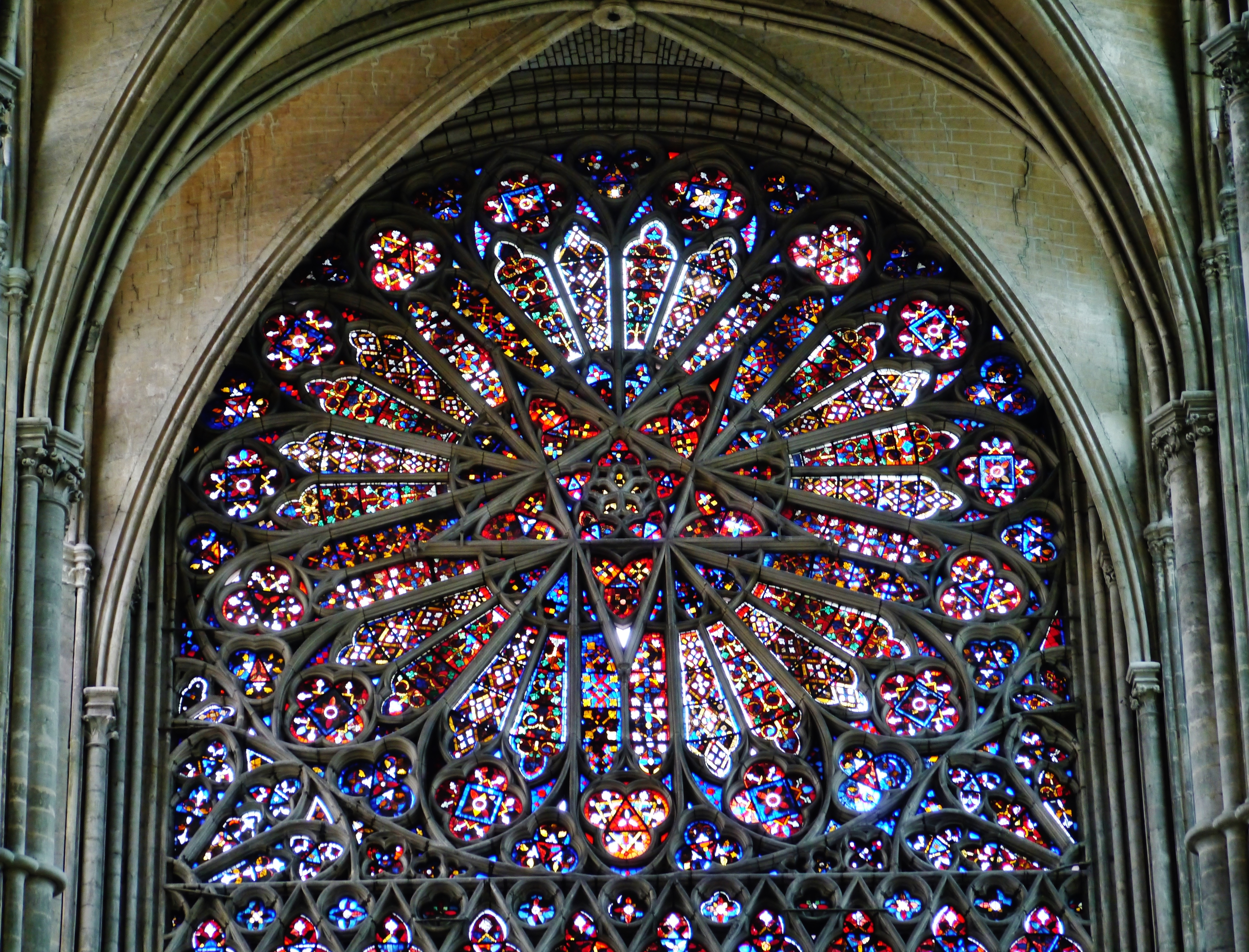
Rose du croisillon nord du transept.

#### Vitraux des parties hautes du chœur
Les vitraux subsistants des parties hautes du chœur datent de la seconde moitié du XIIIe siècle. Une inscription indique le nom du donateur, l'évêque d'Amiens Bernard d'Abbeville et la date de donation 1269. La verrière axiale de l'abside représente sur quatre lancettes, la Vierge à l'Enfant, des anges, etc. C'est la seule verrière haute du chœur à subsister. Les verrières du triforium du chœur représentent l'Annonciation entre saint Firmin le Martyr et saint Jean-Baptiste ainsi que quatorze personnages, apôtres, rois, saints évêques. L'aspect monumental des représentations les rend visibles du sol.

#### Vitraux du transept
- La verrière du bras nord du transept a gardé des vitraux retraçant la vie de saint Édouard le Confesseur et de saint Edmond. Sont représentés, l'entrée triomphale d'Edouard à cheval, sa traversée en bateau vers l'Angleterre ainsi que la martyre de saint Edmond transpercé d'une flèche par un soldat danois. La verrière fut donnée à la cathédrale d'Amiens par le roi d'Angleterre Henri III après le Dit d'Amiens du 23 janvier 1264. Des panneaux appartenant autrefois aux verrières relatant la vie de saint Eustache et la vie de saint Nicolas ont été replacées parmi les scènes des vies de saint Edouard et saint Edmond.
- La rose du croisillon nord du transept a été réalisée à la fin du XIIIe ou au début du XIVe siècle. Sa conception originale se compose au centre d'une étoile à cinq branches qui délimite quinze fuseaux. Les vitraux des douze lancettes de la galerie inférieure du triforium représentent des rois et des saints.
- La rose du croisillon sud du transept réalisée à la fin du XVe et au début du XVIe siècle est garnie de figures d'anges dans les mouchettes, œuvre d'un artiste picard.
- Une fenêtre du transept a conservé une partie de ses vitraux en grisaille de la fin du XIIIe siècle.

#### Vitraux de la nef
- La rose occidentale de style gothique flamboyant fut offerte par le chanoine Robert de Cocquerel maître de la confrérie du Puy Notre-Dame. Ses vitraux ont été restaurés en 1991 par le maître-verrier Claude Courageux. Sur les huit pétales ont été représentés sous le regard de la Vierge, des branches d'osier argentées attachées à des lys d'or, symbolisant l'attachement de la ville d'Amiens à la couronne de France.
- Dans la chapelle Saint-Sauve, subsistent des vitraux du XIVe siècle.
- Dans la chapelle Saint-Étienne, ont été remontés, en 1932, des éléments subsistants de vitraux retraçant la vie et le martyre de saint Georges, et de vitraux retraçant la vie et le martyre de saint Jean-Baptiste.

## Les reliques

### Le chef de Jean-Baptiste

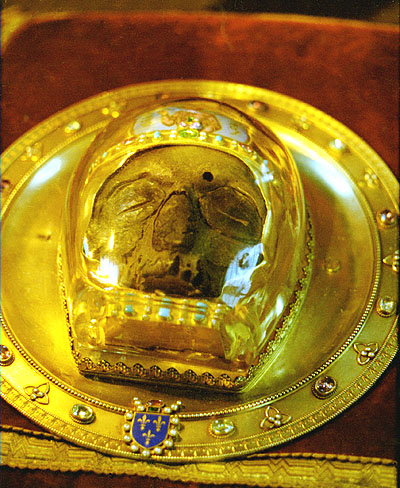
Reliquaire du crâne de saint Jean-Baptiste monté sur un plat en argent doré décoré de pierres fines, œuvre de Placide Poussielgue-Rusand (1876).

Plusieurs rois et reines vinrent se recueillir devant le chef de saint Jean-Baptiste : saint Louis, en 1264, Philippe III le Hardi, Charles VI et Isabeau de Bavière, Charles VII, Louis XI...
Un reliquaire abrite la face antérieure (frontal et maxillaire supérieur) d’un crâne humain qu'on nomme chef de saint Jean-Baptiste. Cette relique rescapée de la campagne de déchristianisation pendant la Révolution grâce à l'action courageuse du maire d'Amiens Alexandre Lescouvé, est conservée dans le « trésor » près de la sacristie.
Le reliquaire est classé monument historique au titre objet : arrêté du 27 mars 1998.

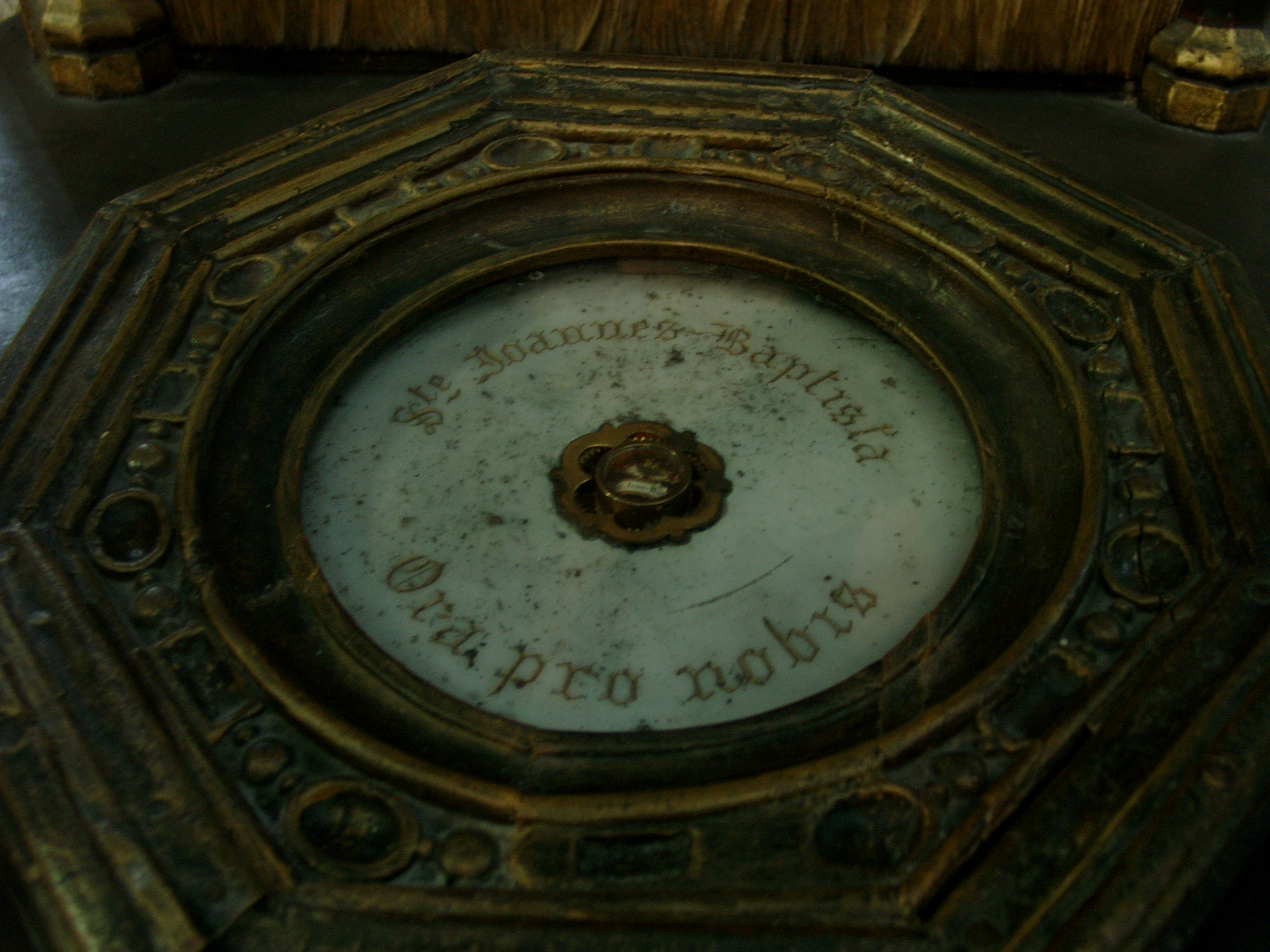
Relique de saint Jean Baptiste. Éclat d'os crânien.

- Une relique constituée d'un éclat d'os crânien, présumé appartenir à saint Jean-Baptiste, est présentée dans une vitrine (un coffre en bois avec vitre) dans le bras nord du transept.

### Autres reliques
- Les reliques de saint Firmin-le-Martyr ;
- Les reliques de saint Firmin le Confesseur ;
- Les reliques de saint Honoré ;
- Les reliques de saint Domice ;
- Les reliques de sainte Ulphe ;
- Les reliques de sainte Theudosie, transférée de Rome à Amiens en 1853 ;
- Les reliques de saint Antoine Daveluy offertes à la vénération dans un reliquaire de la chapelle saint Jean-Baptiste du déambulatoire.

## Le trésor
Un inventaire de 1419 faisait état de deux mille deux cents objets constituant le trésor de la cathédrale. Mais périodiquement, le trésor servit de réserve monétaire aux rois de France en des cas d'extrême nécessité : par exemple, en 1760, lors de la guerre de Sept Ans, on envoya à la fonte la garniture d'argent du maître-autel que Louis XV remboursa en 1767. Le trésor fut dispersé en 1793, pendant la Révolution française. Il fut reconstitué au cours du XIXe siècle grâce à des dons d'objets ou des dépôts effectués par des communes du département de la Somme souhaitant mettre des objets liturgiques en sécurité. Il est riche, aujourd'hui, de centaines d'objets.

### Croix du Paraclet

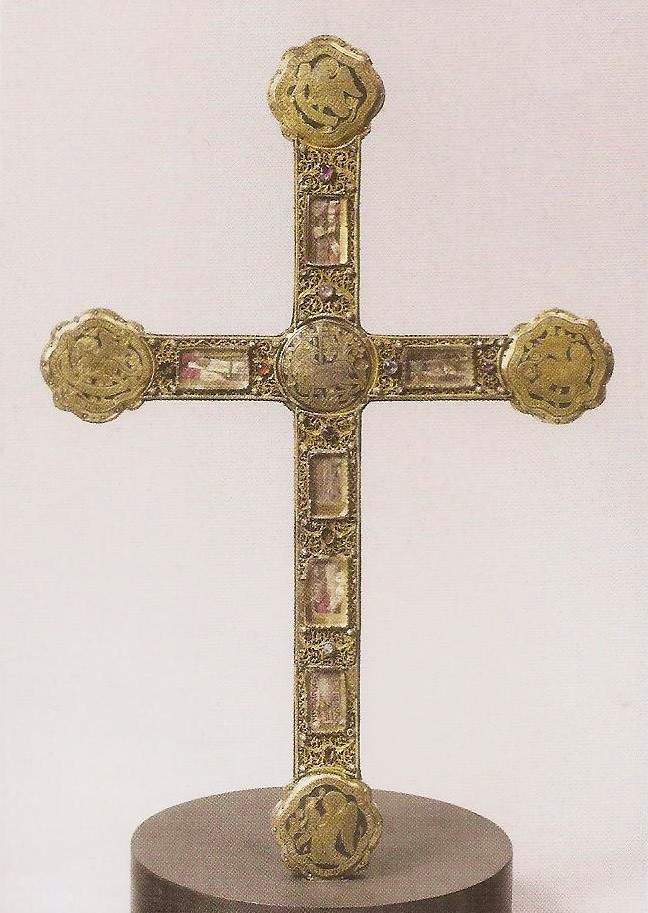
Croix-reliquaire du Paraclet

La croix du Paraclet (début XIIIe siècle) est reliquaire, chef-d’œuvre d'orfèvrerie médiévale. Elle est composée d'une âme de chêne recouvert de feuilles d'argent en partie dorée, garnie de pierres précieuses et ornée de filigranes :
- à l'avers est gravé le Christ crucifié avec à ses pieds Adam sur un fond niellé, le tout est très finement ciselé. Chaque extrémité de la croix est orné d'un quadrilobe décoré de filigranes et de pierres gravées ;
- au revers, à chacune des extrémités sur un quadrilobe, est finement ciselé le symbole d'un des évangélistes, au centre figure l'Agnus Dei. Sous des cristaux oblongs sont incrustées des reliques.

Cette pièce fut donnée au trésor de la cathédrale par Antoinette et Paulette d'Ainval de Brache provient de l'ancienne abbaye Notre-Dame du Paraclet, dont leur grand-tante fut la dernière abbesse.
La croix du Paraclet est classée monument historique au titre objet par arrêté du 25 février 1899.

### Châsse de saint Firmin

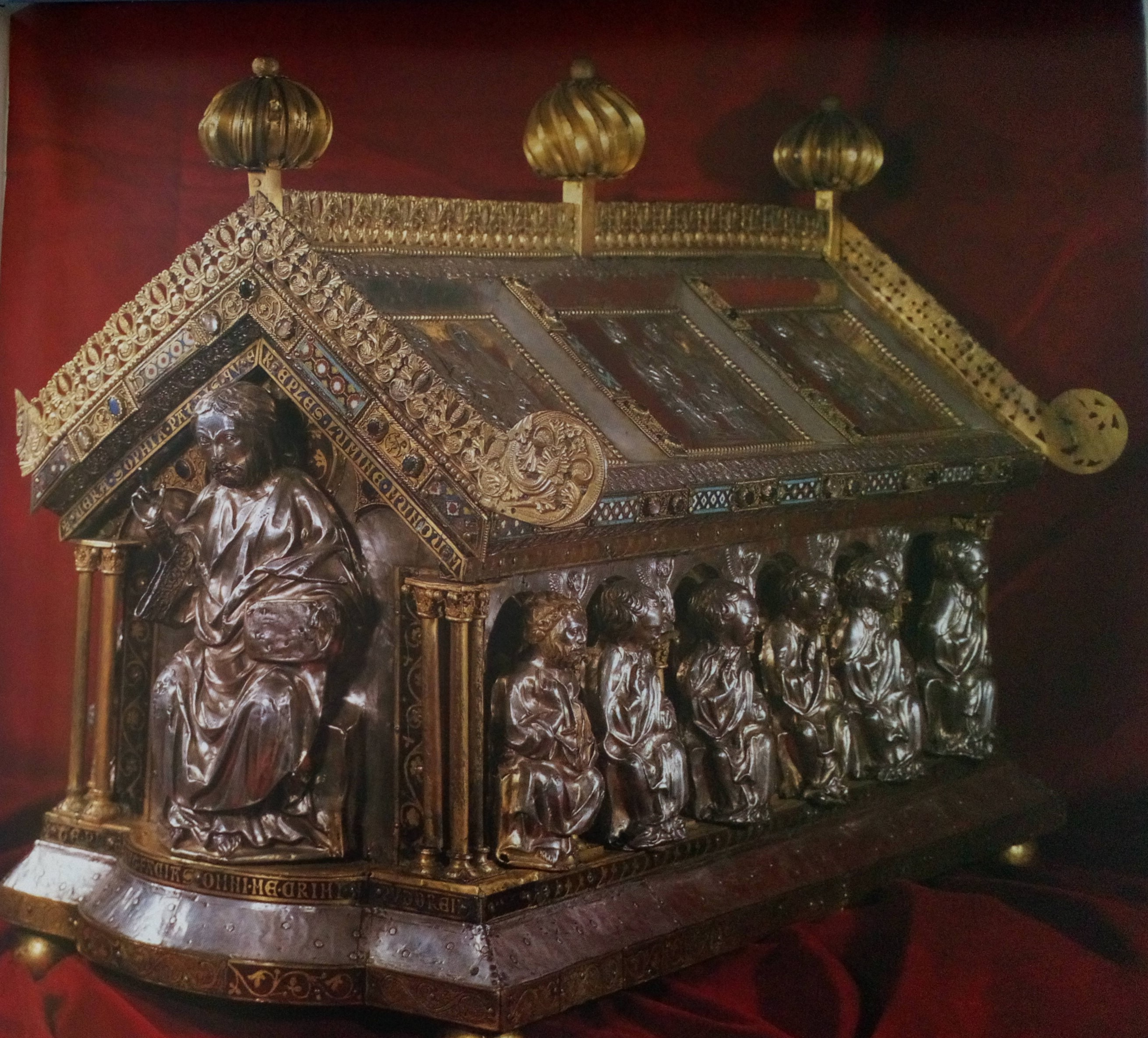
Châsse de saint Firmin.

La châsse de Saint Firmin, fut vraisemblablement réalisée par un atelier mosan, en 1236. En forme de chapelle à deux pignons, avec toiture à deux pans, elle est constituée d'un bâti de bois recouvert d'argent estampé.
Elle est décorée de statuettes des douze apôtres séparées par des colonnettes, le toit en bâtière est surmonté d'une crête surmontée elle aussi de trois bulbes dorés. L'un des deux pignons est décoré d'une statuette du Christ, l'autre d'une statuette de sainte, sans doute sainte Ermelinde. Des émaux champlevés complètent la décoration.
Elle a été classée monument historique, au titre objet, le 6 juin 1902
Il s'agit, en fait, de l'ancienne châsse de sainte Ermelinde de l'église de Meldert dans le Brabant flamand, mise en vente par la paroisse en 1846 et achetée par le duc de Norfolk, fervent catholique, ami d'Antoine de Salinis, qui la donna à la cathédrale en 1850. L'évêque d'Amiens y transféra les reliques de saint Firmin le Martyr le 14 janvier 1851.

### Reliquaire de saint Christophe
Un bras reliquaire du début du XIIIe siècle, en argent doré sur une âme de bois garnie de pierres précieuses qui provient de l'église Saint-Christophe de Mareuil-Caubert. Il s'agit en fait d'un avant-bras et d'une main. Une fenêtre dans l'avant-bras rend visible une relique de saint Christophe. Il est classé monument historique au titre d'objet, depuis le 21 mai 1904.

### Couronne-reliquaire du Paraclet
Cette couronne-reliquaire en argent doré (début XIVe siècle) se compose d'un cercle d'argent surmonté de douze fleurs de lis (alternativement une grande et une petite) garni de cabochons et de perles fines. Sous chaque grande fleur de lis un quadrilobe en cristal est garni de reliques.
Cette couronne provient de l'ancienne abbaye Notre-Dame du Paraclet. Elle aurait été rapportée de Terre sainte par Enguerrand de Boves, seigneur du lieu. Sa facture laisse cependant supposer qu'elle aurait été fabriquée en France, les reliques seules provenant de Palestine. Elle est classée monument historique au titre objet depuis le 25 février 1899.

### Vase-reliquaire du Paraclet
Ce vase reliquaire (XIIIe siècle), en argent doré, formé d'un gobelet en cristal de roche à douze facettes est monté sur un pied lui aussi à douze facettes. Un couvercle à cabochon décoré de nielles, intailles et émaux ferme le reliquaire, il est surmonté d'une croix avec Jésus crucifié.
Cet objet contient des reliques de saint Bernard et de sainte Agnès rapporté de Palestine par Enguerrand de Boves, qui en fit dont à l'abbaye Notre-Dame du Paraclet à son retour de croisade. Il est classé monument historique au titre objet depuis le 25 février 1899.

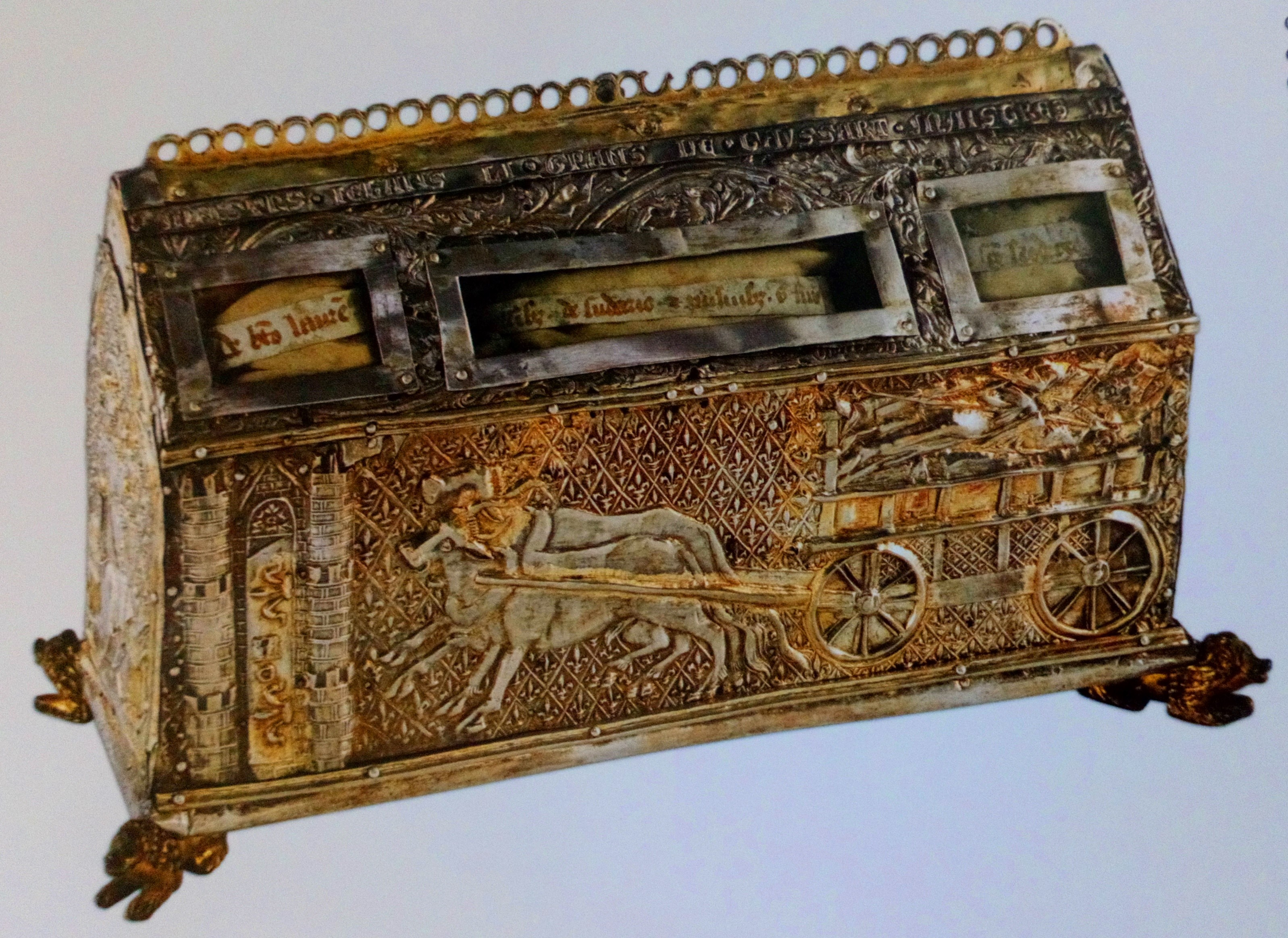
Châsse de saint Fursy.

### Châsse de saint Fursy
Il s'agit d'une châsse du XIVe siècle, en forme de maison composée d'une âme de bois recouverte d'argent et de cuivre dorés. Elle est montée sur quatre lions couchés et contient des reliques de saint Fursy. Il semble que le revers a été restauré au XVIe siècle. Cette châsse provenant de l'église de Gueschart a été classée monument historique au titre objet, le 31 mai 1897.

### Autres pièces du trésor
- Une chapelle-reliquaire du XVe siècle en argent doré contient des reliques de saint Blimont.
- Une statue de la Vierge à l'Enfant en bois polychrome de la fin du XVe siècle, inscrite monument historique au titre objet, le 13 janvier 2020[107].
- Deux pends-à-col du XVe siècle.
- Châsse de saint Hubert du XVIe siècle, avec haut-relief en bois relatant un épisode de la vie du saint.
- Deux croix pectorales des XVIe et XVIIe siècles, classées monument historique au titre objet, le 27 mars 1998[108].
- Une médaille octogonale dite du « Chef de saint Jean-Baptiste » du XVIIe siècle, en or émaillé, cristal de roche et perle avec en son centre une miniature.
- Une châsse en bois doré du XVIIe siècle (1681).
- Deux croix reliquaires et quatre reliquaires du XVIIIe siècle.
- Deux bustes reliquaires du XVIIIe siècle avec plaques d'argent repoussé sur une âme de bois.
- Buste reliquaire de saint Firmin le Confesseur en bois polychrome et doré du XVIIIe siècle.
- Un buste reliquaire du XIXe siècle (vers 1860), représentant un évêque mitré avec relique de saint Leu (saint Loup).
- Deux couronnes de la Vierge et de l'Enfant provenant de la basilique Notre-Dame de Brebières d'Albert (1901).
- Plusieurs ostensoirs, quatre du XIXe siècle et un du XXe siècle (vers 1950).
- Calices, ciboires, patènes, crosses, encensoirs, baisers de paix, sceaux à eau bénite, plateaux et burettes
- Vêtements sacerdotaux :
  - chasubles dont :
    - Celle provenant de l'église Saint-Wulphy de Rue, datant du XVe siècle, brodée de fils de soie polychromes, représentant le Christ sur la croix (mise en dépôt par la commune de Rue).
    - celle brodée dans l'atelier des ursulines d'Amiens au XVIIe siècle, en soie damassée rouge brodée de laine et de soie. Sur dos de la chasuble, au centre de la croix, dans le médaillon a été représenté le Christ prenant son repas avec les pèlerins d'Emmaüs. Le décor est composé de fleurs : œillets, tulipes, pivoines et roses.

  - chapes, pales, dalmatiques, étoles pastorales, mitres[100].

- Des statues ou statuettes :
  - tête de Vierge du XVe siècle en pierre ;
  - Vierge à l'Enfant du XVe siècle en bois polychrome ;
  - évêque de la fin XVe-début du XVIe siècle, en bois polychrome ;

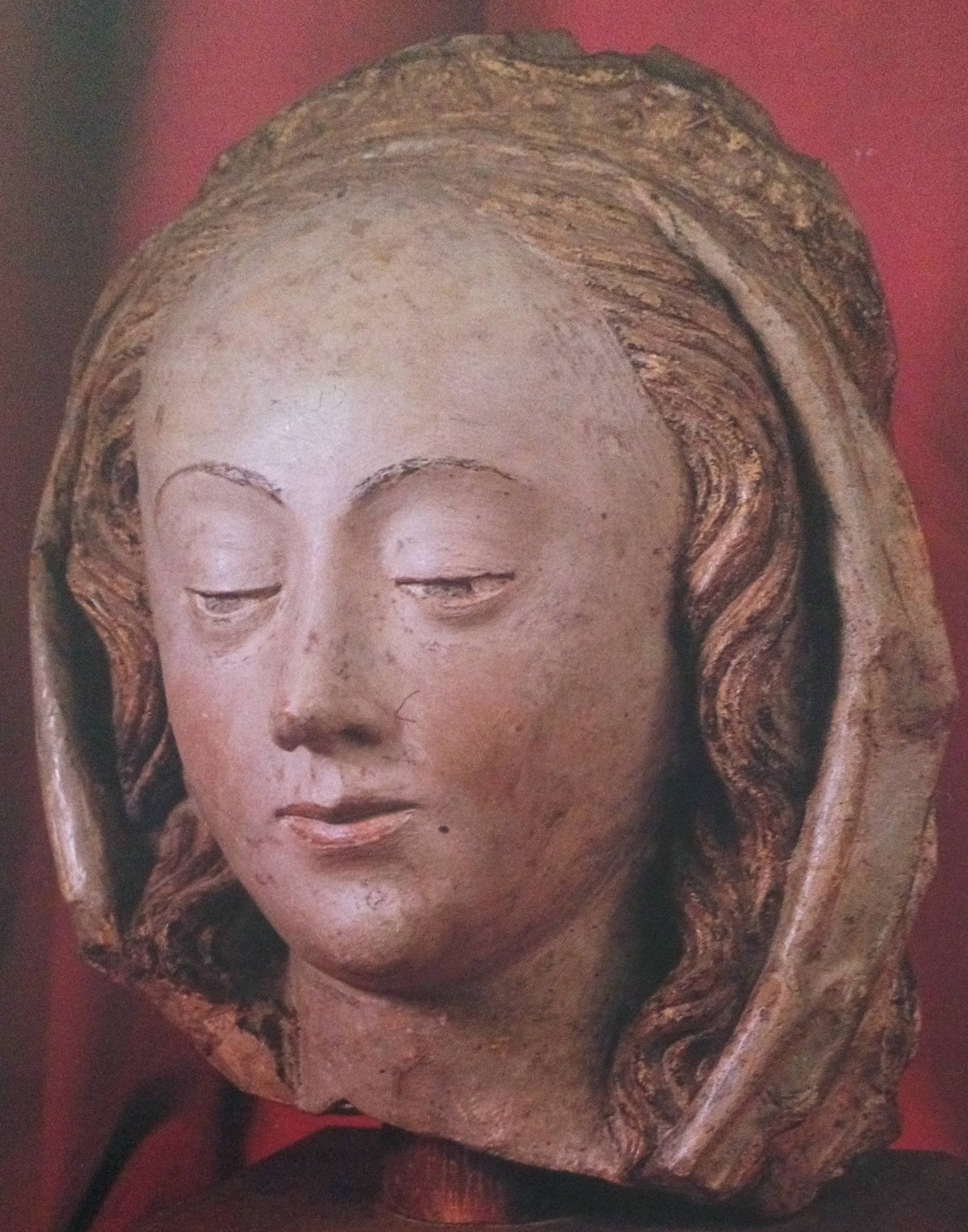
Notre-Dame de Bon Conseil.

  - fragments de retables du XVe siècle :
    - la Cène,
    - la Descente de croix,
    - la Mise au tombeau,

  - un blochet sculpté du XVIe siècle, un évêque bénissant un enfant en bois polychrome,
  - statue de saint Louis en bois polychrome du XVIIe siècle ;
  - crucifix du XVIIe siècle en bois et ivoire ;
  - buste processionnel en bois polychrome du XVIIe siècle ;
  - statue possessionnelle de la Vierge et l'Enfant de Louis Duthoit (1836), en bois doré[100] etc.

## Les cloches
Les clochers de la cathédrale sont pourvus de neuf cloches au total.

### Cloches de la tour nord
La tour nord abrite deux bourdons. Le gros bourdon a été fondu en 1736 par Philippe Cavillier père et fils, de Carrépuis près de Roye. Baptisé « Marie », il pèse 4,5 tonnes, mesure 1,92 m de diamètre et sonne le la bémol. Il est classé monument historique au titre objet depuis le 11 mai 1907. La fonte eut lieu dans le parc de l’Évêché, le précédent bourdon étant devenu défectueux, il fut descendu de la tour nord et fondu, son métal fut réutilisé pour la fonte de nouvelles cloches.
Le second bourdon « Firmine » fut victime en 1803 d'un incident de sonnerie qui le brisa. En 1816, ce fut le fondeur de Doullens, Gorlier père, qui fondit une nouvelle cloche. Mais ce bourdon dut être une nouvelle fois refondu, en 1833, par Apollinaire Cavillier. En 1899, le nouveau bourdon se fendit à cause du beffroi défectueux. La fonte d'un nouveau bourdon fut confiée, en 1903, Amédée Bollée. Ce bourdon, toujours en place, a été baptisé « Firmine-Mathilde », son poids est de 3,6 tonnes pour un diamètre de 1,75 m ; il sonne le si bémol. Il a été placé au-dessus du gros bourdon. Sur la pince a été gravé cette dédicace : « Cette cloche a été refondue en 1736, 1816, 1833, 1903 - Amédée Bollée, fondeur au Mans ».
Le mouvement des cloches est effectué par un système automatique « Bodet », cordes et pédaliers ont été supprimés.

### Cloches de la tour sud

#### Les cloches de volée
La tour sud abrite quatre grelots. On appelle grelots les cloches de plus petite taille. Ces cloches de volée pèsent respectivement : 333, 240, 225 et 194 kg. Trois sont suspendues au beffroi côte à côte. La plus petite est suspendue au-dessus.
La plus ancienne de ces cloches date de 1609 récupérée du clocher de la flèche et réinstallée dans la tour sud au XIXe siècle. Elle aurait été fondue par Melchior Guérin si on en croit le médaillon portant ce nom soudé sur la cloche. Elle est classée monument historique au titre objet depuis le 11 mai 1907. Elle est décorée des figures de saint Martin et de saint Jean-Baptiste ainsi que de feuilles de sauge naturelles brûlées lors de la fonte qui ont laissé leur empreinte en positif sur la cloche. En l'état des connaissances, c'est la dernière cloche avec ce type de décor existante encore en France. Elle pèse 240 kg, a un diamètre de 76 cm et sonne le ré.
Les trois autres grelots ont été fondus en 1833 par Apollinaire Cavillier. « Caroline-Bathilde » sonne le la, pèse 333 kg avec un diamètre de 85 cm ; « Antoinette-Judith » sonne le do #, pèse 225 kg et a un diamètre de 74 cm ; « Louise-Lucie » pèse 194 kg pour un diamètre de 71 cm, elle sonne le si.

#### Les cloches d'horloge
Les trois cloches d'horloge restent fixes, seul leur battant se meut. Le timbre du quart pèse 48 kg avec un diamètre de 43 cm et sonne le si bémol. Le timbre de la demie pèse 60 kg avec un diamètre de 48 cm et sonne le la bémol. Quant au poids de la cloche des heures, il serait d'1 tonne, cependant au vu de sa dimension, il paraît plus probable que son poids soit de 1,3 à 1,4 tonne pour un diamètre de 1,30 m. C'est la cloche la plus ancienne de la cathédrale fondue en 1546. Elle sonne le mi bémol. Les deux premières cloches ont été fondues en 1588 comme l'indique la dédicace gravée en haut de chacune d'elles. Elles sont toutes trois classées monuments historiques au titre objet depuis le 11 mai 1907.

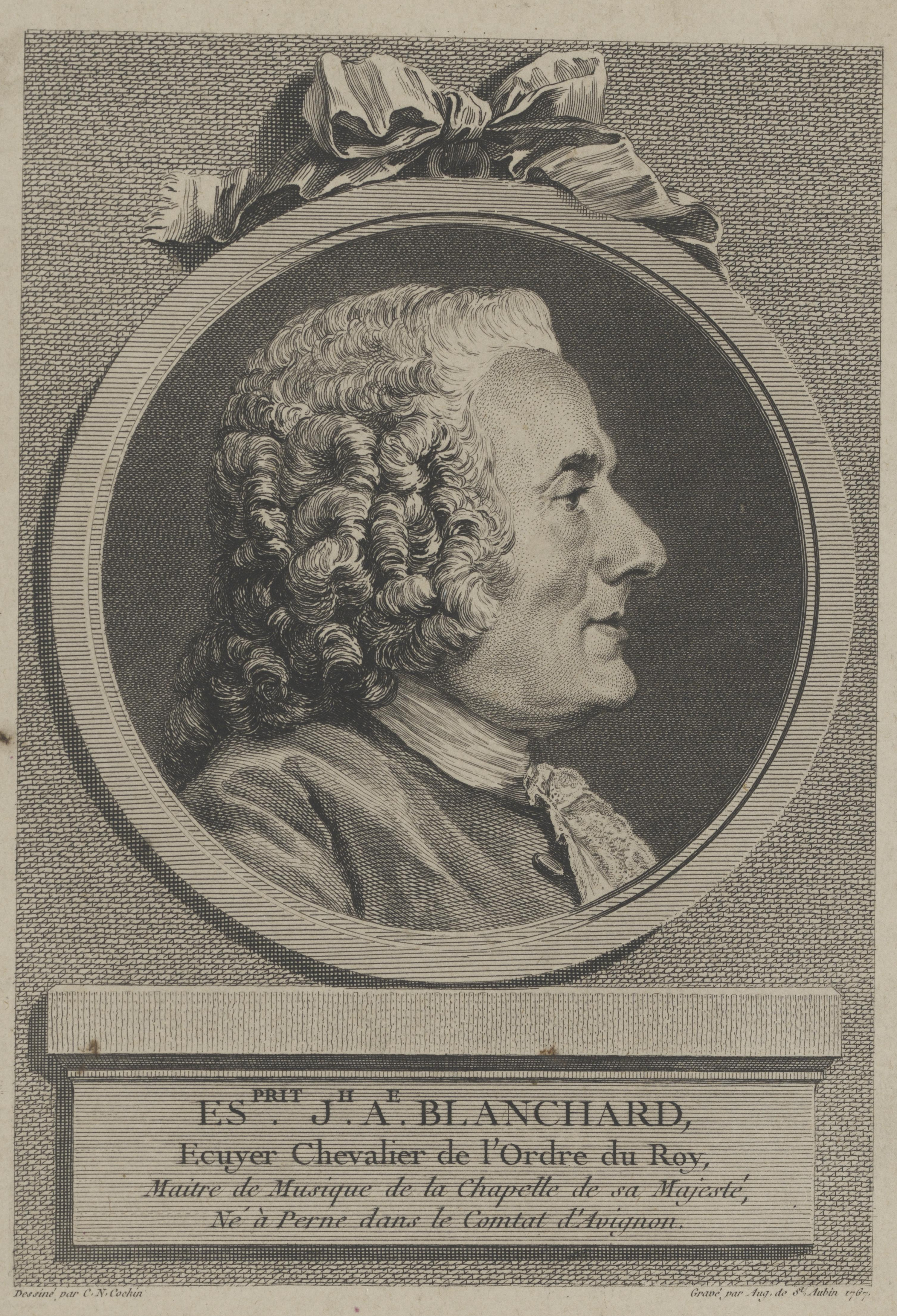
Esprit Antoine Blanchard.

## Musique
Esprit Antoine Blanchard, musicien et compositeur français fut maître de musique de la cathédrale d'Amiens de 1736 à 1738.

## Bâtiments annexes
À proximité de la cathédrale se trouvent différents édifices :
- la chapelle des Maccabées, sur le flanc sud du chœur, est en réalité l'ancienne salle du chapitre. Elle tire son nom de l'ancien cloître dit des Maccabées sur lequel elle donnait. Sa construction remonterait au début du XIVe siècle. Elle abrite la sacristie et la salle du trésor. Le plafond de la chapelle est couvert d'une voûte en bois en forme de carène de navire. La tribune en bois sculpté avec un escalier décoré d'une statue de la Vierge sous un dais est de style gothique flamboyant du début du XVe siècle. Cette chapelle est reliée à la cathédrale par un passage dans lequel se trouvent les pierres tombales des chanoines Robert de Fontaines, doyen du chapitre cathédral, mort en 1467 et Jean Le Marié, mort en 1503. Ce passage est englobé dans un bâtiment construit vers 1850 par Eugène Viollet-le-Duc[115].
- la chapelle des Catéchismes, construite au XIXe siècle fut édifiée par Viollet-le-Duc sur le côté nord du chœur.
- Dans le parc public situé au nord de la cathédrale se situe l'ancien palais épiscopal ;

## Histoire

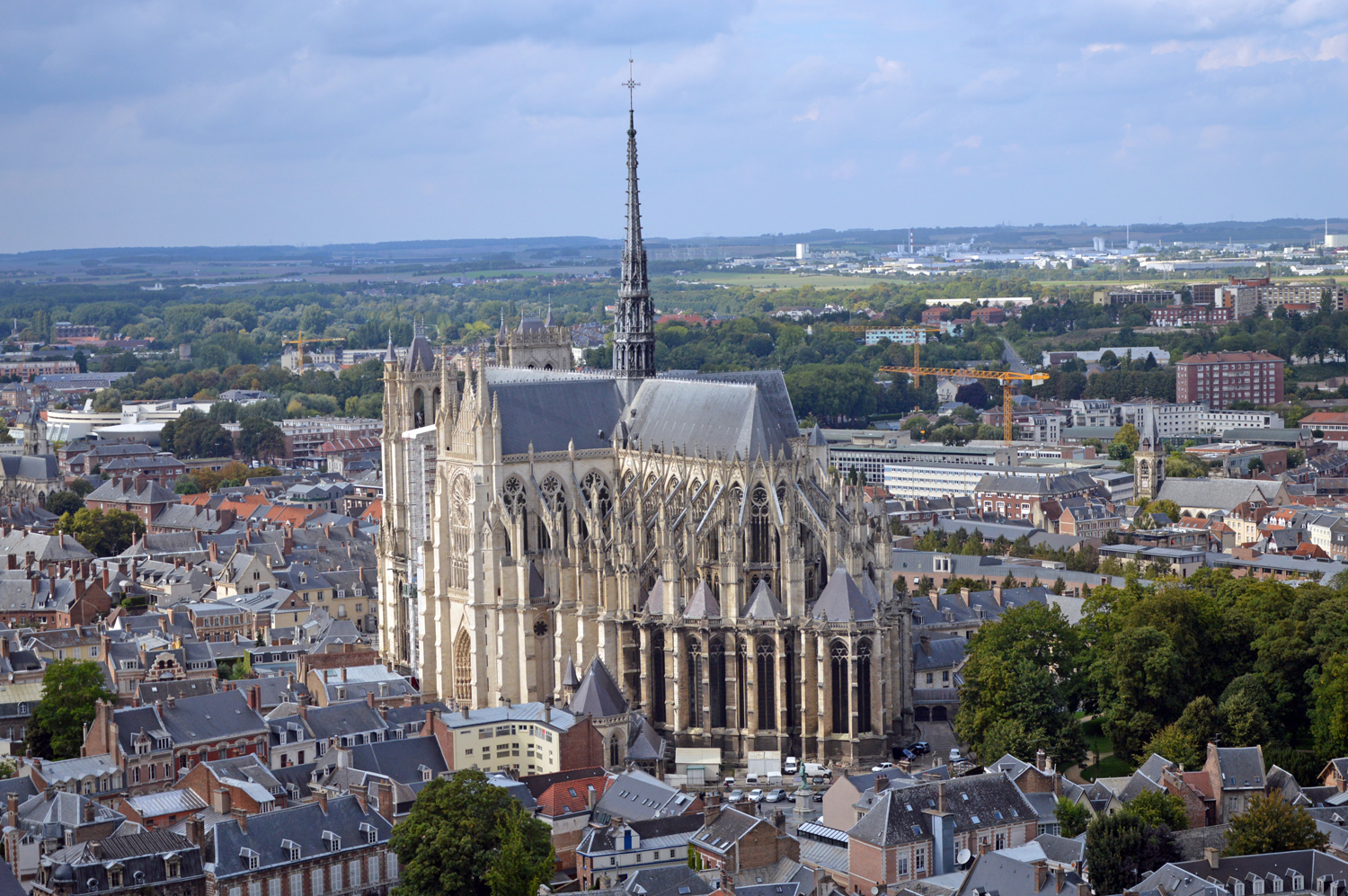
Extérieur de la cathédrale d'Amiens.
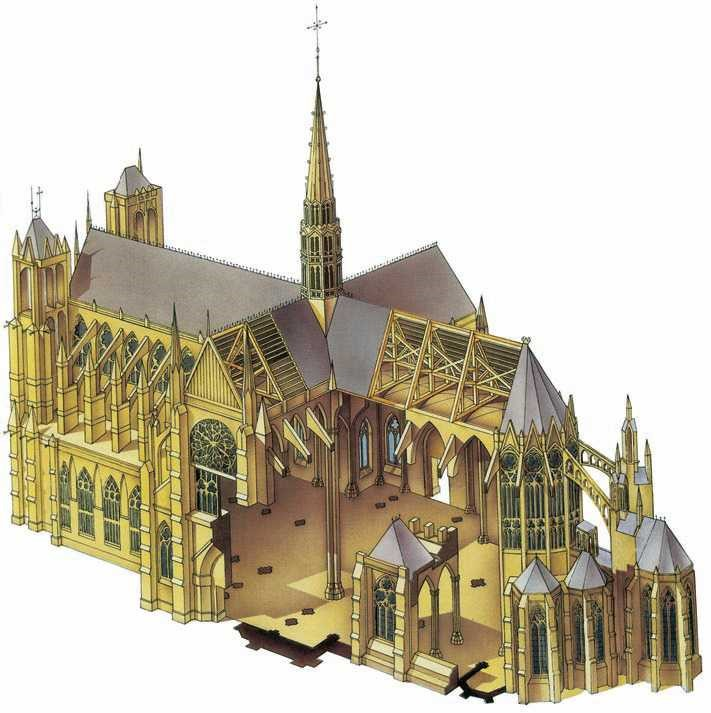
Plan en coupe de la cathédrale.

### Cathédrales antérieures
Selon la tradition locale, le christianisme aurait été introduit à Amiens au IIIe siècle après J.-C.par deux martyrs chrétiens, connus sous le nom de Firmin le Martyr et Firmin le Confesseur.En 334 Saint Martin a été baptisé a Amiens. L'Église a été démit de ses fonctions à cause des invasions des Vandales, et n’a reprit son activité qu'à la fin du Ve siècle, avec le baptême de Clovis Ier en 498 ou 499. Le premier évêque d'Amiens était Edibus, qui a participé à un concile en 511. Selon les documents, une cathédrale primitive avec deux églises dédiées aux deux Fermins aurait existé sur le site de l'église actuelle, mais il n'existe aucune preuve archéologique. Salvius, évêque d'Amiens vers 600, est crédité de la construction de cette cathédrale, mais sa Vie est d'une exactitude très douteuse.
Un incendie a détruit les deux églises et une grande partie de la ville. Une cathédrale romane a été construite pour les remplacer entre 1137 et 1152. Cette cathédrale accueillit le mariage du roi Philippe II de France en 1193. En 1206, Amiens a reçu une relique célèbre, la tête présumée de Jean-Baptiste, achetée à Constantinople. Cette relique a fait d'Amiens un lieu de pèlerinage majeur et lui donna une source importante de revenus (le reliquaire a été détruit pendant la Révolution française, mais une reconstitution réalisée en 1876 par un joaillier parisien, utilisant une partie du cristal de roche d'origine, est aujourd'hui exposée dans le trésor de la cathédrale).

### Construction

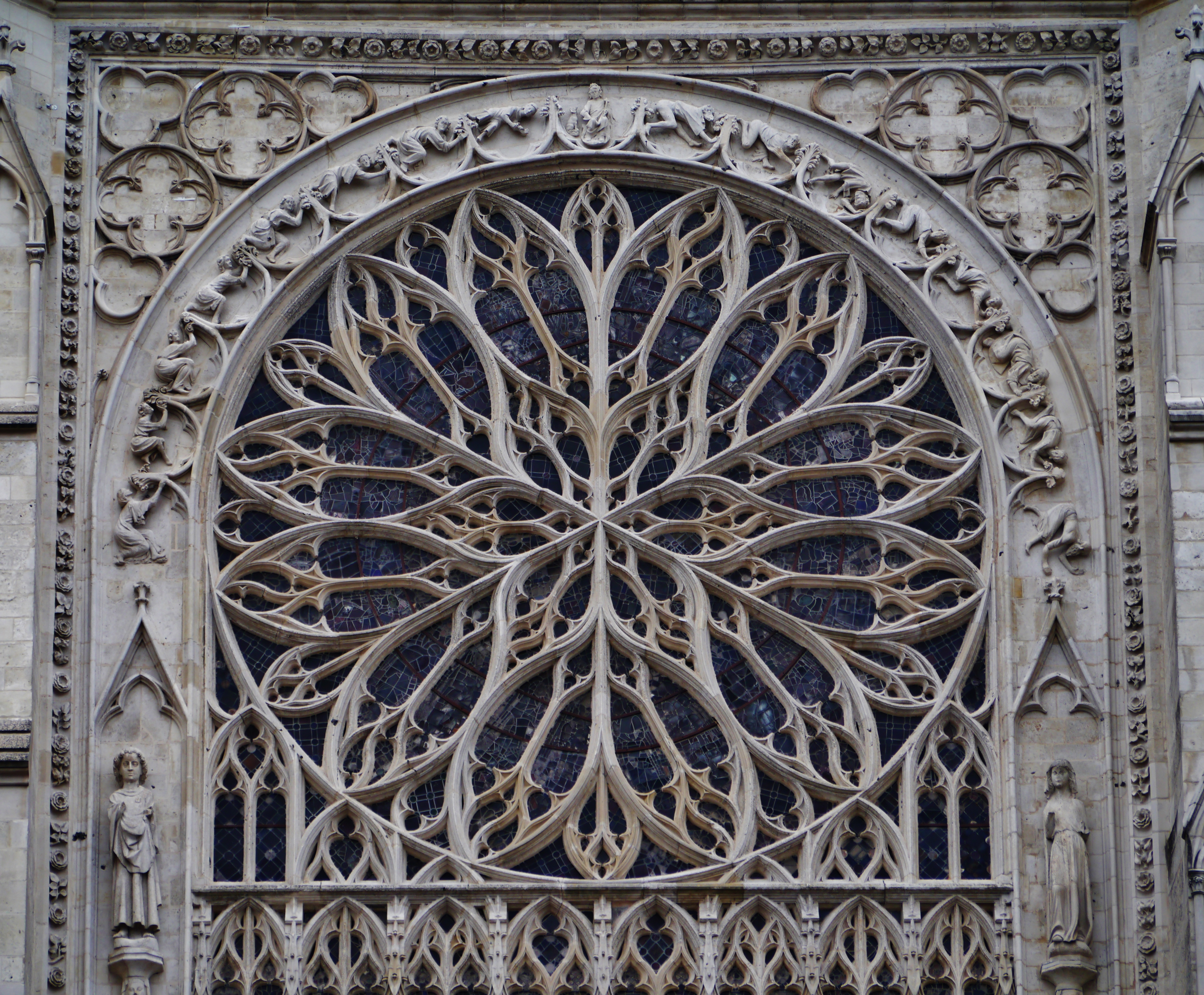
La rosace flamboyante sud (XVIe siècle).

Un incendie a détruit la cathédrale romane en 1218. Un plan pour une nouvelle cathédrale a été réalisé par le maître d'œuvre Robert de Luzarches, et en 1220 l'évêque Evrard de Fouilloy a posé la première pierre. Les Luzarches ont révolutionné le système de construction gothique en utilisant des pièces de pierre de tailles et de formes standard, plutôt que de fabriquer des pièces uniques pour chaque fonction. Il en a été l'architecte jusqu'en 1228, puis Thomas de Cormont l’a été jusqu'en 1258. Son fils, Renaud de Cormont, en était l'architecte jusqu'en 1288.
La construction s'est déroulée de manière inverse, de l'ouest vers l'est, en commençant par le couloir central. Renaud De Cormont a donné à la structure ses dimensions et son harmonie extraordinaires par la construction des grandes arcades et des fenêtres supérieures. La nef est achevée en 1236 et, en 1269, les fenêtres supérieures du chœur étaient mises en place. À la fin du XIIIe siècle, les bras du transept sont achevés, et au début du XIVe siècle les façades et les tours supérieures sont terminées. Pendant que ces travaux étaient en cours, les chapelles entre les contreforts et aux angles du transept ont été ajoutées.

### Renforcement (XVesiècle)
La conception initiale des arcs-boutants autour du chœur avait placés trop haut les arcs-boutants pour qu’ils contrent la force de l'arc du plafond poussant vers l'extérieur, ce qui entraînait de trop grandes forces latérales qui s’exerçaient sur les colonnes verticales. La structure n'a été sauvée que lorsque les maçons ont placé une deuxième rangée d'arcs-boutants plus solides qui se rejoignaient plus bas sur le mur extérieur.
En 1497, les quatre piliers de la croisée du transept, ainsi que les deux colonnes gauches du chevet, commencèrent à présenter des fissures et d'autres signes de stress. Une équipe d'experts a examiné les dégâts et a effectué quelques réparations, mais les fissures ont continué. Le problème a fini par être résolu par Pierre Tarisel, qui installera en 1498 une chaîne en fer forgé autour du niveau pour résister aux forces qui poussées les colonnes de pierre vers l'extérieur. La chaîne a été installée chaude pour servir de cinch. Elle s’est resserrée en refroidissant, de nos jours la chaîne est toujours en place. En 1503, Tarisel a pris des mesures similaires pour renforcer certaines parties de l'entrée du chœur.

### Modifications (XVIe–XVIIIesiècle)

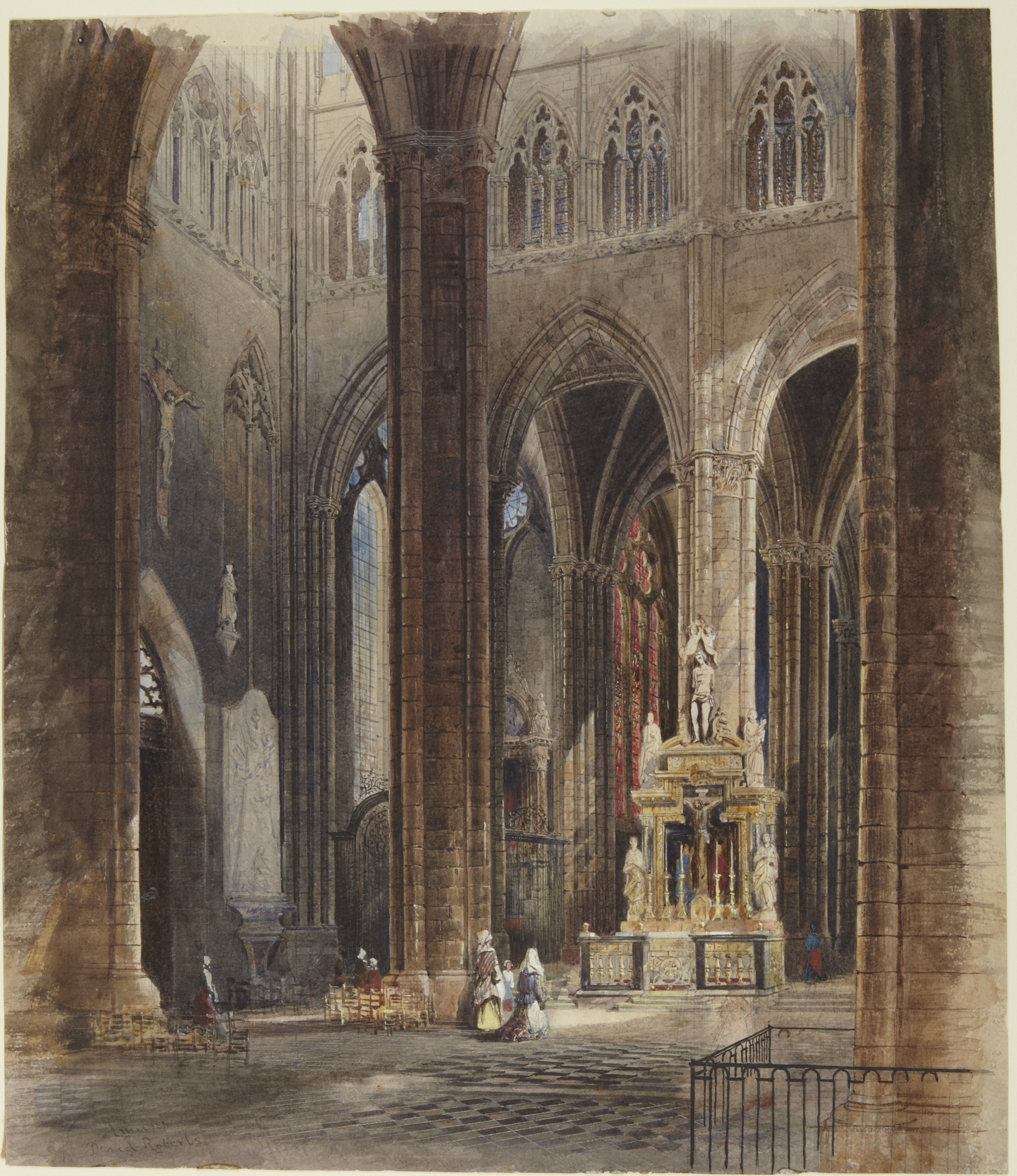
Intérieur de la cathédrale par David Roberts (vers 1827).
Intérieur de la cathédrale par Jules Victor Genisson (1842).
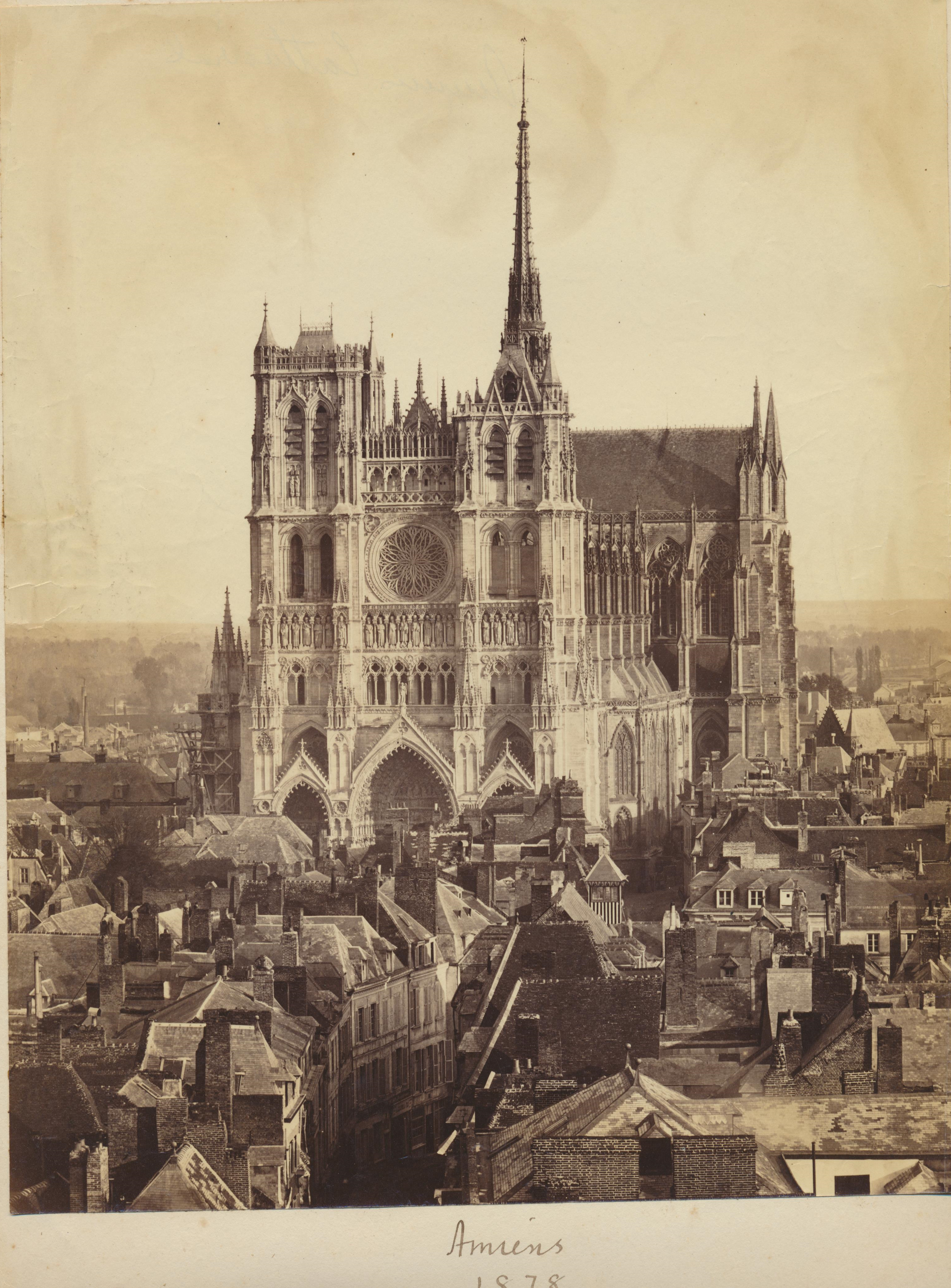
Photographie sépia de la cathédrale en 1878.

Au XVIe siècle, la cathédrale souffre des dommages causés par des incendies, des tempêtes de vent ou encore l'explosion d'un moulin à poudre voisin mais le tout sans dommages majeurs. Elle subit également plusieurs modifications pour s'adapter aux changements de styles ; une nouvelle rosace, de style gothique flamboyant, pleine de boucles et de contre-boucles, ont été installée dans le transept ouest. Au XVIIIe siècle, des modifications architecturales ont été apportées pour se conformer aux nouvelles idéologies prononcées par le Concile de Trente tenu entre 1545 et 1563 à Trente. L'ancien jubé médiéval entre le chœur et la nef a été remplacé par un jubé en fer forgé orné, afin que les paroissiens de la nef puissent voir l'autel. L'autel lui-même a été modifié, en supprimant les douze candélabres massifs et les douze coffres de reliques de saints martyrs. D'importants travaux ont également été réalisés pour renforcer les arcs-boutants.

### La Révolution et leXIXesiècle
La cathédrale d’Amiens, comme d'autres cathédrales dans les communes de France, a subi des dommages considérables pendant la Révolution française. Une grande partie de la sculpture a été frappée à coups de marteau et les têtes de nombreuses statues ont été cassées. De nombreux meubles, accessoires et trésors ont été volés ; une partie de la cathédrale a été utilisée comme entrepôt pour les matériaux utilisés dans diverses célébrations révolutionnaires.
La cathédrale a retrouvé sa fonction religieuse en 1800 et les premiers travaux de restauration ont commencé en 1802. À partir de 1810, l'architecte néoclassique Étienne-Hippolyte Godde est chargé des travaux puis suivi de François Auguste Cheussey en 1821 qui lui commande à trois sculpteurs de nouvelles statues. Après que la presse a critiqué les défauts de la sculpture et de sa restauration, Cheussey démissionne et Eugène Viollet-le-Duc le remplace en 1849. Viollet-le-Duc entreprend un programme plus ambitieux visant à restituer le bâtiment le plus que possible à son esprit médiéval de base, en y ajoutant des gargouilles sculptées et d'autres éléments gothiques typiques. Viollet-le-Duc a presque travaillé continuellement sur la cathédrale jusqu'en 1874.

### Protection et restauration (XXesiècle)

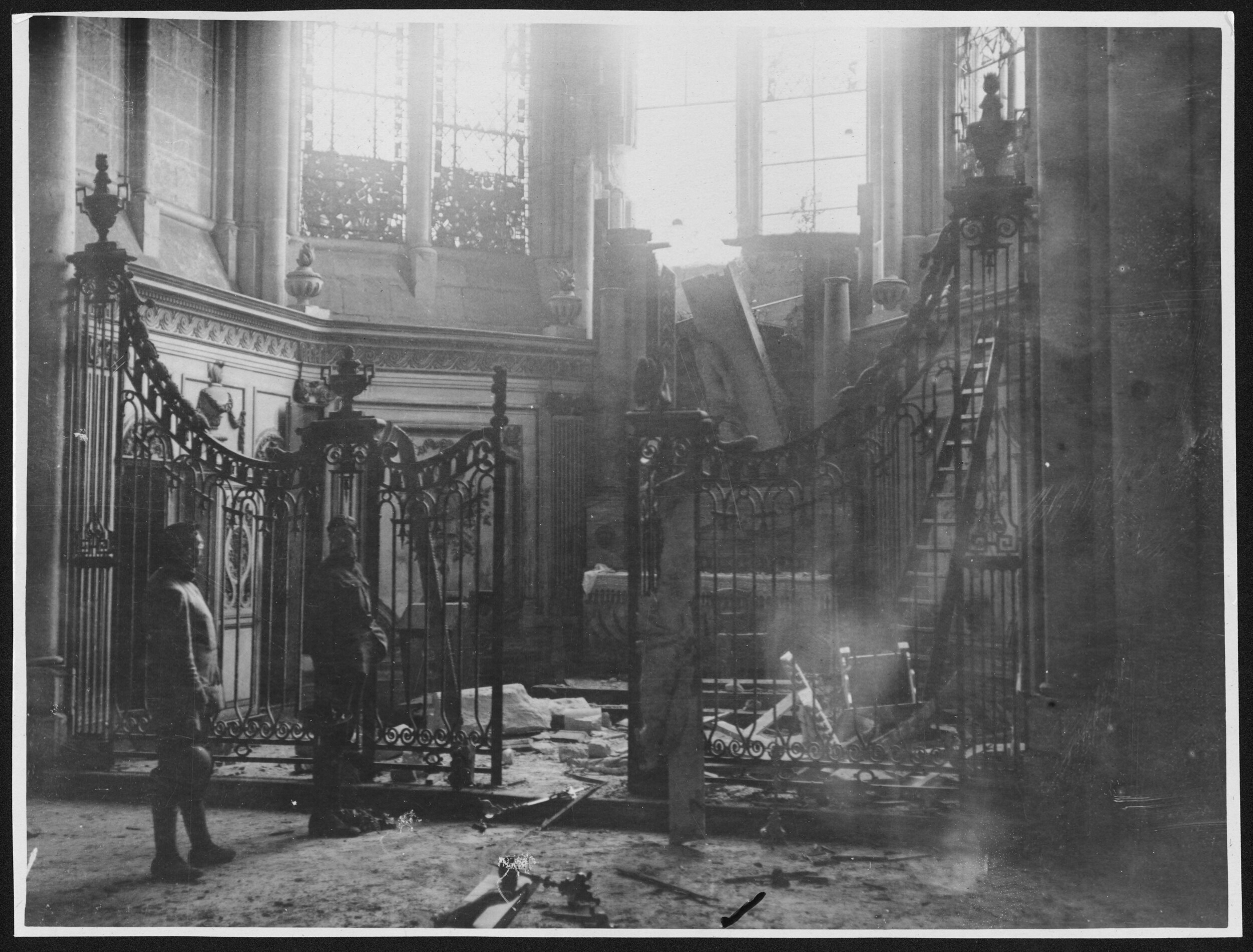
Dégâts pendant la Première Guerre mondiale.

Les vitraux de l'église ont été retirés pour les protéger durant les deux guerres mondiales, et l'église n'a subi que des dommages mineurs. Cependant, en 1920, certains vitraux, entreposés dans l'atelier d'un maître vitrier pour leur protection, ont été détruits par un incendie.
Entre 1973 et 1980, la flèche a été entièrement restaurée. En 1981, la cathédrale a été déclarée site du patrimoine mondial de l'UNESCO. En 2001 la restauration de la façade ouest a été achevée. En 1992, l'historien de l'art Stephen Murray est nommé par le ministère français de la Culture au sein du comité scientifique chargé de superviser la restauration de la cathédrale d'Amiens : suite à quoi Murray devient citoyen d'honneur d'Amiens et reçoit un doctorat de l'Université de Picardie Jules Verne (UPJV de nos jours), à la suite de ces travaux auquel il a particpé,,.

#### Généralités
- Charles Berton, Travaux de la cathédrale d'Amiens. Réponse à MM. les antiquaires, Amiens, Alfred Caron imprimeur-libraire, 1853 (lire en ligne)
- Jean-Luc Bouilleret (dir.), Amiens, La Nuée Bleue, coll. « Grâce d'une cathédrale », 2012, 503 p. (ISBN 9782716507820, OCLC 801073962).
- Jean-Jacques Bourassé, Les plus belles églises du monde: notices historiques et archéologiques sur les temples les plus célèbres de la chrétienté, Tours, Mame, 1857, 504 p. (OCLC 1176885985, lire en ligne).
- Jacques Brandicourt et Jean Desobry, La Cathédrale d'Amiens, Lyon, Lécuyer et fils imprimeurs.
- (en) Robert Branner, Saint Louis and the Court Style in Gothic Architecture, Londres, 1965
- Jean-Charles Capronnier, Christian Corvisier, Bertrand Fournier, Anne-Françoise Le Guilliez et Dany Sandron, Picardie gothique, Tournai, Casterman, 1995 (ISBN 2-203-62 004-8)
- Maurice Crampon, La cathédrale d'Amiens, Amiens, Centre régional de documentation pédagogique de l'académie d'Amiens, 2001, 159 p. (ISBN 2-86615-256-5)
- Gérard Denizeau, Larousse des cathédrales, Paris, 2009, 314 p. (ISBN 978-2-03-583961-9) ;
- Hubert Dessaint, Notre-Dame d'Amiens, 800 ans - l'art de construire, Amiens, Imprimerie Ansel, juillet 2021 ;
- Georges Durand, « Amiens. Cathédrale Notre-Dame. Bibliographie », dans Congrès archéologique de France. 99e session. Amiens. 1936, Paris, Société française d'archéologie, 1937 (lire en ligne), p. 9-27
- Georges Durand, La Cathédrale d'Amiens, Amiens, Imprimerie Yvert, 1950.
- Georges Durand, Monographie de l'église cathédrale Notre-Dame d'Amiens (présentation en ligne) — 2 tomes et 1 volume de planches.
  - tome 1 : Histoire et description de l'édifice, Amiens et Paris, 1901 (lire en ligne). 
  - tome 2 : Mobilier et accessoires (lire en ligne)
  - Atlas (lire en ligne)
- Maurice Duvanel, Jean Macrez et Paule Roy, La cathédrale Notre-Dame d'Amiens, Amiens, Poiré-Choquet, 1987 (ISBN 9782950214706, OCLC 462037548).
- Maurice Duvanel et Jean Macrez, La Cathédrale Notre-Dame d'Amiens, Amiens, Éditions Poire-Choquet, 1998 (ISBN 2-9502147-5-4, OCLC 49942166).
- Alain Erlande-Brandenburg, Histoire de l'architecture française, Paris, Éditions du Patrimoine, 1995 (ISBN 2-85620-367-1)
- Alain Erlande-Brandenburg, La cathédrale Notre-Dame d'Amiens, Paris, J.-P. Gisserot, 2002, 16 p. (ISBN 9782877476188, OCLC 9782877476188)
- Alain Erlande-Brandenburg, La cathédrale d'Amiens, Paris, Caisse nationale des monuments historiques et des sites, 1982, 64 p. (ISBN 9782858220533, OCLC 11434811).
- Maurice Eschapasse, Notre Dame d 'Amiens, Hachette, 1960
- A.P.M. Gilbert, Description historique de l'église cathédrale Notre-Dame d'Amiens, Amiens, Caron-Vitet, 1833, 378 p. (lire en ligne).
- (de) Dieter Kimpel et Robert Suckale, Die gotische Architektur in Frankreich : 1130-1270, Munich, 1985, 576 p. (ISBN 3-7774-4040-X), p. 11-64 et 503
- Henry Kraus, « Amiens, la cathédrale et le commune », dans L'argent des cathédrales, Paris, Les éditions du Cerf/CNRS éditions, coll. « 'Biblis », 2012 (ISBN 978-2-271-07503-1), p. 65-104
- Emmanuelle Lesbre, La Bible de pierre, Amiens, cathédrale prophétique, Amiens, Editions Librairie du Labyrinthe, 2024  (ISBN 978-2-918 397-359)
- Philippe Plagnieux, Amiens : la cathédrale Notre-Dame, Paris, Monum, éditions du Patrimoine, 2003.
- Pierre-Marie Pontroué, Notre-Dame d'Amiens, Amiens-Paris, Éditions Martelle, 1997, 63 p. (ISBN 2-87890-062-6) ;
- Marcel Proust, Préface, traduction et notes à La Bible d'Amiens de John Ruskin, Paris, Bartillat, 2007, 370 p. (ISBN 978-2-84100-403-4, lire en ligne).
- Auguste Rodin, Les Cathédrales de France, vol. VII : Amiens, Paris, Armand Colin, 1914, p. 76-79 - Lire sur Gallica.
- Abbé Rose, Cartulaire du chapitre de la cathédrale d'Amiens, coll. « Mémoires de la Société des antiquaires de Picardie »
  - tome 1 (1905) sur Gallica
  - tome 2 (1912) sur Gallica
- John Ruskin, La Bible d'Amiens, 1885 (lire sur Wikisource) ;
- Dany Sandron, Amiens : la cathédrale, Paris, Zodiaque, coll. « Le ciel et la pierre », 2004 (ISBN 9782736903091, OCLC 469635758).
- Edmond Soyez, La Picardie historique et monumentale, t. I : Amiens, cathédrale, Amiens, 1893-1899 (lire en ligne), p. 10-60.

#### Labyrinthe
- Jean Macrez, Le labyrinthe de la cathédrale d'Amiens, Amiens, Centre de la documentation pédagogique, 1990
- Edmond Soyez, Les labyrinthes d'églises : le labyrinthe de la cathédrale d'Amiens, Amiens, Yvert et Tellier, 1896

#### Orgues
- Marcel Degrutère, « Le Grand Orgue de la cathédrale Notre-Dame d'Amiens », L'orgue, Les Amis de l'orgue, nos 331-332,‎ 2021.
- Georges Durand, Les orgues de la cathédrale d'Amiens, Paris, Schola cantorum, 1903

#### Polychromie
- Anne Egger et Martin Fraudreau, Amiens, la cathédrale peinte, 1220-1270, Paris, Perrin, 2000 (ISBN 2262015759)

#### Portails
- Abbé Jourdain et abbé Duval, « Rapport à Monsieur le préfet du département de la Somme, sur l'état actuel du portail de la Vierge-Dorée de la cathédrale d'Amiens à restaurer et sur les restaurations à faire, en réponse à sa lettre du 29 avril 1843 », Mémoires de la Société des antiquaires de Picardie, t. VI,‎ 1843, p. 59-136 (lire en ligne)
- Georges Durand, « Le Grand Portail de la cathédrale d'Amiens », Mémoires de l'Académie des sciences, des lettres et des arts d'Amiens. Année 1899, t. 46,‎ 1900, p. 163-185 (lire en ligne)
- (de) Wilhelm Schlink, Der Beau-Dieu von Amiens : das Christusbild der gotischen Kathedrale, Francfort-sur-le-Main et Leipzig, Insel, 1991, 150 p., livre de poche (ISBN 3-458-33016-X)

#### Stalles et clôtures de chœur
- Stéphanie Diane Daussy, Sculpter à Amiens en 1500, Rennes, Presses universitaires de Rennes, 2013
- François Deshoulières et Marcel Aubert, « Le sculpteur des stalles de la cathédrale d'Amiens », Bulletin Monumental, no 78,‎ 1914, p. 385 (lire en ligne)
- Abbés Louis Jourdain & Antoine Théophile Duval, Les stalles de la cathédrale d'Amiens, Amiens, Typographie de Duval & Hermant, 1843, 368 p. (lire en ligne)
- Abbés Jourdain et Duval, « Histoire et description des stalles de la cathédrale d'Amiens », Mémoires de la Société des antiquaires de Picardie, vol. 7,‎ 1844, p. 81-484 (lire en ligne)
- (de) Detlef Knipping, Die Chorschranke der Kathedrale von Amiens : Funktion und Krise eines mittelalterlichen Ausstattungstypus, Munich, Deutscher Kunstverlag, 2001, 207 p.
- Kristiane Lemé-Hébuterne, Les stalles de la cathédrale d'Amiens : histoire, iconographie, Paris, Picard, 2007
- Guy de Tourtier, Georges Prache, Cathédrale d'Amiens, une merveille les stalles de la cathédrale, Amiens, 1977
- Guy de Tourtier, Les stalles de la cathédrale d'Amiens : XVIe siècle, Lyon, Lescuyer, 1979
- (en) Charles Tracy et Hugh Harrison, The choir-stalls at Amiens cathedral, Reading, Spire Books, 2004
- François Séguin, « Amiens. Cathédrale Notre-Dame : acquisition d'un relief attribué au jubé », Bulletin monumental, t. 178, no 4,‎ 2020, p. 510-512 (ISBN 978-2-901837-85-5)

#### Vitraux
- Louis Grodecki, Françoise Perrot et Jean Taralon, « Amiens. Cathédrale Notre-Dame », dans Les vitraux de Paris, de la région parisienne, de la Picardie et du Nord-Pas-de-Calais, Paris, éditions du CNRS, coll. « Corpus Vitrearum Medii Aevi. Recensement des vitraux anciens de la France » (no 1), 1978 (ISBN 2-222-02263-0), p. 218-222
- Picardie, direction de l'inventaire et du patrimoine culturel et Nathalie Frachon-Gielarek, Amiens : les verrières de la cathédrale, Amiens, AGIR-PIC, 2003